# Oberleitungsbus

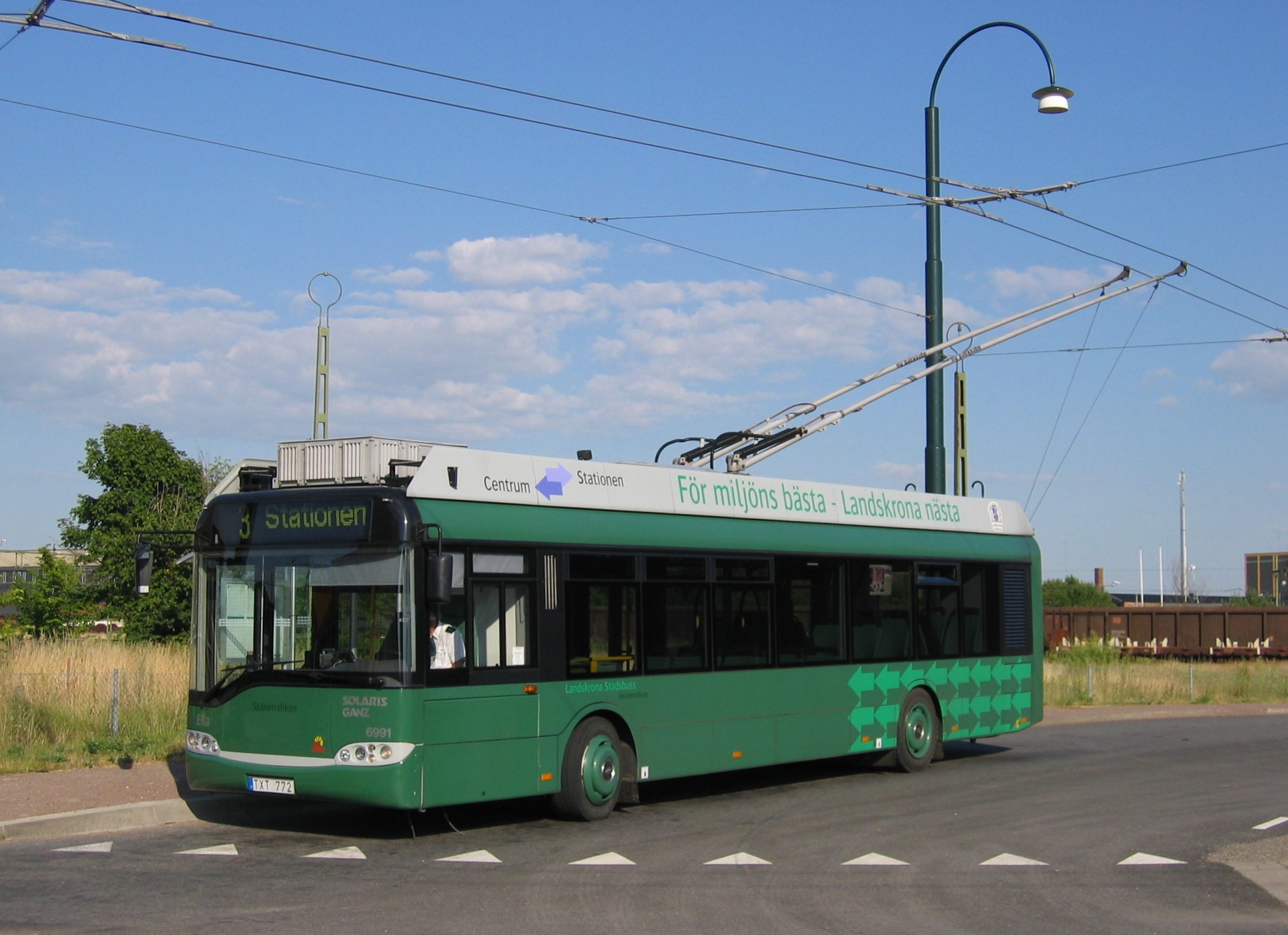
Oberleitungsbus des Typs Trollino 12 im schwedischen Landskrona

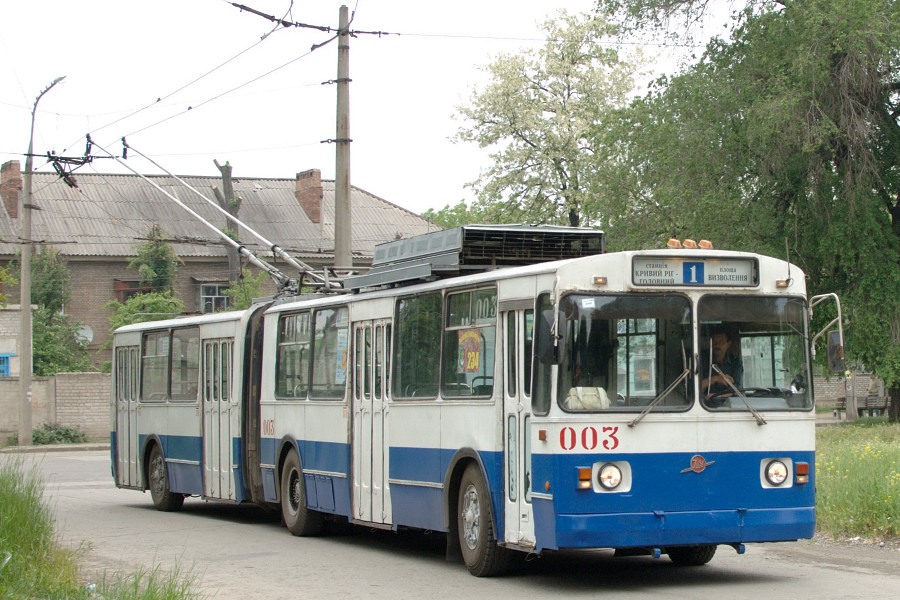
Ein ZiU-10 im ukrainischen Krywyj Rih

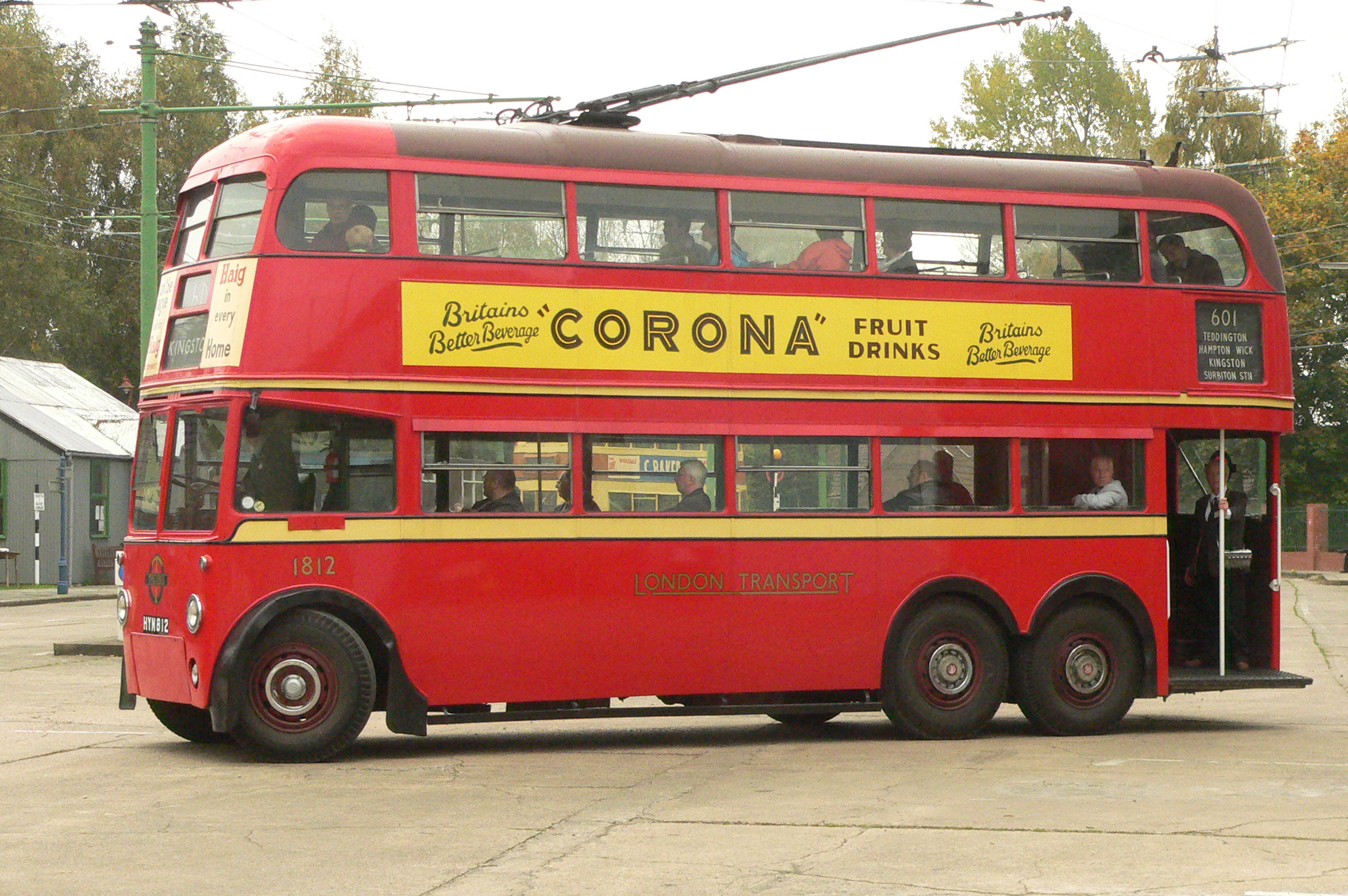
Museal erhaltener Londoner Doppeldecker

Ein Oberleitungsbus – auch Oberleitungsomnibus, Obus, O-Bus, Trolleybus, Trolley oder veraltet gleislose Bahn genannt – ist ein elektrisches Verkehrsmittel beziehungsweise Verkehrssystem im öffentlichen Personennahverkehr. Er ist wie ein im Stadtbusverkehr eingesetzter Stadtlinienbus aufgebaut und wird von einem oder mehreren Elektromotoren angetrieben. Seinen Fahrstrom bezieht er – ähnlich der Straßenbahn und anders als Batteriebusse – mittels Stromabnehmern aus einer über der Fahrbahn gespannten Oberleitung, die jedoch stets zweipolig ausgeführt ist. Oberleitungsbusse sind somit weder spurgeführt wie eine Bahn noch spurfrei wie ein Omnibus, sondern unterliegen einer geringen Spurbindung. Die Bezeichnung Oberleitungsbus beziehungsweise ihre Synonyme werden dabei sowohl für das Fahrzeug selbst als auch für die dazugehörige Infrastruktur verwendet.
Die ersten Anlagen wurden zu Beginn des 20. Jahrhunderts eröffnet, weltweit existierten Ende 2024 insgesamt 257 Oberleitungsbus-Betriebe, verteilt auf 45 Staaten. Sie sind überwiegend in Mittel- und osteuropäischen Ländern, den Nachfolgestaaten der Sowjetunion, der Volksrepublik China, Nordkorea, Italien und der Schweiz anzutreffen und werden in der Liste der Oberleitungsbussysteme aufgeführt. Über 500 Netze wurden wieder stillgelegt, eine Übersicht hierzu gibt die Liste der ehemaligen Oberleitungsbussysteme. Die meisten früheren Betriebe existierten in der westlichen Welt, wo der Oberleitungsbus in den 1950er und 1960er Jahren seine Blütezeit erlebte. In 32 Ländern, die früher Obusverkehr aufwiesen, ist das Verkehrsmittel mittlerweile gar nicht mehr anzutreffen.
Eine ausführliche Darstellung der historischen Entwicklung findet sich im Hauptartikel Geschichte des Oberleitungsbusses.

## Definition und Rechtslage
Der Oberleitungsbus ist eine Mischung aus Straßenbahn und Bus. Der Obus kombiniert somit Elemente einer Bahn mit denjenigen eines Kraftfahrzeugs. Dies macht sich auch juristisch bemerkbar – in den nationalen Rechtsgebungen werden Obusse zumeist als Eisenbahn behandelt, nicht zuletzt deshalb, weil nur in wenigen Staaten spezielle Verordnungen für Straßenbahnen bestehen. Während bei Omnibussen zwischen Linienbussen und solchen für den Gelegenheitsverkehr unterschieden wird, dienen Oberleitungsbusse ausschließlich dem Linienverkehr. Auch in EU-konformen Ausschreibungen werden bezüglich der „Tätigkeit des Auftraggebers“ standardmäßig Städtische Eisenbahn-, Straßenbahn-, Oberleitungsbus- oder Busdienste unterschieden.
Deutschland
Wie alle deutschen Straßenfahrzeuge unterliegen auch Oberleitungsbusse dem Straßenverkehrsgesetz (StVG), der Fahrzeug-Zulassungsverordnung (FZV) – früher Straßenverkehrs-Zulassungs-Ordnung (StVZO) – sowie der Straßenverkehrs-Ordnung (StVO). Zusätzlich gelten die Verordnung über den Betrieb von Kraftfahrunternehmen im Personenverkehr (BOKraft), das Personenbeförderungsgesetz (PBefG) sowie die Verordnung über die Allgemeinen Beförderungsbedingungen für den Straßenbahn- und Obusverkehr sowie den Linienverkehr mit Kraftfahrzeugen. In diesen drei Regelungen werden Obusse als eigenständiges Verkehrsmittel jeweils gesondert erwähnt. Sie werden in Deutschland im Personenbeförderungsgesetz wie folgt definiert:
| „Obusse im Sinne dieses Gesetzes sind elektrisch angetriebene, nicht an Schienen gebundene Straßenfahrzeuge, die ihre Antriebsenergie einer Fahrleitung entnehmen.“ – § 4 (3) Personenbeförderungsgesetz |

Das Kraftfahrt-Bundesamt ordnet die Oberleitungsbusse den Kraftomnibussen zu, mit der eigenen Schlüsselnummer 22 0000. Das Personenbeförderungsgesetz hingegen definiert sie aufgrund ihrer Fahrleitungsbindung nicht als Kraftfahrzeuge. Für den Verkehr mit Obussen wird von den Verkehrsbehörden eine entsprechende Genehmigungsurkunde gemäß Personenbeförderungsgesetz ausgestellt. Bezüglich der Infrastruktur gilt für Obusanlagen zusätzlich die Verordnung über den Bau und Betrieb der Straßenbahnen (BOStrab). Da es in Deutschland keine spezielle Verordnung für Obusse gibt, kommt die BOStrab auch bei der Neuinbetriebnahme von Obussen zur Anwendung. Das heißt, Obusse werden sowohl als Straßenbahnwagen als auch als Kraftfahrzeug zugelassen, wobei für die straßenrechtliche Zulassung der TÜV zuständig ist. Die BOStrab ist dabei vergleichsweise streng, so muss beispielsweise auch der Brandschutz von Straßenbahnwagen in Tunneln berücksichtigt werden.
Als Technische Aufsichtsbehörde (TAB) fungiert eine von der jeweiligen Landesregierung bestimmte Behörde, der sogenannte Landesbevollmächtigte für Bahnaufsicht (LfB). Im Falle des Solinger Betriebs in Nordrhein-Westfalen ist dies beispielsweise die Düsseldorfer Bezirksregierung. Für die regelmäßige Prüfung der Oberleitungsinfrastruktur ist ebenfalls der TÜV verantwortlich, in Esslingen beispielsweise erfolgt die Kontrolle der elektrischen Anlagen vierteljährlich.
Noch 1957 wurde in Westdeutschland „im Hinblick auf die technische und betriebliche Eigenart dieses schienenlosen Verkehrsmittels“ der bevorstehende Erlass einer besonderen Verordnung über den Bau- und Betrieb von Obusanlagen (BOObus) erwartet, hierzu kam es letztlich nicht mehr.
In Preußen war das Genehmigungsverfahren hingegen noch relativ unkompliziert. Dort unterstanden gleislose Bahnen – anders als Straßenbahnen – nicht dem Preußischen Kleinbahngesetz, stattdessen bedurfte es nur der landespolizeilichen Genehmigung und des Einverständnisses der Wegeeigentümer. Dies änderte sich erst mit der Einführung der Verordnung über den Überlandverkehr mit Kraftfahrzeugen vom 6. Oktober 1931. Ihr zufolge galten zumindest für die Starkstromanlagen der Fahrzeuge und die Fahrleitungsanlagen die Vorschriften nebst Ausführungsregeln für elektrische Bahnen. Im Königreich Sachsen wiederum war der „Königliche Komissär für elektrische Bahnen“ als Bahnaufsichtsbehörde auch für gleislose Bahnen zuständig.
Österreich
In Österreich sind Oberleitungsbusbetriebe dem Eisenbahngesetz 1957 (EisbG) unterstellt:
| „Oberleitungs-Omnibusse gelten als Straßenbahnen, sofern es sich nicht um die Haftung für Schäden beim Betrieb eines Oberleitungs-Kraftfahrzeuges, wenn auch in Verbindung mit ortsfesten eisenbahntechnischen Einrichtungen, handelt.“ – § 5 Eisenbahngesetz 1957 |

Es war dabei bei Verabschiedung des Gesetzes im Jahr 1956 naheliegend, auch auf die Obuslinien hinsichtlich ihrer ortsfesten eisenbahntechnischen Einrichtungen das Eisenbahnrecht anzuwenden, wodurch ihnen das zur Zeit der Geltung des österreichischen Eisenbahnrechtes gewährte Enteignungsrecht wieder zukam. Insbesondere für die Obuslinien war dies von größter Bedeutung, weil zuvor durch das Fehlen eines solchen Rechtes Schwierigkeiten besonders hinsichtlich der Verankerung ihrer Fahrleitung an fremden Gebäuden aufgetreten sind.
Die aufgrund des Eisenbahngesetzes erlassene Straßenbahnverordnung (StrabVO) enthält jedoch erst seit dem Inkrafttreten der Verordnung BGBl. II Nr. 127/2018 auch Bestimmungen für Oberleitungsbusse.
Neben dem Eisenbahngesetz gelten aber auch die Vorschriften des Straßenverkehrsrechts: Die Straßenverkehrsordnung 1960 und das Kraftfahrgesetz 1967 definieren Oberleitungskraftfahrzeuge jeweils nicht als Schienenfahrzeuge:
| „Schienenfahrzeug: ein an Gleise gebundenes Fahrbetriebsmittel; ein Oberleitungskraftfahrzeug ist jedoch kein Schienenfahrzeug im Sinne dieses Bundesgesetzes;“ – § 2 Abs. 1 Z 24 Straßenverkehrsordnung 1960 |

| „Im Sinne dieses Bundesgesetzes gilt als Kraftfahrzeug ein zur Verwendung auf Straßen bestimmtes oder auf Straßen verwendetes Fahrzeug, das durch technisch freigemachte Energie angetrieben wird und nicht an Gleise gebunden ist, auch wenn seine Antriebsenergie Oberleitungen entnommen wird;“ – § 2 Abs. 1 Z 1 Kraftfahrgesetz 1967 |

Schweiz
In der Schweiz gilt für Trolleybusse ein eigenes Gesetz, das Bundesgesetz über die Trolleybusunternehmen, kurz Trolleybus-Gesetz, abgekürzt TrG. Es definiert das Verkehrsmittel wie folgt:

Sankt Petersburg: gesonderte Fahrscheine für Autobus, Straßenbahn und Trolleybus

Kiew: gesonderte Fahrscheine für den Autobusverkehr einerseits (grün) und den Trolleybus- und Straßenbahnverkehr andererseits (rot)

| „Trolleybus im Sinne dieses Gesetzes ist das motorisch angetriebene Fahrzeug, welches die zur Bewegung benötigte elektrische Energie aus einer Fahrleitung entnimmt und auf öffentlichen Strassen verkehrt, ohne an Schienen gebunden zu sein.“ – Bundesgesetz über die Trolleybusunternehmungen von 1950, in Kraft getreten am 20. Juli 1951, seitdem sechs Mal geändert |

Ergänzt wird das Trolleybusgesetz durch die ebenfalls aus dem Jahr 1951 stammende Vollziehungsverordnung zum Bundesgesetz über die Trolleybusunternehmungen, kurz Trolleybus-Verordnung. Ferner unterliegen die Lenk- und Ruhezeiten des Personals sowie die Unfallmeldung dem Eisenbahnrecht, für die technische Ausrüstung der Fahrzeuge und den Verkehr auf der Straße gelten wiederum die Vorschriften der Bundesgesetzgebung über den Motorfahrzeugverkehr. Das Schweizer Personenbeförderungsgesetz (PBG) gilt hingegen nicht für Trolleybusse, sie werden darin auch nicht erwähnt. Ferner verkehren Trolleybusse in der Schweiz auf der Basis einer Bundes-Konzession des Unternehmens – die vom Eidgenössischen Departement für Umwelt, Verkehr, Energie und Kommunikation erteilt wird – und nicht wie Autobusse mit kantonalen Bewilligungen je Fahrzeug. Daraus ergeben sich auch Abweichungen bei der Haftpflichtversicherung. Darüber hinaus benötigen sie keinen Fahrzeugausweis. Hinsichtlich der Fahrleitungsanlagen ist das Plangenehmigungsverfahren nach dem Schweizer Eisenbahngesetz anzuwenden, das auch für Straßenbahnen gilt. Des Weiteren waren die Fahrpläne der Schweizer Überlandtrolleybuslinien bis zum Winterfahrplan 1981/82 im Amtlichen Kursbuch der Schweiz – anders als die Überlandautobusse – unter den Bahnen aufgeführt. Ebenso waren die Trolleybusse in den 1950er und 1960er Jahren im Verzeichnis des Rollmaterials der schweizerischen Privatbahnen aufgeführt. Das Bundesamt für Strassen führt Trolleybusse gleichfalls nicht als Strassenmotorfahrzeuge.
Weiter findet sich die rechtliche Einordnung als Eisenbahn zum Teil auch im Arbeitsrecht und im Arbeitnehmerschutz wieder. So sind beispielsweise die Mitarbeiter eines österreichischen Obus-Betriebs automatisch Mitglied im Eisenbahner-Kollektivvertrag. Ebenso erfolgt die technische Abnahme beziehungsweise Zulassung neuer Oberleitungsbusse häufig – analog zur Zulassung von Eisenbahnfahrzeugen – durch die entsprechende Eisenbahn-Fachaufsichtsbehörde, dem sogenannten Bahnamt. So zum Beispiel in Tschechien durch den Drážní úřad oder in Italien durch die ANSFISA. Generell ist die Zulassung eines Oberleitungsbusses aufwändiger und dauert deutlich länger als bei einem Omnibus. Für Osteuropa typisch waren früher außerdem gesonderte Tarife im Oberleitungsbusverkehr. Bis heute werden dort vielerorts – trotz gleichen Fahrpreises und gemeinsamer Betreibergesellschaft – getrennte Fahrscheine ausgegeben, die nicht wechselseitig verwendet werden können.

### Kraftfahrzeugkennzeichen
Die fehlende Spurfreiheit analog zu einer Bahn macht sich mitunter auch äußerlich bemerkbar. So ist für Trolleybusse in 24 von 45 Staaten kein Kraftfahrzeugkennzeichen vorgeschrieben. Dies ist unter anderem in der Schweiz, wenn auch erst seit 1940, und den meisten ehemals sozialistisch regierten Ländern der Fall – nicht jedoch in Deutschland und Österreich. Ersatzweise muss die jeweilige Betriebsnummer deutlich erkennbar außen am Fahrzeug angeschrieben sein. Dies ist bei den meisten Verkehrsgesellschaften ohnehin Standard, unabhängig von der gesetzlichen Regelung bezüglich der Nummernschilder. Teilweise wird dabei die ungenutzte Kennzeichenhalterung zur Angabe der Fahrzeugnummer verwendet. In Österreich führen nach dem 1. April 2017 neu zugelassene Oberleitungsbusse ebenfalls das – an diesem Tag neu eingeführte – Kennzeichen für reine Elektrofahrzeuge, das heißt mit grüner statt schwarzer Schrift.
ohne Kennzeichen in Europa
BG, BY, CH  a, CZ, EST, GR, H, LV, MD, P  b, RO  c, RUS  b, SK, UA
ohne Kennzeichen außerhalb Europas
ARM, GE, KP, KS, KSA, KZ, MEX, RA, TJ, UZ
mit Kennzeichen in Europa
A, BIH, D, E, F  d, I  d, LT  e, N, NL, PL, S, SRB  f, TR
mit Kennzeichen außerhalb Europas
BR, CDN, EC, IR  h, MA, RC, RCH, USA
Auch in den nicht mehr existierenden Staaten Sowjetunion, Tschechoslowakei und Jugoslawien waren keine Kennzeichen vorgeschrieben, während sie beispielsweise in der Deutschen Demokratischen Republik verpflichtend waren. In der Mongolei hatten ursprünglich nur Fahrzeuge mit Hilfsantrieb Kennzeichen, später dann alle Fahrzeuge.

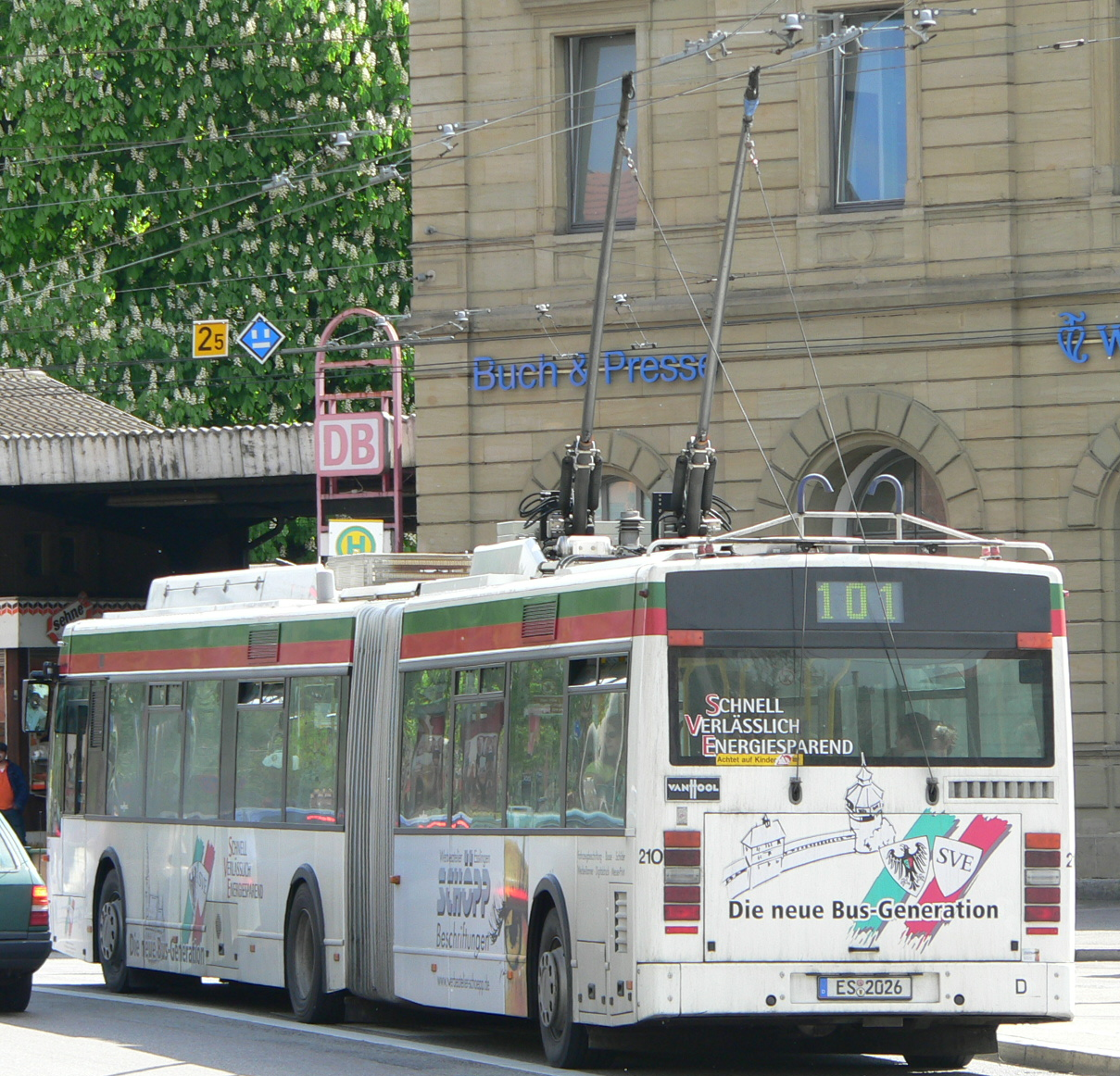
Esslinger Obus mit Behördenkennzeichen
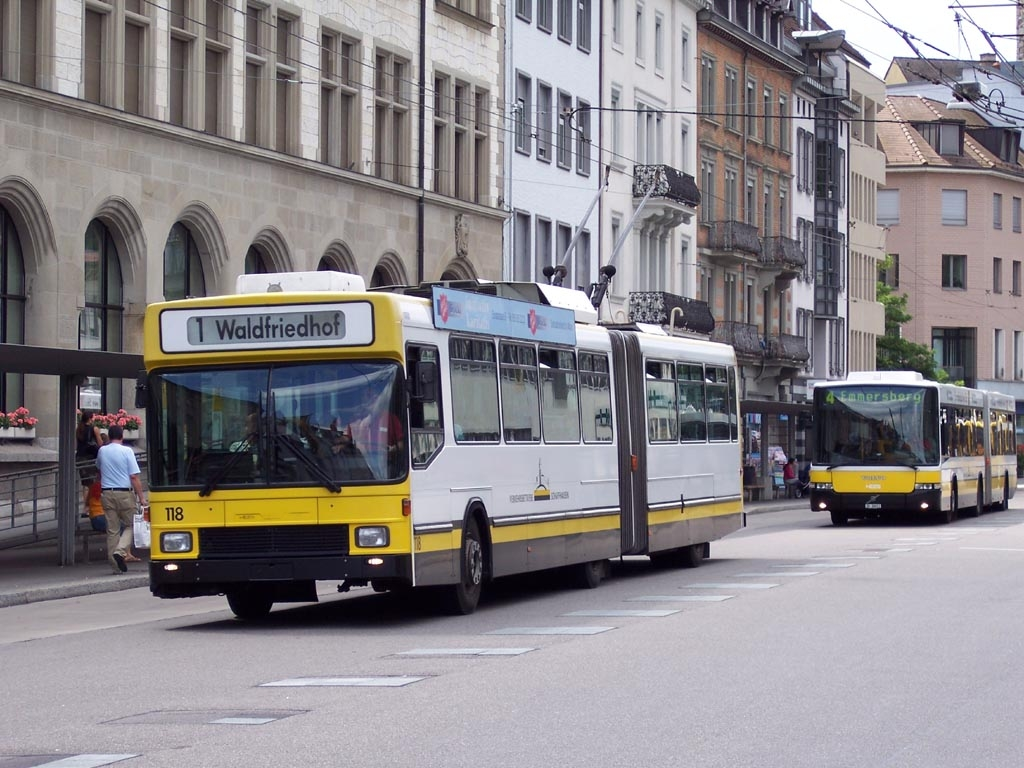
Schaffhausen: Trolleybus ohne Kennzeichen, hinten ein Dieselbus mit Kennzeichen
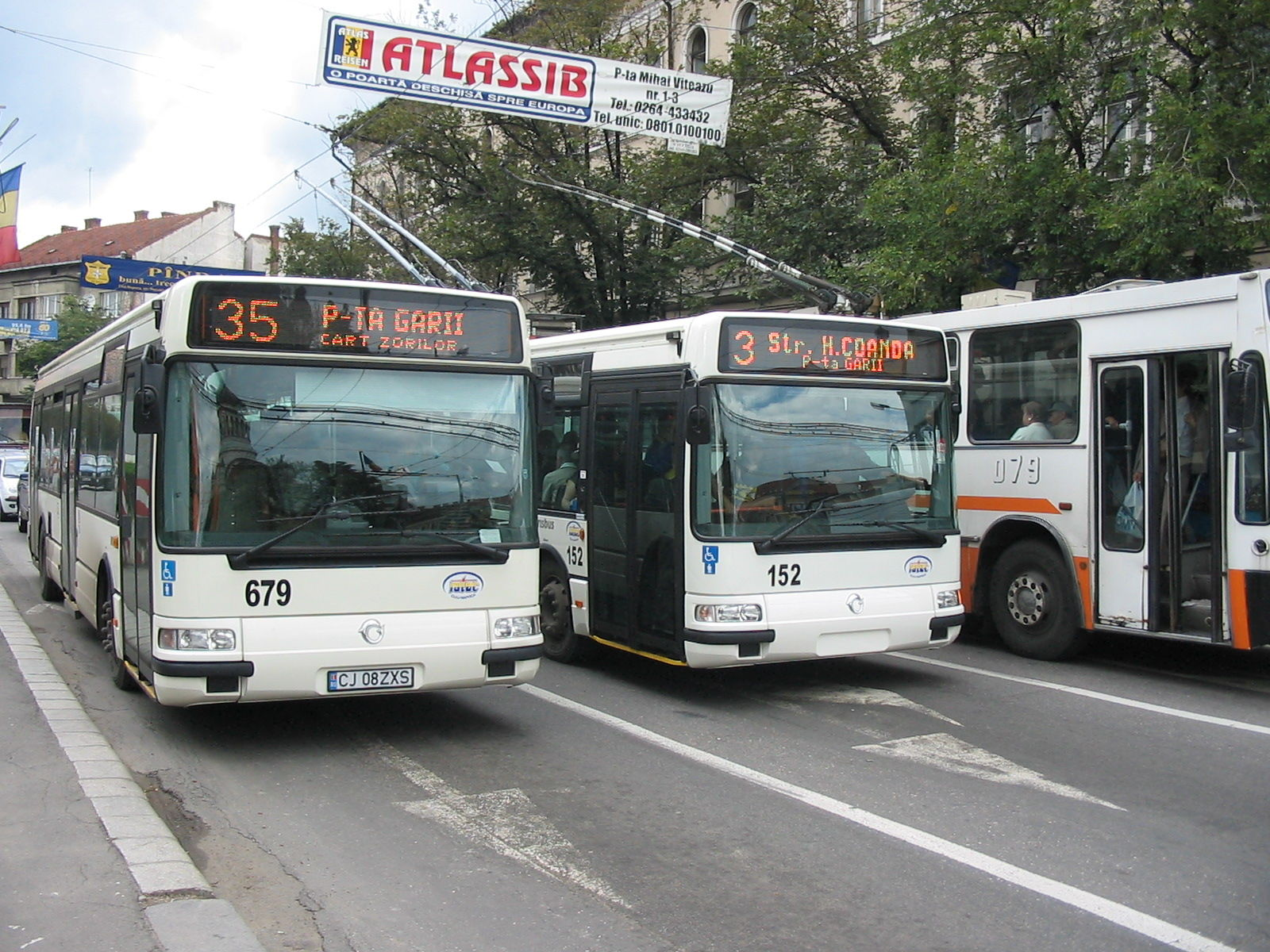
Auch in Rumänien benötigen Obusse keine Kennzeichen, …
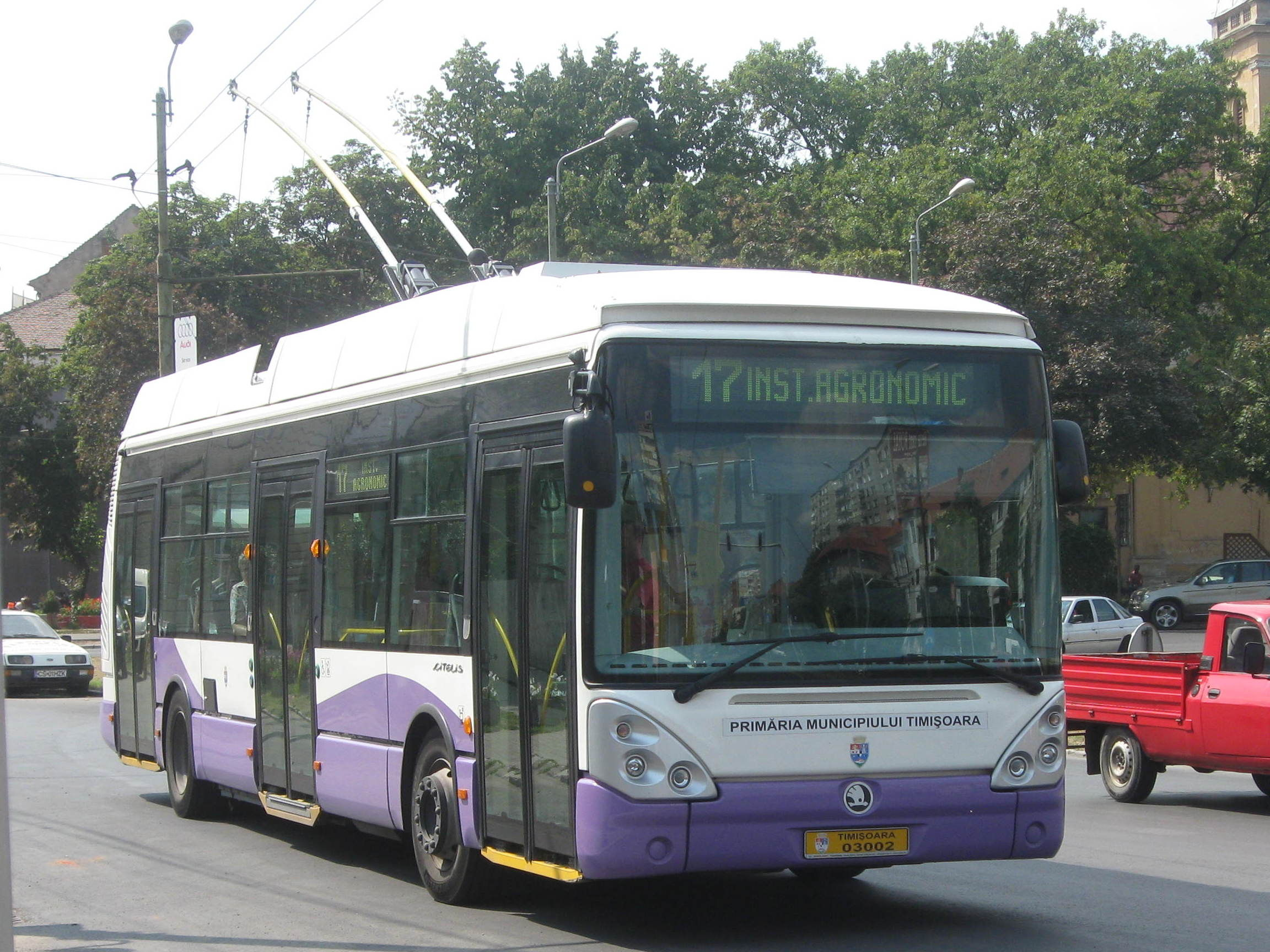
… stattdessen verwenden einige Städte Inventarnummern
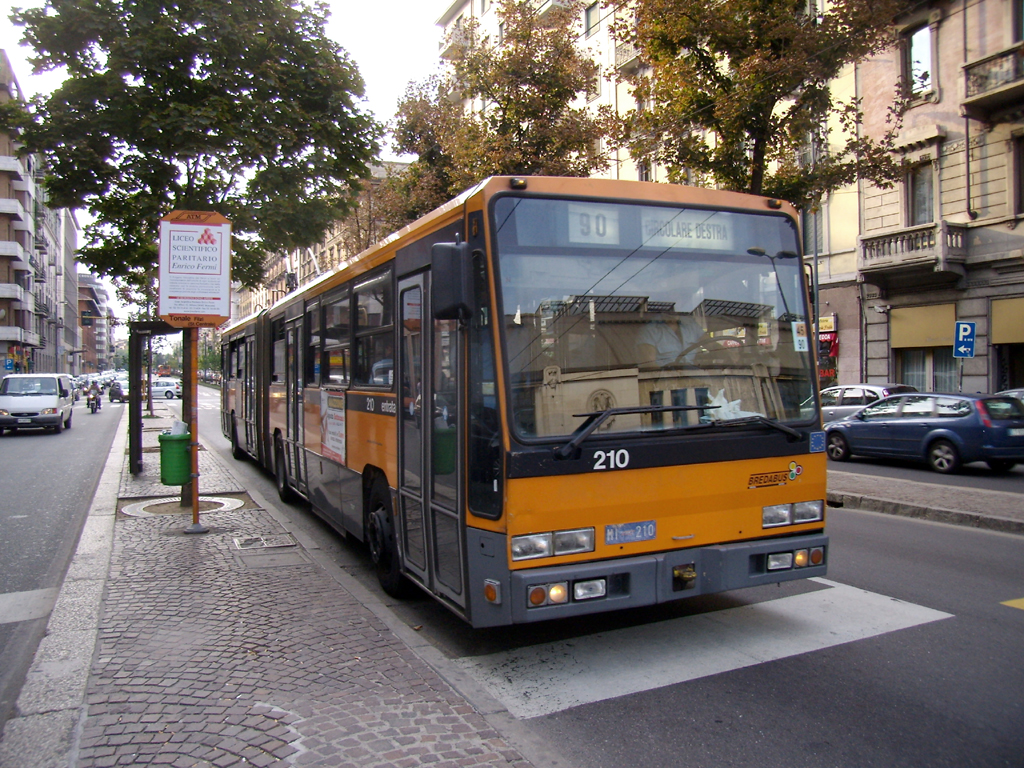
Mailand: Obus mit blauem Provinz-Kennzeichen
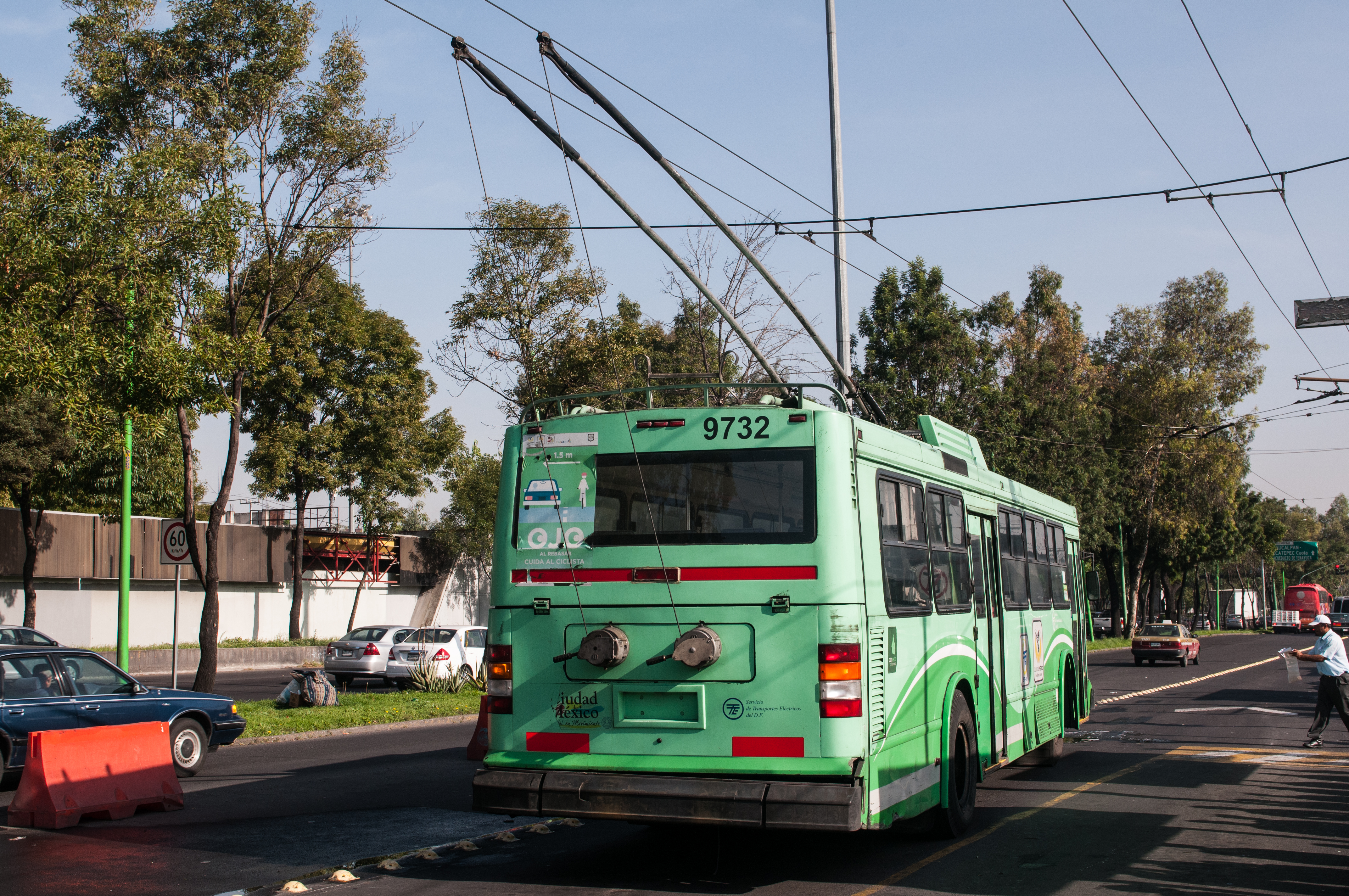
Obwohl mexikanische Trolleybusse kein Kennzeichen benötigen, verfügt dieser Wagen über eine entsprechende Halterung
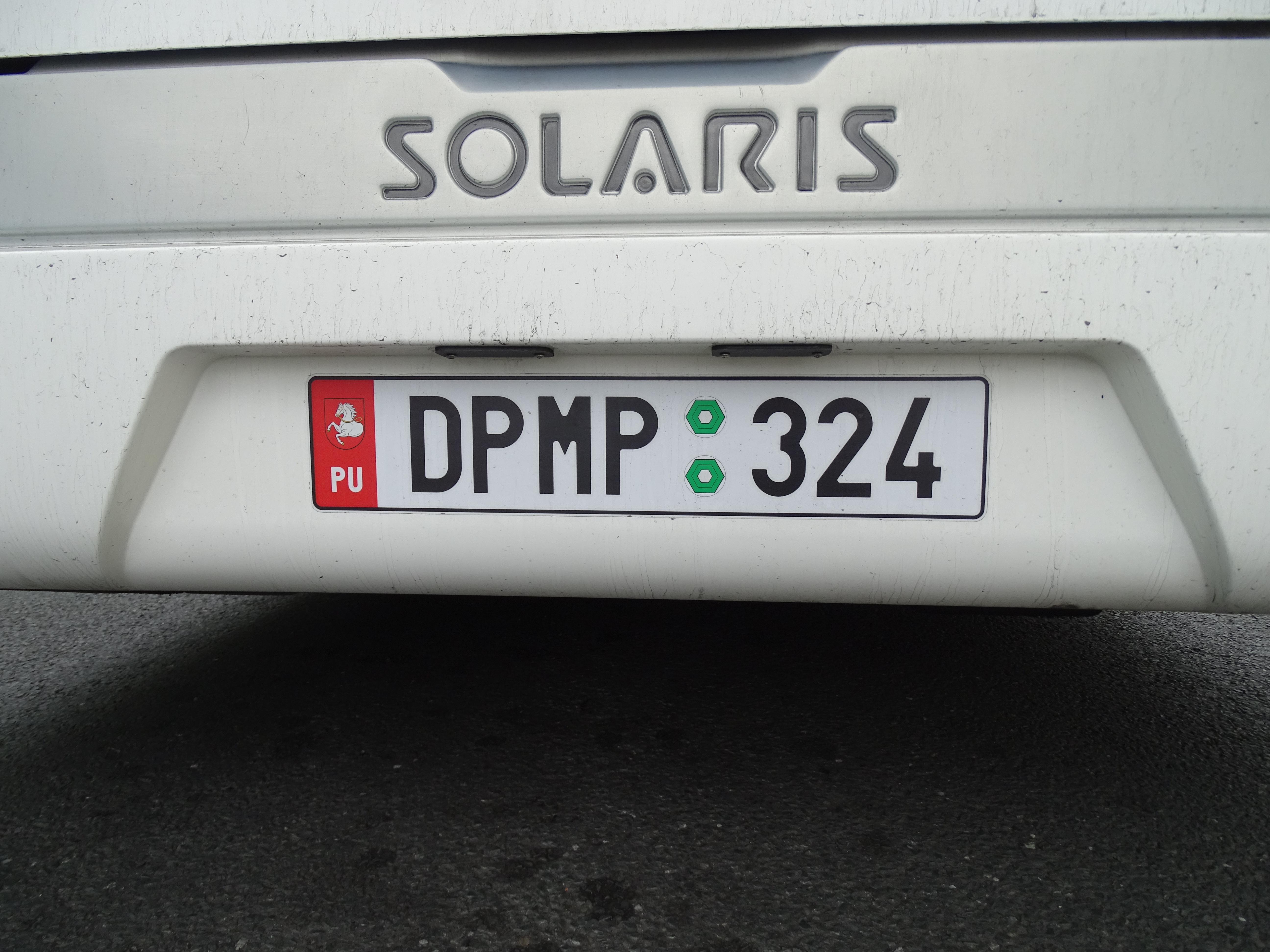
Der tschechische Verkehrsbetrieb Dopravní podnik města Pardubic (DPMP) nutzt die Kennzeichenhalterung zur Aufnahme der Betriebsnummer, hierbei handelt es sich nicht um ein amtliches Kennzeichen
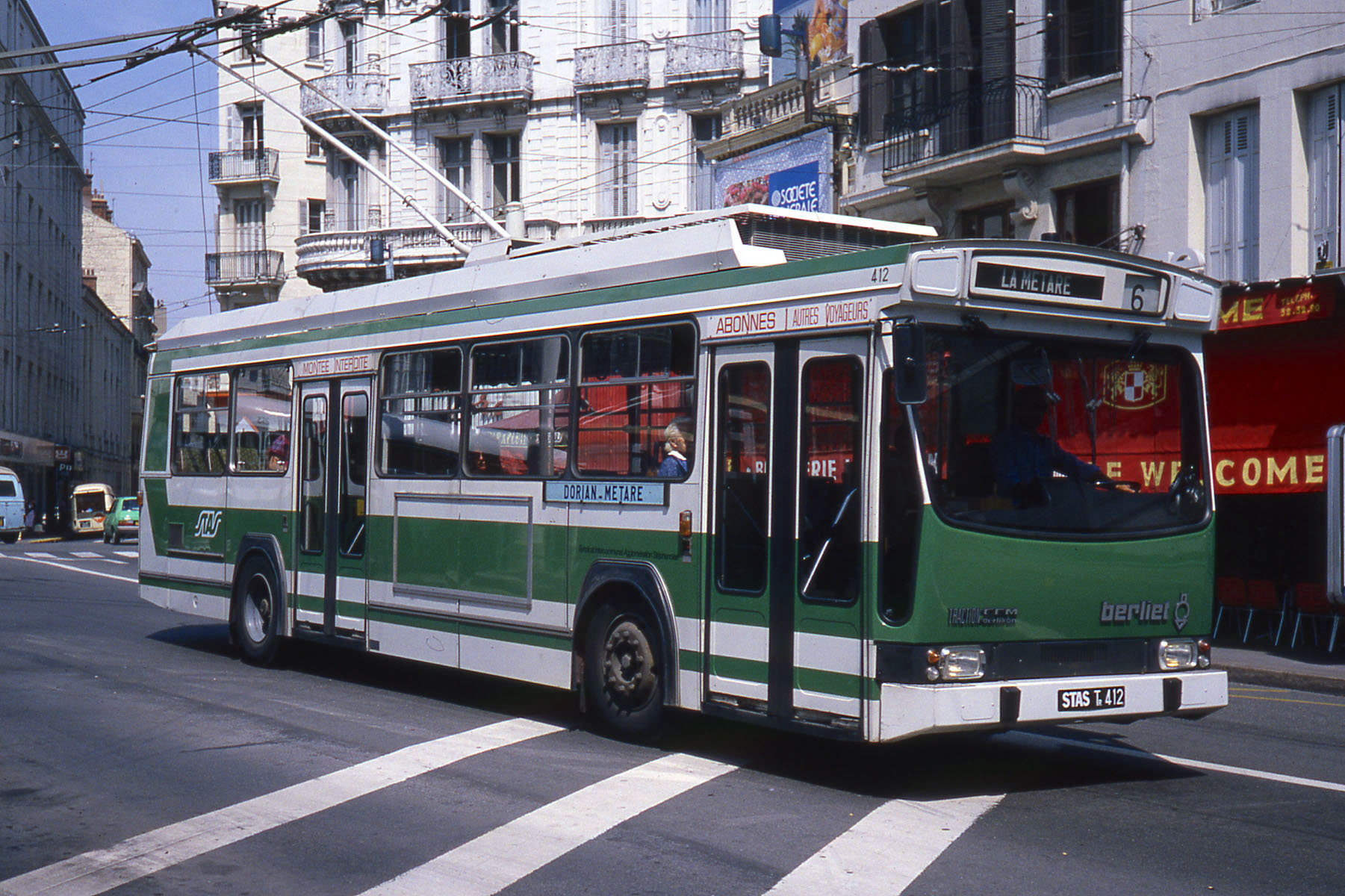
Noch in den 1980er Jahren existierten im französischen Saint-Étienne Sonderkennzeichen in der Form STAS (Betreiber) + TR (Kürzel für Trolleybus) + Betriebsnummer
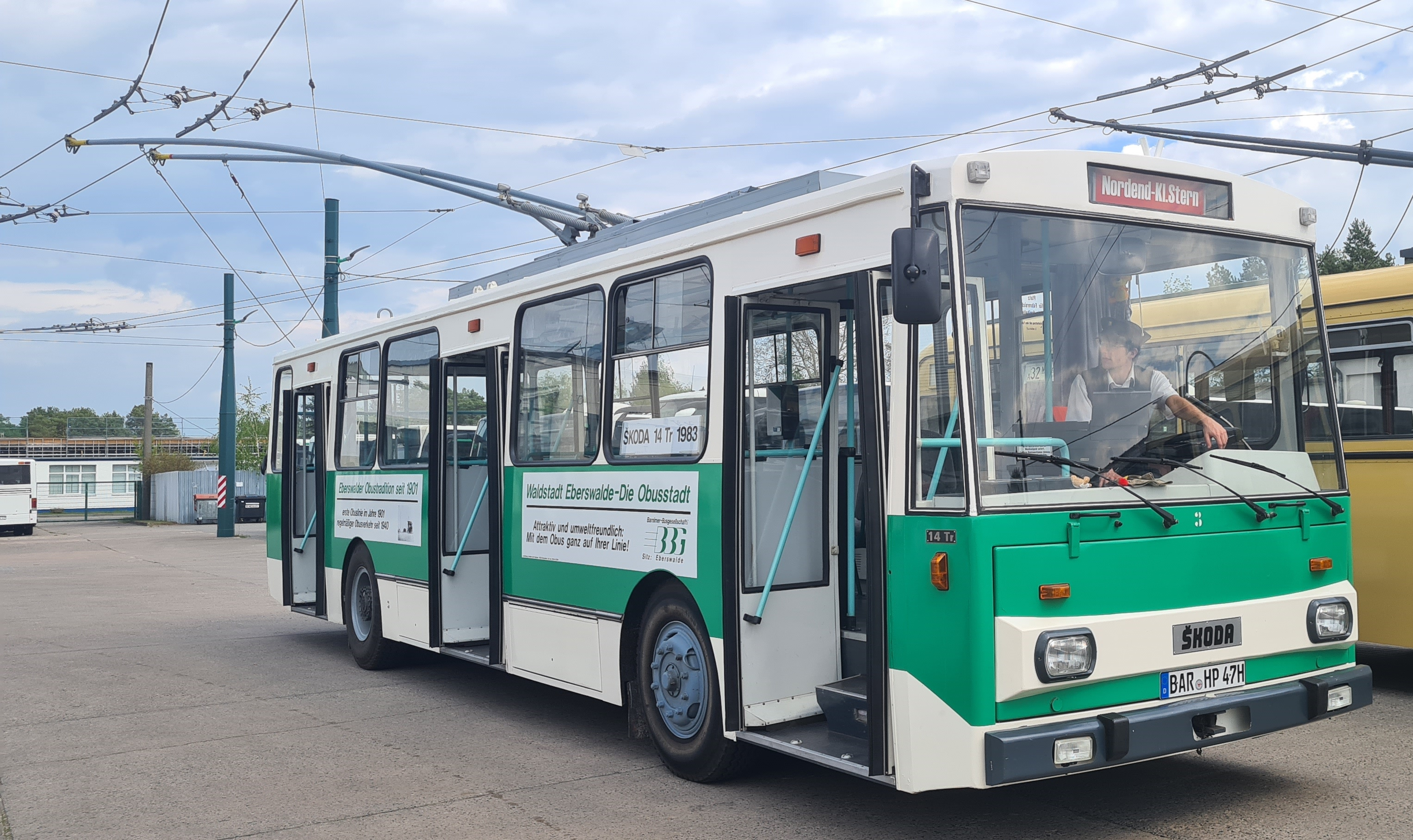
Vom Oberleitungsbus Weimar stammender Škoda 14Tr als historisches Fahrzeug in Eberswalde mit einem deutschen H-Kennzeichen für historische Fahrzeuge

### Fahrerlaubnis

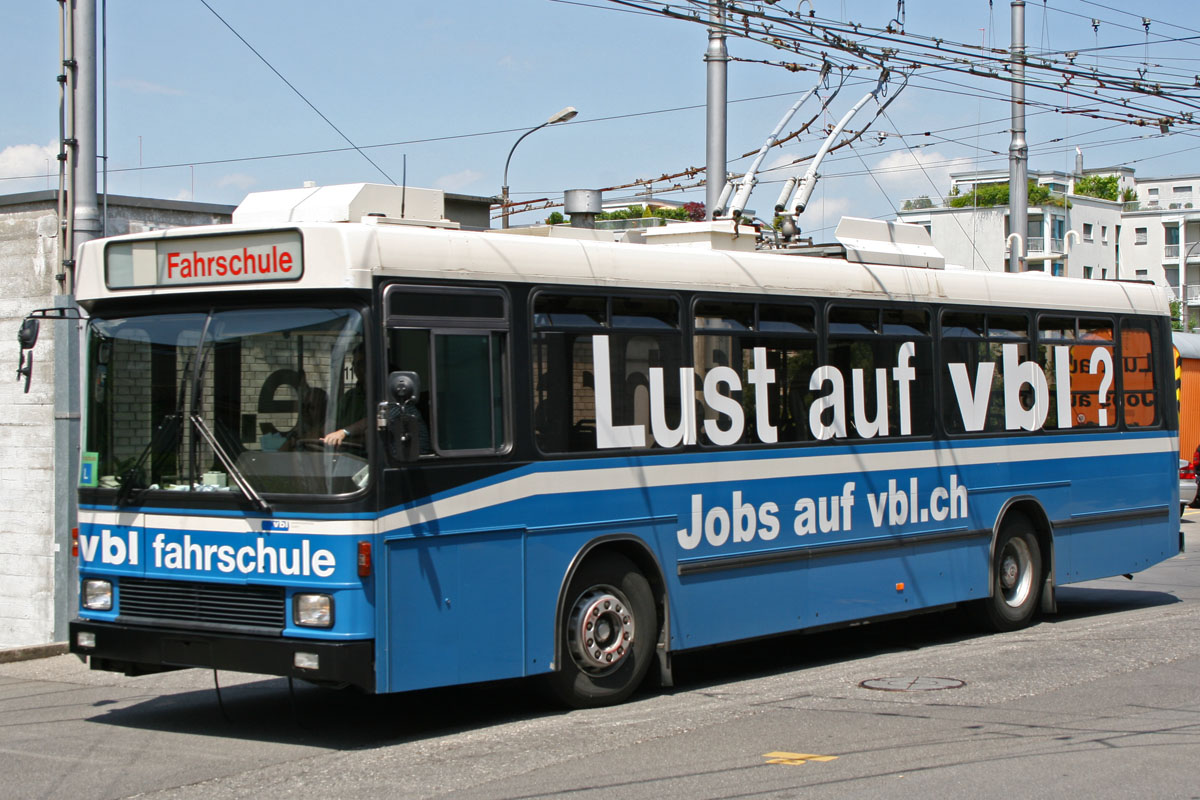
Fahrschulwagen bei den Verkehrsbetrieben Luzern

Für das Führen eines Oberleitungsbusses muss zusätzlich zum regulären Omnibusführerschein und dem Personenbeförderungsschein eine innerbetriebliche Zusatzausbildung absolviert werden. Darin werden die betreffenden Berufskraftfahrer über die technische Beschaffenheit der Fahrzeuge und der elektrischen Anlagen sowie über die technischen Besonderheiten des Betriebes unterrichtet. Auch Sicherheitsbestimmungen, Signalkunde, Störungsbehebung und zusätzliche Fahrstunden sind Bestandteil der Fortbildung. Beim Betrieb im schwedischen Landskrona wird für die Extraschulung ein Zeitaufwand von mindestens acht Stunden veranschlagt, beim Trolleybus Schaffhausen sind es etwa zwanzig Stunden und in Esslingen am Neckar rund zwei Wochen. Größere Betriebe unterhalten eigens zu diesem Zweck spezielle Fahrschulwagen, auch Lehrwagen genannt. In Deutschland müssen Obusfahrer außerdem, wie Straßenbahnfahrer, nach erfolgter Schulung eine besondere Eignungsprüfung gemäß BOStrab ablegen. In Italien muss sowohl eine mündliche als auch eine praktische Prüfung absolviert werden.
Die Zusatzqualifikation wird beispielsweise in der Schweiz auch im Führerausweis eingetragen. Dort bescheinigt der Code 110 dem Inhaber, zum Führen von Trolleybussen berechtigt zu sein. Zuvor war sie als eigene Kategorie im Führerausweis eingetragen. In manchen Staaten gibt es diese eigene Kategorie bis heute. In Bulgarien lautet sie Tтб, in Estland D-troll für Solowagen bzw. D-trollE für Gelenkwagen, in Lettland TROL, in Litauen T, in Polen 105, in Rumänien Tb bzw. früher H, in Ungarn TR und in China N. In Westdeutschland existierte früher zusätzlich zur regulären Führerscheinklasse 2 für Fahrzeuge über 7,5 Tonnen die Kategorie 2e bzw. 2E für Elektrofahrzeuge, darunter auch Obusse.
Der Erwerb des Führerscheins war dabei früher oft vereinfacht, um die Umschulung von Wagenführern des Schienenverkehrs zu erleichtern. In manchen Staaten ist bis heute kein Omnibus-Führerschein erforderlich, um einen Obus fahren zu dürfen. Als Basis für die innerbetriebliche Zusatzausbildung genügt ein Pkw-Führerschein. In der Deutschen Demokratischen Republik reichte sogar eine Fahrberechtigung für Elektrokarren aus. In der Volksrepublik China gibt es Fahrer, die nur eine Erlaubnis für Trolleybusse besitzen, sie dürfen keine Omnibusse lenken. Eine ähnliche Situation bestand früher auch in Westdeutschland. Dort durften Fahrer, die nur die oben genannte Führerscheinklasse 2E, aber nicht den sogenannten großen Führerschein der Klasse 2 zuzüglich Fahrerlaubnis für Kraftomnibusse hatten, zwar Obusse, aber weder Kraftomnibusse noch Lastkraftwagen oder Personenkraftwagen führen.

### Abgrenzung zum Oberleitungslastkraftwagen
Eng mit Oberleitungsbussen verwandt sind Oberleitungslastkraftwagen, die ausschließlich dem Güterverkehr dienen. Diese werden deshalb häufig auch Güter-Obus genannt, obwohl Obusse Personenverkehrsmittel sind. Die Bezeichnung Obus basiert in diesem Fall auf der Gleichartigkeit ihres Antriebssystems. Unabhängig davon gab es in den Anfangsjahren des Systems auch einige wenige Obusanlagen, auf denen mit jeweils eigenen Fahrzeugen sowohl Güter- als auch Personenverkehr stattfand. Eine weitere diesbezügliche Besonderheit war der Oberleitungsbus Sankt Lambrecht in Österreich. Dort dienten – ähnlich einem Kombinationsbus – spezielle Fahrzeuge sowohl dem Gütertransport als auch der Personenbeförderung. Die veraltete Bezeichnung gleislose Bahn wurde dabei synonym sowohl für Oberleitungsbusse als auch für Oberleitungslastkraftwagen verwendet. In Russland und der Ukraine nutzen einige Betriebe Oberleitungslastkraftwagen als Arbeitswagen für Reparatur- und Wartungsarbeiten städtischer Obusnetze. In manchen Oberleitungsbusnetzen wurden auch Postsendungen befördert, meist wenn sie zuvor Postkutschen-Verbindungen ablösten.

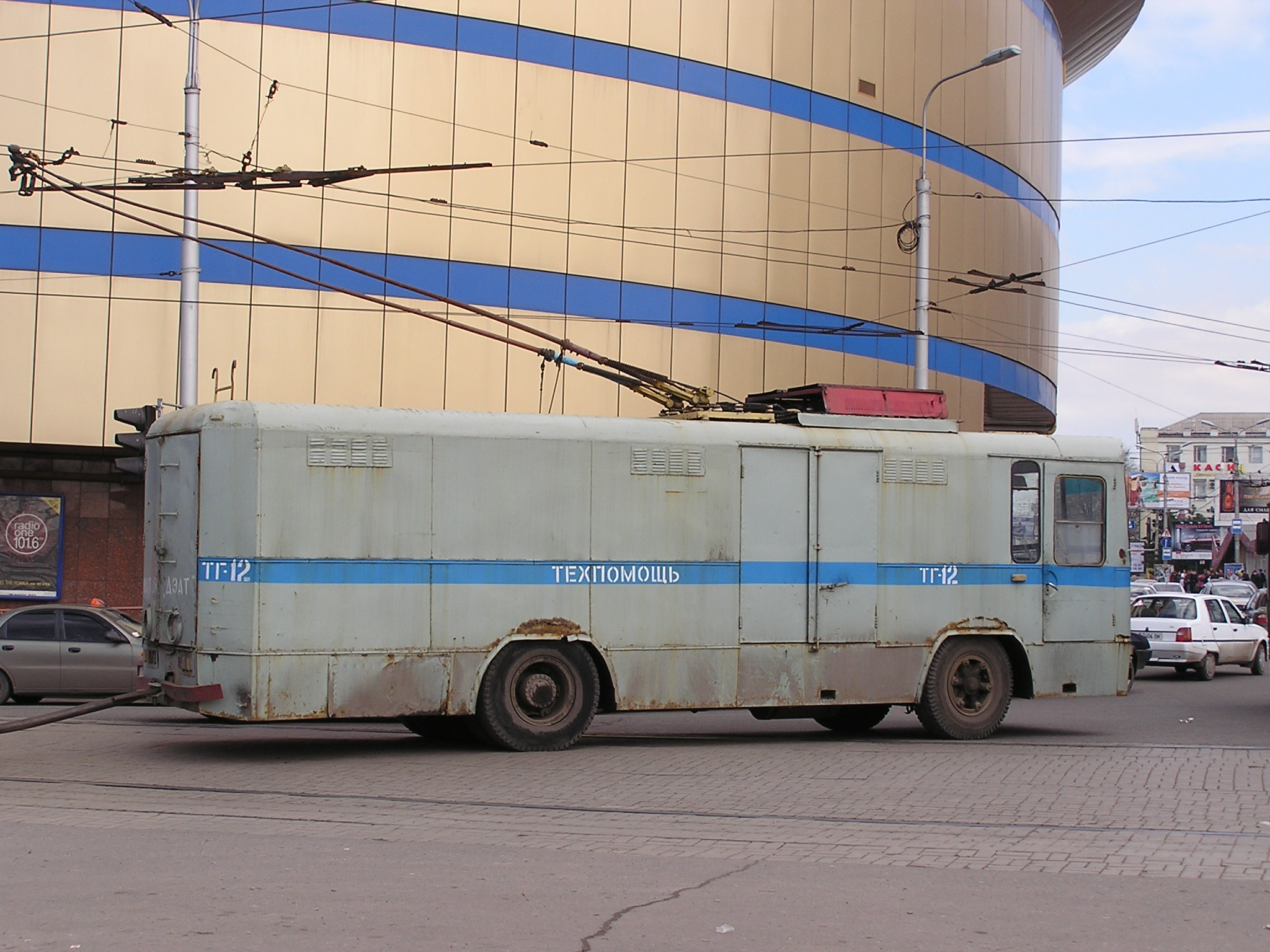
Ein Arbeitswagen des Typs KTG-1 im ukrainischen Donezk
Ein früher österreichischer Obus mit k.k. Postabteil

### Kennzeichnung von Haltestellen

Haltestellenzeichen in Polen

Typisch für Obuslinien ist die besondere Kennzeichnung der Haltestellen. Während dies in Mittel- und Osteuropa bis heute Standard ist, setzen die Verkehrsbetriebe in Westeuropa mittlerweile auf einheitliche Stationsbeschilderungen unabhängig vom Verkehrsmittel. Jedoch war dies nicht immer der Fall. So existierten in Deutschland und Österreich ab 1939 auch für Obusse einheitliche gelb-grüne Haltestellenzeichen. Hierbei verwendete man aber nicht die kreisrunden Straßenbahnschilder, sondern die eigentlich für Kraftfahrlinien vorgesehenen Haltestellenfahnen respektive Haltestellenlöffel in Form eines Signalflügels. Statt wie üblich mit dem Namen des Omnibusunternehmens war der Signalarm jedoch mit der Aufschrift Obus bzw. OBUS gekennzeichnet und etwas kürzer. In Hamburg und Hannover waren abweichend davon rechteckige, zweizeilige Tafeln mit der Aufschrift Obus Haltestelle bzw. Obus-Haltestelle in schwarzer Schrift auf weißem Grund anzutreffen. Ebenso in der Schweiz, dort jedoch mit der Aufschrift Trolleybus Haltestelle. In Italien kennzeichnete man reine Obus-Haltestellen mit FERMATA FILOBUS, gemischte Obus- und Autobus-Haltestellen hingegen neutral mit FERMATA. Noch in den 1980er Jahren beschilderten ferner die Stadtwerke Solingen die Abfahrtsstellen ihrer Oberleitungsbusse auf dem zentralen Graf-Wilhelm-Platz als Bahnsteig. Eine weitere Obus-typische Besonderheit gegenüber dem Omnibus ist es, die Haltestellenschilder direkt an den Querdrähten der Oberleitung anzubringen.

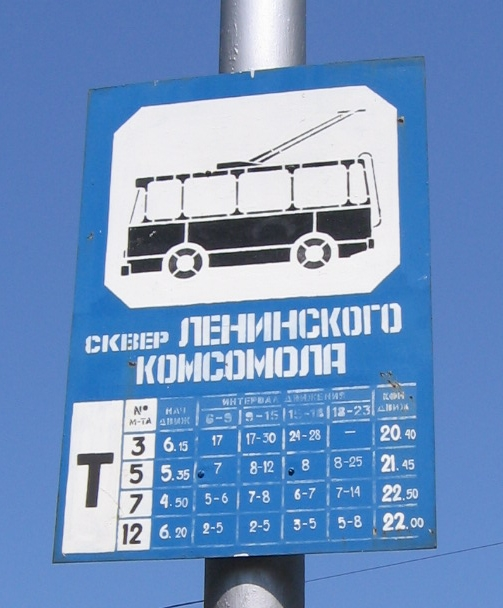
Ukrainische Trolleybus-Haltestelle („T“) in Sewastopol
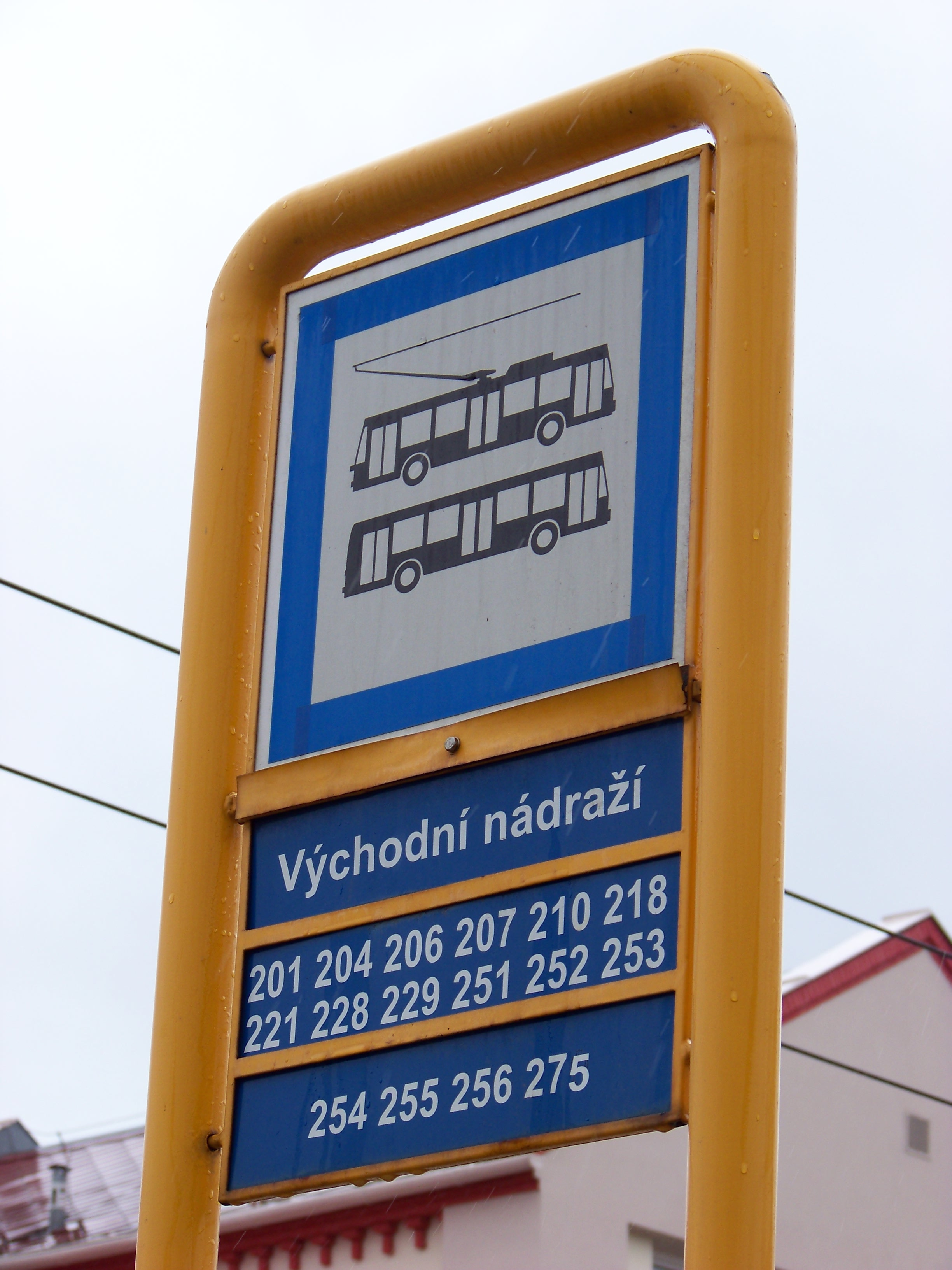
Gemeinsame Obus- und Autobus-Haltestelle in Tschechien
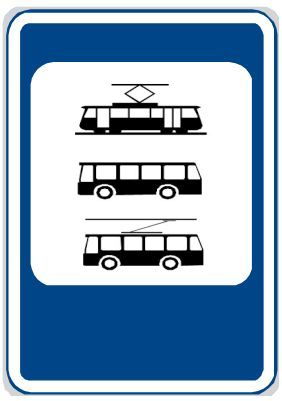
Gemeinsame Straßenbahn-, Autobus- und Obus-Haltestelle in Tschechien
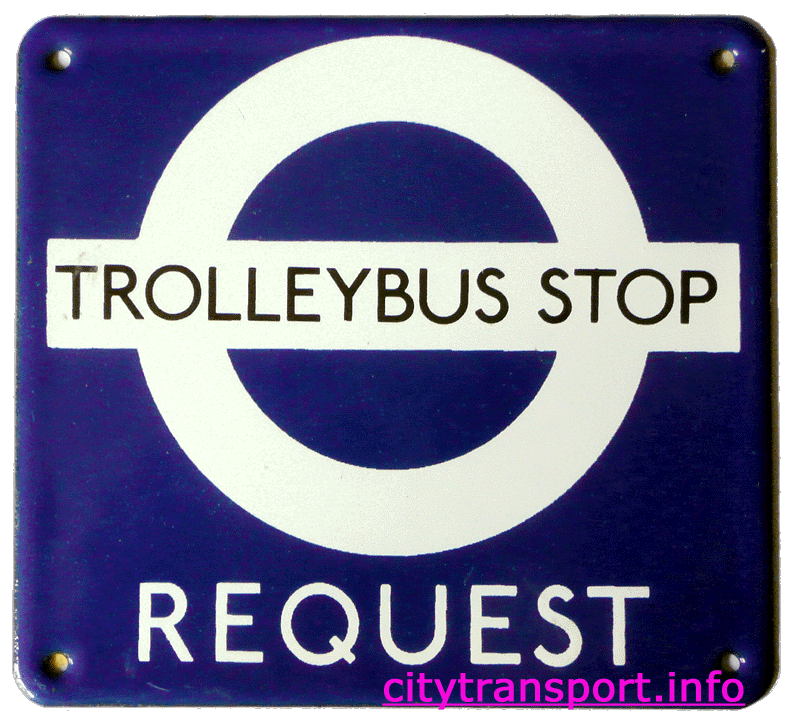
Kennzeichnung einer Bedarfshaltestelle beim Londoner Trolleybus
Historische deutsche Obus-Haltestellenfahne
Sankt Petersburg: Direkt an einem Querdraht der Oberleitung befestigtes Haltestellenschild

### Kennzeichnung von Linien

Salzburg: die oben aufgeführten Obuslinien besitzen individuelle Kennfarben, die unten angezeigten Autobuslinien hingegen nicht

Mitunter werden bzw. wurden Obuslinien auch durch ein der Liniennummer vorangestelltes „O“ (Graz, Hamburg, Hannover, Linz, Minden, München und Berlin) oder ein vorangestelltes „T“ (Burgas, Mediaș, Nancy, Piatra Neamț, Satu Mare, Sibiu und Ulaanbaatar) differenziert. In Berlin waren die in den 1930er Jahren in Betrieb genommenen ersten drei Obuslinien – die nach der Teilung der Stadt alle im Westteil lagen – dabei noch mit dem 1929 eingeführten Präfix „A“ für Autobus gekennzeichnet, was sich bis zur Betriebseinstellung im Jahr 1965 auch nicht mehr änderte. Erst Ost-Berlin führte für sein 1951 eröffnetes Teilnetz die Kennung „O“ ein. Alternativ verwendet das rumänische Unternehmen Transurb Galați für seine beiden Trolleybuslinien 102T und 104T das Suffix „T“, während die dortigen Autobuslinien ganz ohne Buchstaben auskommen.
In Jihlava und Tychy wiederum gilt das Prinzip, Obuslinien mit Buchstaben und Autobuslinien mit Nummern zu bezeichnen. In Bern zwischen 1947 und 1974, in Koblenz zwischen 1942 und 1970 sowie in Salzburg zwischen 1966 und 2003 war es hingegen genau umgekehrt, in den drei genannten Städten hatten jeweils Obuslinien Nummern und Autobuslinien Buchstaben. In Salzburg werden den Obuslinien heute individuelle Kennfarben zugeordnet, während die Autobuslinien einheitlich violett markiert sind.
In Augsburg, Erfurt, Kassel und Regensburg hatten die Obuslinien in den ersten Betriebsjahren jeweils gar keine Liniennummern und unterschieden sich dadurch von den regulär bezeichneten örtlichen Omnibuslinien. Anders beim Oberleitungsbus Budapest, wo die – in den Anfangsjahren einzige Linie – zeitweise die Linienbezeichnung „T“ für „Trolibusz“ trug, während sämtliche Straßenbahn- und Autobuslinien numerische Bezeichnungen hatten. Ebenso trug die letzte verbliebene Moskauer Trolleybuslinie den Buchstaben „T“. Auch im rumänischen Vaslui sind die Wagen der einzigen Trolleybuslinie mit „T“ für „Troleibuz“ beschildert, während die Autobusse der zuständigen Gesellschaft Transurb ganz ohne Linienbezeichnung verkehren. Eine weitere Besonderheit bestand in Bremerhaven. Dort waren Straßenbahnlinien ab 1908 mit arabischen Ziffern, Obuslinien ab 1949 mit römischen Ziffern und Omnibuslinien ab 1940 mit Buchstaben bezeichnet.
In den Nachfolgestaaten der Sowjetunion ist es weithin üblich, die gleichen Liniennummern – ohne jeden Zusatz – sowohl für Obus- als auch für Omnibus- und Straßenbahnlinien zu vergeben. Hierbei kann es dann beispielsweise eine Straßenbahnlinie 1, eine Obuslinie 1 und eine Omnibuslinie 1 parallel zueinander geben, die teilweise sogar dieselben Haltestellen bedienen. Außerhalb der ehemaligen UdSSR war dieses System früher auch in Budapest, in Timișoara und in Ulaanbaatar anzutreffen.
Alternativ werden den Obuslinien in vielen Städten niedrigere Liniennummern zugeteilt als den Omnibus-, aber höhere Liniennummern als den Straßenbahnlinien – das heißt, es besteht ein hierarchisches System. Dies kann dazu führen, dass eine Omnibuslinie im Zuge ihrer Umstellung auf Obusse respektive eine Obuslinie im Zuge einer De-Elektrifizierung eine neue Liniennummer zugeteilt bekommt, obwohl sich an der Streckenführung nichts ändert. Ein Beispiel hierfür ist die ehemalige Prager Autobuslinie 140, die ab 2023 durch die Trolleybuslinie 58 ersetzt wurde.

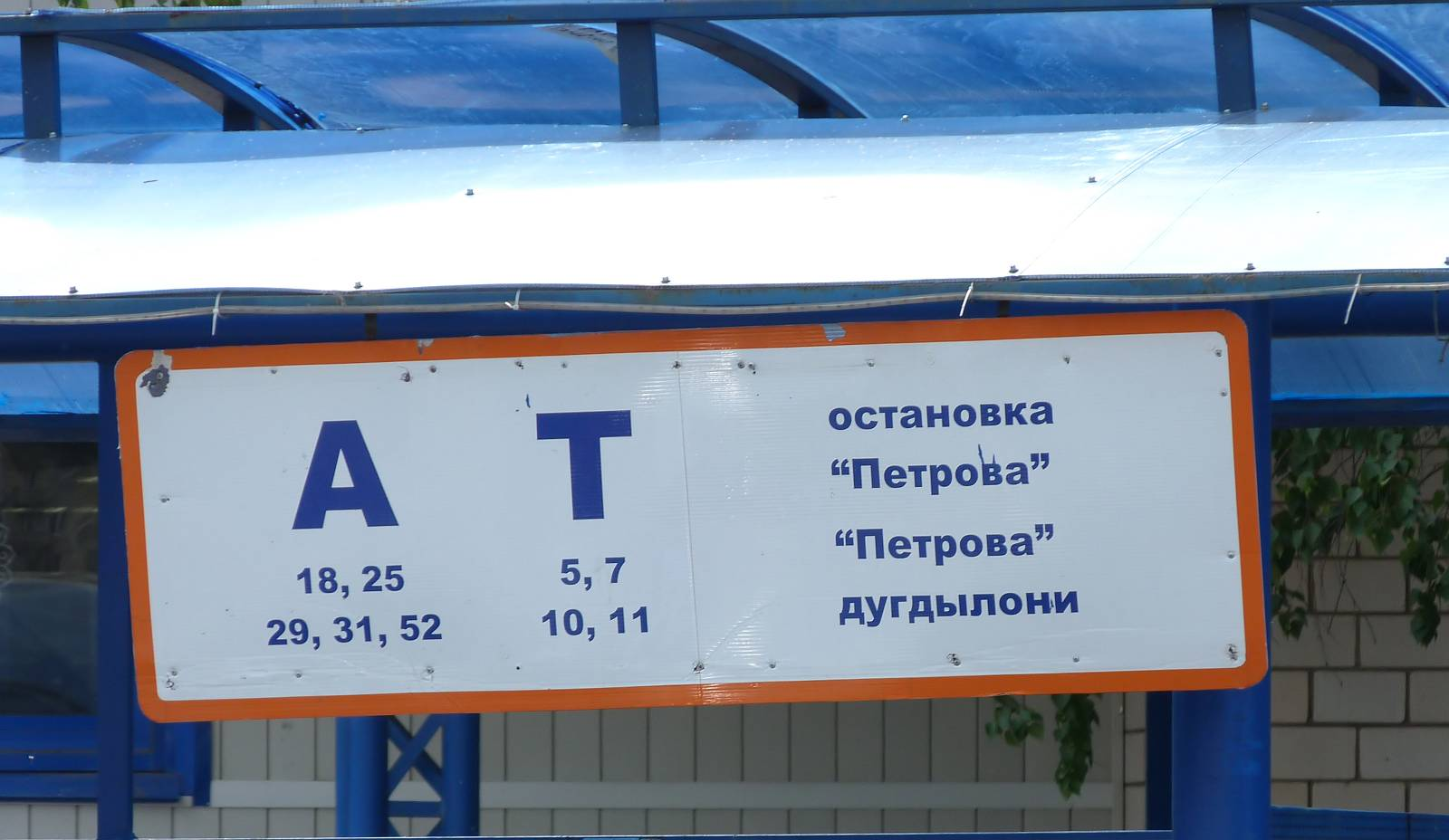
Differenzierung zwischen Trolleybus- („T“) und Autobuslinien („A“) in Ischewsk
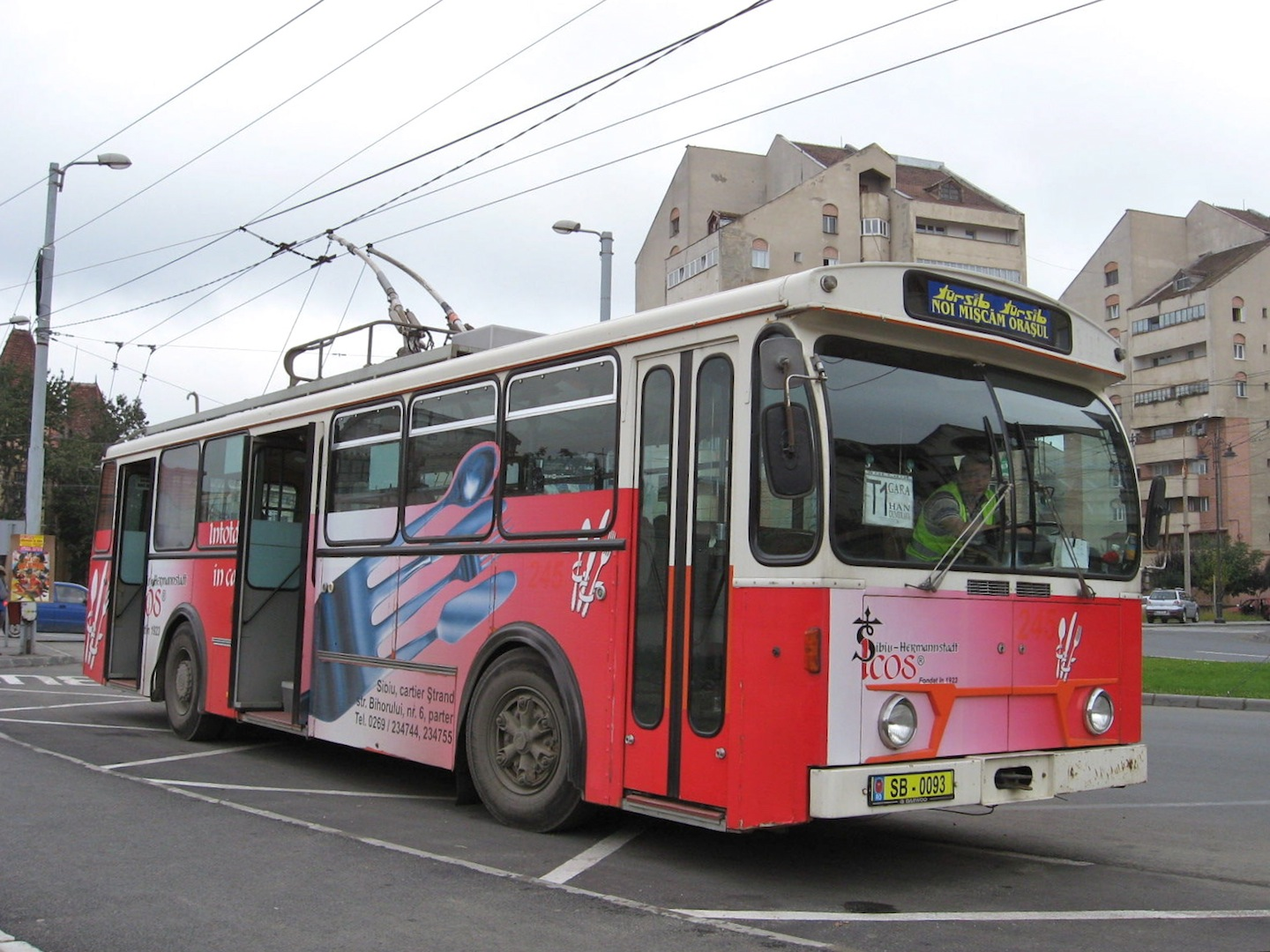
Linienkennzeichnung „T1“ in Sibiu
Fahrplan der Berliner Linie O 37, neben dem Zusatzbuchstaben O und dem Obus-Symbol weisen auch die Begriffe Zug und Zugfolge – statt Wagen und Wagenfolge – auf den Obus-Betrieb hin
Verkehrsmittel der Hamburger Hochbahn im DB-Kursbuch von 1954, die zwei Obus-Linien sind unter den Straßenbahn-Linien aufgeführt, aber mit dem Zusatz „(Obus)“ markiert
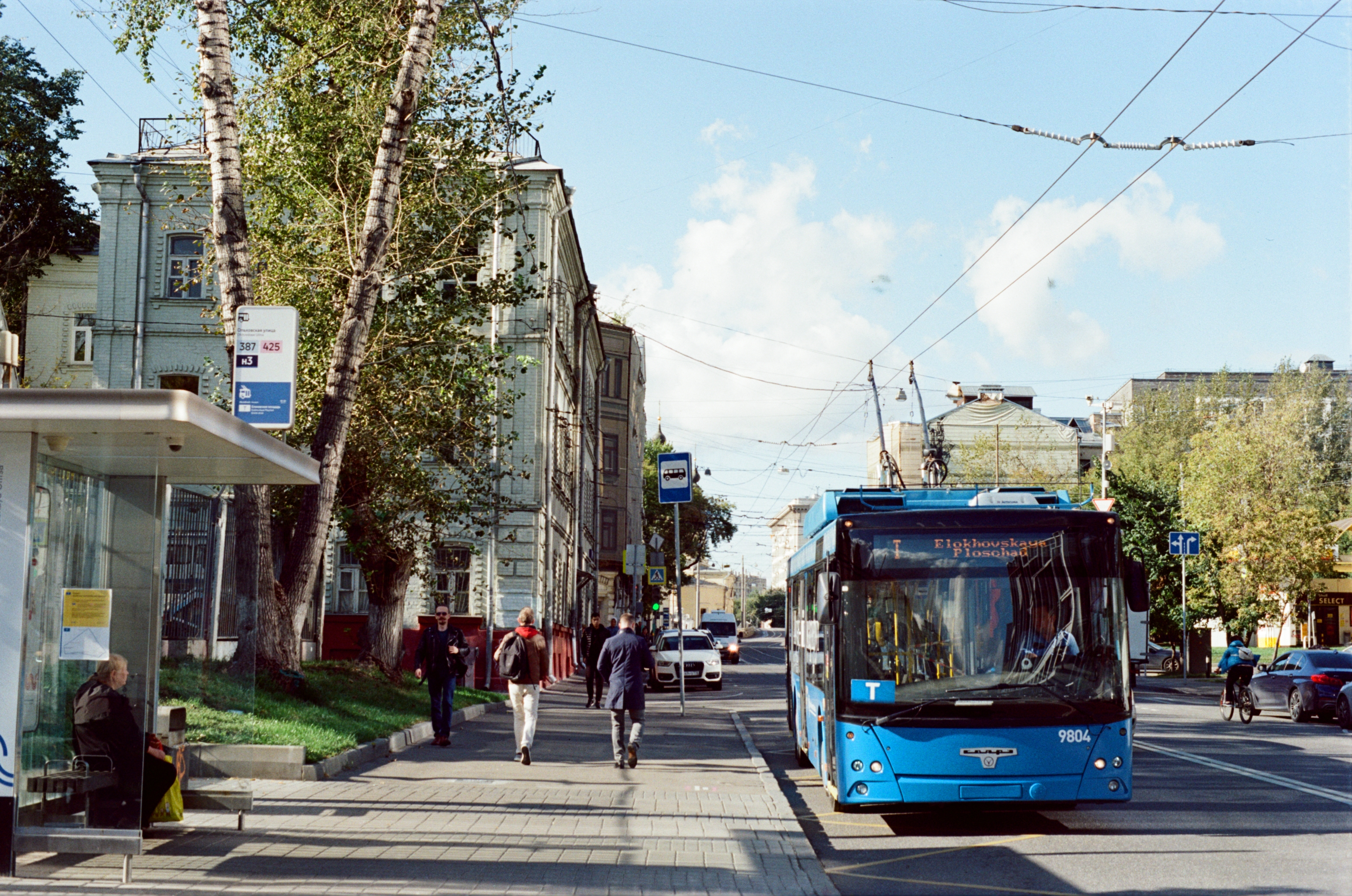
Die letzte Moskauer Trolleybuslinie „T“ im Jahr 2020
Riga: ein Wagen der Autobuslinie 3 folgt – ohne weiteres Unterscheidungsmerkmal – einem Wagen der Trolleybuslinie 3

### Gestaltung von Stadt- und Liniennetzplänen
Weiterhin ist es üblich, Trolleybuslinien auf Stadt- bzw. Liniennetzplänen eine eigenständige Kennung zuzuweisen. In der Sowjetunion und vielen ihrer Bruderstaaten setzte sich dabei die Kennfarbe Grün durch, während Straßenbahnlinien rot und Omnibuslinien blau eingezeichnet waren bzw. bis heute sind. Diese Farbordnung war oft auch Grundlage für die Gestaltung der jeweiligen Fahrkarten. Die Stadtwerke Solingen wiederum kennzeichnen ihre Obuslinien – analog zu den Bahnlinien – mit doppelter Strichstärke, während Omnibuslinien in einfacher Strichstärke dargestellt sind. Eine Alternative für schwarz-weiße Pläne ist es, die verschiedenen Verkehrsmittel mit durchgehenden, gestrichelten oder gepunkteten Linien zu unterscheiden. In Deutschland wiederum waren zeitweise Straßenbahnlinien mit einer durchgehenden roten, Obuslinien mit einer durchgehenden blauen und Omnibuslinien mit einer gestrichelten blauen Linie markiert. Die Boston Elevated Railway verwendete hingegen in ihren Liniennetzplänen Kreise für Straßenbahnliniennummern, Quadrate für Omnibusliniennummern und Dreiecke für Trolleybusliniennummern.
Werden Obuslinien hingegen nicht gesondert gekennzeichnet, ist für den Fahrgast anhand der Fahrplanunterlagen nicht ersichtlich, mit welchem Verkehrsmittel die Beförderung erfolgt. Ferner existieren Stadtpläne, auf denen nur die Oberleitungs-, nicht aber die Omnibuslinien verzeichnet sind.

Dreifarbiger Netzplan aus Ost-Berlin, Straßenbahnlinien sind rot, Obuslinien grün und Autobuslinien blau eingezeichnet
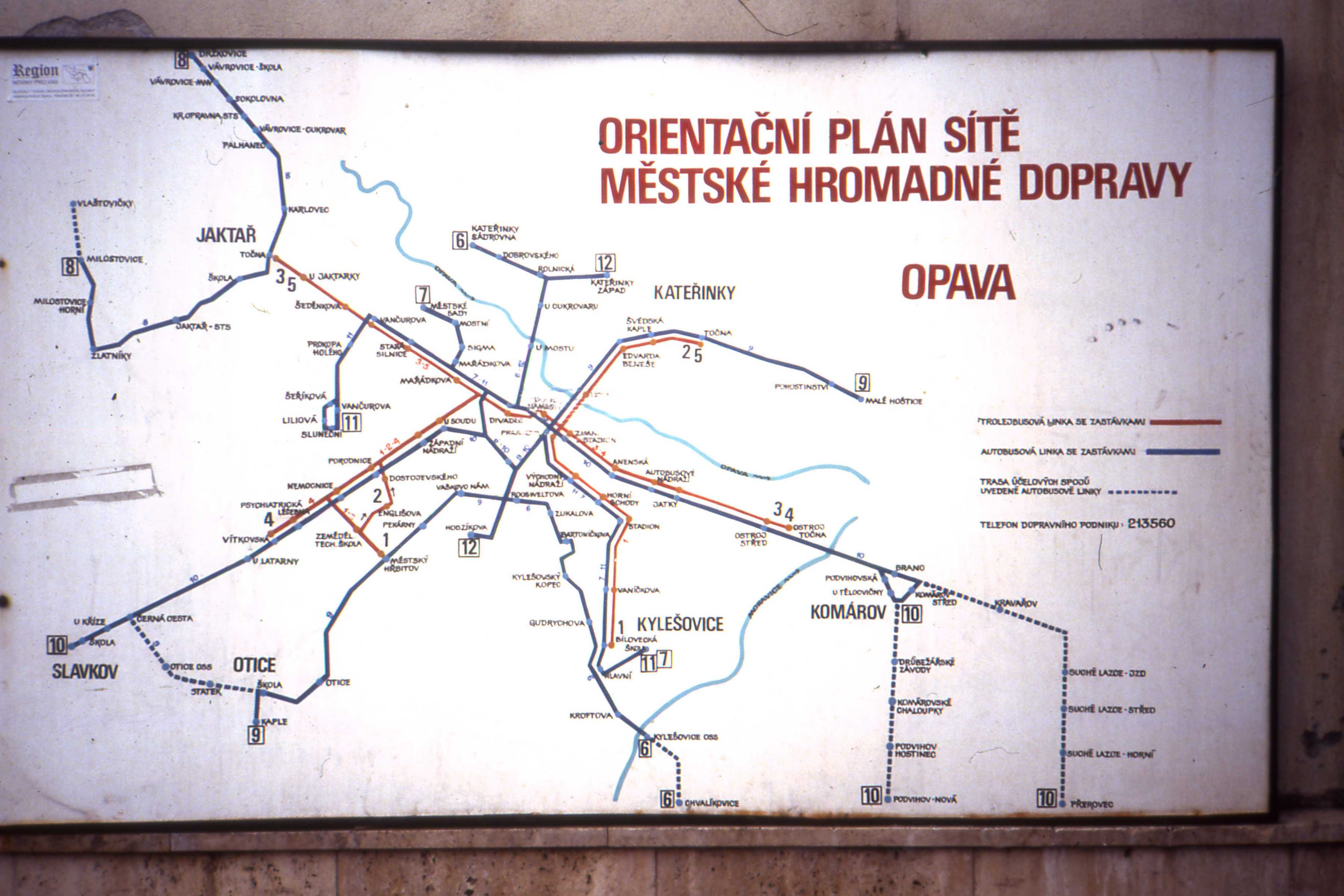
Zweifarbiger Netzplan aus Opava, die Trolleybuslinien sind rot und die Autobuslinien blau eingezeichnet
Netzplan aus Timișoara: Straßenbahnlinien durchgehend, Trolleybuslinien gestrichelt und Autobuslinien gepunktet
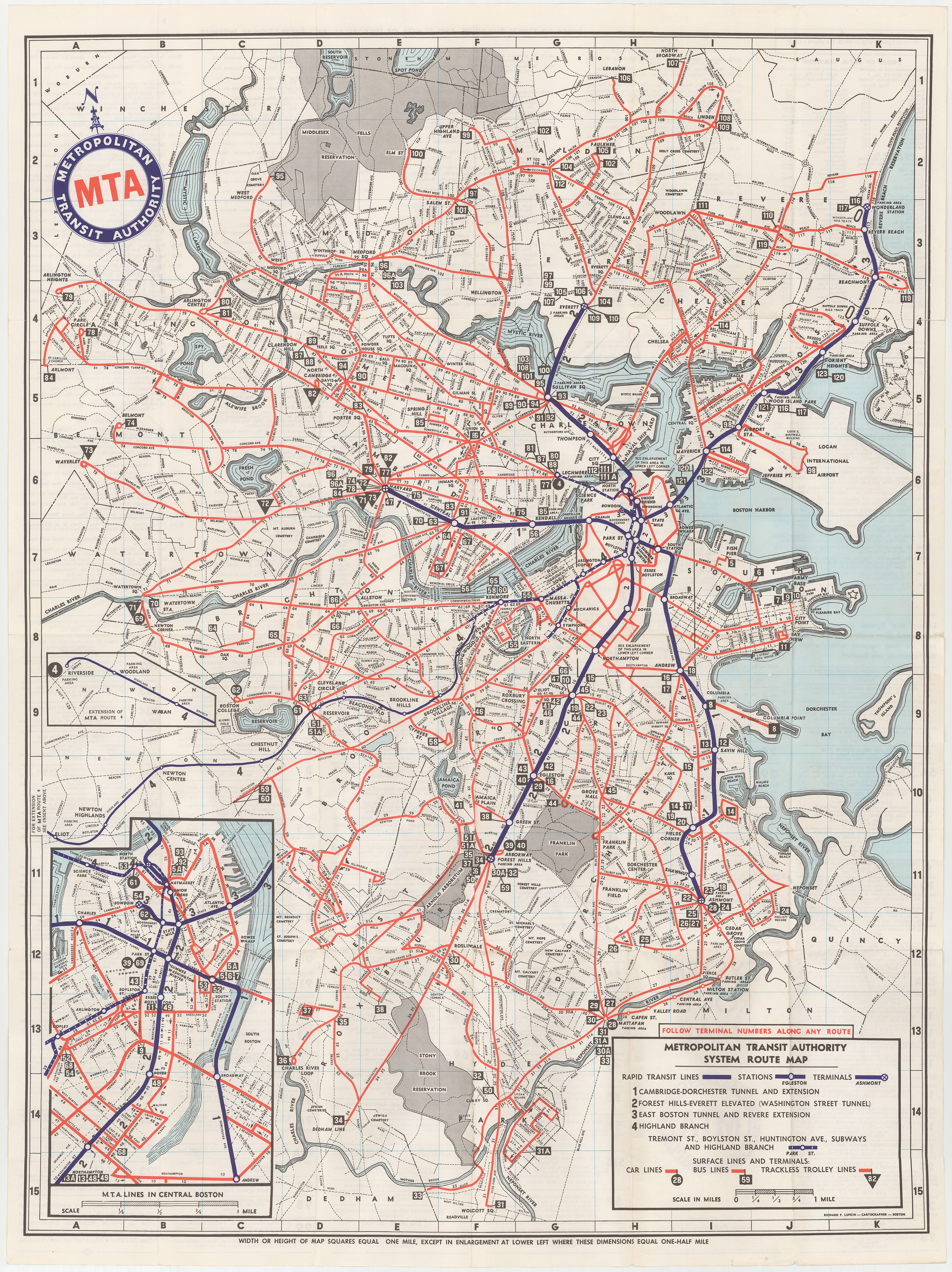
Netzplan aus Boston, Obusliniennummern sind dreieckig markiert, Straßenbahnliniennummern rund und Omnibusliniennummern rechteckig

### Kennzeichnung von Fahrzeugen
- Lackierung: Besonders in osteuropäischen Ländern ist ein eigenständiges Lackierungsschema für Oberleitungsbusse üblich, obwohl sie von derselben Gesellschaft betrieben werden wie die übrigen städtischen Verkehrsmittel. Beispiele hierfür sind Budapest (Trolleybusse rot-grau, Autobusse blau-grau und Straßenbahnwagen gelb-weiß), Plzeň (Trolleybusse grün-weiß, Autobusse rot-weiß und Straßenbahnwagen gelb-grau), Minsk (Trolleybusse blaugrün, Autobusse hellgrün und Straßenbahnwagen türkis) sowie bis 2010 auch Belgrad (Trolleybusse orange, Autobusse gelb und Straßenbahnwagen rot).
- Nummerierung: Teilweise werden auch gleiche Betriebsnummern vergeben, so dass es beim selben Verkehrsunternehmen unter Umständen einen Oberleitungsbus Nummer 1, einen Omnibus Nummer 1 und eine Straßenbahn Nummer 1 geben kann. In Idar-Oberstein verwendete man früher zu diesem Zweck zusätzliche Kürzel, so existierte gleichzeitig ein Oberleitungsbus „O1“ und ein Kraftomnibus „K1“. Auch die Aachener Straßenbahn und Energieversorgungs-AG benutzte den Zusatzbuchstaben „O“ für ihre Oberleitungsbusse, beim Oberleitungsbus Greiz lautete der Zusatz „Ob“. Analog dazu existierte in Budapest, Glasgow und Warschau der vorangestellte Kennbuchstabe „T“, in Szeged ist dies bis heute der Fall. Beim Oberleitungsbus Neapel sowie beim Überlandbetrieb von Turin nach Rivoli lautet(e) der Zusatzbuchstabe „F“ für filobus, im rumänischen Timișoara stand das „F“ analog dazu für firobuz. In Cuneo stellte man ein „E“ für „elettrobus“ vor oder hinter die eigentliche Wagennummer. Zudem ist es weithin üblich, Oberleitungsbussen eigenständige Nummerngruppen zuzuweisen. So besitzen beispielsweise in Esslingen die Gelenkobusse 200er Nummern, während die Gelenkomnibusse mit 100er Nummern gekennzeichnet sind.
- Typisierung: Auch viele Herstellerbezeichnungen basieren auf diesem System, so heißt etwa der vom Omnibusmodell Ikarus 280 abgeleitete Obustyp Ikarus 280T.

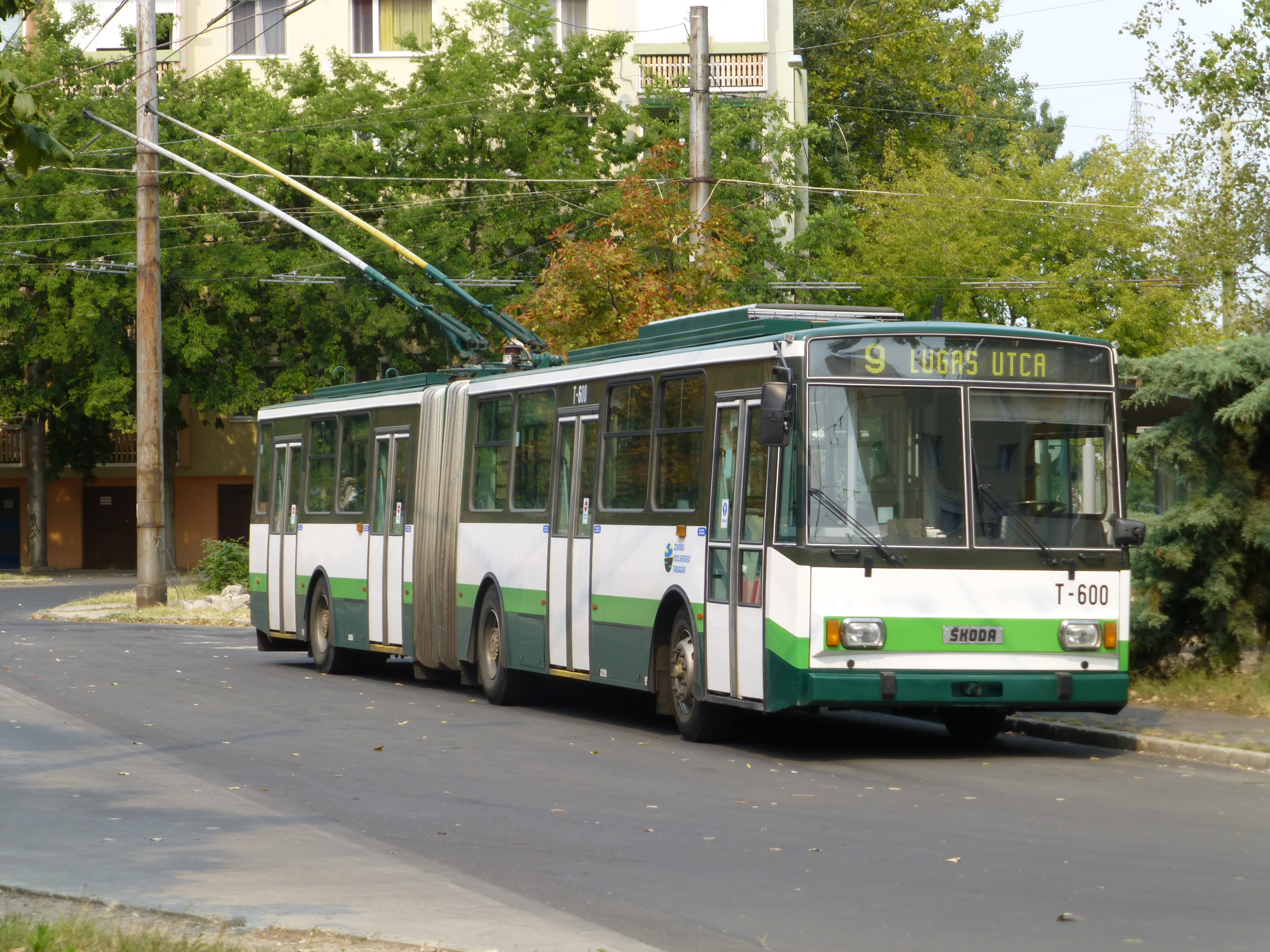
Betriebsnummer „T-600“ in Szeged
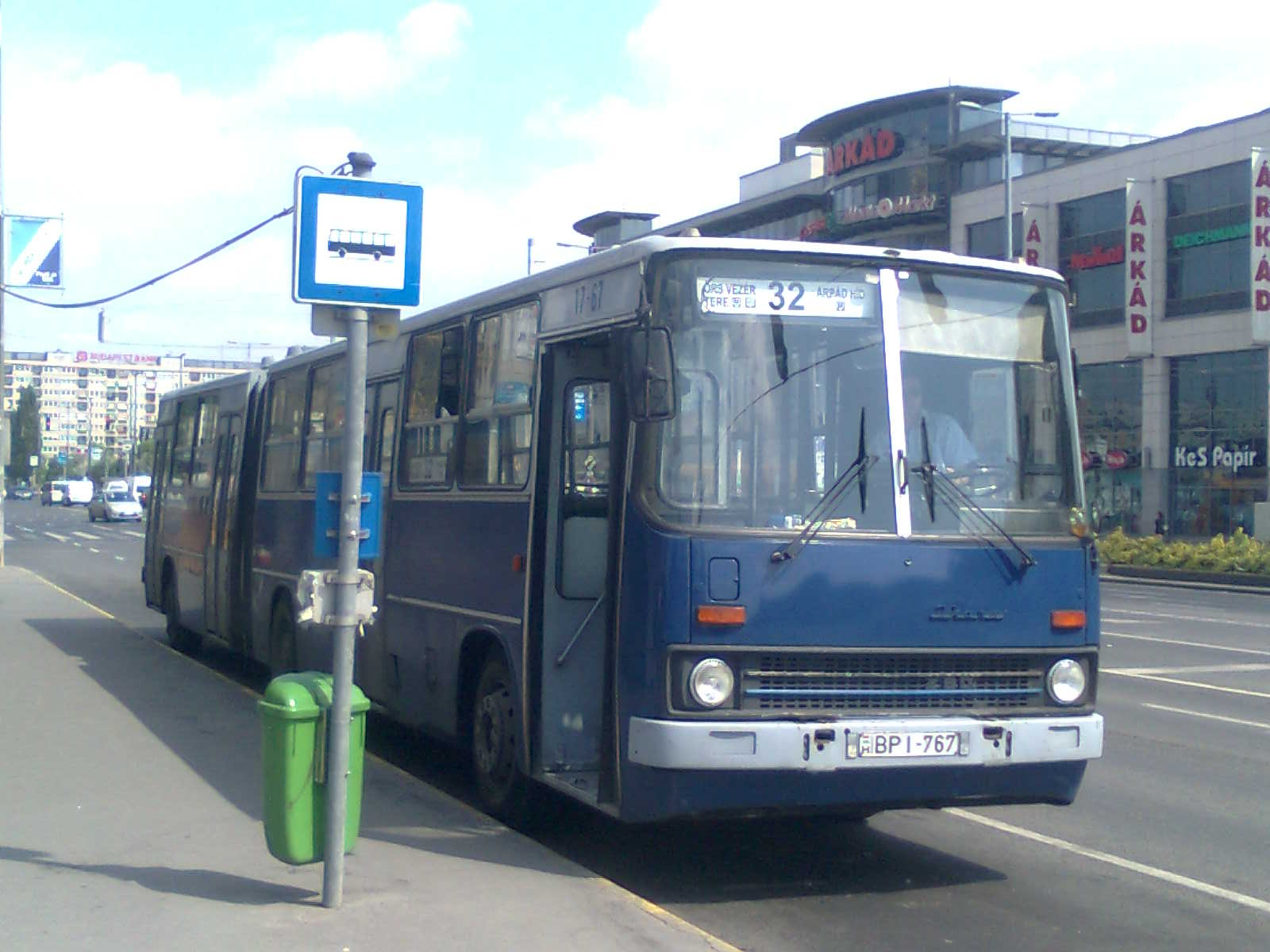
Budapest: während Autobusse blau-grau lackiert sind, …
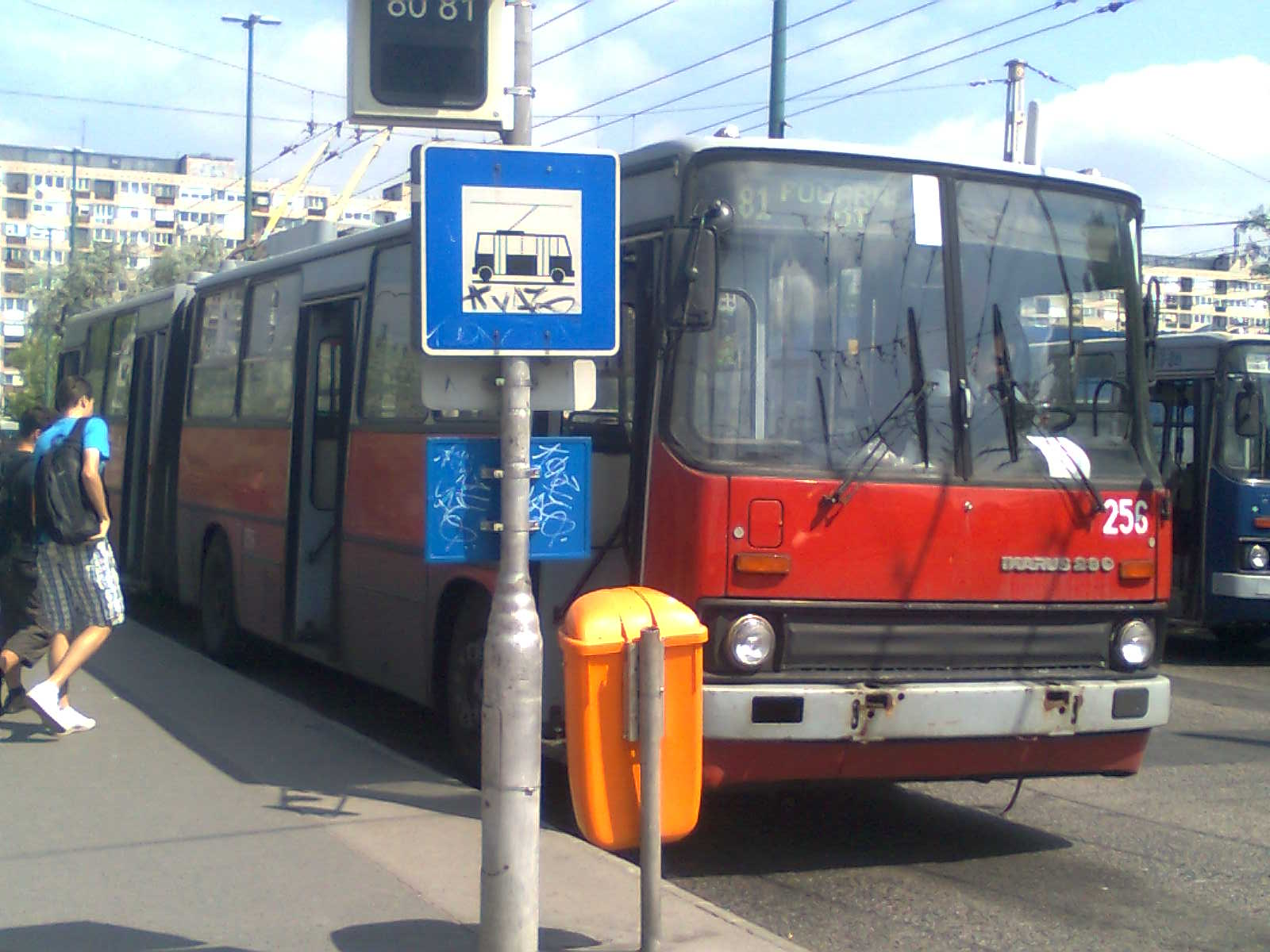
… sind Trolleybusse in einem rot-grauen Design gehalten
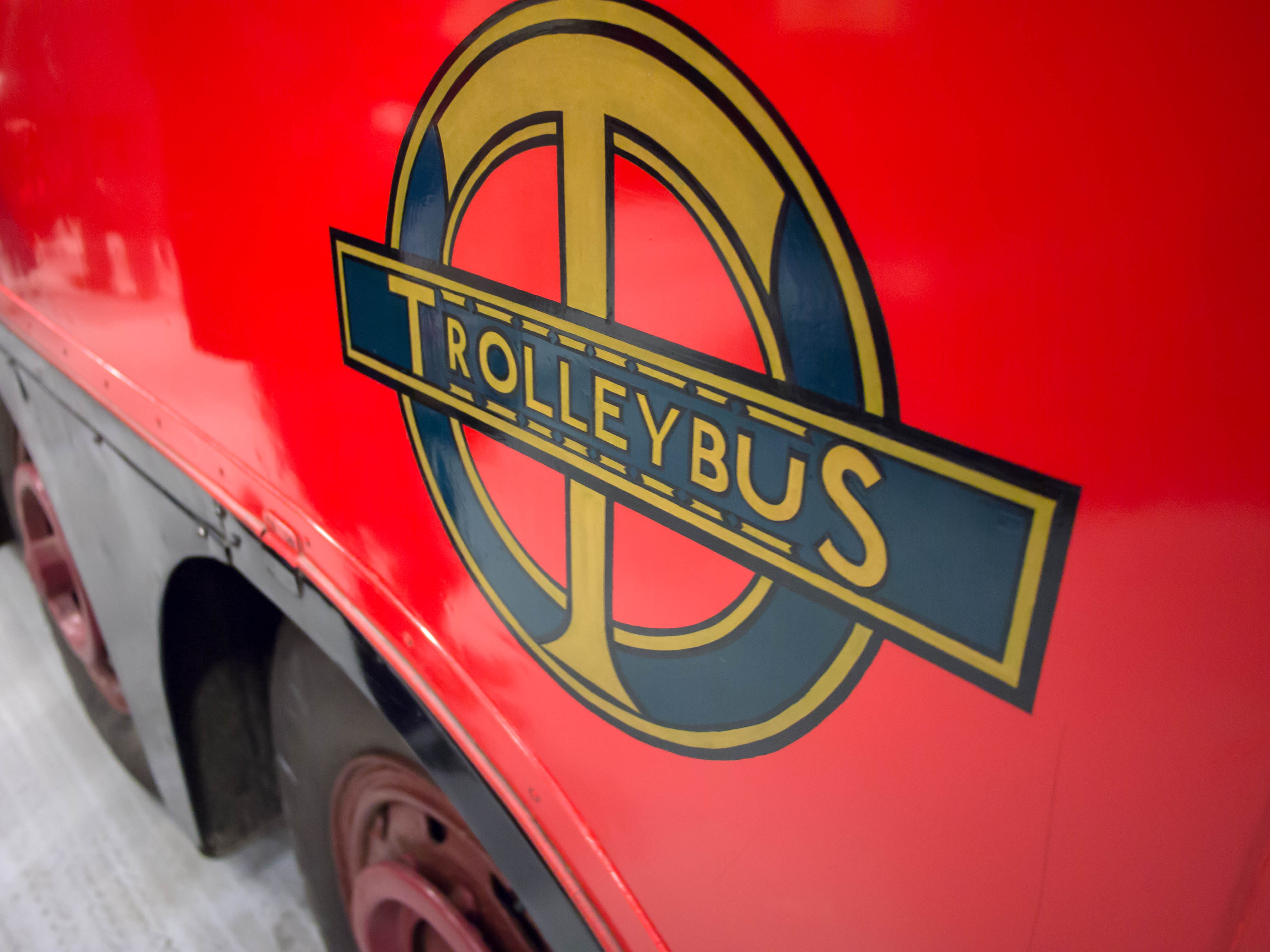
In London waren Trolleybusse zeitweise mit diesem Logo gekennzeichnet

### Betreiber

Logo des ehemaligen Unternehmens Vilniaus troleibusai, das ein reiner Obus-Betreiber war

In aller Regel werden Oberleitungsbusse von kommunalen oder privaten Verkehrsunternehmen betrieben. Diese sind meist auch für den örtlichen Omnibus- und – soweit vorhanden – Straßenbahnverkehr zuständig. Jedoch erfolgt in bestimmten Städten eine organisatorische Trennung zwischen Obus- und Omnibusverkehr. In der Europäischen Union, Norwegen und der Schweiz ist bzw. war dies in Bergen (seit 2020), Chaskowo, Gdynia (seit 1998), Pasardschik, Plewen, Salzburg (seit 2005), Sofia, Stara Sagora, Szeged, Tychy und Wraza der Fall. Ebenso – jeweils ab Eröffnung des Betriebs – in Bern bis 1947, in Bonn bis 1964, in Budapest bis 1967, in Schaffhausen bis 1984, in Debrecen bis 2009, in Athen/Piräus und Vilnius bis 2011, in Tallinn bis 2012 und in Kaunas bis 2014, außerdem bei den vier stillgelegten bulgarischen Betrieben in Dobritsch, Kasanlak, Pernik und Weliko Tarnowo. Außerhalb Europas sind beispielsweise in Guadalajara, Guangzhou, Quito, Mexiko-Stadt, Valparaíso und Wuhan Obus und Omnibus administrativ getrennt, ferner war dies früher in Mendoza und Mérida der Fall. Darüber hinaus kommt dieses Modell auch in vielen Städten der ehemaligen Sowjetunion zur Anwendung. Zudem werden dort, wie auch in Nordkorea oder früher in China, einige Oberleitungsbussysteme von Industriebetrieben geführt. Hierbei handelt es sich um nicht-öffentliche Werkspersonenverkehre, die in der Regel nur zu den Schichtwechseln bedient werden. Reine Trolleybusgesellschaften waren außerdem die spanische Compañía de Trolebuses Santander–Astillero, abgekürzt CTSA, und die uruguayische COOPTROL, ein Akronym für COOPerativa de TROLebuses, aus Montevideo.
Teilweise sind Obusse dem Straßenbahnbetrieb angegliedert, so etwa in Sofia und in Szeged. Dadurch ergeben sich unter anderem Synergieeffekte bei der Fahrleitungsinstandhaltung und beim Stromeinkauf. In Chile existierte früher ein Staatsunternehmen, das – zuletzt unter der Bezeichnung Empresa de Transportes Colectivos del Estado – beide Obusnetze des Landes gemeinsam betrieb. In der Schweiz gab es mit dem 2012 infolge einer Fusion entstandenen Unternehmen Transports Publics Neuchâtelois (transN) wiederum eine Gesellschaft die für zwei räumlich getrennte Trolleybusnetze zuständig war, in diesem Fall für den Trolleybus Neuenburg und den – mittlerweile eingestellten – Trolleybus La Chaux-de-Fonds.
Zahlreiche Verkehrsunternehmen änderten im Zuge der Einführung von Oberleitungsbussen ihren Namen um den Begriff Straßenbahn zu eliminieren. So nannte sich beispielsweise die Trambahn der Stadt St. Gallen ab 1950 neutral Verkehrsbetriebe der Stadt St. Gallen. Das französische Verkehrsunternehmen Société des Trolleybus Urbains de Belfort (STUB) wiederum trug seine Bezeichnung von 1952 bis 1972, obwohl es ab 1958 auch Autobusse betrieb. Die Verkehrsgesellschaft der kroatischen Stadt Rijeka heißt bis heute KD Autotrolej d.o.o., obwohl dort schon seit 1971 keine Trolleybusse mehr verkehren. Ebenso nennt sich das Autobusunternehmen der rumänischen Stadt Piatra Neamț bis heute S.C. Troleibuzul S.A., wenngleich der Trolleybusbetrieb dort erst im März 2017 endete.

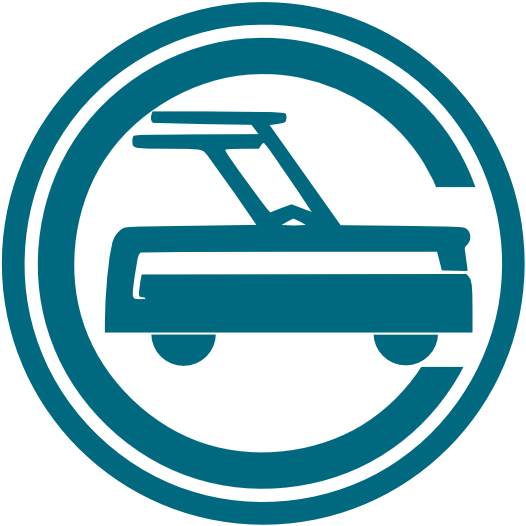
Logo des Trolleybus-Betreibers im chinesischen Guangzhou
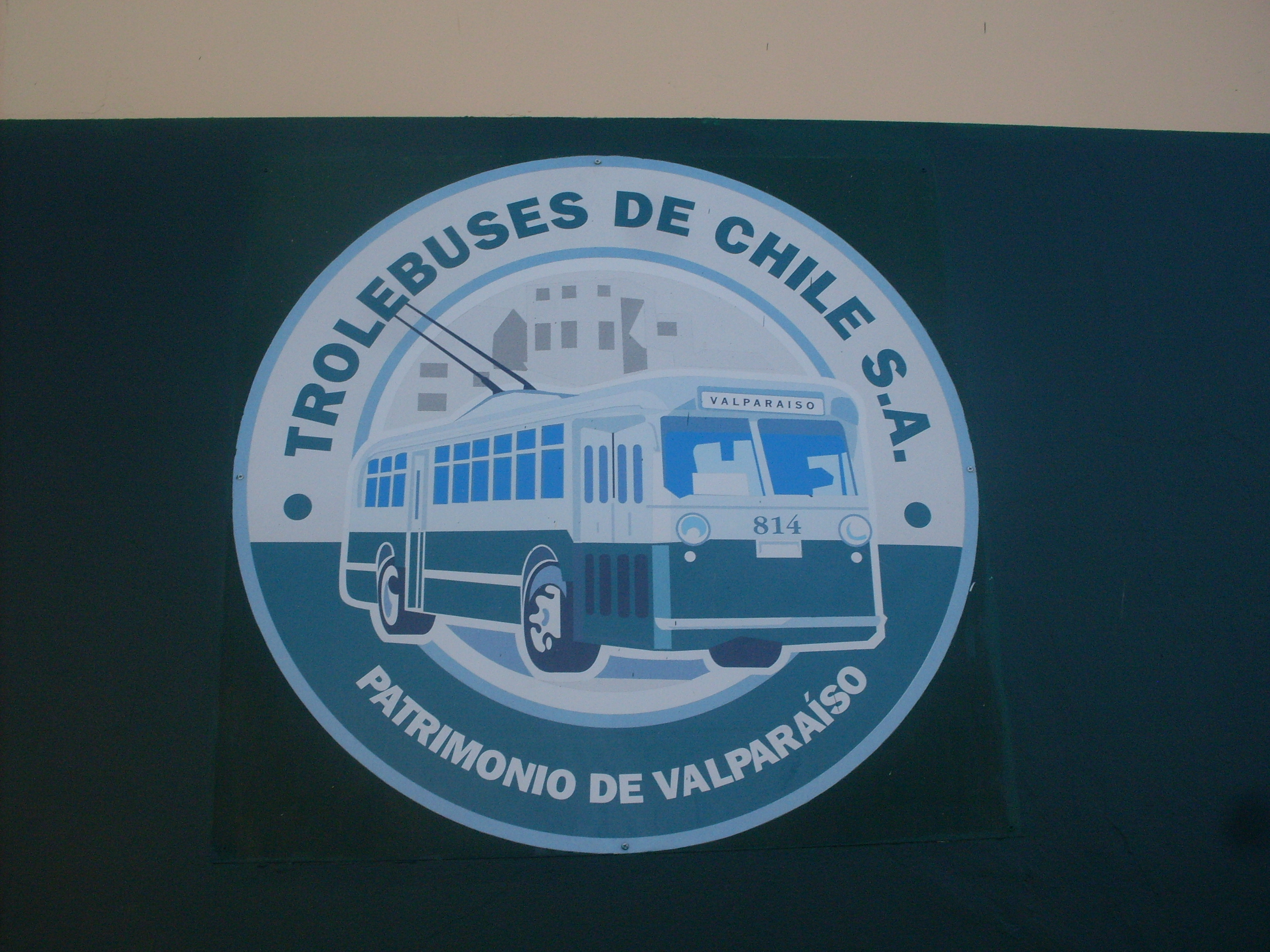
Logo der Betreibergesellschaft des Oberleitungsbus Valparaíso
Logo des Trolleybusbetreibers ЧТУ im ukrainischen Tschernihiw
Autotrolej betreibt heute nur noch Autobusse, behielt aber den Namen bei

## Etymologie

Siemens & Halske-Werbeanzeige von 1901

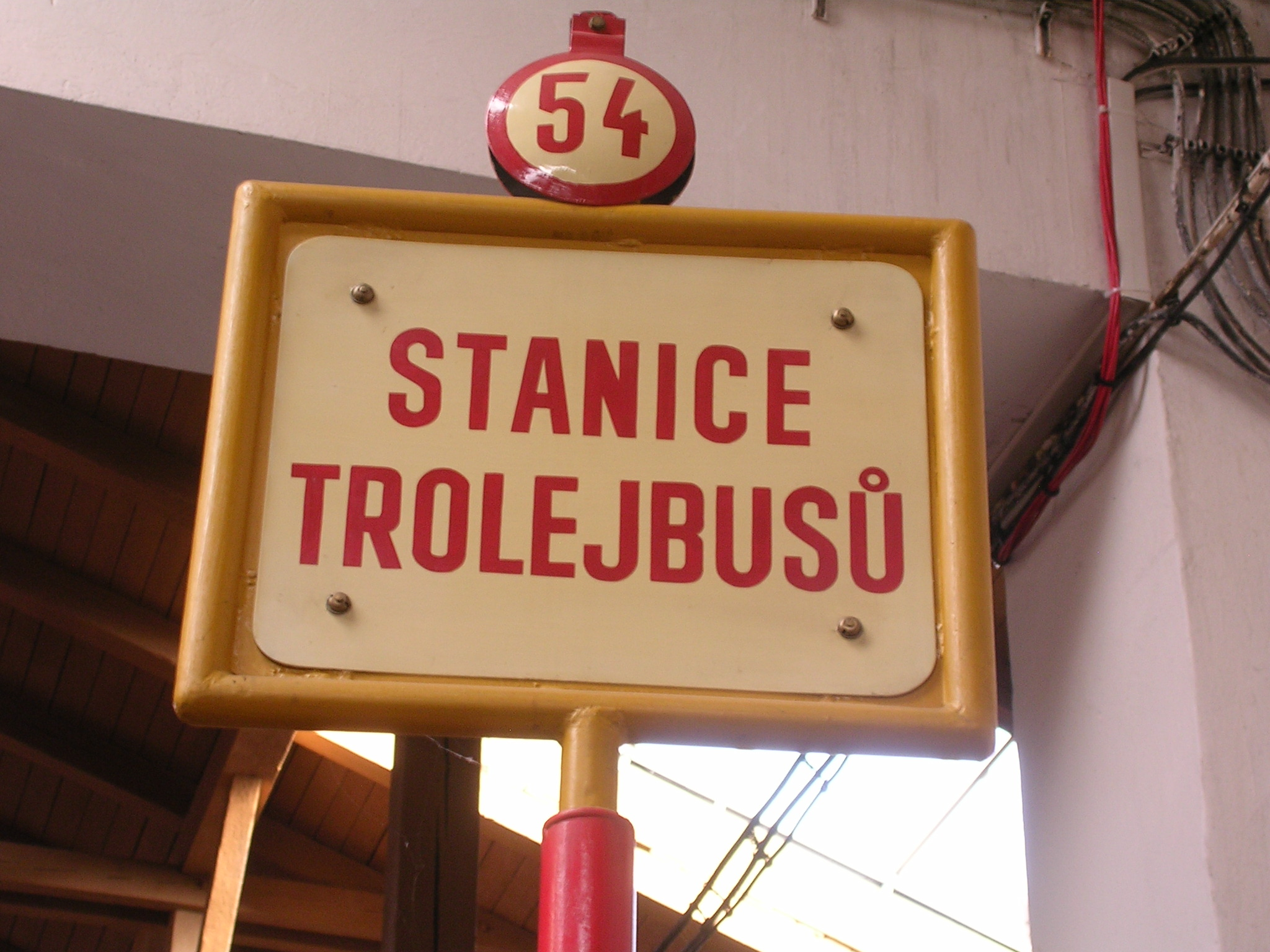
Historisches Haltestellenschild aus Prag mit der tschechischen Transkription Trolejbus

Oberleitungsbus ist eine Kurzform des Begriffs Oberleitungsomnibus, das sich aus Oberleitung und Omnibus zusammensetzt.
Oberleitungsomnibus tauchte schon vor dem Ersten Weltkrieg auf, so zum Beispiel 1901 in einer Werbeanzeige von Siemens & Halske. Die Kurzform Oberleitungsbus wurde im September 1937 durch den Bahnausschuss des Verbands deutscher Verkehrsverwaltungen (VDV) offiziell eingeführt. Das Wort selbst ist jedoch älter, es taucht beispielsweise schon 1930 in der Zeitschrift Der Waggon- und Lokomotivbau auf.
Die Abkürzung für Oberleitungsomnibus respektive Oberleitungsbus lautete zunächst Obbus und wurde später zu den heute gängigen Schreibweisen Obus bzw. O-Bus vereinfacht.
Der außerhalb von Deutschland und Österreich verwendete Begriff Trolleybus ist ein Internationalismus. Während im britischen Englisch beziehungsweise im übrigen Europa manchmal auch dessen Kurzform Trolley verwendet wird, ist Trolley im amerikanischen Englisch die Kurzform für trolley car und steht dort somit für einen Straßenbahnwagen.
Die Bezeichnung stammt wiederum von crane trolley ab, so wird im Englischen eine Laufkatze am Ausleger eines Krans bezeichnet. Diese hat eine große technische Ähnlichkeit zu den Kontaktwägelchen, die sowohl bei den ersten elektrischen Straßenbahnen als auch bei den ersten Trolleybussen auf der Oberleitung fuhren und mit dem Verbindungskabel hinterher gezogen wurden. Der Begriff Trolleybus kam jedoch erst in den 1920er Jahren auf, also zu einer Zeit, als die anfänglichen Systeme mit Kontaktwägelchen technisch längst überholt und größtenteils wieder stillgelegt worden waren.

## Sprachgebrauch

### Deutschland und Österreich

Unterscheidung zwischen „Obus“ einerseits und „Bus“ andererseits auf einem Wegweiser in Salzburg

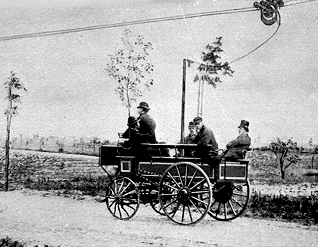
Berlin 1882: das Elektromote von Werner Siemens

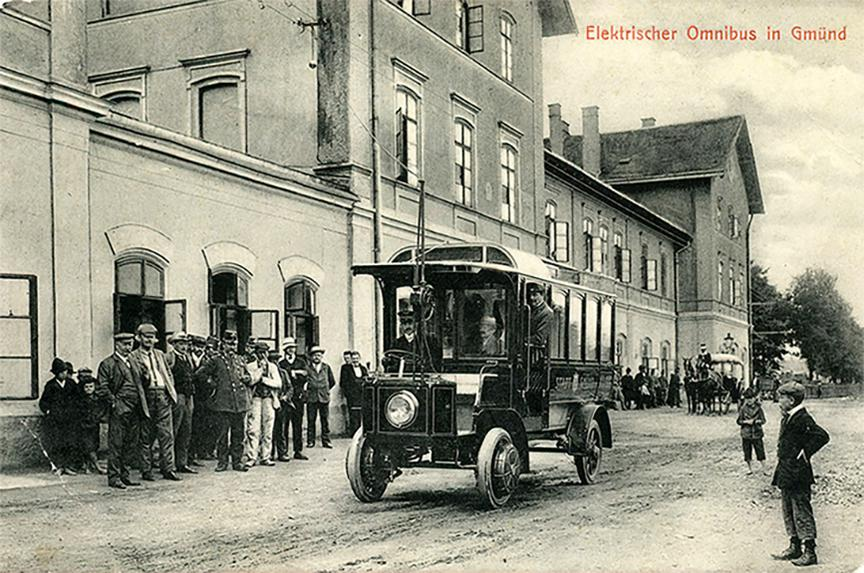
Postkarte aus Gmünd mit der Bezeichnung Elektrischer Omnibus, 1907. Frontantrieb mit Nabenmotoren. Eine Linie, 1907–1916, erster O-Bus Cisleithaniens

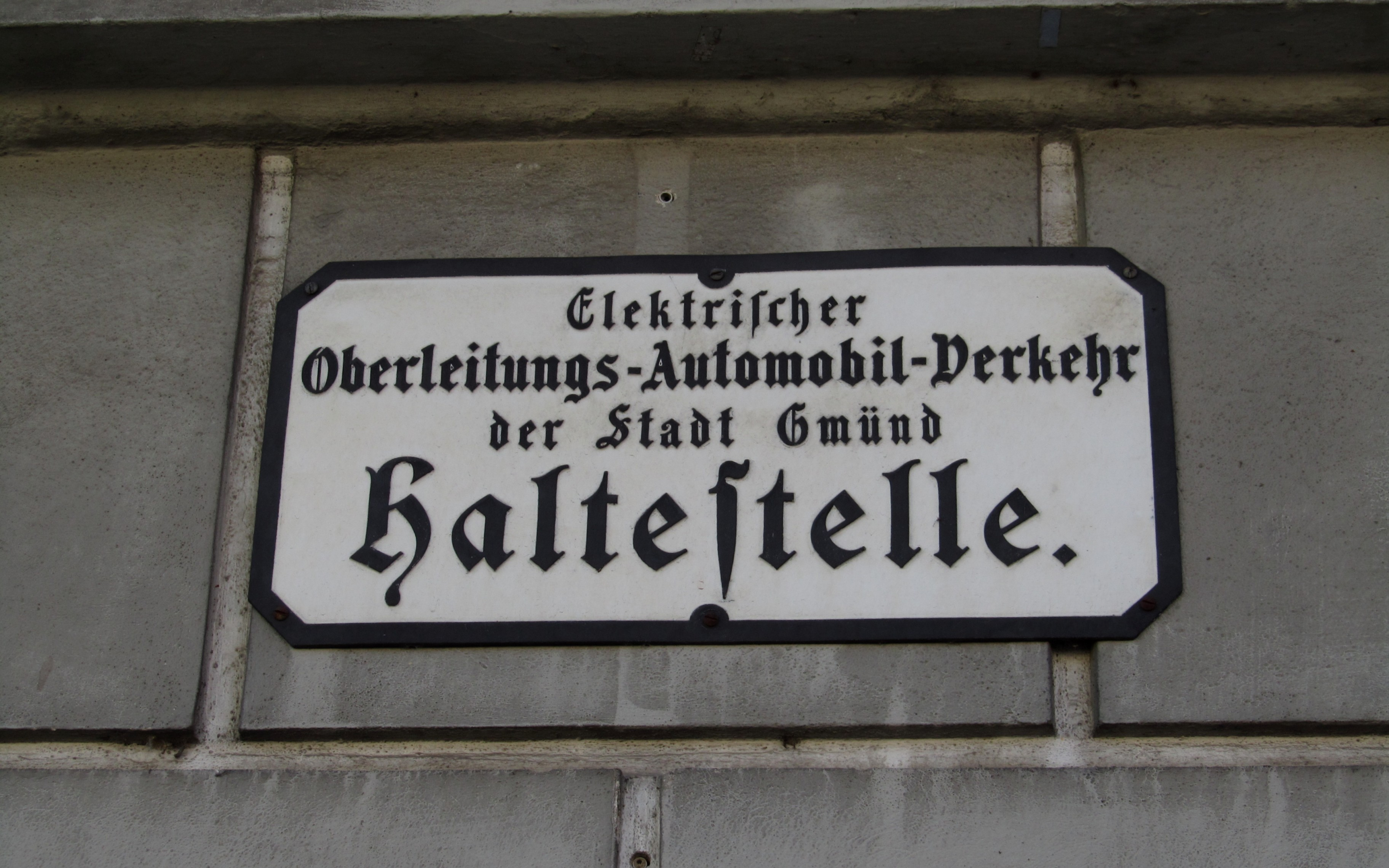
Historisches Haltestellenschild mit der Bezeichnung Elektrischer Oberleitungs-Automobil-Verkehr der Stadt Gmünd.

In Deutschland und Österreich werden heute meist die Bezeichnungen Oberleitungsbus oder Oberleitungsomnibus und die daraus abgeleiteten Kurzformen Obus und O-Bus verwendet. Weitere Bezeichnungen wie Elektrobus, E-Bus, elektrischer Bus oder Strombus sind ungenau, weil sie auch für mit Elektromotoren betriebene Omnibusse verwendet werden, deren Energie nicht kontinuierlich über eine Oberleitung zugeführt wird.
In der Frühzeit wurden Oberleitungsbusse hingegen noch anders benannt. Das 1882 von Werner Siemens vorgestellte Versuchsfahrzeug hieß Elektromote, abgeleitet aus dem englischen Begriff electric motion für elektrische Bewegung. Als Oberbegriff für derartige Fahrzeuge waren elektrische Kutsche, elektrische Droschke oder elektrischer Motorwagen gängig. Zu Beginn des 20. Jahrhunderts wurde der Obus – in Abgrenzung zur Schienenbahn aber auch zur sogenannten halbgleislosen Bahn – als gleislose, geleislose oder geleiselose Bahn respektive Straßenbahn bezeichnet. Meyers Großes Konversations-Lexikon beschreibt diese 1905 wie folgt:

„Straßenbahnen, gleislose; elektrische Omnibusse mit oberirdischer Stromzuführung, die ohne Schienen laufen.“

In Preußen hießen sie damals behördlicherseits Kraftwagen mit oberirdischer Stromzuführung. Weniger verbreitete Bezeichnungen waren Elektrischer Omnibusbetrieb mit oberirdischer Stromzuführung, Gleislose elektrische Bahn, Gleislose elektrische Straßenbahn, Gleislose Trambahn, Gleislose elektrische Stadtbahn, Elektrische Bahn ohne Schienen, Gleislose Motorbahn mit elektrischer Oberleitung, Gleislose elektrische Personenbahn, Gleislose elektrische Transportbahn, Gleislose Elektrische Bahnen mit oberirdischer Stromzuführung, Gleisloser Spurwagen, Gleislose Oberleitungsbahn, Elektrische Oberleitungsbahn, Oberleitungsbahn, Elektrische gleislose Bahn, Elektrische gleislose Motorbahn, Gleislose elektrische Motorbahn, Elektrische schienenlose Bahn, schienenlose Straßenbahn, schienenlose elektrische Straßenbahn, elektrischer Kraftwagenbetrieb mit Oberleitung, Oberleitungs-Kraftwagen, Oberleitungs-Kraftfahrzeug, Elektrischer Omnibus, Elektrisches Oberleitungs-Automobil oder Oberleitungs-Automobil. Der von 1912 bis 1914 bestehende Obus-Betrieb in Steglitz bei Berlin wurde im Volksmund als Gleislobus bezeichnet, abgeleitet von Gleisloser Omnibus.
Anlässlich der 1930 erfolgten Eröffnung der Strecke zwischen Mettmann und Gruiten, des ersten neuzeitlichen Betriebs in Deutschland, entstand die Bezeichnung Fahrdrahtbus. In Berlin wurde anfangs auch der Begriff Drahtbus verwendet, die Erläuterungen zu den Vorschriften nebst Ausführungsregeln für elektrische Bahnen von 1932 verwendeten darüber hinaus die Langform Fahrdrahtomnibus. Mit den vorgenannten Begriffen sollte klargestellt werden, dass es sich um Straßenfahrzeuge und nicht um klassische Bahnen handelt. Außerdem wurde damit gewährleistet, dass das Preußische Kleinbahngesetz für Oberleitungsbusse nicht gilt. Der Hersteller Siemens-Schuckert bezeichnete die Fahrzeuge in den 1930er Jahren hingegen als Elbus, abgeleitet von Elektrischer Omnibus. Weitere Alternativbezeichnungen aus dieser Zeit sind Fahrleitungsomnibus, Fahrleitungsbus bzw. in Österreich auch Oberleitungs-Autobus.
Als umgangssprachlich-mundartliche Bezeichnungen für Obusse sind in Eberswalde die Begriffe Strippenbus und Strippenexpress verbreitet. In Solingen ist er als Stangentaxi bekannt, analog dazu in Salzburg als Stanglbus. Die dazugehörigen Fahrer heißen in Salzburg Stanglkutscher. Der Oberleitungsbus München wurde seinerzeit als Stangerlbus bezeichnet – abgeleitet von Stangerlwagen für einen Straßenbahnwagen mit Stangenstromabnehmer. In Berlin hießen sie Stangenbus. In Berlin und Leipzig wurde außerdem der Ausdruck Drahtesel verwendet, die Leipziger Fahrer bezeichneten ihre Wagen ferner als Knüppeldampfer. Analog dazu hieß der Oberleitungsbus Idar-Oberstein im Volksmund de Droht, eine Kurzform des pfälzischen Worts Drohtesel, hochdeutsch wörtlich Drahtesel. In Berlin nannte man Oberleitungsbusfahrer und Schaffner auch scherzhaft Seilbahnfahrer.

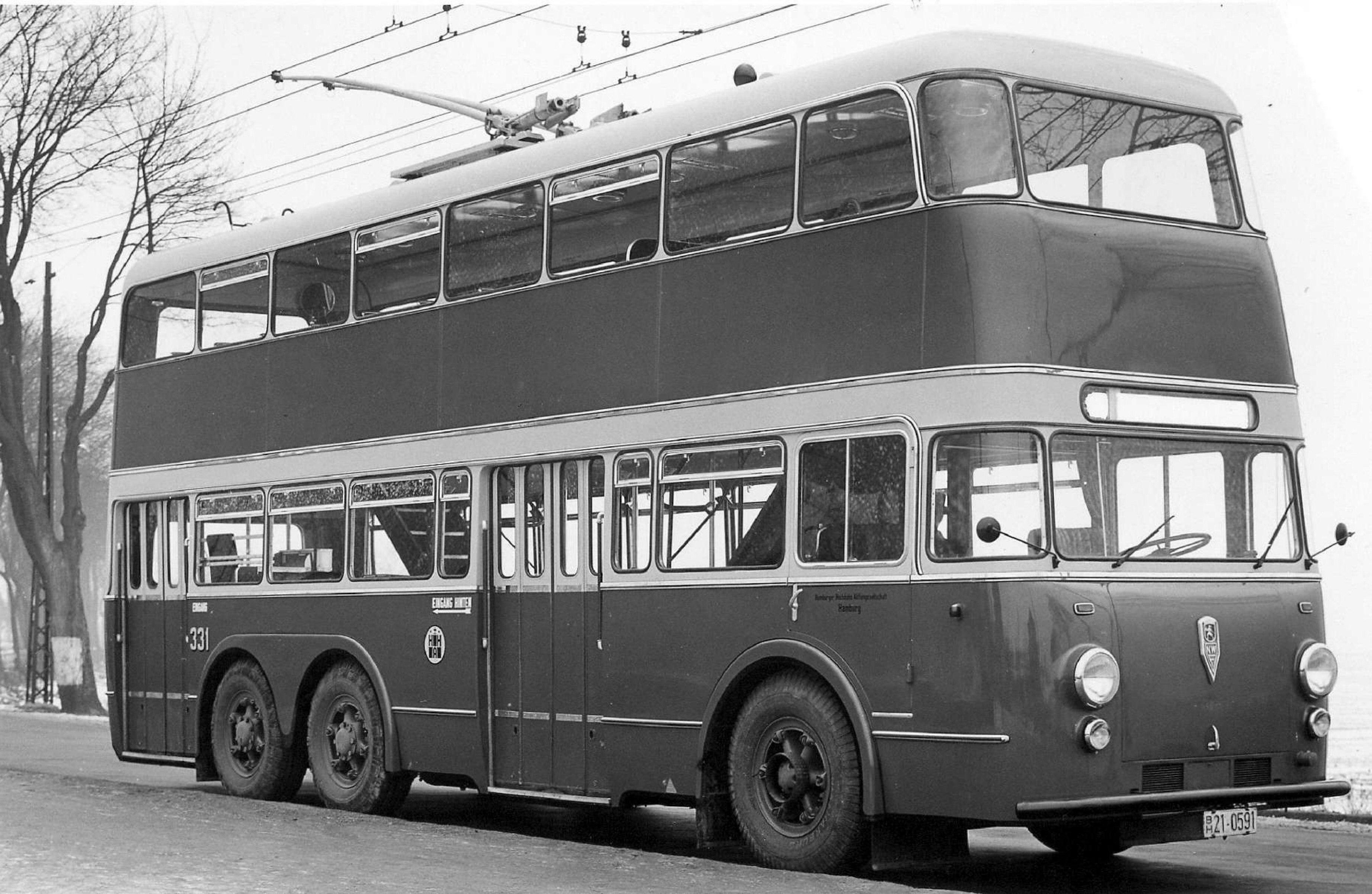
Harburger „Dobus“ Anfang der 1950er Jahre

In Hamburg-Harburg waren von 1953 bis 1957 doppelstöckige Oberleitungsbusse im Einsatz, die damals Dobus (für doppelstöckiger Obus) genannt wurden. Die für Berlin projektierten und 1941 bestellten Doppelstock-Obusse wurden in der Planungsphase als Odobus (für Oberleitungs-Doppeldeck-Omnibus) bezeichnet. Diese Fahrzeuge wurden aufgrund der Kriegsbedingungen nie ausgeliefert.
Mitunter wird bzw. wurde der Begriff Trolleybus auch in Deutschland verwendet. Belege hierfür sind etwa die Typenbezeichnung Trolleybus Solingen oder das Volkslied Trolleybus von Mettmann bis nach Gruiten. Auch im Saarland wurden sie meist Trolleybusse genannt. Ebenso bezeichnete Daimler-Benz seine Oberleitungsbusse mit einem zusätzlichen „T“ in der Typenbezeichnung, ebenso MAN beim Typ SG 200 TH. In der DDR lief 1964 der Kinofilm Der erste Trolleybus, 1976 erschien im Ost-Berliner Eulenspiegel-Verlag die Anthologie Die Braut aus dem Trolleybus – Humorgeschichten aus der Sowjetunion. Ferner fand der Begriff auch bei den Erfurter Verkehrsbetrieben Verwendung. Ebenso war auch der Idar-Obersteiner Betrieb unter der Bezeichnung Trolleybus bekannt. Eine Oldenburger Spezialität waren die eingedeutschten Bezeichnungen Trollibus bzw. Trolli. Ferner wurden auch die Modellspielzeuge der Unternehmen Eheim beziehungsweise Brawa unter dem Namen Trolleybus vermarktet.

### Schweiz
In der Schweiz lautet die offizielle Bezeichnung Trolleybus. Diese Bezeichnung ist auch in der mündlichen Umgangssprache üblich. Die elektronische Fahrplanauskunft der Schweizerischen Bundesbahnen kürzte Trolleybus früher mit Tro ab. Bezogen auf die Deutschschweiz kann der Begriff Trolleybus auch als Helvetismus angesehen werden. Aus der Romandie kommend, wo 1932 in Lausanne der erste neuzeitliche Betrieb eröffnet wurde, etablierte er sich mit Beginn der 1940er Jahre auch in der Deutschschweiz, anders in der italienischen Schweiz, wo man beim Trolleybus Lugano – analog zu Italien – vom filobus sprach. Bis in die 1930er Jahre waren in der Deutschschweiz auch die Bezeichnungen g(e)leislose Bahn bzw. g(e)leislose Trambahn geläufig. Analog zum deutschen Oldenburg wurde mindestens in Winterthur zeitweise auch die eingedeutschte Form Trolli verwendet. Zürichdeutsche Ausdrücke sind Böss, Draht-Bus, Chole-Velo und Gummitram, wobei zumindest Böss auch für Autobusse verwendet wird.

### Weltweit
In den meisten Sprachen wird wie in der Schweiz Trolleybus oder die Kurzform Trolley verwendet, teilweise entsprechend transkribiert. Abkürzungen hierzu sind T-Bus oder Tbus.
Trolleybus setzte sich im englischen Sprachraum erst in den 1920er Jahren durch, zuvor wurde railless car, railless trolley, railless tram, trackless trolley, trackless tram oder electric trolley vehicle without rails verwendet. In den Vereinigten Staaten und in Kanada wird der Oberleitungsbus hingegen nicht als Trolleybus, sondern überwiegend als electric trolleybus (ETB), electric bus oder seltener als trolley coach bezeichnet.
Veraltete französische Bezeichnungen lauten trolley électromobile sans rails, omnibus à trolley et sans rail, autobus à moteur électrique alimenté par un trolley aérien, automobile électrique à trolley aérien, omnibus électrique und tramway routier électrique.
Obwohl der Oberleitungsbus eine deutsche Erfindung ist, konnte sich das Wort Trolleybus in den 1920er Jahren vor allem deshalb weltweit verbreiten, weil die Weiterentwicklung des Systems in Deutschland mit dem Ausbruch des Ersten Weltkriegs weitgehend aufgegeben wurde. Im Gegensatz dazu wurde es insbesondere in Großbritannien auch währenddessen und danach stetig weiterentwickelt.
Eine Besonderheit ist die ausschließlich in der rumänischen Stadt Timișoara gebräuchliche Bezeichnung firobuz, fir steht in der rumänischen Sprache für Faden bzw. Draht. Hierbei handelt es sich um eine Ableitung vom italienischen Begriff filobus, die ersten Oberleitungsbusse für Timișoara wurden in Italien produziert. Im Gegensatz dazu werden Oberleitungsbusse in allen anderen rumänischen Städten als troleibuz bezeichnet.
In Moskau hießen Obusse wegen ihrer Stromabnehmer Gehörnte, beim Oberleitungsbus Ulaanbaatar in der mongolischen Hauptstadt wurden sie aufgrund ihrer Kraft auch Ziegenwagen genannt.

Im englischen Sprachraum gebräuchlich ist die Bezeichnung trackless trolley

Weitere Bezeichnungen existieren beispielsweise in folgenden Sprachen:
| estnisch                      | Troll                     | Kurzform für Trollibuss                                                                                              |
| finnisch                      | johdinauto trollikka      | Drahtbus, alternative Bezeichnung zu trolleybussi alternative Bezeichnung zu trolleybussi beziehungsweise johdinauto |
| italienisch                   | filobus filovia           | Drahtbus, für das Fahrzeug Drahtweg, für die Strecke                                                                 |
| malaiisch und indonesisch     | bus listrik               | elektrischer Bus |
| europäisches Portugiesisch    | troleicarro               | alternative Bezeichnung zu trólebus                                                                                  |
| brasilianisches Portugiesisch | ônibus elétrico elétrobus | alternative Bezeichnungen zu trólebus                                                                                |
| bosnisch, serbisch            | trola                     | Jargon für trolejbus                                                                                                 |
| schwedisch                    | trådbuss                  | Schnurbus, Drahtbus                                                                                                  |
| Mandarin                      | 无轨电车 (wúguǐ diànchē)  | schienenloses Elektrofahrzeug                                                                                        |

## Fahrzeug

### Aufbau
Schematische Darstellung anhand des tschechoslowakischen Typs Škoda 14Tr aus den 1980er Jahren, für den Oberleitungsbus relevante Teile sind fett markiert:
|  | 1. Oberleitung 2. Linienzielanzeige 3. Rückspiegel 4. Scheinwerfer 5. vordere Tür 6. angetriebene Hinterachse 7. zweite und dritte Tür 8. lenkbare Vorderachse 9. Zierleiste (ohne Funktion) 10. Trolley-Retriever 11. gespannte Fangseile 12. Stromabnehmerkopf 13. Stangenstromabnehmer 14. Haken zur Verriegelung der Stangen 15. Dachaufbauten / Stromabnehmerbock 16. Fahrzeugnummer |

Markantestes Unterscheidungsmerkmal eines Oberleitungsbusses sind die beiden drehbaren Stangenstromabnehmer, manchmal auch Kontaktstangen, Stromabnehmerstangen oder – vor allem in der Schweiz – Stromabnehmerruten, Rutenstromabnehmer bzw. Kontaktruten genannt. Im Rumänischen heißen sie „coarne“ für „Hörner“. Von Omnibussen unterscheiden sich Obusse äußerlich außerdem durch die Aufbauten auf dem Dach, darunter Teile der elektrischen Ausrüstung, die unter dem Wagenboden oder im Fahrgastraum keinen Platz mehr finden. Müssen im Inneren dennoch größere Schaltkästen untergebracht werden, wird teilweise auf längs angeordnete Sitze zurückgegriffen.
Im Vergleich zum Unterflureinbau ist die Elektrik auf dem Dach außerdem besser vor äußeren Einflüssen wie – unter Umständen salzhaltigem – Spritzwasser oder Schneematsch sowie Steinschlag geschützt und zudem leichter zu warten. Außerdem kann auf diese Weise die Abwärme der Widerstände – aufgrund ihrer Anordnung häufig auch Dachwiderstände genannt – und der anderen elektrischen Bauteile leichter entweichen. Sie müssen somit nicht fremdbelüftet werden. Bei modernen Niederflurfahrzeugen ist die Unterbringung der elektrischen Ausrüstung auf dem Dach aus Platzgründen unverzichtbar. Häufig werden dabei sogenannte Dachcontainer verwendet, manchmal sind diese durch Dachblenden eingehaust.
Im Vergleich zu Omnibussen ist die Dachkonstruktion inklusive der Fahrzeugsäulen bei Oberleitungsbussen – ebenso wie bei anderen Elektrobussen – konstruktiv verstärkt, um die zusätzliche Masse der elektrischen Bauteile und der Stromabnehmer tragen zu können. In diesem Zusammenhang sind außerdem bestimmte Fensterholme bei manchen Oberleitungsbussen breiter ausgeführt als bei vergleichbaren Omnibussen. Sie dienen außerdem als Kabelkanal zwischen den elektrischen Einrichtungen auf dem Fahrzeugdach und den unterflurig angeordneten Teilen der Traktionsausrüstung. Generell ist die Verkabelung aufwändig, bei Gelenkwagen des Typs Swisstrolley 3 sind beispielsweise in jedem Wagen über zwölf Kilometer Leitungen verlegt.
Ein besonderes Augenmerk gilt dem Korrosionsschutz der Karosserien, aufgrund der längeren Lebensdauer eines Oberleitungsbusses muss diese besser gegen Durchrostung geschützt werden als bei einem Dieselbus. Vereinzelt wurden daher auch Oberleitungsbusse mit einem Aufbau aus Aluminium oder rostfreiem Stahl gebaut.
Im Allgemeinen benötigen die elektrischen Antriebsaggregate eines Oberleitungsbusses weniger Platz als ein Dieselmotor mit Dieselrußpartikelfilter oder ein Gasmotor mit Katalysator. Zudem entfällt der voluminöse Kraftstofftank. Dies ermöglicht einen tiefen Wagenboden über die gesamte Fahrzeuglänge und eine niedrige Einstiegshöhe auch bei der hintersten Tür. Aus demselben Grund waren außerdem Frontlenker beim Obus deutlich früher anzutreffen als beim Omnibus. Ebenso kann auf die bei Niederfluromnibussen teilweise verwendeten Motortürme im Heckbereich weitgehend verzichtet werden. Genauso sind Low-Entry-Konstruktionen im Obus-Bereich weitgehend unbekannt, eine der wenigen Ausnahmen stellt der tschechische Typ SOR TN 12 dar. Dennoch ist ein Oberleitungsbus, bezogen auf einen Gelenkwagen, fast zwei Tonnen schwerer als ein Dieselbus. So wiegt beim Gelenkwagen-Typ Mercedes-Benz O 405 GTD allein die elektrische Ausrüstung sechs Tonnen. Insbesondere in früheren Jahren setzte man beim Obus deshalb häufig auf doppelte Hinterachsen, auch Tandemachsen genannt, Nachlaufachsen oder Doppelbereifungen.
Weiterhin typisch für viele ältere Oberleitungsbusse sind am Heck angebrachte Leitern, sie ermöglichen dem Wartungspersonal, zu den Stromabnehmern und den Dachaufbauten hinaufzusteigen. Diese beginnen teilweise erst auf Höhe der Fensterunterkante, um illegale Mitfahrten – analog zum S-Bahn-Surfen – zu erschweren. Alternativ dazu wurden ausklappbare Leitersprossen verwendet, die meist auf der Türseite neben einem Einstieg zu finden waren. Auf dem Dach selbst sind ergänzend zu den Aufstiegshilfen manchmal Laufstege montiert, sie ermöglichen dem Wartungspersonal die nötige Trittsicherheit. Weiter besitzen fast alle Obus-Typen im hinteren Dachbereich Halterungen zum Arretieren der Stromabnehmer. Ergänzt werden diese häufig durch einen Querbügel, er verhindert, dass die Stangen beim Abzug unkontrolliert auf das Dach fallen. Ein weiteres typisches Unterscheidungsmerkmal sind die fehlenden Kühlergrills. An ihrer Stelle befindet sich häufig eine je nach Typ ein- oder zweiteilige Wartungsklappe, manchmal auch als Bugklappe bezeichnet. Des Weiteren fehlt bei manchen Obus-Karosserien die Aussparung für das Kraftfahrzeugkennzeichen mitsamt der dazugehörigen Beleuchtung.
Ähnlich wie elektrisch angetriebene Schienenfahrzeuge entstehen Oberleitungsbusse in den meisten Fällen als Gemeinschaftsprojekt, die elektrische Ausrüstung wird dabei von einem anderen Hersteller produziert als das Fahrwerk, die Karosserie und die Innenausstattung. Mitunter teilen sich die Zulieferer auch Aufträge. Bei den 210 Wagen des Typs ÜHIIIs von Uerdingen/Henschel kamen beispielsweise gleich vier – eigentlich miteinander konkurrierende – elektrische Ausrüster zum Zug. Früher ließen sich dabei die Karosseriehersteller grundsätzlich die elektrische Ausrüstung zuliefern. Mittlerweile geht der Trend dahin, dass die Hersteller elektrischer Ausrüstungen Rohkarosserien von verschiedenen Fahrzeugbauern beziehen und dann selbst als Obus-Anbieter auftreten. Unabhängig davon gab es auch Kompletthersteller, klassische Beispiele hierfür waren viele Jahre lang Škoda und Breda.
Teilweise sind Oberleitungsbusse Adaptionen von Omnibussen, insbesondere gilt dies für Kleinserien. Aktuelle Beispiele für solche Anpassungen sind die Typen Škoda 24Tr und 25Tr, die auf dem Citelis von Irisbus basieren, sowie die Modellreihe Solaris Trollino, die auf der Dieselbusvariante Solaris Urbino aufbaut. Wichtige Beispiele aus der Vergangenheit sind die vom in Deutschland entwickelten Standard-Linienbus abgeleiteten Oberleitungsbusse oder die 363 Exemplare des Daimler-Benz-Typs O 6600 T, die eine Variante des Omnibusmodells O 6600 H sind. Wegweisend in dieser Hinsicht war auch die in den 1950er Jahren nach dem Baukastenprinzip konzipierte Reihe HS 160 von Henschel & Sohn. Für die Verkehrsunternehmen ergeben sich hierbei Synergieeffekte bei der Ersatzteilversorgung, für den Hersteller geringere Entwicklungskosten. Äußerst selten sind hingegen Omnibustypen, die aus einem Obustyp abgeleitet wurden, ein Beispiel hierfür ist der Hybridbus Hess lighTram Hybrid, ein weiteres der sowjetische Omnibustyp SiU-6, der auf dem Obustyp SiU-5 basiert.
Im Gegensatz zu den oben erwähnten Adaptionen sind die meisten Obus-Karosserien Sonderkonstruktionen, die nicht für Omnibusse verwendet werden. Dies betrifft insbesondere Großserien, so etwa den SiU-9, den meistgebauten Obus-Typ der Welt. In früheren Jahren typisch waren außerdem Oberleitungsbusse, deren Konstruktion sich an Schienenfahrzeuge anlehnte; Vorbilder waren beispielsweise der PCC-Straßenbahnwagen und der Uerdinger Schienenbus. Bereits recht früh konnte sich dabei im Obus-Bereich die selbsttragende Bauweise ohne Fahrgestell durchsetzen. Ursächlich hierfür: Weil der Elektroantrieb nur geringe Vibrationen verursacht, sind die Auswirkungen auf die Gerippestruktur der Fahrgastzelle vergleichsweise gering. Seit etwa 2000 geht der Trend zu Obussen, die gestalterisch an moderne Straßenbahnwagen angelehnt sind, Beispiele hierfür sind die Typen Cristalis, Metrostyle, Swisstrolley 4 und Exqui.City, wobei letzterer zusätzlich auch noch eine abgetrennte Fahrerkabine aufweist.

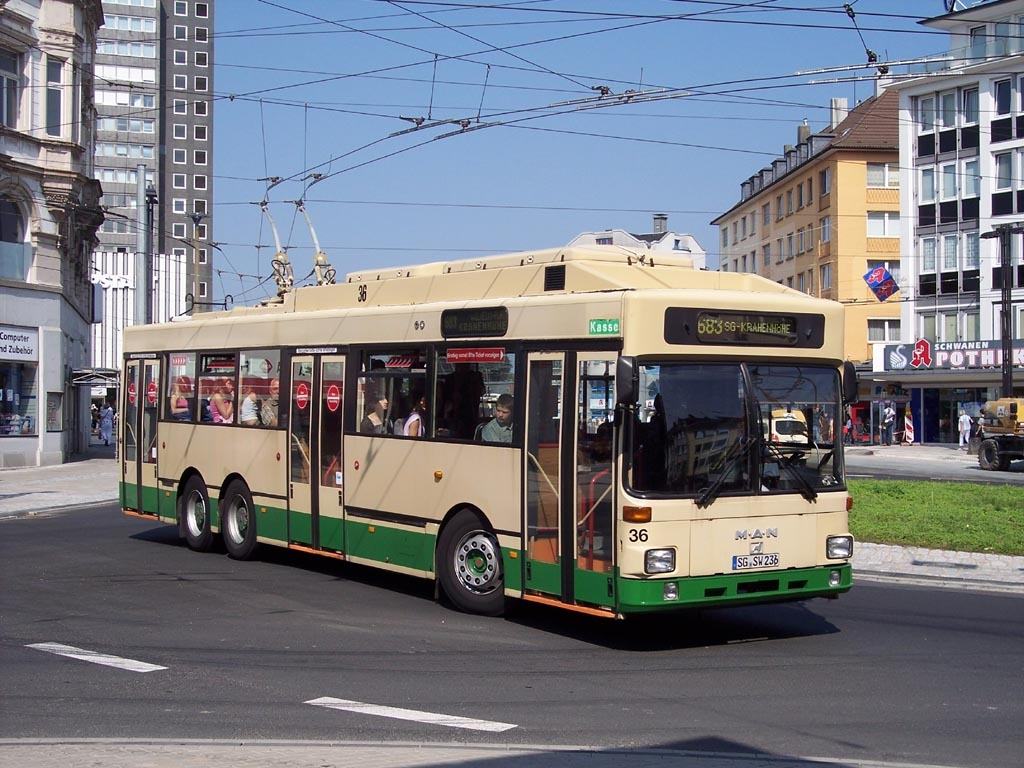
Der Solinger Typ MAN SL 172 HO nutzt Teile des Standardbus II
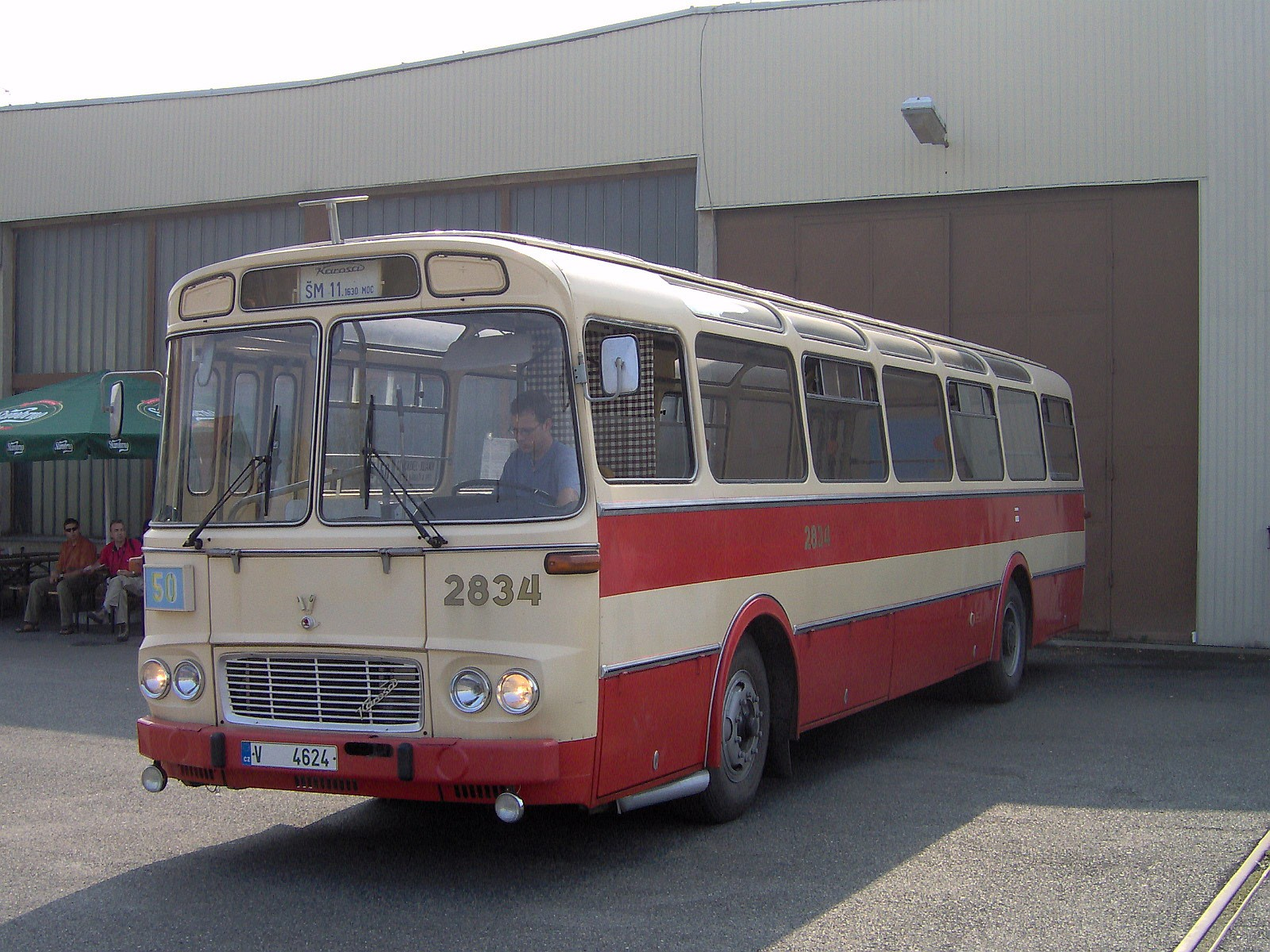
Typisches Beispiel einer Adaption: Dieselbus Karosa ŠM 11 …
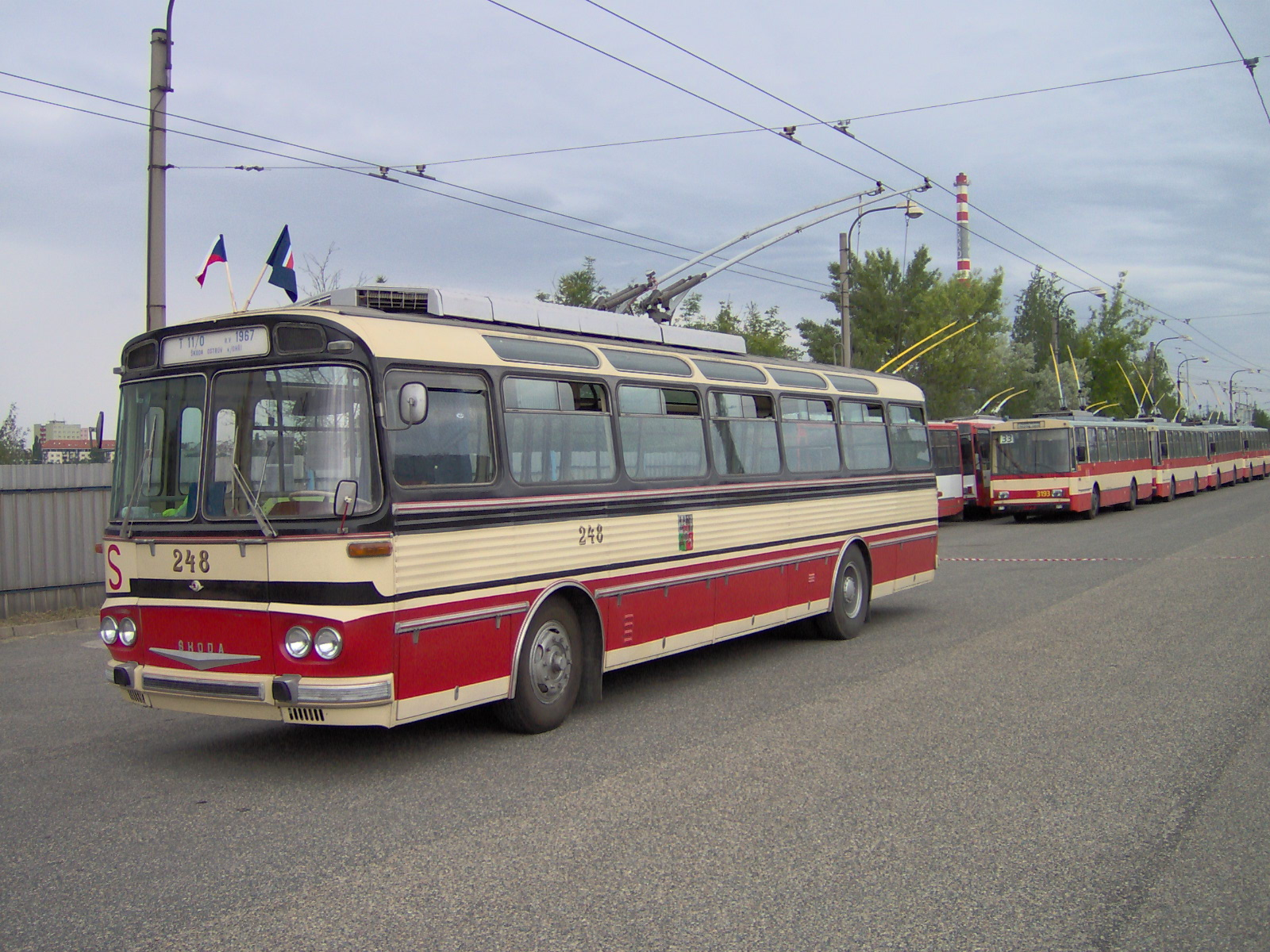
… und Obus Škoda T 11
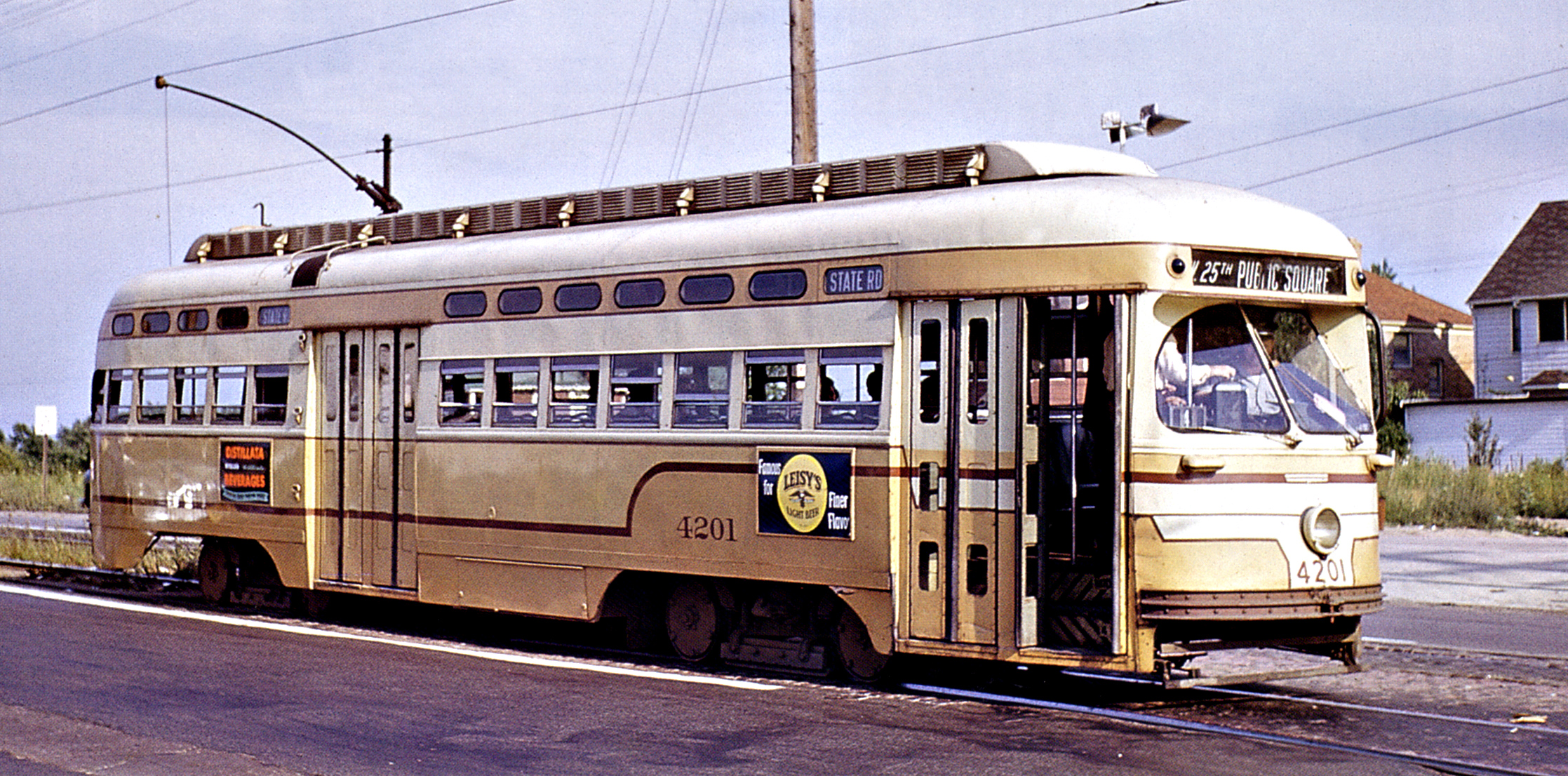
Der PCC-Straßenbahnwagen aus den USA diente als Vorbild …
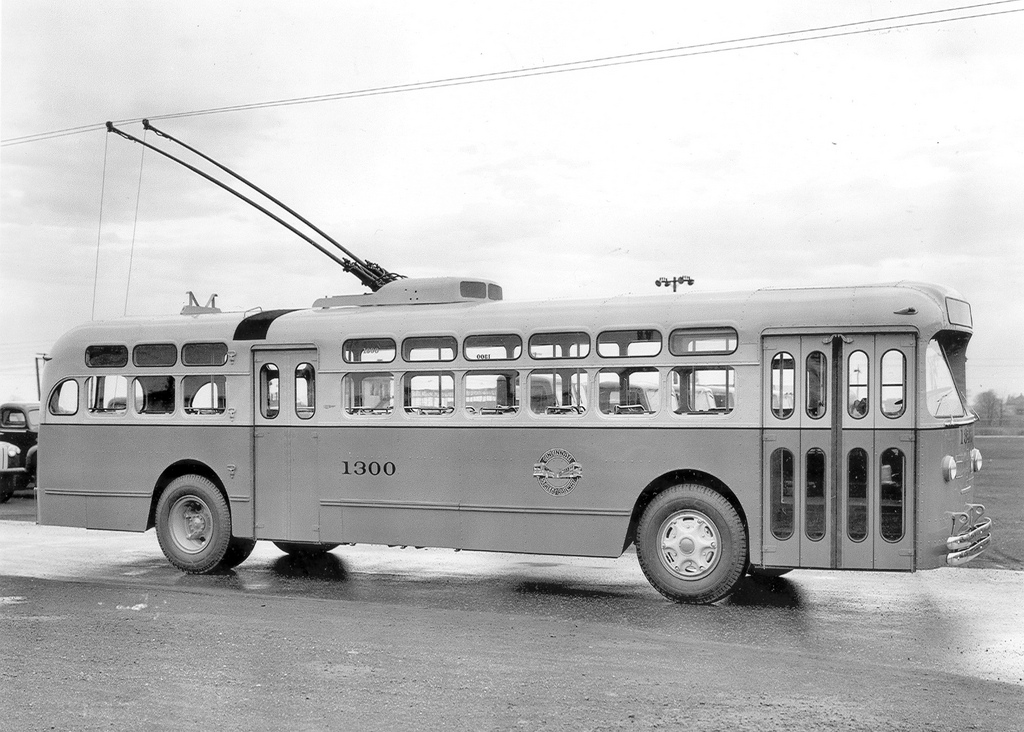
… zahlreicher US-Trolleybusse wie zum Beispiel diesem Marmon-Herrington
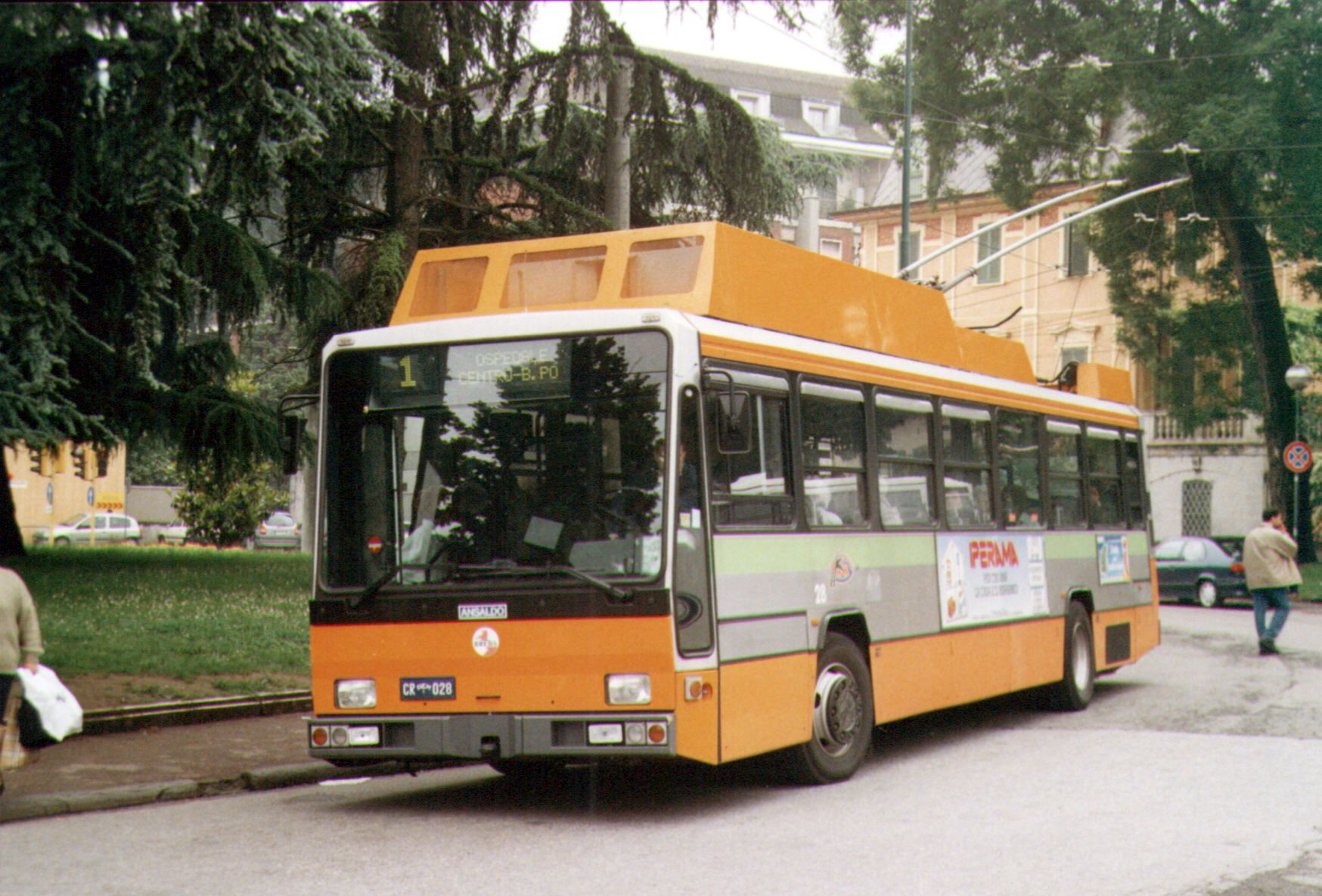
Markante Dachaufbauten bei einem Breda-Obus in Cremona
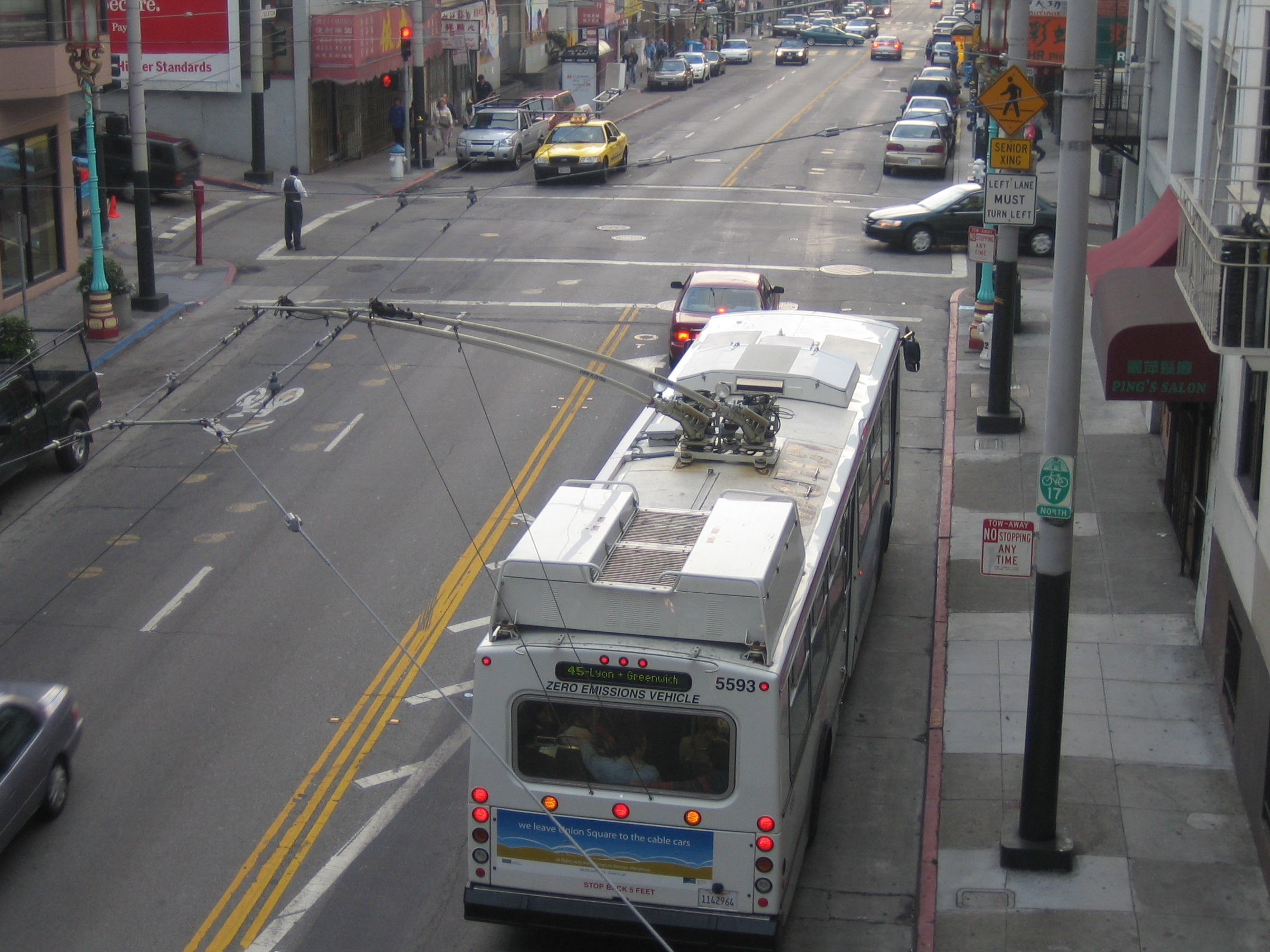
Dachaufbauten eines Škoda 14Tr von oben
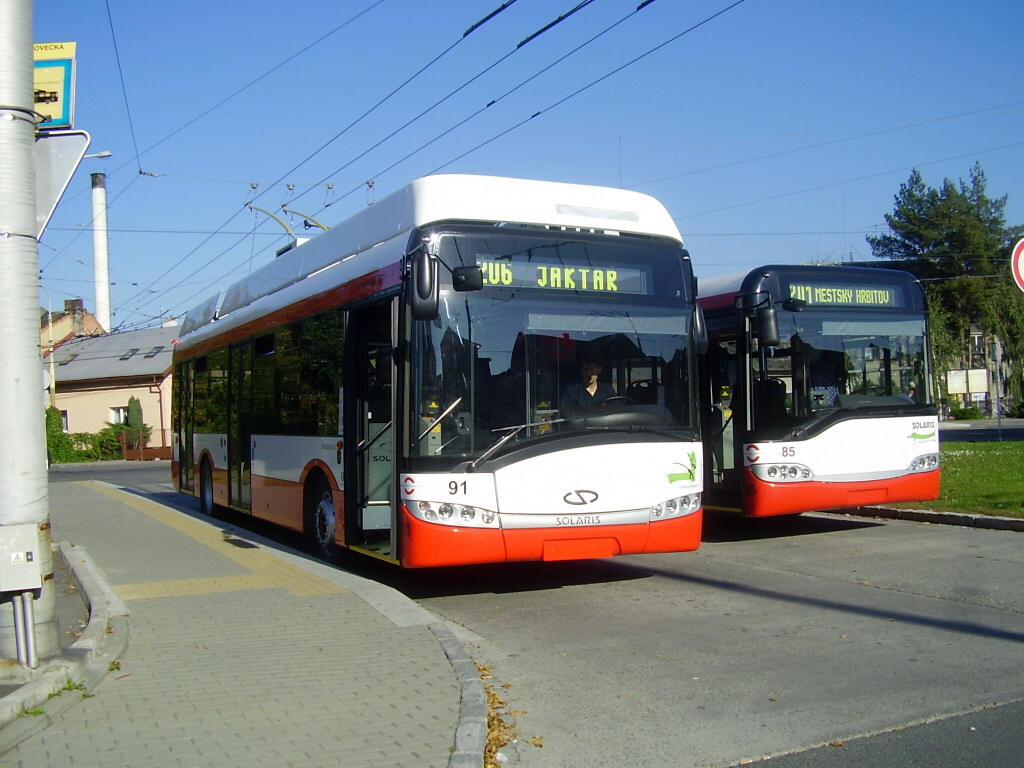
Solaris Trollino 12 mit und ohne Dachblenden
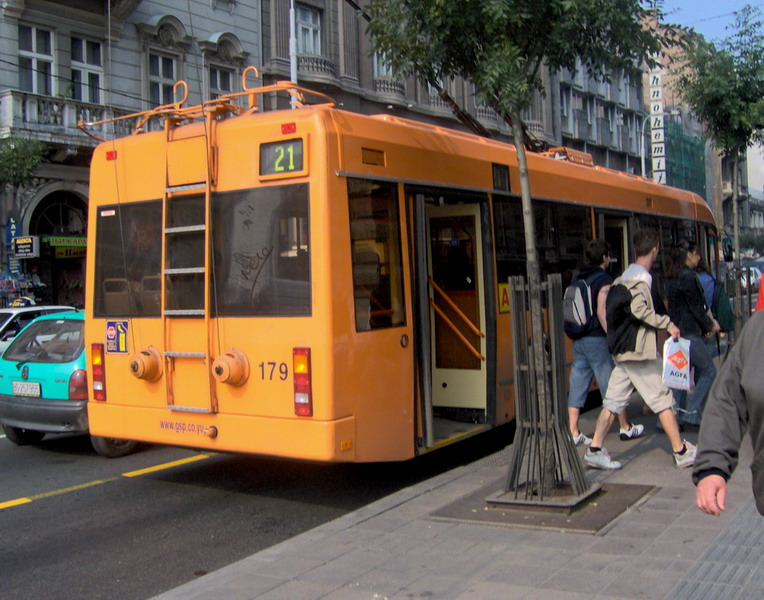
Aufstiegsleiter am Heck, durchgehend bis zur Unterkante des Wagenkastens
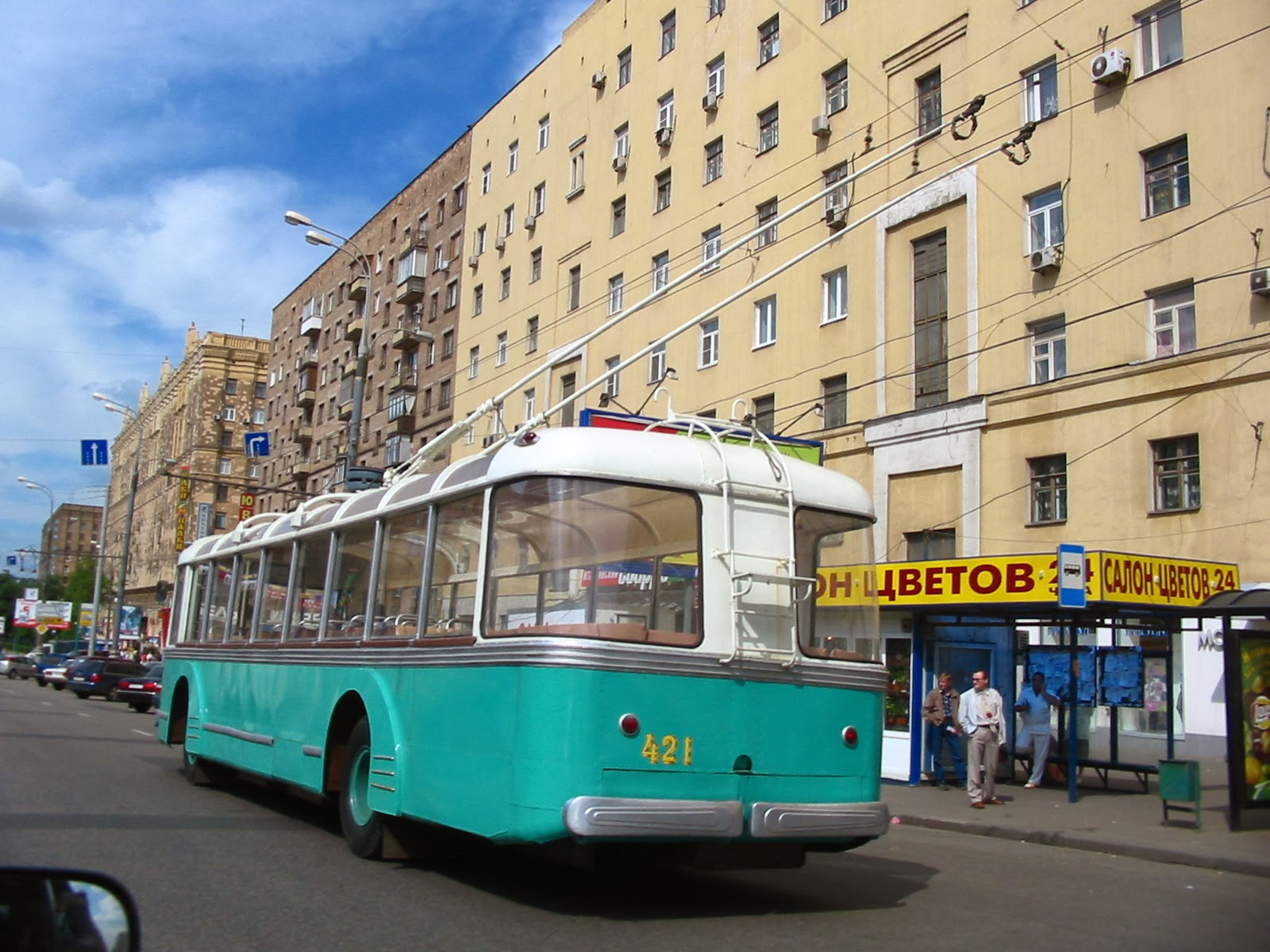
Gekürzte Aufstiegsleiter, in diesem Fall außerdem mit Auswirkung auf den Fensterteiler
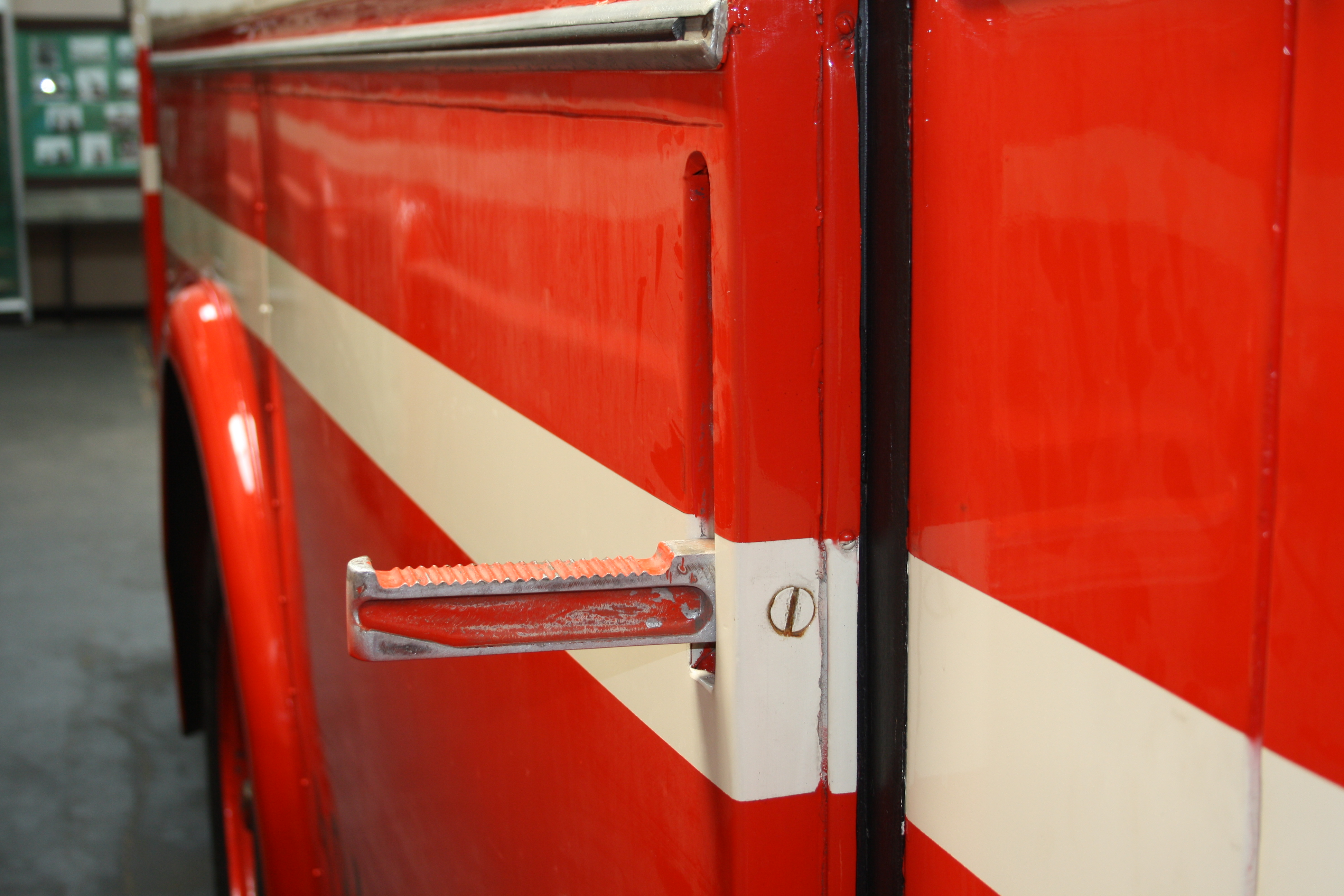
Alternativ ermöglichen ausklappbare Trittstufen den Aufstieg auf das Dach
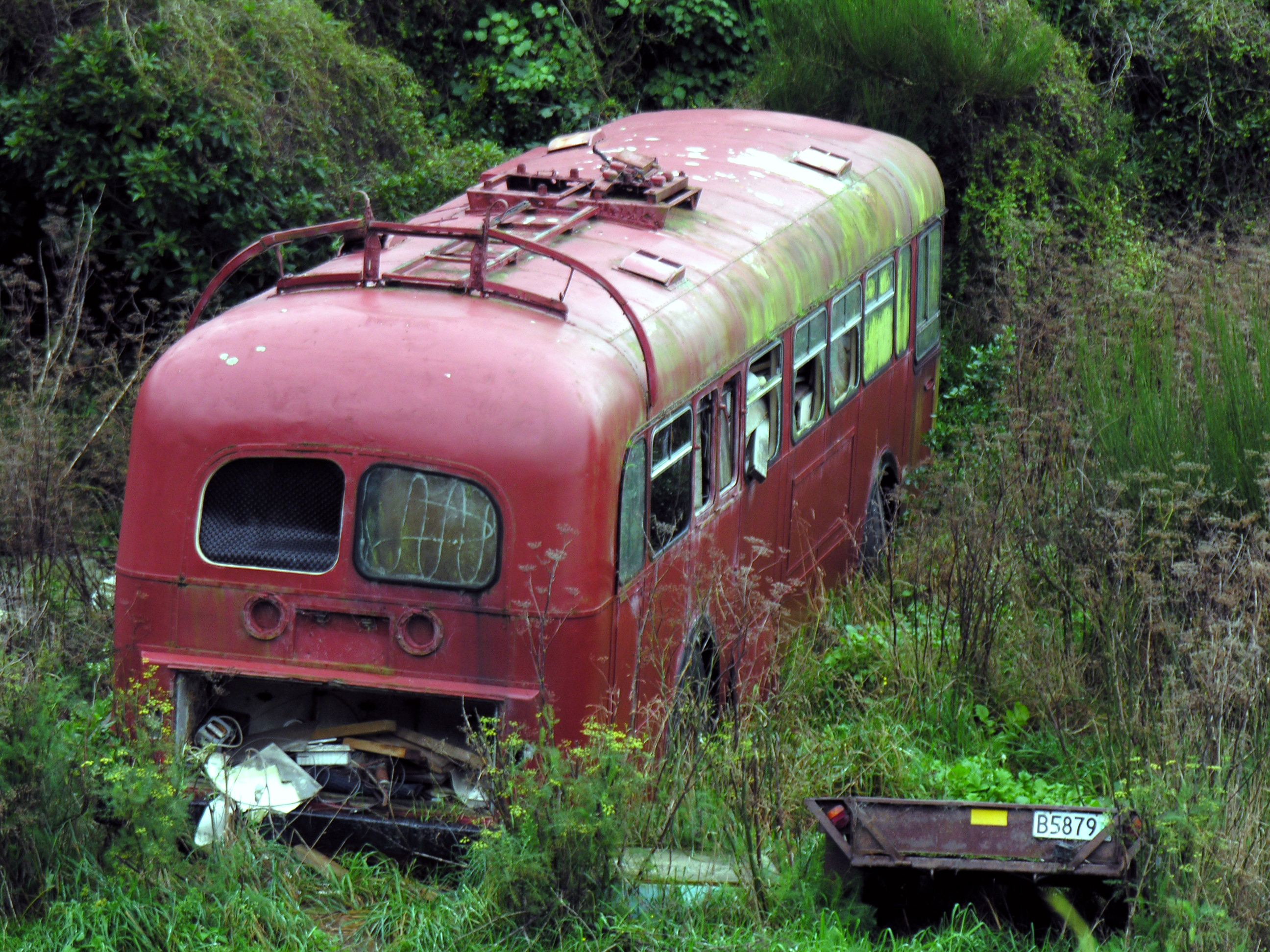
Solche Querbügel verhindern, dass die Stangen beim Abziehen das Dach beschädigen
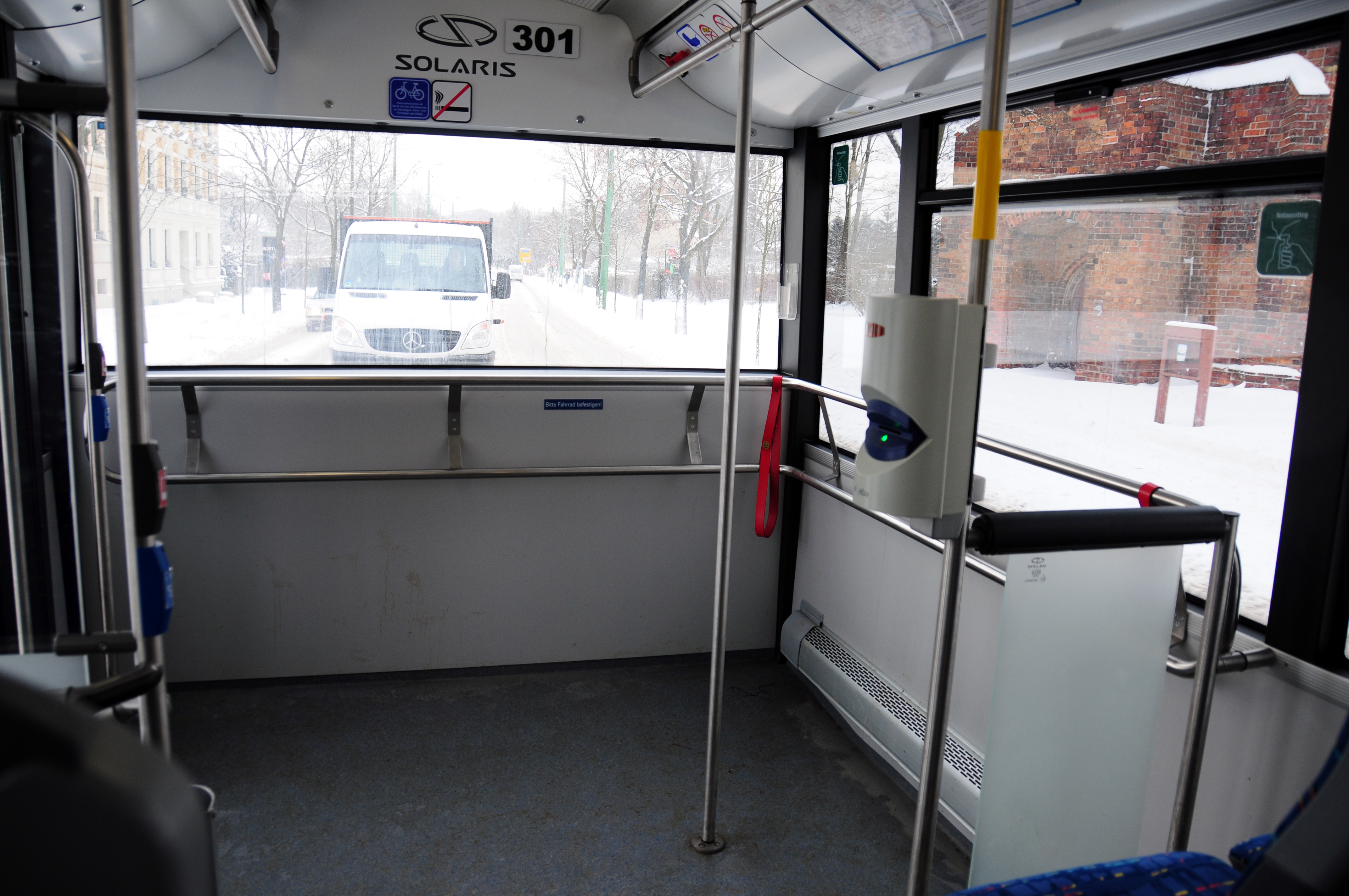
Ohne Motorturm bzw. Heckmotor kann im Heckbereich eine große Stehfläche angeboten werden
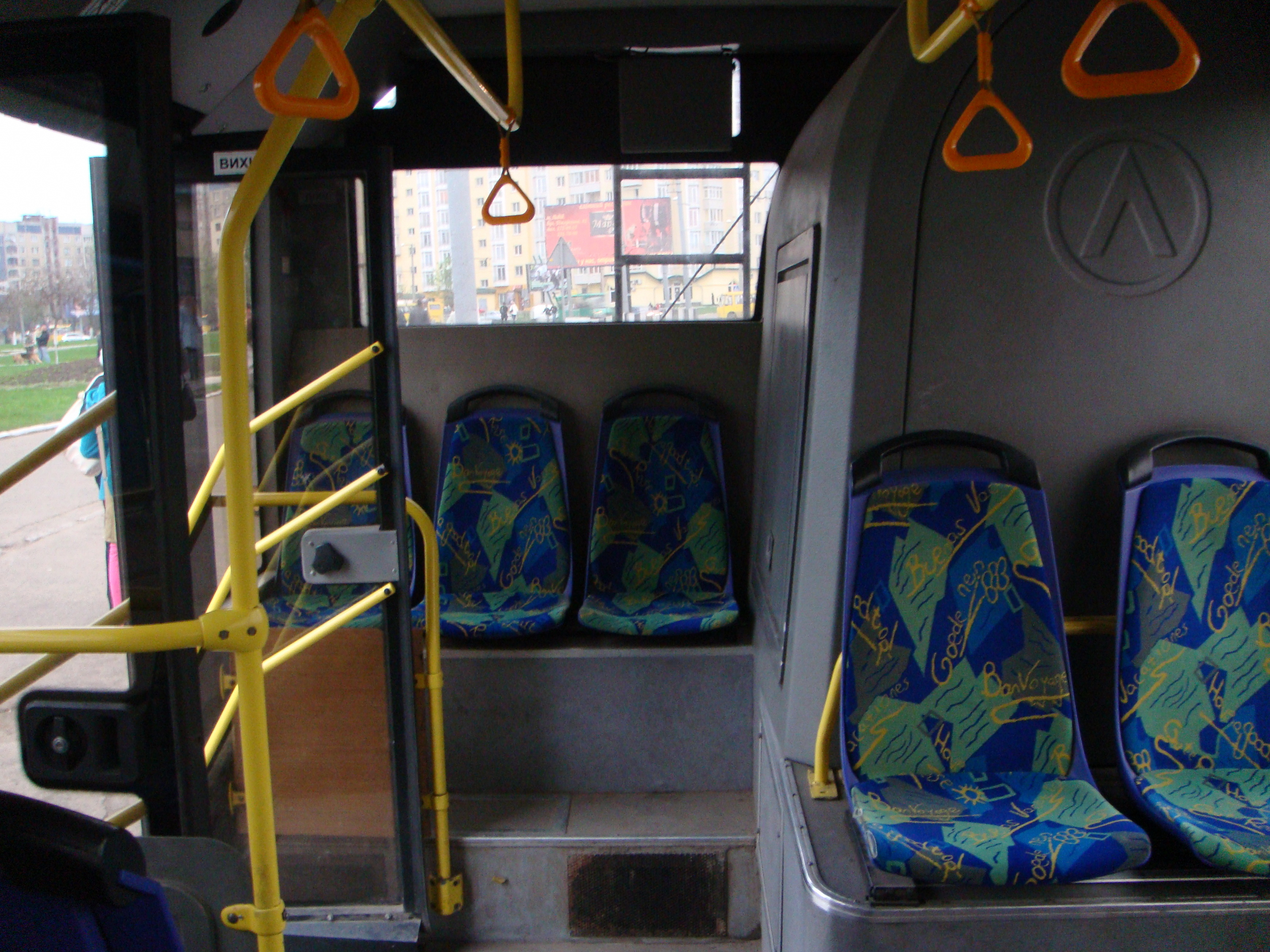
Selten sind Obusse mit Motorturm, hier beim Typ LAZ E183
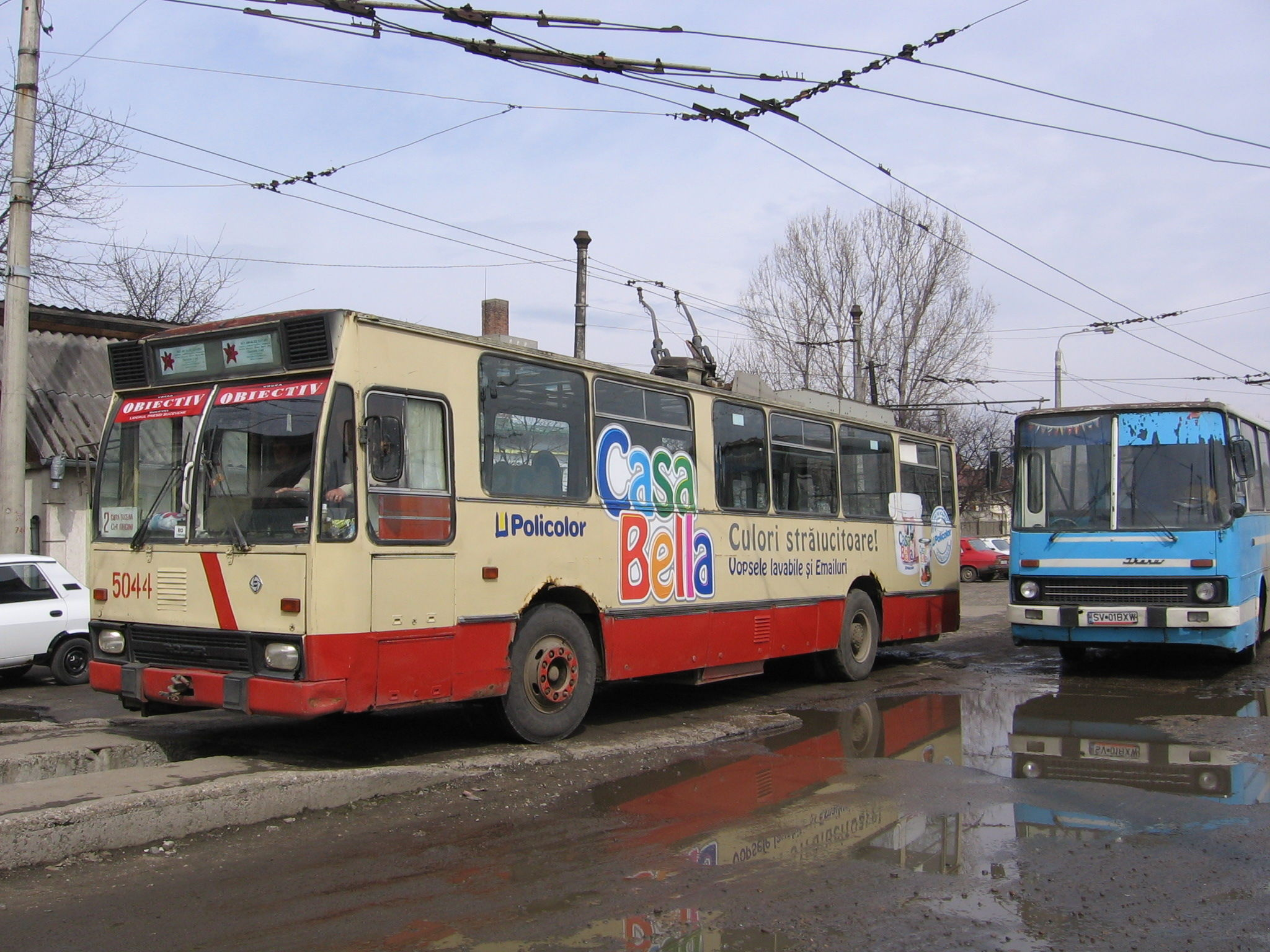
Der breitere Fensterholm auf Höhe des Stromabnehmers dient als Leitungskanal
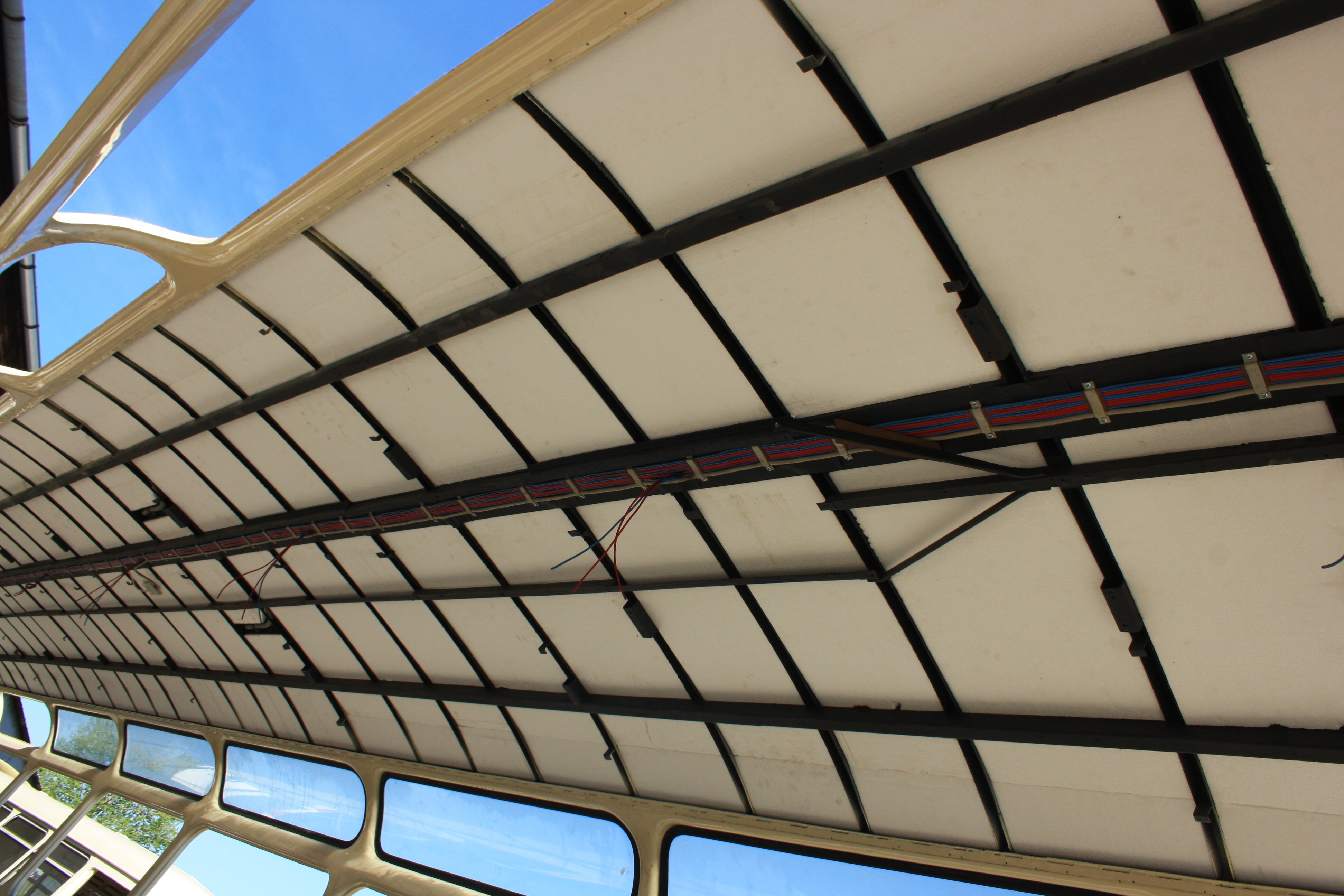
Detailansicht der Leitungsführung und der verstärkten Dachkonstruktion
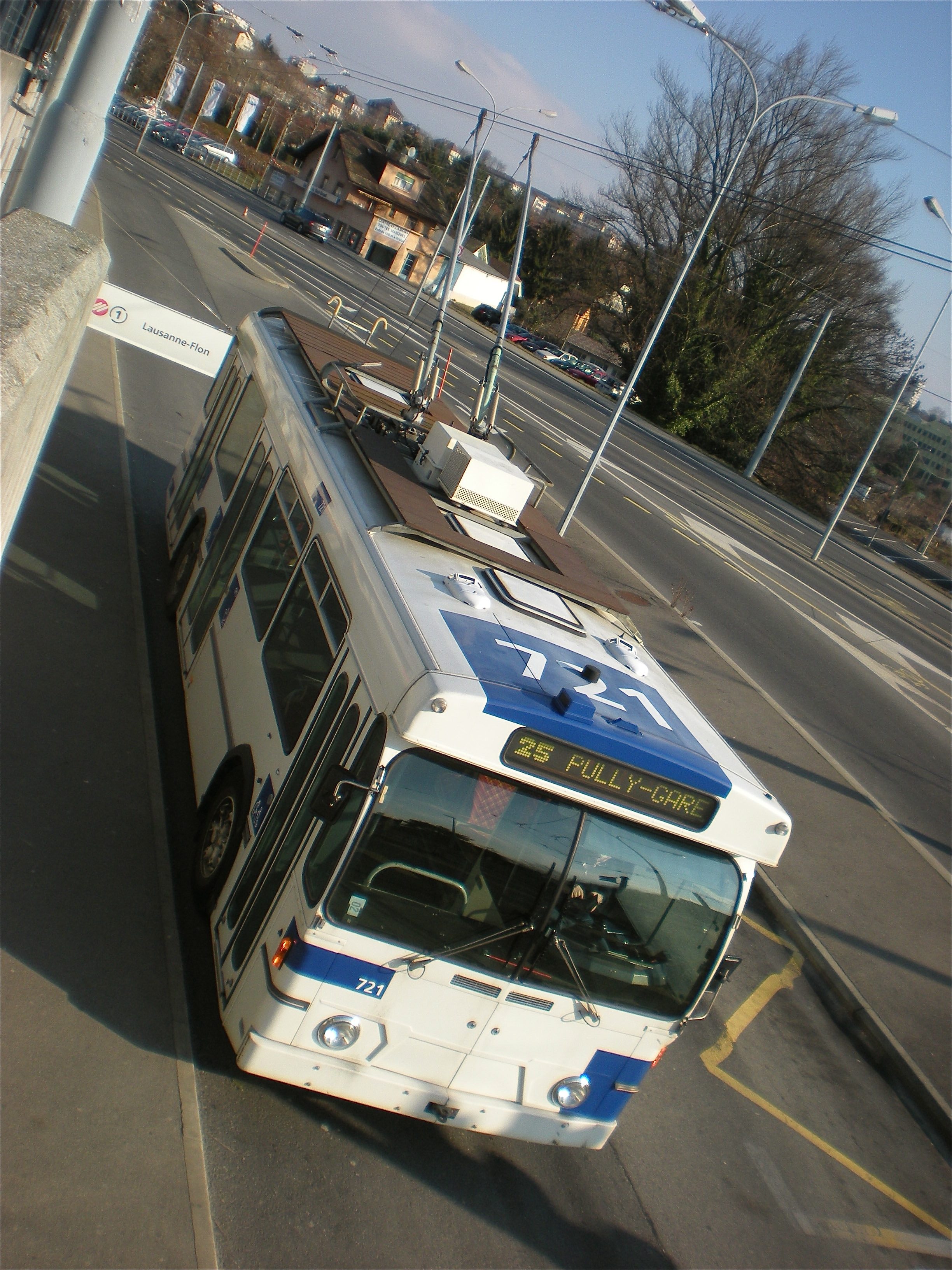
Laufstege auf dem Dach ermöglichen dem Wartungspersonal die nötige Trittsicherheit
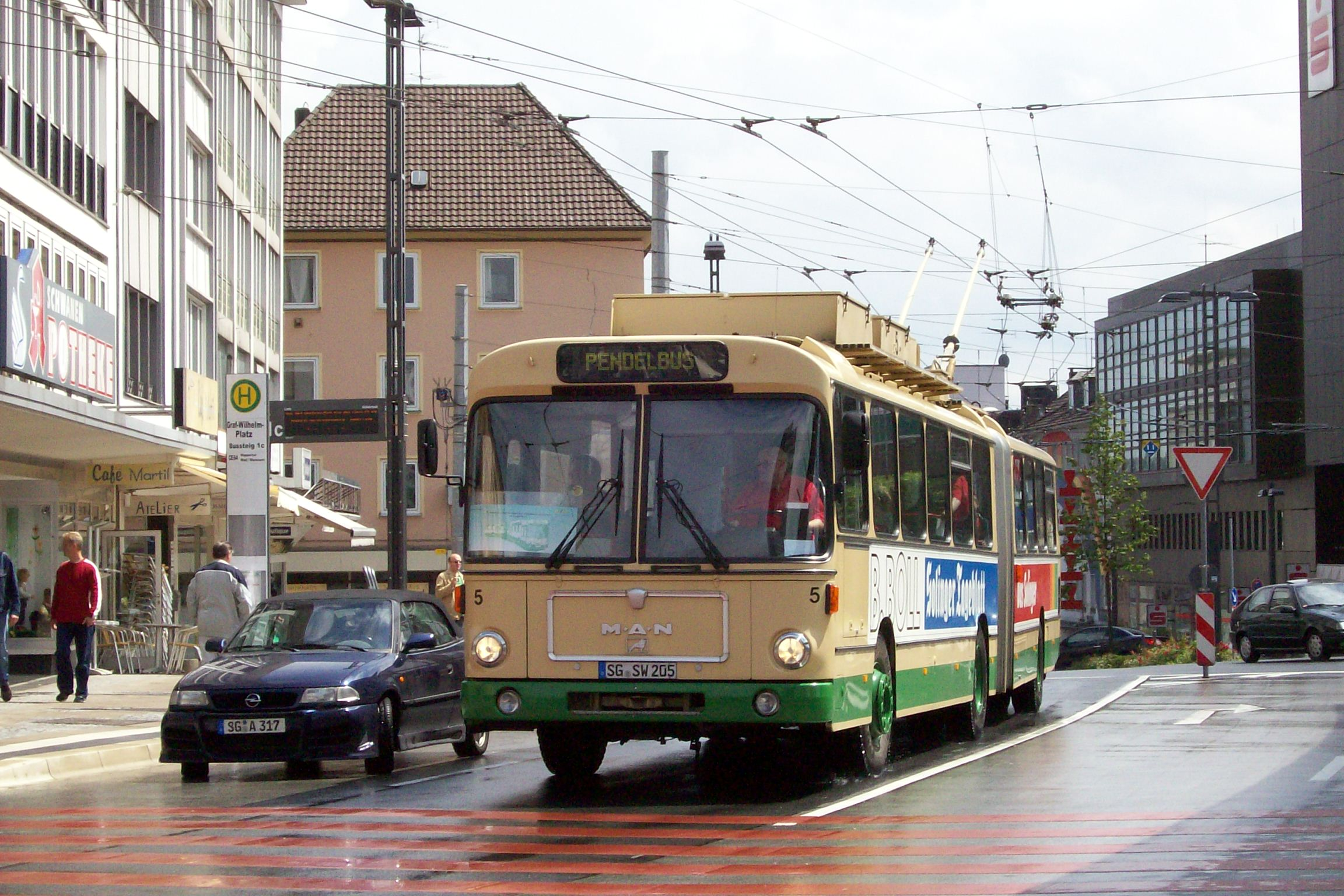
Seitliche Laufstege beim Typ MAN SG 200 HO
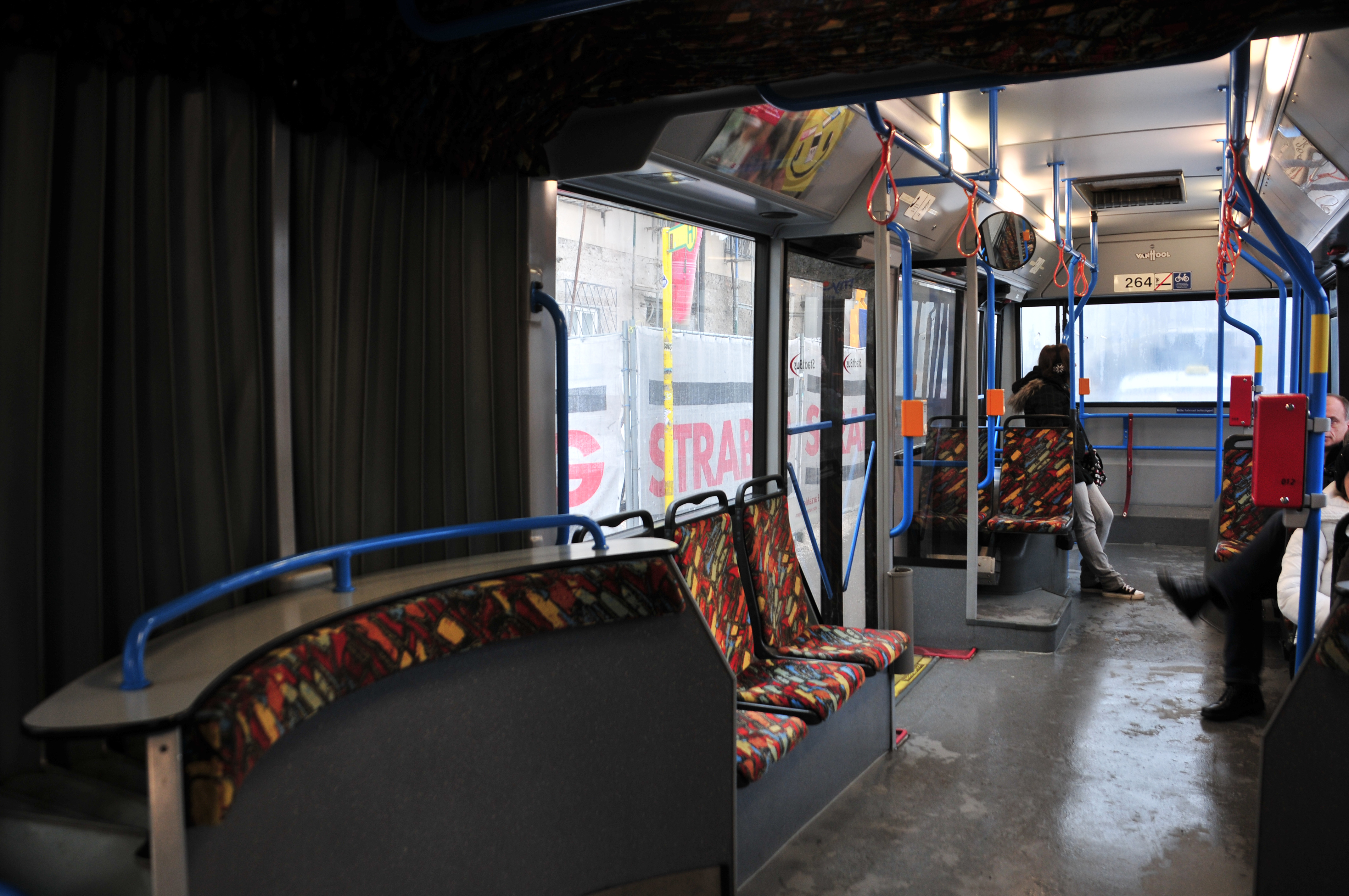
Typisch für Obusse sind auf Schaltkästen angeordnete Längssitze

### Gelenkwagen

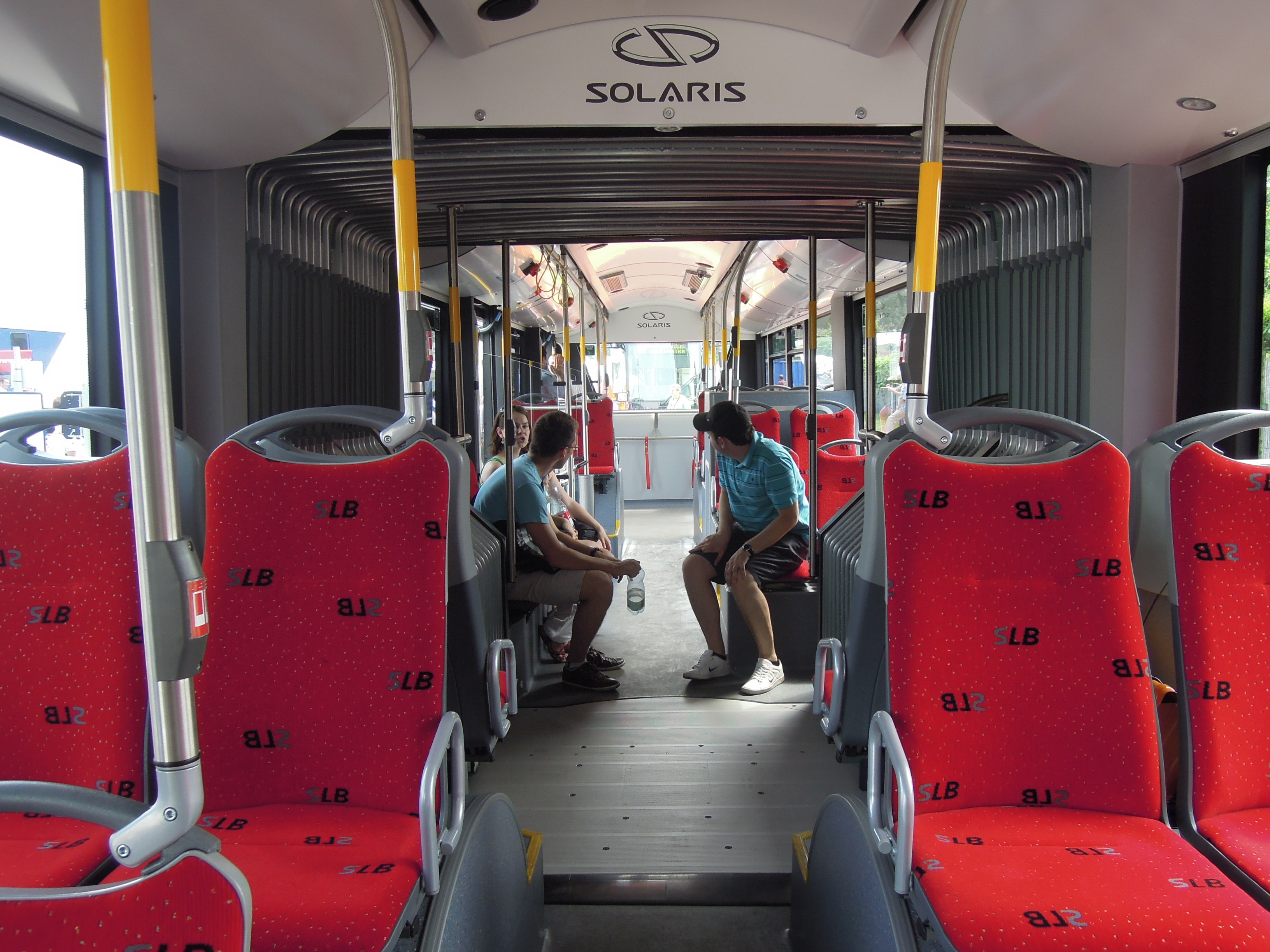
Blick auf den Faltenbalg-Übergang eines Solaris-Trollino-18-Gelenkobusses

Analog zum Gelenkomnibus kennt auch der Oberleitungsbus Gelenkwagen, auch Gelenkoberleitungsbus, Gelenkobus, Gelenktrolleybus oder Gelenktrolley genannt.
Beim Gelenkobus sind die Stromabnehmer aus Gründen der Fahrdynamik meist auf dem Nachläufer montiert, bei Doppelgelenkwagen entsprechend auf dem letzten der drei Fahrzeugglieder. Der Motor wirkt entweder auf die zweite oder auf die dritte Achse; ist die dritte Achse motorisiert, so spricht man von einem Schubgelenkwagen.
Teilweise werden sowohl die zweite als auch die dritte Achse angetrieben. Diese Antriebsform ist auch bei Batteriebussen verbreitet, bei Bussen mit Verbrennungsmotoren aber unüblich. Vorteile zweimotoriger Gelenkwagen sind das bessere Adhäsionsverhalten, der stabile Lauf, die gleichmäßige und geringere Reifenabnutzung, die bessere Traktion im Winterbetrieb, der hohe verschleißfreie und dynamische Bremsgrad sowie – bei Niederflurfahrzeugen am wichtigsten – die Schonung angetriebener Portalachsen. Nachteilig sind das größere Gewicht und die höheren Anschaffungskosten. Einer der ersten zweimotorigen Exemplare war 1957 der Typ GTr51, gleichzeitig der erste Schweizer Gelenktrolley überhaupt.
Weil aus Kostengründen in der Regel nur wichtige und aufkommensstarke Linien elektrifiziert werden, ist der Anteil an Gelenkwagen beim Oberleitungsbus prozentual deutlich höher als beim Omnibus. Viele Obusbetriebe setzen aus diesem Grund sogar ausschließlich auf Gelenkwagen. So verkehren beispielsweise in Norwegen seit 1995, in Österreich seit 2003, in den Niederlanden seit 2013 und in der Schweiz seit 2014 gar keine Solo-Obusse mehr. Die meisten Gelenkobusse verkehrten früher in Shanghai, wo Mitte der 1980er Jahre die gesamte Flotte von 860 Trolleybussen aus Gelenkwagen bestand. In den Jahren 2020 und 2021 waren über 70 Prozent der produzierten Trolleybusse Gelenkwagen.
Zu den weltweit ersten Gelenkoberleitungsbussen gehörte der Prototyp 501, den Stanga und TIBB 1939 an den Oberleitungsbus Mailand auslieferten. Mit einem Mailänder Fahrzeug kam während des Zweiten Weltkriegs erstmals ein dreiachsiger Gelenkobus nach Deutschland und wurde in Hannover eingesetzt.
Auch der US-Hersteller Twin Coach hatte 1938 einen ersten, nur vertikal knickbaren, Gelenkomnibus entwickelt. Dieser kam ab 1940, mittlerweile zum Oberleitungsbus umgebaut, in Cleveland zum Einsatz. Auch ein 1946 gebauter zweiter Vorführwagen mit demselben Prinzip wurde ab 1948 als Oberleitungsbus bei der Chicago Transit Authority (CTA) eingesetzt. Im Gegensatz dazu kam der erste Gelenkomnibus heutiger Prägung, hergestellt von den Kässbohrer Fahrzeugwerken, erst 1952 auf den Markt. Bald darauf erhielt Neuss 1955 die ersten beiden Gelenkobusse Deutschlands, in Österreich war ab 1960 Linz Vorreiter.
In den Staaten des Rats für gegenseitige Wirtschaftshilfe konnten sich Gelenkwagen – abgesehen von Prototypen und Kleinserien – hingegen erst in den 1980er Jahren behaupten. Wichtigste Vertreter sind hierbei der ungarische Ikarus 280T (ab 1976), der sowjetische ZiU-10 (Prototyp 1978, Serie ab 1986), der rumänische DAC 117 E (ab 1980) und der tschechoslowakische Škoda 15Tr (ab 1988).
Eine Besonderheit im Nahen Osten sind spezielle Frauenabteile in den Nachläufern von Gelenkwagen, diese Aufteilung ist in Teheran und Riad anzutreffen.

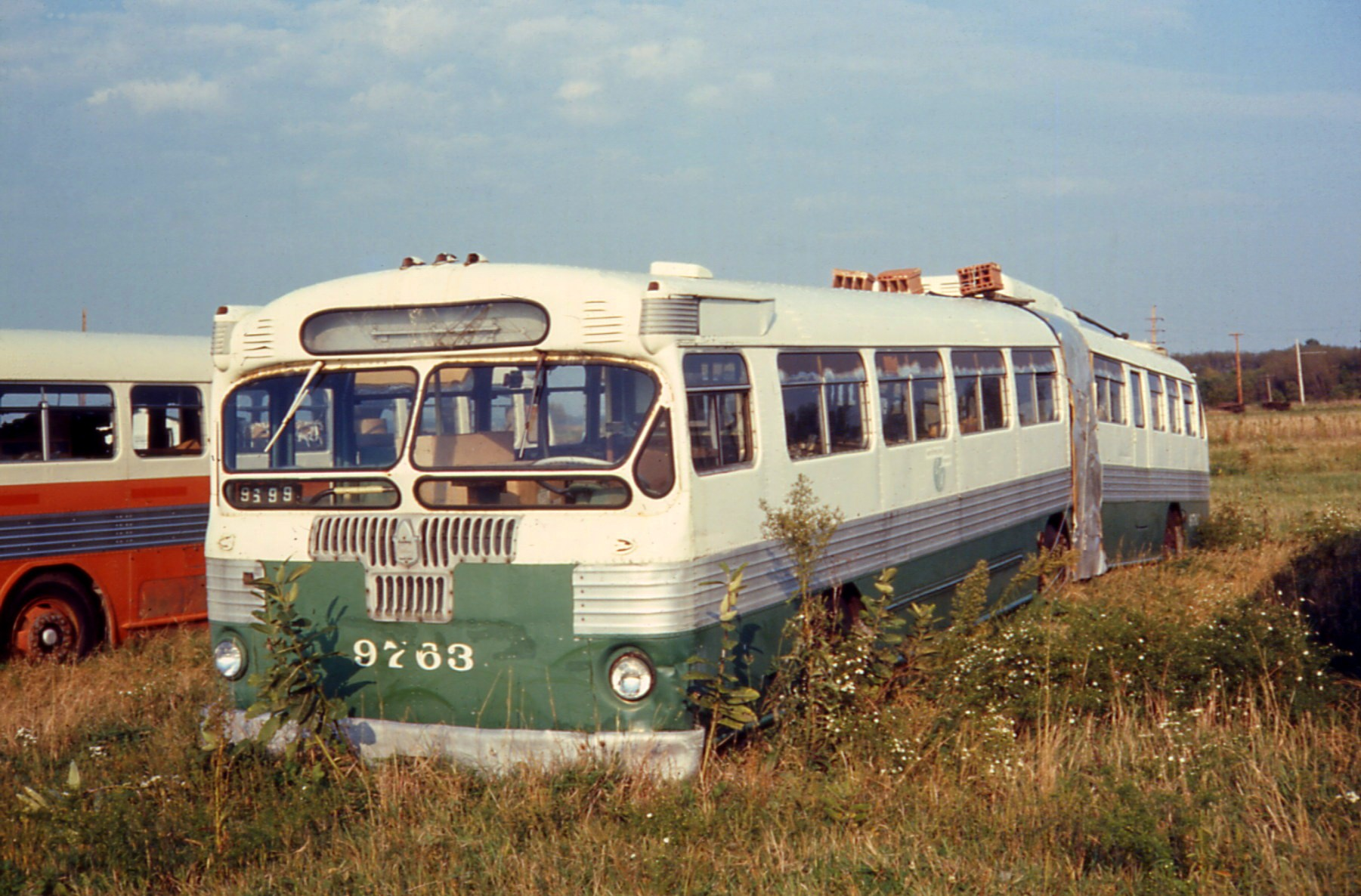
Der 1946 gebaute Wagen Nummer 999, ab 1952 Nummer 9763, der CTA war einer der ersten Obus-Gelenkwagen der Welt, er wurde unter dem Spitznamen Queen Mary bekannt
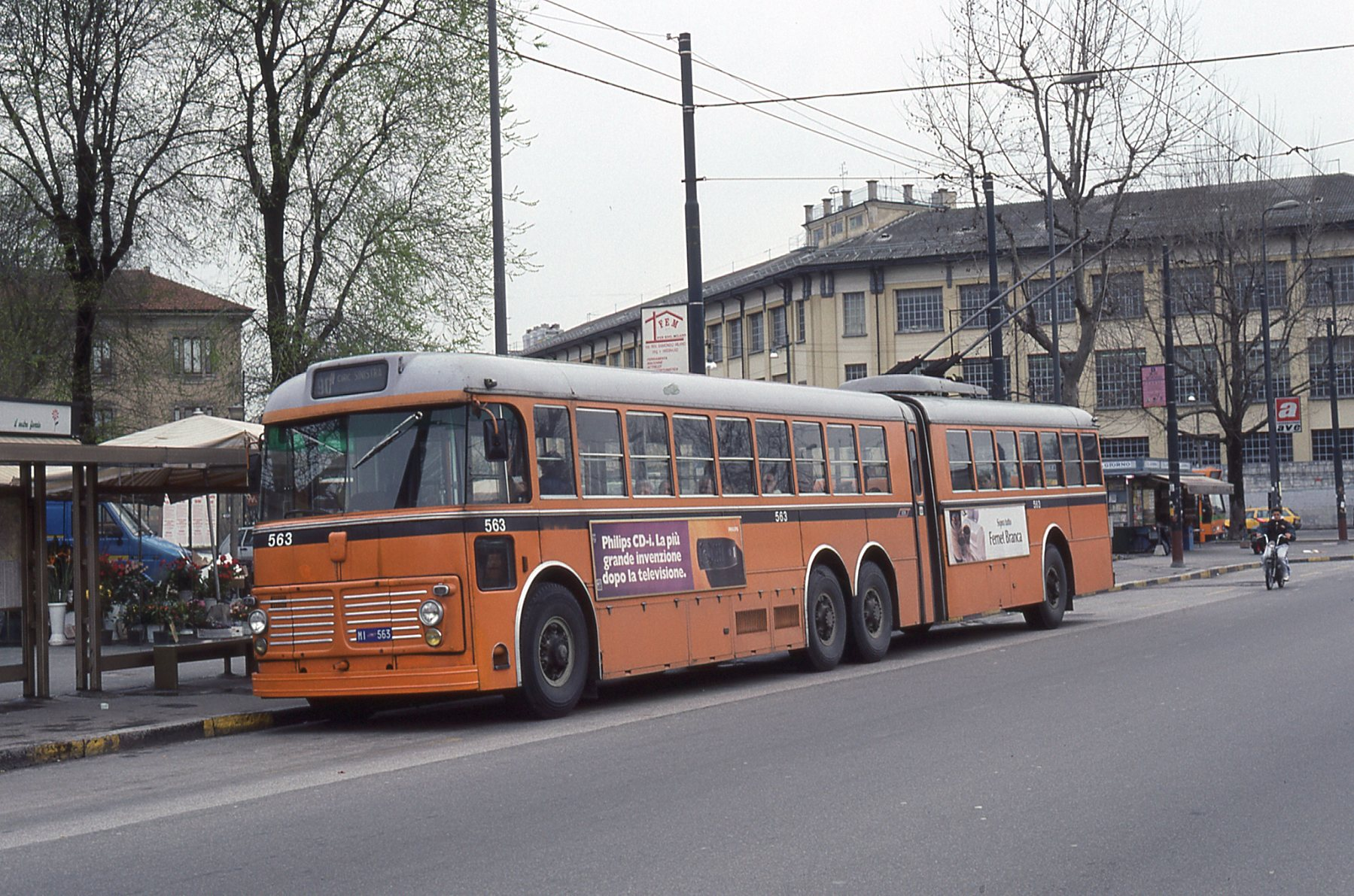
Für Mailand typisch waren früher vierachsige Gelenkwagen mit dreiachsigem Vorderwagen
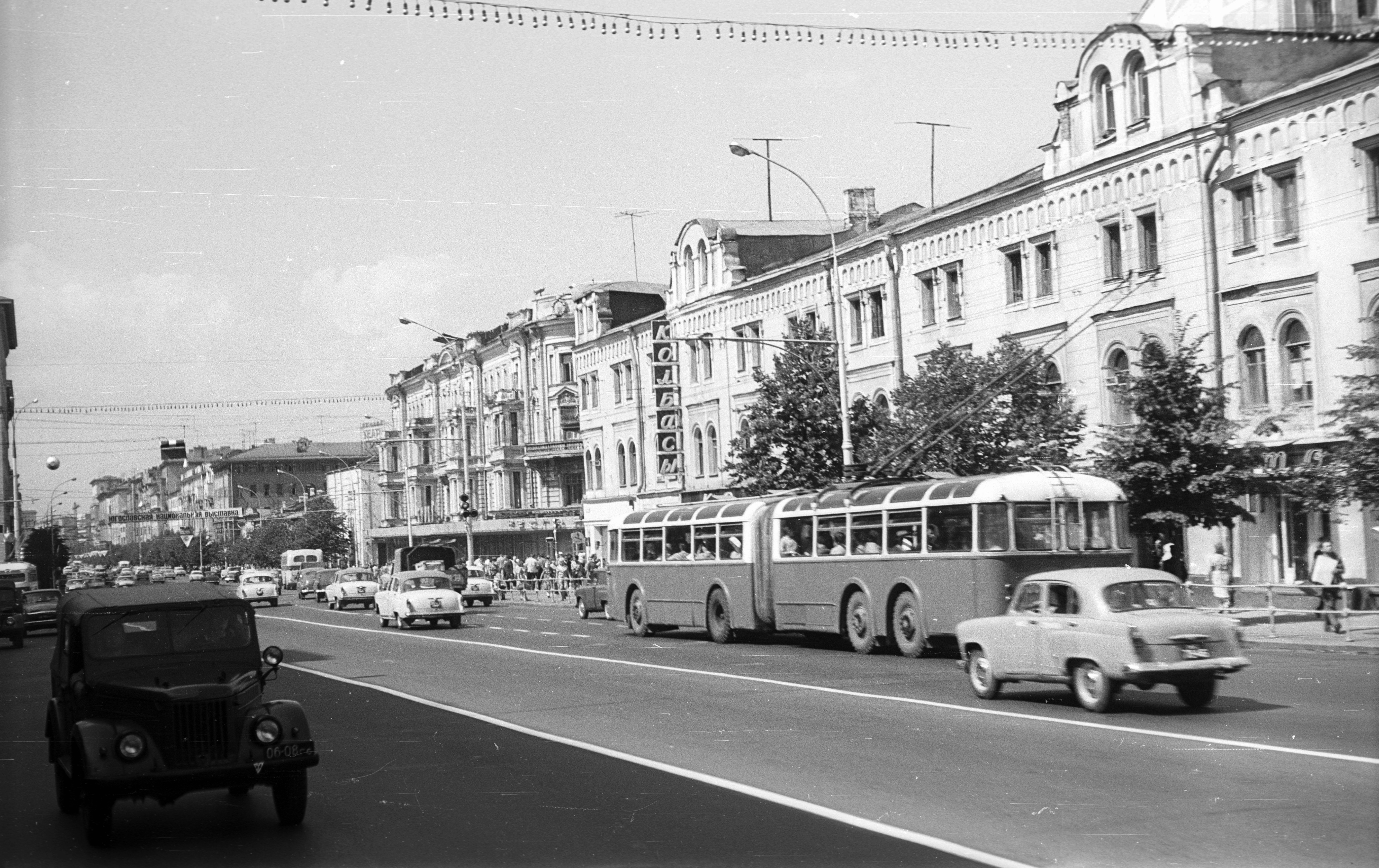
Vierachsiger Gelenkwagen mit Doppelachse im Nachläufer, aufgenommen 1966 in Moskau
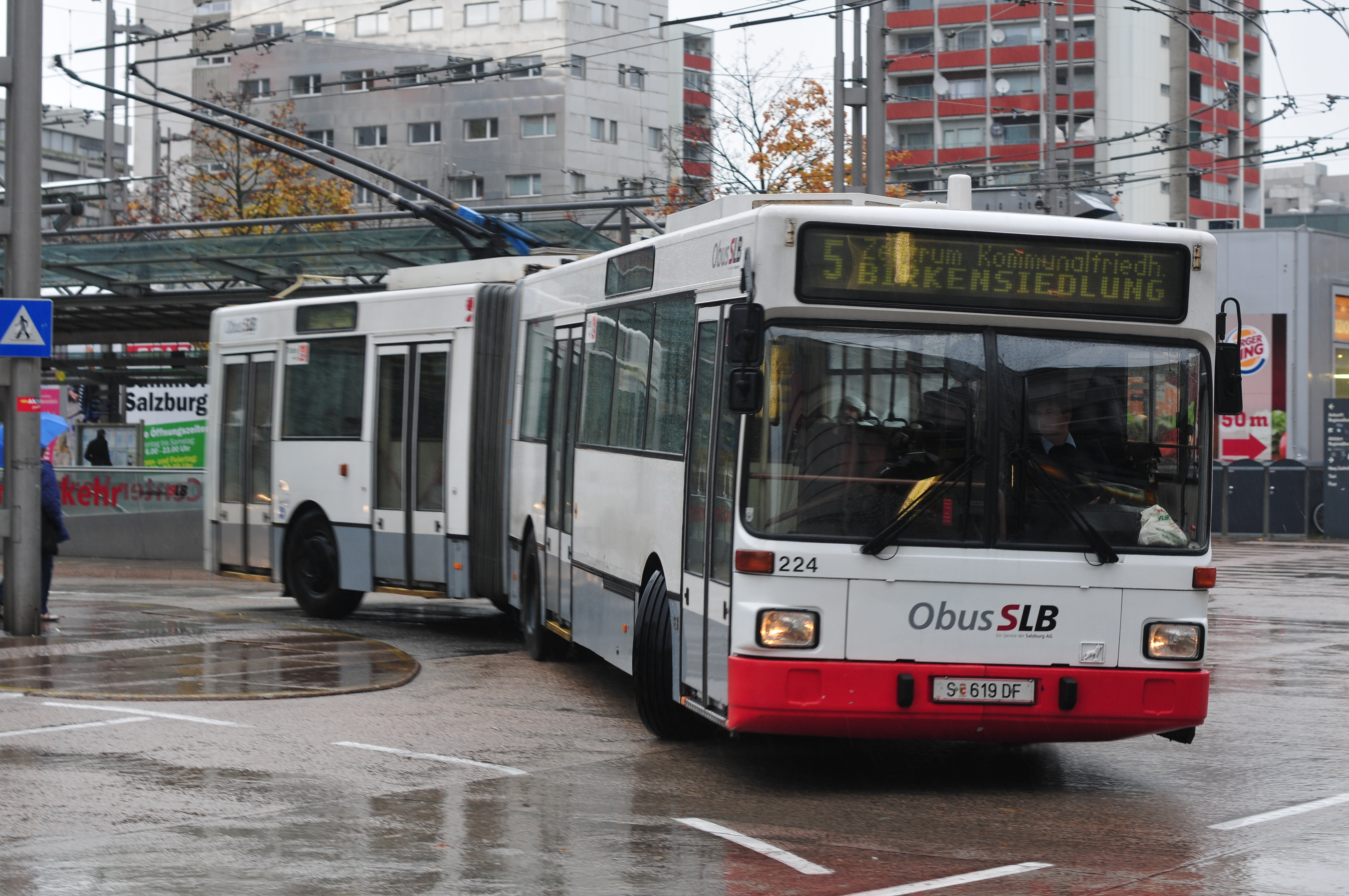
Eine Salzburger Besonderheit sind Gelenkwagen mit verkürztem Nachläufer, die in der engen historischen Altstadt von Vorteil sind
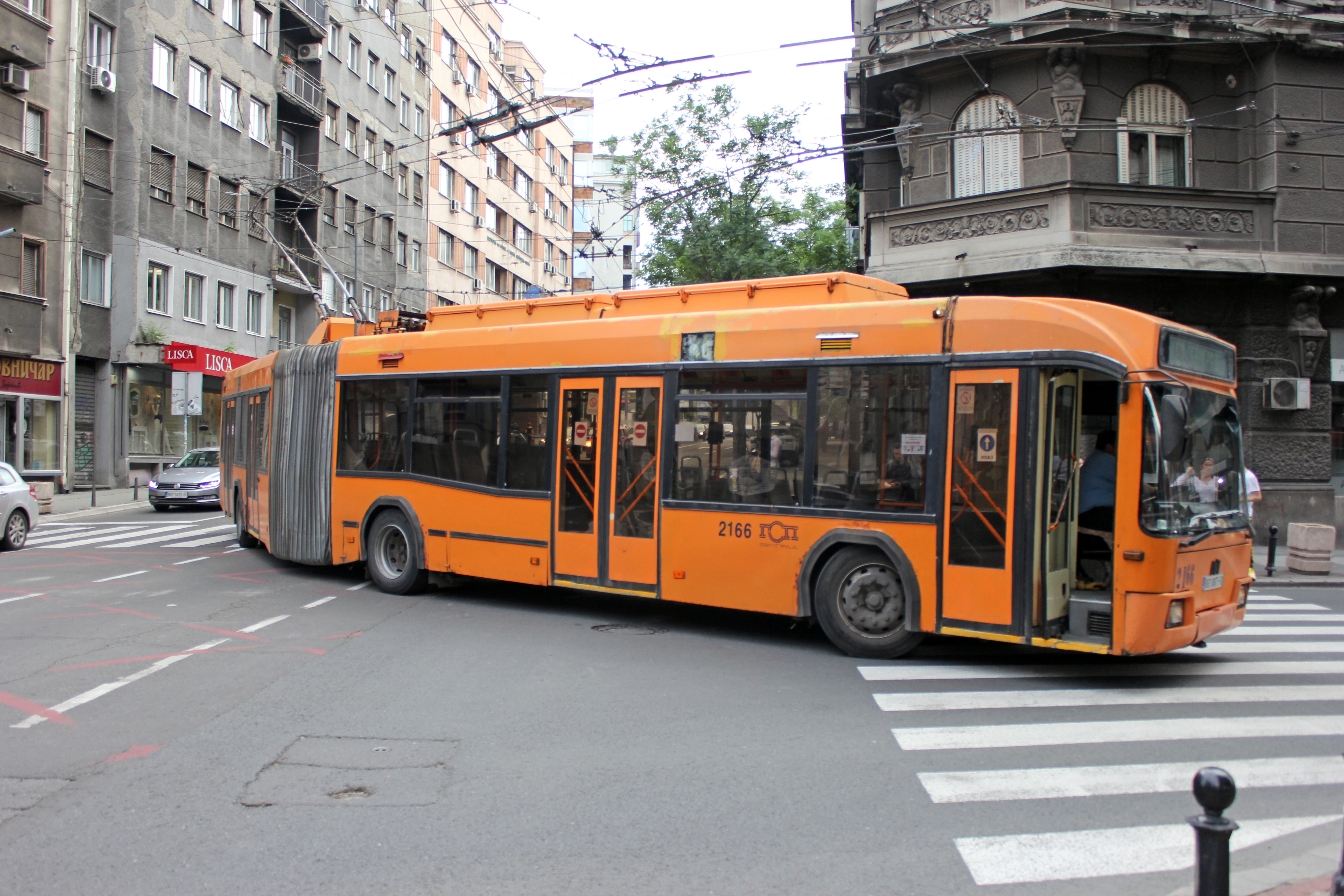
Gelenkwagen in Belgrad, der offene erste Türflügel dient nur als Zugang zur abgetrennten Fahrerkabine
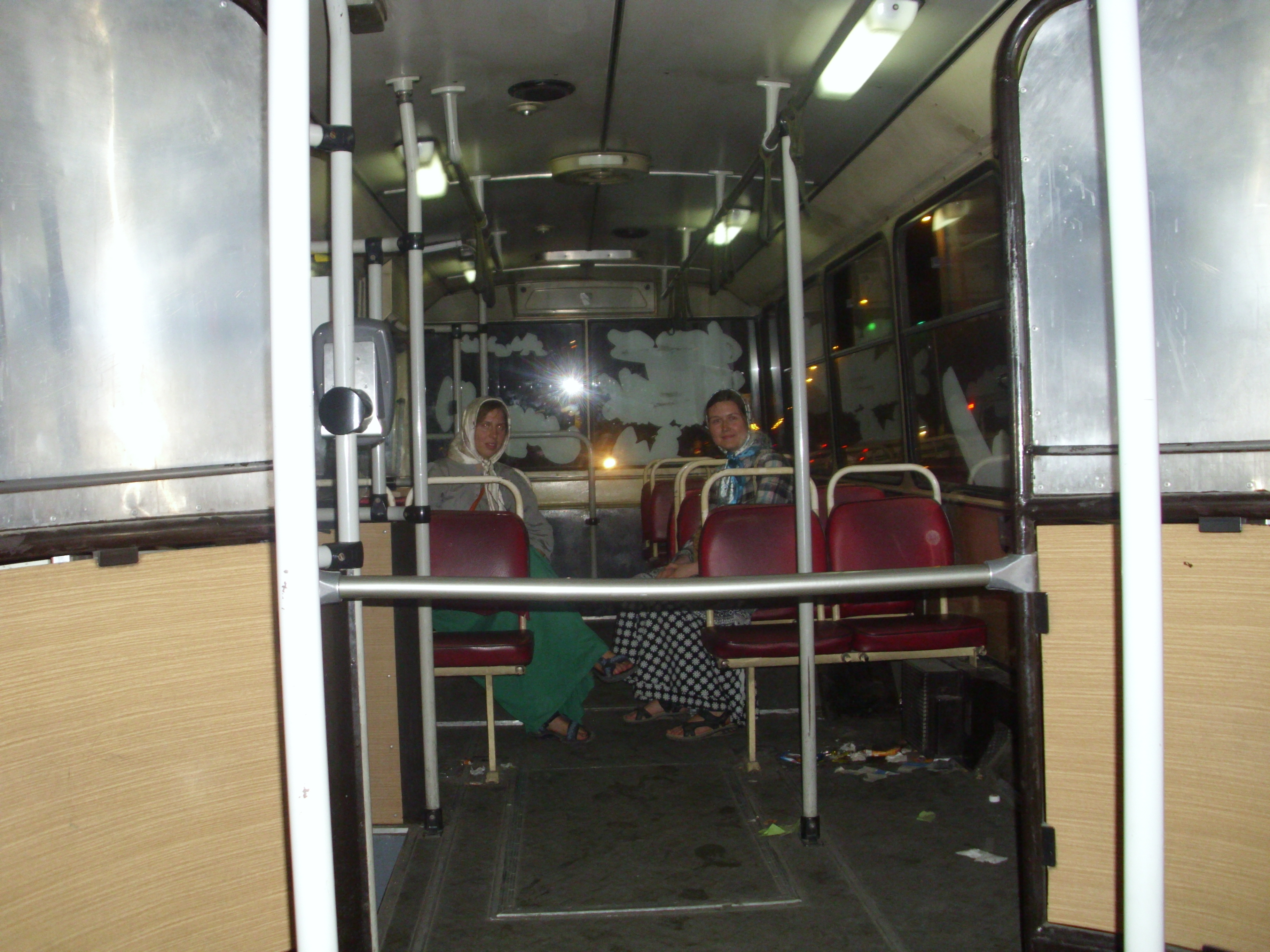
Teheran: Abgetrenntes Frauenabteil im Nachläufer eines Škoda 15Tr
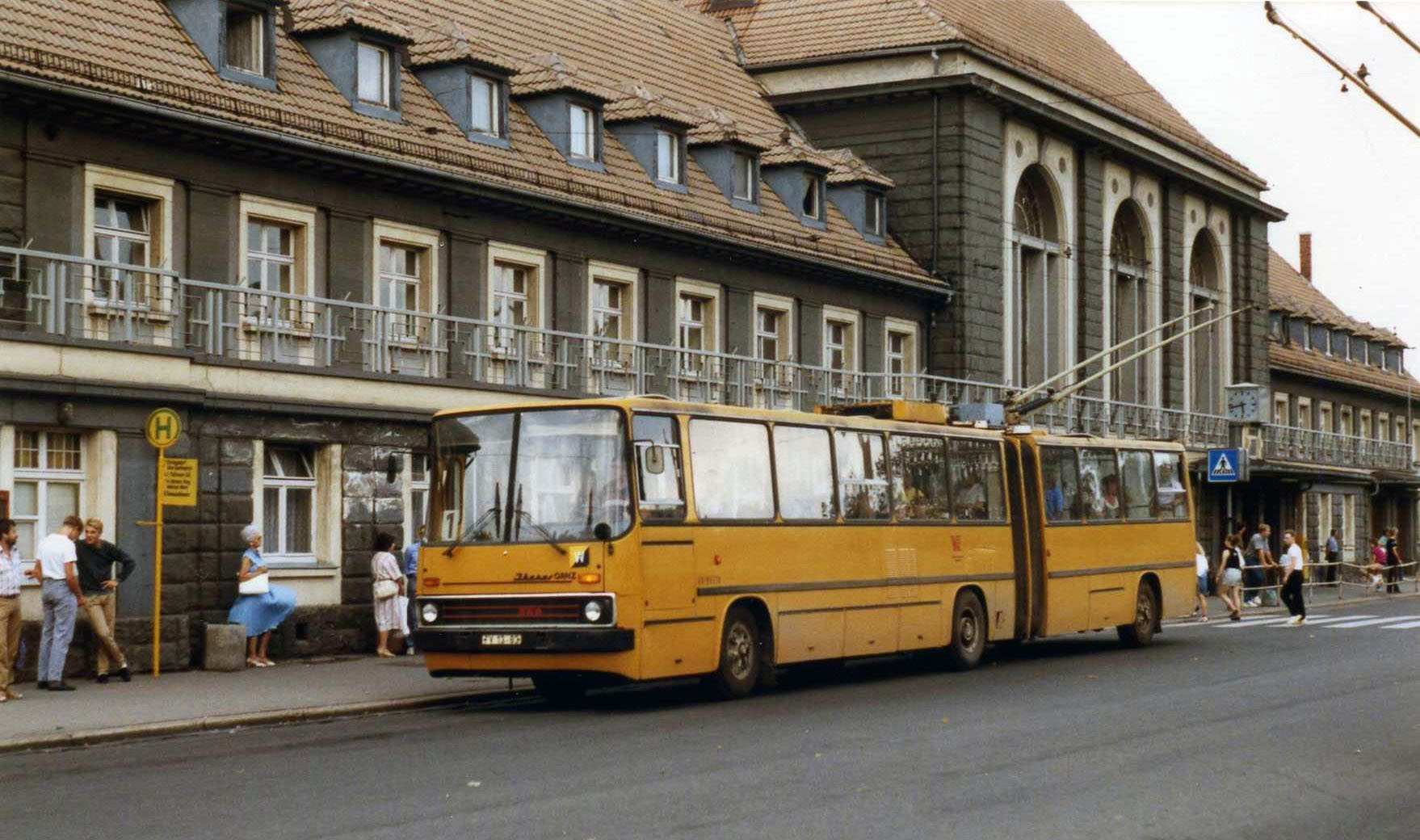
Ikarus 280T vor dem Bahnhof Weimar im August 1989

### Antrieb, elektrische Ausrüstung, Steuerung und Hilfsaggregate
Die elektrische Ausrüstung von Oberleitungsbussen, auch Traktionselektrik genannt, entspricht weitgehend derjenigen von elektrischen Schienenfahrzeugen. Wie bei Omnibussen erfolgt hingegen auch bei Oberleitungsbussen der Antrieb über ein Differentialgetriebe auf die Hinterachse. Meist handelt es sich dabei um einen Unterflurmotor, seltener um einen Heckmotor. Ursprünglich verwendete man beim Obus Gleichstrom-Reihenschlussmotoren, darunter (kompensierte) Einkollektormotoren, Tandemmotoren und Doppelkollektormotoren. Beim Tandemmotor, der in dieser Form bei Schienenfahrzeugen nicht verwendet wurde, liegen zwei Läufer in einem Motorgehäuse auf einer gemeinsamen Welle. Damit war es möglich, mit nur einem Motor eine Serienparallelschaltung einzurichten und damit mehr verlustfreie Dauerfahrstufen zu erhalten. Später kamen Verbundmotoren mit Nebenschlusswicklung auf, während heute Drehstrommotoren – meist Drehstrom-Asynchronmotoren – mit kollektorlosem Kurzschlussläufer üblich sind.:S. 4–17.
So bot der polnische Hersteller Solaris in den frühen 2000er Jahren seine Modellreihe Trollino in Zusammenarbeit mit den Elektroausrüstern Cegelec beziehungsweise Pragoimex auch in einer Variante mit Drehstrommotor an. Die entsprechenden Untertypen 12AC, 15AC und 18AC trieb ein Dreiphasen-Asynchronmotor mit Kurzschlussläufer an. Die Drehzahlregelung des Asynchronmotors übernahm hierbei der Wechselrichter, der zusammen mit dem Antriebsmotor im sogenannten Motorturm, der von der Dieselvariante übernommen wurde, untergebracht war. Weiterhin wurden im Motorturm ein Bordnetzumrichter für die Versorgung mit 400 Volt Drehstrom und 24 Volt Gleichstrom untergebracht. Bei späteren Ausführungen waren Wechselrichter und Bordnetzumrichter schließlich auf dem Fahrzeugdach montiert. Vielfachsteuerungen sind dagegen in der Regel nicht notwendig, da Mehrfachtraktion, abgesehen von den bei einigen Obusbetrieben in der ehemaligen UdSSR eingesetzten Oberleitungsbusdoppeltraktionen, immer unüblich war.
Da Elektromotoren unter Last im Stillstand anlaufen können – und dabei zugleich ihr höchstes Drehmoment entwickeln –, ist keine trennende Kupplung erforderlich. Auch ein Wechselgetriebe mit mehreren Gängen wird nicht benötigt, da Elektromotoren alle erforderlichen Drehzahlen mit einer festen Zahnradübersetzung bewältigen können. Der Umstand, dass die vorteilhaften kurzzeitigen Überlastungen des Motors zu sehr hohen Drehmomenten führen, erfordert für Oberleitungsbusse einen weitaus robusteren Achsantrieb als für Dieselbusse gleicher Leistung. Anders als bei Omnibussen mit Verbrennungsmotoren, bei denen die Motorleistung früher meist in Pferdestärken angegeben wurde, verwendet man bei Oberleitungsbussen traditionell die Maßeinheit Kilowatt.
Gesteuert wurden der oder die Motoren eines Oberleitungsbusses früher über einen Kontroller. Ursprünglich waren dies Hand-Fahrschalter mit wenigen Stufen, später Schaltwerke, die mit Pedalen bedient wurden. Noch später setzten sich Schützensteuerungen durch. In den 1970er Jahren kamen schließlich elektronische Gleichstromsteller auf. Heutzutage sind Drehstrom-Steuerungen mit Leistungstransistoren üblich. Laut Kenning entwickelten sich die Steuerungen beim Obus im Detail wie folgt:
| Klassische Steuerungen                         | Klassische Steuerungen                                                                                          | Klassische Steuerungen                                                                                          | Klassische Steuerungen          | Klassische Steuerungen                   |
| ---------------------------------------------- | --- | --- | ------------------------------- | ---------------------------------------- |
| Fahrschalter                                   | Schaltwerke | Schaltwerke | Schützensteuerungen             | Schützensteuerungen                      |
| direkt betätigt                                | direkt oder indirekt betätigt                                                                                   | direkt oder indirekt betätigt                                                                                   | stromunabhängig direkt betätigt | stromabhängig indirekt betätigt          |
| - Schleifringfahrschalter - Nockenfahrschalter | - Drehmagnetschalter - Elektromotorisches Schaltwerk - Feinstufenschalter - Schwingregler - Druckluftschaltwerk | - Drehmagnetschalter - Elektromotorisches Schaltwerk - Feinstufenschalter - Schwingregler - Druckluftschaltwerk | - elektromagnetisch             | - elektromagnetisch - elektropneumatisch |
| Elektronische Steuerungen                      | | |                                 |                                          |
| Thyristorschalter                              | Thyristorschalter                                                                                               | Choppersteuerung                                                                                                | GTO-Thyristor-Steuerung         | IGBT-Steuerung                           |

Der aus der Oberleitung kommende Strom wird dabei zunächst verteilt. Der Großteil fließt dabei direkt über den Fahrschalter zum Fahrmotor, während ein kleinerer Teil die Hilfsbetriebe oder Nebenverbraucher versorgt. Darunter fallen beispielsweise Heizung, Klimaanlage, Außen- und Innenbeleuchtung, Fahrerplatz, Informationsdisplays, mobile Fahrkartenautomaten oder Entwerter. Außerdem besitzen Oberleitungsbusse Kompressoren. Diese erzeugen die nötige Druckluft zum Betrieb bestimmter Komponenten, darunter Bremsen, Kneeling, Servolenkung, Luftfederung und Türen. Weitere Nebenaggregate sind Lüfter zur Kühlung der elektrischen Anlagenteile. Hilfsaggregate arbeiten teilweise auch, wenn das Fahrzeug steht, und sind dann als einzige Betriebsgeräusche wahrnehmbar. Die in der Regel verwendete Gleichspannung ist nicht transformierbar, deshalb müssen die Hilfsbetriebsspannungen für die Einrichtungen, die nicht direkt mit der Fahrleitungsspannung betrieben werden können oder sollen, durch rotierende Umformer oder statische Umrichter erzeugt werden.
Das Bremssystem eines Oberleitungsbusses setzt sich gewöhnlich aus drei Kreisen zusammen: elektrische Kurzschlussbremse, Widerstandsbremse und pneumatische Bremse respektive Druckluftbremse, letztere übernimmt erst kurz vor dem Stillstand des Fahrzeugs. Hinzu kommt die Sicherheits-Handbremse und gegebenenfalls eine pneumatische Notbremse. Alternativ können auch Wirbelstrombremsen oder elektromotorische Bremsen zum Einsatz kommen. Beim Obus kann ferner die Abwärme der Widerstände zur Heizung des Fahrgastraums genutzt werden.
Weil der Fahrer eines Obusses im Idealfall beide Hände zur Lenkung benötigt, bewährte sich die bei den ersten Oberleitungsbussen übliche Steuerung per handbetätigten Fahrschaltern auf Dauer nicht. Hierbei mussten Obusfahrer ihre Arbeit – wie bei Straßenbahnwagen seinerzeit üblich – im Stehen verrichten. Letztlich setzten sich fußbetätigte Kontroller durch. Damit zusammenhängend erhielten die Fahrer von Obussen Jahrzehnte vor denen von Straßenbahnzügen Sitzarbeitsplätze. Lediglich der von 1986 bis 1993 bestehende Obus-Betrieb in Hanoi wies als Besonderheit, anstelle der üblichen Pedale, einen Fahrschalter und Fahrhebel zur Geschwindigkeitsregulierung auf, die gebraucht aus ausgemusterten Straßenbahnwagen übernommen wurden. Die Hände des Fahrers konnten damit nicht immer beide gleichzeitig am Lenkrad sein.
Die Anordnung von Fahr- und Bremspedal ist bei Oberleitungsbussen meist identisch wie bei Dieselbussen. Das heißt, der Fahrschalter befindet sich rechts der Bremse, beide werden mit dem rechten Fuß betätigt. Noch in den 1960er Jahren war dies umgekehrt, früher hatten Oberleitungsbusse das Fahrpedal links und das Bremspedal rechts der Lenksäule, ersteres wurde somit mit dem linken Fuß bedient. In Eberswalde war diese abweichende Anordnung noch bis in die 1990er Jahre anzutreffen, dies führte mitunter zu Irritationen beim Fahrpersonal.

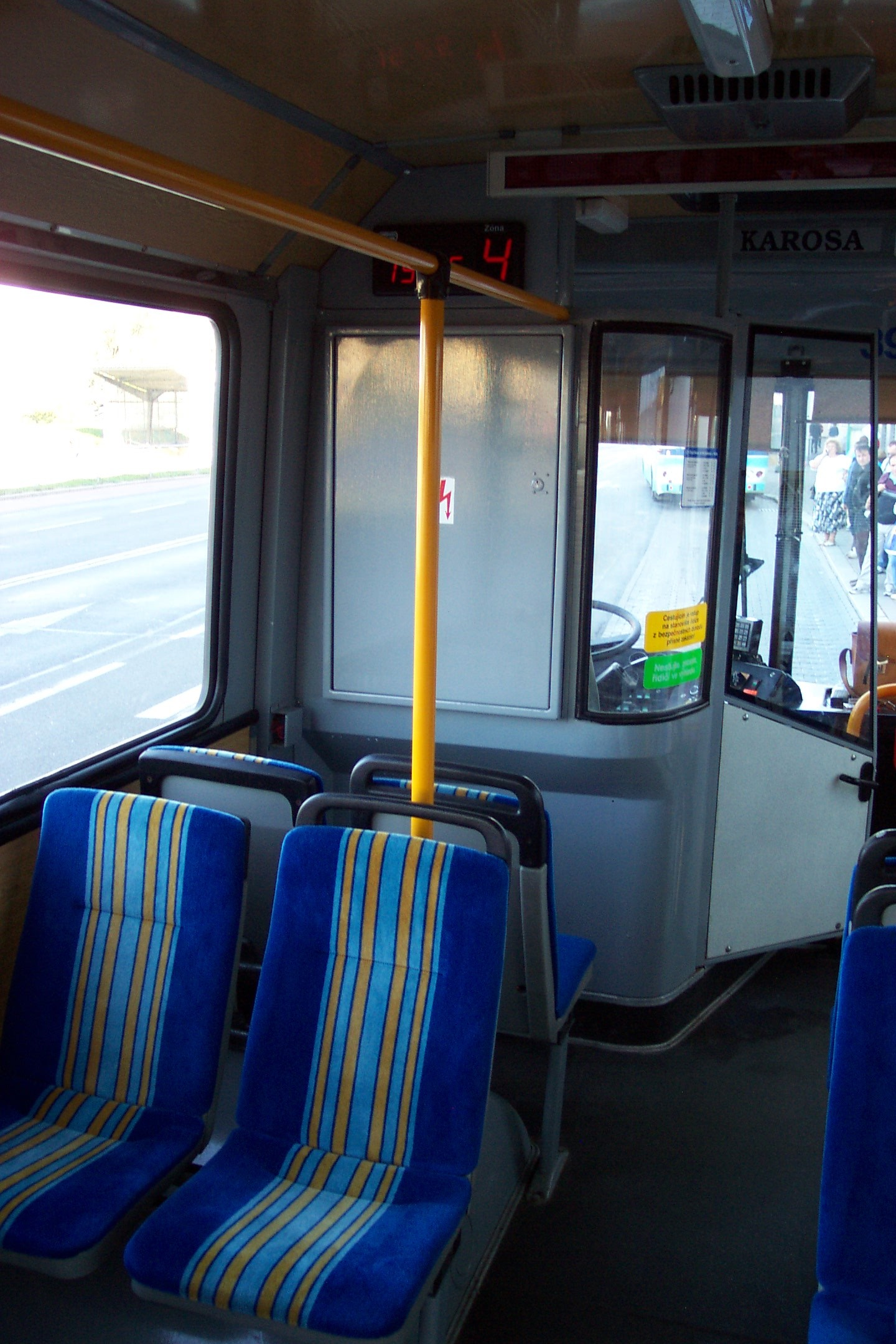
Schaltschrank im Innenraum eines Škoda 17 Tr
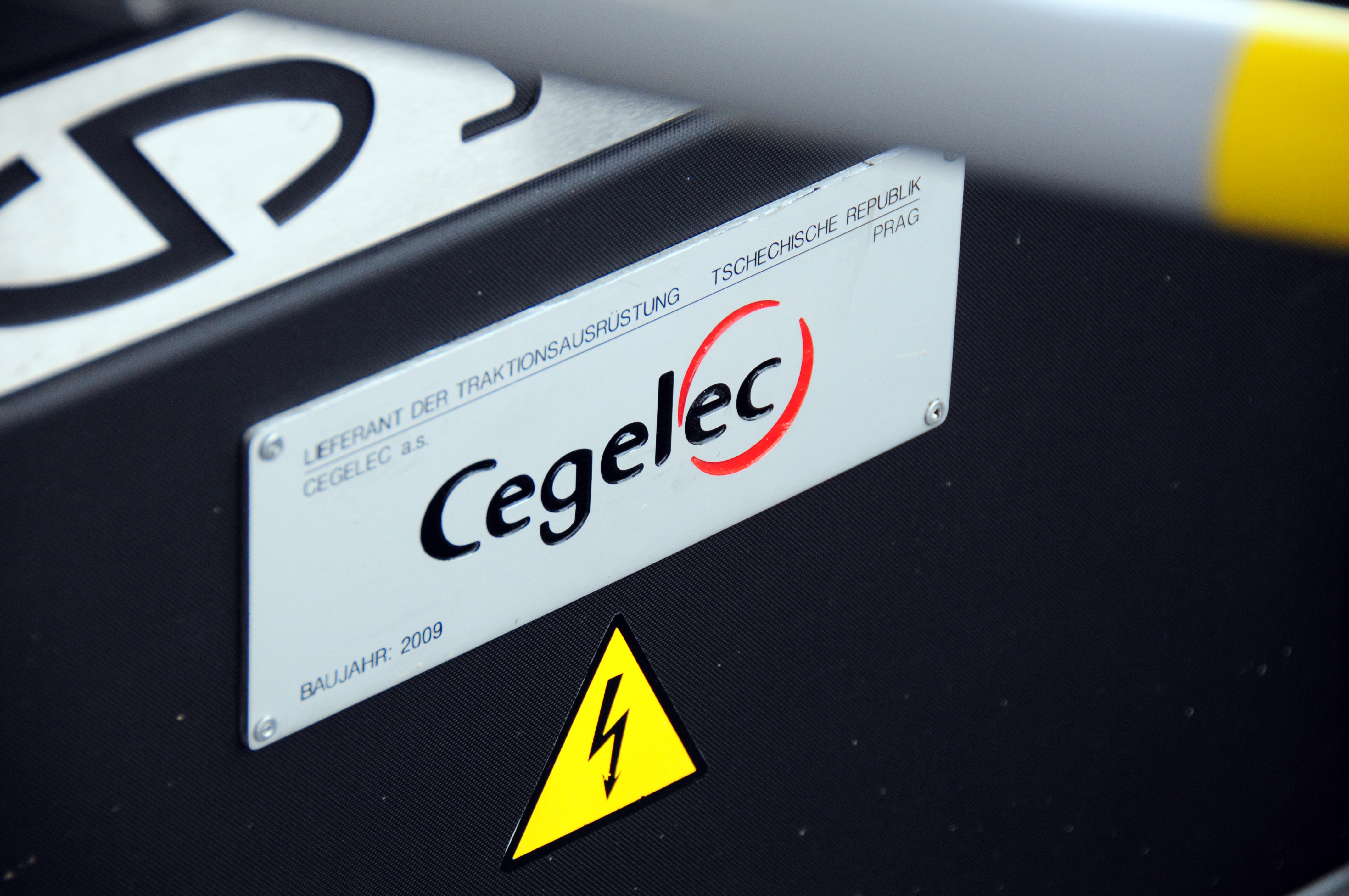
Hinweis auf den Hersteller der Traktionsausrüstung im Innenraum
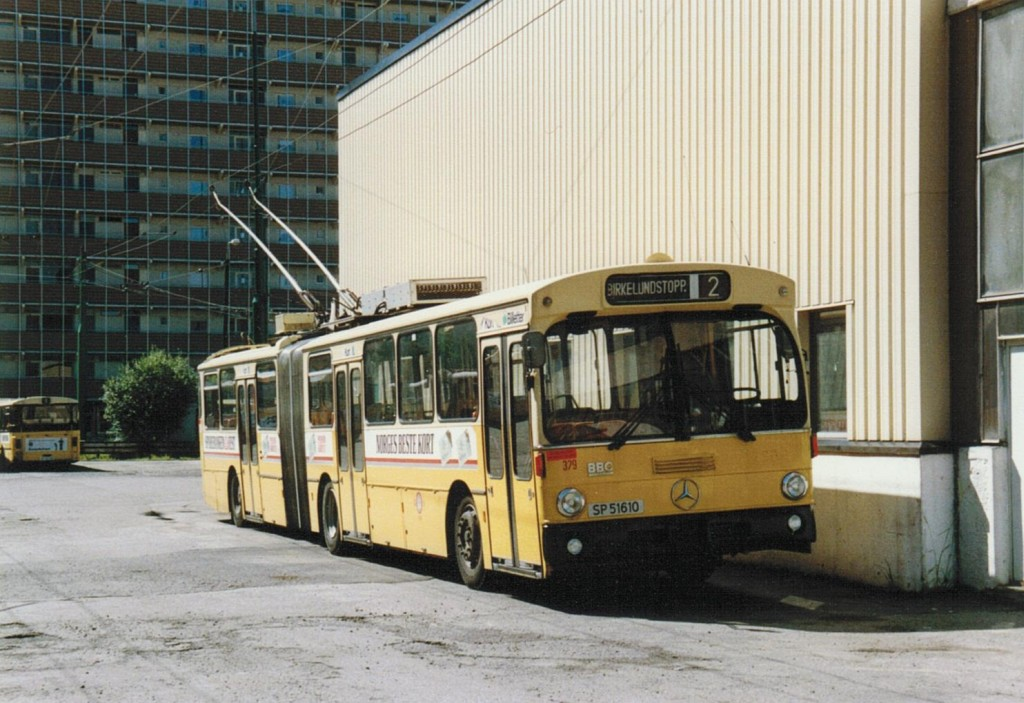
Zusätzlich zum Mercedes-Stern trägt dieser Obus auch den Hinweis auf die BBC als Hersteller der elektrischen Ausrüstung an der Front
Blick auf die Steuerung eines Tatra T 401
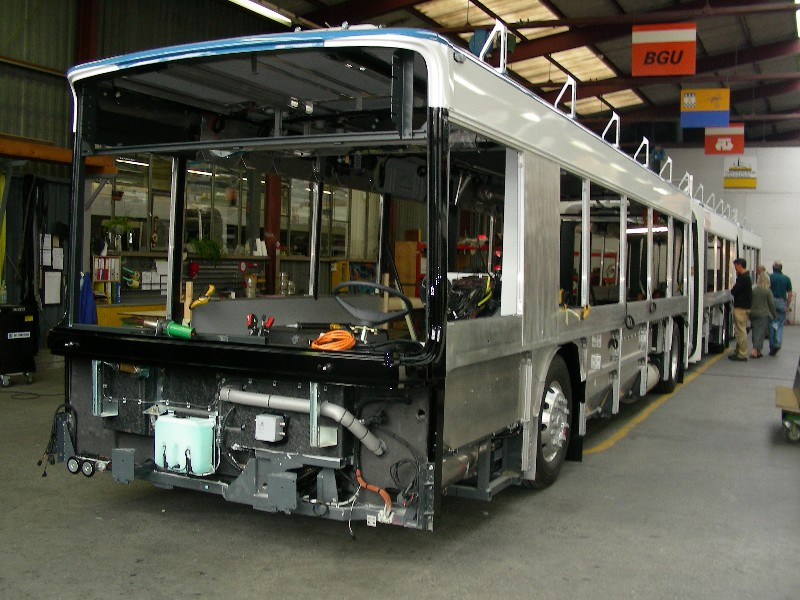
Blick auf die Frontaggregate einer lighTram
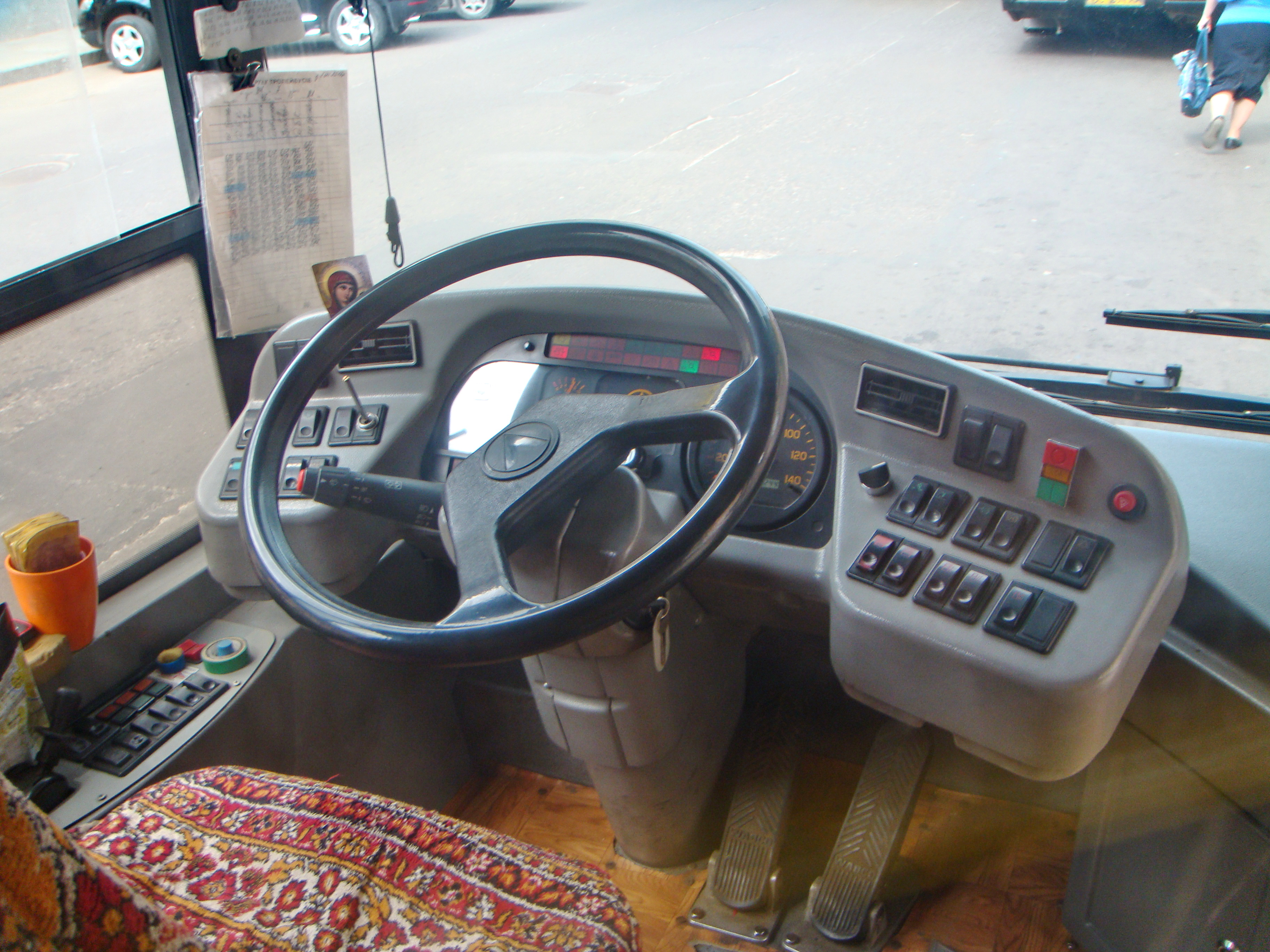
Der Arbeitsplatz eines Obusfahrers, rechts das Fahr-, links das Bremspedal
Ursprünglich mussten Obusfahrer zusätzlich zur Lenkung auch den Fahrschalter mit den Händen bedienen
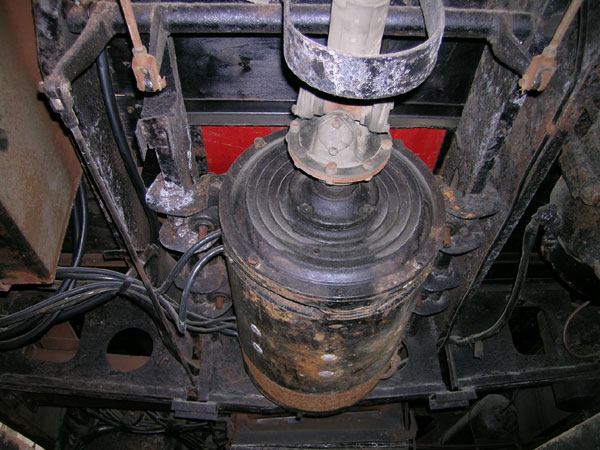
Motor eines SiU-5

### Erdung und Überspannungsschutz

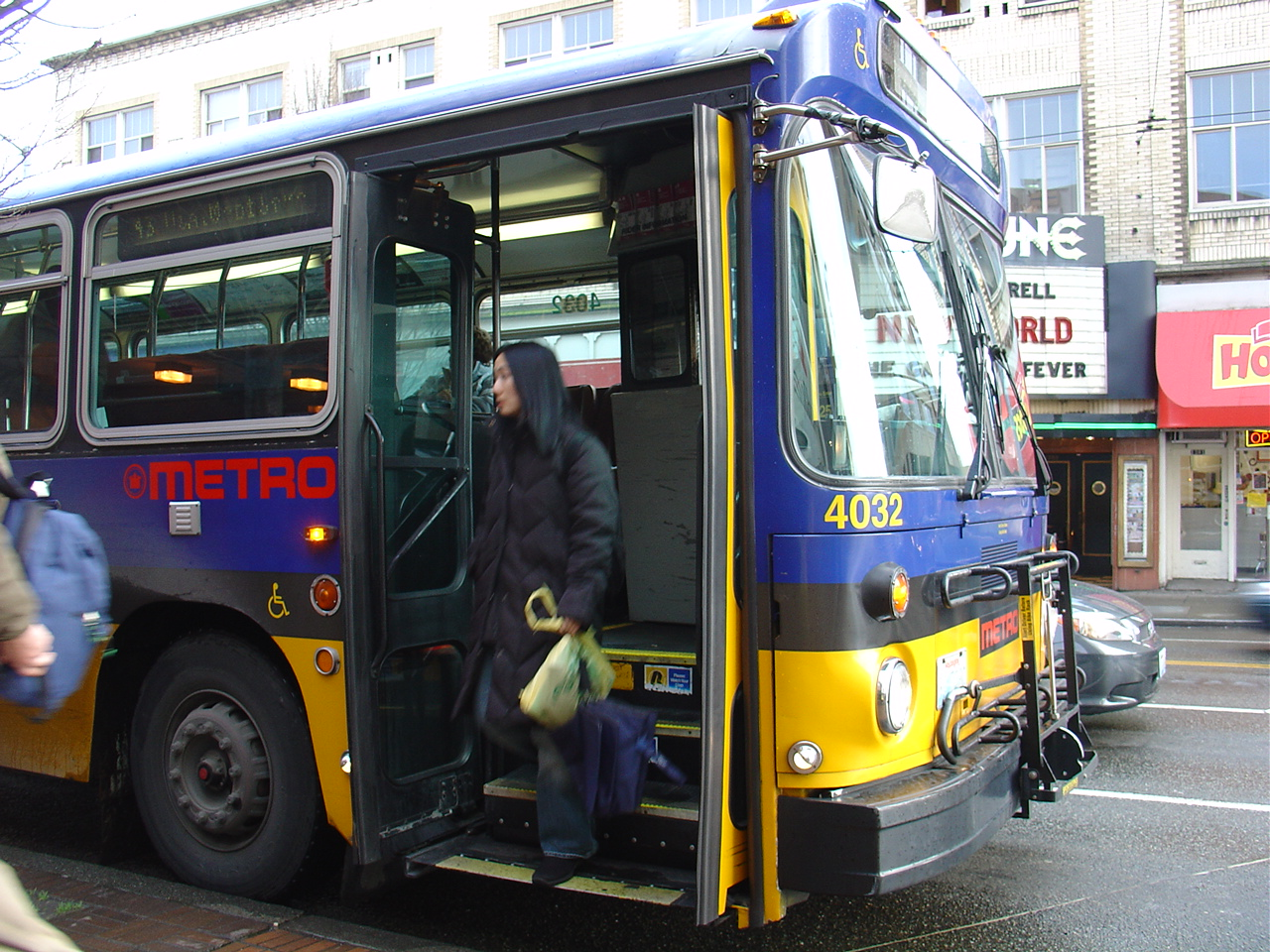
Obus-Trittstufen müssen besonders isoliert sein

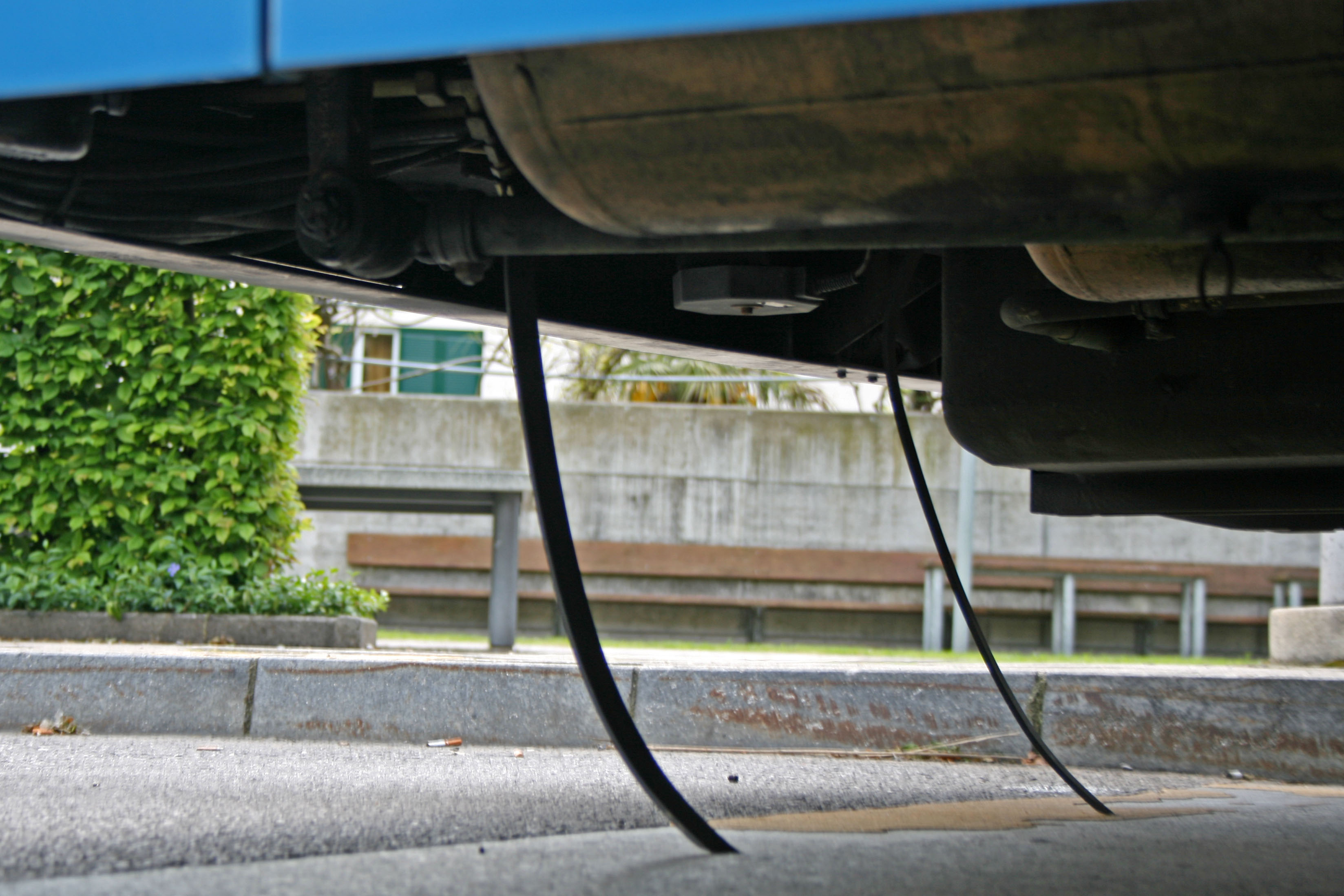
Luzerner Trolleybus mit zwei Gummischleifseilen im Frontbereich

Im Vergleich zu Schienenfahrzeugen unterliegt die elektrische Ausrüstung eines Oberleitungsbusses zusätzlichen Anforderungen. So muss sie beispielsweise aufgrund der fehlenden Bahnerdung, das heißt der Schutzerdung beziehungsweise Funktionserdung über die sogenannte Bahnerde, besser elektrisch isoliert werden, weil die Bereifung im Gegensatz zu einem Eisenbahnrad nichtleitend ist. Insbesondere betrifft dies die Karosserie in den Türbereichen, um beim Ein- oder Ausstieg die Gefahr von Stromunfällen durch eine Schrittspannung beziehungsweise Berührungsspannung zu vermeiden. Dies geschieht zum Beispiel durch die Verwendung von Trittstufen aus Gummi und Handläufen aus glasfaserverstärktem Kunststoff. Häufig bestehen die Trittkästen vollständig aus nichtleitendem Material. Darüber hinaus wird die korrekte Trennung durch die isolierte Aufstellung der Schaltschränke, regelmäßige Isolationskontrollen und einen Isolationswächter gewährleistet. Für dessen Funktion ist ferner erforderlich, dass ein oder mehrere – am Fahrzeug isoliert angebrachte – leitfähige (Gummi-)Schleifseile an den Isolationswächter angeschlossen sind. Teilweise wird aber auch eine am Boden schleifende Kette als zusätzliche Erdungs- und Kurzschließeinrichtung benutzt, etwa in Budapest. Zwar stehen diese Ableiter nicht ständig in ideal leitender Verbindung zur Erde. Es reicht aber aus, wenn sie gelegentlich kurzzeitig Erdpotential führen. Dies geschieht beispielsweise bei der Passage von Schachtdeckeln beziehungsweise Gullys, Schienen oder Dehnungsfugen bei Brücken, ferner auch bei einer geschlossenen Schneedecke. Ein früher Indikator für auftretende Isolationsmängel können dabei Hunde sein, die sich scheuen, in die betreffenden Wagen einzusteigen.
Ebenso muss die Elektrotechnik eines Oberleitungsbusses sorgfältiger gegen witterungsbedingte Überspannungen in der Oberleitung geschützt werden als bei Schienenfahrzeugen. Dies erfolgt mit einem Überspannungsableiter. Eine ähnliche Funktion hat der nachrangig angeordnete Überstromschnellschalter, er schützt das Fahrzeug vor Überlastungen und dient gleichzeitig als Hauptschalter. Bedingt durch die infolge von Straßenschäden oft unebene Fahrbahnoberfläche sind die elektrischen Baugruppen und ihre Befestigungen außerdem stärker durch Schwingungen bzw. Vibrationen belastet als bei Schienenfahrzeugen. Ein weiteres spezifisches Obus-Bauteil ist die sogenannte Isolierkupplung. Hierbei handelt es sich um ein elastisches Gummi- oder Kunststoffelement, das zwischen Motor und Antriebswelle angeordnet ist. Es dient dazu, die Antriebsachse – gemäß den gesetzlichen Vorschriften – doppelt vom Stromkreis zu isolieren.

### Stromabnehmer

#### Stromabnehmerstangen

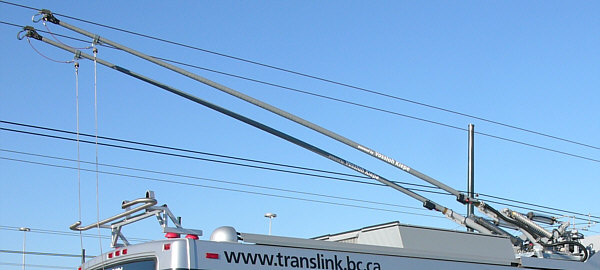
Stromabnehmerstangen beim Oberleitungsbus Vancouver

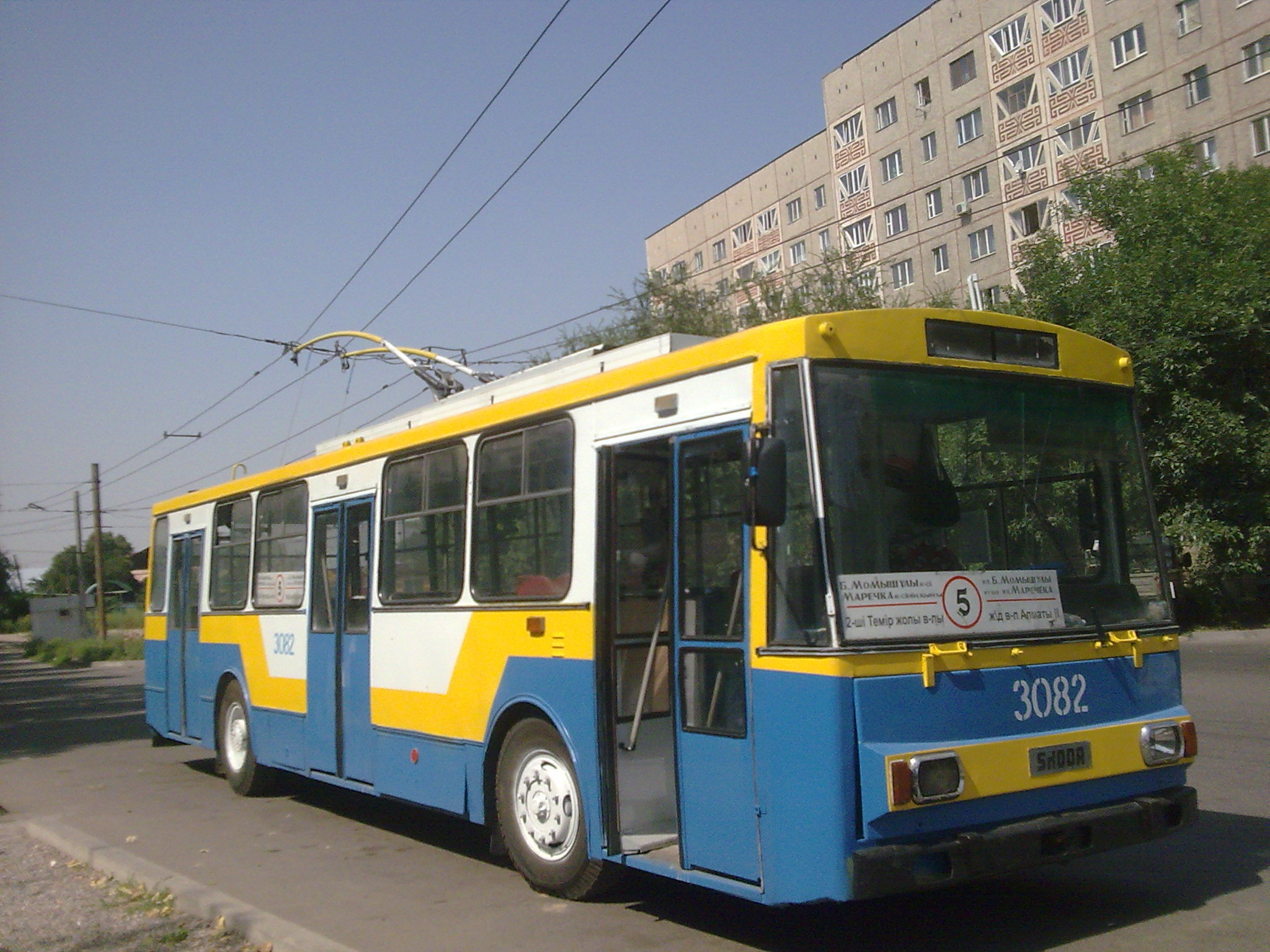
Obus-Stromabnehmer sind elastisch. Bei starker Beanspruchung und mangelnder Wartung sind sie auch oft dauerhaft verbogen, wie hier in Almaty

Die beiden Stromabnehmerstangen sind in der Regel jeweils etwa sechs Meter lang, ihr Abstand beträgt – analog zum Abstand der beiden Fahrdrähte – üblicherweise etwa 60 Zentimeter. Im angelegten Zustand stehen sie in einem Winkel von etwa 30° – abhängig von der jeweiligen Fahrdrahthöhe – vom Fahrzeugdach ab. Vereinzelt sind sie am oberen Ende zur Oberleitung hin gekröpft. Die Stangen sind mechanisch unabhängig voneinander, das heißt, sie können einzeln abgezogen oder angelegt werden. Die Stromabnehmer stehen hinten etwas über das Heck des Fahrzeugs hinaus, im gesenkten Zustand bis zu 1,2 Meter. Oft sind sie deshalb in einer auffälligen Farbe – wie zum Beispiel gelb – lackiert oder mit einer weiß-rot schraffierten Warnmarkierung versehen.
Die Stangen bestehen aus Stahl, Aluminium, glasfaserverstärktem Kunststoff oder glasfaserverstärktem Kunststoff mit Aluminium-Innenrohr. Sie sind elastisch ausgeführt, um Fahrbahnunebenheiten kompensieren zu können. Die Stromübertragung erfolgt mit oder ohne innengeführtem Kabel, bei letzterer Variante stehen die Stangen selbst unter Spannung. Die Stromabnehmer werden durch starke Zug-Schraubenfedern an die Oberleitungen gedrückt, diese Federn sind wie die Stangen selbst direkt auf dem sogenannten Stromabnehmerbock befestigt. Am oberen Ende der Stromabnehmerstangen beträgt die Anpresskraft bei fünf Metern Fahrleitungshöhe zwischen 0,8 und 1,5 kN. Die Stromabnehmer müssen auch größere Höhendifferenzen der Fahrleitung ausgleichen. Dabei verändert sich der Kontaktdruck an der Fahrleitung ständig. Eine Überhöhung der Fahrleitung hat einen zu geringen Kontaktdruck zur Folge, was zur Lichtbogenbildung und Kontaktunterbrechungen führen kann.
Einen Sonderfall der Stromabnahme bei Oberleitungsbussen stellte das sogenannte Einstangenkontaktsystem dar, wobei die beiden Fahrdrähte einen deutlich geringeren Abstand als üblich aufwiesen.

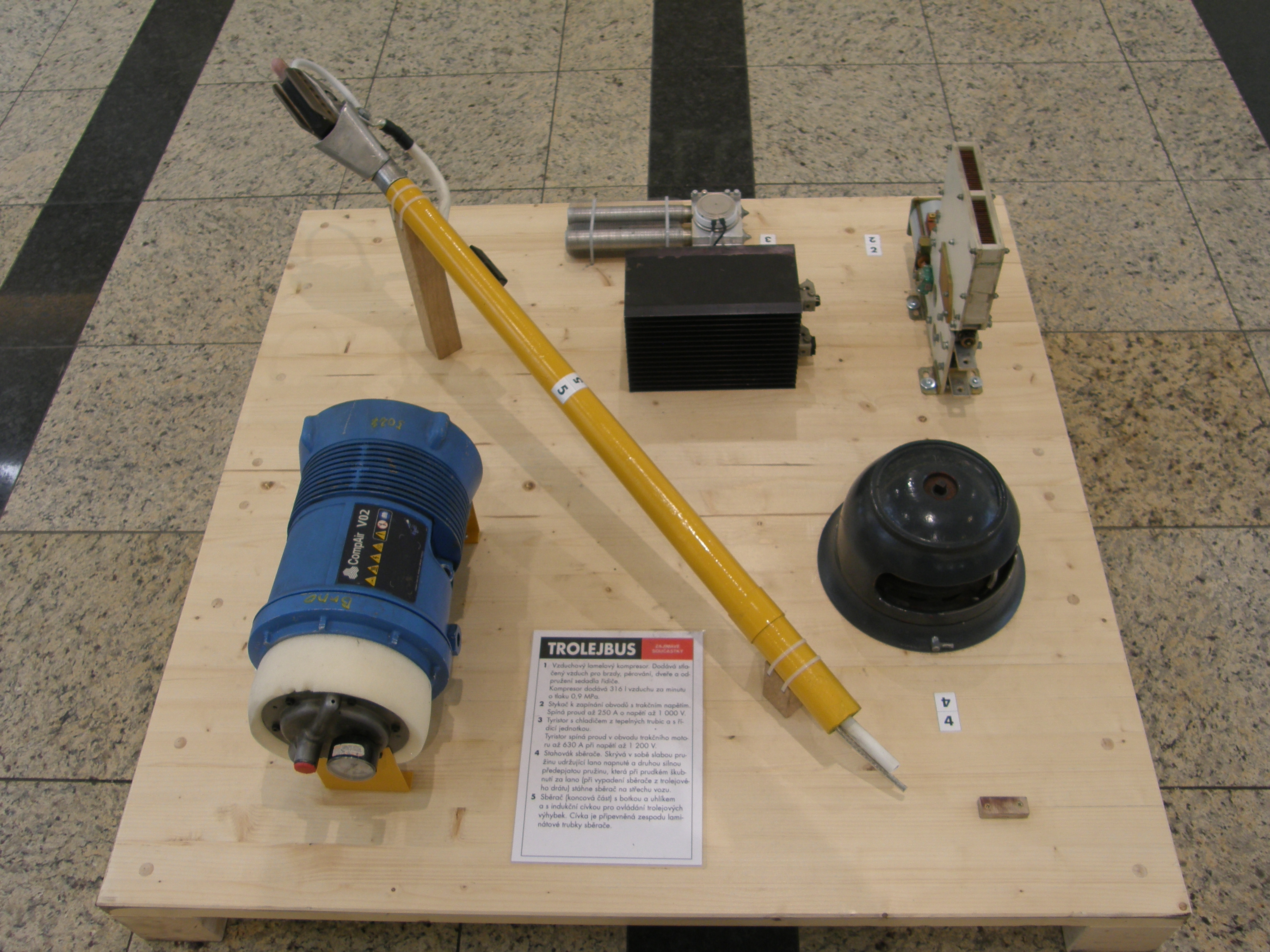
Stange mit innengeführtem Kabel
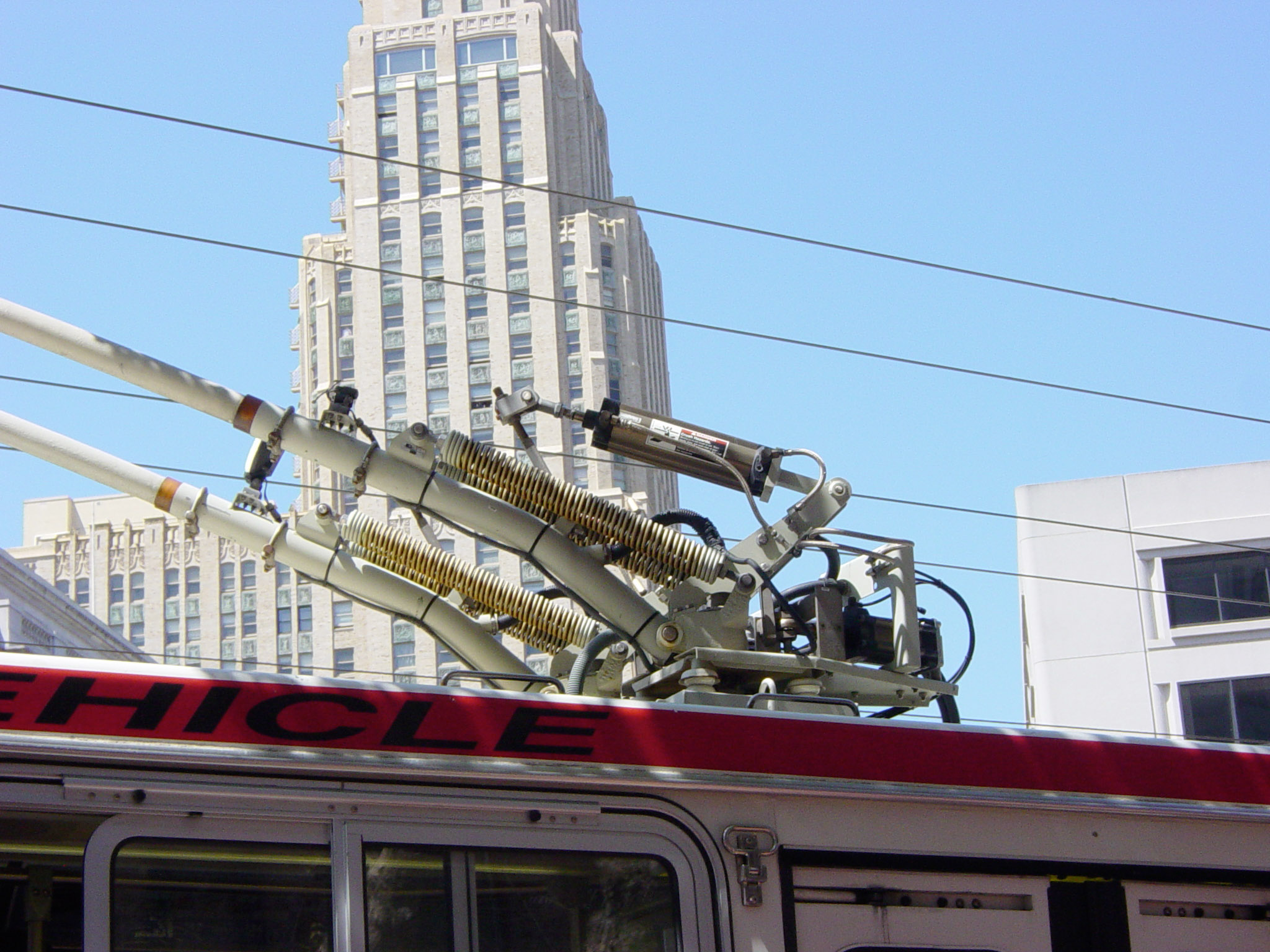
Der Stromabnehmerbock mit Schraubenfedern in San Francisco
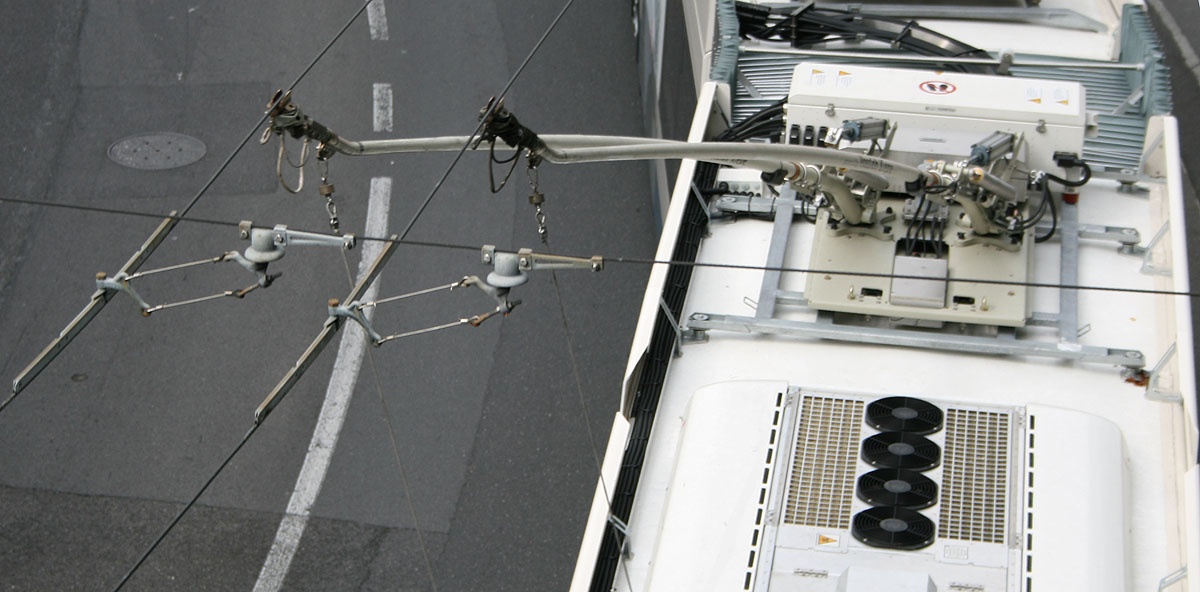
Gekröpfte Stangen bei einem Luzerner Trolleybus
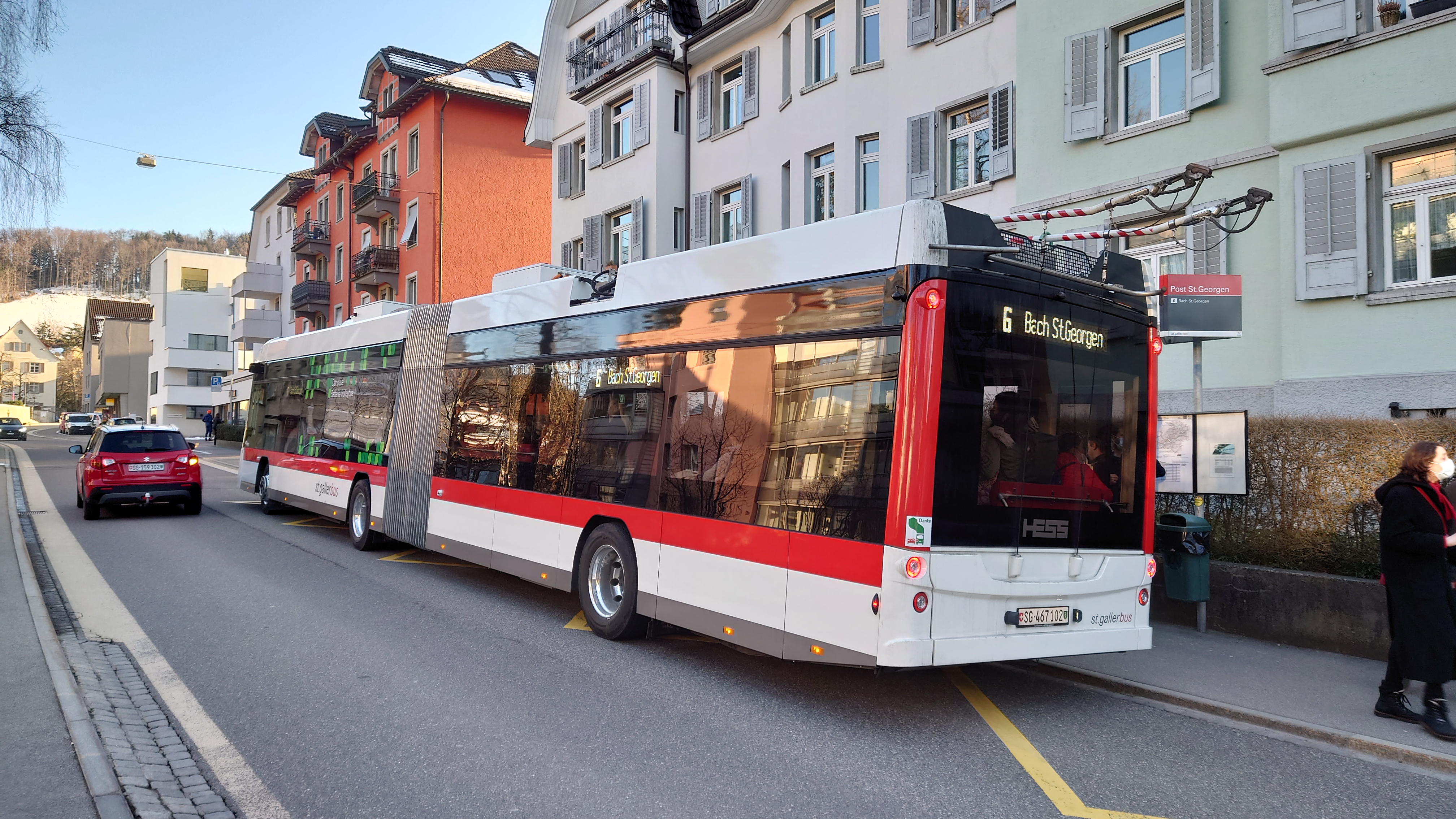
Die Stangen stehen über das Heck hinaus und weisen deshalb mitunter eine Warnmarkierung auf, in diesem Fall eine weiß-rot schraffierte
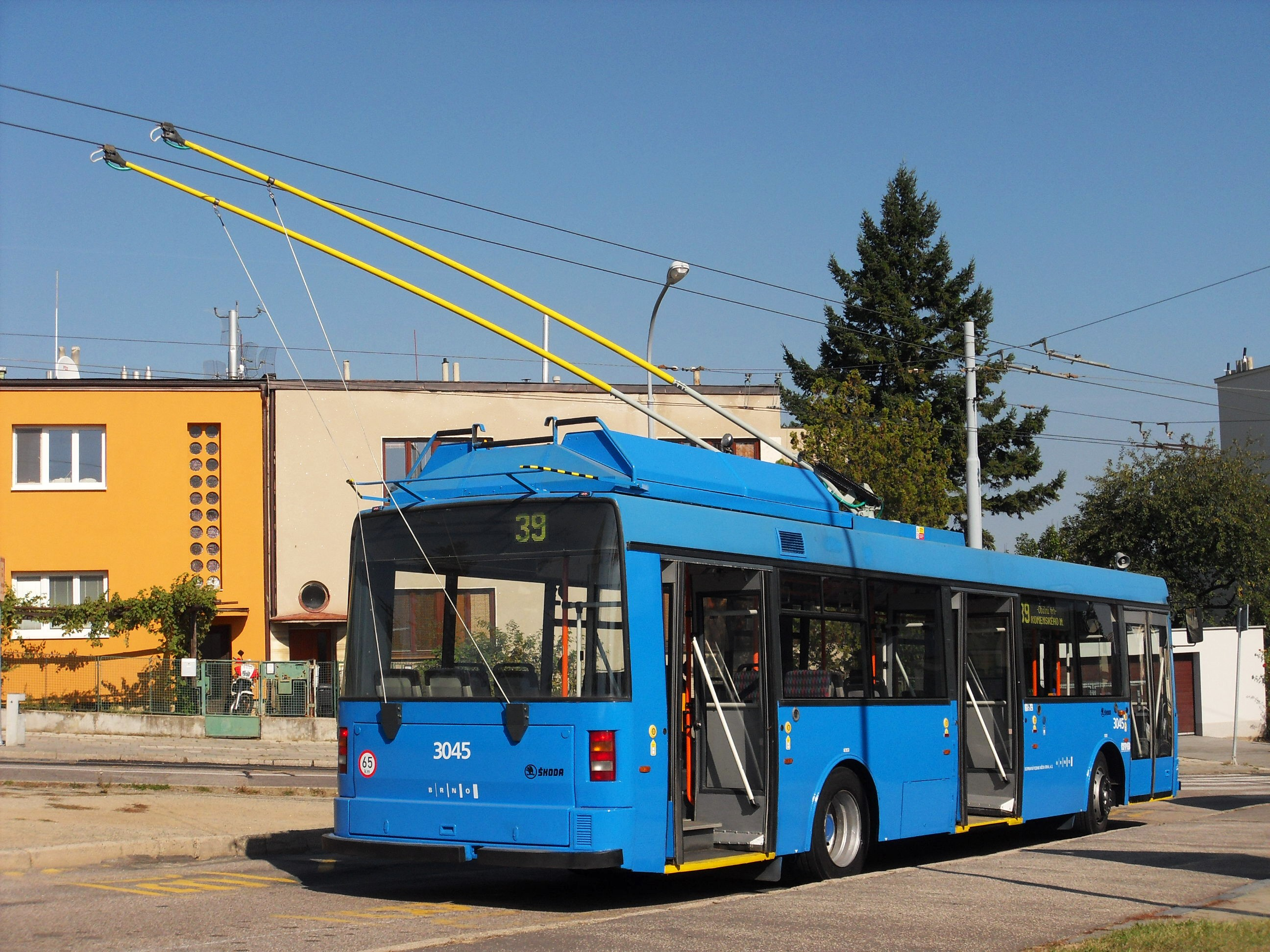
Stromabnehmer mit gelber Warnmarkierung

#### Stromabnehmerköpfe

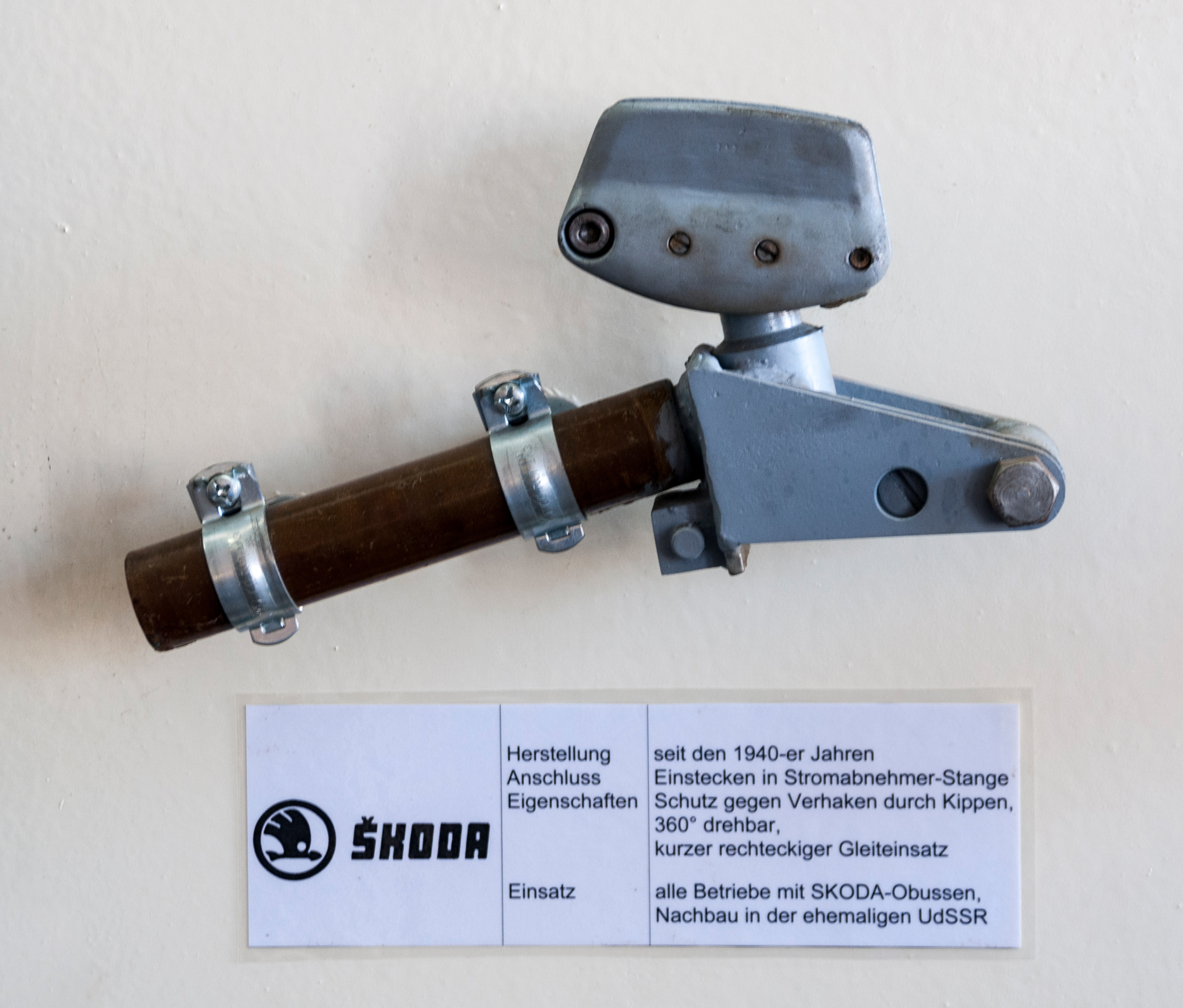
Seitenansicht eines Stromabnehmerkopfs

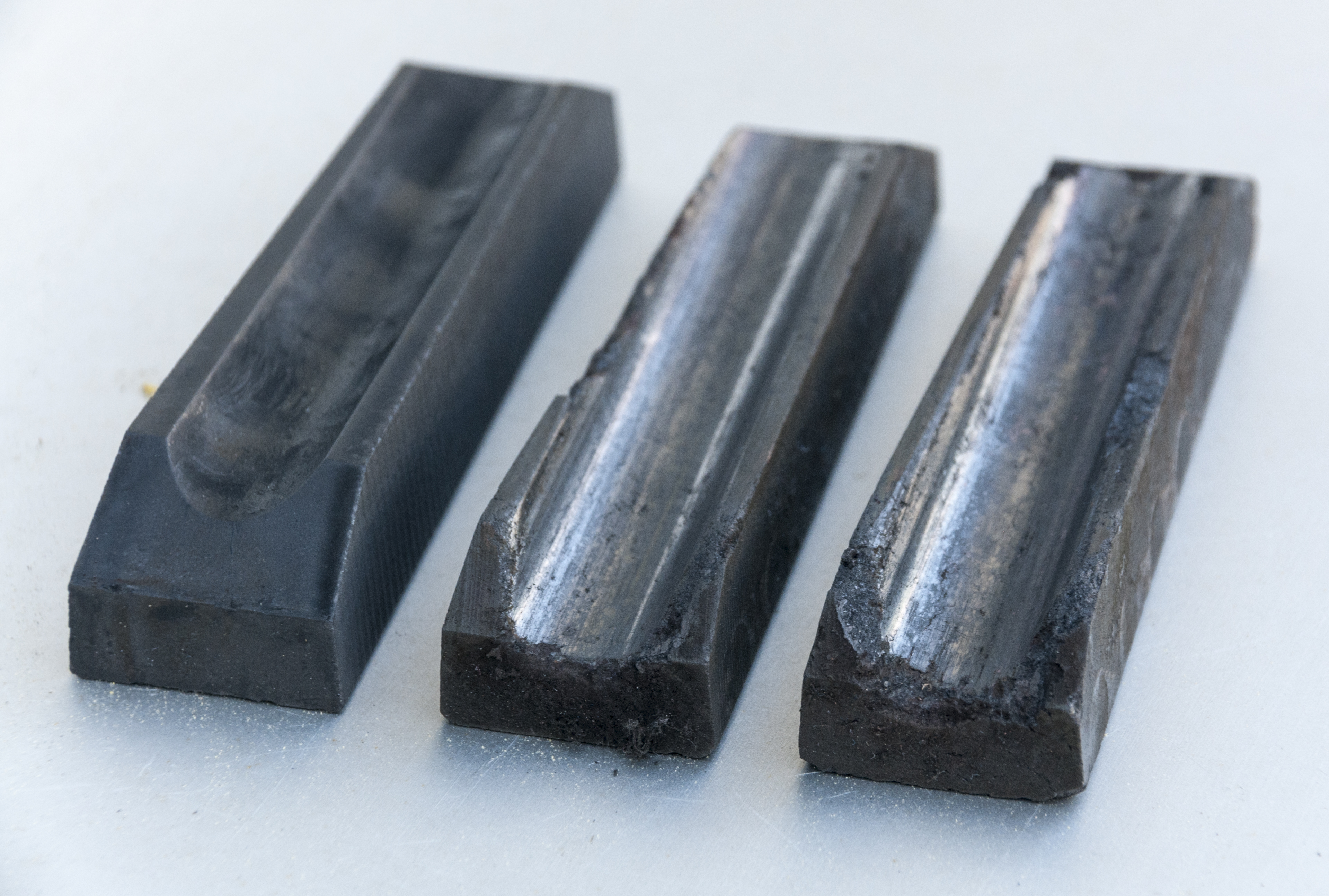
Schleifkohleneinsätze mit unterschiedlichem Abnützungsgrad

Wichtigster Bestandteil eines Obus-Stromabnehmers ist der etwa zehn Zentimeter lange Stromabnehmerkopf, auch als Stromabnehmerschuh, Stromschuhhalter(ung), Schleifschuhträger, Stromschuh, Schleifschuh, Kontaktschuh oder Gleitschuh bezeichnet. Der Stromabnehmerkopf beinhaltet wiederum den sogenannten Schleifkohle(n)einsatz, auch Kohle(n)einsatz, Gleiteinsatz, Gleitstück oder Kohle(n)schleifstück genannt. Die graphithaltige Schleifkohle mit unterschiedlichem Härtegrad stellt den Gleitkontakt her. Die Stromabnehmerschuhe müssen täglich auf Beschädigungen kontrolliert werden, die Einsätze werden aufgrund des starken Abriebs schon nach ein paar Tagen ausgewechselt. Denn anders als bei den im Schienenverkehr üblichen Bügelstromabnehmern erfolgt der elektrische Kontakt ständig über dieselben relativ kleinen Kontaktstellen, was zu einer hohen Kontaktbelastung und damit zu einem höheren Verschleiß führt. Die Abnutzung der Kohleeinsätze ist außerdem witterungsabhängig. Bei trockenem Wetter erfolgt der Austausch nach 700 bis 1000 Kilometern, bei regnerischem Wetter schon nach 300 bis 400 Kilometern – das heißt im Extremfall sogar mehrmals täglich. Teilweise wird dies durch das Fahrpersonal mit Hilfe eines kleinen Hammers – der zur Fahrzeugausrüstung gehört – an Endstellen erledigt, ansonsten im Depot. Schleifschuhe und -kohlen sind hinten schmaler als vorne und leicht konisch. Dadurch können sie während der Fahrt nicht herausgedrückt werden. Um die Einsätze leichter zu tauschen, können manche Stromabnehmerköpfe seitlich am Wagen vorbei etwa bis auf Brusthöhe herabgezogen werden. In Kapfenberg stand an der Endstelle Schirmitzbühel alternativ eine spezielle Stehplattform zur Verfügung, die über eine Leiter bestiegen werden konnte.
Zur Prüfung des Abnutzungsgrads der Kohleneinsätze existieren an manchen Endstellen, beispielsweise in Solingen, spezielle Prüfgeräte. Diese automatischen Messanlagen sind in die Oberleitung integriert. Dabei werden die Stromabnehmer bei der Einfahrt in die Wendeschleife geprüft, anschließend wird dem Fahrer per Lichtzeichen der Zustand der Kohlen übermittelt. Sind sie noch in Ordnung, leuchtet rechts ein kleiner Punkt auf. Müssen sie hingegen kontrolliert werden, wird dies durch einen größeren Punkt im linken Teil der Anzeige signalisiert. Um dies zu ermöglichen, besitzen die Kohlen – ähnlich einer Reifenverschleißanzeige – eine Einkerbung, bis zu der sie noch benutzt werden können. Ist die Markierung erreicht oder unterschritten, muss gewechselt werden. Die Ersatzkohlen werden entsprechend im Wagen mitgeführt.
Alternativ zu den Kohlen verwendeten etwa die Dresdner Verkehrsbetriebe in den 1950er Jahren Einsätze aus Gusseisen.

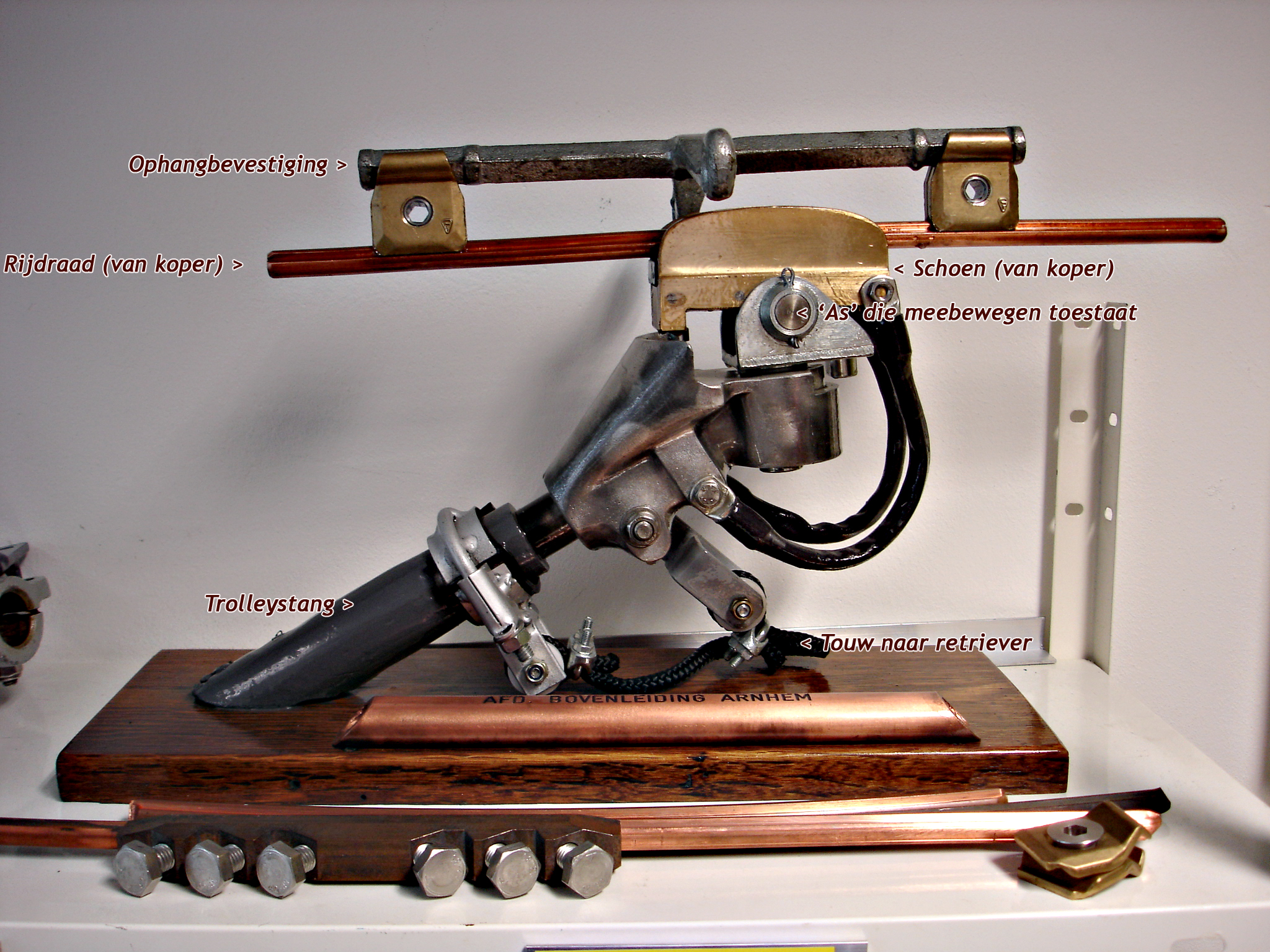
Ein Stromabnehmerkopf mit Fahrdraht im Detail
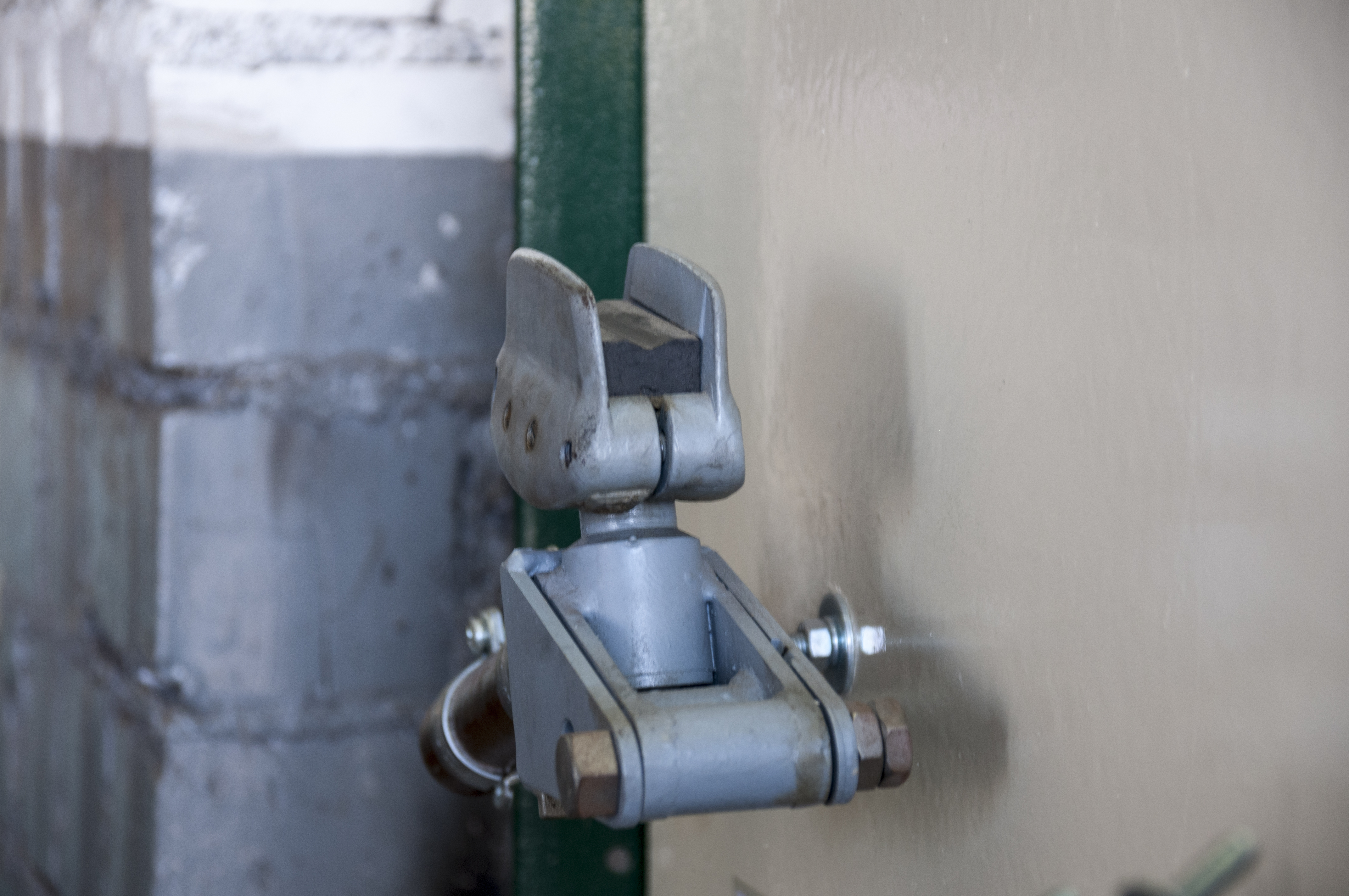
Der drehbare Stromabnehmerkopf mit eingelegter Schleifkohle von hinten
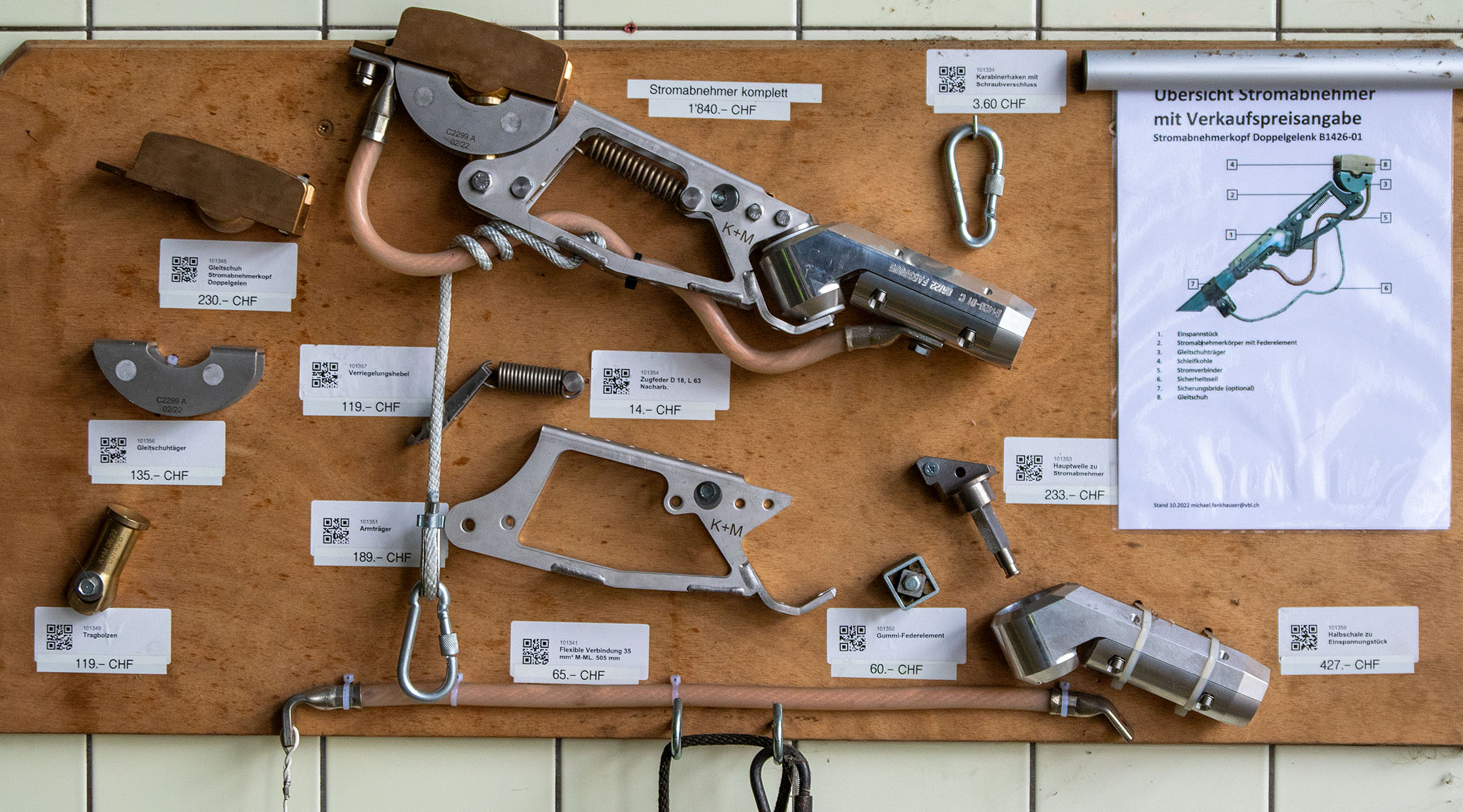
Einzelteile eines Doppelgelenk-Stromabnehmerkopfs von Kummler+Matter
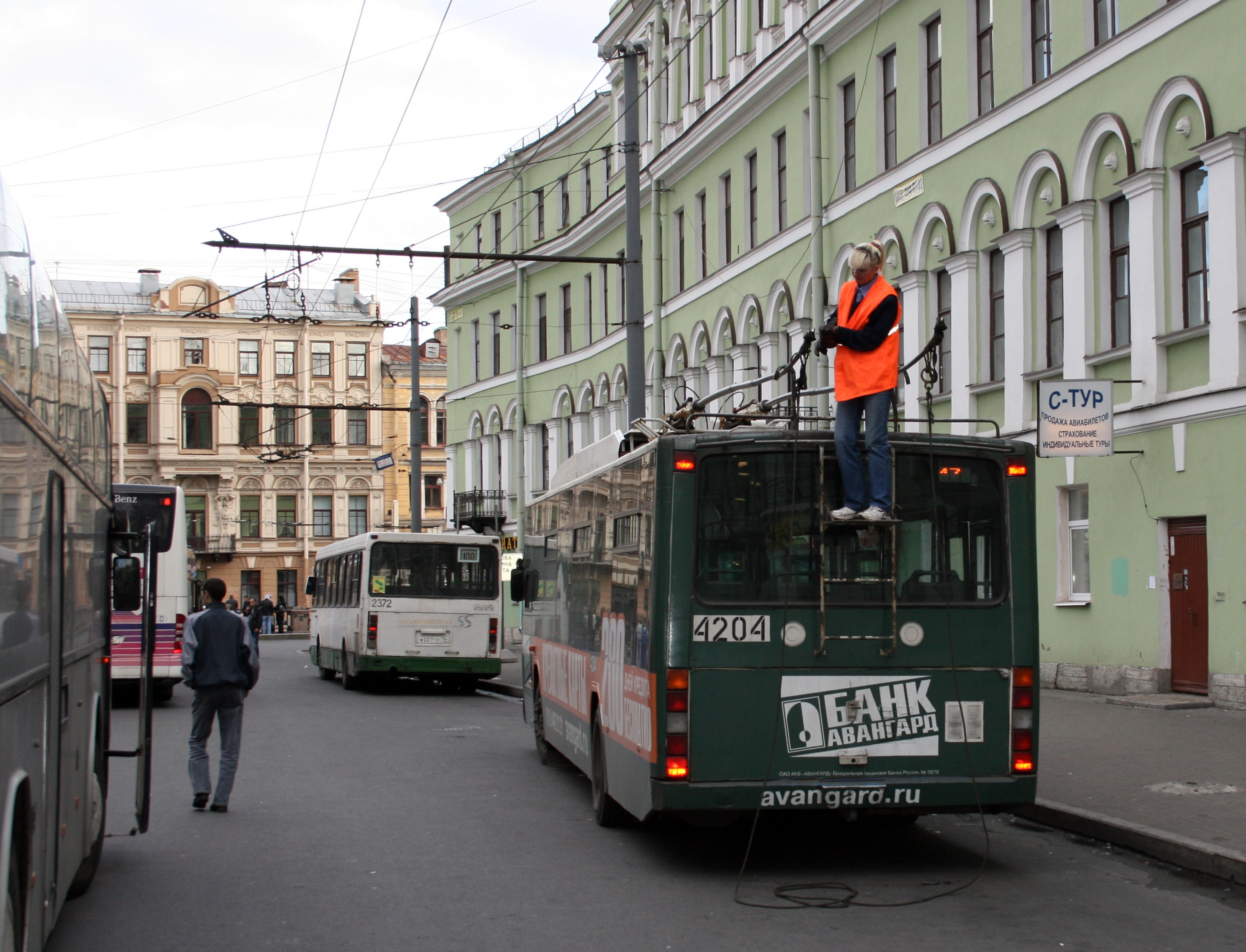
Obus-Fahrerin beim Schleifkohlentausch
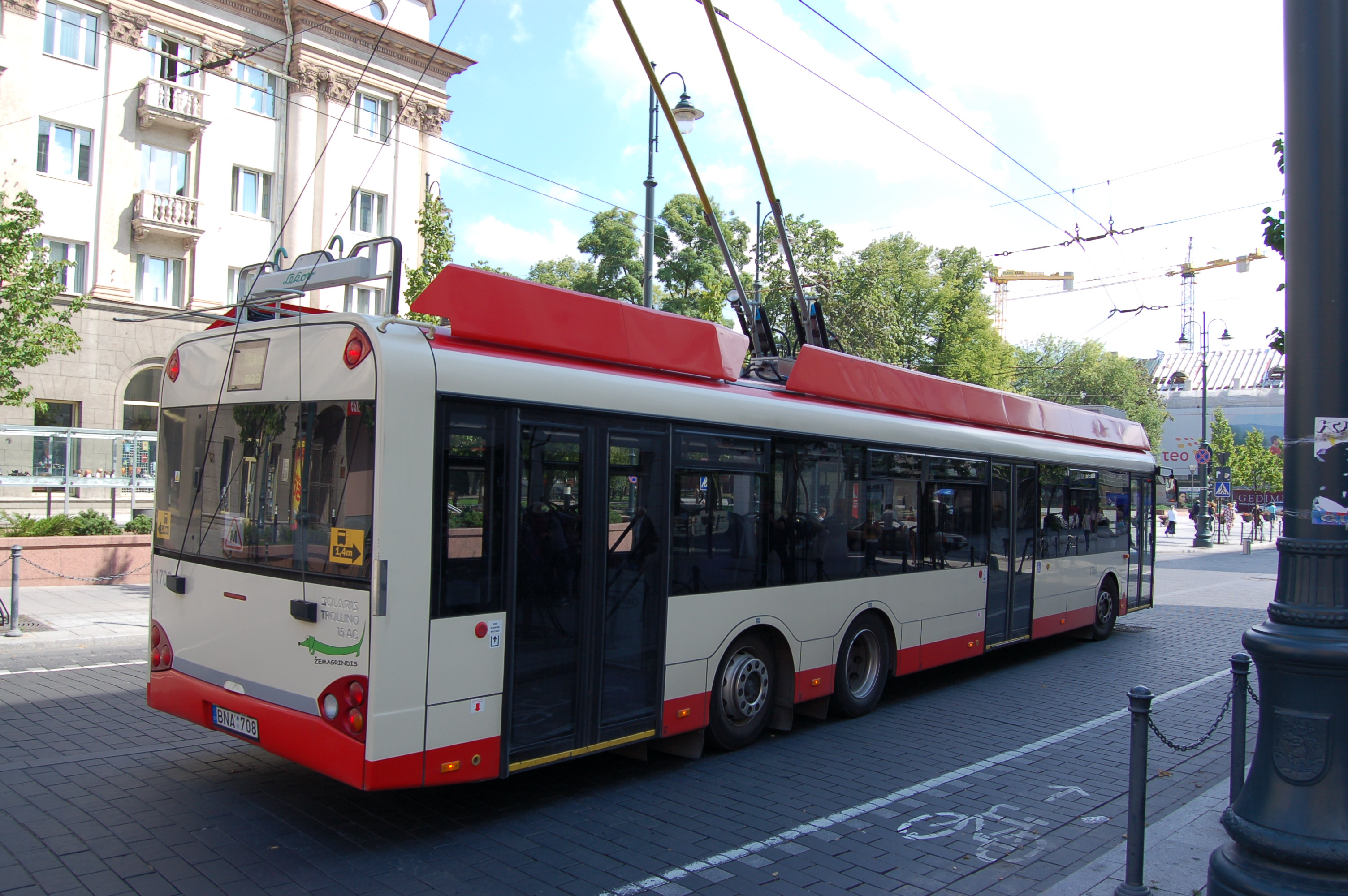
Die Lücke in der Dachblende ermöglicht es, den Stromabnehmer zum Schleifkohlentausch seitlich bis auf Brusthöhe herabzuziehen

#### Seitliche Abweichung
Da sowohl Stromabnehmerstangen als auch Stromabnehmerköpfe drehbar ausgeführt sind, ist es den Fahrzeugen möglich, nach links oder rechts mehrere Meter von der durch die Oberleitung bedingten Ideallinie abzuweichen. Außerdem sind die Köpfe auch horizontal beweglich ausgeführt, das heißt, sie sind kippbar. Die maximal mögliche seitliche Abweichung hängt dabei von der Länge der Stromabnehmer ab. Mit 6200 Millimeter langen Stangen kann bis zu 4500 Millimeter abgewichen werden, mit 5500 Millimeter langen Stangen immer noch 4000 Millimeter. Diese Werte gelten für gerade Strecken, in Kurven ist die mögliche Abweichung entsprechend geringer. Zudem gilt: Je weiter ein Obus von der Ideallinie abweicht, desto langsamer muss er fahren, damit die Stangen an der Leitung bleiben. Weicht der Fahrer zu stark von der Fahrleitungsmitte ab, leuchtet im Führerstand eine Lampe auf bzw. ertönt kurz vor Erreichen der maximalen Abweichung ein Signalton.
Durch die seitliche Abweichung können einerseits Haltestellenbuchten angefahren werden, andererseits Hindernisse wie Taxis, Müllwagen, Radfahrer, Unfallstellen, kleinere Baustellen oder Falschparker problemlos passiert werden. Gleiches gilt für andere Oberleitungsbusse, die auf Grund von Defekten oder Unfällen liegen geblieben sind, vorausgesetzt, diese haben ihre Stromabnehmer abgezogen. Ebenso können Oberleitungsbusse entgegenkommenden Fahrzeugen ausweichen. Weiter ist es möglich, mit nur einer Oberleitung zwei oder in Ausnahmefällen auch drei parallel verlaufende Fahrstreifen abzudecken. Ferner können auf diese Weise Oberleitungsbusse in den Depots oder an Endstellen platzsparend abgestellt werden, also leicht versetzt nebeneinander statt hintereinander.
Ein weiterer Vorteil der seitlichen Abweichung: Die Oberleitung muss nicht zwangsläufig mittig über dem Fahrstreifen verlaufen. Ragen Balkone, Erker oder Baumkronen ins Lichtraumprofil, kann sie zur Fahrbahnmitte hin verschoben werden. Auch S-Kurven müssen nicht exakt wiedergegeben werden, dadurch sind weniger Fahrdrahtaufhängungen erforderlich. Im Bereich von Haltestellenbuchten wird die Oberleitung auf Höhe des Fahrbahnrands reguliert, das heißt an der Grenze zwischen allgemeiner Verkehrsfläche und dem Sonderbereich für den Oberleitungsbus. Damit ist in jedem Fall ein dynamischer Lauf der Stromabnehmer gewährleistet, unabhängig davon, ob die betreffende Station bedient wird oder ob mangels Bedarfs durchgefahren wird.

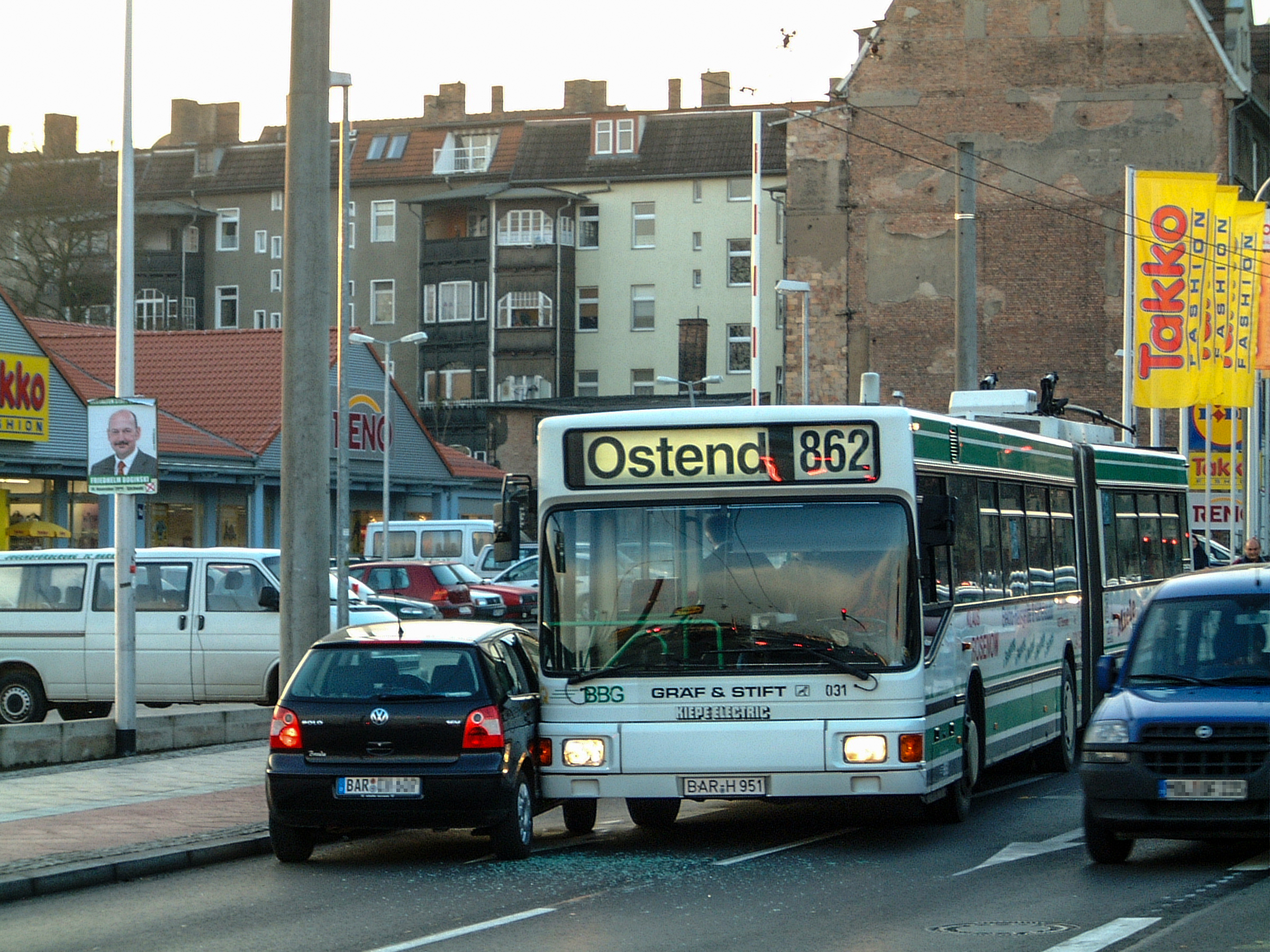
Abgedrahteter Unfallwagen
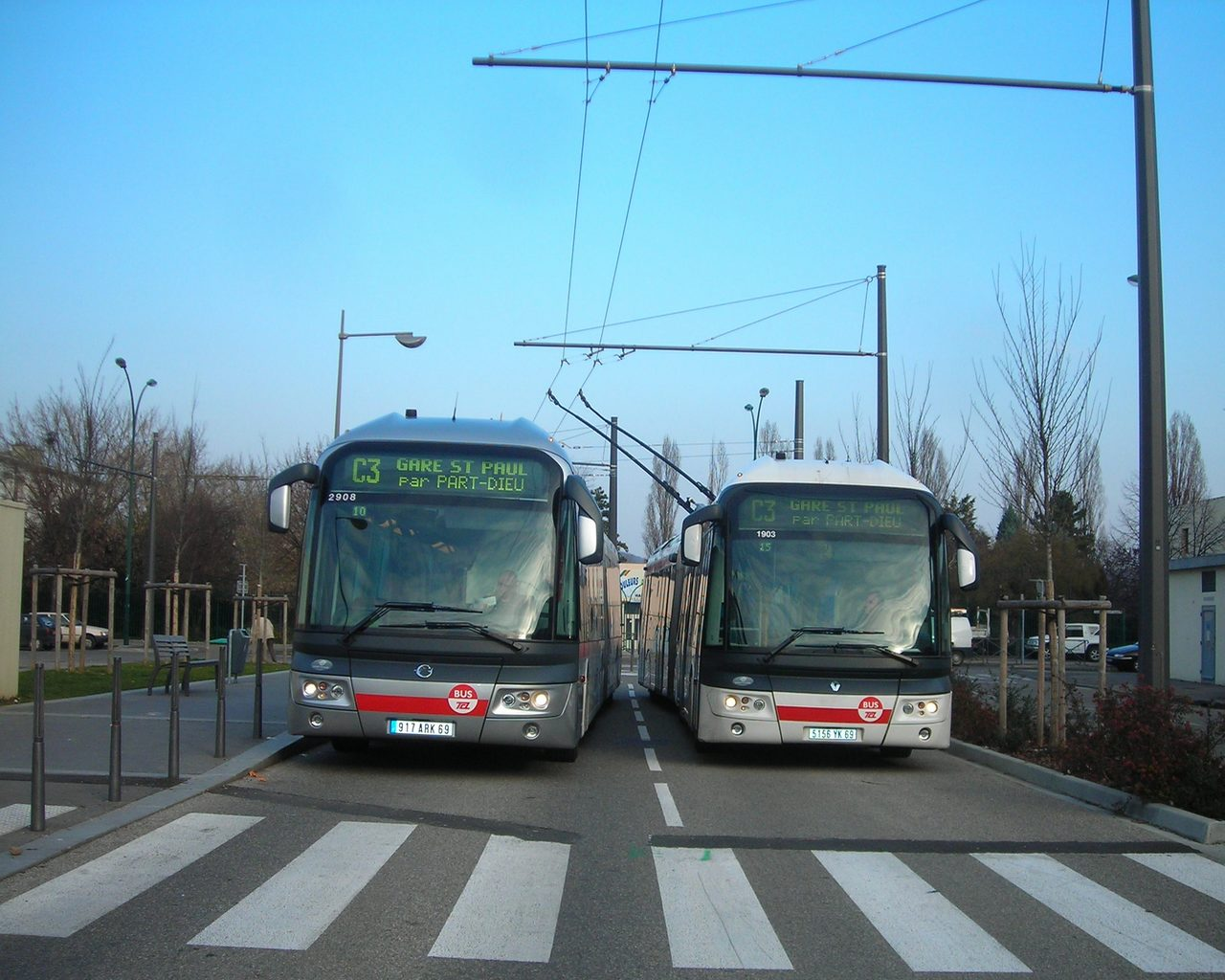
Umfahrung eines abgedrahteten Wagens
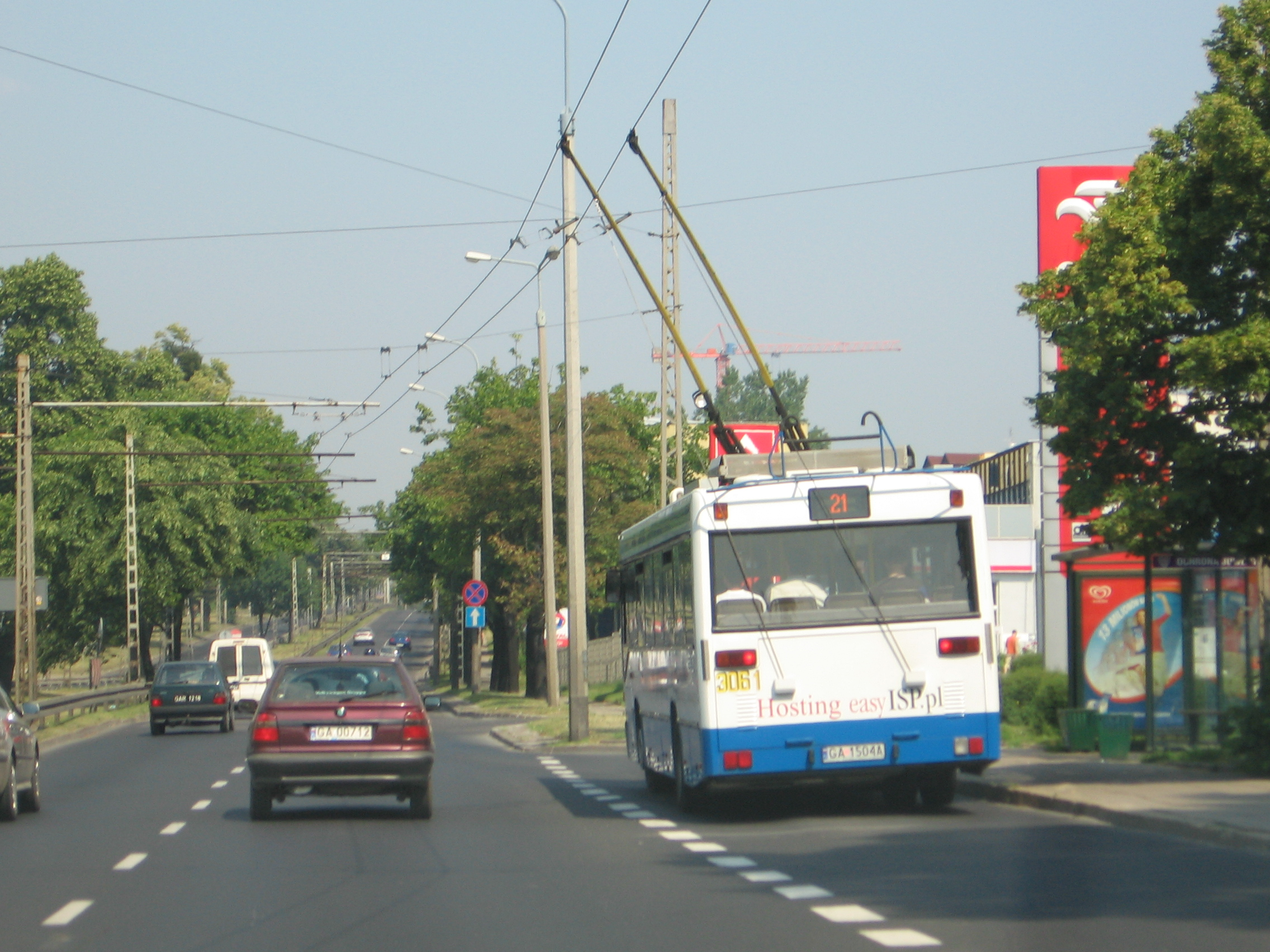
Seitliche Abweichung an einer Haltestellenbucht
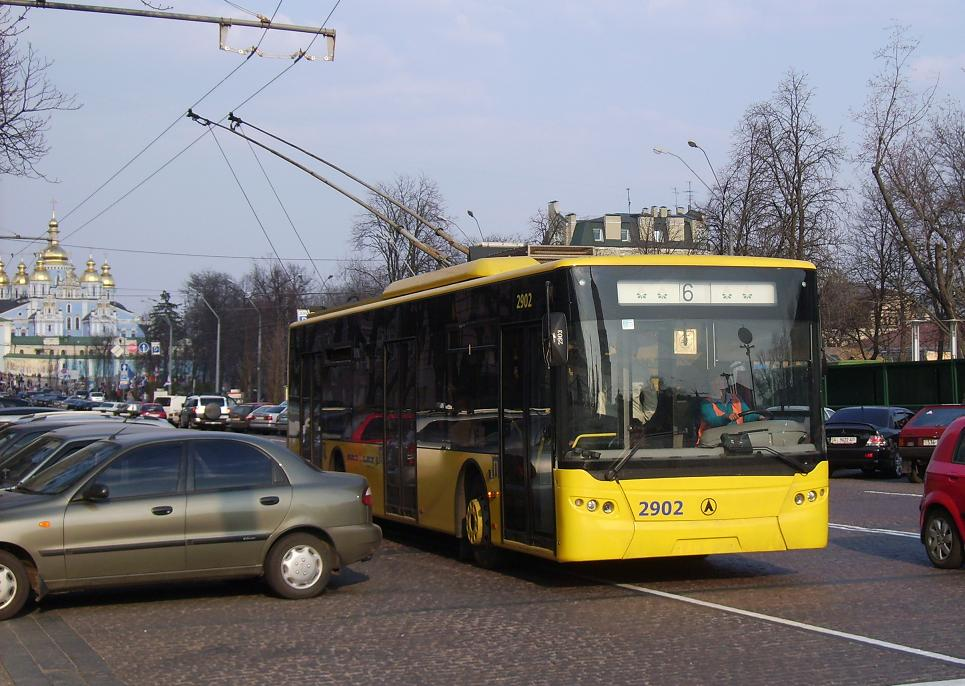
Umfahrung von Falschparkern
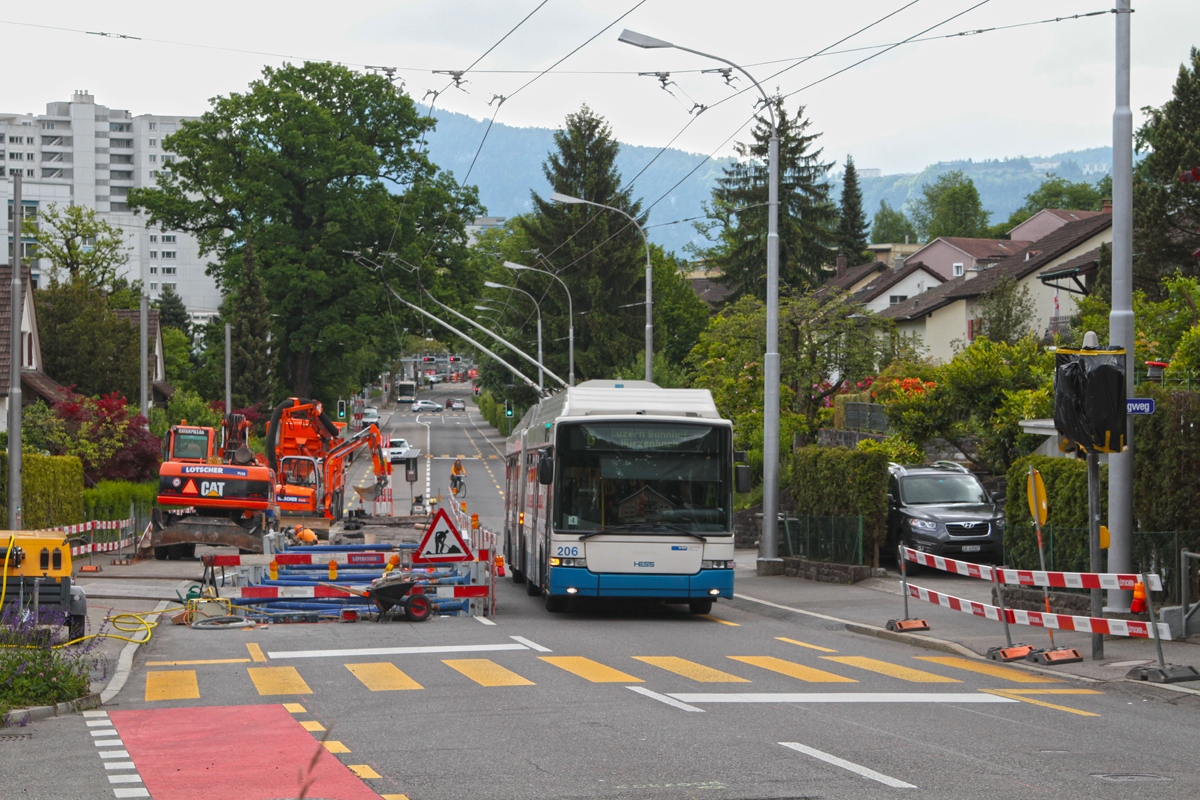
Seitliche Abweichung aufgrund einer Baustellenumfahrung auf der Gegenspur
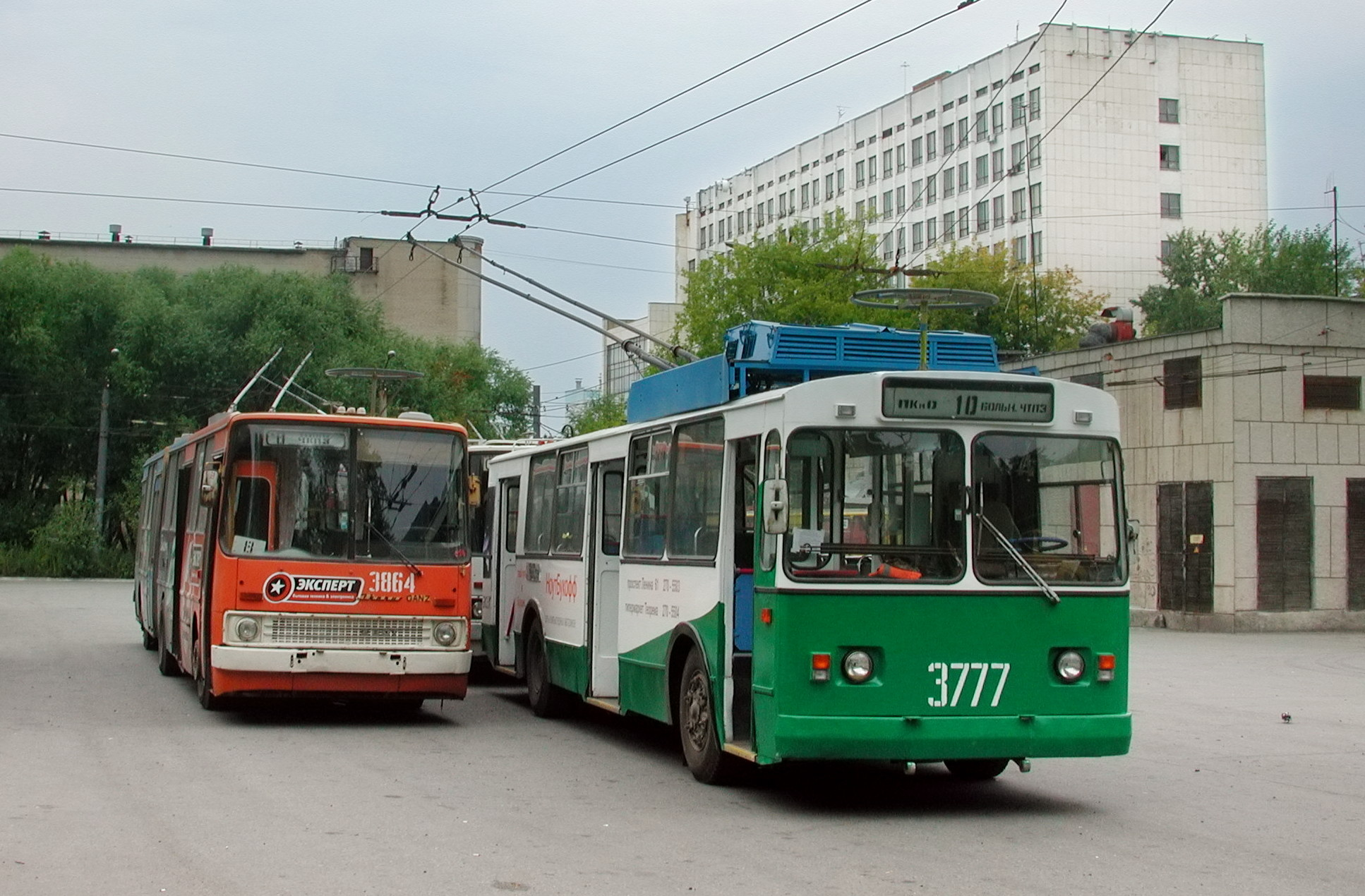
Platzsparende Abstellung im Depot

### Stangenentdrahtung, Fangseile und Retriever

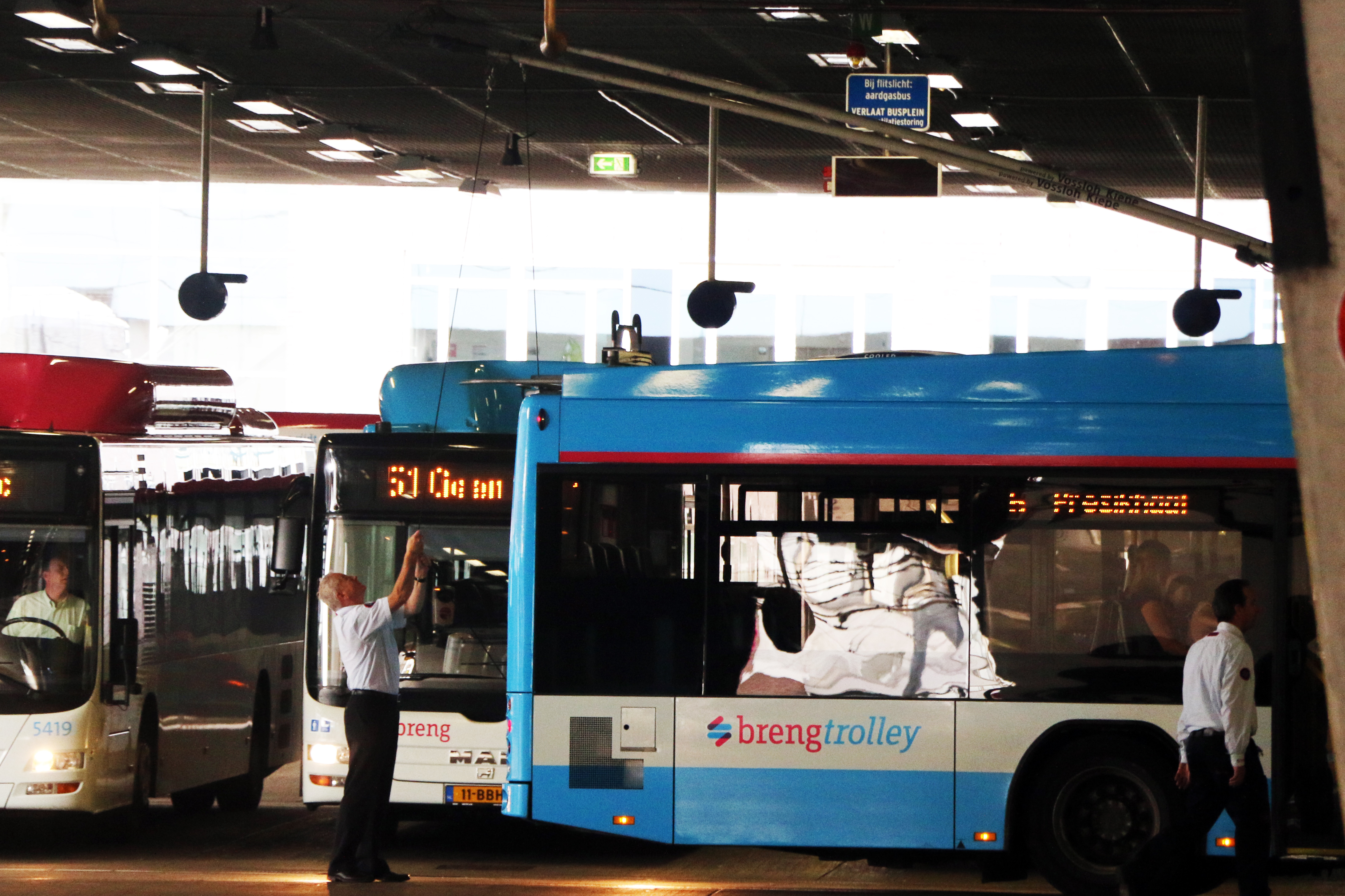
Arnheimer Fahrer beim Eindrahten

Wenn ein oder beide Stromabnehmer von den Leitungen springen, wird dies als Stangen- oder Stromabnehmerentdrahtung bezeichnet. Alternativ spricht man, analog zur Entgleisung von Schienenfahrzeugen, von einer Stangen- oder Stromabnehmerentgleisung. Mit der zunehmenden Verbesserung der Straßenverhältnisse, der Stromabnehmerköpfe mitsamt den Schleifstücken und der Oberleitungstechnik sind diese Vorfälle selten geworden. In früheren Jahren geschah dies im Fahrbetrieb noch regelmäßig. Potentiell anfällig für Entdrahtungen sind hingegen auch heute noch besonders enge Kurvenradien, Fahrleitungskreuzungen und Luftweichen. Ursächlich für letzteres Problem ist entweder menschliches Versagen (Fahrer biegt falsch ab) oder technisches Versagen (Weiche war falsch gestellt). Der zweite Fall taucht vor allem auf, wenn zwei Wagen verschiedener Linien an einer Verzweigung dicht aufeinander folgen und die Weiche nicht mehr rechtzeitig umspringt. In der Regel prüft der Fahrer nach einer Abzweigung deshalb durch den Rückspiegel, ob er weiterhin unter dem richtigen Fahrdraht fährt. Modernere Fahrzeuge besitzen hierzu eine Kameraüberwachung, mit deren Hilfe der Lauf der Stromabnehmer auf einem Monitor im Armaturenbereich beobachtet werden kann. In Zürich beispielsweise wird die Weichensteuerung ferner durch die Black Box aufgezeichnet. Dennoch ist etwa in Solingen – bei 50 im Einsatz befindlichen Fahrzeugen – durchschnittlich eine Stangenentdrahtung täglich zu verzeichnen. Eine weitere typische Gefahr für Stangenentdrahtungen besteht durch Fahrer, die sowohl als Obus- als auch als Omnibusfahrer eingesetzt werden, wenn diese aus Gewohnheit einer nicht-elektrifizierten Omnibus-Linienführung folgen, obwohl sie gerade einen Obus lenken.
Der Spannungsabfall infolge einer solchen Entdrahtung wird dem Fahrer unverzüglich mittels eines akustischen oder optischen Signals im Führerstand mitgeteilt. Der Fahrer oder – falls vorhanden – der Schaffner muss dann aussteigen und, bekleidet mit Arbeitshandschuhen und einer Warnweste, die Stromabnehmer mit den am Heck des Oberleitungsbusses angebrachten Fangseilen wieder in die Fahrleitung einfädeln. Diese bestehen aus paraffingetränkten Flachsfasern und werden auch Leinenfänger, Fangleinen, Fängerleinen, Abzugsleinen oder Rutenseile genannt. Sind keine Fangseile vorhanden, so wird in der Regel eine mitgeführte Teleskopstange oder eine zusammensteckbare Stange verwendet. Diese Hilfsstangen sind aus Holz oder Kunststoff und verfügen zudem über einen isolierten Haken an der Spitze.
Die Fangseile verhindern außerdem, dass die Stangen bei einer Entdrahtung nach oben oder seitlich ausbrechen und durch das harte Anschlagen die Oberleitung, sonstige Leitungen, Hausfassaden, Stellläden oder Fensterscheiben beschädigen. Sie sind meistens in außen am Wagenkasten montierten Stahlbehältern aufgerollt. Diese funktionieren ähnlich einer Kabeltrommel und werden Trolley-Retriever, Trolley-Catcher oder Trolley-Fänger genannt. Das Trommelgehäuse enthält eine Fliehkraft-Sperrklinke mit Spiralfederwerk, so werden die leichten Auf- und Abbewegungen der Kontaktstange infolge schwankender Fahrdrahthöhe während der Fahrt durch den Leinenfänger nicht beeinflusst. Die innen auf einer Welle aufgerollte und nur leicht gespannte Abzugsleine löst beim Abspringen vom Fahrdraht und Hochschlagen einen, der Wirkungsweise eines Auto-Sicherheitsgurts ähnlichen, abrupten Bremseffekt aus, wobei der Fahrdraht geschont wird.
Bei modernen Typen sind die Retriever in den Wagenkasten integriert und von außen nicht sichtbar. Einige Betriebe verzichten auf ihre Verwendung, unter anderem um im Winter Probleme durch Vereisung der aufgewickelten Seile zu vermeiden. Ein weiterer Nachteil von Retrievern ist, dass das Heck des Fahrzeugs nicht maschinell per Waschanlage gereinigt werden kann. Werden Retriever verwendet, sind die Fangseile vorgespannt, werden keine verwendet, so hängen sie lose herunter.
Bei neueren Obussen werden die Stromabnehmer pneumatisch in eine definierte Position gedrückt. Die Erkennung erfolgt meist über einen induktiven Näherungssensor, der die Stangen ab einer eingestellten Höhe in die gewünschte Position zurückholt. Dies wird als pneumatische Schnellabsenkung bezeichnet. Eine weitere Erkennungsmöglichkeit besteht über Beschleunigungssensoren. Sie erkennen eine anomale Beschleunigung und führen die Stromabnehmer ebenfalls in die gewünschte Position zurück.
Zusätzlich sind auf dem Wagendach oder direkt an den Stromabnehmerstangen manchmal Scheinwerfer installiert. Sie beleuchten die Stromabnehmerköpfe und erleichtern dem Personal das Eindrahten bei Dunkelheit. Ferner muss der Fahrer nach einer Stangenentdrahtung die Oberleitung per Sichtkontrolle auf Beschädigungen untersuchen und den Vorfall an die Betriebsleitung melden.
Muss der Obus stark von der Ideallinie der Oberleitung abweichen, besteht die Gefahr, dass die Fangleinen in das Lichtraumprofil parkender, überholender oder entgegenkommender Lastwagen hineinragen. Um dies zu verhindern, besitzen manche Trolleybusse etwas unterhalb der Dachkante ein spezielles Gestänge, welches das übermäßige seitliche Ausbrechen der Fangseile verhindert. In Italien verfügen die meisten Oberleitungsbusse aus dem gleichen Grund am Heck links oben zusätzlich über eine weiß-rote Warntafel.

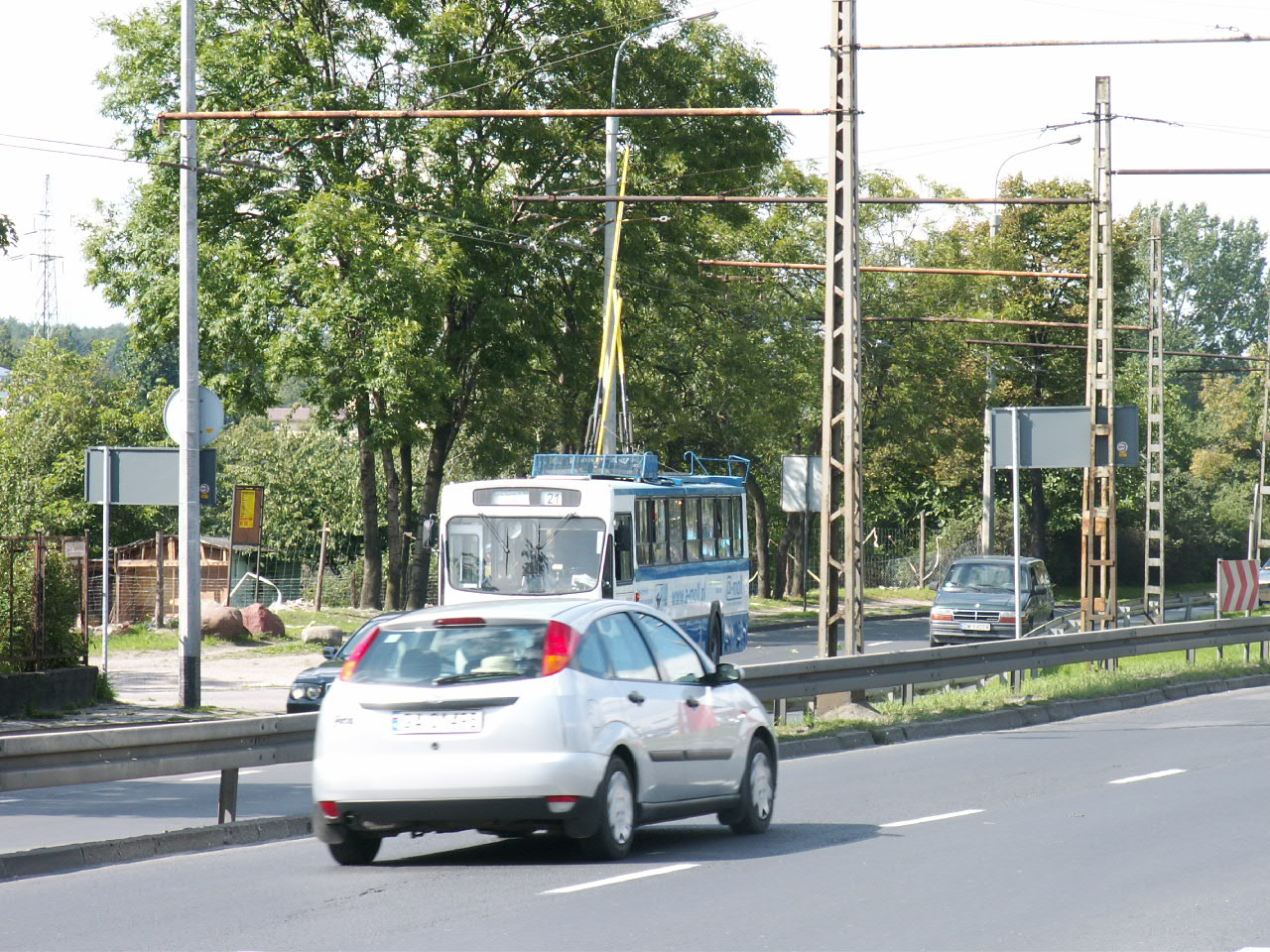
Stangenentdrahtung ohne Fangseile, die Stangen stehen fast senkrecht
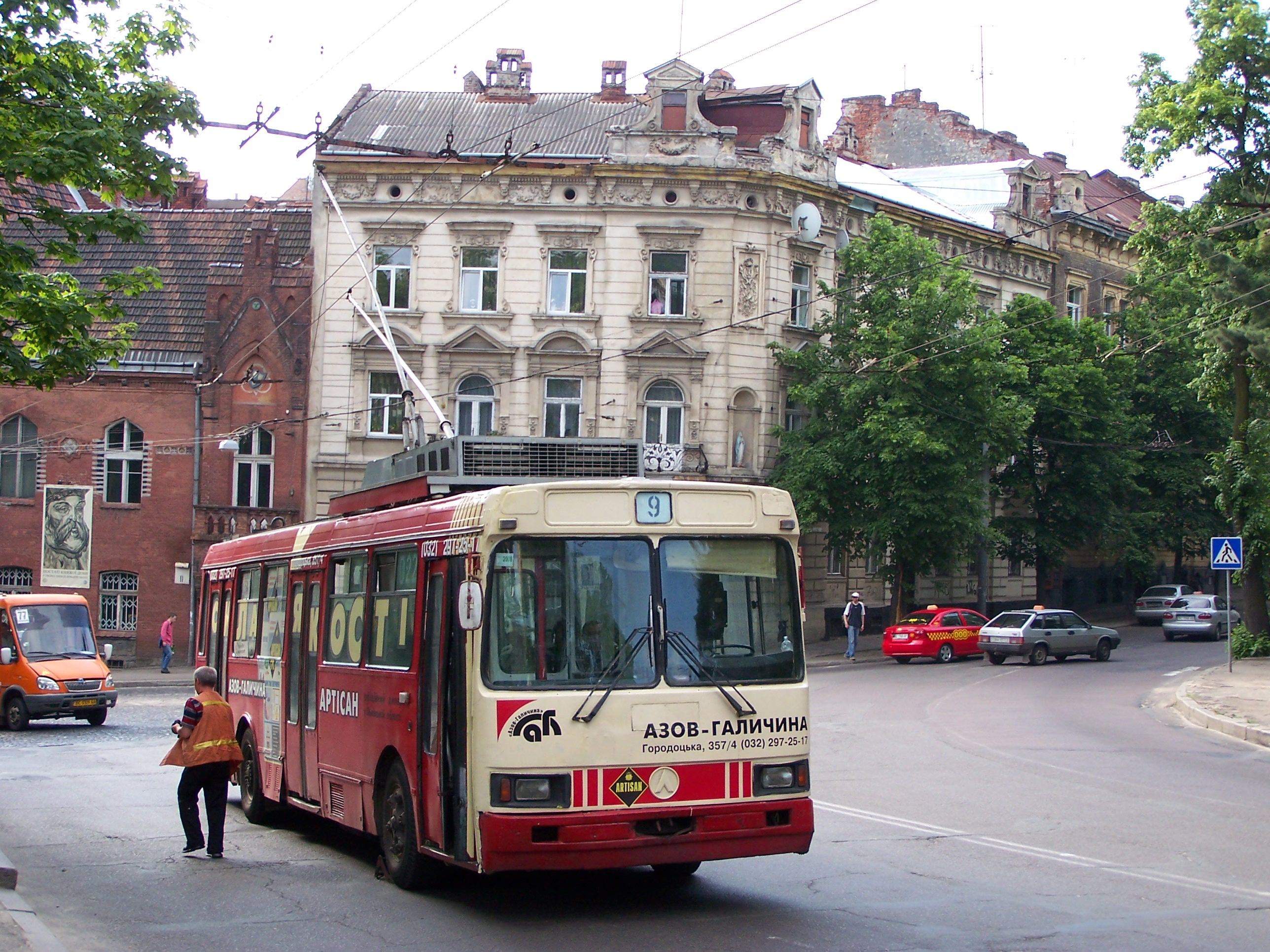
Stangenentdrahtung mit Fangseilen, die Stange wurde zurückgehalten
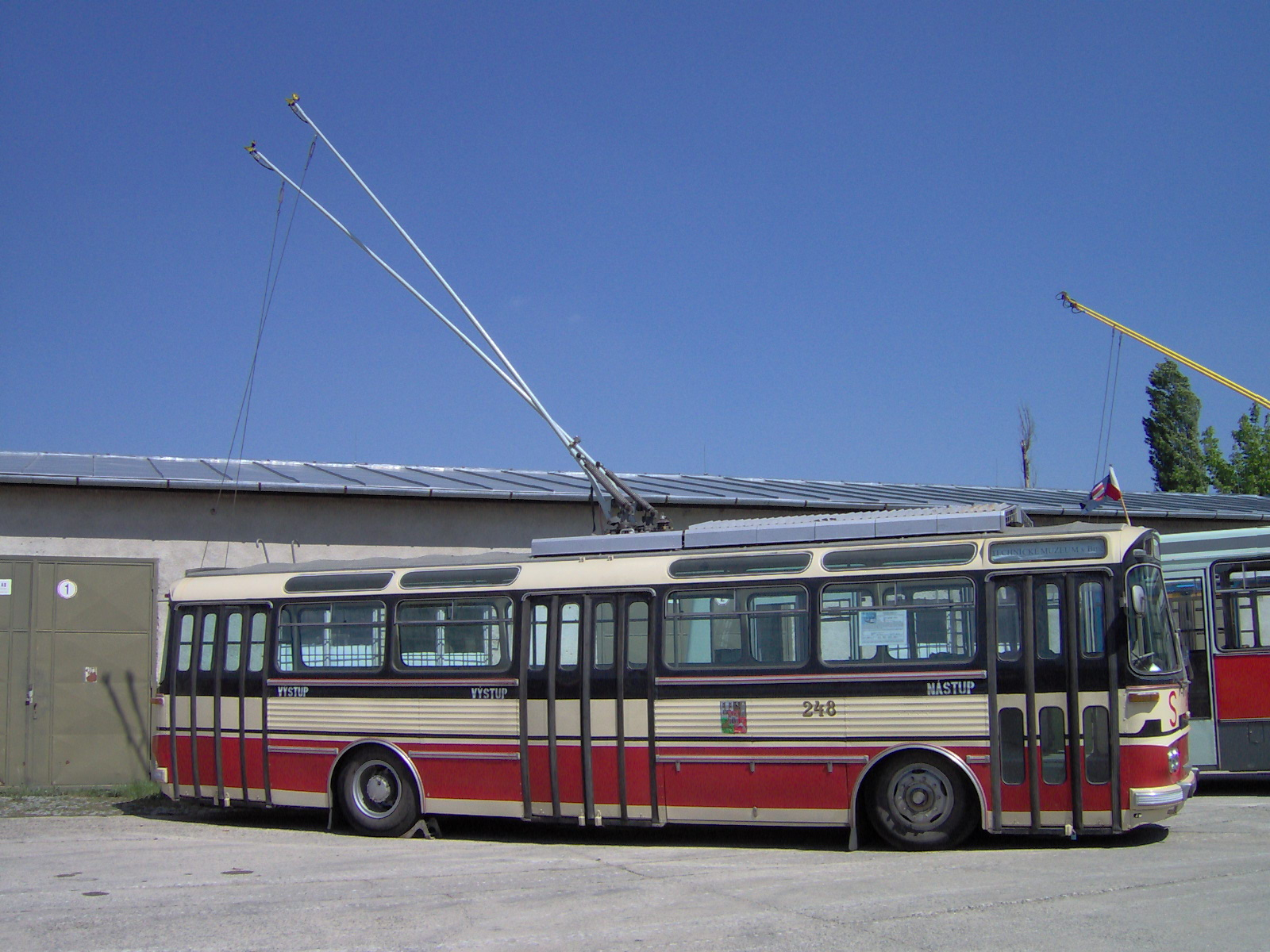
Maximale Entfaltung nach oben
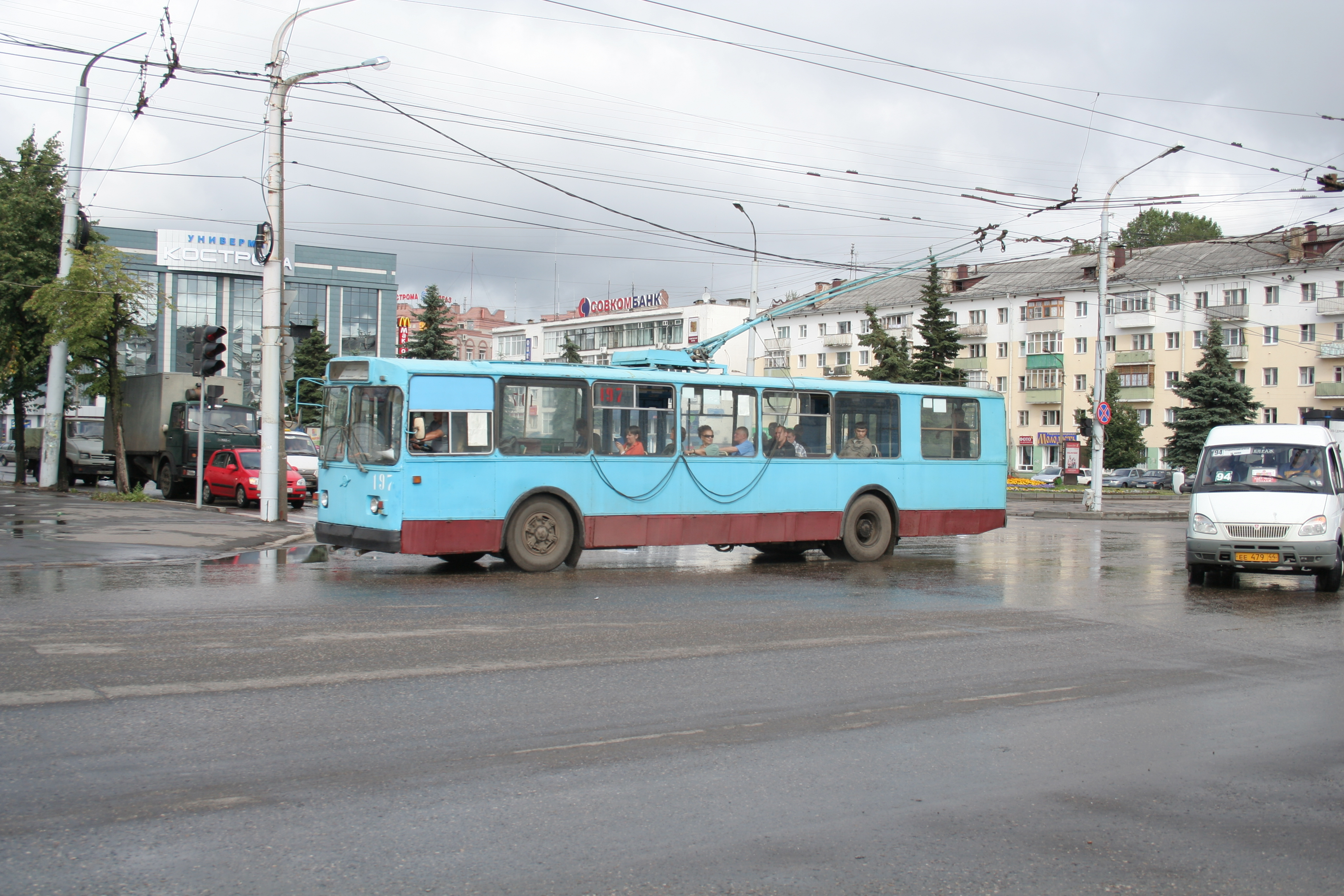
Seitlich herabhängende, lose Fangseile ohne Retriever in Kostroma
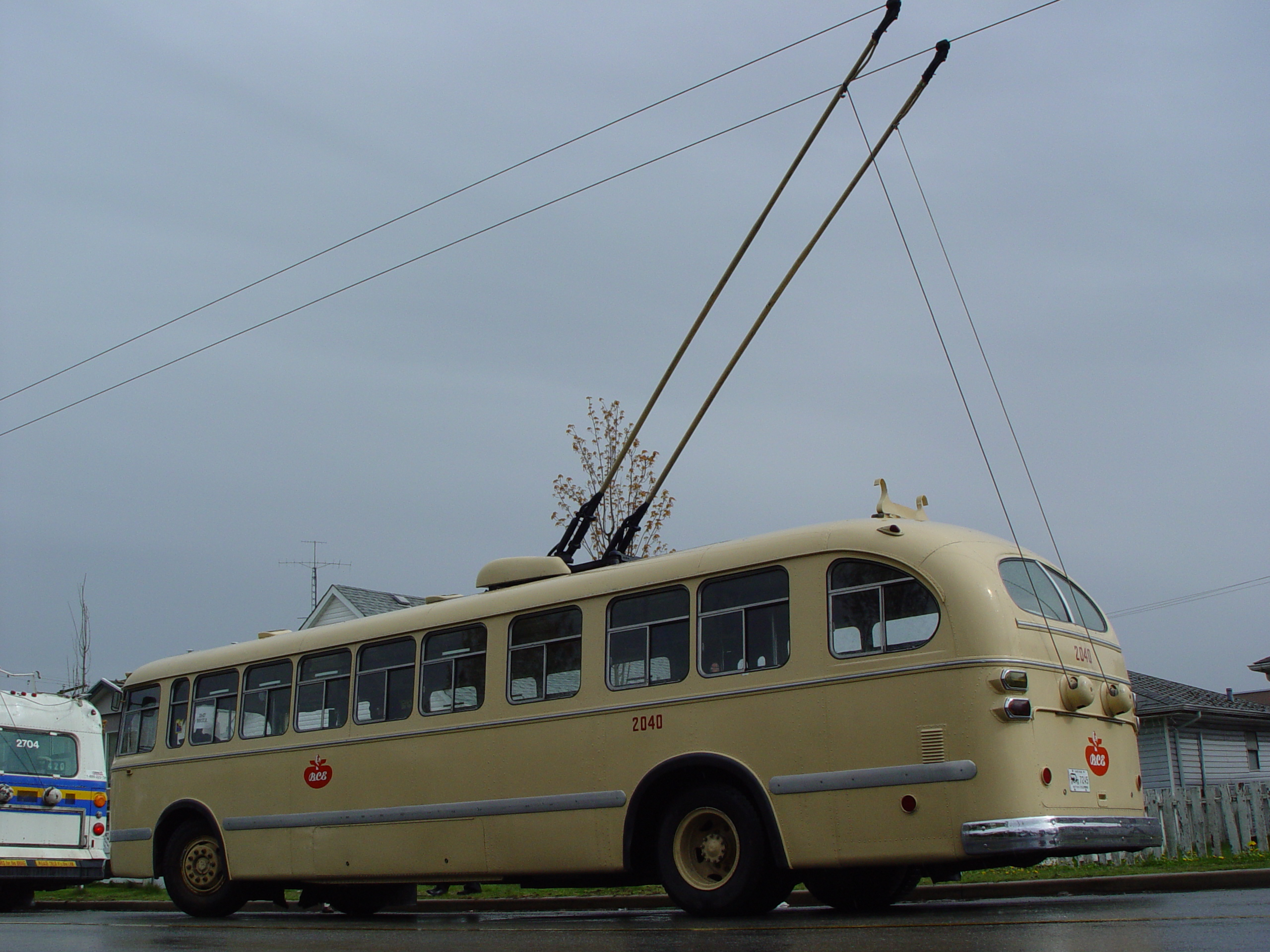
Gespannte Fangseile mit Retrievern in Vancouver
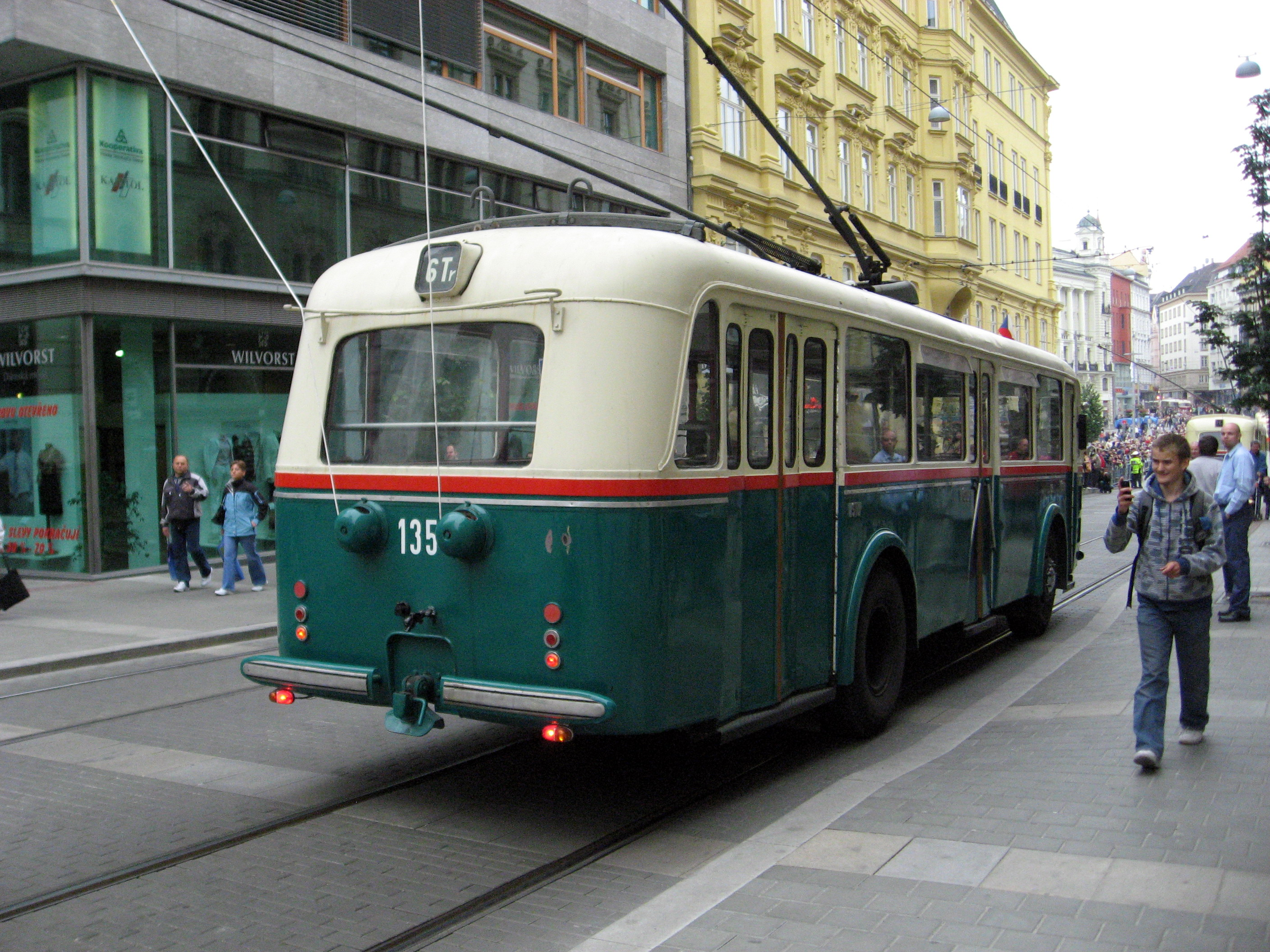
Ein spezielles Gestänge über der Heckscheibe verhindert das übermäßige seitliche Ausbrechen der Fangseile
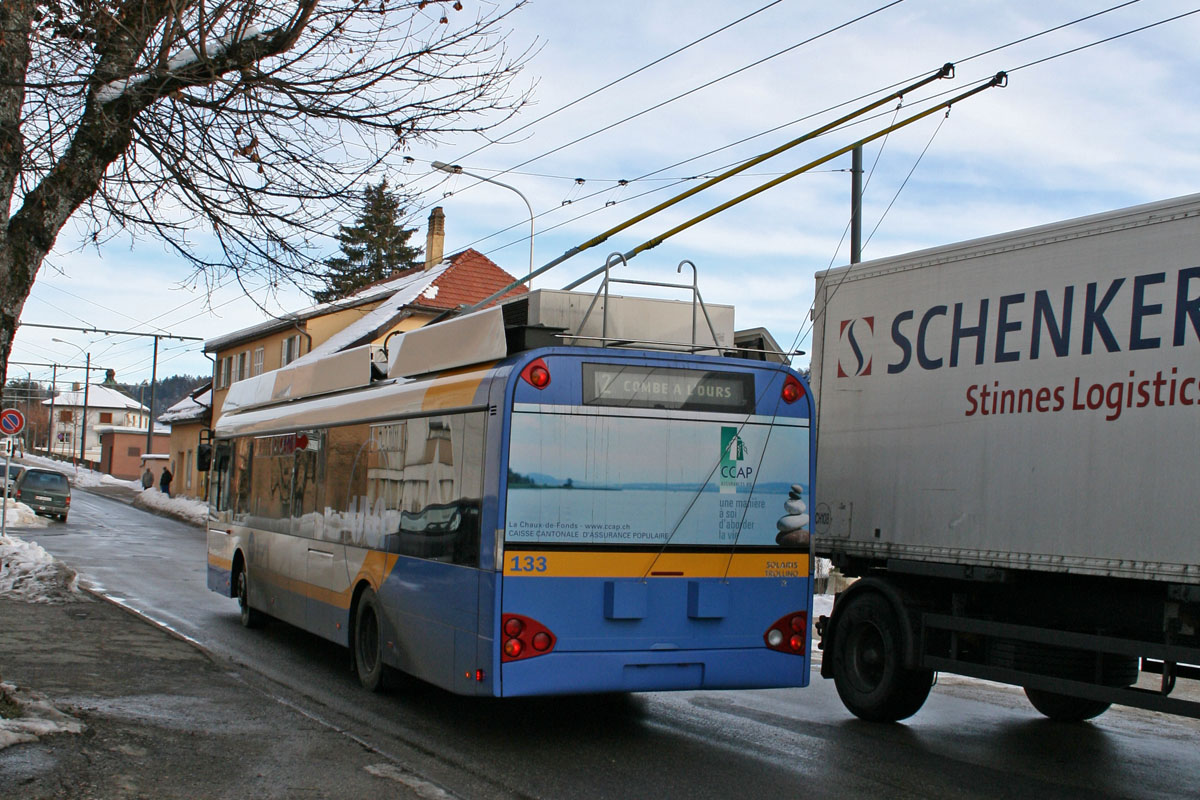
Trotz Gestänge kann es zu Konfliktsituationen mit Lastwagen kommen
Rom: Die weiß-rote Warntafel weist auf möglicherweise ins Lichtraumprofil ragende Fangseile hin
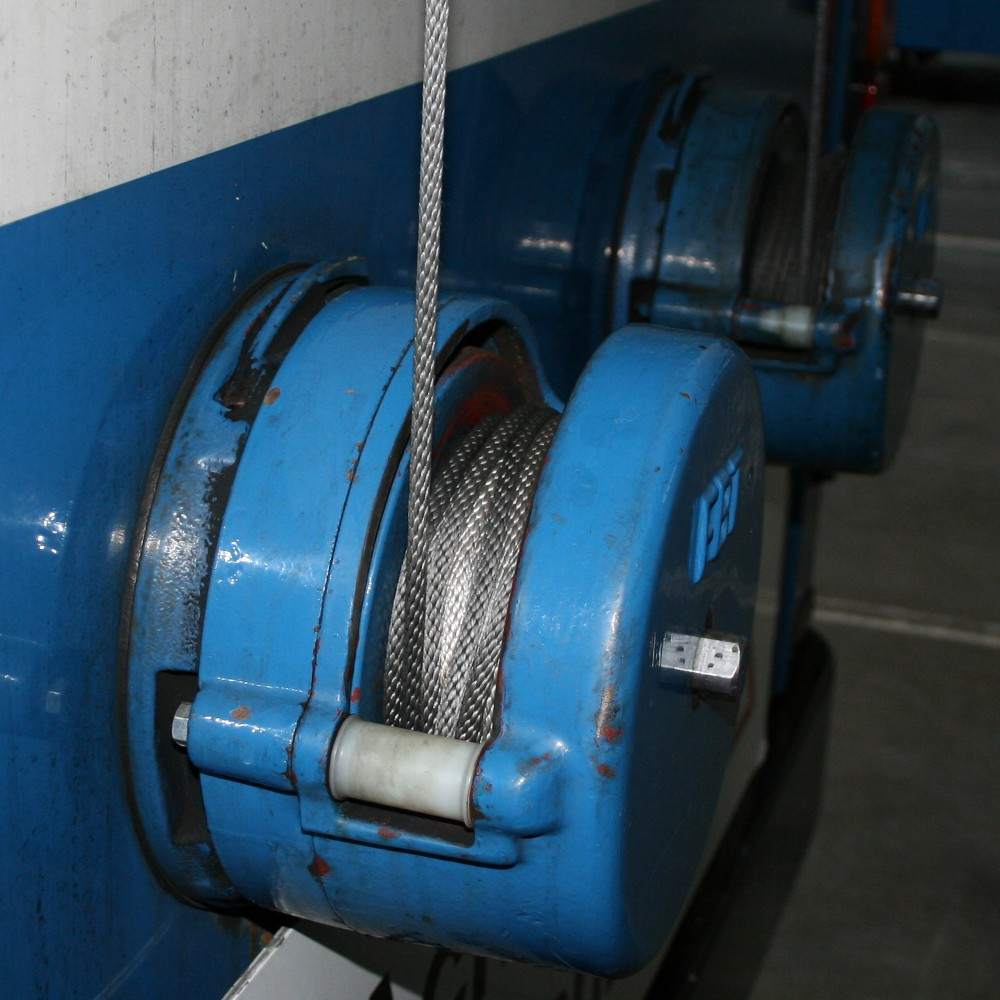
Trolley-Retriever im Detail
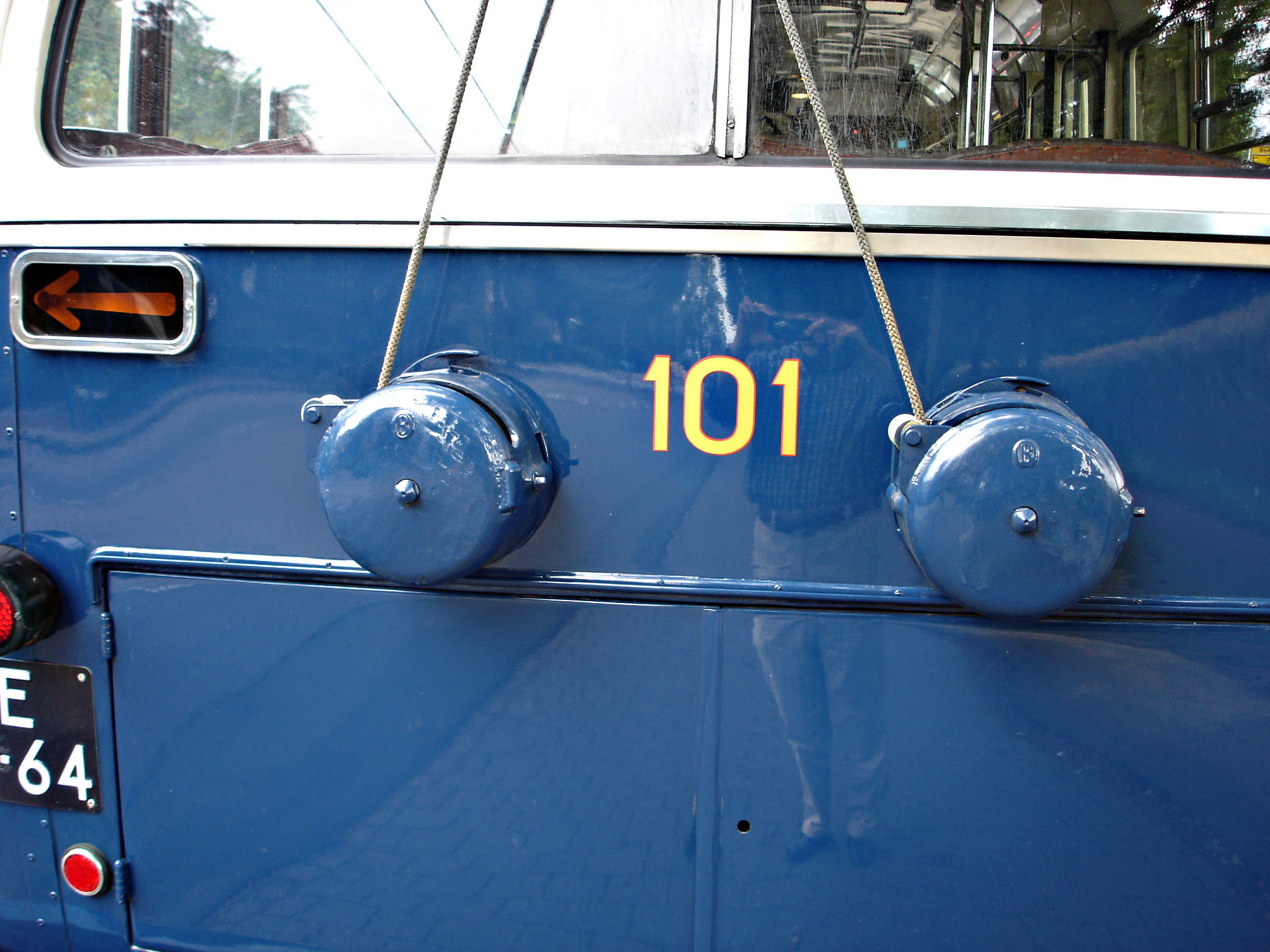
Typische Anordnung der beiden Retriever
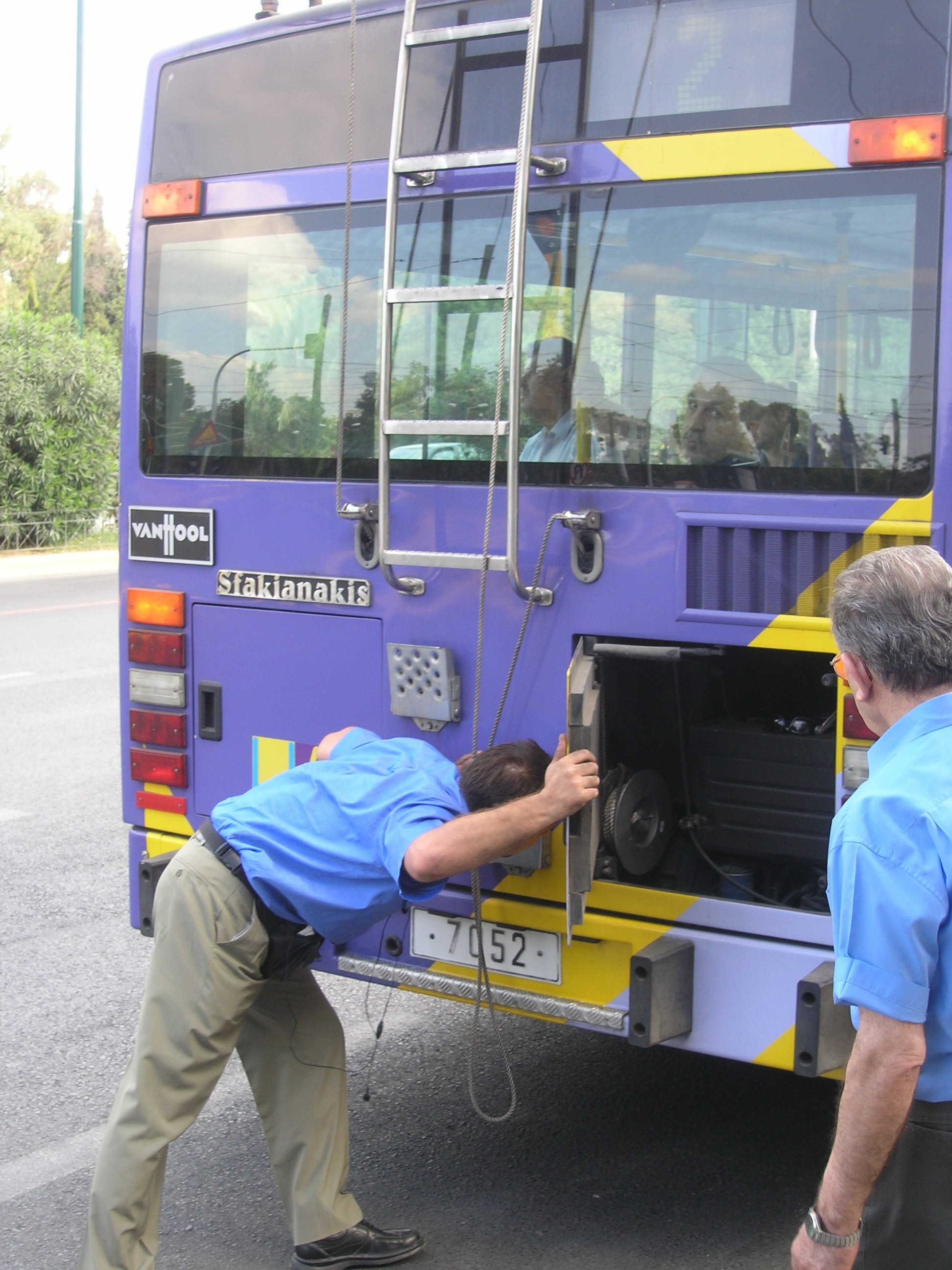
In den Wagenkasten integrierte Retriever, der rechte ist durch die geöffnete Klappe sichtbar
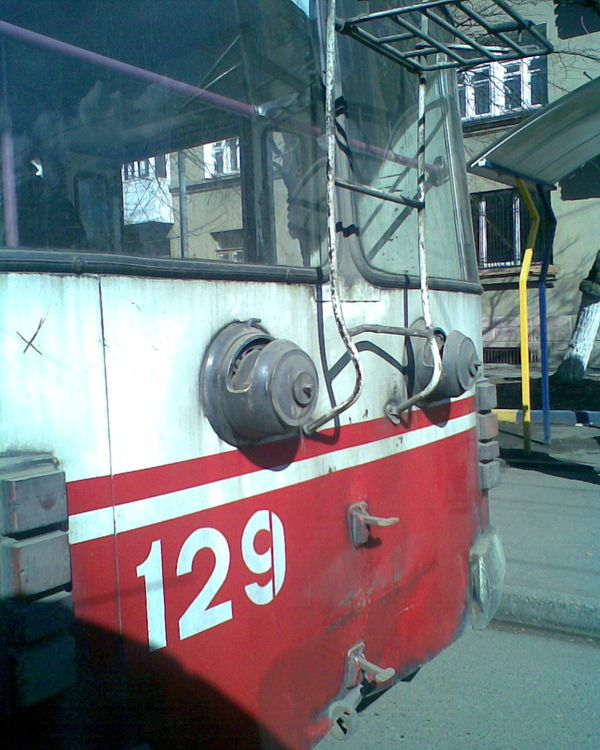
Nicht mehr verwendete Retriever in Wladikawkas
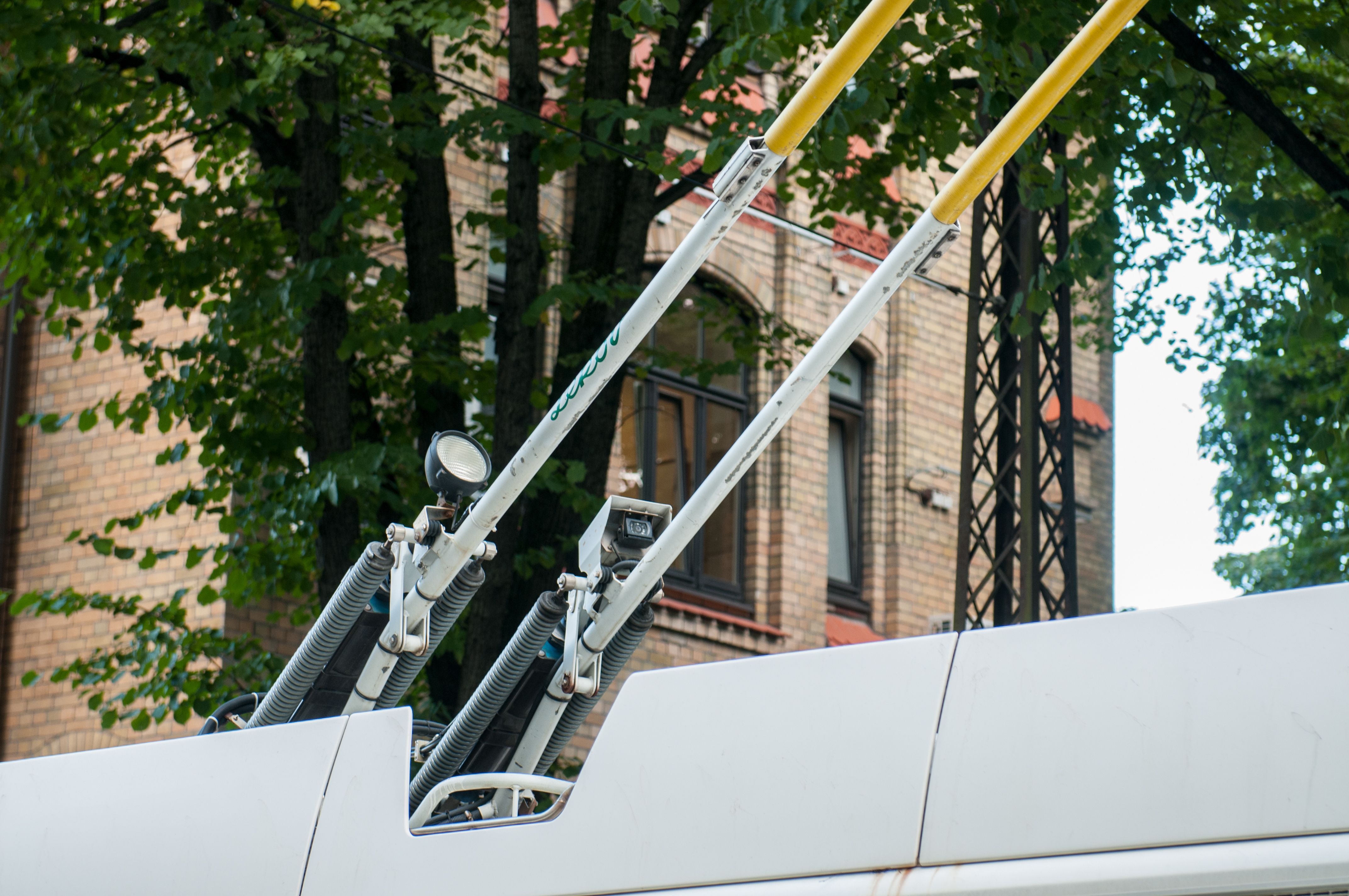
Der Scheinwerfer links hilft dem Personal beim Eindrahten bei Dunkelheit, die Kamera rechts überträgt den Lauf der Stromabnehmer direkt zum Fahrer

### Ab- und Andrahten

Plzeň: abgedrahtete Wagen im Depot

Traditionell erfolgt das Abziehen – auch Abdrahten genannt – und Anlegen – auch Andrahten, Aufdrahten oder Eindrahten genannt – der Stromabnehmer manuell. Das Personal benutzt dazu wie bei einer Stangenentdrahtung die Fangseile beziehungsweise die mitgeführte Hilfsstange. Die Stromabnehmerstangen werden im gesenkten Zustand in den Halterungen im hinteren Dachbereich arretiert. Man unterscheidet dabei zwischen hakenförmigen Halterungen, in die die Stangen von unten eingeklemmt werden (die Haken zeigen dabei meistens nach außen, seltener nach innen), und Y-förmigen Halterungen, in die die Stangen von oben einrasten.
Bei moderneren Typen können die Stromabnehmer auch vom Fahrerplatz her automatisch abgesenkt werden. Es existieren Systeme mit beiden Varianten der oben beschriebenen Halterungen. Bei den hakenförmigen Halterungen ist der Absenkvorgang dabei komplizierter, die Halterungen müssen dabei während des Absenkvorganges seitlich weggedreht werden. Sind die Stromabnehmer abgebügelt, werden sie wieder zurückgedreht.
Bei einigen Betrieben gibt es an bestimmten Stellen im Netz außerdem so genannte Einfädel(ungs)trichter aus Metall oder Acrylglas, auch Eindraht(ungs)trichter oder Eindraht(ungs)hilfe genannt. In diesem Fall können die Stromabnehmer auch automatisch, das heißt vom Fahrerplatz aus, angelegt werden. Der Fahrer richtet dabei die Stromabnehmer meist mit einer Art Joystick aus. Spezielle Bodenmarkierungen zeigen ihm, wo er halten muss, um die Trichter nutzen zu können. Diese automatischen Eindrahtsysteme kommen in der Regel in Verbindung mit alternativen Fortbewegungsmethoden zur Anwendung, siehe Unterkapitel ergänzende Antriebskonzepte. Damit der fließende Verkehr während des Andrahtvorgangs nicht behindert wird, sind die Trichter in der Regel im Bereich von Haltestellenbuchten montiert. Das automatische Anlegen der Stromabnehmer dauert üblicherweise zwischen zehn und fünfzehn Sekunden.
Erfolgt das Abziehen automatisch, das Anlegen manuell, wird dies als halbautomatisches Stromabnehmersystem bezeichnet. Erfolgt beides automatisch, so handelt es sich um ein vollautomatisches System. Besitzt der jeweilige Oberleitungsbus eine zusätzliche Speicherbatterie als Hilfsantrieb, kann der Abdrahtvorgang sogar bei laufender Fahrt erfolgen. Allerdings ist es beispielsweise in Polen gesetzlich vorgeschrieben, dass die Wagen beim Umschalten stehen.
Planmäßig abgedrahtet werden Oberleitungsbusse beispielsweise in vielen Depots, dadurch müssen nicht alle Abstellplätze mit einer Oberleitung überspannt werden. Ebenso drahten pausierende Kurse häufig ab, um andere Wagen passieren zu lassen, typischerweise an Endhaltestellen ohne Überholmöglichkeit. Ebenfalls notwendig ist das Abdrahten, falls es auf einspurigen Strecken zu Begegnungen kommt.

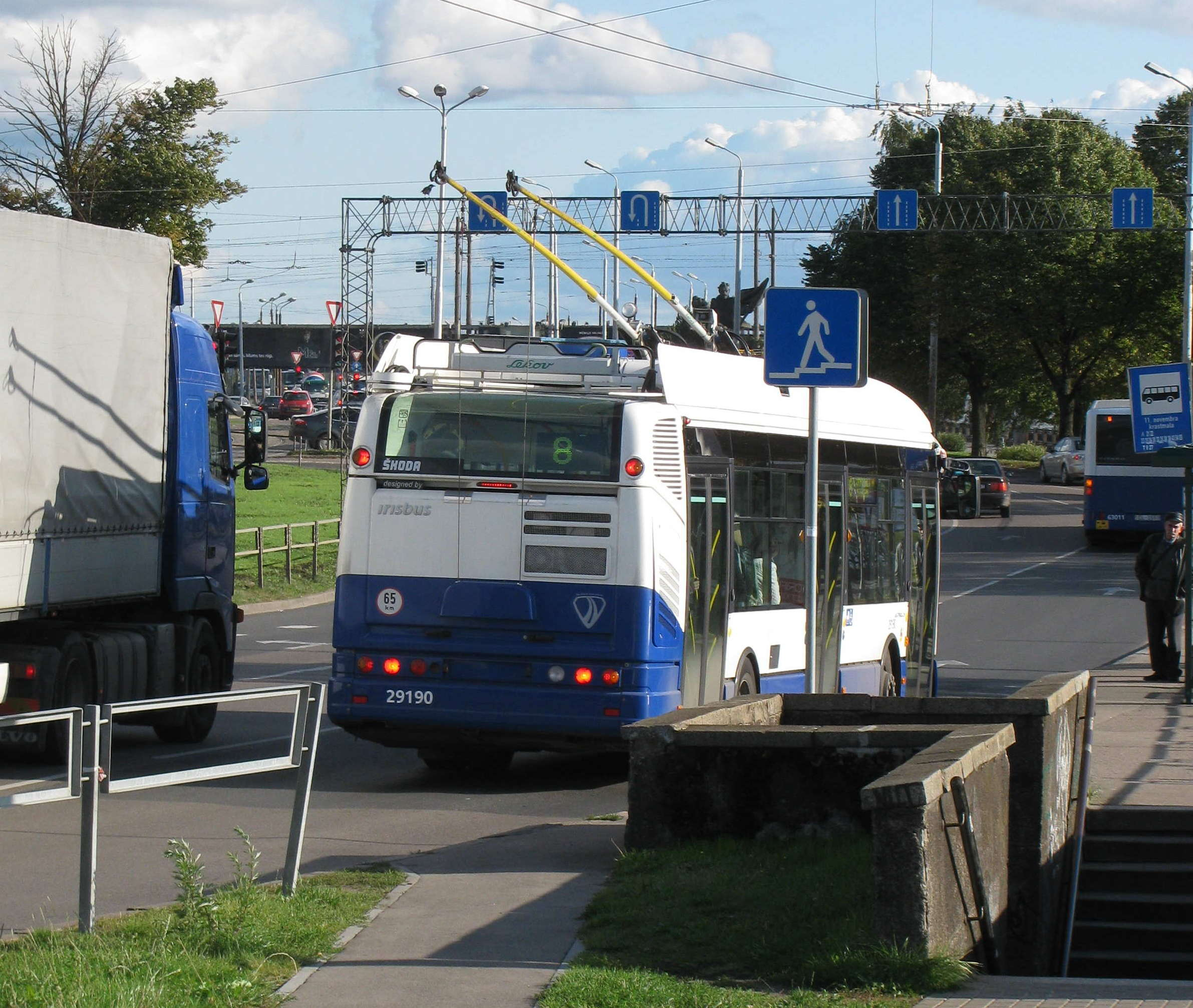
Automatisches Abdrahten in Riga
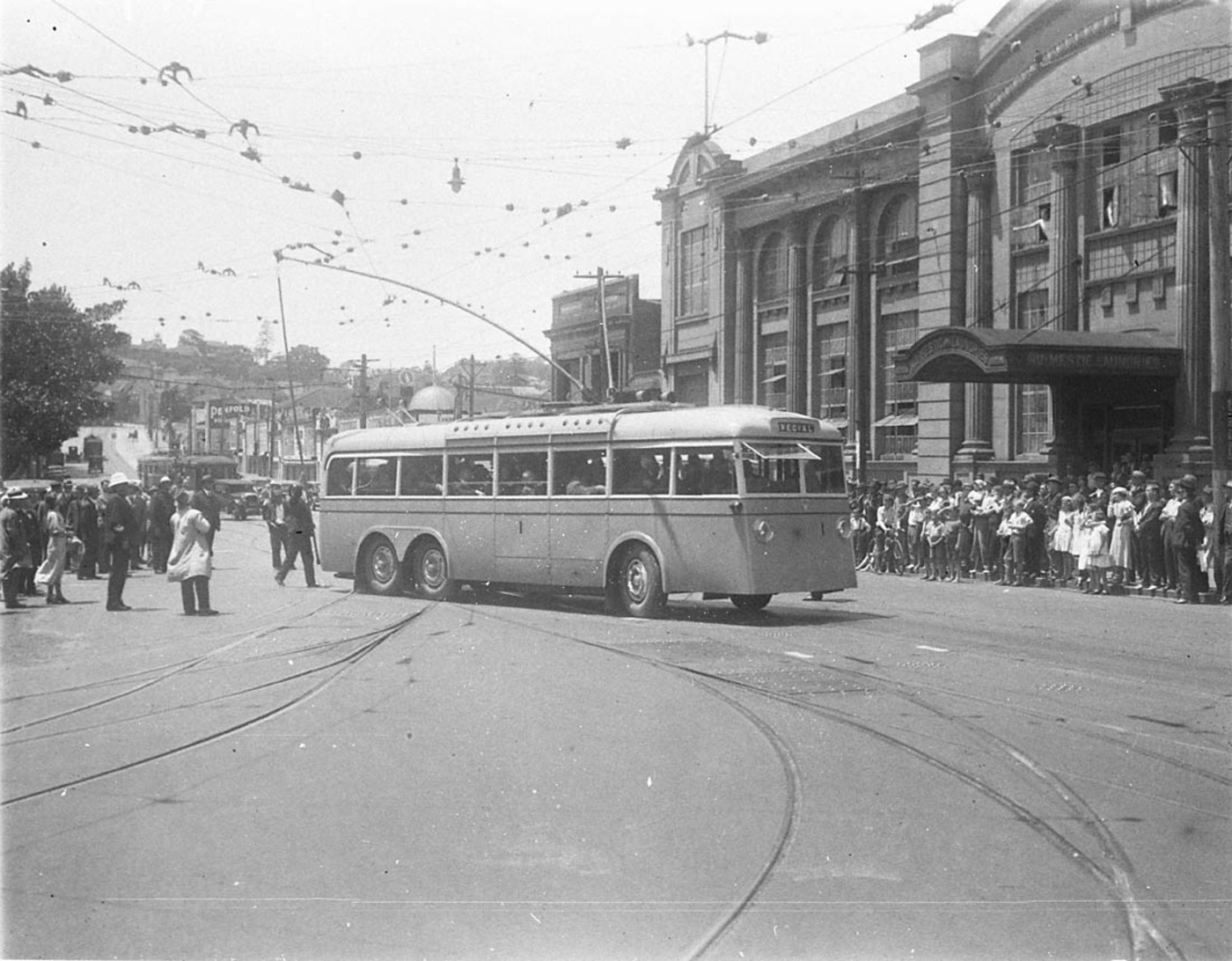
Manuelles Anlegen der Stromabnehmer mittels einer Teleskopstange
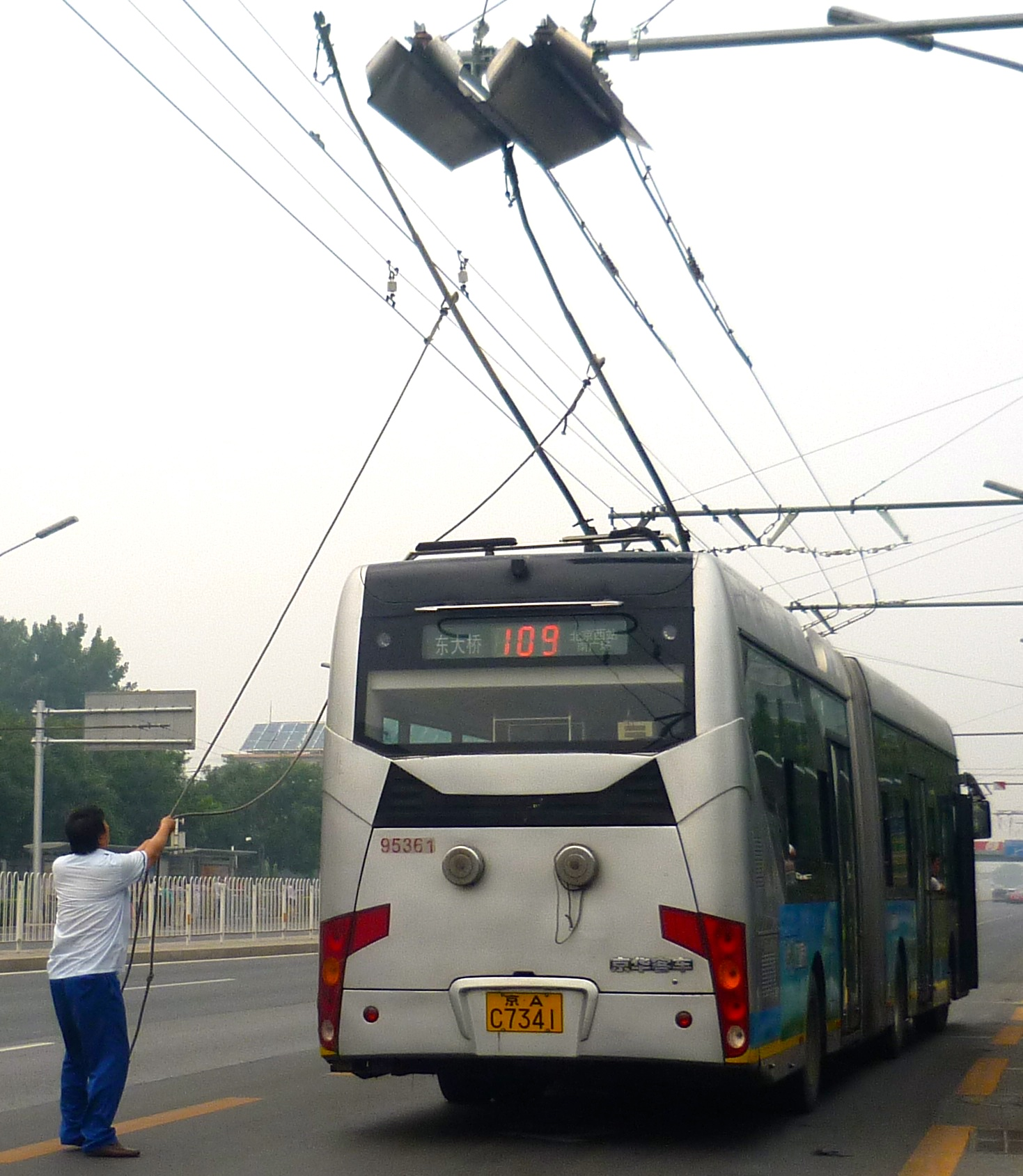
Manuelles Anlegen der Stangen mit Hilfe von Fangseilen und Einfädeltrichtern
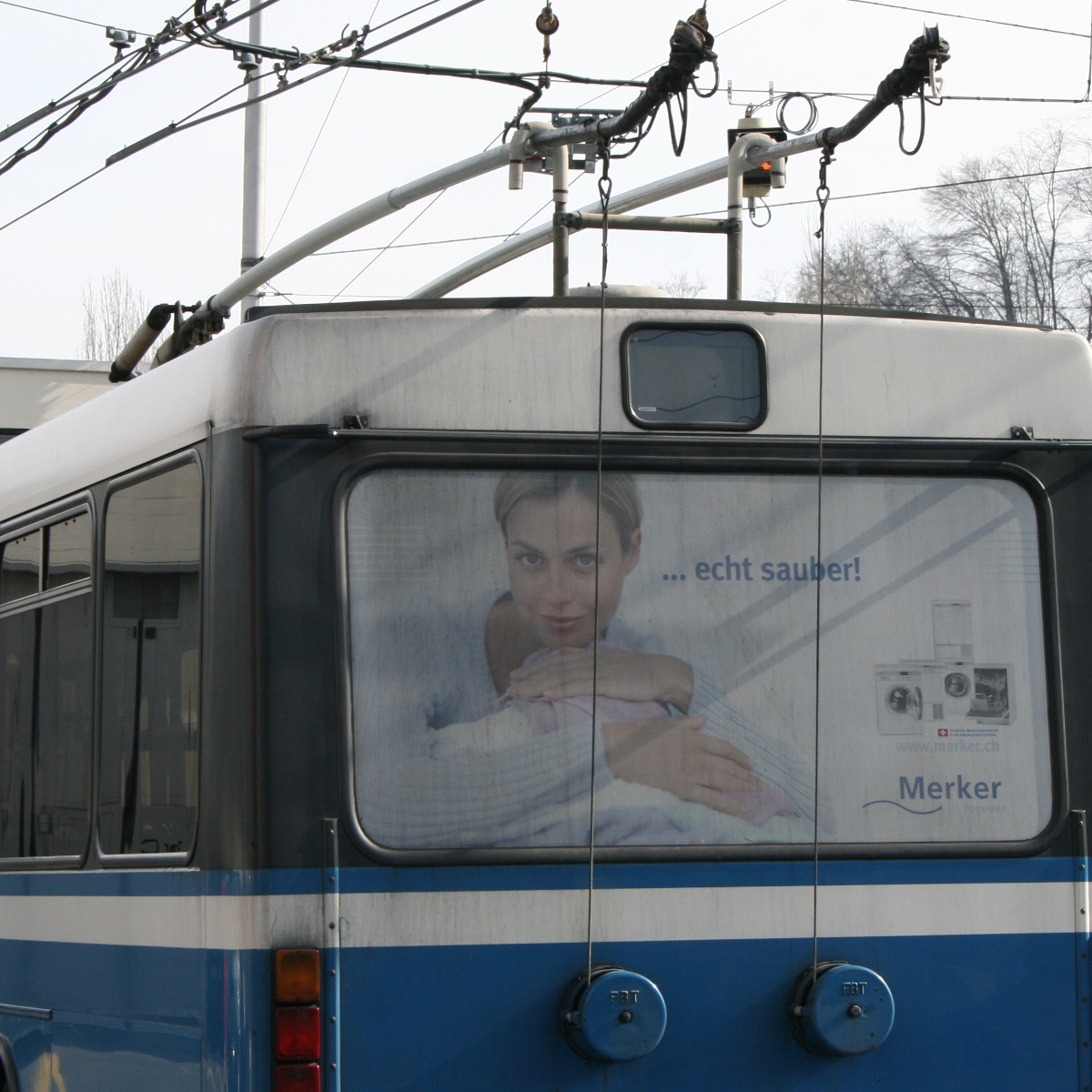
Hakenförmige Halterungen, die Stangen werden von unten eingeklemmt
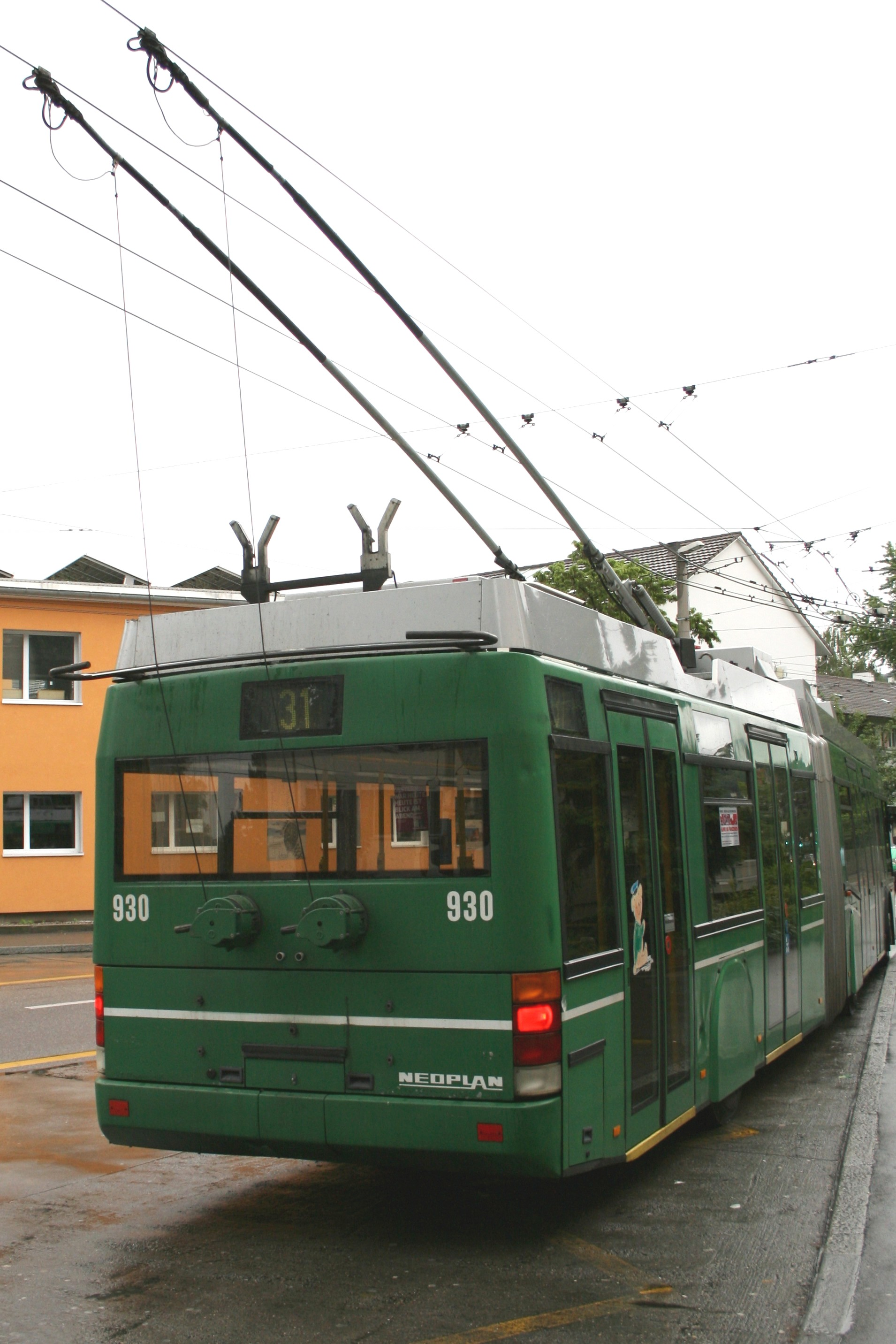
Y-förmige Halterungen, die Stangen rasten von oben ein
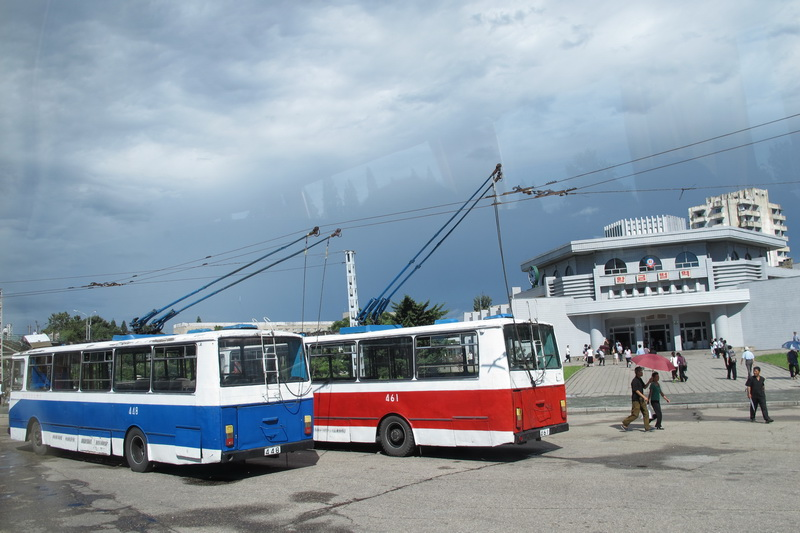
Pjöngjang: Ein Plankurs passiert einen pausierenden und abgedrahteten Wagen
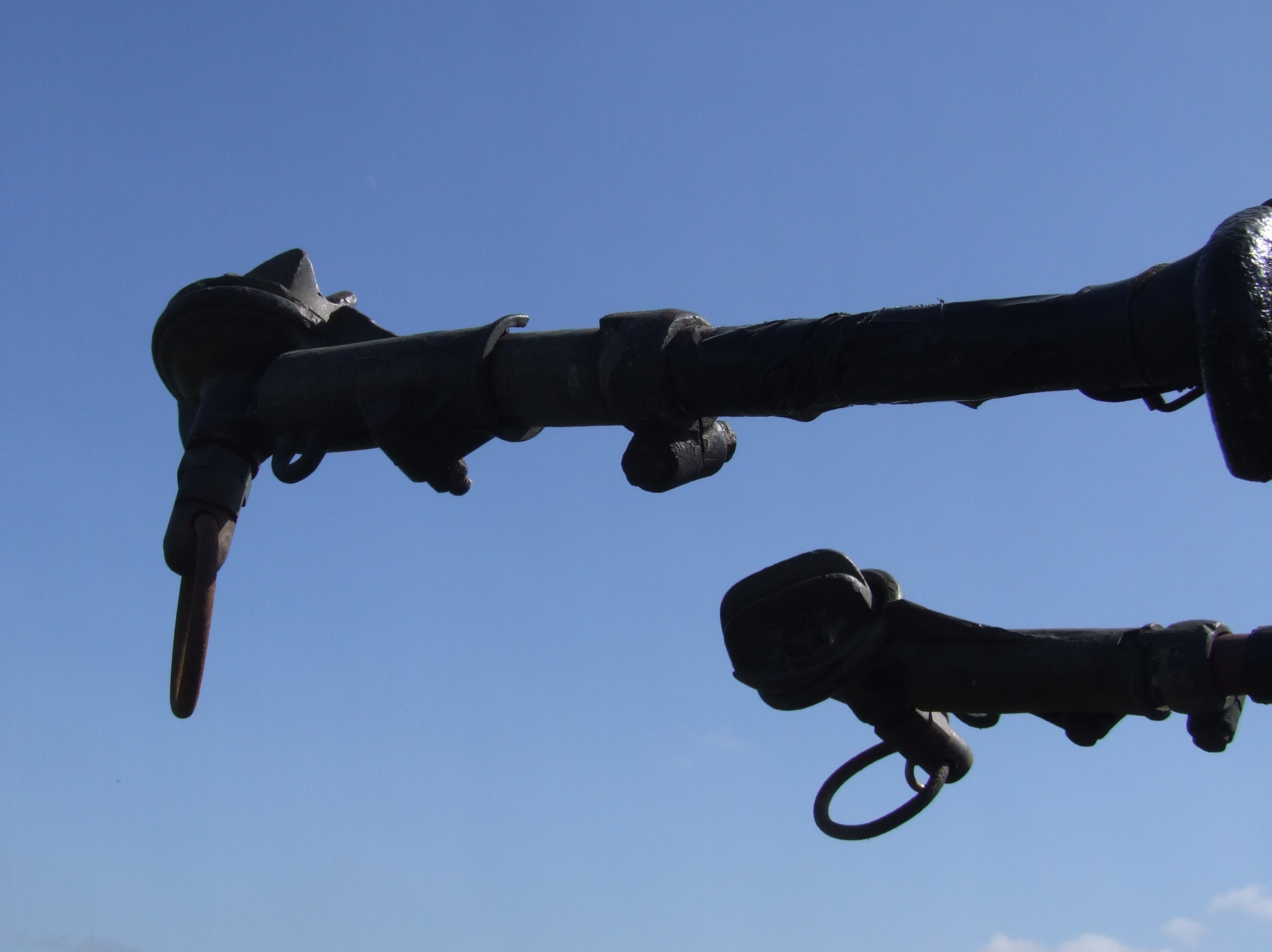
Spezielle Ösen erleichtern das An- und Abdrahten per Hilfsstange

### Höchstgeschwindigkeit

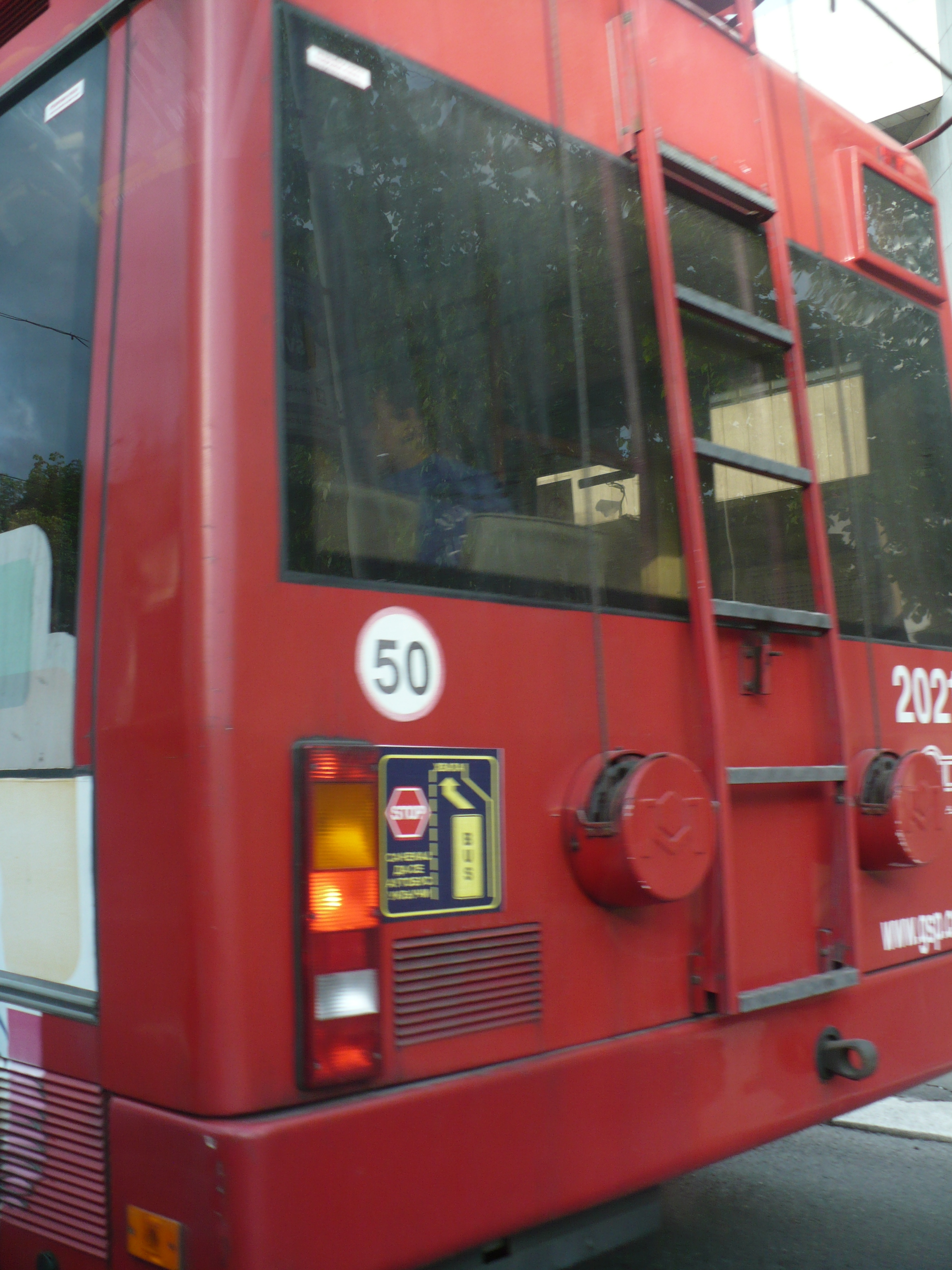
Hinweis auf die bauartbedingte Höchstgeschwindigkeit von 50 km/h am Heck eines AKSM-321 in Belgrad

In der Regel erreichen heutige Oberleitungsbusse eine bauartbedingte Höchstgeschwindigkeit zwischen 50 und 70 km/h. Ursächlich für diese Limitierung ist die Stromabnahme mittels Kontaktstangen, höhere Geschwindigkeiten würden – insbesondere bei unebener oder welliger Fahrbahn – zu häufigen Stangenentdrahtungen führen. Um dies zu verhindern, müssten die Stromabnehmerstangen mit einem höheren Anpressdruck gegen die Fahrleitung gedrückt werden, was zu einem hohen Materialverschleiß führen würde. Außerdem müsste die Fahrleitungskonstruktion stabiler sein, um der Belastung dauerhaft standzuhalten. Kommen leistungsstärkere Motoren zum Einsatz, werden diese in der Regel bei den oben genannten Maximalwerten elektronisch abgeregelt. Zumindest ist dies bei Fahrzeugen neuerer Bauart der Fall.
Damit sind Oberleitungsbusse prinzipbedingt langsamer als Omnibusse, für die ein gesetzliches Tempolimit von 80 bzw. 100 km/h gilt – das von den meisten Bauarten auch erreicht wird. Ferner können Oberleitungsbusse nicht auf Kraftfahrstraßen und Autobahnen eingesetzt werden. Da sie überwiegend innerorts verkehren – wo für gewöhnlich ein gesetzliches Tempolimit von 50 km/h gilt –, wirkt sich die begrenzte Höchstgeschwindigkeit im praktischen Betrieb nicht nachteilig aus, zumal Obusse Dieselbussen in der Beschleunigung meist überlegen sind, was im Stadtverkehr einen größeren Vorteil darstellt.
Anders stellt sich die Situation hingegen auf den seltenen Obus-Überlandstrecken dar, wo die Fahrzeuge mitunter ein Verkehrshindernis darstellen. Fallweise wird dort auch schneller gefahren, so erreichten beispielsweise die von Verona ausgehenden Überland-Obusse teilweise Geschwindigkeiten von 80 km/h. Sie galten als die weltweit schnellsten Obusse im planmäßigen Linieneinsatz, erleichtert wurde dies durch die ungewöhnlich hohe Fahrdrahtspannung von 1200 Volt. Bei Testfahrten ohne Fahrgäste werden mitunter noch höhere Geschwindigkeiten erreicht, so beispielsweise in Teheran 85 km/h.

## Oberleitung und sonstige Infrastruktur

Querschnitt durch einen Rillenfahrdraht, in der Regel mit einer Querschnittsfläche zwischen 80 und 120 Quadratmillimetern

### Standardoberleitung
Die Trolleybus-Oberleitung – auch Fahrleitung, Fahrdraht oder bildhaft Schienen am Himmel genannt – ist zweipolig und wird mit Gleichspannung gespeist. Ein Draht dient als Pluspol, der andere als Minuspol. Damit übernimmt der zweite Draht die Funktion der Rückleitung, also die Aufgabe, die bei Straßenbahnen oder anderen elektrifizierten Bahnen die Schienen haben.
Die beiden Rillenfahrdrähte sind aus Kupfer, wobei in Kriegszeiten aufgrund fehlender Rohstoffe auch Eisendraht verwendet wurde, und verlaufen bei den meisten Betrieben in einem Abstand von 60 Zentimetern parallel zueinander. Sie haben meist eine Querschnittsfläche zwischen 80 und 120 Quadratmillimetern, die aber selbst innerhalb eines Netzes variieren kann. In St. Gallen beträgt sie beispielsweise im innerstädtischen Verkehr 85 und auf den Außenstrecken 107 Quadratmillimeter. Die beiden rillenförmigen Einkerbungen dienen der Aufhängung mittels Fahrdrahthaltern, auch Halteklemmen genannt. Anders als bei Bahnen – die heute in der Regel Schleifleisten verwenden – sind diese Klemmen schmaler. Sie dürfen nicht seitlich über den Fahrdraht hinausstehen, damit der Lauf des Stromabnehmerkopfs nicht behindert wird.

### Aufhängung

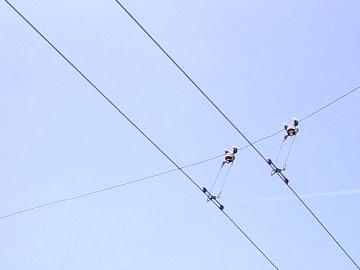
Schrägpendelaufhängung mit Draht-Parallelogrammen

Abstandhalter

Oberleitungskontakt

Im Normalfall werden die Leitungen etwa alle 20 bis 25 Meter an Oberleitungsmasten aus Stahl, Schleuderbeton oder früher auch Holz abgespannt. In Ausnahmefällen können auch Bäume der Aufhängung dienen, in Einzelfällen fanden auch schon ausgesonderte Bahnschienen Verwendung. Bei den Stahlmasten unterscheidet man ferner zwischen Stahlrohrmasten und Stahlgittermasten. Die Gittermasten wiederum sind als einfache Flachmasten oder aber als etwas stabilere Winkelrohrmasten mit quadratischem Querschnitt anzutreffen, wobei letztere auch in Längsrichtung belastbar sind.
Die Abspannung der Fahrdrähte erfolgt entweder mit Auslegern vom Straßenrand aus oder mit Hilfe von Querdrähten. Bei letzteren sind auf beiden Straßenseiten Masten erforderlich, diese Ausführung kommt überwiegend auf breiteren Straßen zur Anwendung. Die Querdrähte sind etwas dünner als die Fahrdrähte, sie weisen Querschnitte zwischen 35 und 50 Quadratmillimetern auf und dienen teilweise auch der Aufhängung allgemeiner Verkehrsschilder oder zum Aufhängen von Flaggen. Selten sind Mittelmasten mit Auslegern. Diese können nur verwendet werden, wenn die Richtungsfahrbahnen einer Straße baulich voneinander getrennt sind, beispielsweise durch einen schmalen Mittelstreifen. Mittelmasten sind günstiger im Bau, weil deutlich weniger Fundamente erforderlich sind.
In dichter bebauten Straßenzügen wird die Oberleitung aus räumlichen Gründen (kein Platz zur Aufstellung von Masten) oder aus optischen Gründen (Masten werden als unästhetisch empfunden) meist mit Hilfe von Wandrosetten an den umliegenden Gebäuden befestigt. Diese stammen bei vielen Betrieben noch von der ehemaligen Straßenbahn, die der Obus ablöste. Die Querdrähte beziehungsweise Ausleger stehen selbst nicht unter Spannung, dies wird durch die Verwendung von Isolatoren gewährleistet. Eine besondere Situation besteht im Wuppertaler Stadtbezirk Vohwinkel, dort ist die Obus-Oberleitung am Traggerüst der Wuppertaler Schwebebahn angebracht. Im polnischen Gdynia verwendet man teilweise Gittermasten aus den Beständen der polnischen Staatsbahn Polskie Koleje Państwowe.
Generell bedingt die doppelpolige Obus-Fahrleitung wesentlich stärkere Aufhängungen als bei der Straßenbahn. In St. Gallen haben einzelne Masten ein Zuggewicht bis zu 2600 Kilogramm zu tragen. Um auf Abschnitten mit großen Abständen zwischen den Aufhängungen ein Zusammenschlagen der beiden Fahrdrähte zu verhindern, bauen manche Betriebe zusätzlich starre Abstandhalter ein.
Durch den Anpressdruck des Schleifkontaktes und durch das seitliche Abschwenken des Trolleybusses wird die Fahrleitung in Schwingungen versetzt, das Fahrzeug schiebt dabei immer eine Welle vor sich her. Aus Idar-Oberstein ist überliefert, dass unter den an der Haltestelle wartenden Fahrgästen die typische Antwort auf die Frage „ob der Obus bald komme“ lautete: „der Draht wackelt schon“. Weil dabei auch die Unebenheiten der Fahrbahn weitergegeben werden, sind diese Schwingungen deutlich stärker ausgeprägt als bei Schienenfahrzeugen und wirken sich daher negativ auf den elektrischen Kontakt aus. Zudem nutzen sich die Kohleschleifstücke der Stromabnehmer umso stärker ab, je mehr die Fahrleitung mitschwingt. Um dies auszugleichen, werden Obus-Fahrleitungen teilweise flexibel montiert. Hierbei handelt es sich um die sogenannte vollelastische Schrägpendelaufhängung nach dem System des Schweizer Unternehmens Kummler+Matter, diese wurde in den 1930er Jahren entwickelt.
Der Vorteil der elastischen Fahrdrahtaufhängung gegenüber der starren besteht im Auf- und Abschwingen der pendelnden Stützpunkte in Abhängigkeit vom Anpressdruck. Es muss deshalb mittels eines Draht-Parallelogramms dafür gesorgt werden, dass der Fahrdraht in jeder Pendellage senkrecht steht. Ferner ermöglicht die Schrägpendel-Aufhängung höhere Fahrgeschwindigkeiten in Kurven.
Im Bereich von Schilderbrücken, Fußgängerbrücken oder Auslegern von Ampelanlagen sind die beiden Fahrdrähte meist von oben her mittels U-förmiger Kunststoffprofile eingehaust. Dieser spezielle Schutz verhindert Kurzschlüsse, die beiden Drähte können so auch bei stärkeren Schwingungen die genannten Objekte nicht berühren. Gleichfalls wird dadurch verhindert, dass Passanten von oben metallische Gegenstände direkt auf die Drähte werfen können.
Mitunter ist die Oberleitung außerdem direkt mit der ÖPNV-Bevorrechtigung verknüpft. Statt der vom Omnibus bekannten Funkbaken-Systeme können die Lichtsignalanlagen beim Trolleybus mittels Oberleitungskontakten direkt auf Grün geschaltet werden.

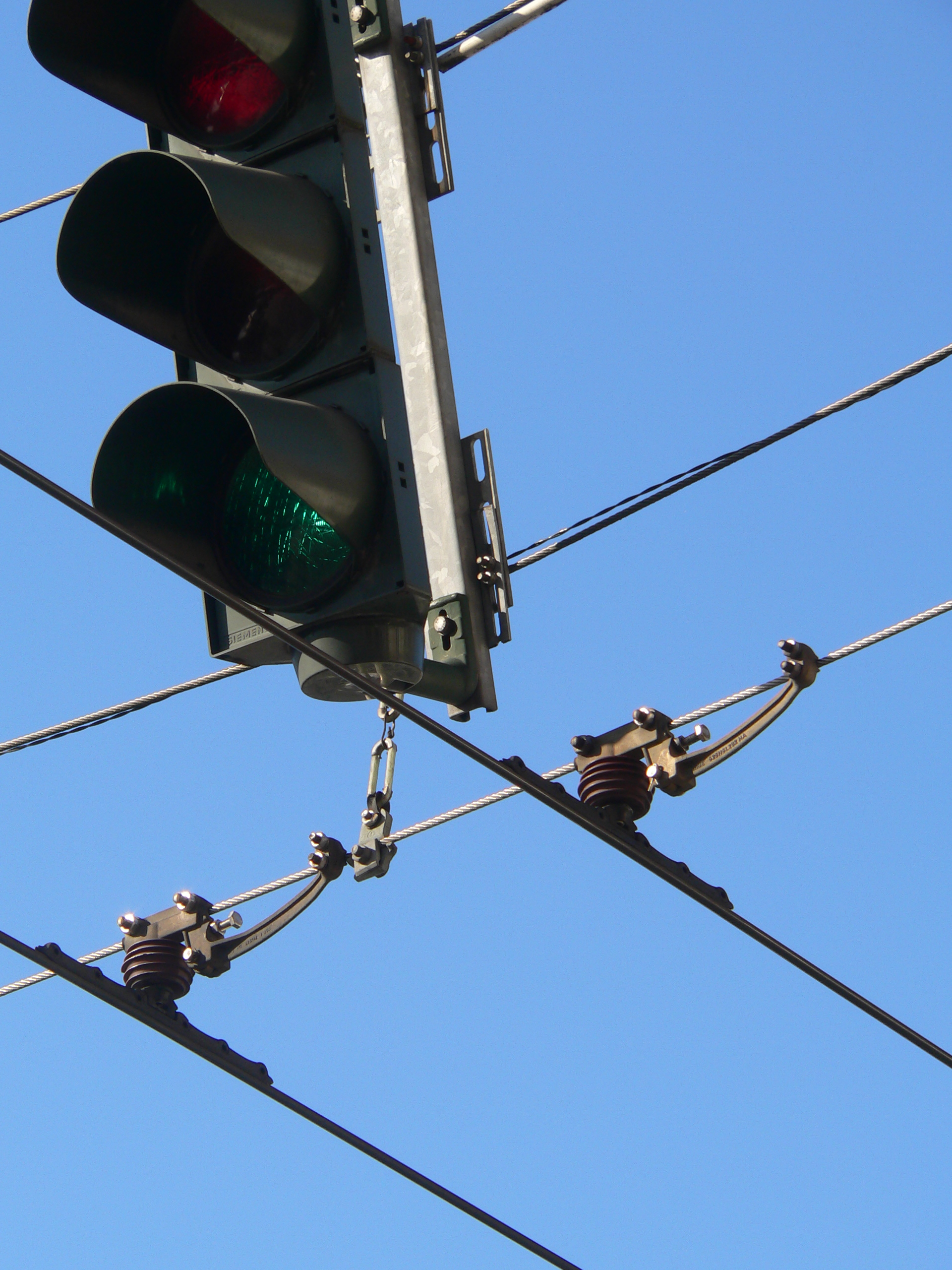
Oberleitung mit starrer Aufhängung nach DDR-Bauart
Starre Aufhängung nach sowjetischer Bauart
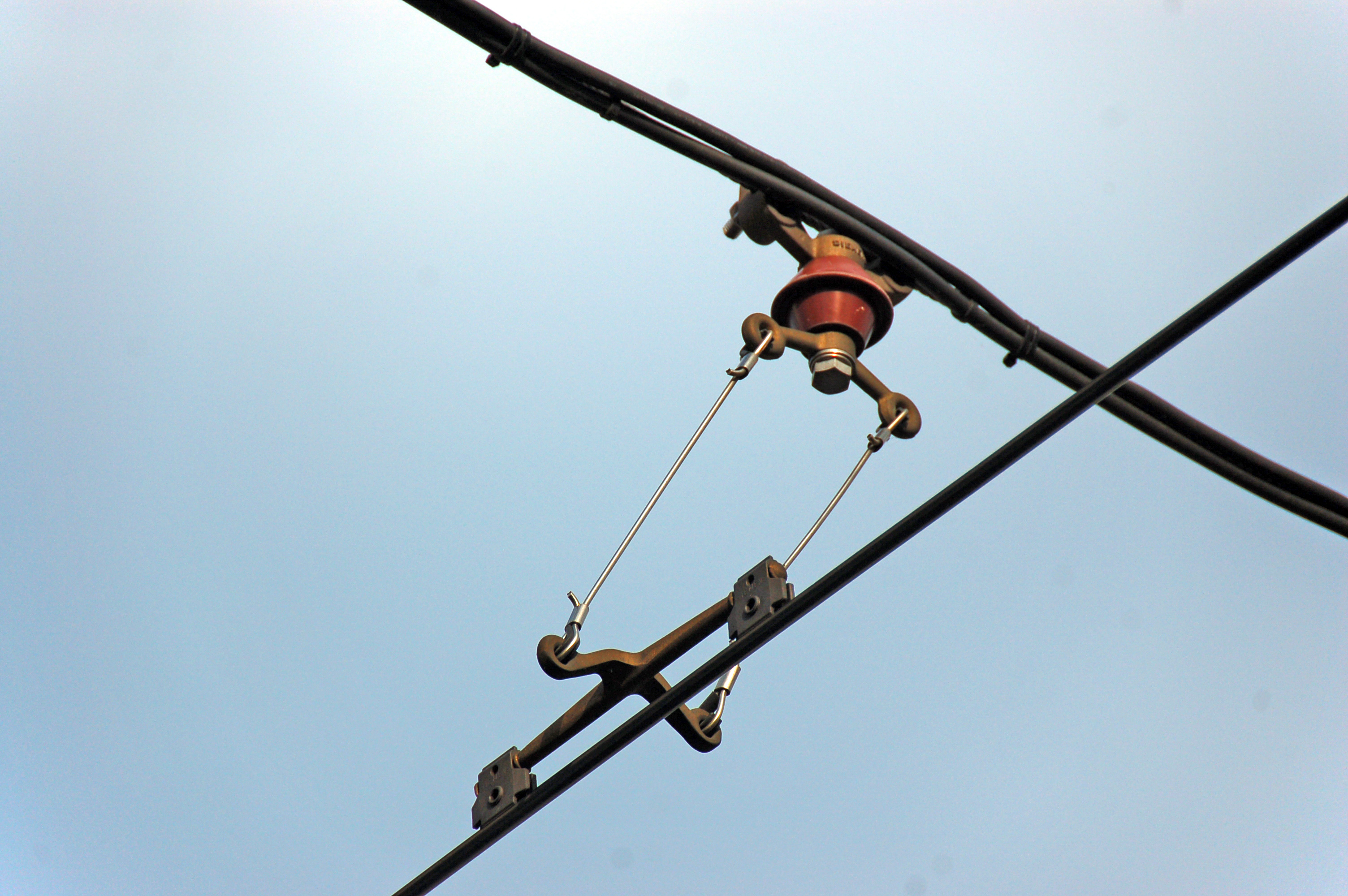
Detailansicht eines Draht-Parallelogramms
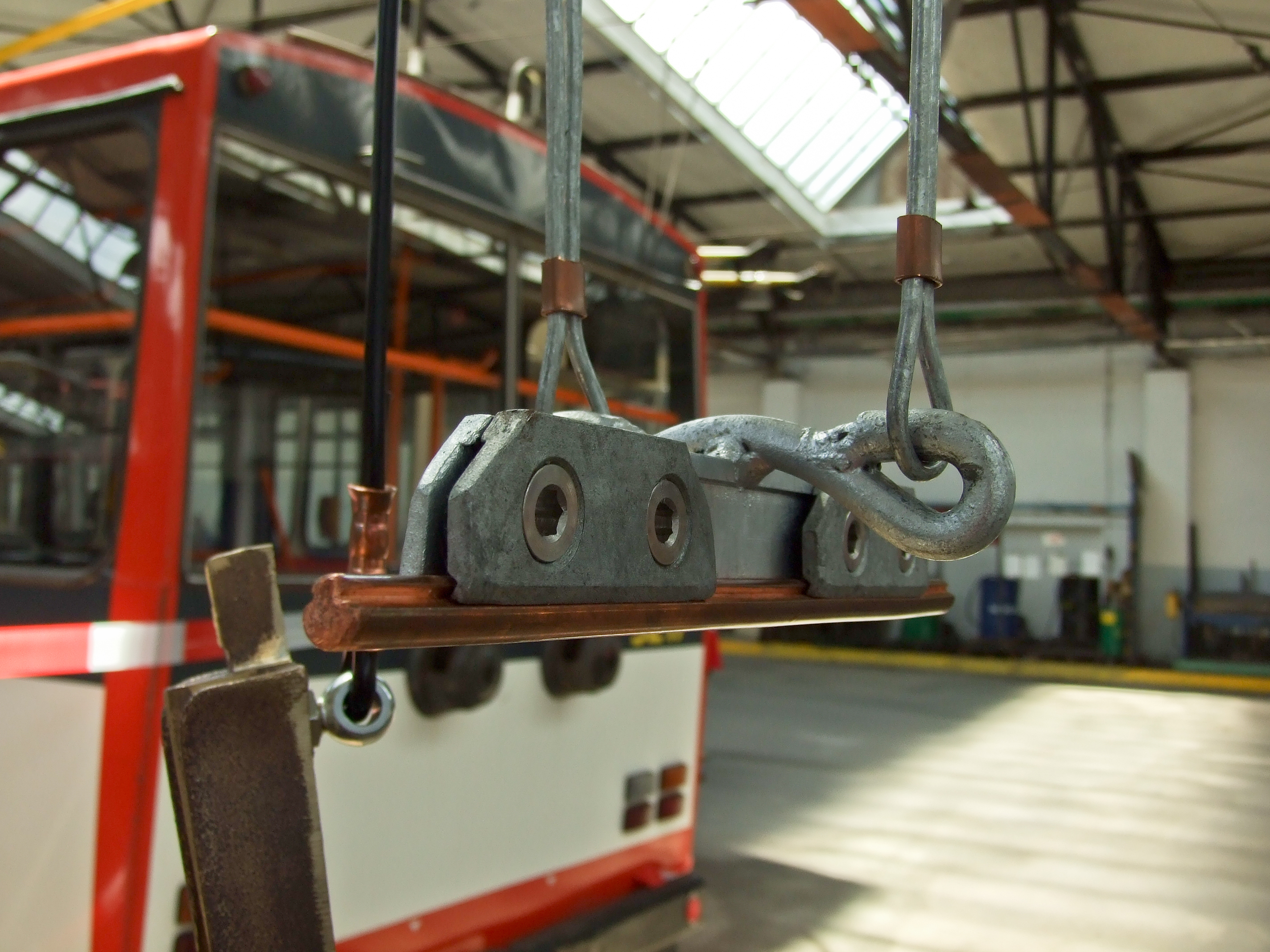
Aufhängung und Halteklemmen im Detail
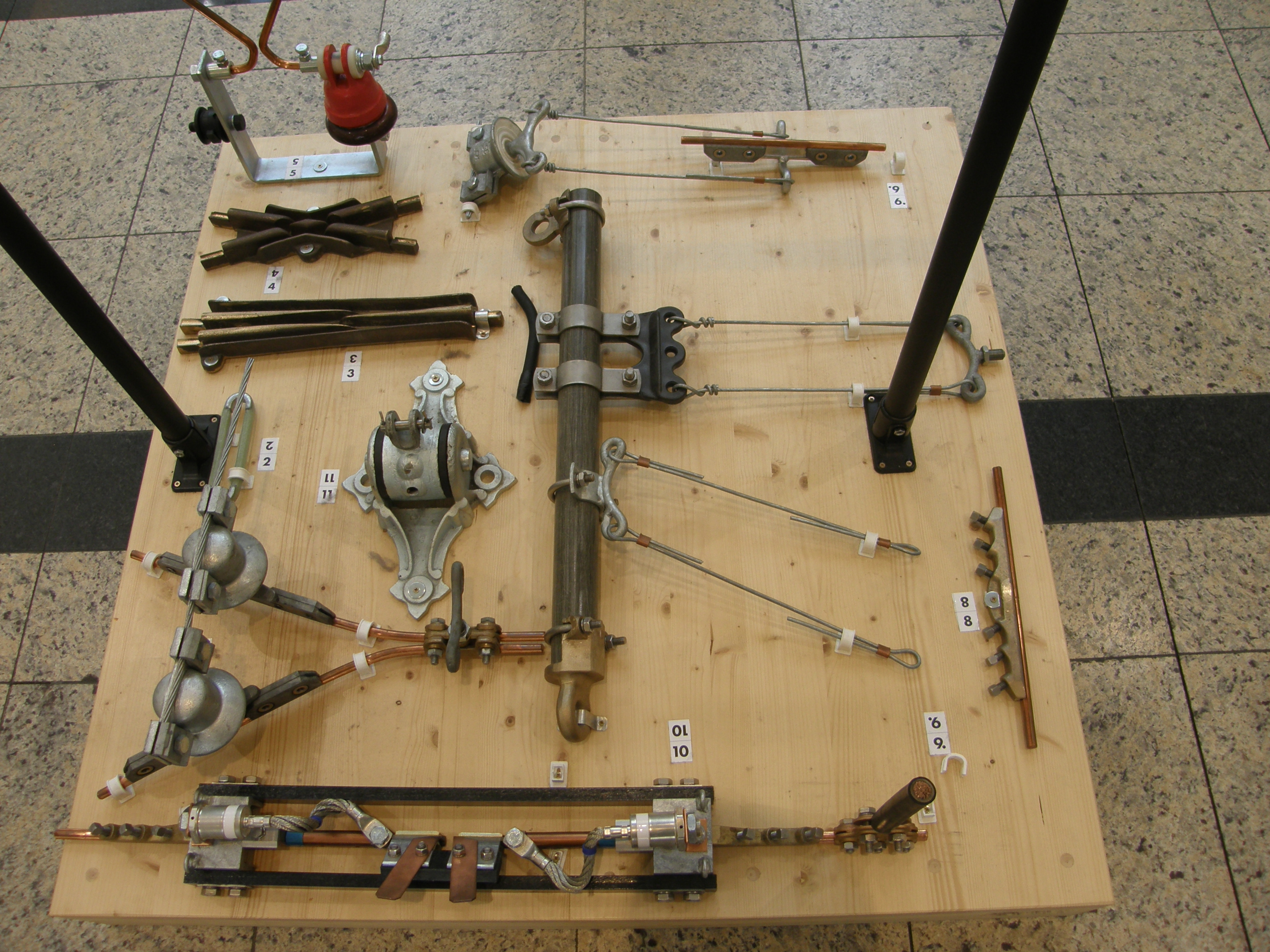
Verschiedene Fahrdrahtelemente aus Brünn
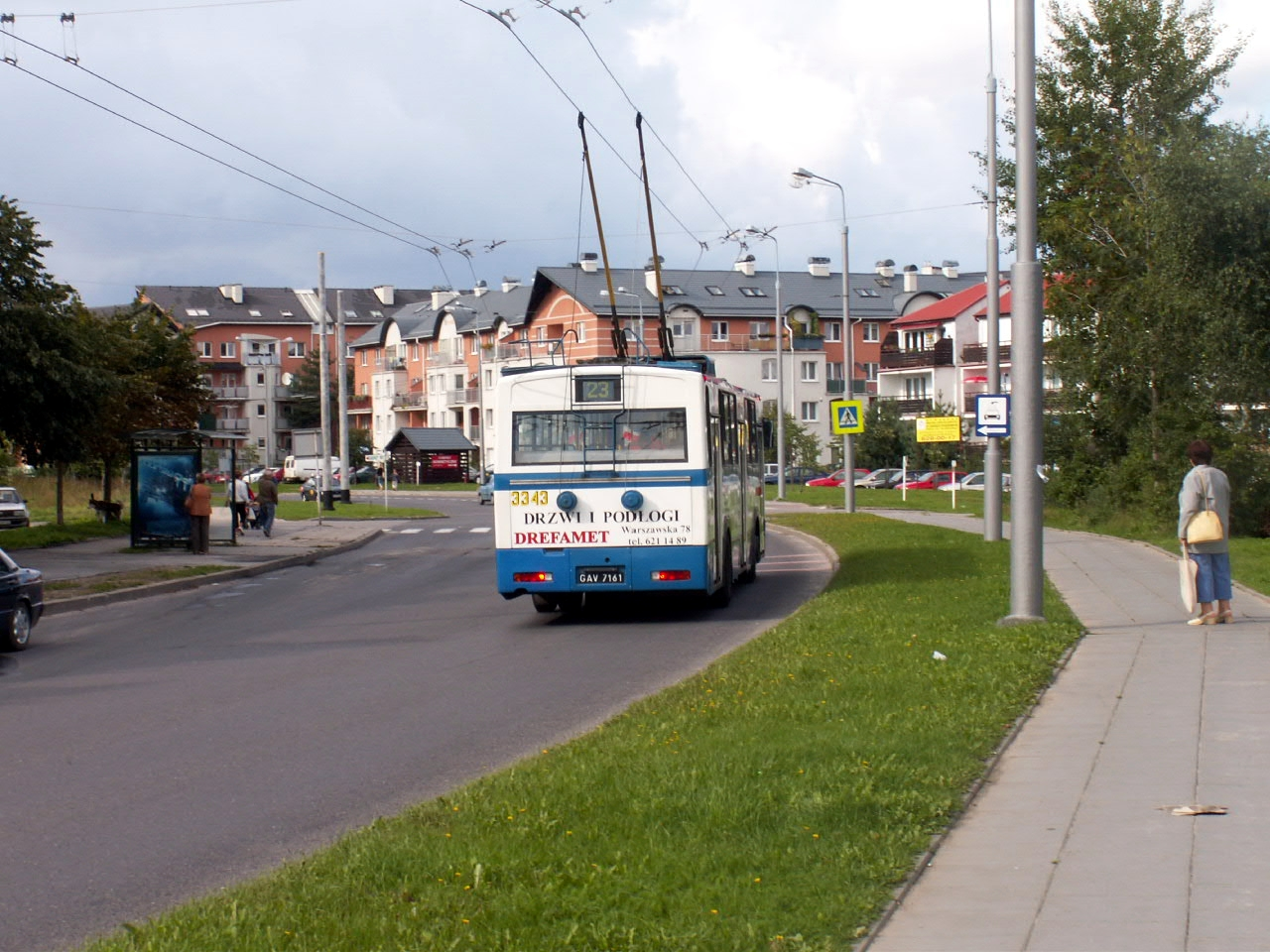
Beidseitig aufgestellte Oberleitungsmasten mit Querdrähten

- Beidseitig aufgestellte Oberleitungsmasten mit Querdrähten
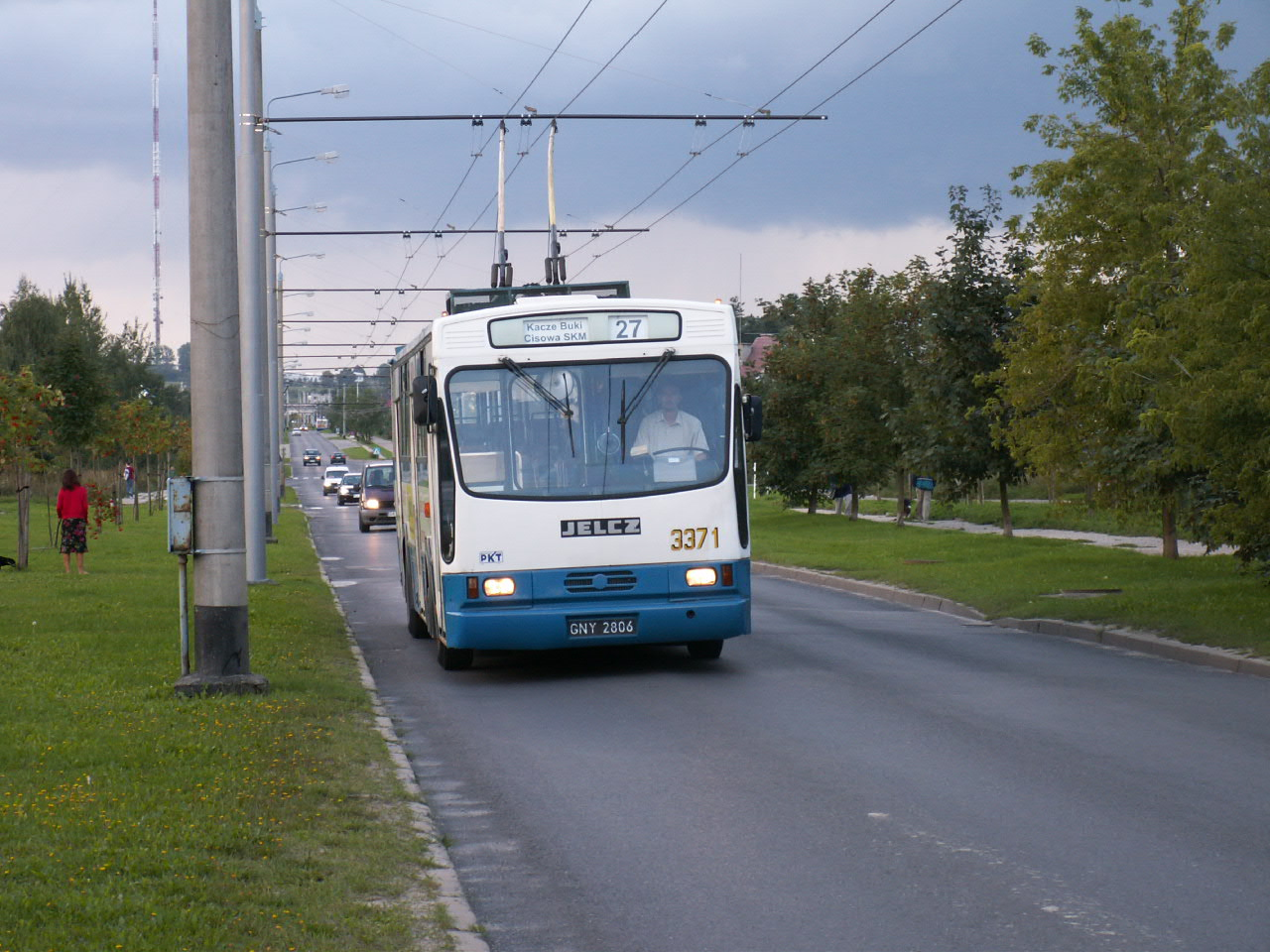
Oberleitungsmasten mit Doppelausleger für beide Fahrtrichtungen
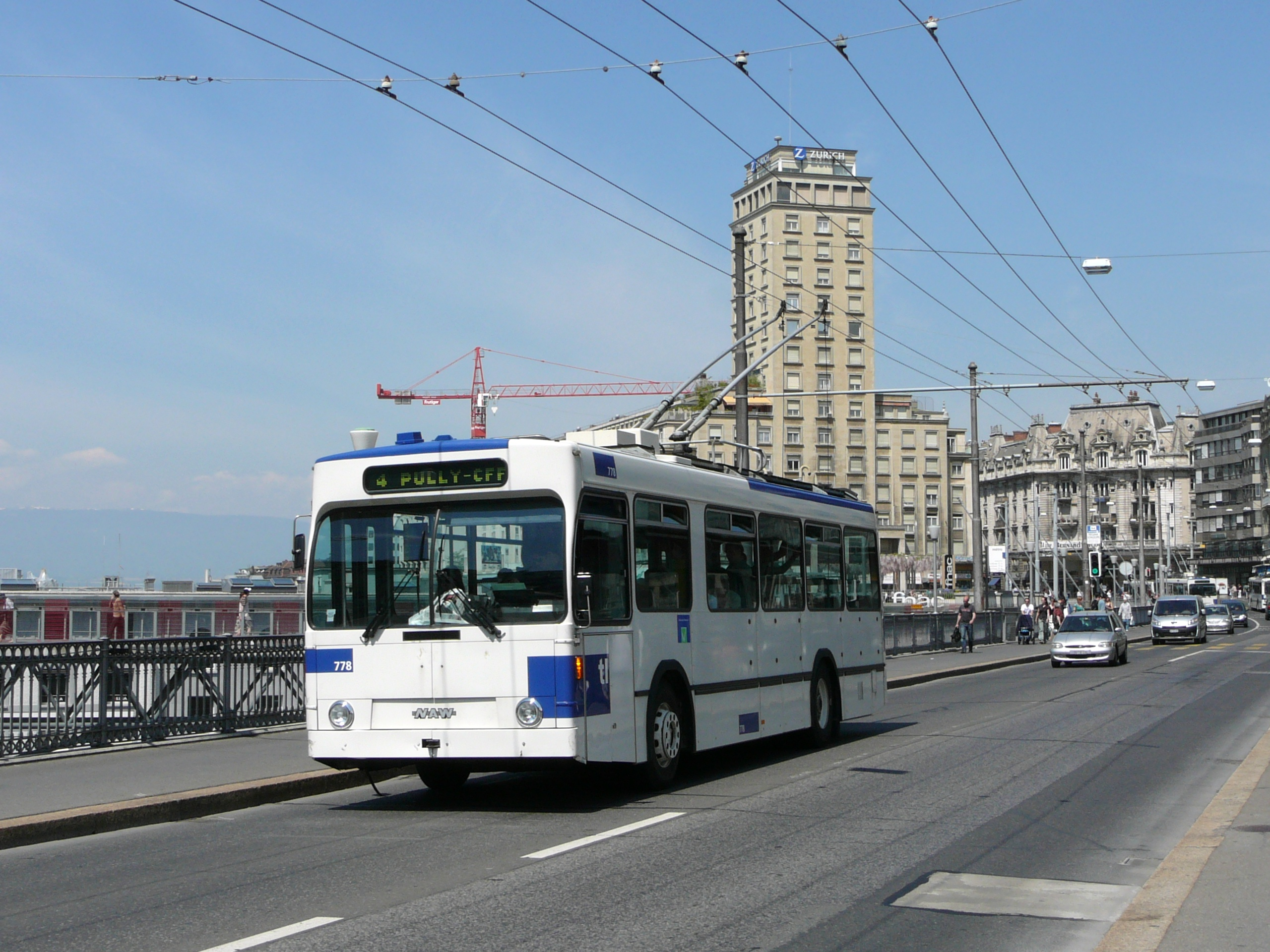
Dreifache Oberleitung an einem Ausleger
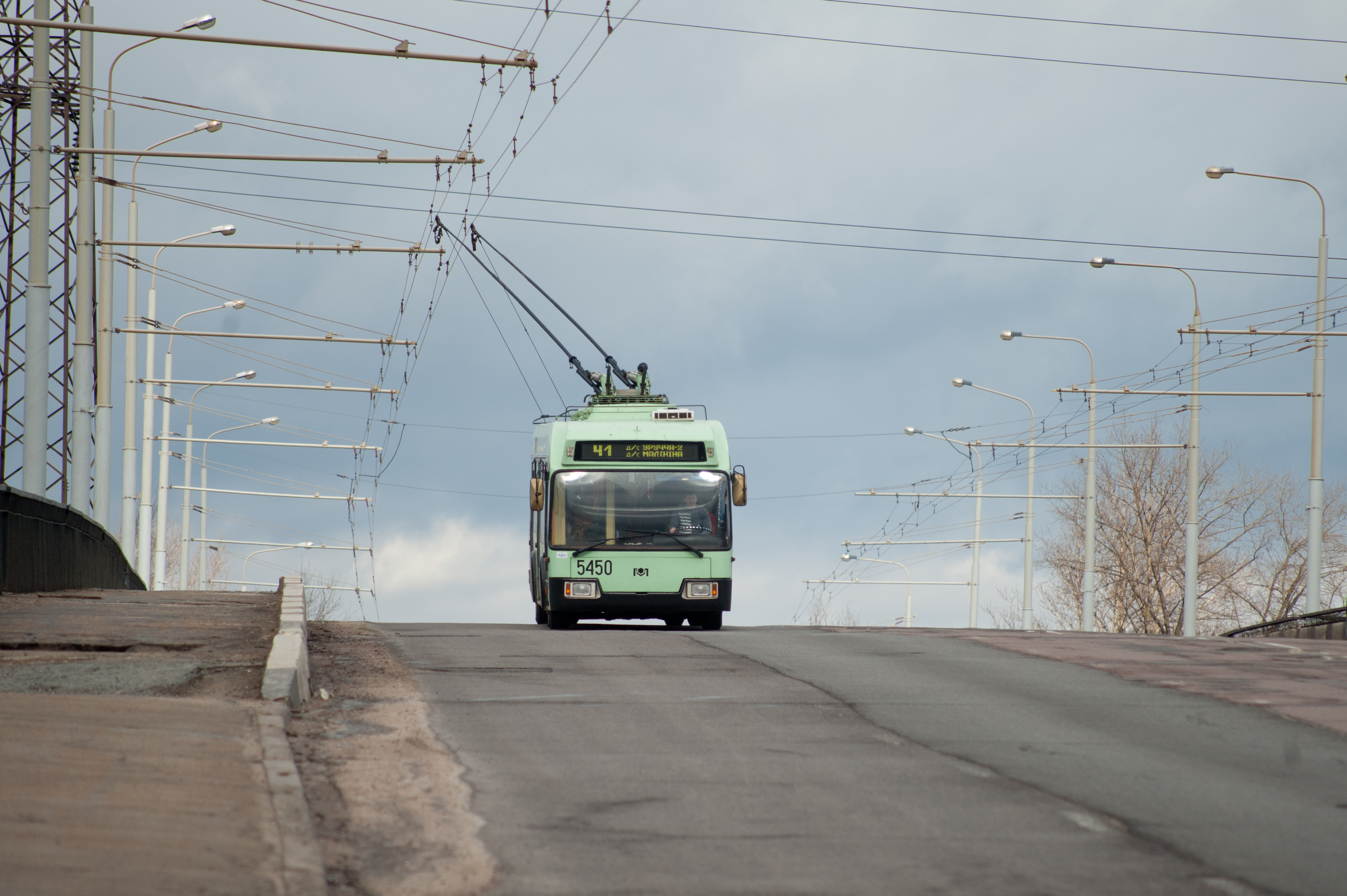
Einzelmasten für jeweils eine Fahrtrichtung und Hochkettenfahrleitung mit separatem Tragseil für jeden Fahrdraht
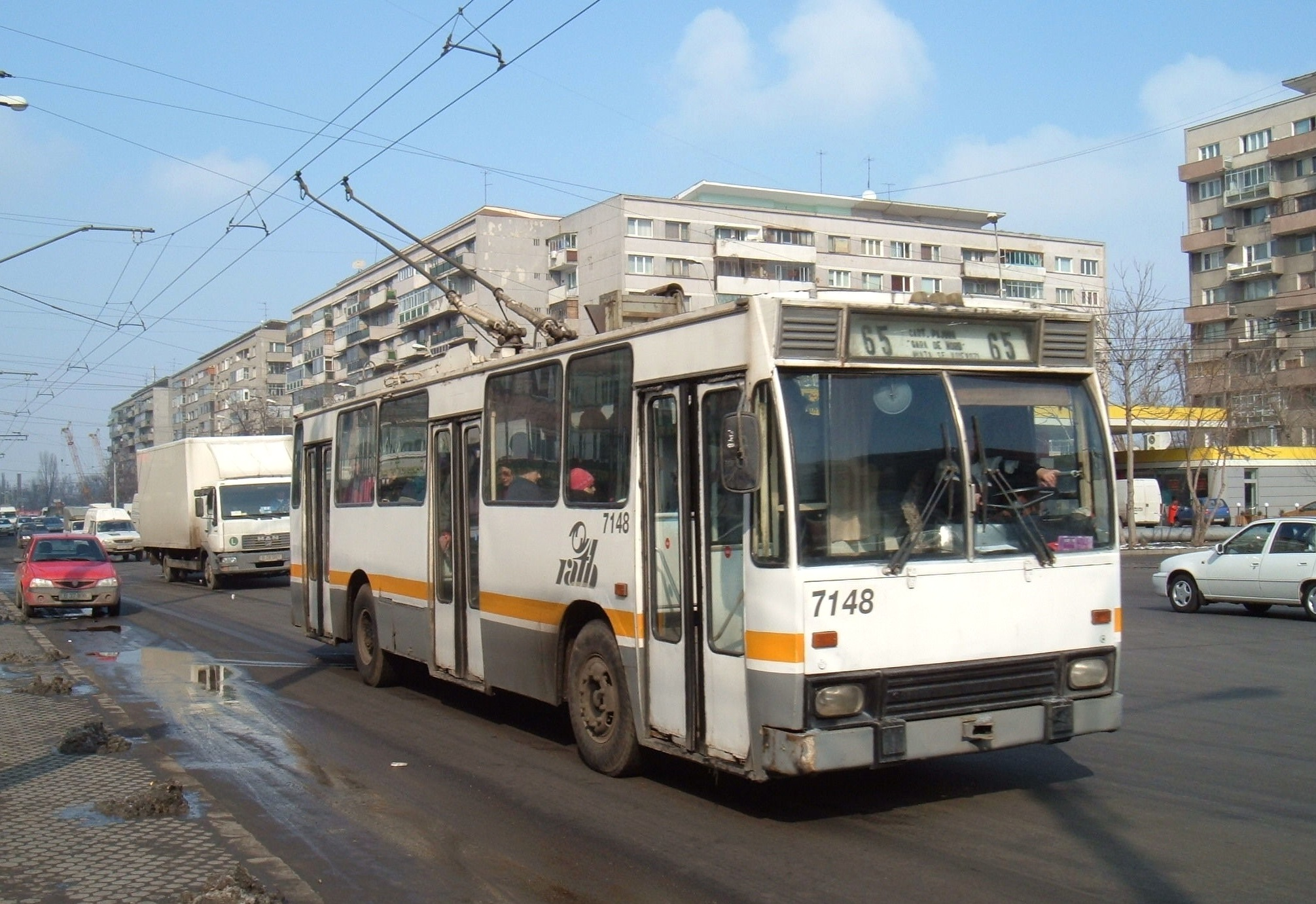
Hochkettenfahrleitung mit gemeinsamem Tragseil
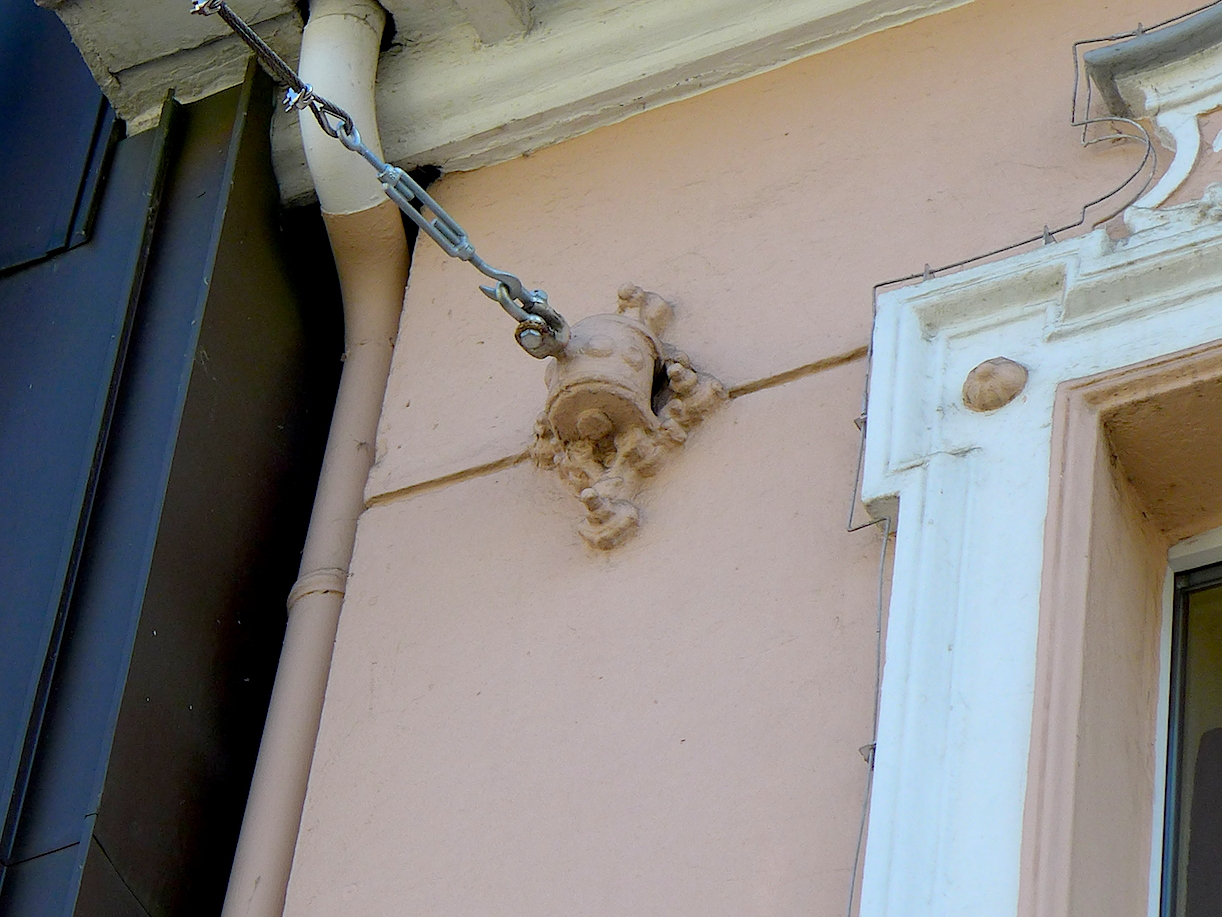
Solingen: Aufhängung mittels Wandrosette und Querdraht, die Rosette selbst stammt aus der Zeit um 1900 und diente ursprünglich der Straßenbahn
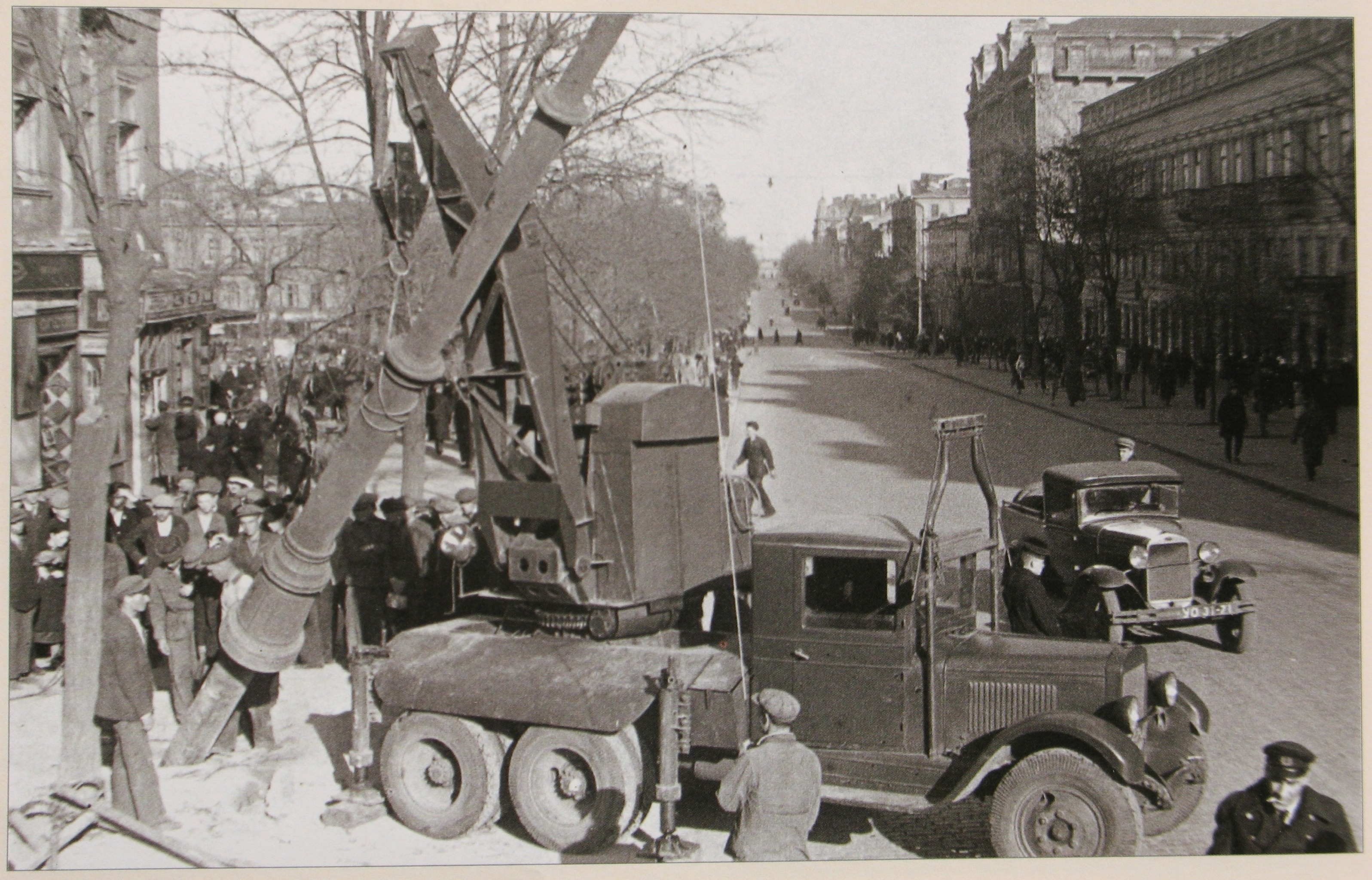
Aufstellung eines Oberleitungsmastes mit Autokran auf Basis eines ZIS-6-Lkw in Odessa, 1941
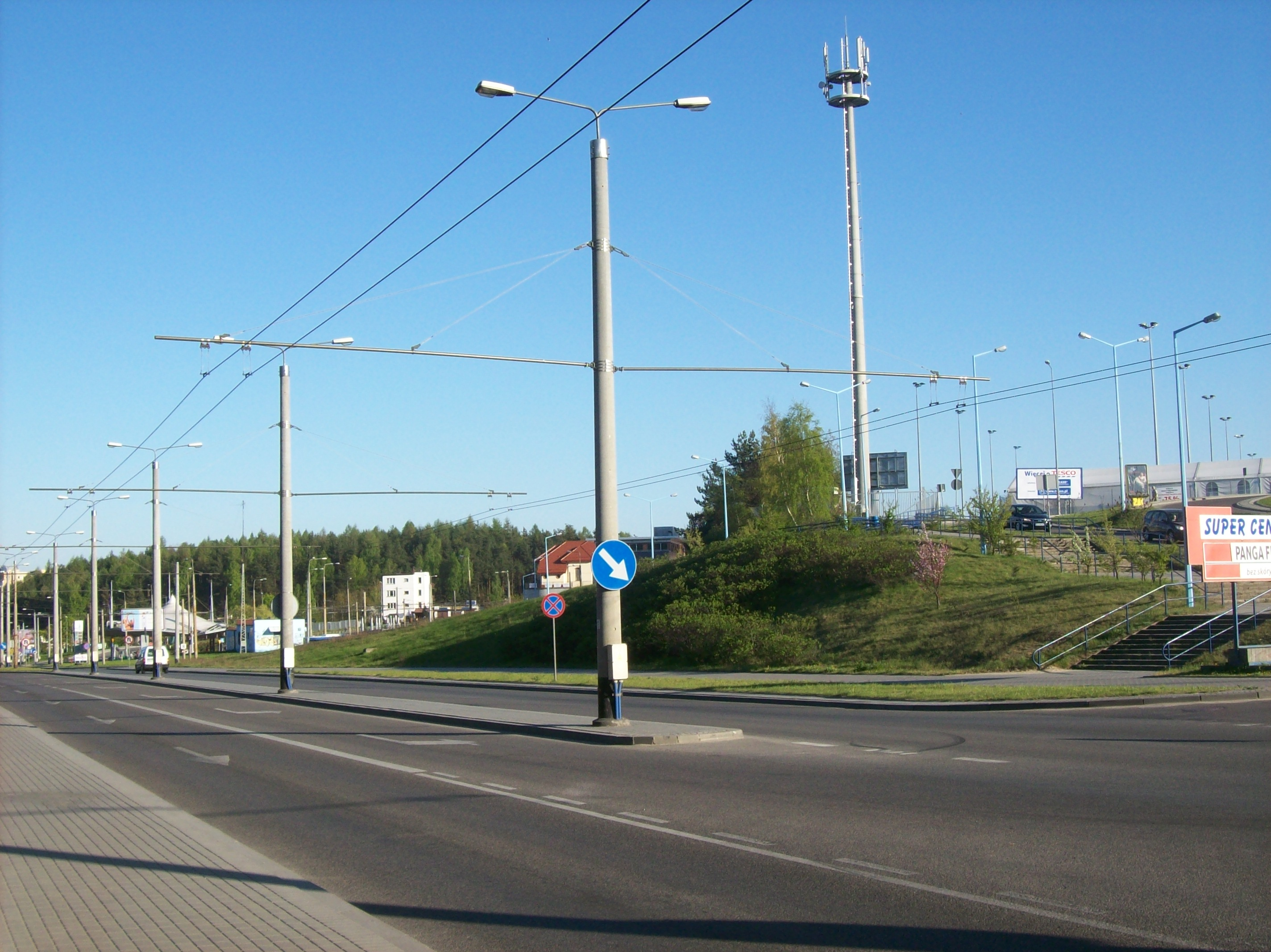
Vergleichsweise selten sind Mittelmasten, meist dienen sie auch der Straßenbeleuchtung
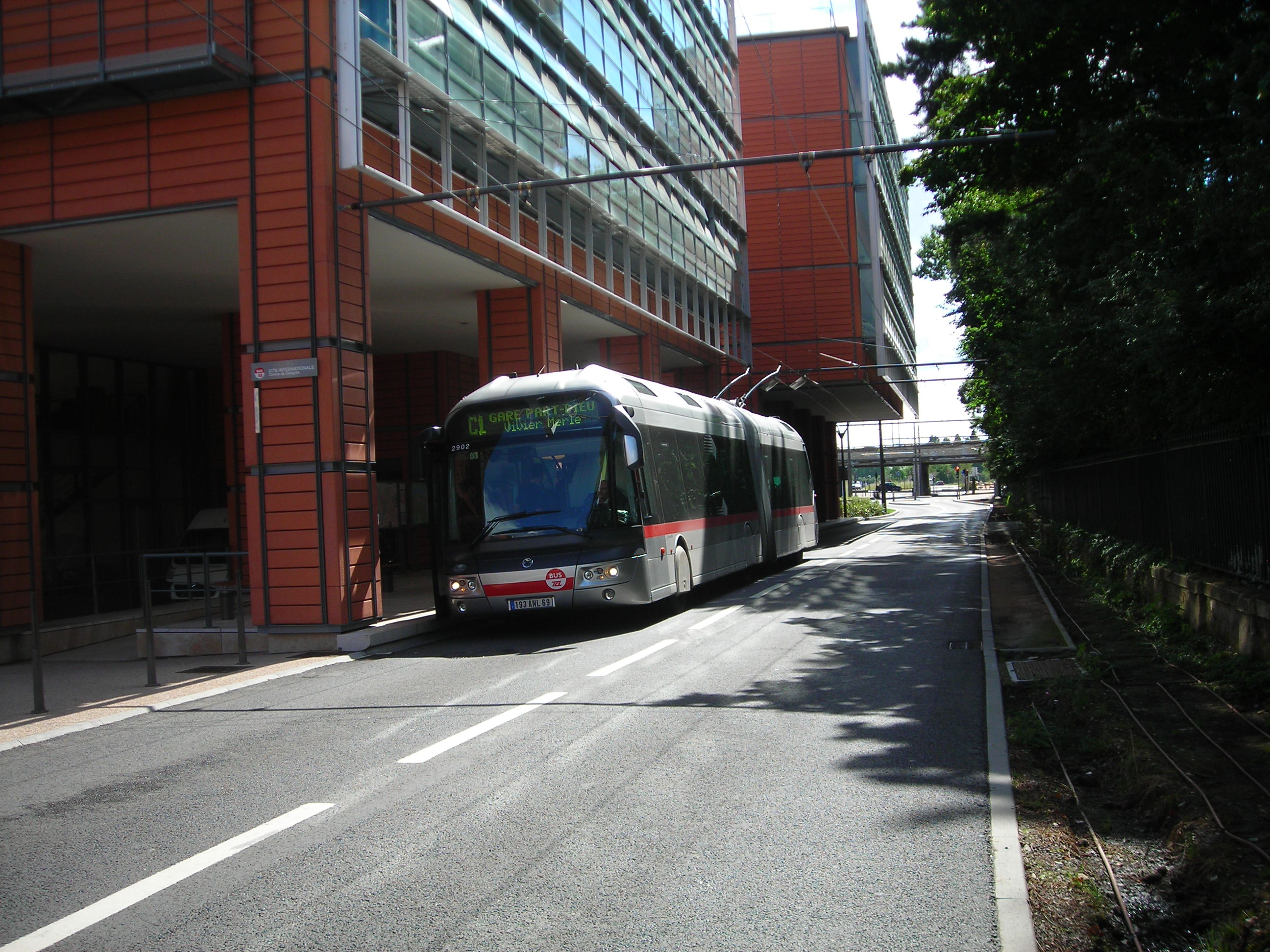
Ebenfalls selten sind Ausleger an Gebäuden
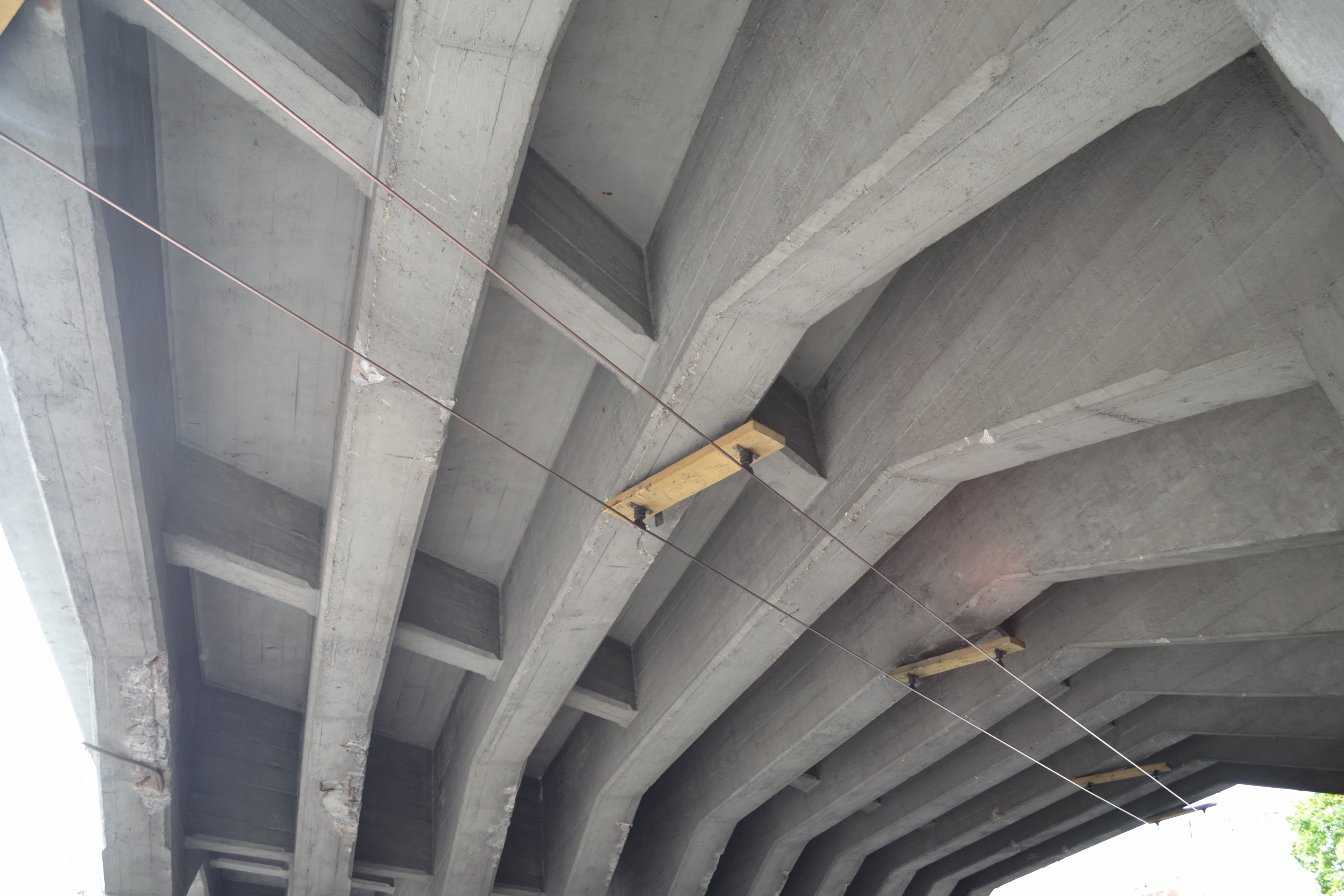
Tallinn: spezielle Zwischenstücke aus Holz verhindern, dass die Stromabnehmerköpfe an die Querstreben der Brücke stoßen
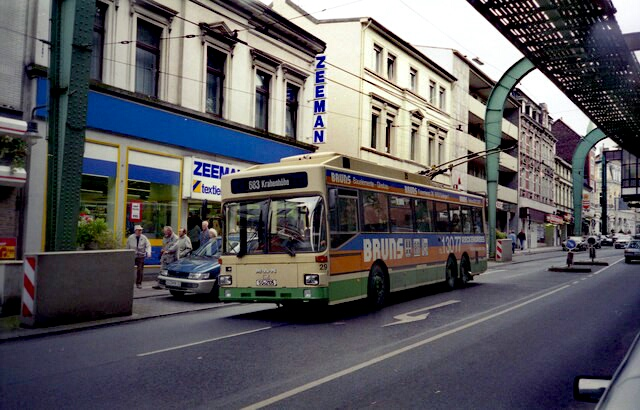
Wuppertal: Solinger Oberleitungsbus unter dem Traggerüst der Schwebebahn
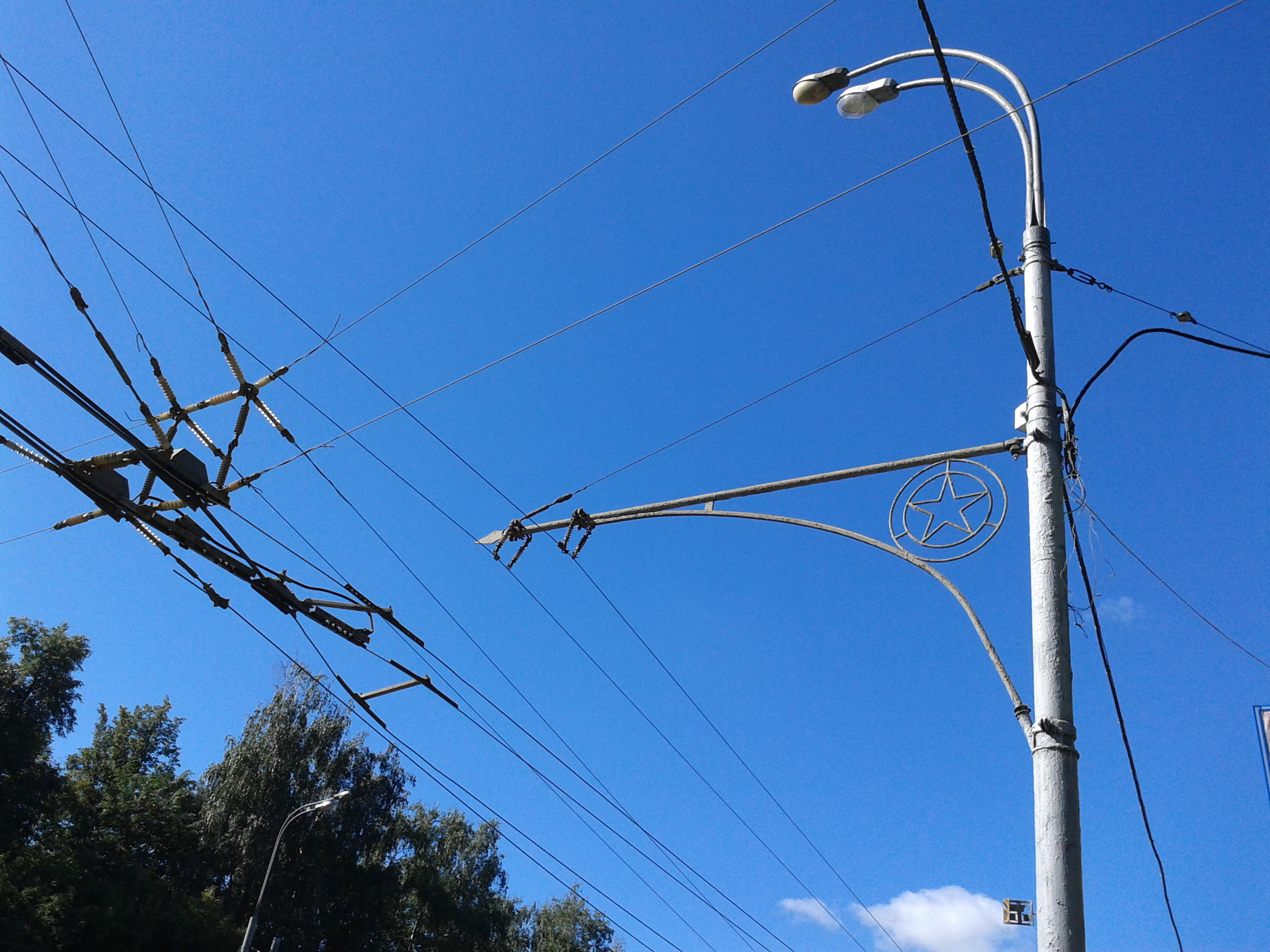
Moskau: aus sowjetischen Zeiten stammender Ausleger mit integriertem roten Stern
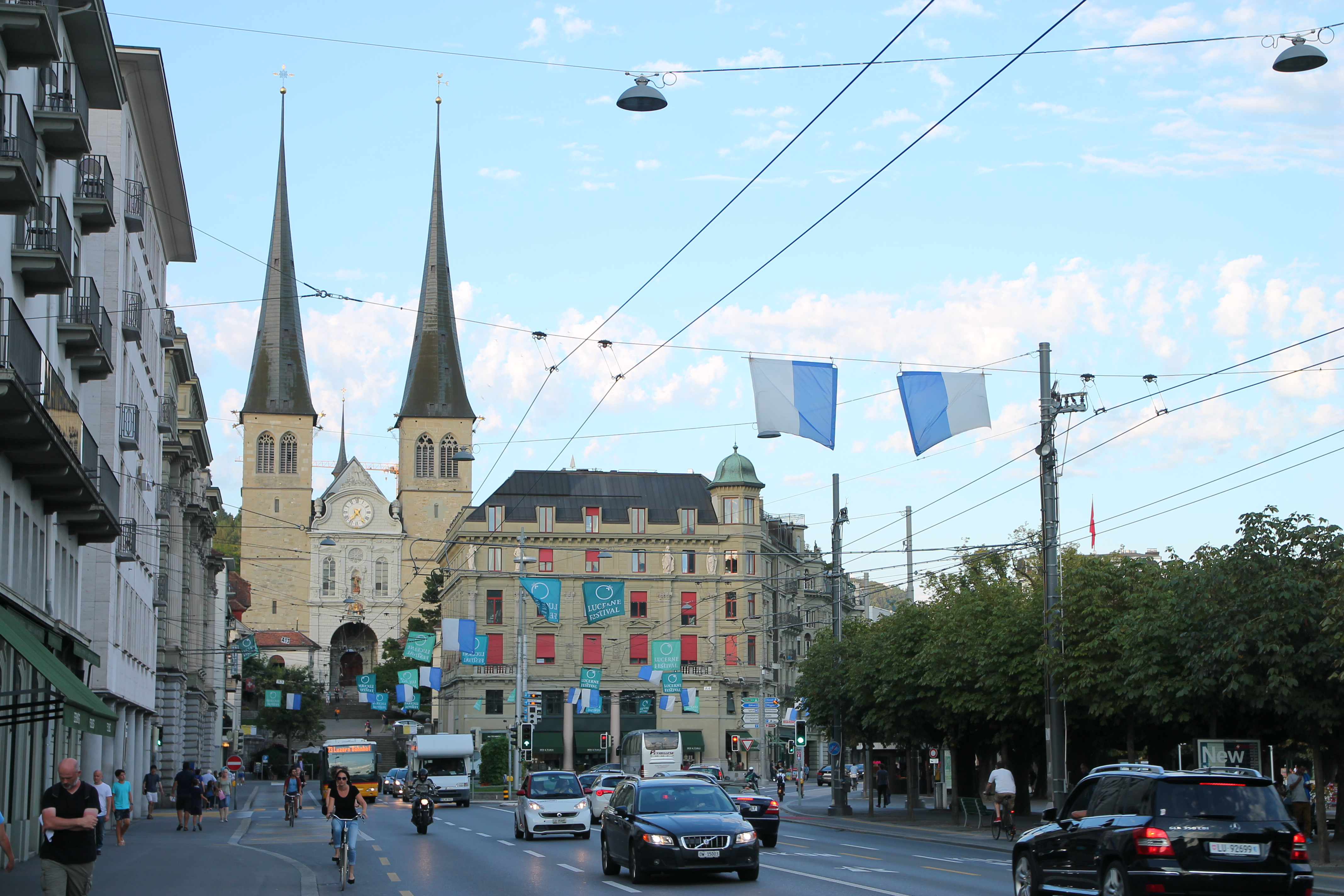
Luzern: Stadtflaggen an den Querdrähten der Trolleybusfahrleitung
Einfacher Querdraht: 1 = rechter Fahrdraht 2 = Querdraht 3 = Stahl- oder Betonmast 4 = Befestigungsring 5 = Aufhängung am Mast 6 = Isolierungsstück
Querdraht mit zusätzlichem Tragseil
Tragseilnachgespannte Fahrleitung: 1 = Ausleger-Halterung 2 = Ausleger 3 = Tragseile 4 = rechter Fahrdraht
Darstellung einer Kurve

- Einfacher Querdraht:
1 = rechter Fahrdraht
2 = Querdraht
3 = Stahl- oder Betonmast
4 = Befestigungsring
5 = Aufhängung am Mast
6 = Isolierungsstück
- Querdraht mit zusätzlichem Tragseil
- Tragseilnachgespannte Fahrleitung:
1 = Ausleger-Halterung
2 = Ausleger
3 = Tragseile
4 = rechter Fahrdraht
- Darstellung einer Kurve

### Zick-Zack-Aufhängung und Gewichtsnachspannung

Fahrleitungs-Zick-Zack

Ähnlich der Oberleitung bei schienengebundenen Bahnen sind auch Obus-Fahrleitungen meist in einem leichten Zick-Zack verlegt. Anders als bei Bahnen hat dies nichts mit der gleichmäßigeren Abnützung der Schleifstücke zu tun. Bei Oberleitungsbussen dient diese Bauweise vielmehr dazu, die Wärmeausdehnung infolge von Temperaturschwankungen zu kompensieren, denn Obus-Fahrleitungen sind mit Fahrdrahtklemmen endlos verbunden. Im Allgemeinen entsprechen sie dabei der sogenannten Einfachfahrleitung im Bahnbereich.
Wird hingegen auf die Zick-Zack-Aufhängung verzichtet, muss die Fahrleitung, analog zu modernen Hochketten-Oberleitungen im Schienenverkehr, mit einem mittigen oder zwei parallel geführten Tragseilen sowie speziellen Gewichten nachgespannt werden. Beim Oberleitungsbus Offenbach am Main waren die dazu notwendigen Gegengewichte beispielsweise verdeckt im Inneren der Stahlrohrmasten angeordnet. Die Gewichtsnachspannung ist in Oberleitungsbusnetzen deutlich aufwändiger als bei Bahnennetzen mit Bügelstromabnehmern, weil die Schleifschuhe der Stangenstromabnehmer, die den Fahrdraht umgreifen, nicht einfach vom Fahrdraht eines Spannfeldes auf den des nächsten überlaufen können.

### Fahrdrahthöhe
Auf neuen Streckenabschnitten wird die Oberleitung laut Europäischer Norm in einer Standardhöhe von 5,5 bis 5,6 Metern über der Fahrbahnoberkante angebracht. Als maximale Höhe werden 6,5, als minimale Höhe 4,7 Meter definiert. Letzterer Wert entspricht auch der in Deutschland vorgeschriebenen Mindesthöhe gemäß BOStrab. Diese Höhe ergibt sich aus dem Lichtraumprofil der Straßenverkehrs-Ordnung – dieses ist mit 4,5 Metern festgelegt – zuzüglich eines Sicherheitsabstands von 20 Zentimetern. In Ausnahmefällen wie Unterführungen, Hausdurchfahrten oder Tunnelstrecken hängen die Fahrdrähte aber teilweise auch tiefer, die BOStrab erlaubt hierbei – bei entsprechender Kennzeichnung – eine Mindesthöhe von 4,2 Metern. Andernorts sind noch niedrigere Werte zulässig, so sind es beispielsweise im Zuge der Dinghoferstraße in Linz nur 3,9 Meter. In Berlin betrug die Fahrdrahthöhe bei der Unterführung Albrechtstraße sogar nur 3,76 Meter. Um Beschädigungen der Oberleitung beziehungsweise Kurzschlüsse durch verbotswidrig passierende hohe Fahrzeuge zu vermeiden, ist es bei niedrig hängenden Fahrdrähten üblich, diese mit speziellen Holztrögen einzuhausen. Alternativ werden zwei Stahlprofile verwendet. Im Gegenzug muss die Oberleitung beim Einsatz von Doppeldeckern entsprechend höher angeordnet sein, in Hamburg wurde hierfür beispielsweise eine Höhe von 6,0 Metern gewählt.
Um die Durchfahrtshöhe niedriger Unterführungen nicht zusätzlich einzuschränken, verlaufen die Oberleitungen teilweise seitlich verschwenkt über dem Gehweg. Beispiele für diese Praxis sind beziehungsweise waren die Baselstrasse sowie die Brüelstrasse in Luzern, der Tunnel unter dem Rollfeld des Salzburger Flughafens und die ebenfalls in Salzburg gelegene Nelböckunterführung, die Passage der Bahnstrecke Bologna–Ancona in Rimini, die Durchfahrt unter dem Eisenbahnviadukt Podul Băneasa 1 in Bukarest sowie das Eisenbahnviadukt im Verlauf der Hungária körút in Budapest. Bei letzterer Unterführung verliefen die beiden Fahrdrähte ursprünglich um eine ganze Fahrbahnbreite voneinander getrennt, das heißt links und rechts potentiell störender Lastwagenaufbauten. In Biel hängen die Fahrdrähte im Zuge der Unterführung Madretschstrasse seitlich über den Radfahrstreifen, für die Trolleybusse ist dort aufgrund der Abweichung eine Höchstgeschwindigkeit von 20 km/h vorgeschrieben.

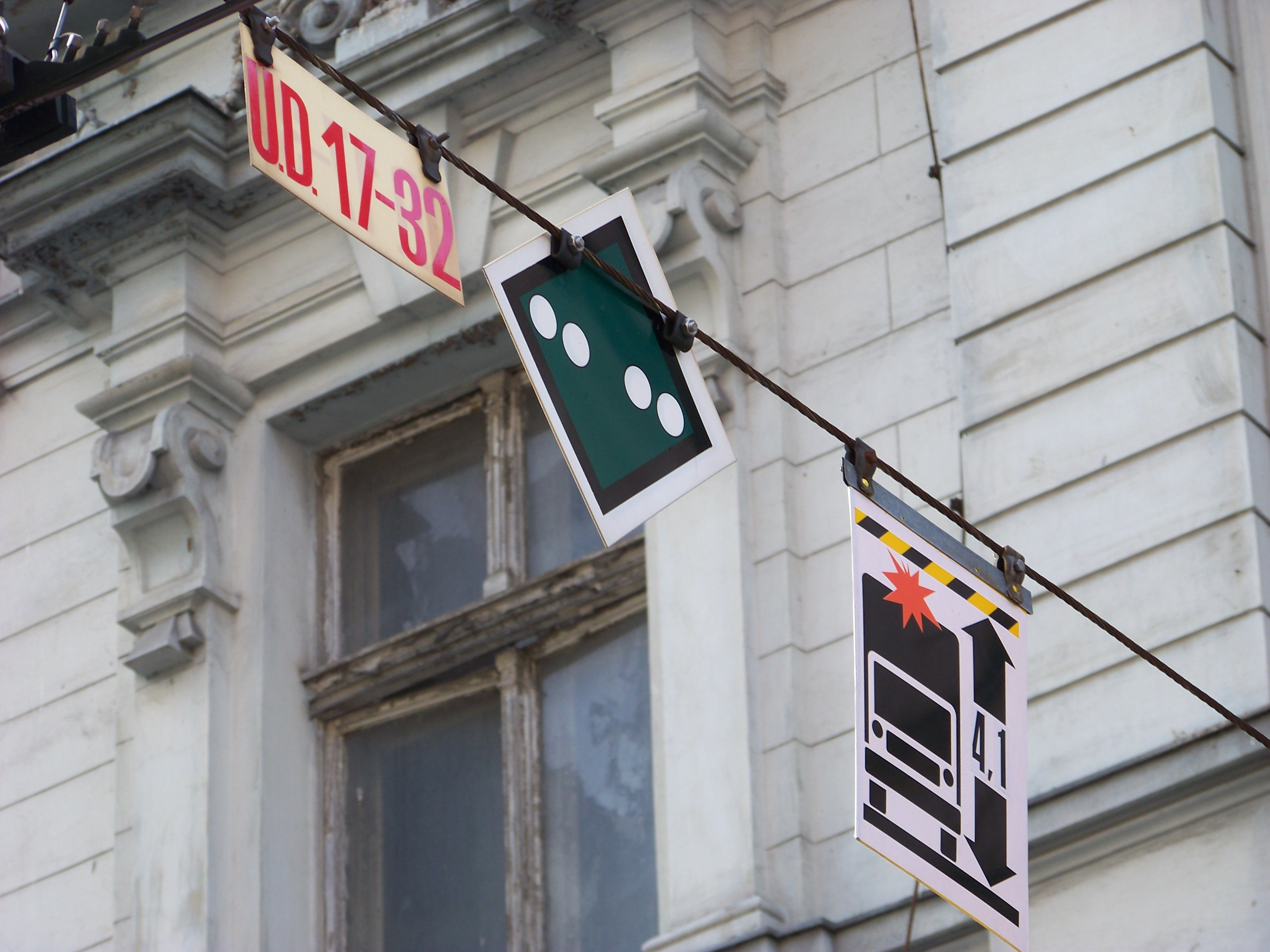
Teplice: Warnhinweis auf die durch die Fahrdrähte bedingte Höhenbegrenzung von 4,1 Metern
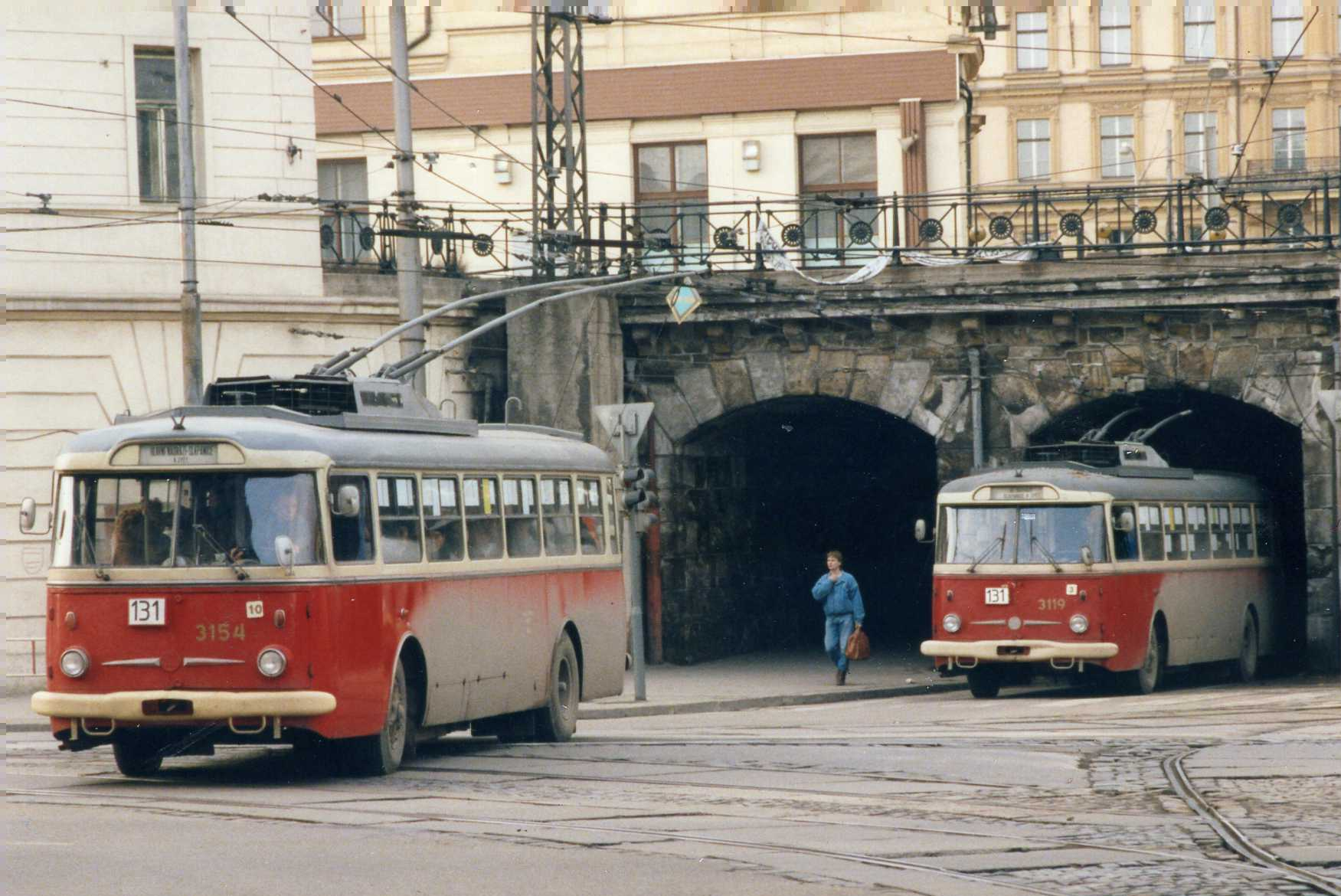
Brünn: Tiefhängende Oberleitung im Bereich einer Eisenbahnunterführung
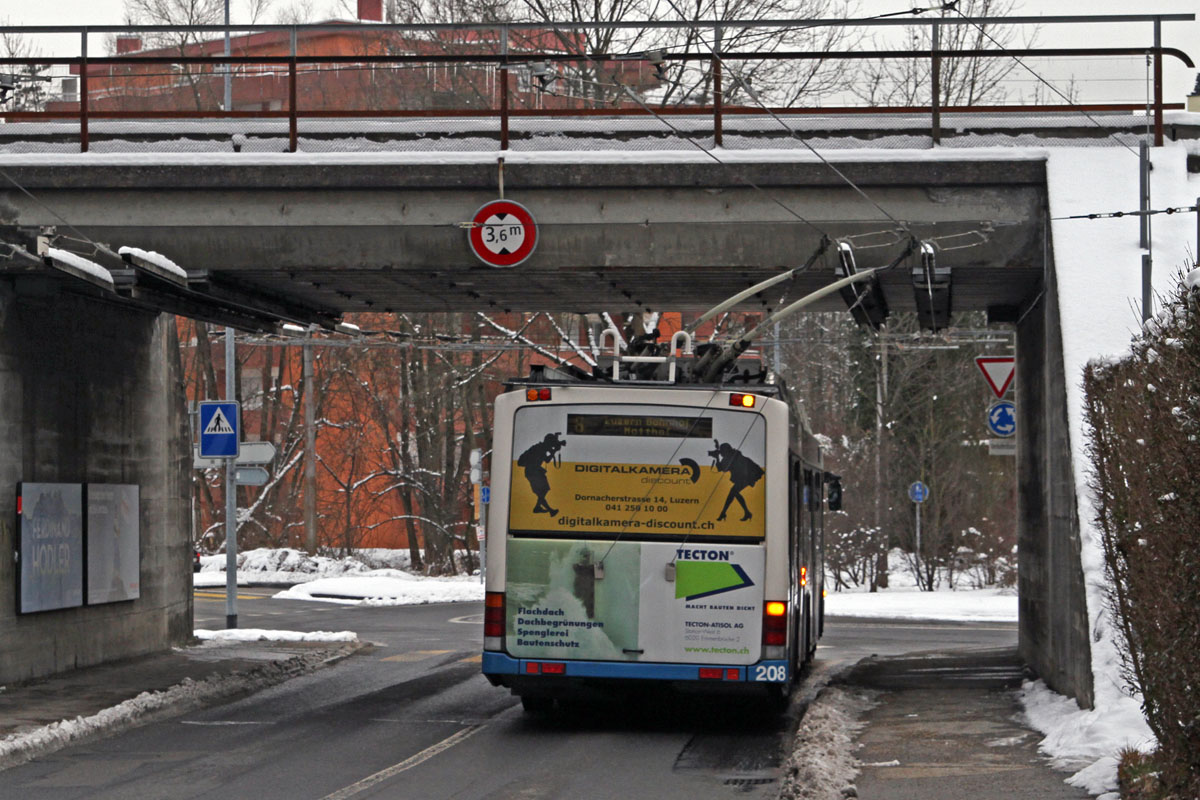
Luzern: Seitliche Verschwenkung im Bereich einer besonders niedrigen Unterführung
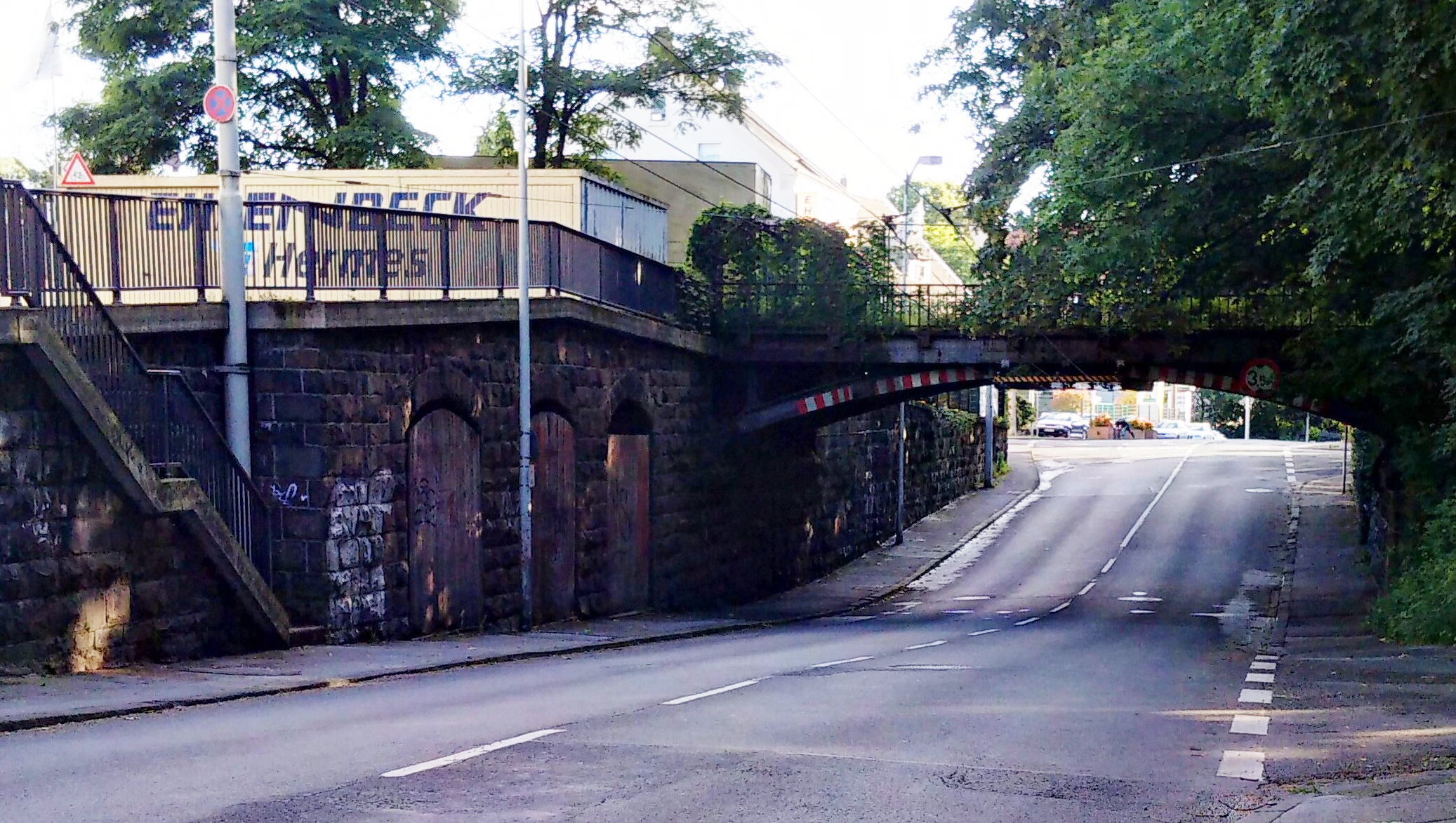
Niedrige Unterführung mit auffällig markierter Halterung für die Obus-Oberleitung beim ehemaligen Bahnhof Solingen-Wald

### Trennung von Betrieb und Infrastruktur
Nicht immer gehört die Oberleitungsinfrastruktur auch der Gesellschaft, die Inhaberin der entsprechenden Personenbeförderungskonzession ist. Hierbei ergeben sich Parallelen zum Schienenverkehr, wo zwischen Eisenbahninfrastrukturunternehmen und Eisenbahnverkehrsunternehmen differenziert wird. Im Zuge der zunehmenden Liberalisierung auf dem Verkehrsmarkt, mitsamt der damit verbundenen Ausschreibungen, ist diese Aufteilung in den letzten Jahren auch im Obusbereich verstärkt zu beobachten:
- In São Paulo war zeitweise bei beiden Teilnetzen eine Trennung von Betrieb und Infrastruktur gegeben. Das Fahrleitungsnetz der Vorortlinien wird von der in öffentlicher Hand befindlichen Verkehrsgesellschaft Empresa Metropolitana des Transportes Urbanos gebaut und unterhalten, den Fahrbetrieb besorgt die private Gesellschaft Metra im Rahmen einer Konzession.[142] Bei den Stadtlinien São Paulos war die Situation von 1985 an genau umgekehrt. Der private Stromversorger Eletropaulo war für die Infrastruktur zuständig, das städtische Verkehrsunternehmen São Paulo Transportes (SPTrans) übernahm die Bedienung der Strecken. Mit der Privatisierung von Eletropaulo begannen jedoch anhaltende Probleme mit dem Unterhalt des Netzes, Investitionen unterblieben. 1994 privatisierte die Stadt schließlich auch den Fahrbetrieb und teilte die Trolleybusse auf die drei neuen privaten Betreiber Imperial (später Viação Santo Amaro), Transbraçal und Eletrobus (später Himalaia) auf. Erst die 2009 erfolgte Rücküberführung der Fahrleitungs- und Versorgungsinfrastruktur in öffentlichen Besitz bildete die Basis für eine durchgreifende Modernisierung.[143]
- Beim niederländischen Oberleitungsbus Arnhem gingen die Oberleitungsanlagen 2008 im Vorfeld einer Ausschreibung vom Verkehrsunternehmen Connexxion in die Trägerschaft der öffentlichen Hand über. Anschließend gewann das Verkehrsunternehmen Novio den Wettbewerb, so dass Connexion gar nicht mehr in den Obusbetrieb involviert ist.
- Noch komplizierter ist die Aufteilung beim schwedischen Oberleitungsbus Landskrona. Dort ist die Oberleitungsinfrastruktur im Besitz der Stadt, das Rollmaterial gehört der Nahverkehrsgesellschaft Skånetrafiken, und mit der Betriebsdurchführung wird das Verkehrsunternehmen Swebus beauftragt.
- In Neapel verkehren die Überlandtrolleybusse der Compagnia Trasporti Pubblici di Napoli im Zentrum unter den Fahrleitungen der städtischen Gesellschaft Azienda Napoletana Mobilità, die beiden Unternehmen teilen sich außerdem ein gemeinsames Depot.
- Im russischen Rostow am Don wurde die Trolleybuslinie 6 (ehemals 22), als einzige eines neun Linien umfassenden Netzes, zwischen 2001 und 2010 vom Privatunternehmen Rostov-Auto betrieben. Für die Infrastruktur und die übrigen Linien war hingegen stets die städtische Verkehrsgesellschaft Ruseltrans verantwortlich, die nach dem Konkurs von Rostov-Auto auch wieder die Linie 6 bedient.[144] Ähnlich im ukrainischen Czernowitz, wo zwischen 1995 und 2008 das Privatunternehmen CHATP die Linien 2 und 4 betrieb.[145]
- In Schaffhausen sind seit dem 1. Mai 2010 nicht mehr die Verkehrsbetriebe Schaffhausen, sondern das Elektrizitätswerk des Kantons Schaffhausen für den Unterhalt der Fahrleitungen zuständig.[146] Da die Konzession nicht teilbar ist, bleiben die Rechte und Pflichten der Trolleybusgesetzgebung bei den Verkehrsbetrieben Schaffhausen. Auch in Shanghai wird die Oberleitungsinfrastruktur von einer Fremdfirma gewartet.[147]
- Ebenso gehören in Esslingen die Oberleitungen im Zuge der Linien 119 und 120 dem Städtischen Verkehrsbetrieb Esslingen am Neckar, die Linien selbst waren hingegen zu Zeiten des elektrischen Betriebs auf die damalige END Verkehrsgesellschaft konzessioniert.
- Bereits zwischen 1944 und 1954 verkehrten in Wilhelmshaven die Oberleitungsbusse des Privatunternehmers Theodor Pekol, er betrieb eine Überlandlinie nach Jever, im Stadtbereich unter den Fahrdrähten der Stadtwerke-Verkehrsgesellschaft Wilhelmshaven.
- In der Schweiz war zwischen 1949 und 1969 der Trolleybus Neuenburg in Valangin mit dem ehemaligen Trolleybus Val de Ruz verknüpft. Es verkehrte eine Gemeinschaftslinie von Neuenburg nach Cernier. Zwischen Neuenburg und Valangin fuhren dabei VR-Trolleybusse unter TN-Fahrleitung, im Abschnitt Valangin–Cernier entsprechend TN-Wagen unter VR-Infrastruktur. Nach dem gleichen Muster betrieben die Kreis Moerser Verkehrsbetriebe und die Duisburger Verkehrsgesellschaft in den 1950er und 1960er Jahren die Gemeinschaftslinien 4 und 5 des Oberleitungsbus Moers.
- Beim ehemaligen Oberleitungsbus Stockholm existierte neben dem städtischen Netz der AB Stockholms Spårvägar (SS) eine private Linie nach Kvarnholmen, die von der Transport AB Stockholm–Kvarnholmen (TSK) betrieben wurde.

Mit der Trennung von Betrieb und Infrastruktur ist fallweise auch die Entrichtung von Benutzungsgebühren an den jeweiligen Besitzer der Oberleitungsinfrastruktur verbunden. Hierbei bestehen Analogien zur sogenannten „Schienenmaut“, etwa dem deutschen Trassenpreissystem (TPS). In Esslingen am Neckar beispielsweise hätte ein potentieller privater Obusbetreiber Stand 2016 jährlich eine Million Euro Trassengebühren an die Stadt bezahlen müssen.

### Polarität

Im Solinger Netz ist die Polarität teilweise farbig markiert, so wie an dieser Einspeisungsstelle. Rechts der rote Pluspol, links der blaue Minuspol.

In Ländern mit Rechtsverkehr ist in der Regel der in Fahrtrichtung gesehen linke – und von den Gebäuden abgewandte – Fahrdraht der positive Pol. Der rechte Fahrdraht übernimmt die Funktion des negativen Pols. In manchen Städten ist die Polarität der elektrischen Spannung auch umgekehrt. Falls Teile der elektrischen Infrastruktur – zum Beispiel Gleichstromsteller oder Umrichter – auf die Polarität empfindlich sind, erfolgt fahrzeugseitig der Anschluss des Motors in der Regel über eine Gleichrichterbrücke, auch Eingangsgleichrichter genannt. Somit kann sich die Verpolung nicht negativ auswirken, Schäden durch falsches Anlegen der Stromabnehmer werden verhindert. Bei älteren Fahrzeugen mit Widerstandssteuerung und Reihenschlussmotor ist hingegen keine Umschaltung erforderlich. Bei ihnen ändern Feld- und Ankerstrom die Polarität, womit die Drehrichtung gleich bleibt, ein Eingangsgleichrichter wird nicht benötigt.
Somit ist es bei Oberleitungsbussen prinzipiell möglich, anlässlich von Betriebsstörungen ausnahmsweise die Fahrleitung der Gegenrichtung zu benutzen – etwa wenn die Regelfahrleitung beschädigt ist oder bedingt durch Hindernisse nicht benutzt werden kann. Ist der Minuspol nicht geerdet, kann das Gleichstromnetz potentialfrei betrieben werden.
Um dem für die Wartung bzw. Reparatur der Oberleitung zuständigen Personal die Arbeit zu erleichtern, markieren manche Betriebe die Leitungselemente im Bereich von komplizierteren Fahrleitungsanlagen farbig. Hierbei steht Rot für den Pluspol und Blau für den Minuspol.

### Kurvenschienen und Deckenstromschienen
In Kurven werden sogenannte Kurvenschienen verwendet. Ein längerer Bogen ist dabei in mehrere abrupte Fahrtrichtungsänderungen unterteilt, das heißt, einer vergleichsweise kurzen Kurvenschiene folgt stets ein längeres Stück Standardoberleitung. Die Länge der Kurvenschienen ist dabei vom Kurvenradius bzw. von der Fahrdrahtabweichung abhängig. Solche festen Schienen kommen mitunter ebenso in niedrigen Unterführungen, Tunnelstrecken oder Wagenhallen zur Anwendung, das heißt überall dort, wo nach oben hin kein Raum zur Aufhängung der Oberleitung zur Verfügung steht, ähnlich der Deckenstromschiene im Bahnverkehr.

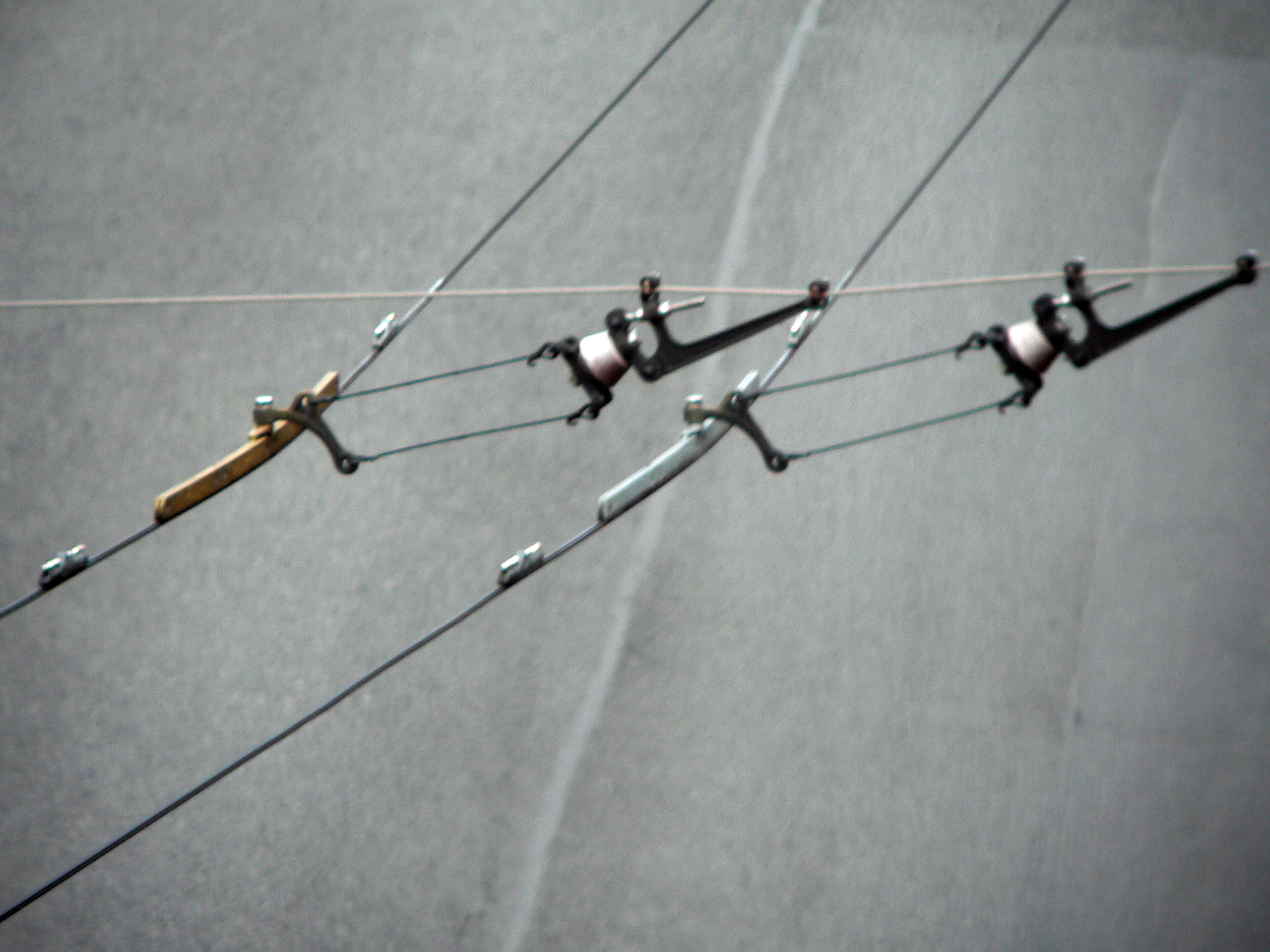
Kurze Kurvenschiene mit Schrägpendelaufhängung
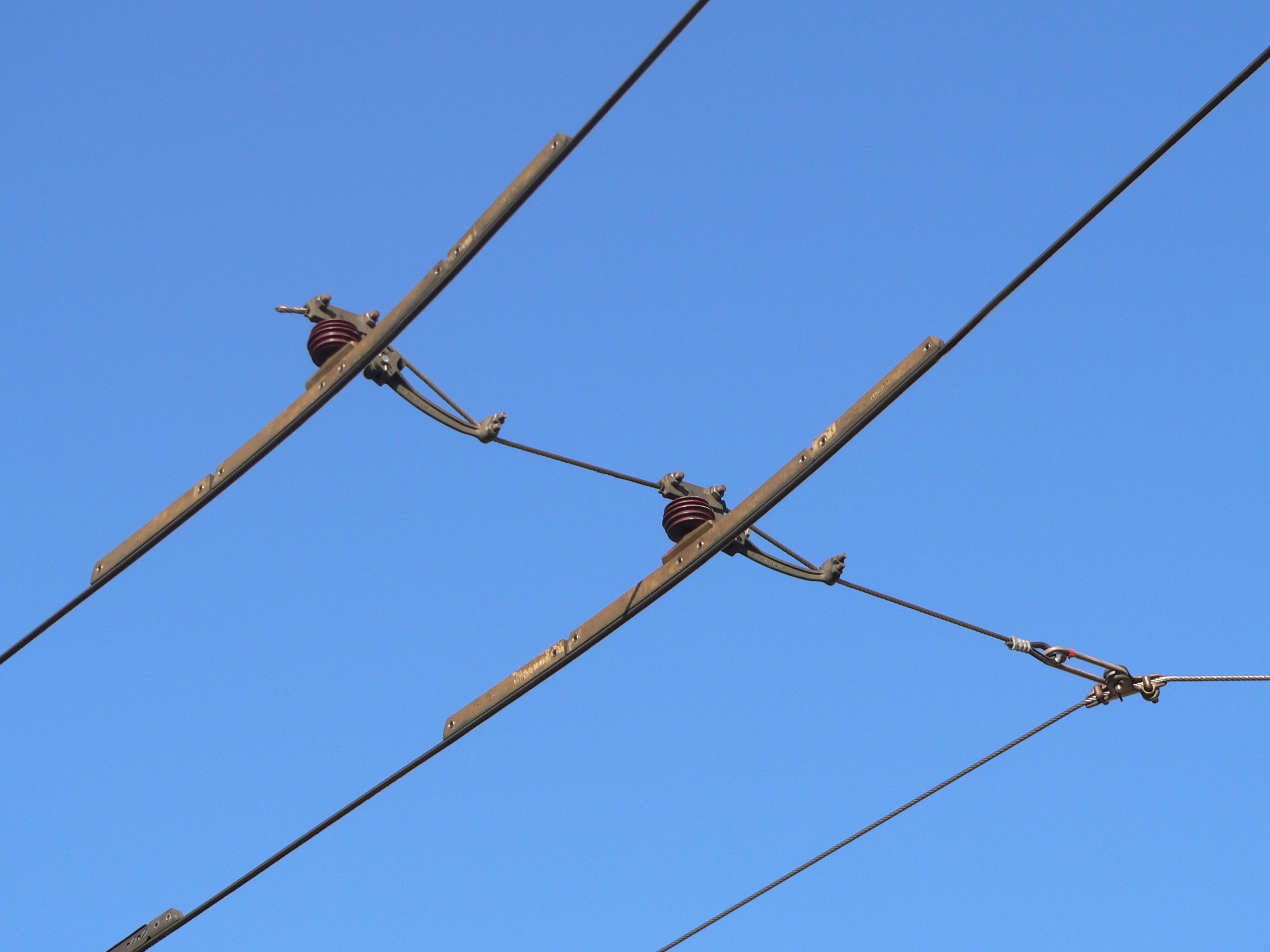
Mittellange Kurvenschiene mit starrer Aufhängung
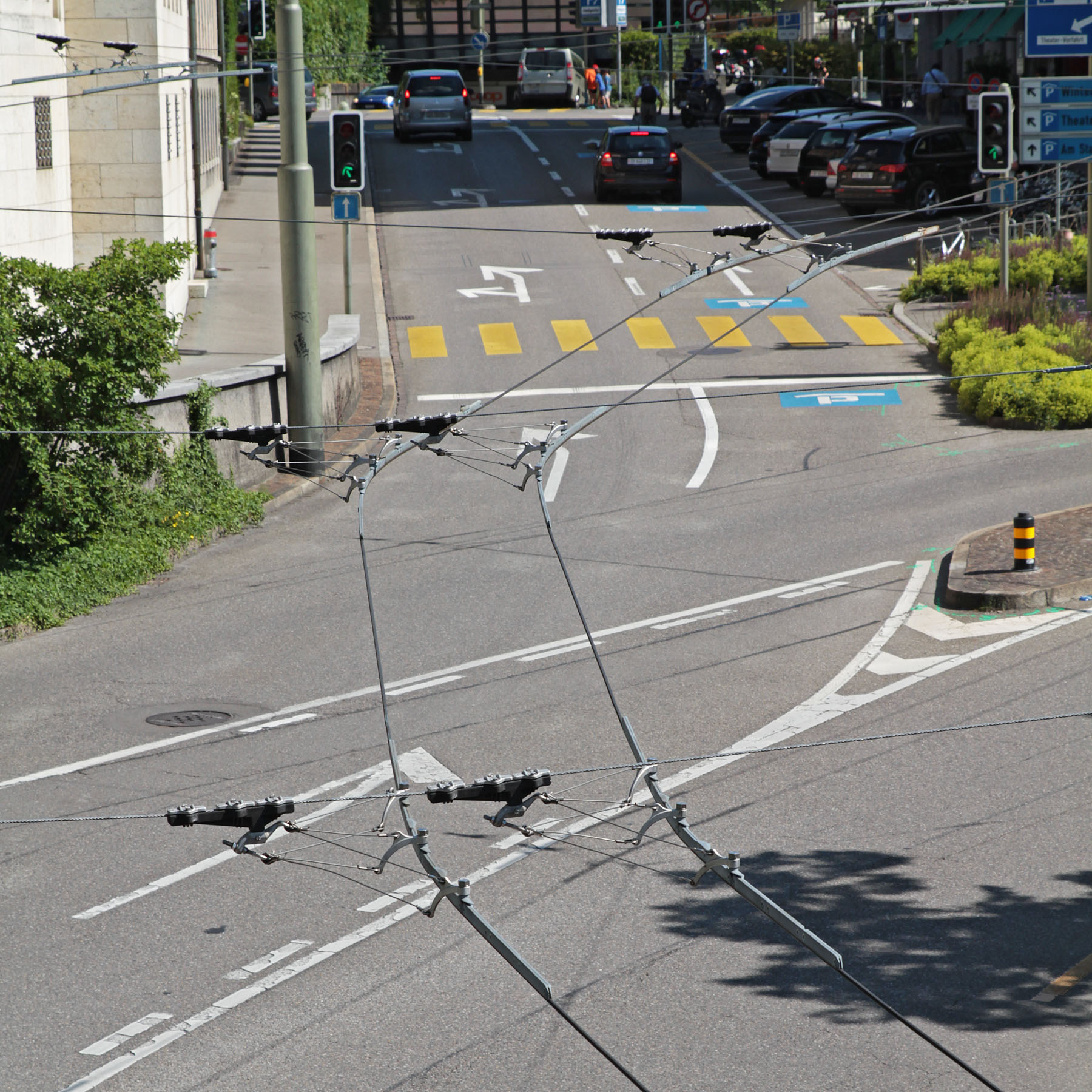
Längere Kurvenschienen mit Schrägpendelaufhängung
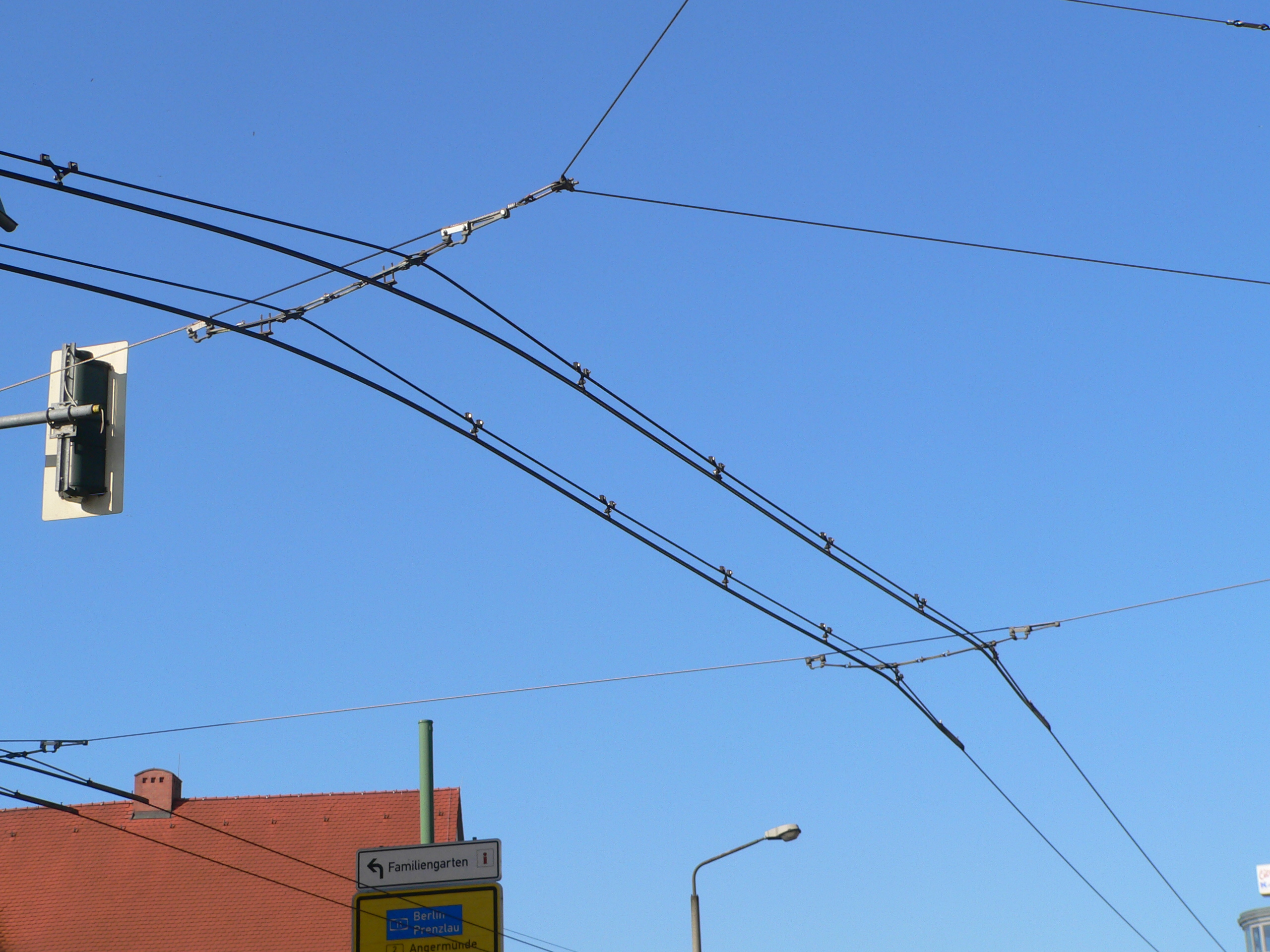
Überlange Kurvenschiene mit starrer Aufhängung
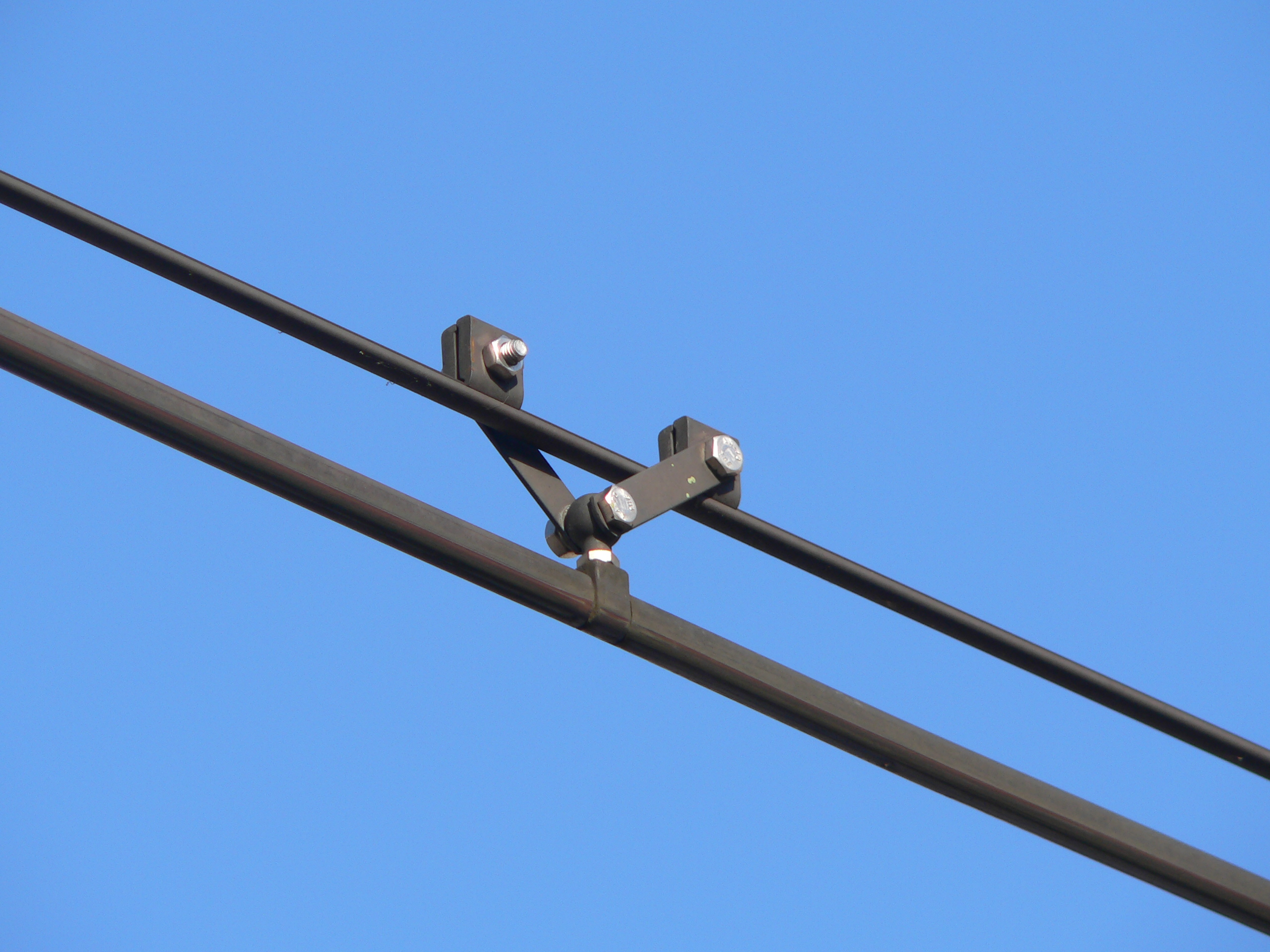
Befestigungsdetail einer überlangen Kurvenschiene

### Wendeanlagen

#### Schleifen
Oberleitungsbusse sind fast immer Einrichtungsfahrzeuge. An den Linienendpunkten steht daher meist eine Wendeschleife zur Verfügung – speziell beim Oberleitungsbus auch Oberleitungsschleife, Fahrleitungsschleife oder Fahrleitungskehre genannt. Man unterscheidet dabei zwischen rechtsdrehenden Schleifen im Uhrzeigersinn (bei Rechtsverkehr mit Fahrleitungskreuzung) und linksdrehenden Schleifen entgegen dem Uhrzeigersinn (bei Rechtsverkehr ohne Fahrleitungskreuzung). Wird eine Schleife von mehreren Linien benutzt, so ist diese häufig zweispurig ausgeführt oder besitzt zumindest partiell eine zusätzliche Abstellspur. Dadurch können an den Linienendpunkten pausierende Fahrzeuge überholt werden. Teilweise sind die Abstellspuren nicht mit der Regelfahrleitung verbunden, in diesem Fall müssen die Stromabnehmer manuell umgelegt werden. Dadurch wird gewährleistet, dass die Nebenverbraucher – wie zum Beispiel die Heizung – auch bei längeren Pausen mit Strom versorgt werden. Alternativ verfügen manche Typen hierzu über Batterien.
Eine Obus-typische Besonderheit sind Wendeschleifen, die ähnlich einer Wäschespinne um einen einzigen Oberleitungsmast herumgeführt werden, manchmal auch Wendemast genannt. Darüber hinaus eignen sich auch Kreisverkehre als Wendemöglichkeit für Oberleitungsbusse. Führt eine Schleifenfahrt durch mehrere Straßenzüge, so spricht man von einer Häuserblockschleife, Blockschleife oder Blockumfahrung.

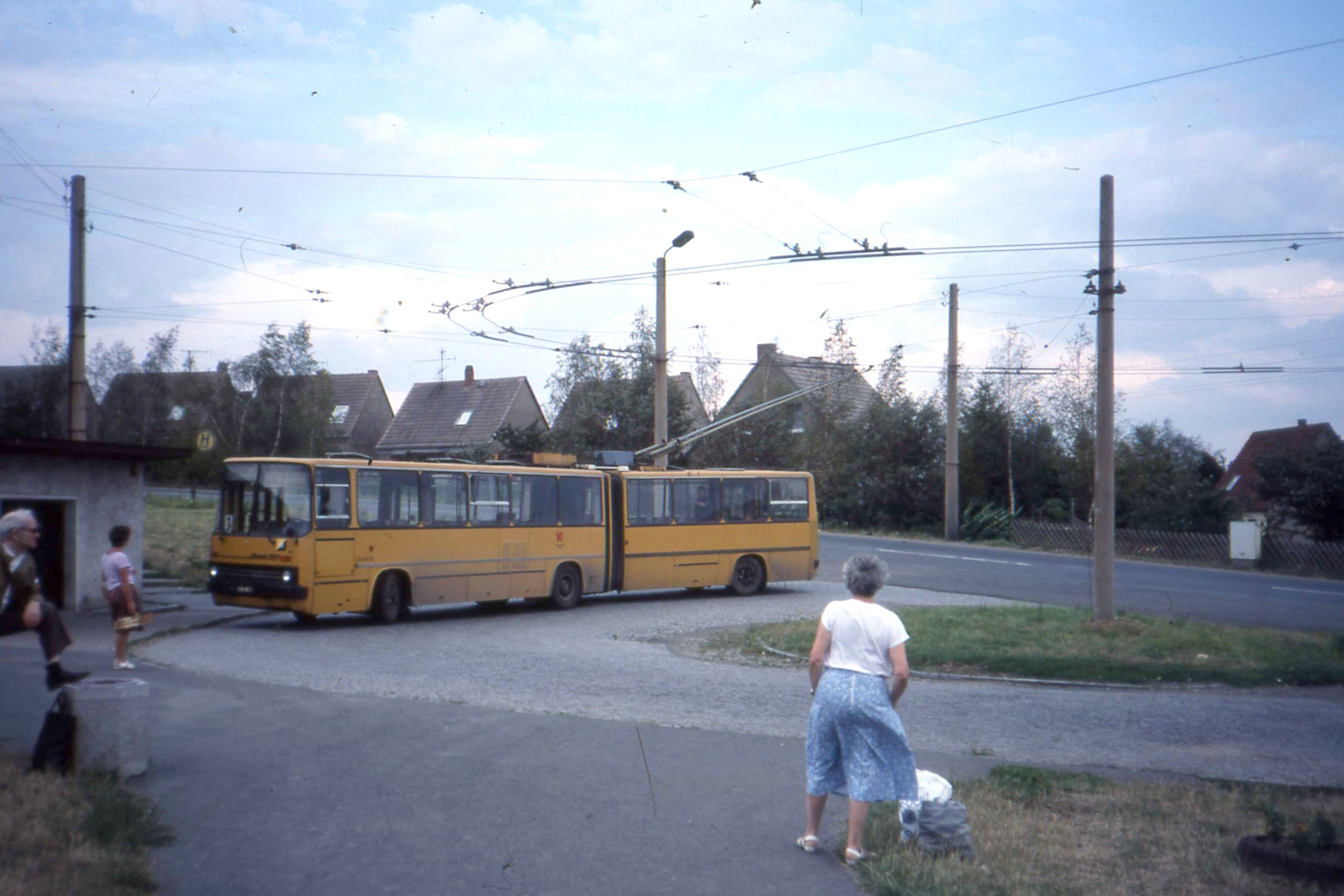
Einfache Wendeschleife in Weimar, Ortsteil Schöndorf
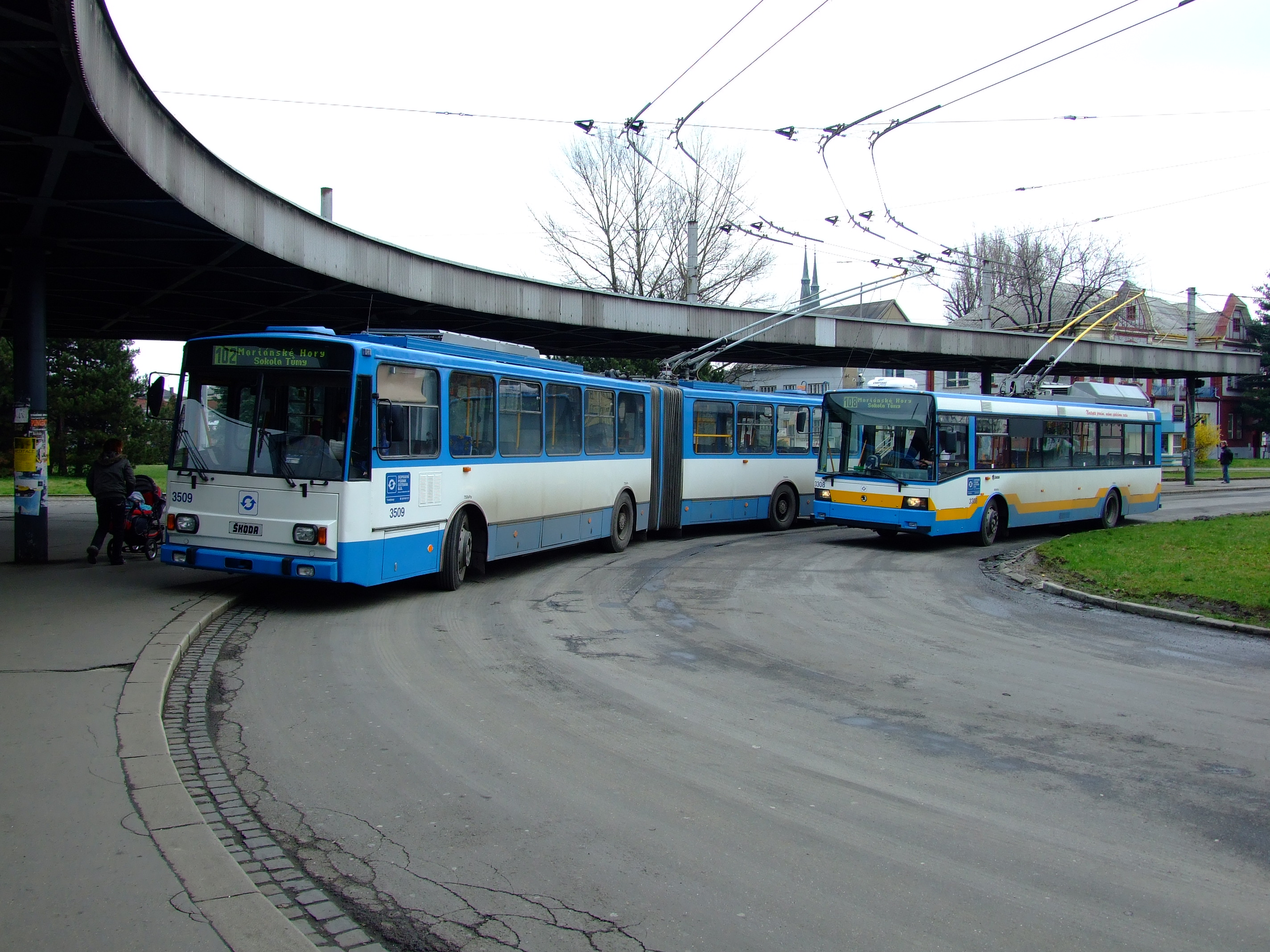
Ostrava: Wendeschleife mit Überholmöglichkeit im Schleifeninneren
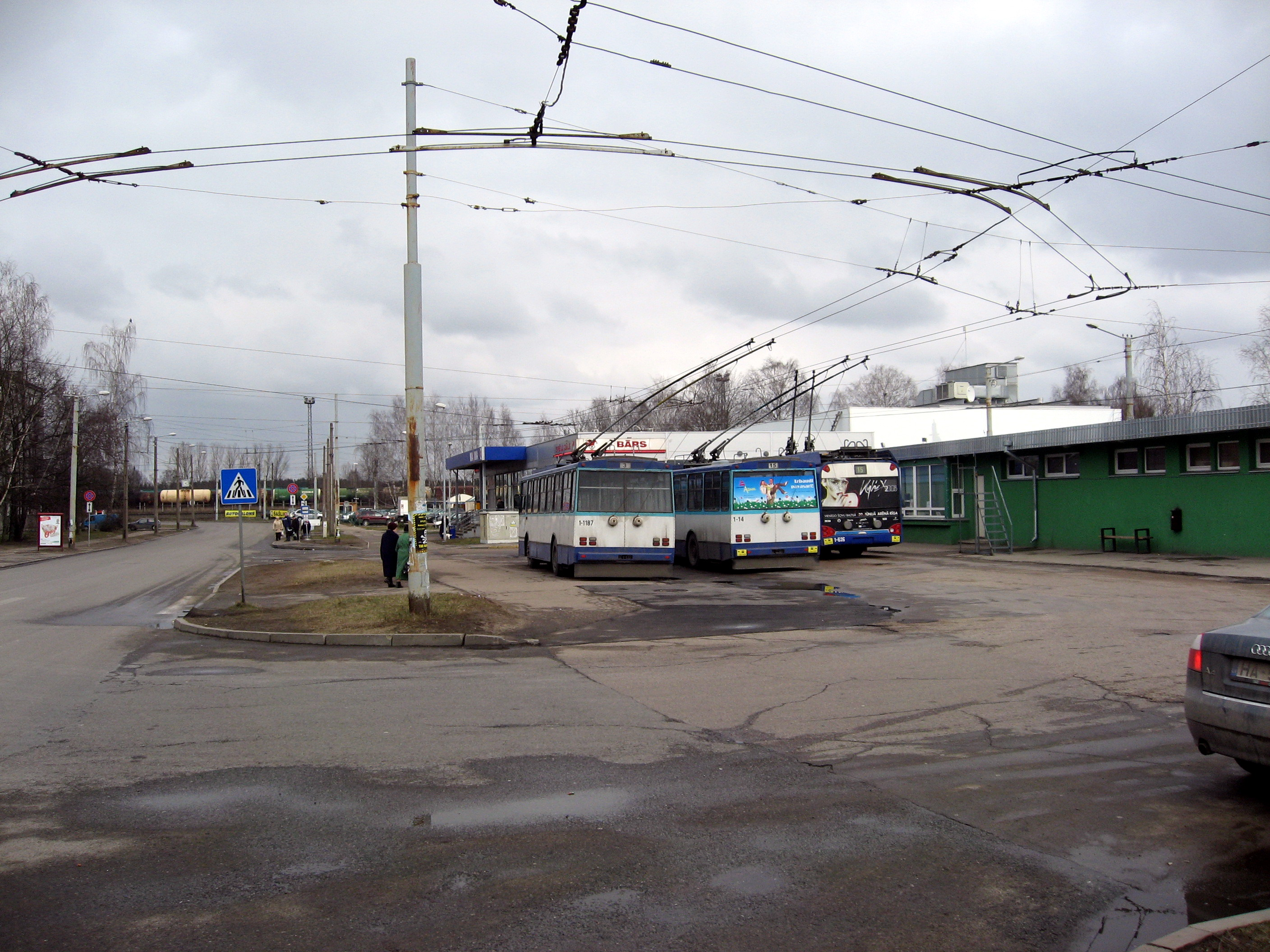
Riga: Abstellspur ohne Verbindung zur Regelfahrleitung
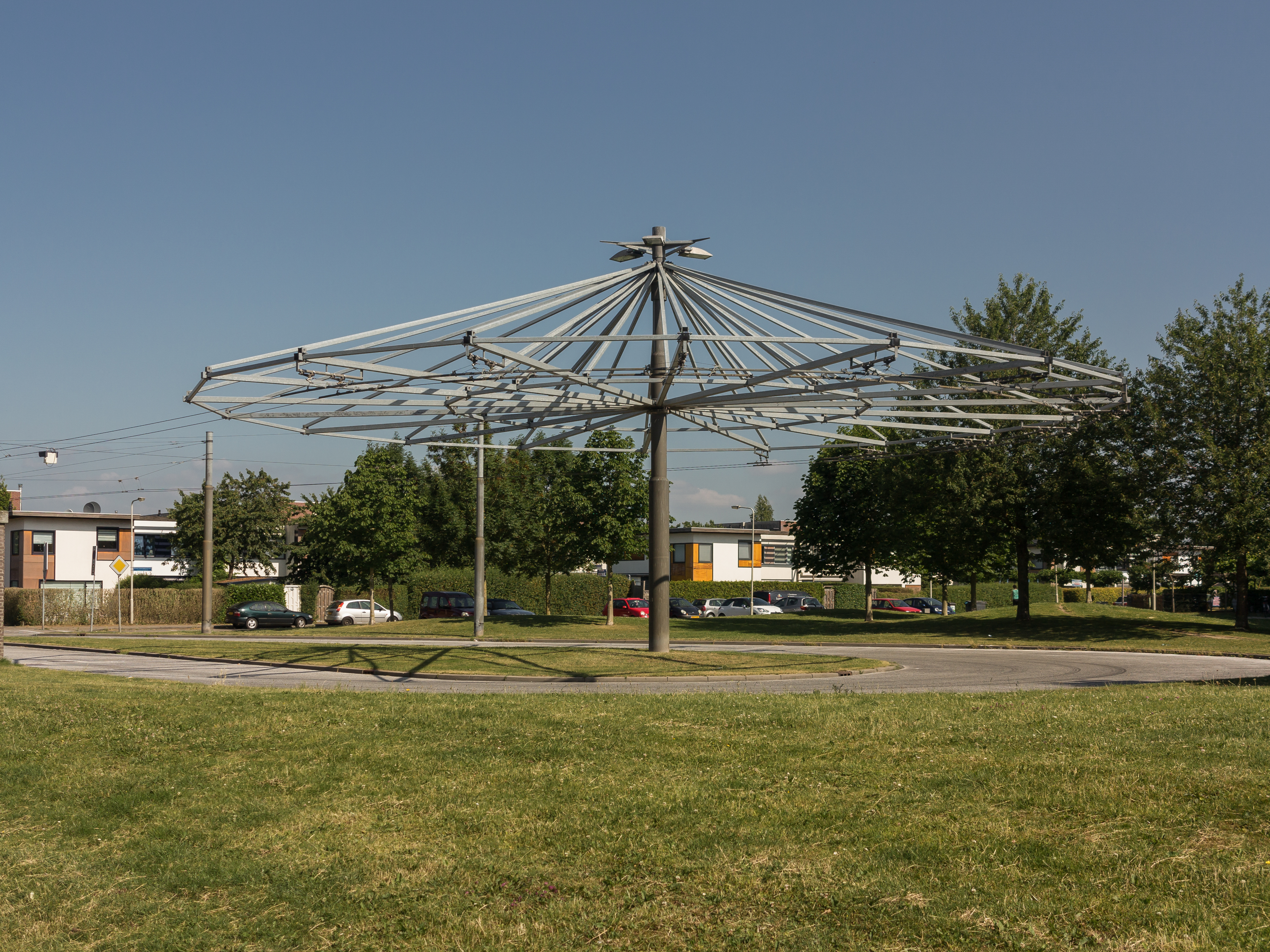
Wendeschleife nach Art einer Wäschespinne in Arnhem
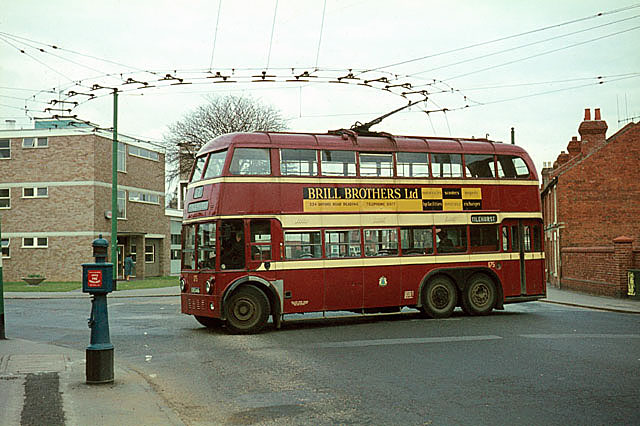
Reading, Großbritannien: Wendeschleife auf einer Straßenkreuzung (1966)
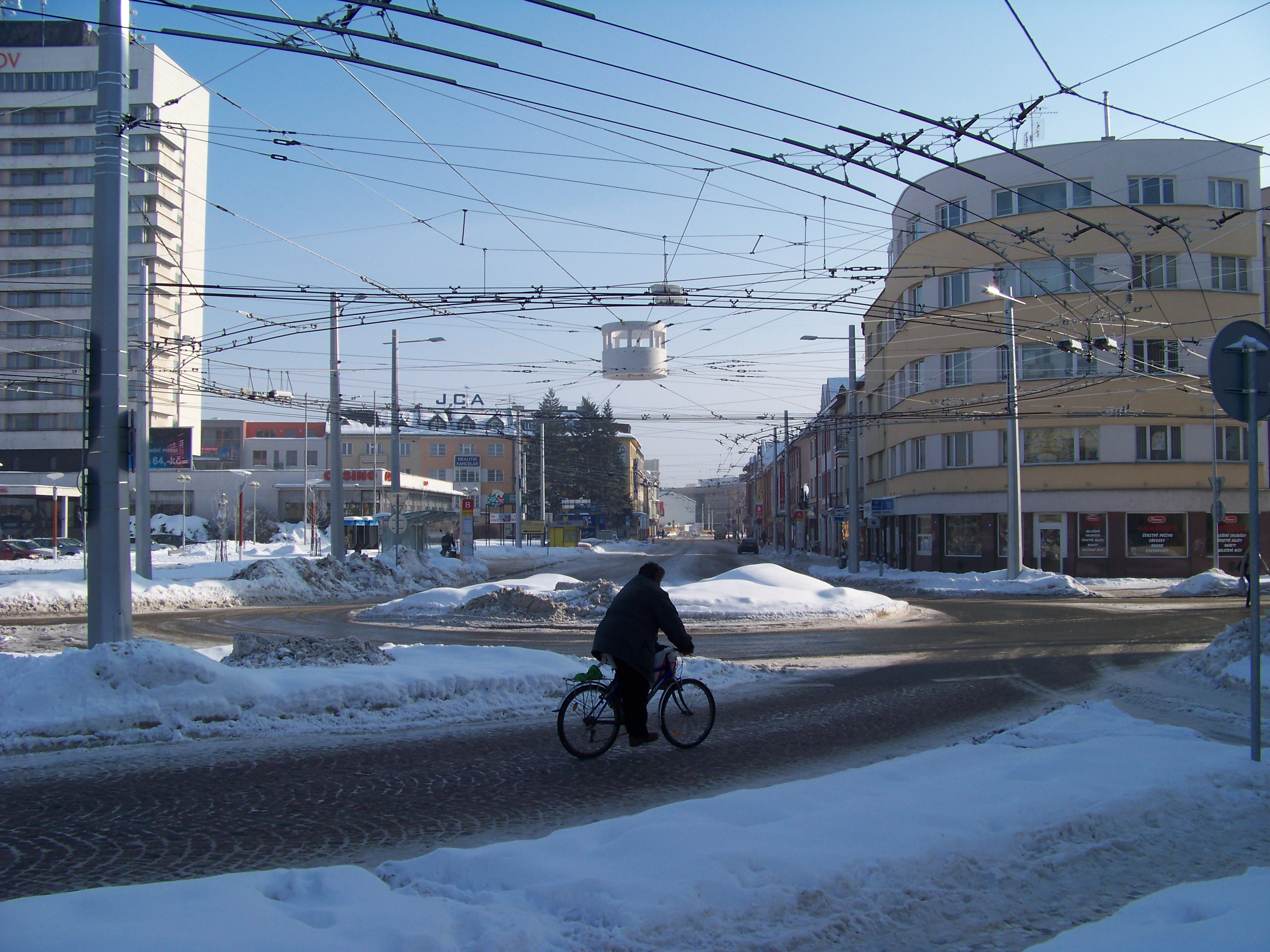
Hradec Králové: Wendeschleife im Zuge eines Kreisverkehrs

#### Dreiecke

Funktionsprinzip eines Wendedreiecks, hier als Zwischenendstelle

Seltener werden Wendedreiecke verwendet, auch Y-Kehre, Dreieckskehre oder Fahrleitungsdreieck genannt. Sie waren früher unter anderem in Braga, Dresden, Czernowitz, Insterburg, Marseille, München, Porto und Timișoara anzutreffen. Bei diesen Anlagen mussten die Oberleitungsbusse nach dem Prinzip des Wendens in drei Zügen zweimal die Fahrtrichtung wechseln und zudem ein kurzes Stück rückwärts fahren. Als weitere Besonderheit wurden dabei ausnahmsweise auch Luftweichen im Rückwärtsgang passiert. Y-Kehren wurden vor allem dort angelegt, wo kein Platz zur Errichtung von Kehrschleifen war bzw. der Radius der Fahrleitung zu eng gewesen wäre. Jedoch verhinderten sie den Anhängerbetrieb, weshalb sie beispielsweise in Insterburg schon nach wenigen Jahren durch Schleifen ersetzt wurden.
Zwischen 2014 und 2016 wendeten wiederum in Budapest zwei Linien per Dreieckskehre, da die Blockumfahrung am Parlament stillgelegt wurde. Da dort allerdings keine Luftweichen zur Verfügung standen, wurden die Stangen von örtlichem Personal manuell umgehängt.

#### Drehscheiben

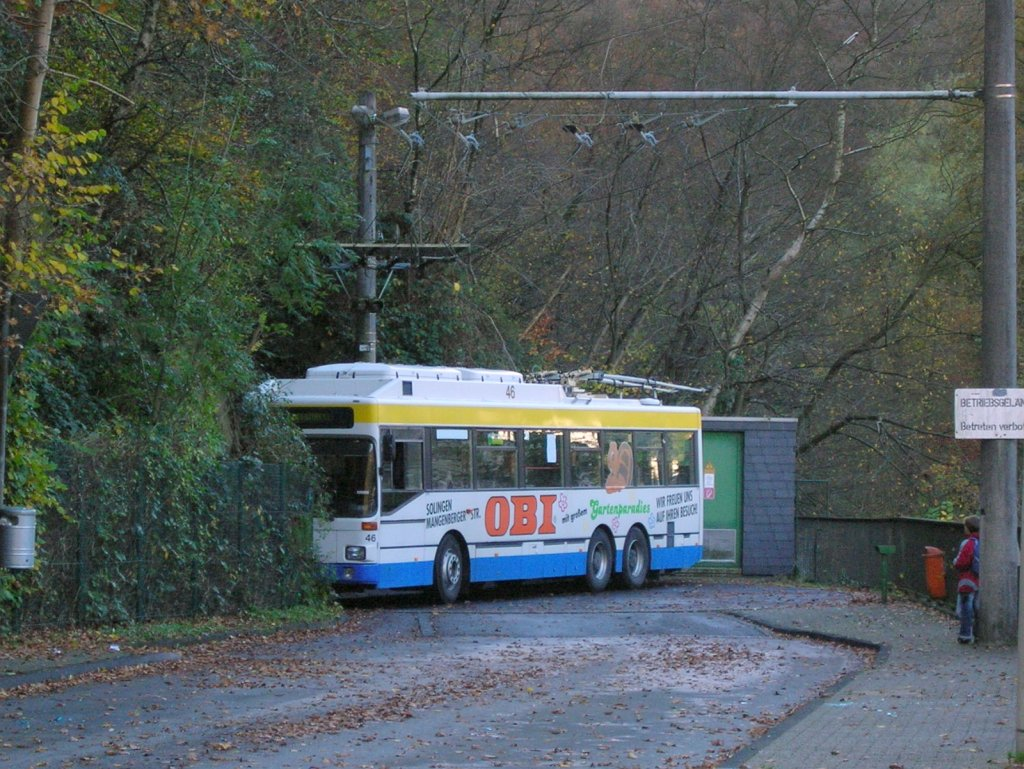
Solingen: ein MAN SL 172 HO auf der Drehscheibe Unterburg

Eine Kuriosität des Solinger Betriebes ist die planmäßig von 1959 bis 2009 betriebene Drehscheibe Unterburg. Sie ist die letzte von weltweit fünf Obus-Drehscheiben. Infolge der Verlängerung der Linie 683 wird die Drehscheibe seit Mitte November 2009 nicht mehr benötigt, soll aber dauerhaft museal erhalten bleiben. Zwei weitere Anlagen dieser Art befanden sich in Großbritannien. Hierbei handelte es sich zum einen um die Drehscheibe Christchurch (1936 bis 1969), zum anderen um die Drehscheibe Longwood bei Huddersfield (1939 bis 1940). Die vierte Obus-Drehscheibe existierte von 1982 und 1983 beziehungsweise von 1985 bis 1988 im Obus-Tunnel von Guadalajara, Mexiko. Die beengten Platzverhältnisse im Untergrund ließen dort keine andere Lösung zu. Die fünfte Anlage diente ab 1914 der ersten Obuslinie in Shanghai als Wendemöglichkeit.

#### Umkehren per Schwungfahrt
Eine Sonderform des Wendevorgangs ist das Umkehren per Schwungfahrt. Sie wird in Ausnahmefällen angewandt, wenn keine ortsfeste Wendeanlage und kein Hilfsantrieb zur Verfügung steht.
Auf flachen Streckenabschnitten steigt dazu der Schaffner oder ein anderer Mitarbeiter des Verkehrsbetriebs – teilweise auch zwei Personen gleichzeitig – auf die hintere Stoßstange des Oberleitungsbusses der gewendet werden soll oder läuft diesem ein Stück hinterher. An einer vorbestimmten Stelle zieht das genannte Begleitpersonal dann die beiden Stromabnehmerstangen von der Oberleitung, unmittelbar danach lenkt der Fahrer scharf nach links (bei Rechtsverkehr) und rollt mit Schwung unter die auf der anderen Straßenseite befindliche Oberleitung der Gegenrichtung. Dort wird anschließend wieder manuell eingedrahtet, damit das Fahrzeug die Rückfahrt antreten kann. Voraussetzung für dieses Verfahren ist jedoch eine ausreichend breite mehrspurige Straße, die Anlage der Oberleitungen über den äußeren Fahrspuren, eine für den Moment des Wendevorgangs freie Straße sowie mit Fangseilen ausgestattete Stromabnehmerstangen.
Eine alternative Möglichkeit, Trolleybusse mittels Schwungfahrt zu wenden, ist die Ausnutzung von Gefällen. Dabei wird von der elektrifizierten Strecke aus in eine abzweigende und ansteigende Seitenstraße abgebogen. Befindet sich die elektrifizierte Strecke, von der gewendet werden soll, in einem Gefälle, so können die Stromabnehmer im Stand abgezogen und das Fahrzeug anschließend in die Seitenstraße gerollt werden. Anschließend rollt der Wagen – analog zu einem Wendedreieck – rückwärts aus der Seitenstraße heraus wieder zurück auf die Hauptstrecke. Diese Art des Wendens wurde in den Anfangsjahren des Trolleybus Winterthur praktiziert. Alternativ ist es auch möglich, mittels während der Fahrt abgezogener Stromabnehmer wie in der ersten Variante in die Seitenstraße zu gelangen.

### Luftweichen

Nummerierung einer Luftweiche in Teplice

Schema einer symmetrischen Auslaufweiche, Stellrichtung nach B

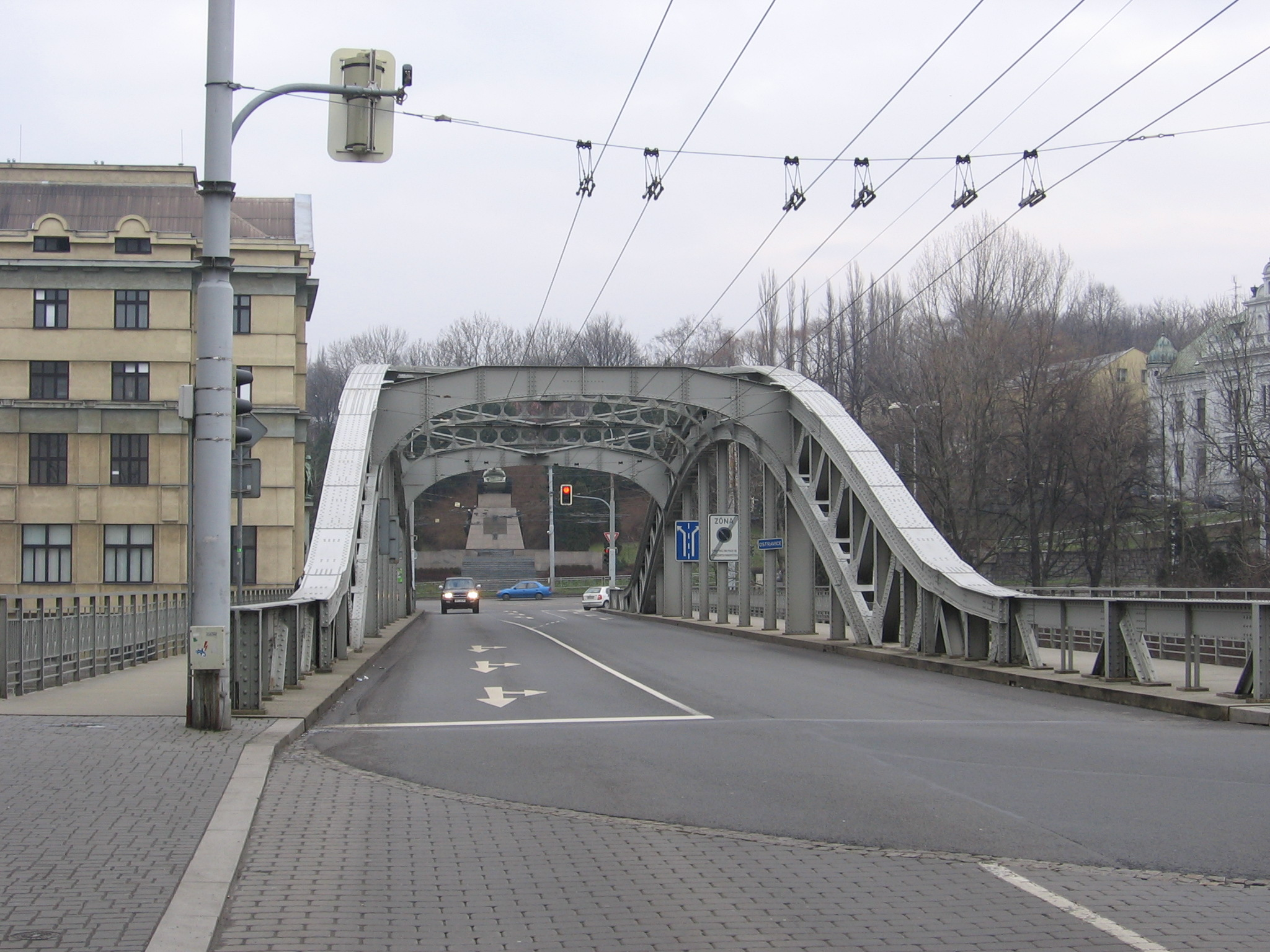
Vorsortierung in Ostrava, die Luftweiche befindet sich im Rücken des Fotografen, die eigentliche Verzweigung aber erst hinter der Brücke

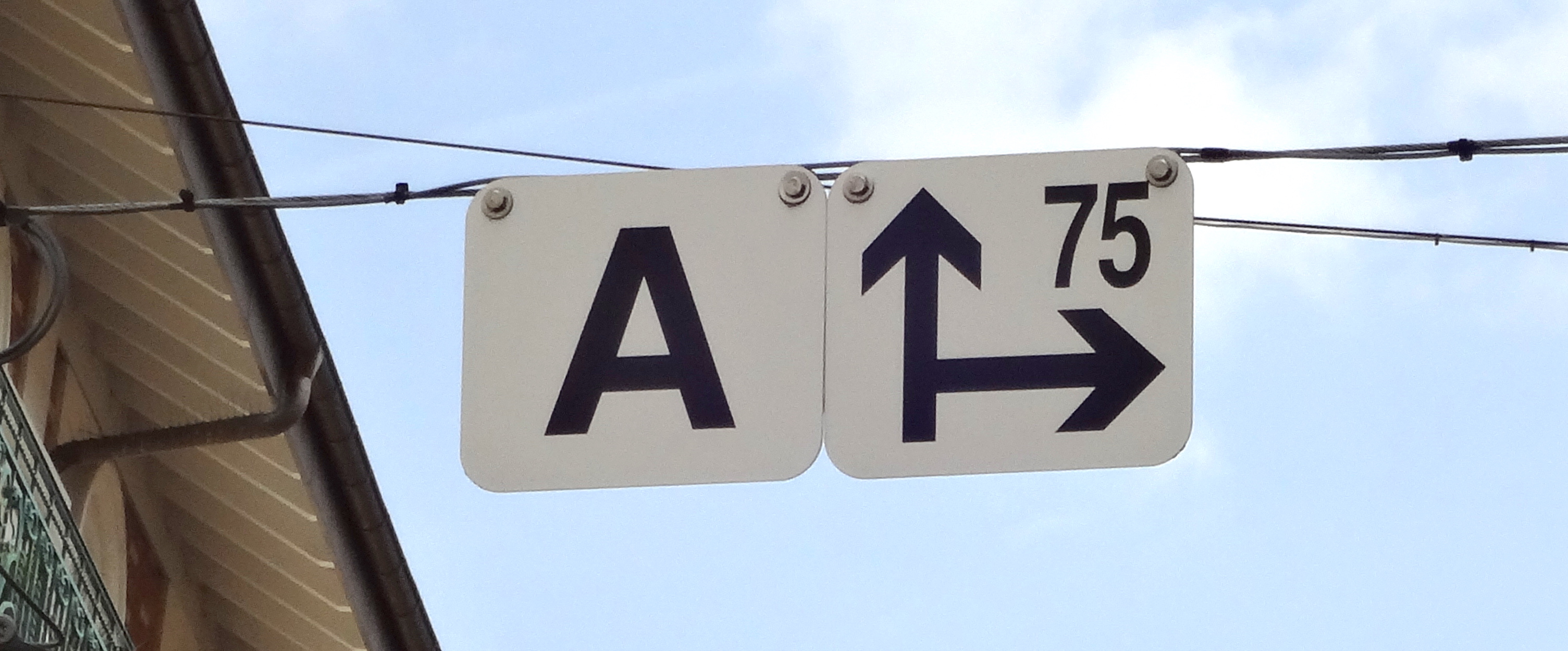
Genf: Signalisierung der Erfassungsantenne für die automatische („A“) Weichensteuerung und Code („75“) für die manuelle Steuerung mit den zwei möglichen Positionen

Die Weichen der Obus-Oberleitung werden als Luftweichen bezeichnet, seltener auch als Oberleitungsweichen, Fahrleitungsweichen oder Fahrdrahtweichen. Es wird dabei zwischen spitz befahrenen Auslaufweichen (bei denen sich die Oberleitung aufteilt) und stumpf befahrenen Einlaufweichen (mit deren Hilfe zwei Oberleitungen zusammengeführt werden) unterschieden. Wegen der Schleifschuhe der Obus-Stromabnehmer, die die Fahrdrähte auf beiden Seiten umgreifen, funktionieren Fahrdrahtweichen für den Obus-Betrieb wie auch in Straßenbahnnetzen mit Stangenstromabnehmern nach dem Prinzip der Schleppweiche. Der Antrieb einer Auslaufweiche wird heute per Fernsteuerung vom Fahrzeug aus gestellt. Dies geschieht entweder mittels Funksignalübertragung, auch Weichenfunk genannt, oder durch eine induktive Weichensteuerung – letztere meist unter Zuhilfenahme von im Boden eingelassenen Induktionsschleifen. In der Regel ist die Weichensteuerung mit dem rechnergestützten Betriebsleitsystem (RBL) gekoppelt und erfolgt somit vollautomatisch. Steht kein RBL zur Verfügung, muss der Fahrer die gewünschte Fahrtrichtung per Knopfdruck anwählen. Einige Luftweichen, die in der Regel nur in einer Lage befahren werden, aber trotzdem ferngestellt sein müssen, haben eine Vorzugslage, in die sie nach dem Befahren selbsttätig zurückkehren. Sie müssen nur dann umgestellt werden, wenn statt der standardmäßig eingestellten die abweichende Richtung befahren werden soll. In Athen wird dies dem Fahrer beispielsweise durch rote (Weiche stellen) bzw. blaue Pfeile (Weiche nicht stellen) signalisiert.
Früher konnte die Weichensteuerung auch über einen vom Fahrer ausgelösten veränderlichen Stromverbrauch erfolgen, ähnlich dem System der Oberleitungskontakte bei der Straßenbahn. Dieses Prinzip wird auch Stellkontakt genannt. Ursprünglich wurden Luftweichen manuell gestellt. Hierzu musste der Schaffner aussteigen und ein isoliertes Zugseil bedienen. Später setzten manche Betriebe auf Druckknöpfe, die an Schaltkästen angebracht waren. Die Einlaufweichen werden hingegen in aller Regel gar nicht gestellt. Sie funktionieren nach dem Prinzip der Rückfallweiche oder besitzen keine beweglichen Teile.
Außerdem wird zwischen Weichen mit beweglichem, polarisierbarem Herzstück (in diesem Fall ist in beiden Fahrtrichtungen ein durchgehender Fahrstrom gewährleistet) und solchen ohne bewegliches Herzstück (hierbei ist der Fahrstrom in beiden Fahrtrichtungen jeweils kurz unterbrochen) differenziert.
Ferner gibt es konventionelle symmetrische Weichen und etwas modernere Schnellfahrweichen. Erstere führen in beiden Fahrtrichtungen zu einer Ablenkung der Stromabnehmer. Um Stangenentgleisungen zu vermeiden, werden sie deshalb in der Regel mit geringerer Geschwindigkeit befahren. In Esslingen ist für symmetrische Weichen beispielsweise eine Höchstgeschwindigkeit von 25 km/h vorgeschrieben.
Schnellfahrweichen können konstruktionsbedingt mit bis zu 60 km/h nur in der so genannten Vorzugsrichtung passiert werden, in der der Stromabnehmer nicht abgelenkt wird. Im Gegensatz zu den symmetrischen Weichen werden Schnellfahrweichen zwischen Rechtsfahr- und Linksfahrweichen unterschieden.
Prinzipiell befinden sich Obus-Weichen bereits einige Meter vor einer Kreuzung, das heißt in der Regel dort, wo ein Abbiegefahrstreifen beginnt. Hierbei spricht man von einer Vorsortierung, die nach Fahrtrichtung getrennten Oberleitungen werden ein Stück weit parallel geführt. Im argentinischen Mendoza wurden Luftweichen teilweise mittels einer übergespannten Zeltplane vor Witterungseinflüssen geschützt.
Mitunter wird bei selten befahrenen Abzweigstellen, wie Zwischenendstellen oder im Regelverkehr nicht genutzten Verbindungskurven, aus Kostengründen gänzlich auf Luftweichen verzichtet. In diesem Fall müssen die Stromabnehmerstangen vom Personal manuell umgesetzt werden. Ein Beispiel hierfür war die Zwischenwendeschleife Boldtstraße in Eberswalde, sie wurde zuletzt nur zweimal täglich planmäßig befahren und Ende 2011 schließlich abgebaut.

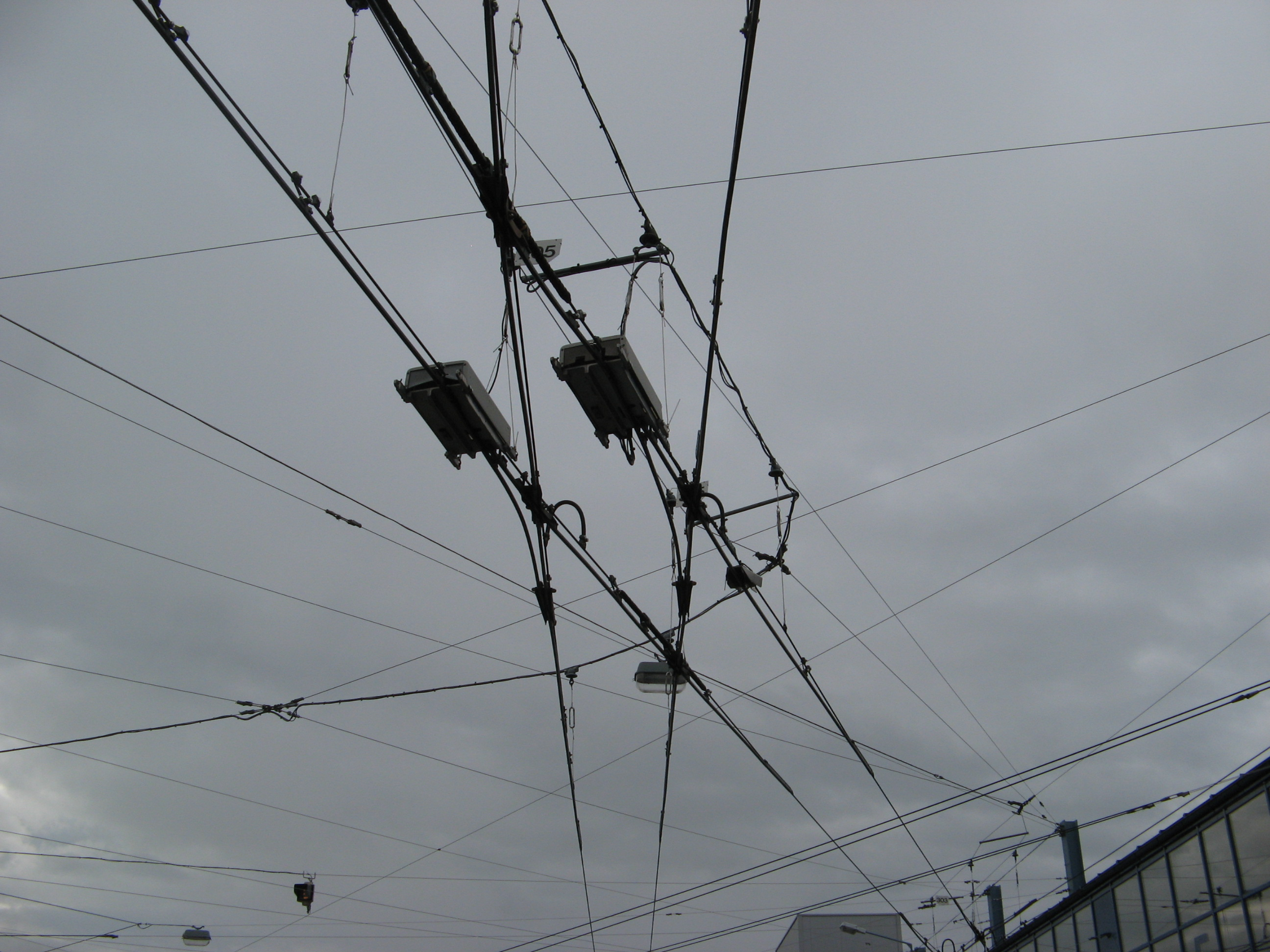
Auslaufweiche (Spurtrennung)
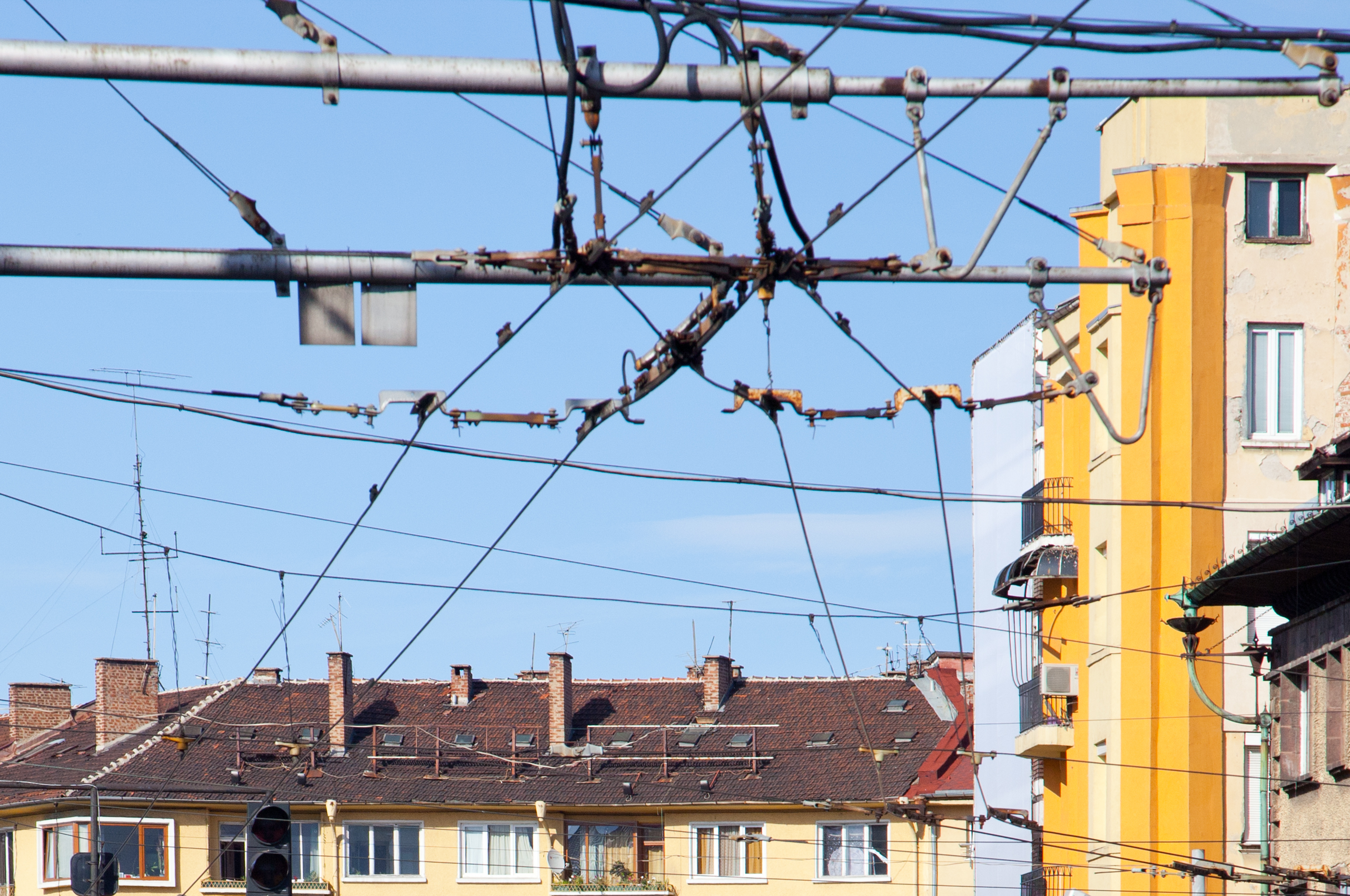
Auslaufweiche bulgarischer Bauart, symmetrisch
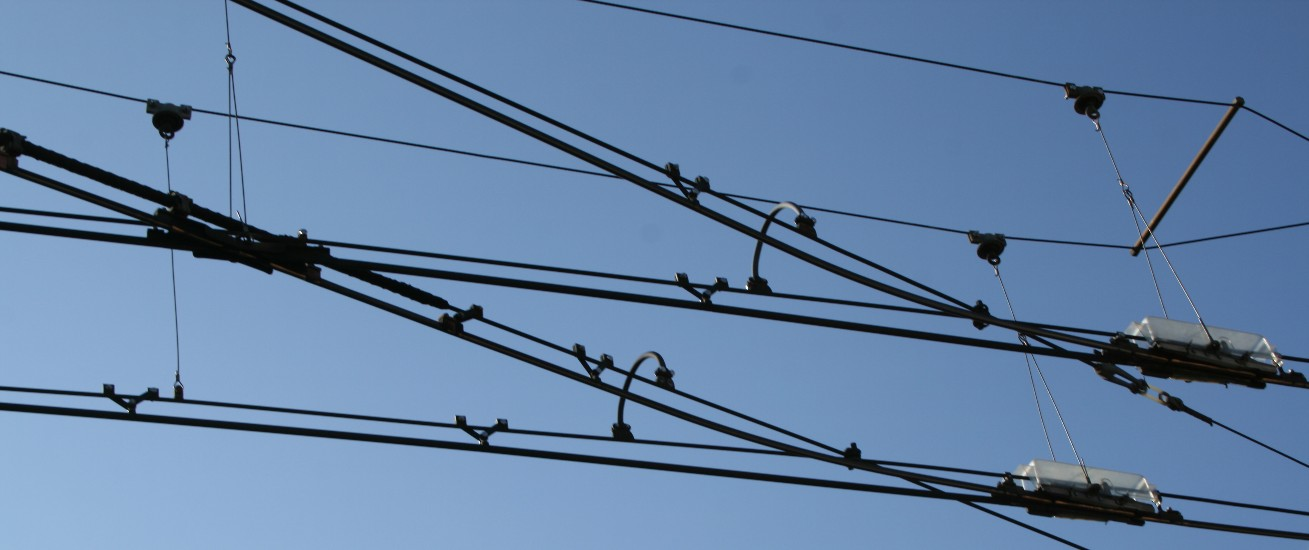
Einlaufweiche ohne bewegliche Teile (Spurzusammenführung)
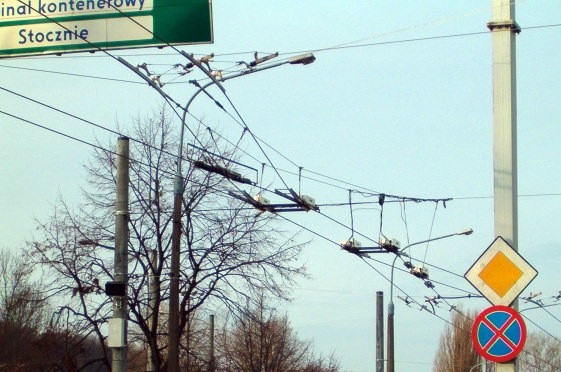
Der Einlaufweiche (vorne) folgt unmittelbar eine Auslaufweiche
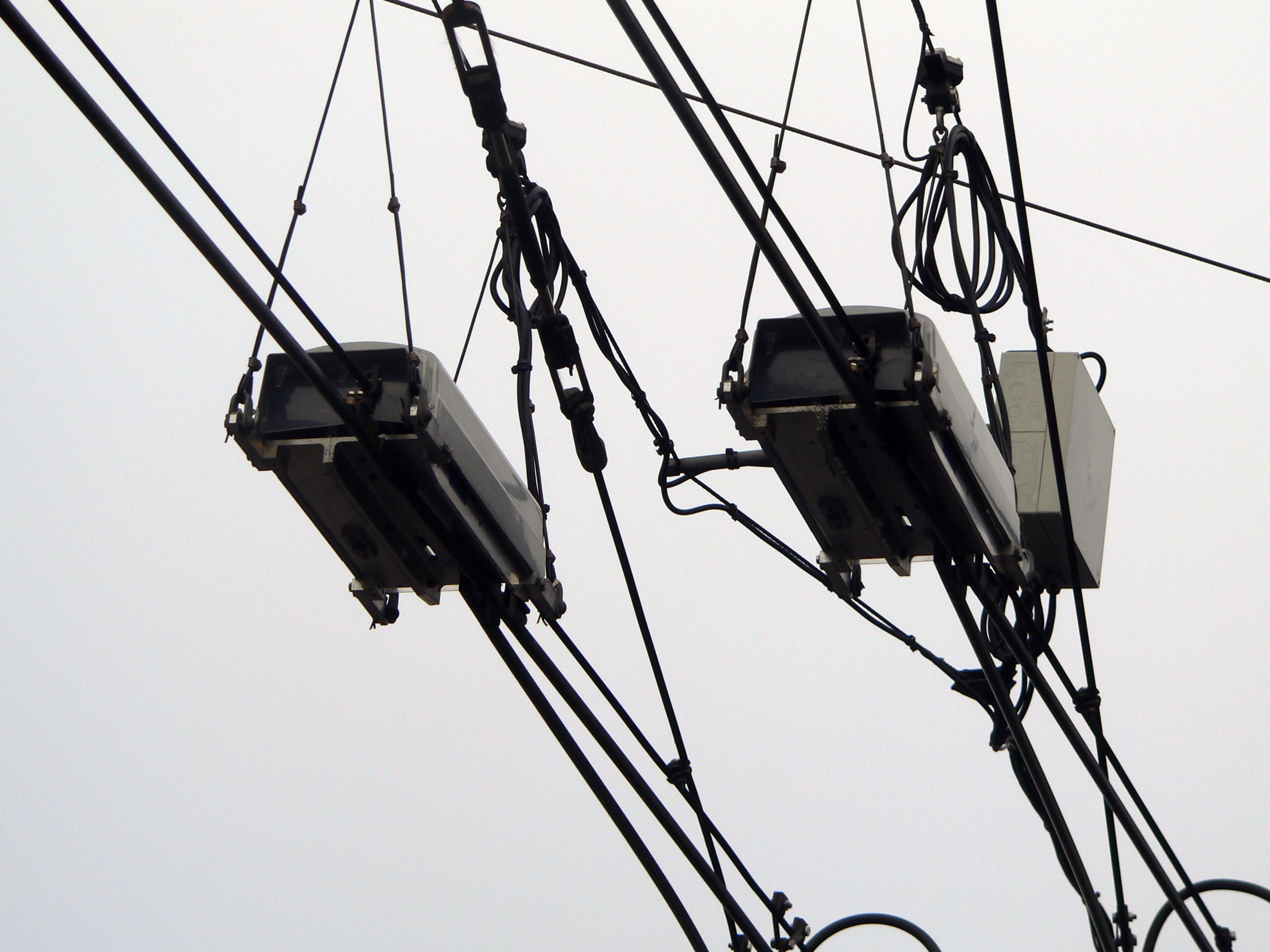
Die beiden Zungen einer Auslaufweiche
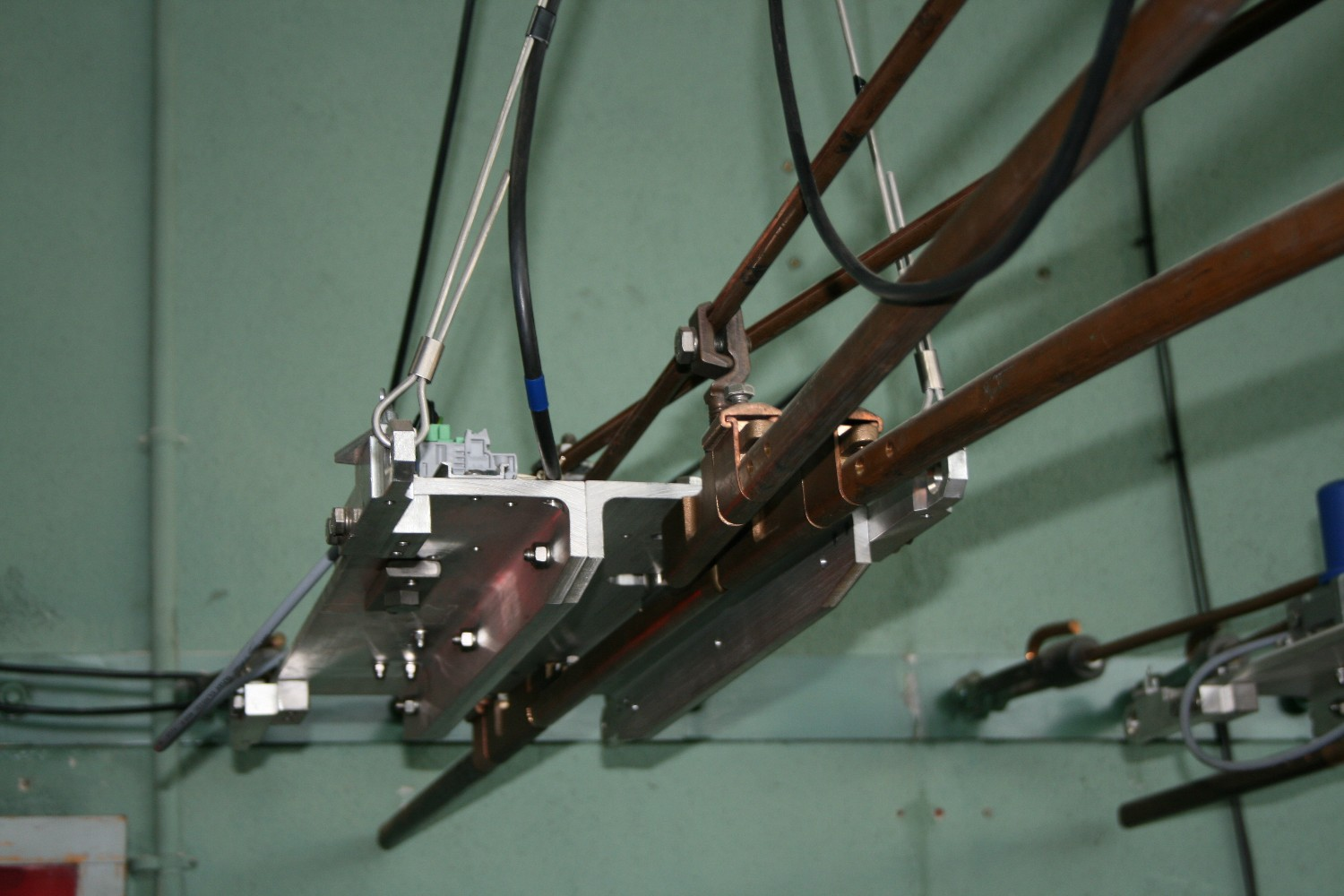
Eine halbe Zungenvorrichtung einer Auslaufweiche im Detail
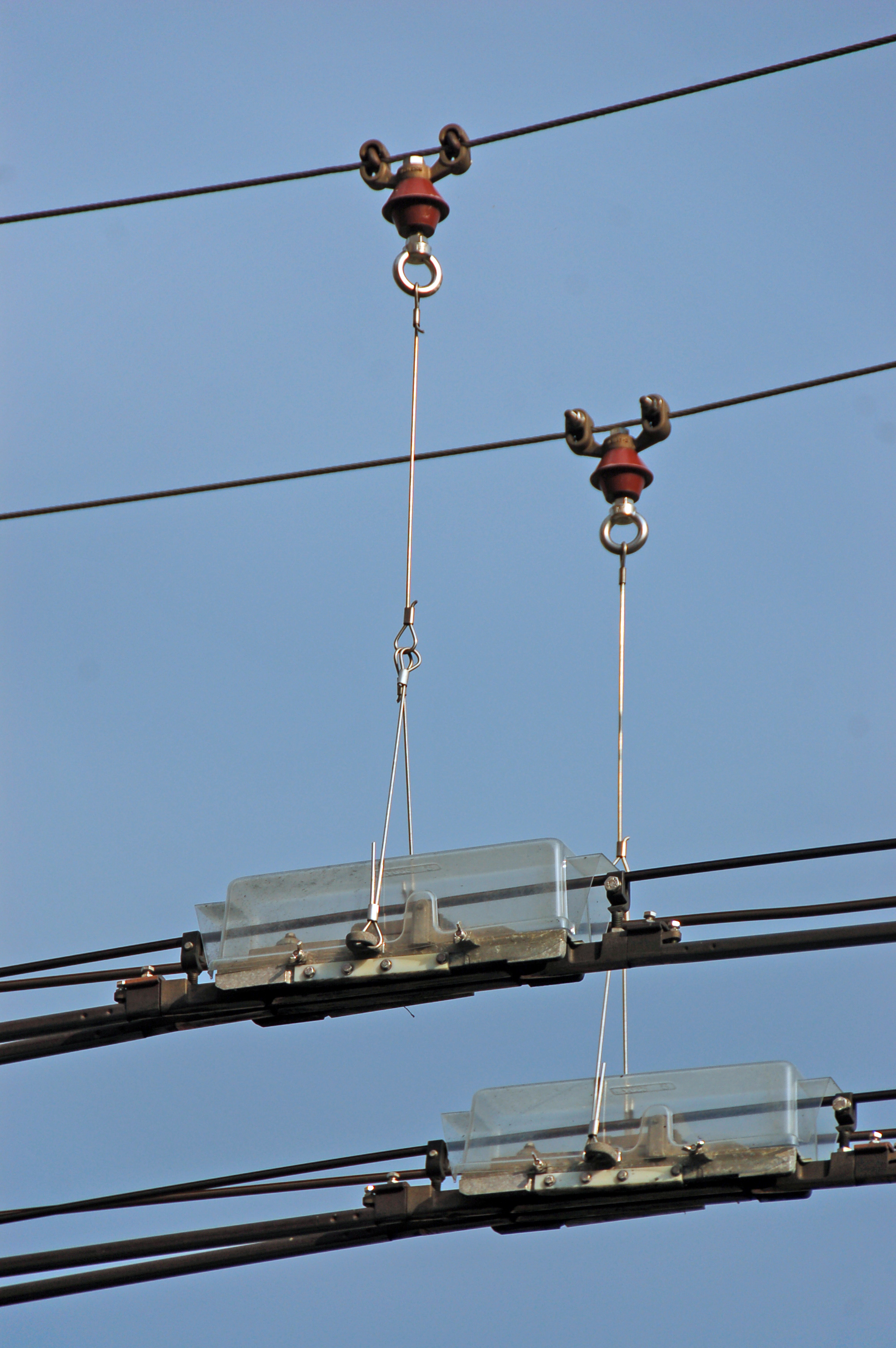
Die beiden Zungen einer Einlaufweiche
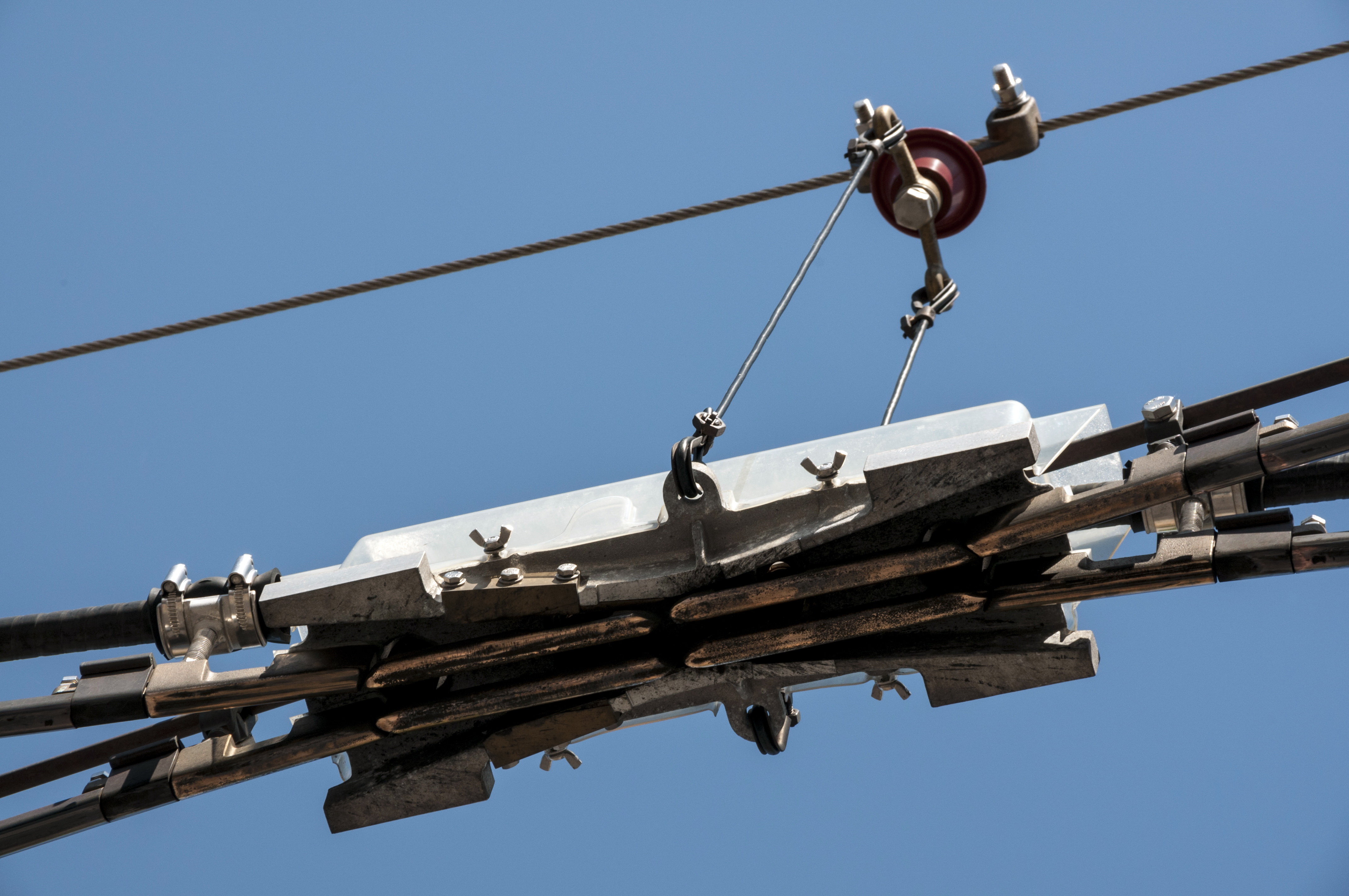
Bewegliches Herzstück einer Auslaufweiche
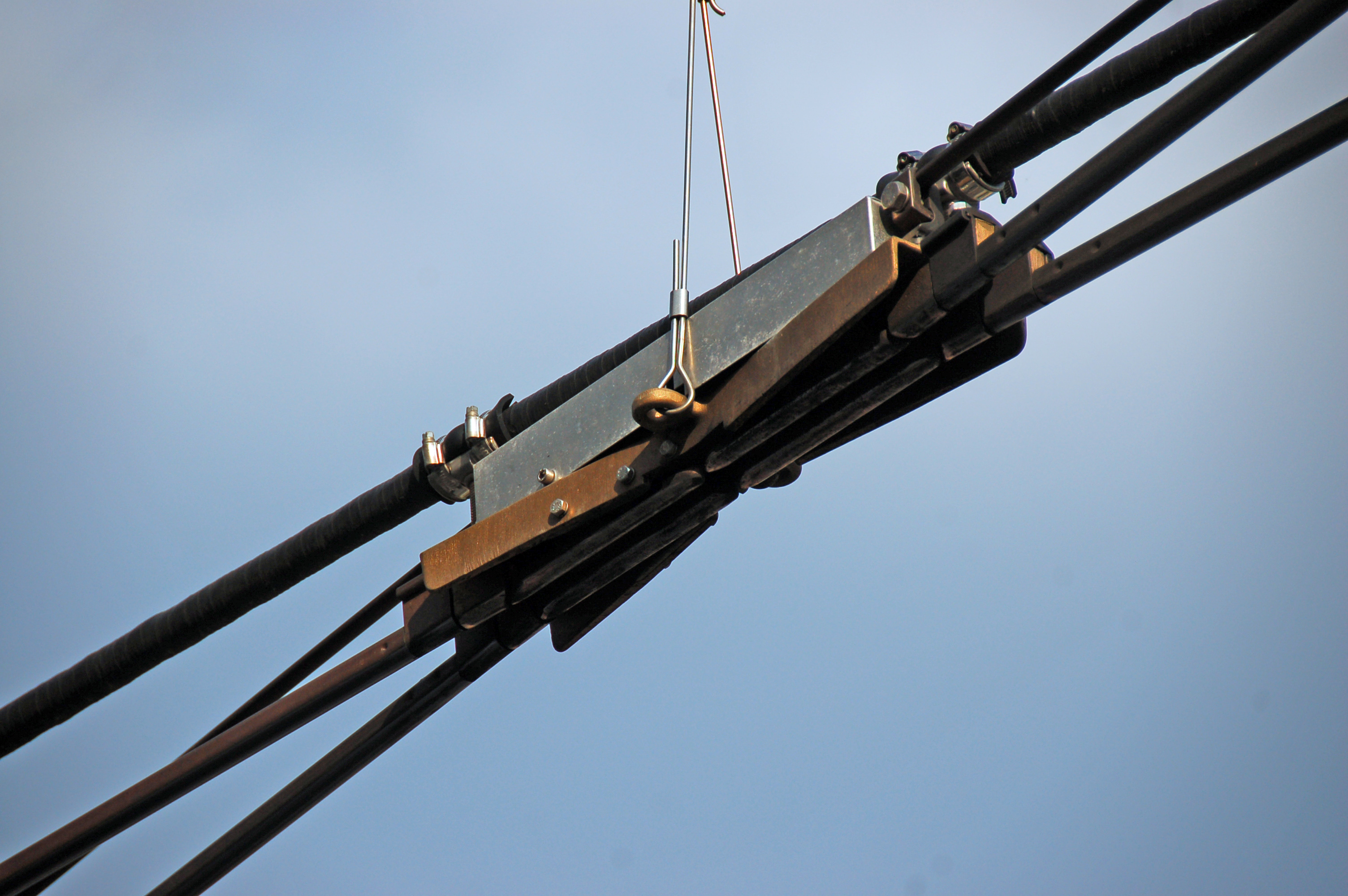
Starres Weichenherzstück
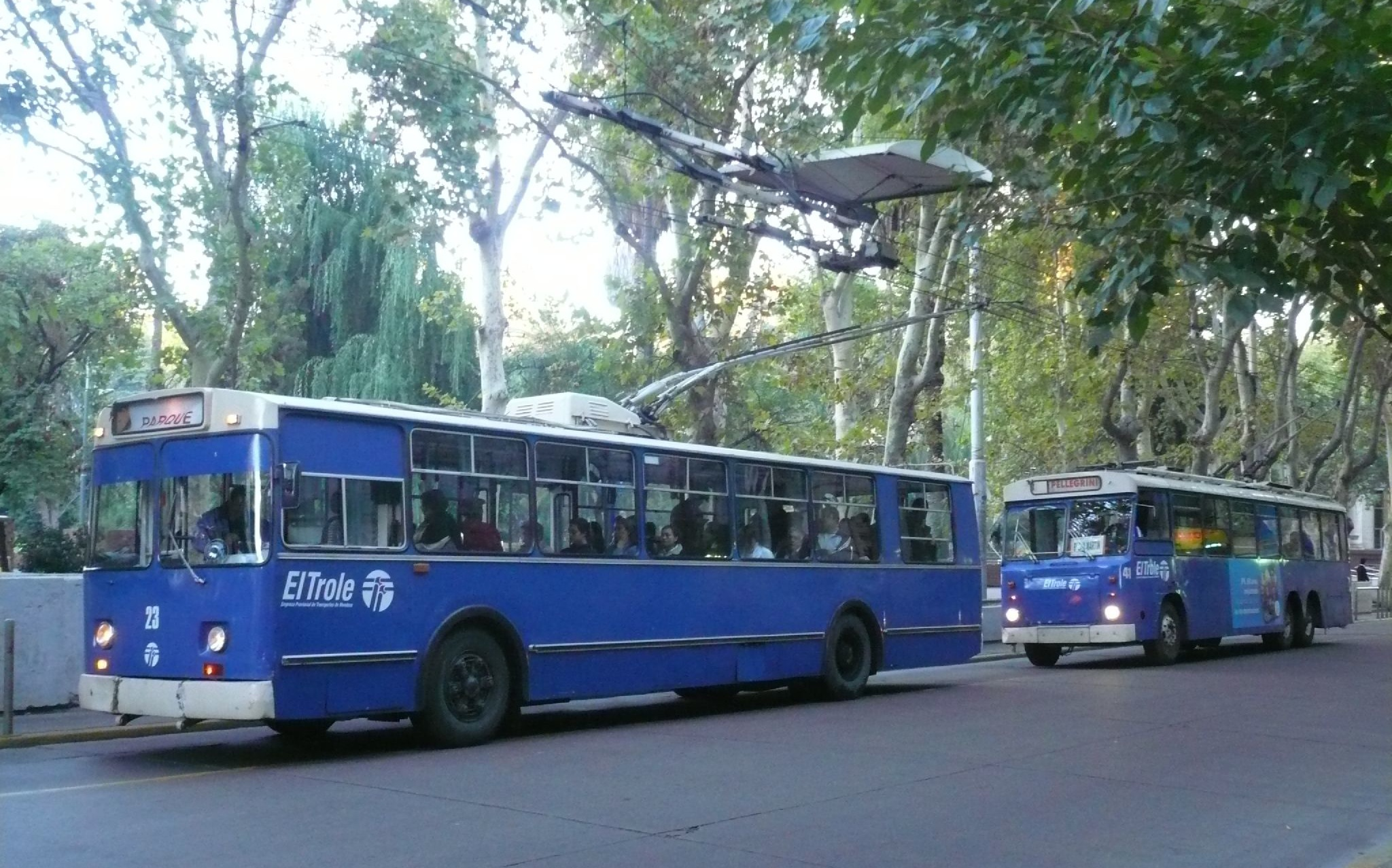
Überdachte Luftweiche in Mendoza

### Kreuzungen

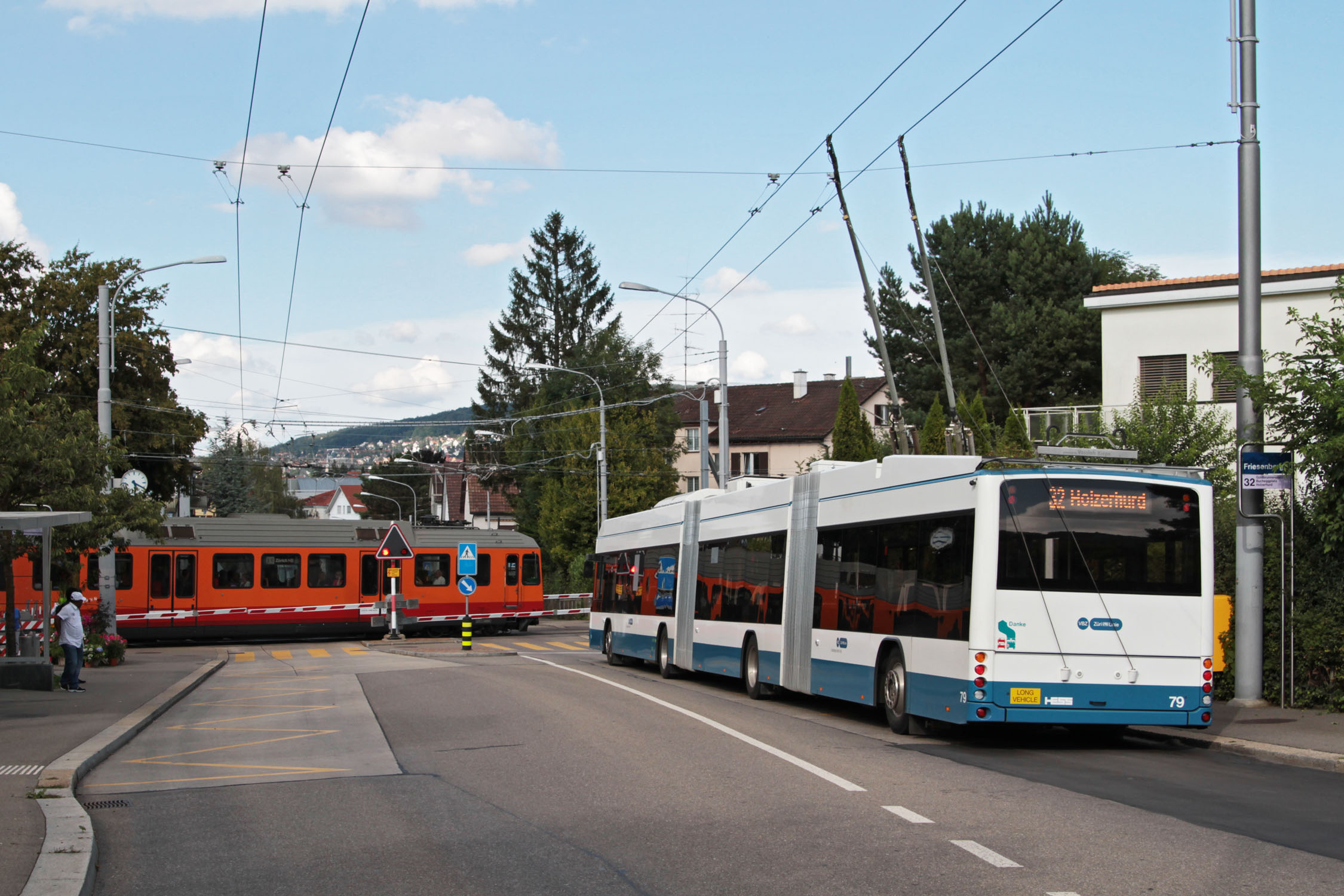
Alte Kreuzung zwischen Trolleybus und Uetlibergbahn in Zürich, 2014

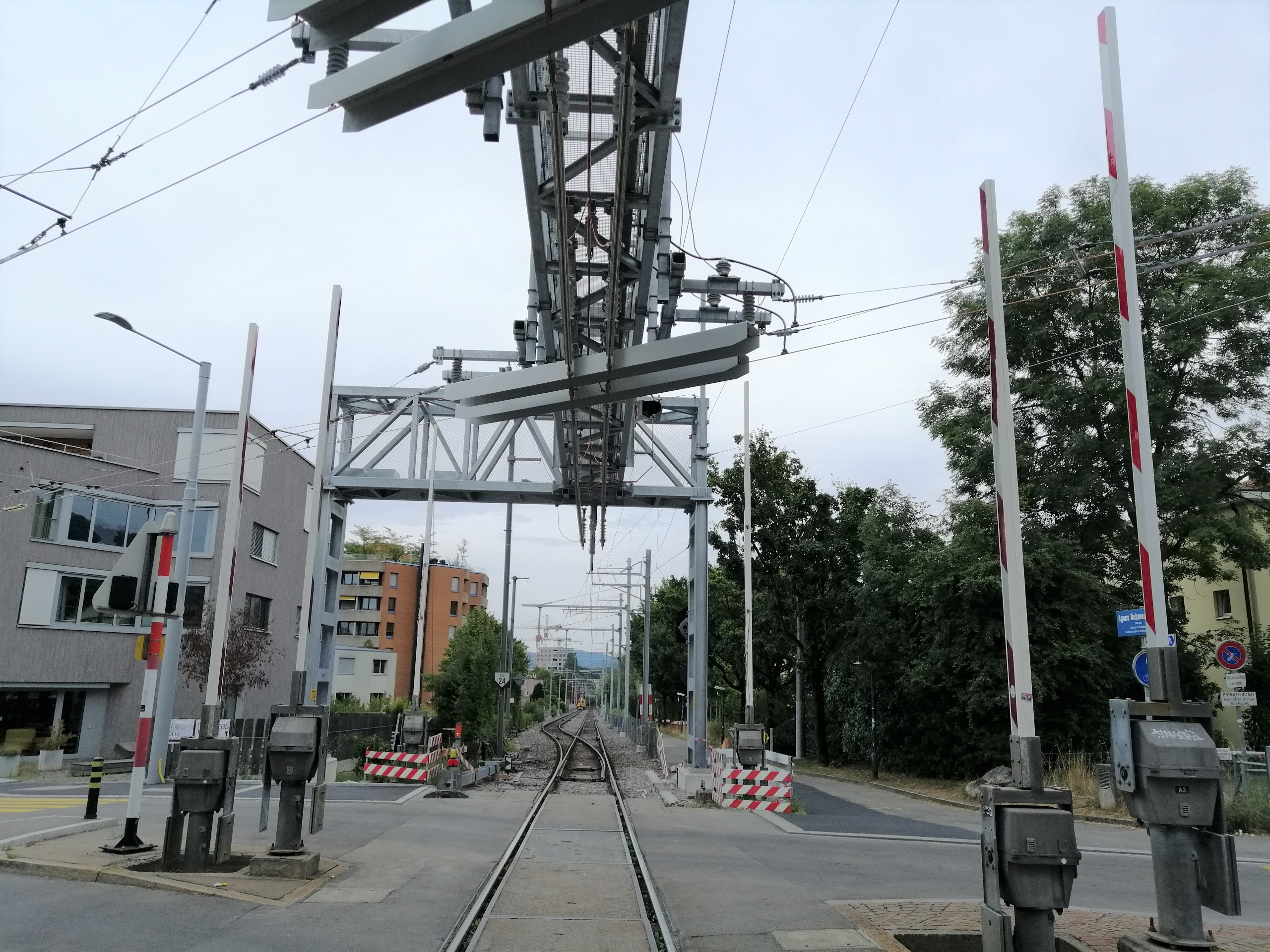
Neue Kreuzung zwischen Trolleybus und Uetlibergbahn in Zürich, 2022

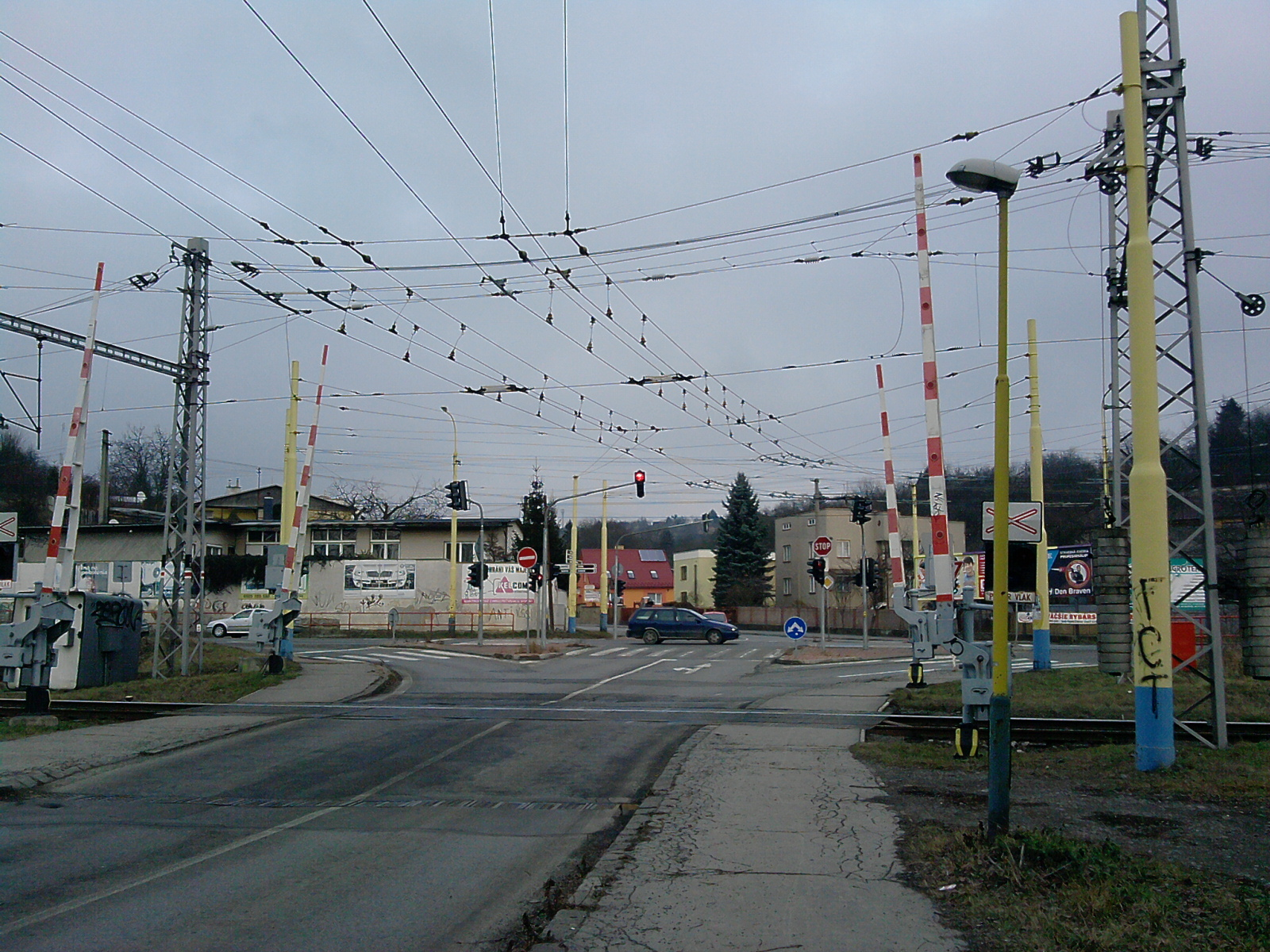
Eine von zwei Kreuzungen zwischen Trolleybus und Eisenbahn in Prešov

Vergleichsweise kompliziert aufgebaut sind Obus-Obus-Kreuzungen beziehungsweise Obus-Straßenbahn-Kreuzungen oder Obus-Eisenbahn-Kreuzungen. Problematisch ist hierbei die elektrische Isolation zwischen Plus- und Minuspol. Ähnlich wie bei einer Trennstelle zwischen zwei Speisebereichen beziehungsweise beim Herzstück einer Weiche sind die beiden kreuzenden Oberleitungen jeweils zweimal kurz unterbrochen, das heißt, der Kreuzungsbereich muss mit Schwung überwunden werden. Werden beide Strecken mit Stangenstromabnehmern befahren, sind Herzstücke, bei zwei zweipoligen Fahrleitungen auch Doppelherzstücke unverzichtbar. In beiden Fällen ist aber bei einer Vorzugsfahrtrichtung eine unterbrechungslose Spannungsversorgung realisierbar. In Rumänien existierten Kreuzungen mit durchgängiger Fahrleitung für den Obus, während die Straßenbahntriebwagen abbügeln mussten. Ferner sind solche Kreuzungen anfällig für Stangenentdrahtungen, insbesondere wenn die zu querenden Schienenköpfe nicht plan mit der Straßenoberfläche liegen. Einfacher realisierbar sind schiefwinklige Kreuzungen von Obus- und Straßenbahnfahrleitungen, sofern im Straßenbahnnetz keine Stangenstromabnehmer genutzt werden. Mit etwas höher liegenden Obusfahrdrähten und Überleitstücken in der Straßenbahnfahrleitung kommen derartige Kreuzungen ohne spannungslose Stellen aus. Verwendet werden sie unter anderem in Bern und Lausanne, dort an den Kreuzungsstellen mit der Lausanne–Echallens–Bercher-Bahn.
Vereinzelt kommt es vor, dass die Spannung der zu kreuzenden Bahn höher ist als beim Obus, wobei es sich hierbei ausschließlich um eingleisige Strecken handelt. So beispielsweise im slowakischen Prešov, wo an zwei Stellen die mit 3000 Volt Gleichspannung elektrifizierte Eisenbahnstrecke Kysak–Muszyna gequert wird, die Züge passieren diese mit gesenktem Stromabnehmer. Außerdem dreimal in Salzburg, dort beträgt die Spannung beim Obus 600 Volt, bei den Strecken Salzburg–Lamprechtshausen sowie Salzburg Hbf–Salzburg Itzling aber 1000 Volt.
Weitgehend unbekannt sind hingegen Kreuzungen zwischen Oberleitungsbussen und mit Einphasenwechselstrom betriebenen Eisenbahnstrecken. Aufgrund der hohen Spannungen ist eine gegenseitige Isolation nur bedingt möglich. Wegen der möglichen Funkenstrecken von etwa einem Zentimeter pro Kilovolt erfordern derartige Kreuzungen eine umschaltbare Speisung des Kreuzungsbereiches oder eine dauerhaft spannungslose Schutzstrecke für das Wechselstromsystem. Eine der wenigen Kreuzungen dieser Art existiert beim Trolleybus Zürich zwischen der Linie 32 und der Uetlibergbahn. Diese hatte bei Einrichtung der Kreuzung im Jahr 1952 noch eine Fahrleitungsspannung von 1200 Volt Gleichspannung, wurde 2022 aber auf 15 kV Einphasenwechselspannung mit 16,7 Hz umgestellt, wozu ein aufwändiges Kreuzungsbauwerk in Form eines 33 Meter langen Starkstrombogens errichtet werden musste. Der ehemalige Oberleitungsbus Innsbruck wiederum kreuzte im Zuge der Bienerstraße das Gleis der ehemaligen, mit 15 kV elektrifizierten, Schlachthof-Schleppbahn im Zuge der Ingenieur-Etzel-Straße. Eine weitere solche Kreuzung bestand im bulgarischen Plowdiw, dort sogar mit 25 kV Spannung bei der Eisenbahn. Im Gegenzug untersagten die Schweizerischen Bundesbahnen aus Sicherheitsgründen eine geplante Kreuzung der Zürcher Linie 62 mit ihrer Fahrleitung. Ebenso verhinderte die Bundesbahndirektion Essen in den 1950er Jahren eine Kreuzung der geplanten Obusstrecke nach Heidhausen mit der damals noch nicht elektrifizierten Ruhrtalbahn, weil die Staatsbahn ihrerseits die Elektrifizierung derselbigen beabsichtigte. Häufig führte daher in der Vergangenheit die Elektrifizierung von Bahnstrecken zur Einstellung von Obuslinien oder ganzen Betrieben. Beispielsweise fiel das Potsdamer Obus-Netz Mitte der 1990er Jahre unter anderem der Elektrifizierung des Abschnittes Berlin-Wannsee–Seddin der Berlin-Blankenheimer Eisenbahn am Bahnhof Potsdam Medienstadt Babelsberg (damals Bahnhof Drewitz) zum Opfer. Zwar wurden für den dortigen Wegübergang Fahrleitungskreuzungen entwickelt und sowohl im Fernbahn- als auch im Obus-Netz erprobt, zum Einbau kam es jedoch nicht mehr.
Beim Oberleitungsbus Teplice in Tschechien wiederum existierte im Zuge der Ulice Emilie Dvořákové, das heißt an der Betriebsstrecke von und zum Depot, eine ausschließlich von Obussen benutzte Unterführung der Bahnstrecke Ústí nad Labem–Chomutov. Diese Sondertrasse stammte von der 1959 stillgelegten Straßenbahn Teplice und diente der Vermeidung einer Oberleitungskreuzung mit der zweigleisigen Eisenbahnstrecke. Sie wurde 2023 durch eine großzügiger dimensionierte Unterführung für alle Verkehrsteilnehmer ersetzt.

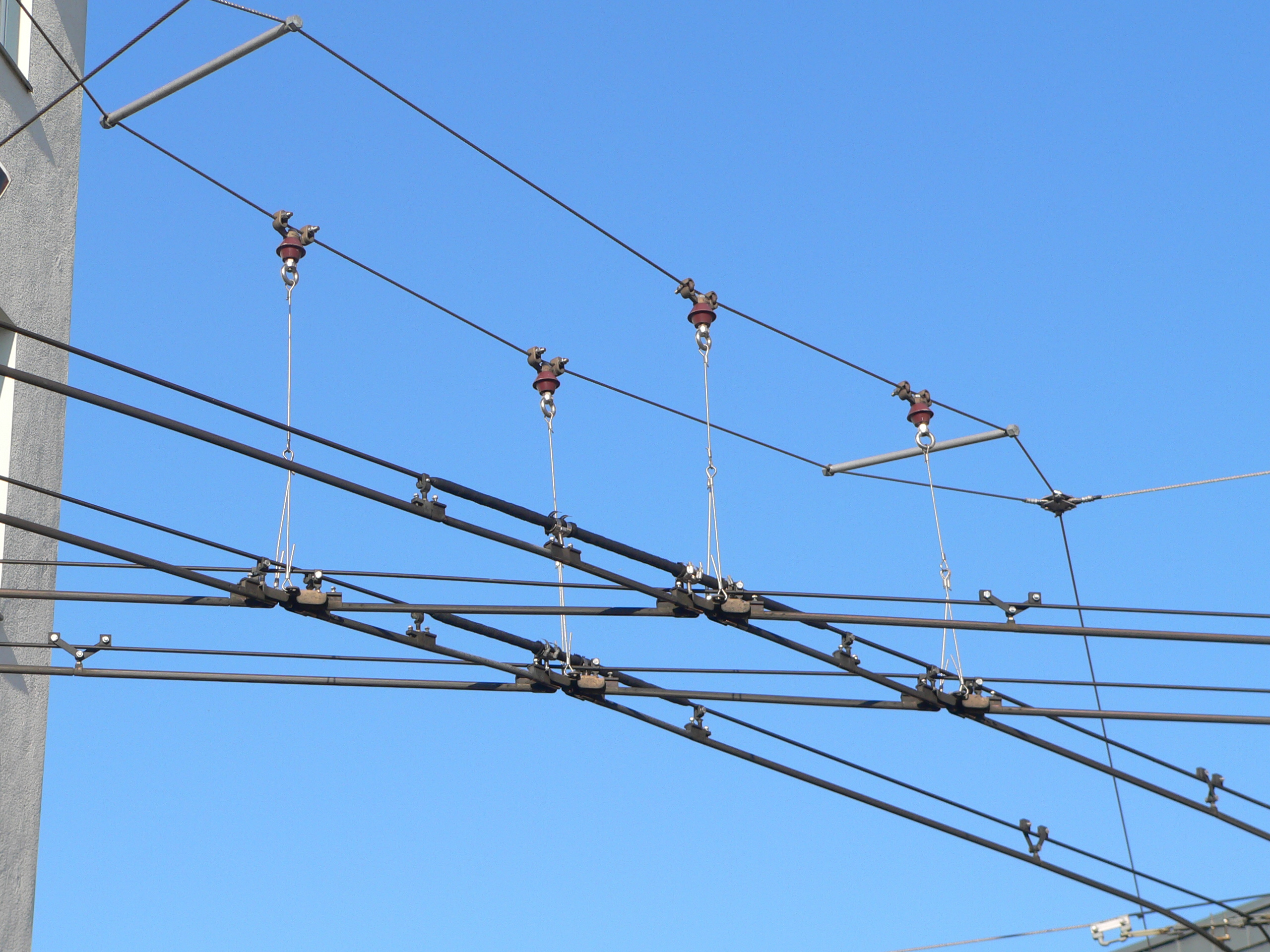
Fahrleitungskreuzung in Eberswalde
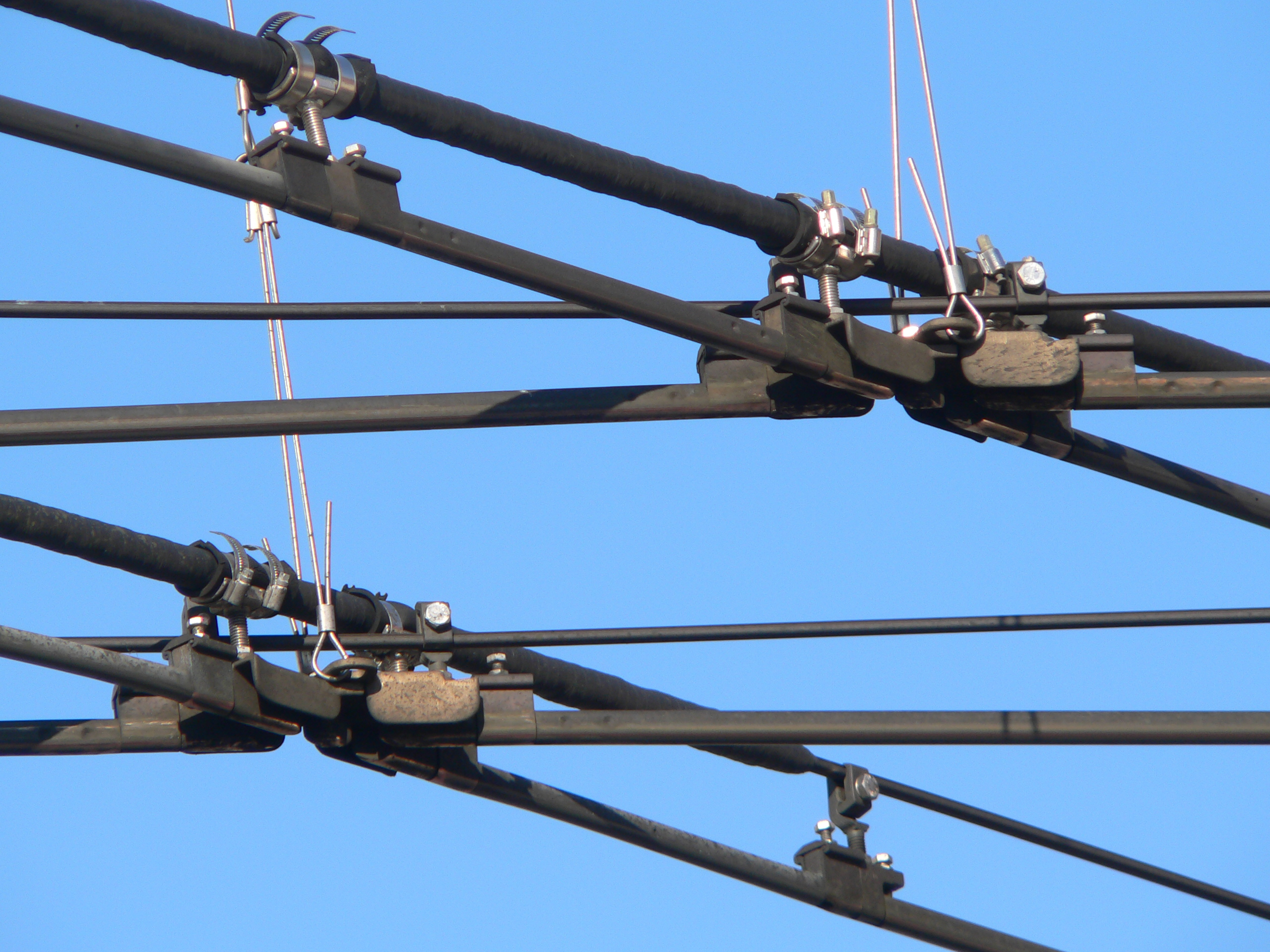
Detailaufnahme, beide Fahrtrichtungen sind kurz unterbrochen
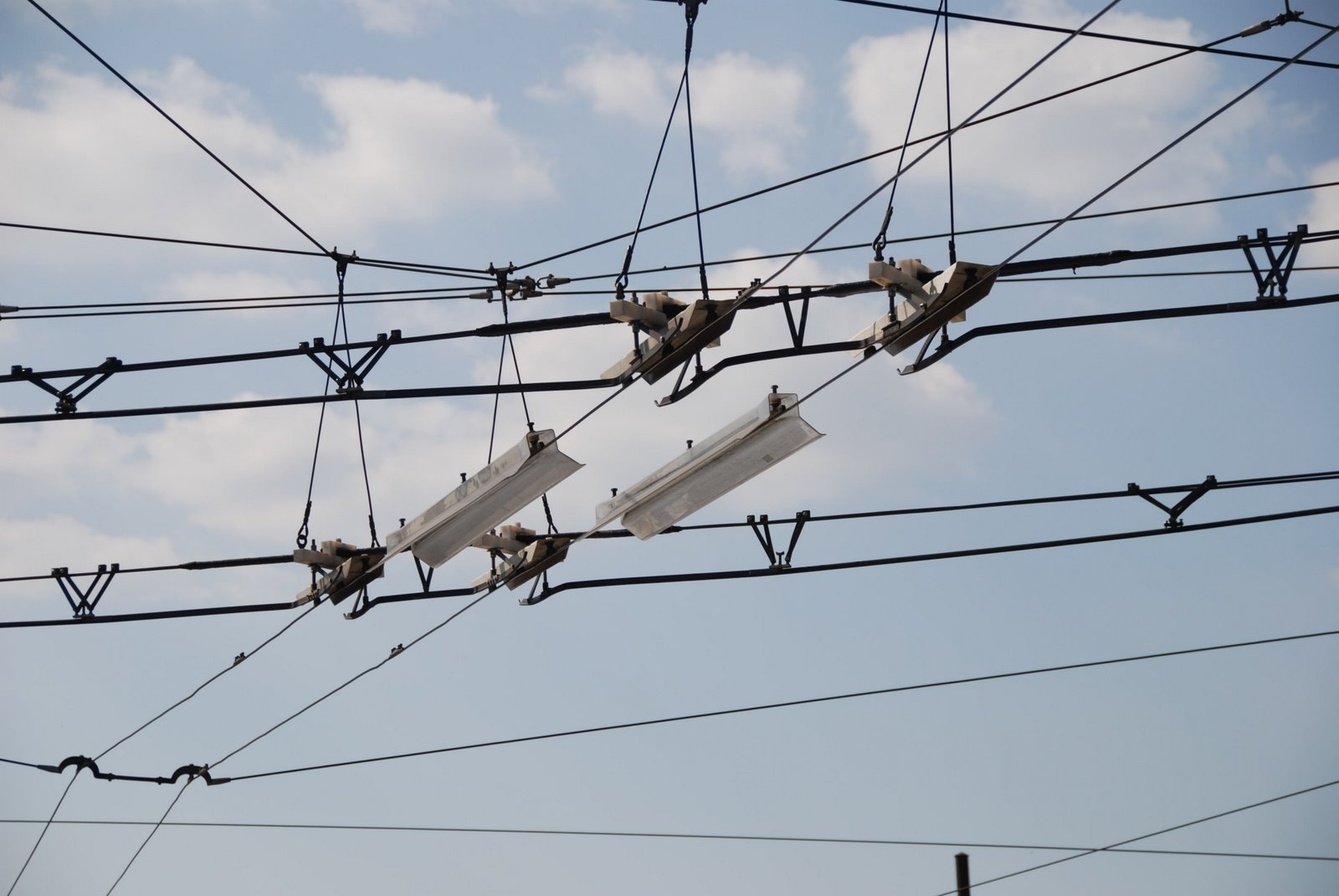
Spitzwinklige Kreuzung zwischen Obus und Straßenbahn ohne Spannungsunterbrechung in Athen
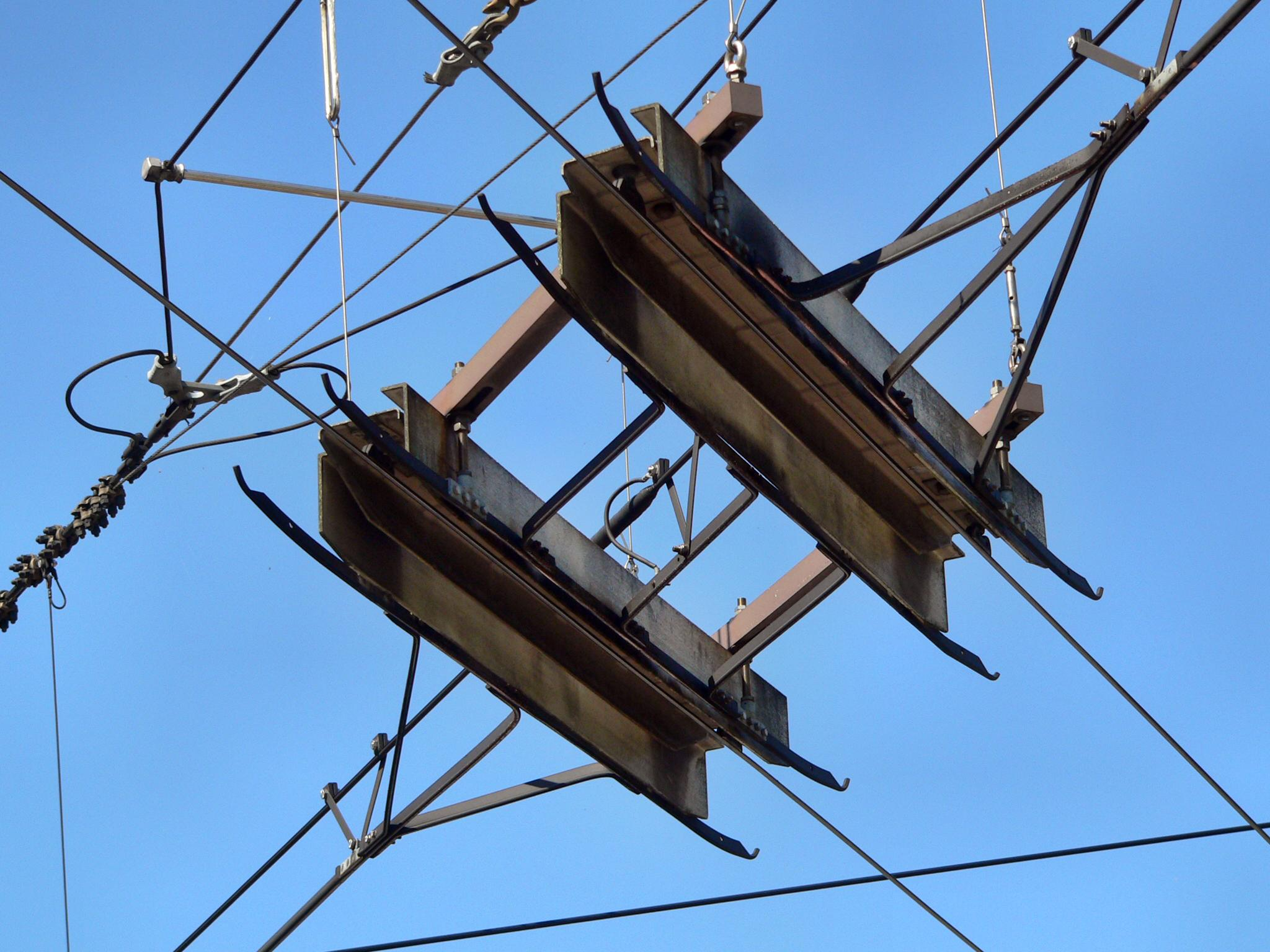
Kreuzung zwischen Obus und Salzburger Lokalbahn, ebenfalls spitzwinklig und ohne Spannungsunterbrechung.
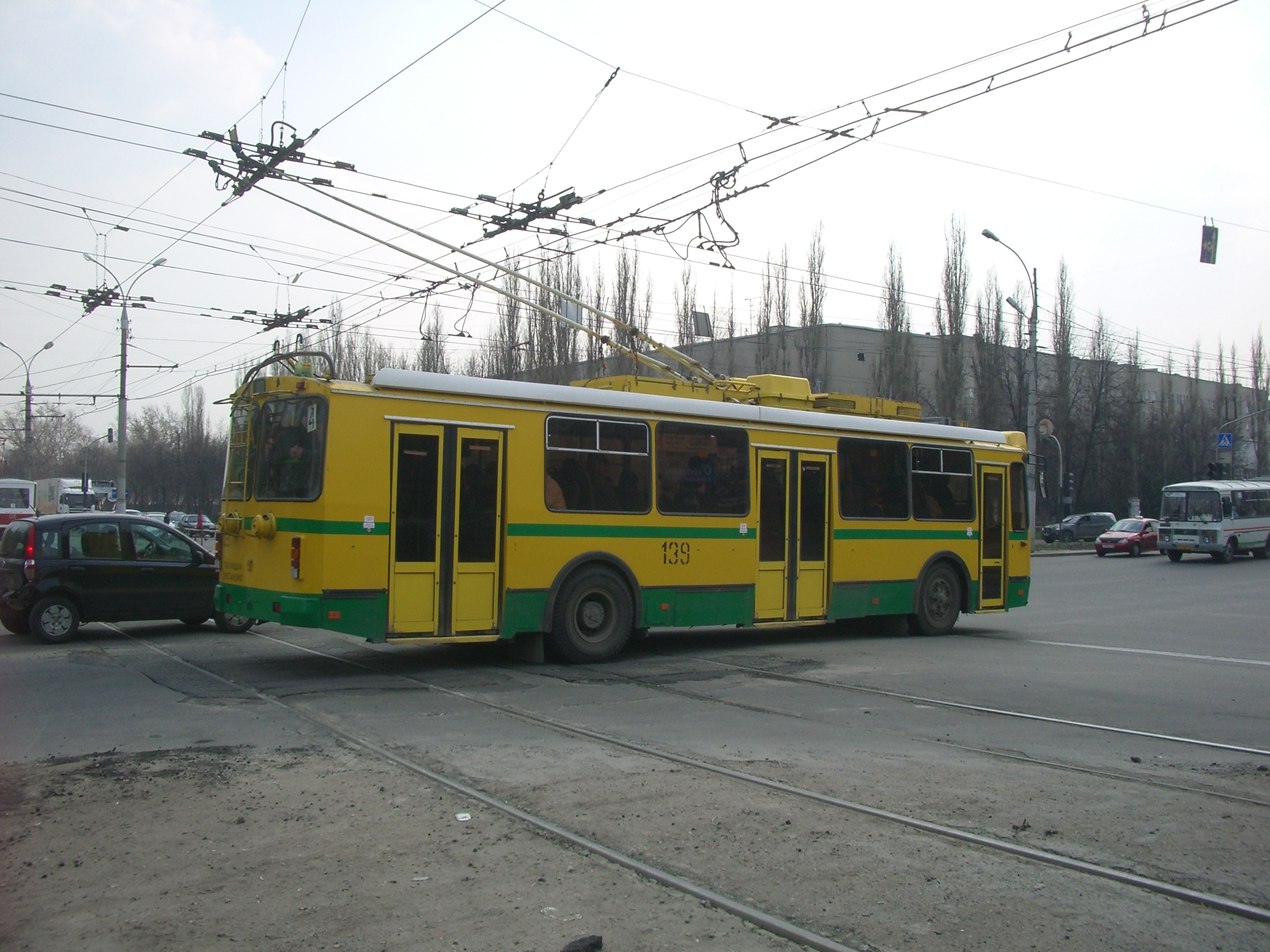
Eine typische Straßenbahn-Obus-Kreuzung, hier in Russland
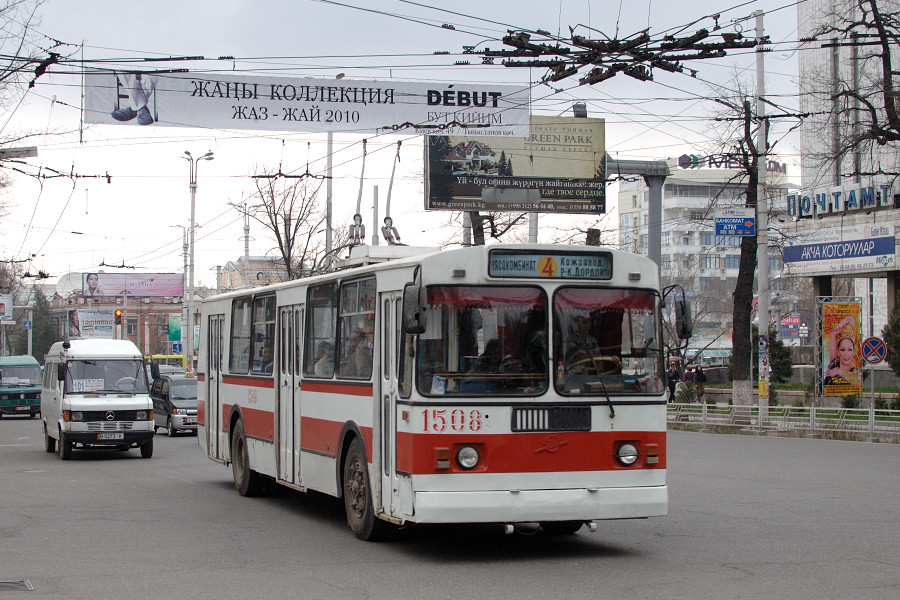
Kreuzung dreier Oberleitungspaare in Bischkek

### Kreuzungsweichen
Eine Mischung aus Weichen und Kreuzungen sind die sogenannten Kreuzungsweichen, bei ihnen werden Weichen und Kreuzungen auf engstem Raum miteinander kombiniert. Man unterscheidet zwischen einfachen Kreuzungsweichen (EKW) mit zwei Weichenzungen und doppelten Kreuzungsweichen (DKW) mit vier Weichenzungen. Eine einfache Kreuzungsweiche besteht aus einer Auslaufweiche, einer Kreuzung und einer Einlaufweiche, eine doppelte Kreuzungsweiche entsprechend aus zwei Auslaufweichen, einer Kreuzung und zwei Einlaufweichen. Kreuzungsweichen sind zwar teurer als die entsprechende Kombination aus Einzelelementen, bringen aber eine erhöhte Betriebssicherheit, weil sie einen dynamischeren Lauf der Stromabnehmer ermöglichen.
Eine besonders aufwendige Kreuzungsanlage existiert beispielsweise seit dem 2. Mai 2006 in Salzburg. Bei der Anlage an der Kreuzung der Linzer Bundesstraße mit der Sterneckstraße handelt es sich um eine so genannte Sternkreuzung, auch als Vollkreuzung bezeichnet beziehungsweise im englischen Sprachraum als grand union bekannt. Diese ermöglicht es, aus allen vier Zufahrten in drei Richtungen weiterzufahren. Für ihren Betrieb sind acht Einlaufweichen sowie sechzehn Kreuzungen notwendig.

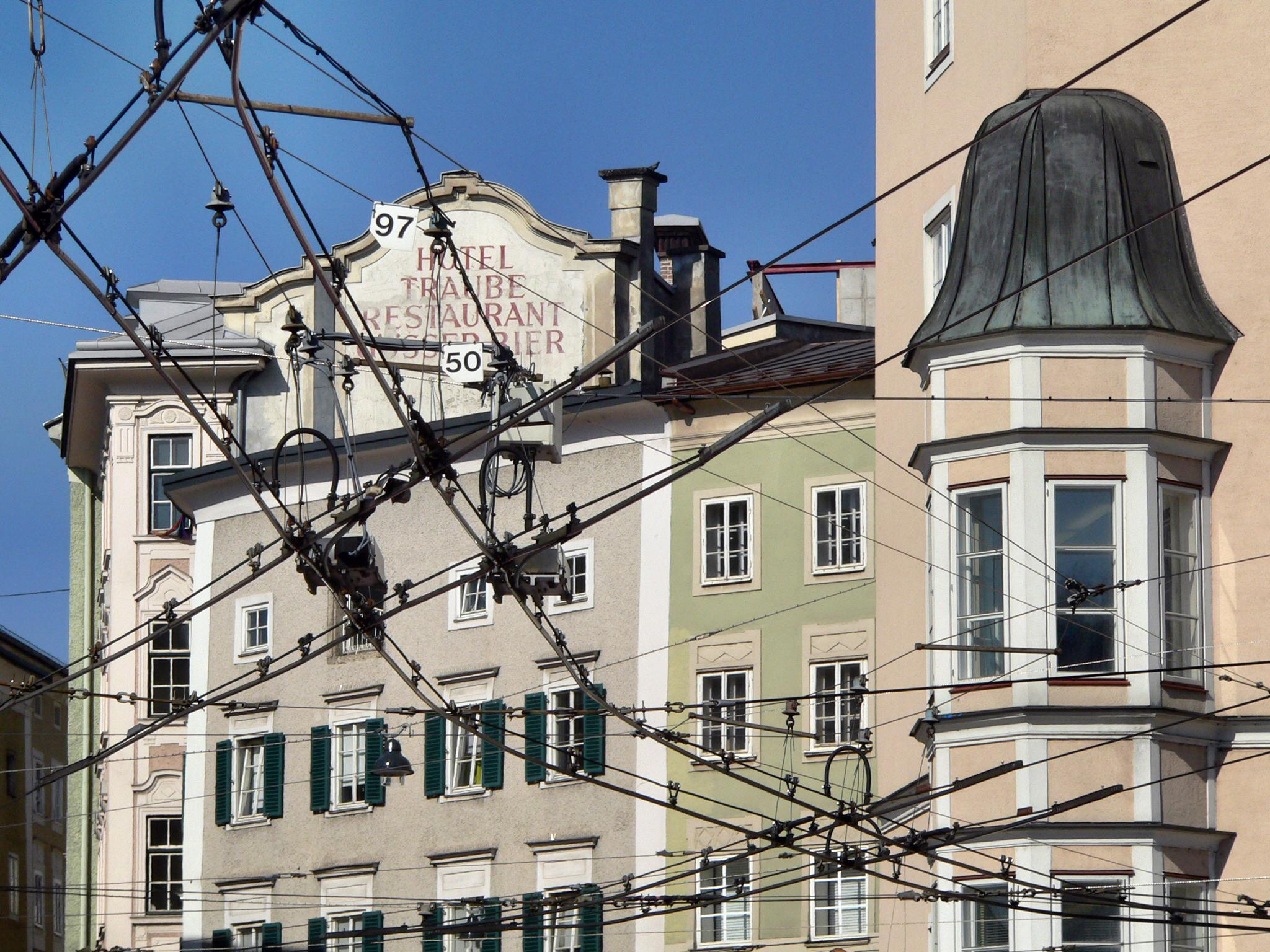
Einfache Kreuzungsweiche (EKW) mit zwei Herzstücken
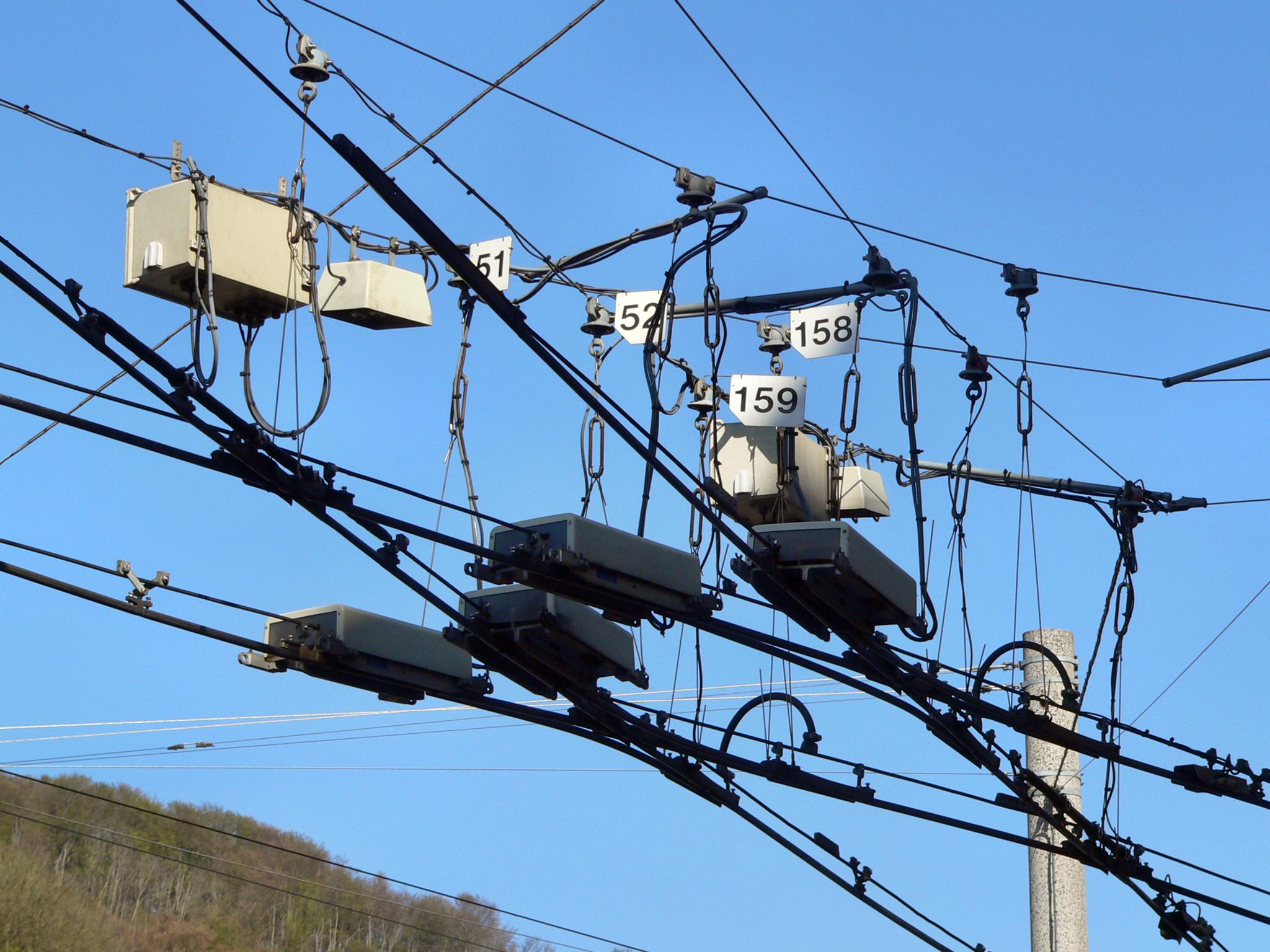
Doppelte Kreuzungsweiche (DKW) mit vier Herzstücken

### Fahrspannung
Als Fahrspannung ist bei Oberleitungsbussen – wie bei den meisten Straßenbahnsystemen – traditionell eine Gleichspannung von 550 oder 600 Volt üblich. Erst Ende der 1980er Jahre ging man dazu über, bei einzelnen Neuanlagen die von vielen Stadtbahnnetzen bekannte höhere Fahrspannung von 750 Volt zu verwenden. Dies betrifft Nancy 1982, Essen und Sibiu 1983, Banská Bystrica 1989, České Budějovice 1991, Teheran 1992, Kopenhagen und Košice 1993, Žilina 1994, Chomutov und Quito 1995, Genua 1997, Landskrona 2003 sowie Riad 2012. Außerdem wurden die Betriebe in Modena (1990er Jahre) und Chieti (2009) nachträglich umgestellt, ebenso Neapel, wo man in den Jahren 2001 bis 2003 sowohl bei der Straßenbahn als auch beim Oberleitungsbus gleichzeitig von 600 auf 750 Volt erhöhte. Eine diesbezügliche Besonderheit stellt der Betrieb in Bologna dar. Dort verkehrt die 1991 eröffnete Linie 13 noch mit 600 Volt, die 2002 beziehungsweise 2012 eröffneten Linien 14, 32 und 33 aber schon mit 750 Volt. Obwohl die beiden Liniengruppen in der Innenstadt zusammentreffen und teilweise dieselben Straßenzüge bedienen, sind sie elektrisch voneinander getrennt.
In den Anfangsjahren wurden ebenso geringere Spannungen gewählt, so kam die Gleislose Bahn Blankenese–Marienhöhe beispielsweise mit nur 440 Volt aus. Selten anzutreffen sind hingegen höhere Spannungen. So ist in Rumänien – mit Ausnahme des älteren Betriebs in Timișoara – eine Spannung von 850 Volt üblich. Auch der ehemalige Oberleitungsbus Moers war mit 850 Volt elektrifiziert.
Ebenso konnte man solche hohen Spannungen in der Schweiz antreffen. So verwendete der Trolleybus Altstätten–Berneck im Kanton St. Gallen von 1940 bis 1977 eine Spannung von 1000 Volt, dies war der weltweit erste Betrieb mit einer derart hohen Spannung. Die Überlandlinie Thun–Beatenbucht verwendete zwischen 1952 und 1982 sogar eine Spannung von 1100 Volt. Aus Sicherheitsgründen besaßen die dort eingesetzten Wagen eine Erdungskralle, diese senkte man vor der Türöffnung auf die Straße. Wie im St. Galler Rheintal resultierte die ungewöhnlich hohe Spannung auch in diesem Fall aus der Übernahme der elektrischen Anlagen der zuvor dort verkehrenden Bahn. Eine weitere diesbezügliche Ausnahme stellte von 1954 bis 2001 der Trolleybus Lugano dar. Er verwendete – wie die frühere Straßenbahn – ebenfalls 1000 Volt Fahrspannung. Ursächlich hierfür waren in beiden Fällen die Berührungspunkte mit der Ferrovia Lugano–Tesserete und der Ferrovia Lugano–Cadro–Dino, dadurch vermied man Spannungsprobleme. Zudem konnte auf diese Weise in den drei genannten Schweizer Betrieben die Umstellung von der Bahn zum Trolleybus sukzessive erfolgen, das heißt innerhalb einer mehrere Jahre dauernden Umstellungsphase.
Außerdem errichteten Schweizer Ingenieure im marokkanischen Tétouan ebenfalls eine Hochspannungsanlage. Dort verkehrten zwischen 1950 und 1975 mit 1100 Volt betriebene Trolleybusse mit einer elektrischen Ausrüstung von BBC.
Und auch in Norditalien gab es früher Überlandlinien mit einer Spannung von 1100 Volt, diese gingen von Turin (1951 bis 1979) und Verona (1958 bis 1980) aus. Nach einer anderen Quelle wurden die Veroneser Strecken sogar mit 1200 Volt betrieben.

### Unterwerke, Speisebereiche, Streckentrenner und Querkupplungen

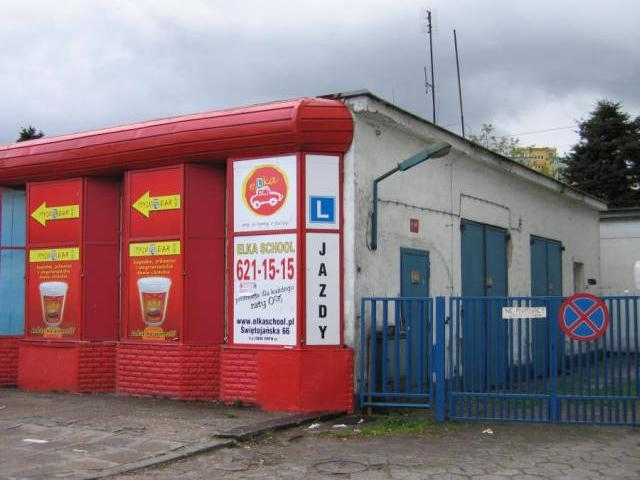
Ein Obus-Unterwerk in Gdynia

Gemeinsam mit der Straßenbahn genutztes Unterwerk in Sankt Petersburg

Die verschiedenen Speisebereiche im Netz von Pardubice

Obus-Netze sind wie elektrische Bahnen in verschiedene Speisebereiche aufgeteilt, auch Speiseabschnitt oder Speisebezirk genannt. Jedem dieser Teilbereiche ist ein Unterwerk, auch Unterstation, Gleichrichterwerk oder Gleichrichterunterwerk (GUW) genannt, als einspeisende Stromversorgungsquelle zugeordnet. Ein Unterwerk kann dabei aus Kostengründen mehrere Speisebereiche versorgen, im Regelfall steht es deshalb an der Grenze zweier Speisebereiche und versorgt dadurch zwei benachbarte Abschnitte auf einmal. Bei zweispurigen Strecken gehören die beiden Richtungsfahrleitungen dabei grundsätzlich zum selben Speisebereich. Typischerweise stellt auch der Depotbereich einen eigenen Speisebereich dar. Die Stelle, an der die vom Unterwerk kommenden Kabel an die Oberleitung angeschlossen sind, nennt man Speisepunkt. Die Verbindung zwischen Unterwerk und Speisepunkt nennt man Speiseleitung, mitunter muss eine solche Leitung auch größere Entfernungen überwinden. Überspannungsableiter – sogenannte Metal Oxide Varistoren – schützen die Unterwerke ferner vor Schäden durch Blitzeinschläge.
Um Synergieeffekte nutzen zu können, versorgen Unterwerke idealerweise Straßenbahn und Oberleitungsbus gemeinsam. Steht das Unterwerk abseits einer Obus-Strecke, so kann die Stromrückleitung dorthin auch über die Straßenbahnschienen erfolgen. Dies ist beispielsweise in Zürich der Fall.
Die Länge der Speiseabschnitte variiert dabei von Netz zu Netz, sie ist abhängig von der Bauart und der Leistungsfähigkeit der zugeordneten Unterwerke sowie der Struktur des Netzes. In der Schweiz geht man davon aus, dass pro vier Kilometer Fahrleitung eine Einspeisung notwendig ist. In Solingen wird das 98,7 Kilometer lange Fahrleitungsnetz von 20 Unterwerken gespeist, in Esslingen sind es fünf Unterwerke für 27,1 Fahrleitungskilometer, in Eberswalde drei Unterwerke für 44,6 Kilometer Fahrleitung. Heutige Obus-Unterwerke leisten Dauerstromstärken von 1000 bis 1500 Ampere.
Die einzelnen Speisebereiche müssen dabei durch kurze Phasentrennstellen in der Oberleitung voneinander abgegrenzt werden. Bei manchen Betrieben wird dabei nur der Plusfahrdraht unterbrochen, bei den übrigen hingegen beide Drähte. Diese stromlosen Schutzstrecken bestehen aus austauschbaren Kunststoff-, Holz-, Keramik- oder Glasfiberstäben. Die Isolierstäbe sind in der Regel etwa 300 Millimeter lang und helfen Kurzschlüsse zwischen zwei Leitungsabschnitten zu vermeiden. Sie werden beim Oberleitungsbus Streckentrenner oder kurz Trenner genannt und sind so angeordnet, dass sie an Stellen liegen, an denen ein Halten der Fahrzeuge unwahrscheinlich ist. Ungeeignet ist beispielsweise der Stauraum vor einer Ampel. Um zu vermeiden, dass ein liegengebliebener Obus eine Kreuzung blockiert, sollten sie gleichfalls nicht in Kreuzungsbereichen liegen. Die Trenner müssen stromlos passiert werden, weil sonst ein Funkenflug entsteht und diese verzundern. Das heißt, es bildet sich eine leitfähige Oberfläche, die zu Bränden führen kann. Aus dem gleichen Grund müssen die Isolierstäbe von Zeit zu Zeit ausgewechselt werden.
Da die Oberleitung eine Plus- und eine Minusleitung hat, kommt es außerdem vor, dass auf demselben Fahrdraht ein Polwechsel eintritt. Hierfür sind ebenfalls Streckentrenner notwendig.
Eine modernere Variante der Streckentrenner sind die sogenannten Diodentrenner. Bei ihnen ermöglichen über Dioden gespeiste Kontaktflächen eine Passage ohne Fahrstromunterbrechung, der Stromabnehmer erhält den Strom von einem der beiden Speiseabschnitte. Passiert der Stromabnehmer die Mitte des Trenners, sind kurzzeitig beide Speiseabschnitte galvanisch verbunden. Es fließt dabei kein Kreisstrom, da die Dioden in den Plus- und Minuspolen der Spannungsquellen gegensinnig in Reihe geschaltet sind. Der Fahrstrom fließt während dieses kurzen Moments vom Unterwerk mit der höheren Speisespannung.
An bestimmten Stellen sind die beiden nach Fahrtrichtung getrennten Oberleitungen außerdem durch sogenannte Querkupplungen miteinander verbunden. Sie verbinden jeweils den Pluspol mit dem gegenüberliegenden Pluspol beziehungsweise den Minuspol mit dem gegenüberliegenden Minuspol. Dies dient dem Potentialausgleich der unterschiedlichen elektrischen Belastungen der Fahrleitung zwischen Hin- und Gegenrichtung. Somit kann der Strom einen kürzeren Rückweg zum Unterwerk nehmen, dadurch werden zu starke Spannungsabfälle vermieden. Leichtere Spannungsschwankungen lassen sich nicht vermeiden, so können bei einer Nennspannung von 600 Volt in der Praxis Spannungsschwankungen im Bereich zwischen 450 Volt und 750 Volt auftreten.
Mitunter gehören auch Verteilerkästen zur Infrastruktur entlang einer Obus-Strecke.

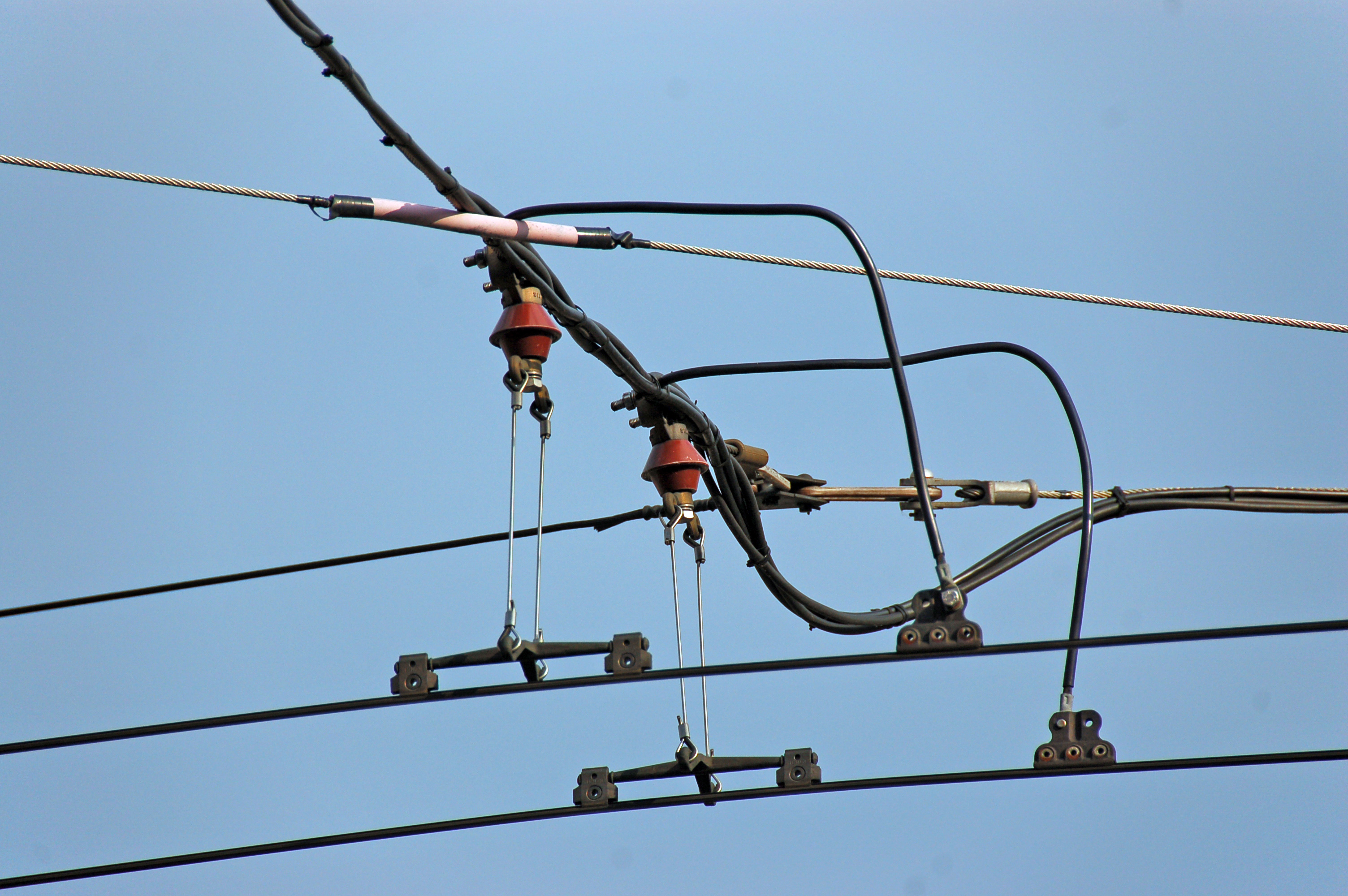
Eberswalde: Stromzuführung am Speisepunkt im Detail
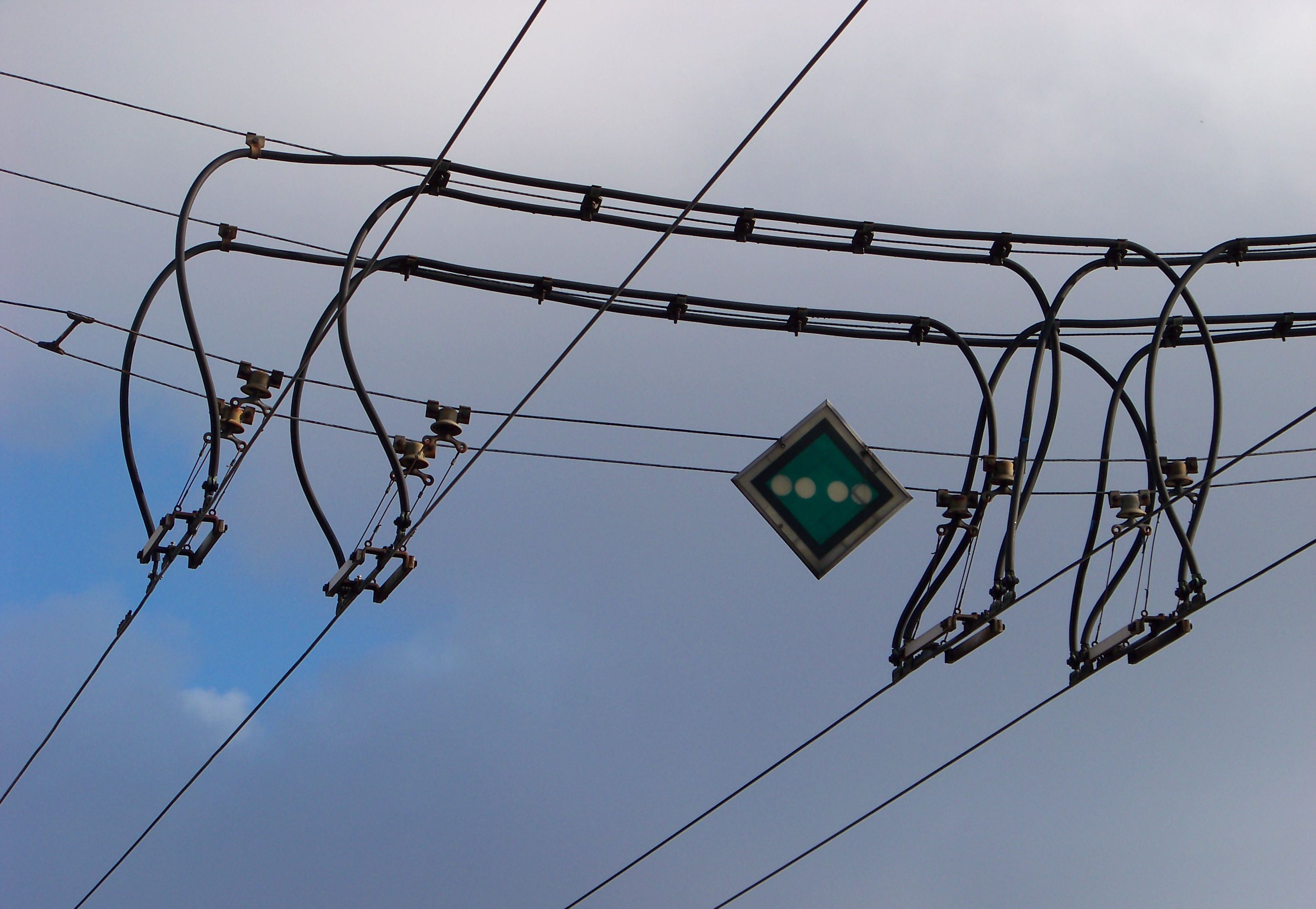
Trennung zweier Speisebereiche mittels kurzer Plastikschienen an beiden Polen, Einspeisung kurz vor und nach dem Trenner
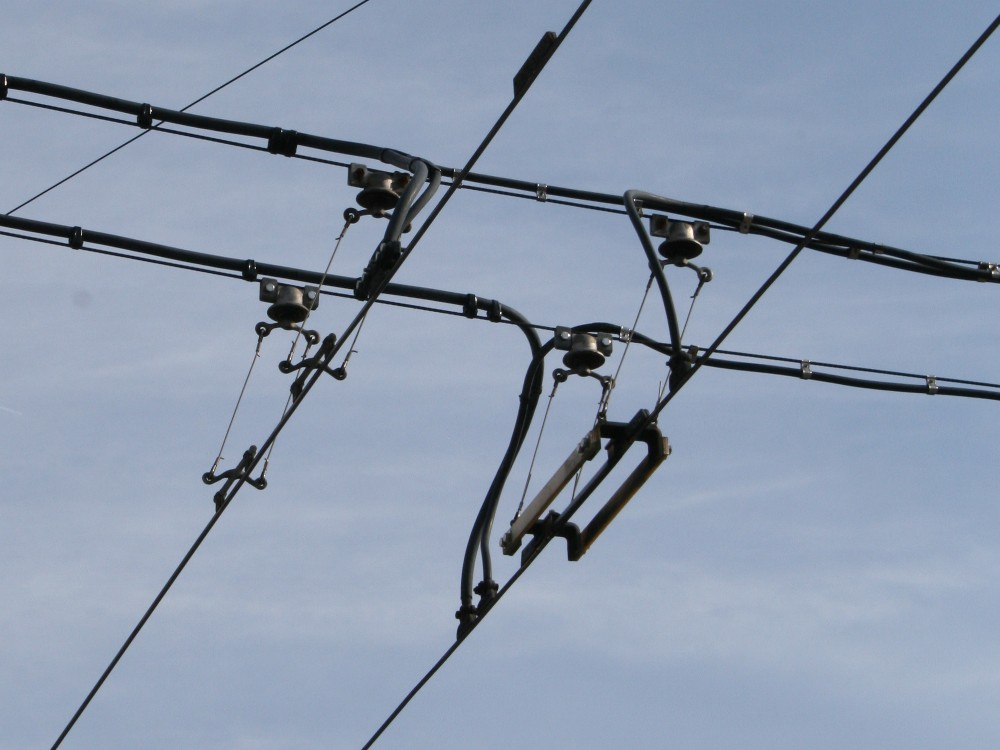
Trennung zweier Speisebereiche mit durchgehendem Minusdraht, Einspeisung kurz vor und nach dem Trenner
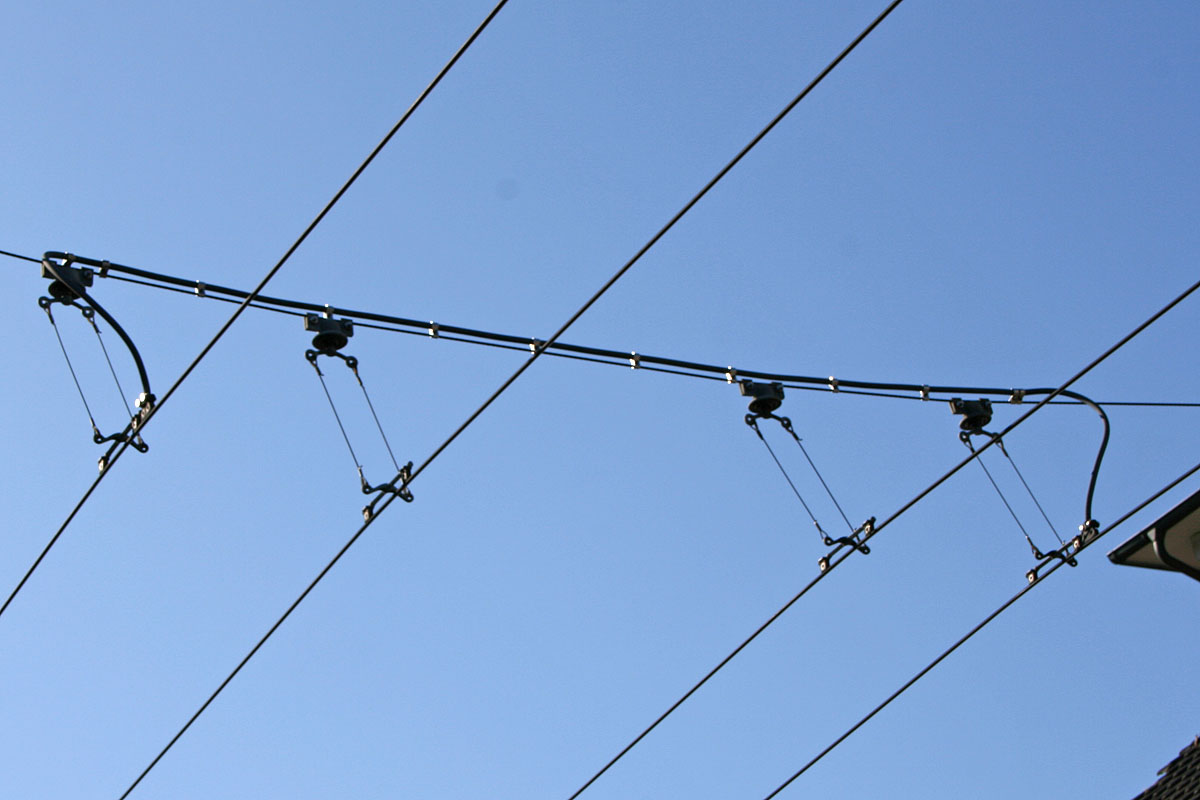
Eine Querkupplung zwischen den beiden Minusdrähten

### Signalisierung
Die für Oberleitungsbusse relevanten Sondersignale, die sogenannten Fahrleitungssignale, werden in der Regel direkt an den Querdrähten der Oberleitung befestigt. Alternativ werden sie mittels einer Fahrdrahtklemme auf einen der beiden Drähte aufgepflanzt oder als Bodenmarkierung auf die Fahrbahn aufgetragen. In Deutschland und Österreich werden beispielsweise Besonderheiten im Fahrleitungsnetz auf blauen Tafeln mit weißer Schrift angezeigt. Geschwindigkeitsbeschränkungen, sofern diese unter der jeweils zulässigen Höchstgeschwindigkeit liegen, werden durch gelbe Tafeln mit schwarzer Schrift signalisiert. Die Zeichen in Deutschland sind dabei den Straßenbahnsignalen gemäß BOStrab entnommen, sie sind in gleicher Weise auch bei den meisten deutschen Straßenbahnbetrieben zu finden. Im Gegensatz zu diesen wird bei Obussen beispielsweise auf die Vorankündigung beziehungsweise das Ende einer Geschwindigkeitsbeschränkung verzichtet. Auf die Stellrichtung einer Luftweiche wird mit LED-Lichtsignalen hingewiesen, auch Weichenampel genannt.
In der Schweiz hat jeder Betrieb eigene Signalisierungen. Einige Städte sind dabei nahe am deutschen System, sie verwenden gelbe Signaltafeln mit schwarzer Schrift. Andere Städte wiederum kennen für die stromlos zu befahrenden Stellen der Fahrleitung und die Weichenkontakte nur Bodenmarkierungen. Geschwindigkeitssignale sind bei letzteren Betrieben hingegen nicht bekannt.
| Bezeichnung       | Bild | Beschreibung                | Bedeutung                                                        |
| ----------------- | ---- | --------------------------- | ---------------------------------------------------------------- |
| St 1              |      | Signalkontakt               | Am Signal St 1 ist ein Signalkontakt zu betätigen                |
| St 2              |      | Weichenkontakt              | Am Signal St 2 ist die Weichensteuerung zu betätigen             |
| St 3              |      | Ausschalten                 | Vom Signal St 3 ab muss der Fahrstrom ausgeschaltet sein         |
| St 4              |      | Einschalten                 | Vom Signal St 4 ab darf der Fahrstrom eingeschaltet werden       |
| St 5              |      | Stromabnehmer abziehen      | Vom Signal St 5 ab müssen die Stromabnehmer abgezogen sein       |
| St 6              |      | Stromabnehmer anlegen       | Vom Signal St 6 ab dürfen die Stromabnehmer wieder angelegt sein |
| St 7              |      | Streckentrenner             | Am Signal St 7 ist der Fahrstrom kurz abzuschalten               |
| G 2a              |      | Geschwindigkeitssignal G 2a | Beginn der Geschwindigkeitsbeschränkung auf 25 km/h              |
| TR04 (Tschechien) |      | Stromabnehmer abziehen      | Vom Signal TR04 ab müssen die Stromabnehmer abgezogen sein       |
| TR05 (Tschechien) |      | Stromabnehmer anlegen       | Vom Signal TR05 ab dürfen die Stromabnehmer wieder angelegt sein |
| TR11 (Tschechien) |      | Streckentrenner             | Am Signal TR11 ist der Fahrstrom kurz abzuschalten               |

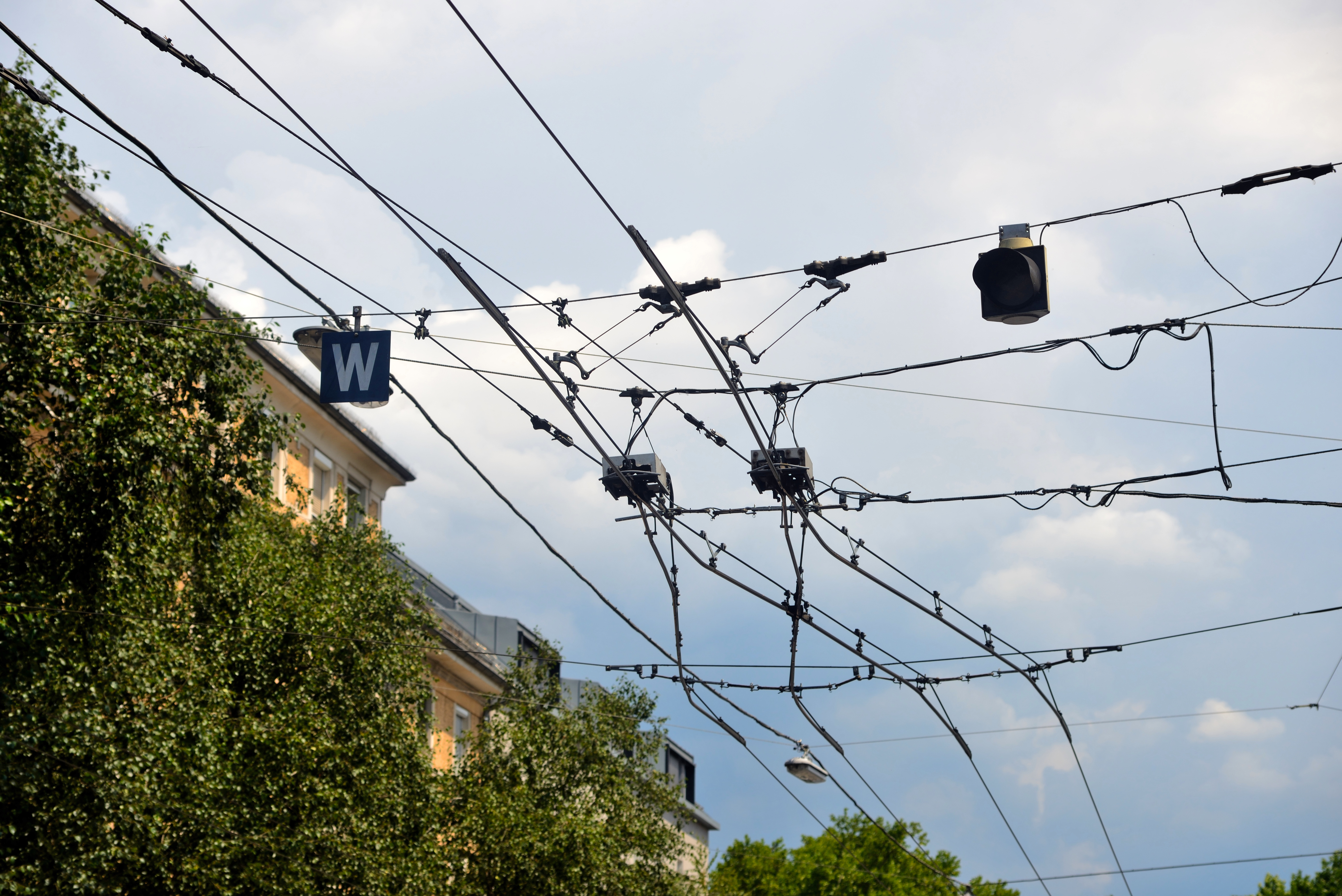
Luftweiche mit Zeichen St 2
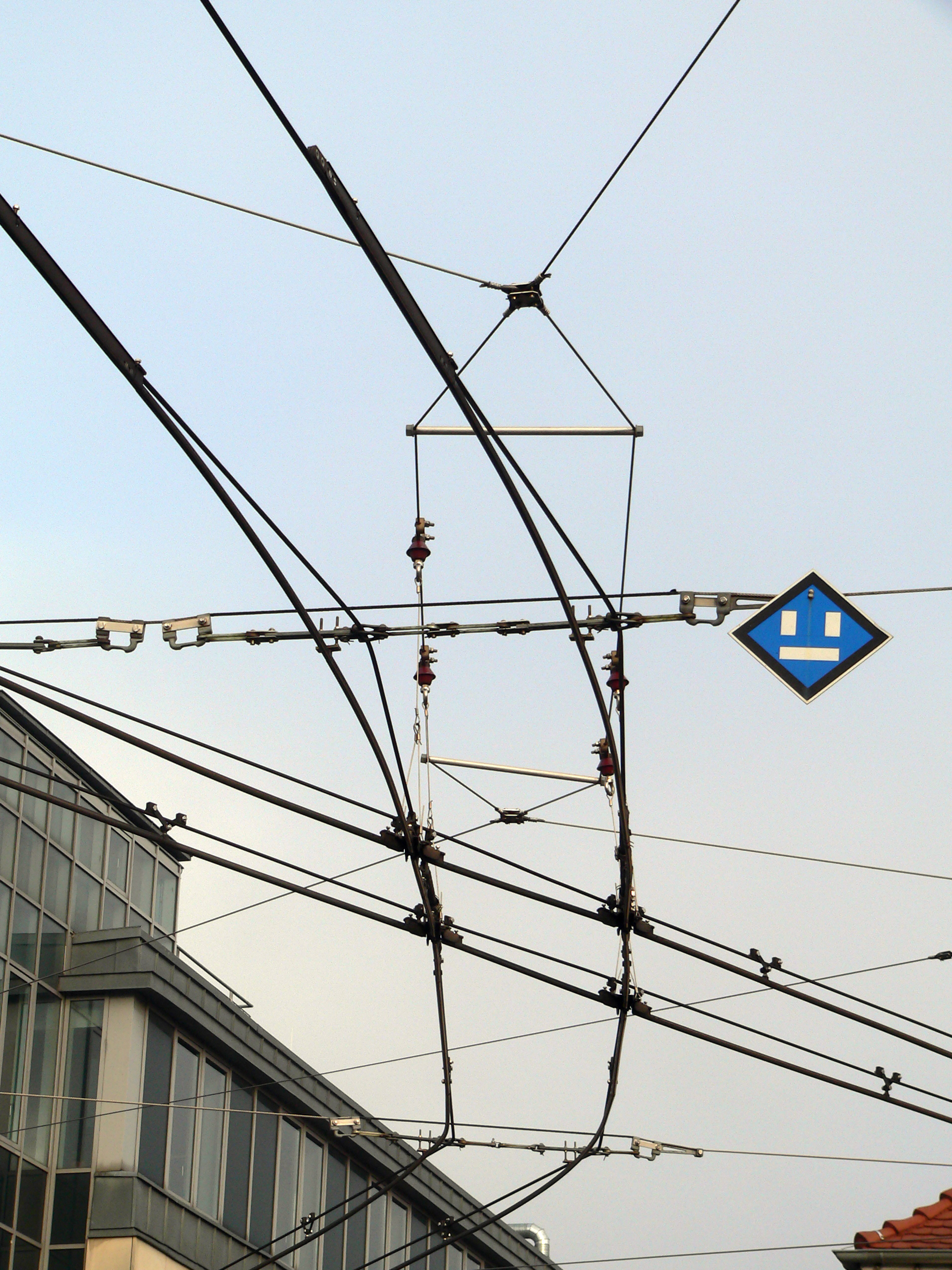
Ausschaltsignal St 3 vor einer Fahrleitungskreuzung
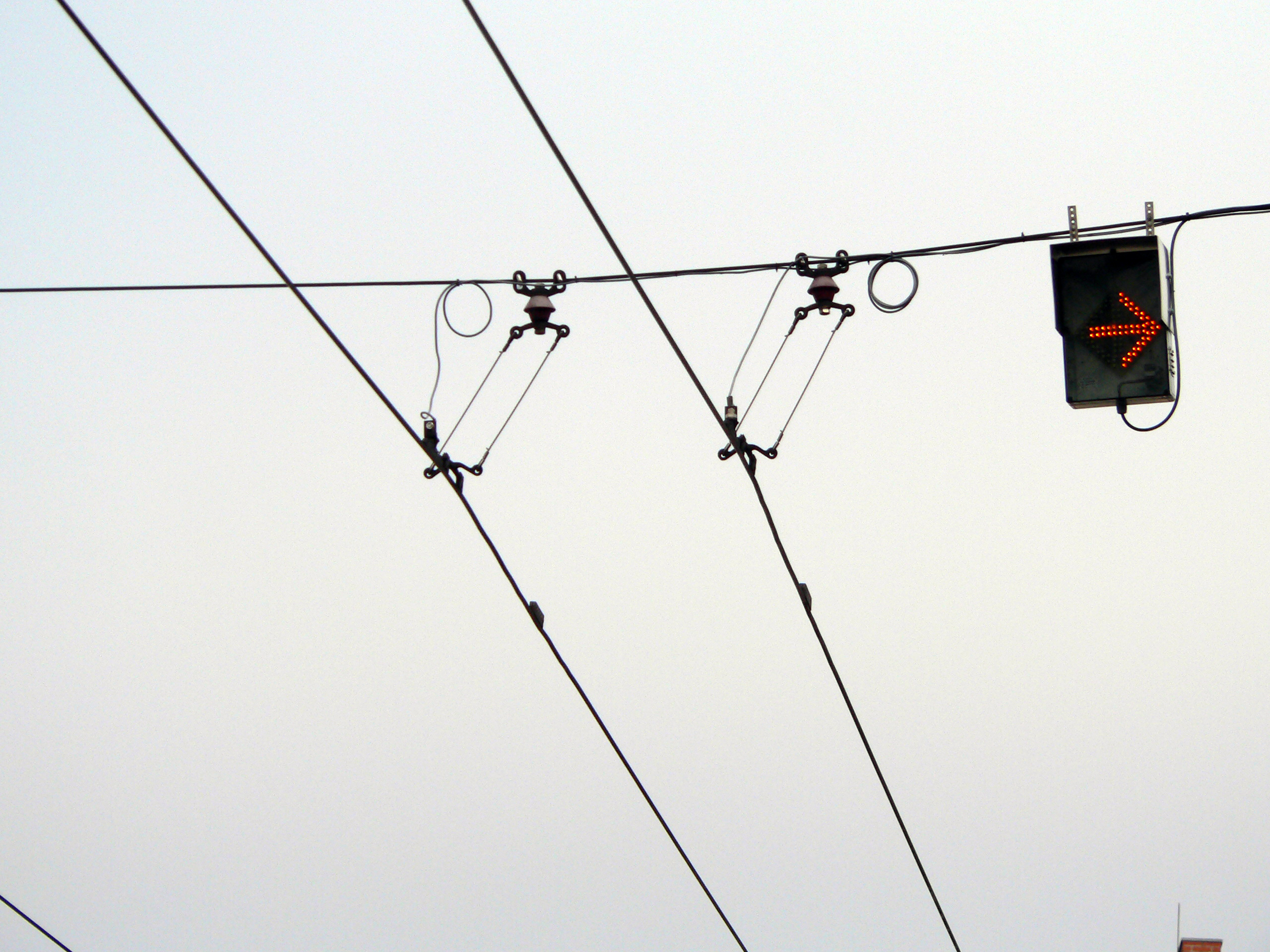
Dieser Vorwegweiser kündigt die Lage der nächsten Weiche an
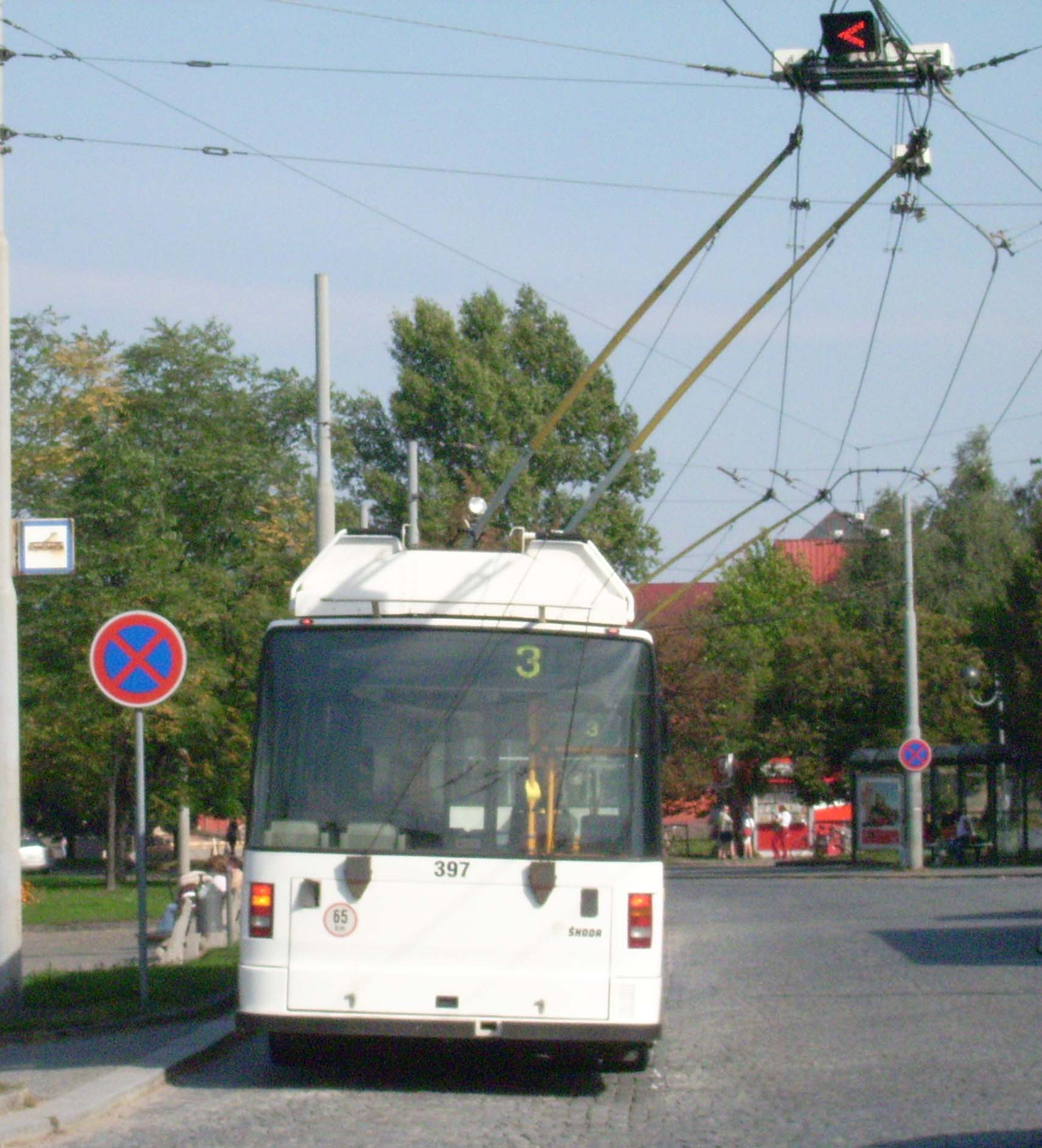
Luftweiche mit Weichensignal
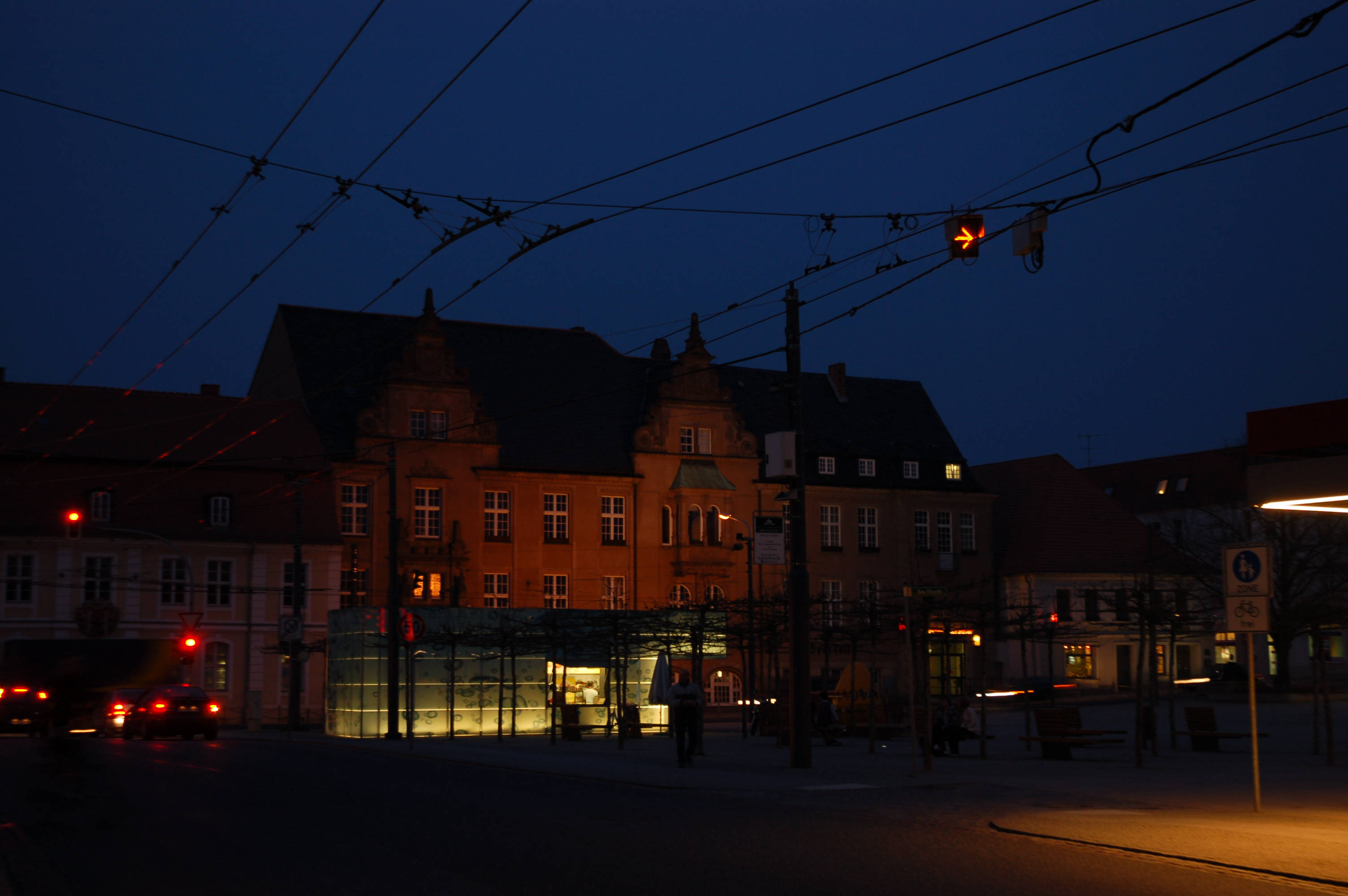
Weichensignal bei Dunkelheit
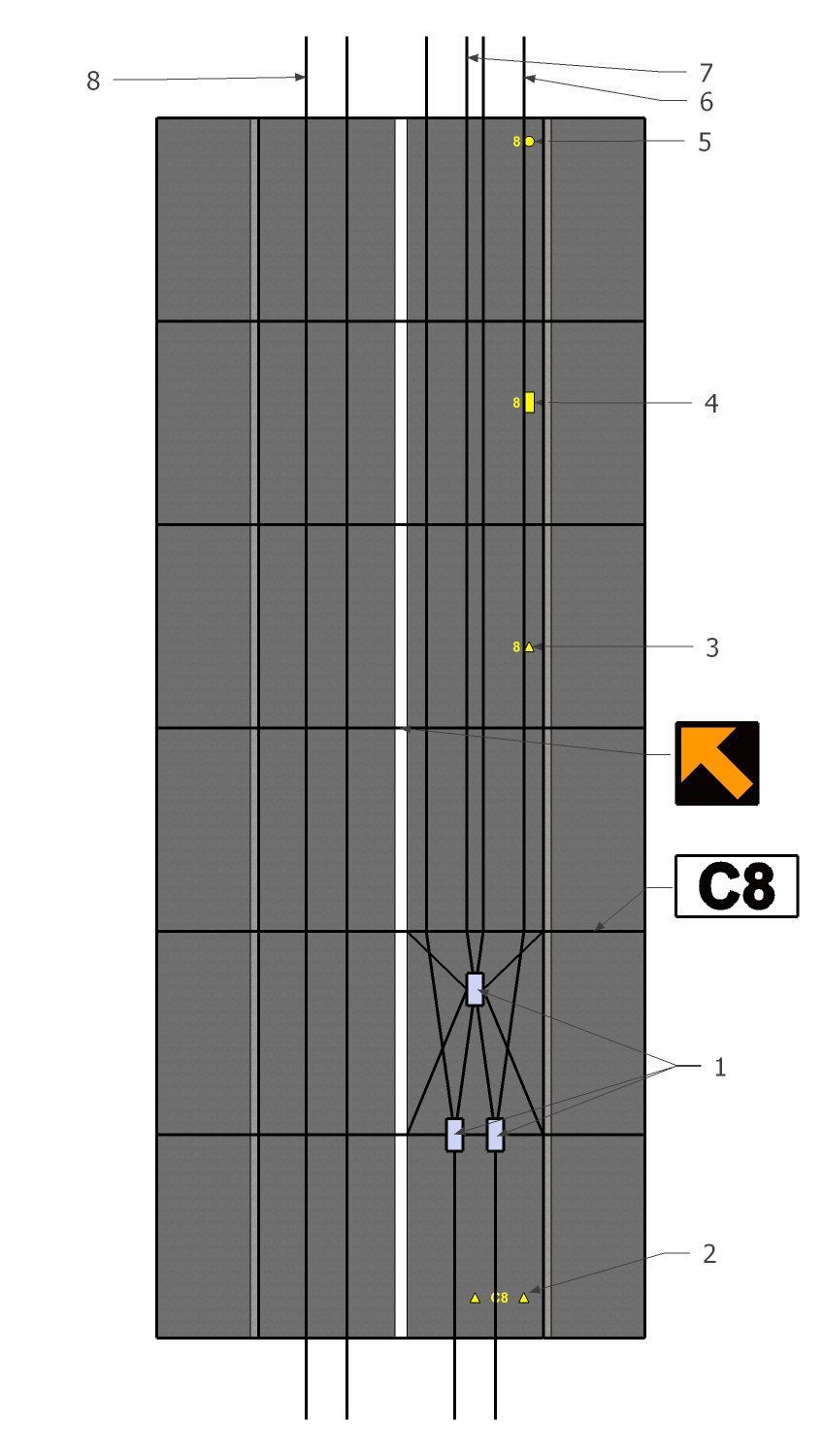
Luzern: Darstellung der Signalisierung einer Weiche mittels Bodenmarkierungen
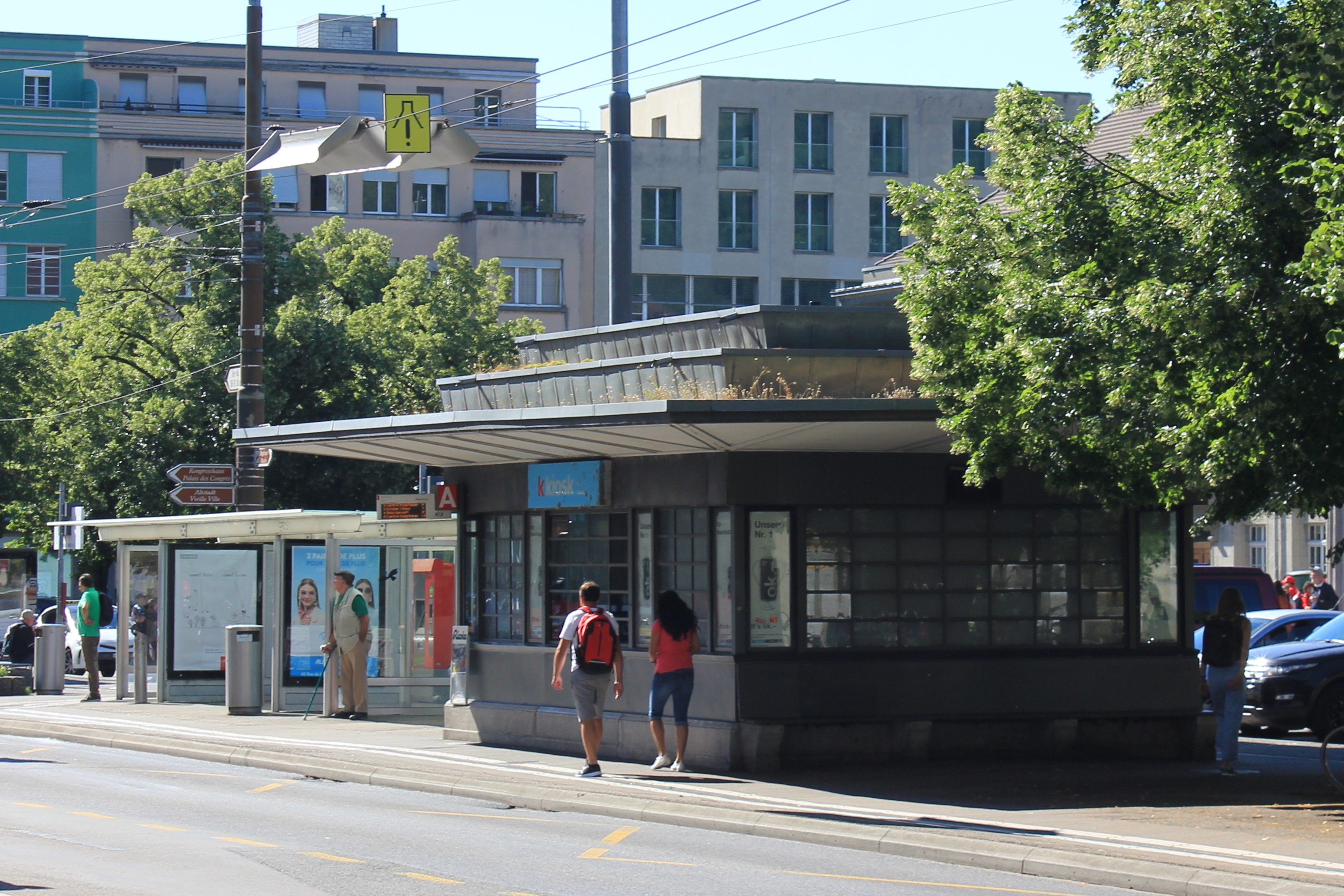
Signalisierung eines Einfädeltrichters in Biel/Bienne

### Turmwagen und sonstige Wartungsfahrzeuge

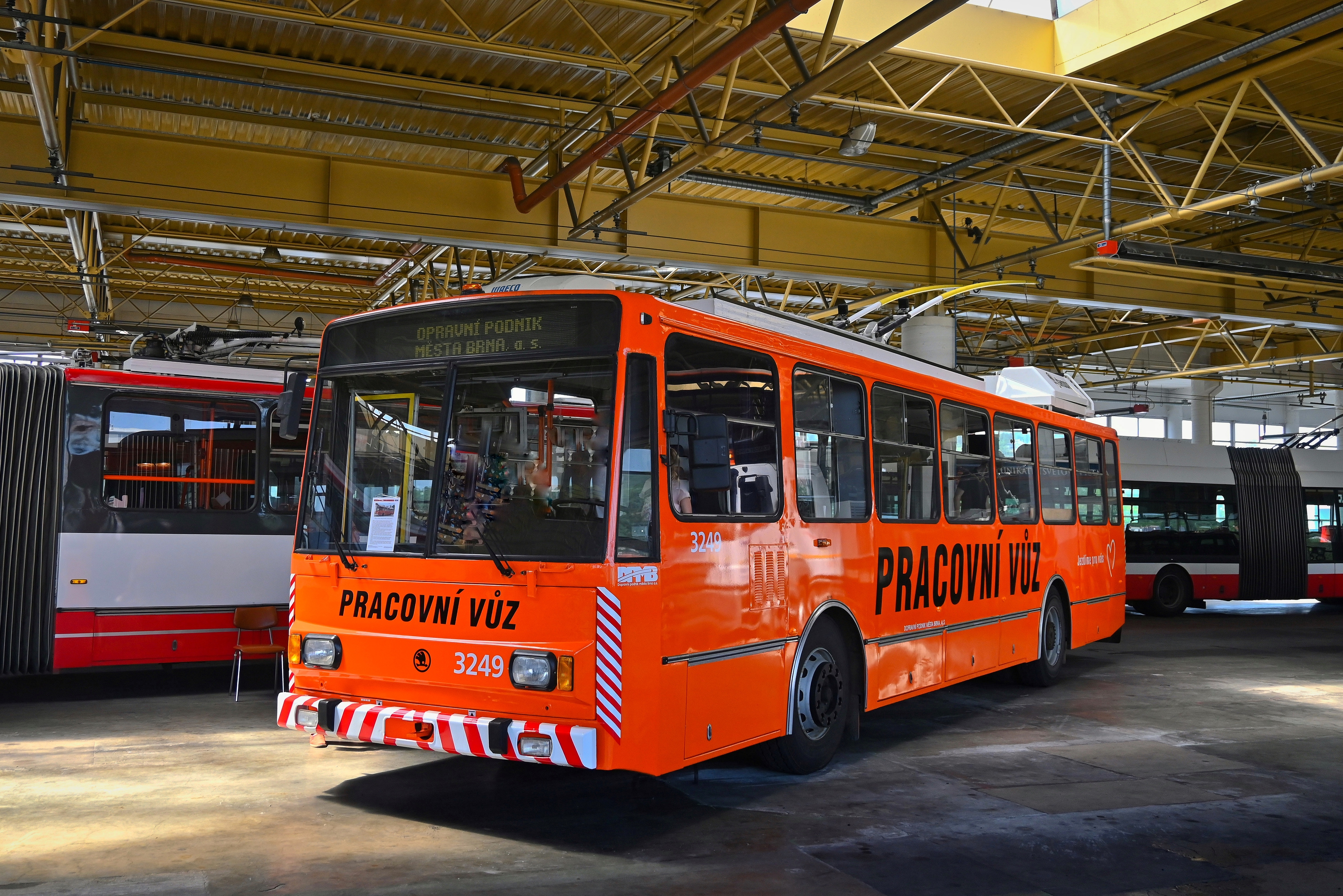
Werkstattwagen in Brno

Für die Wartung der Oberleitung verwendet die zuständige Fahrleitungsmeisterei in der Regel sogenannte Turmwagen, auch Oberleitungswagen, Fahrleitungswagen oder Fahrdrahtwagen genannt. Meistens handelt es sich dabei um selbstfahrende Lastkraftwagen mit speziellen Aufbauten, den sogenannten Hubarbeitsbühnen, seltener um Anhänger. Die isolierte Plattform dieser Sonderfahrzeuge erlaubt es, Arbeiten an der Oberleitung durchzuführen, ohne diese abschalten zu müssen.
Problematisch ist bei Arbeiten an Obusfahrleitungen jedoch die unmittelbare Nähe beider Polaritäten im direkten Arbeitsbereich. Auch von isolierten Arbeitsbühnen aus sind Instandhaltungsarbeiten an der Fahrleitungsanlage von Obussen deshalb, wie Arbeiten unter Spannung, mit den isolierenden Körperschutzmitteln und isolierten Werkzeugen durchzuführen. Da dies nicht immer ausreichend ist, erfordern Arbeiten an der Obus-Oberleitung – in mehr Fällen als bei einpoligen Fahrleitungen – dennoch häufig eine Abschaltung. Alternativ müssen die Fahrleitungsmonteure die jeweils anders gepolte Leitung zu ihrem Schutz mit einer Matte abdecken, so wie dies etwa in Dresden früher der Fall war.
Weitere Wartungsfahrzeuge für Oberleitungen sind Anhängeleitern und sogenannte Kabel(transport)anhänger für den Transport von Kabeltrommeln. Manche Betriebe verwenden zudem spezielle Fahrleitungsschmierwagen. In Lyon etwa existierte hierzu früher ein zweiachsiger Anhänger mit Spezialstromabnehmern, die dazu dienten eine Graphitschicht auf die Oberleitung aufzutragen. Dies erfolgte mittels elektrischer Pumpe, die vom Zugfahrzeug – einem gewöhnlichen Trolleybus – gespeist wurde. Damit beugte man der zunehmenden Kontaktverschlechterung durch den Abrieb der damals metallischen Schleifkontakte vor.
Unverzichtbar für Obus-Betriebe außerdem ein Abschleppwagen, diese Aufgabe kann auch ein ausreichend motorisierter Turmwagen, ein anderer Oberleitungsbus oder ein Omnibus übernehmen. Meist handelt es sich dabei um nicht mehr im Planbetrieb verwendete Wagen. Die Wartungsfahrzeuge des Obusbetriebes übernehmen teilweise auch andere kommunale Aufgaben, so helfen sie beispielsweise bei der Schneeräumung.
Ein weiteres Spezialfahrzeug ist der Unfallhilfswagen. Er wird insbesondere benötigt, wenn die Oberleitung auf die Fahrbahn fällt und eine Gefahr für Passanten besteht. Deshalb darf er in Deutschland, analog zu den Einsatzfahrzeugen bei Straßenbahnbetrieben, ebenfalls mit Sondersignalen ausgestattet sein, das heißt, er genießt, anders als die Einsatzfahrzeuge von reinen Omnibusbetrieben, das sogenannte Wegerecht.

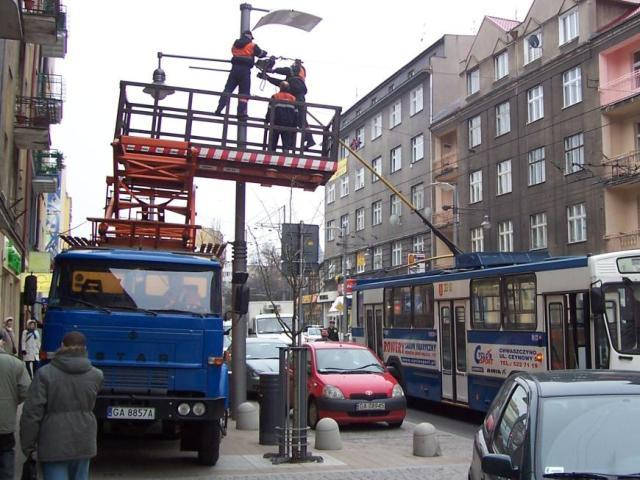
Gdynia: Turmwagen im Einsatz bei einer Stangenentdrahtung
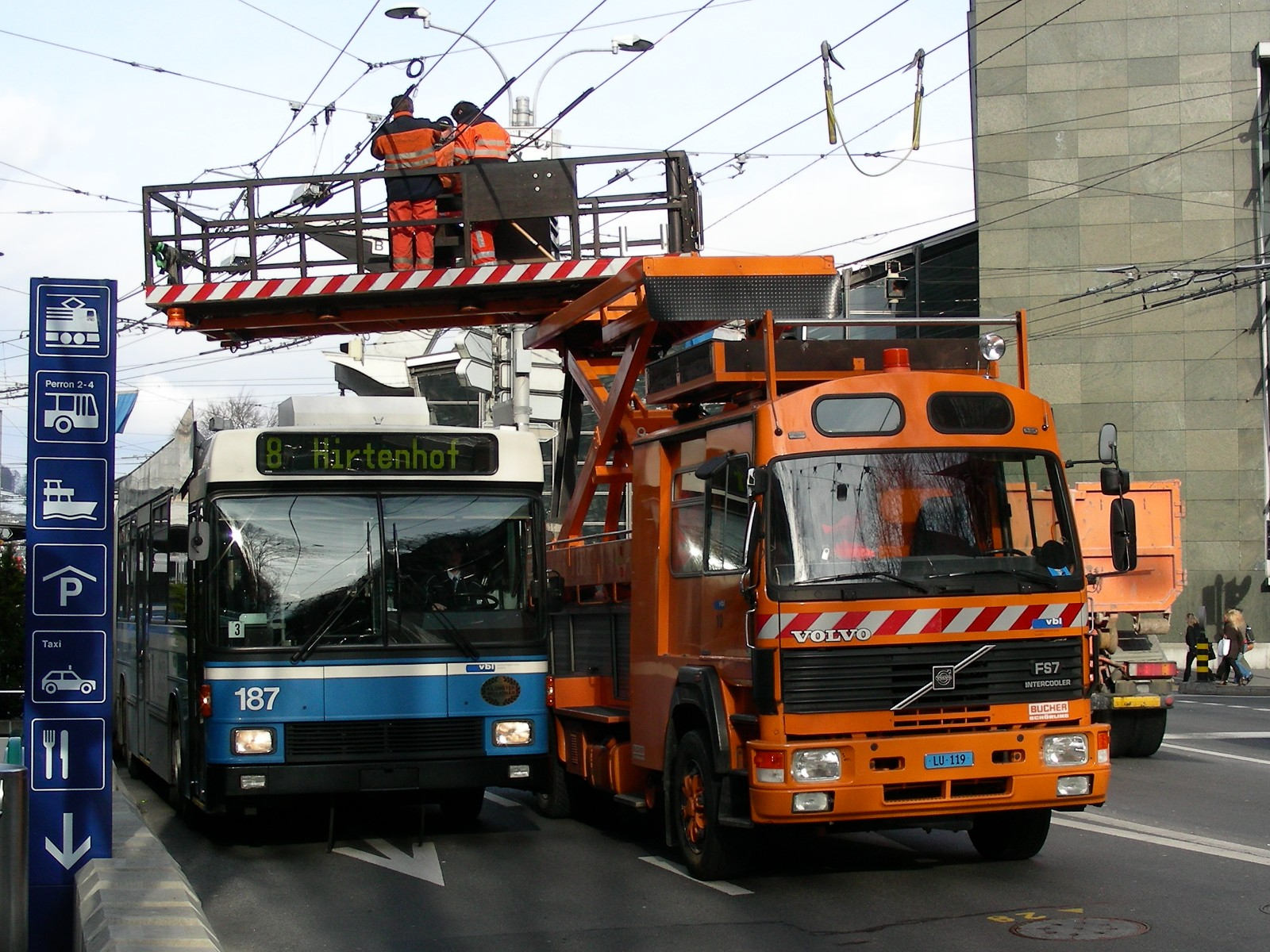
Luzern: Turmwagen bei Weichenarbeiten
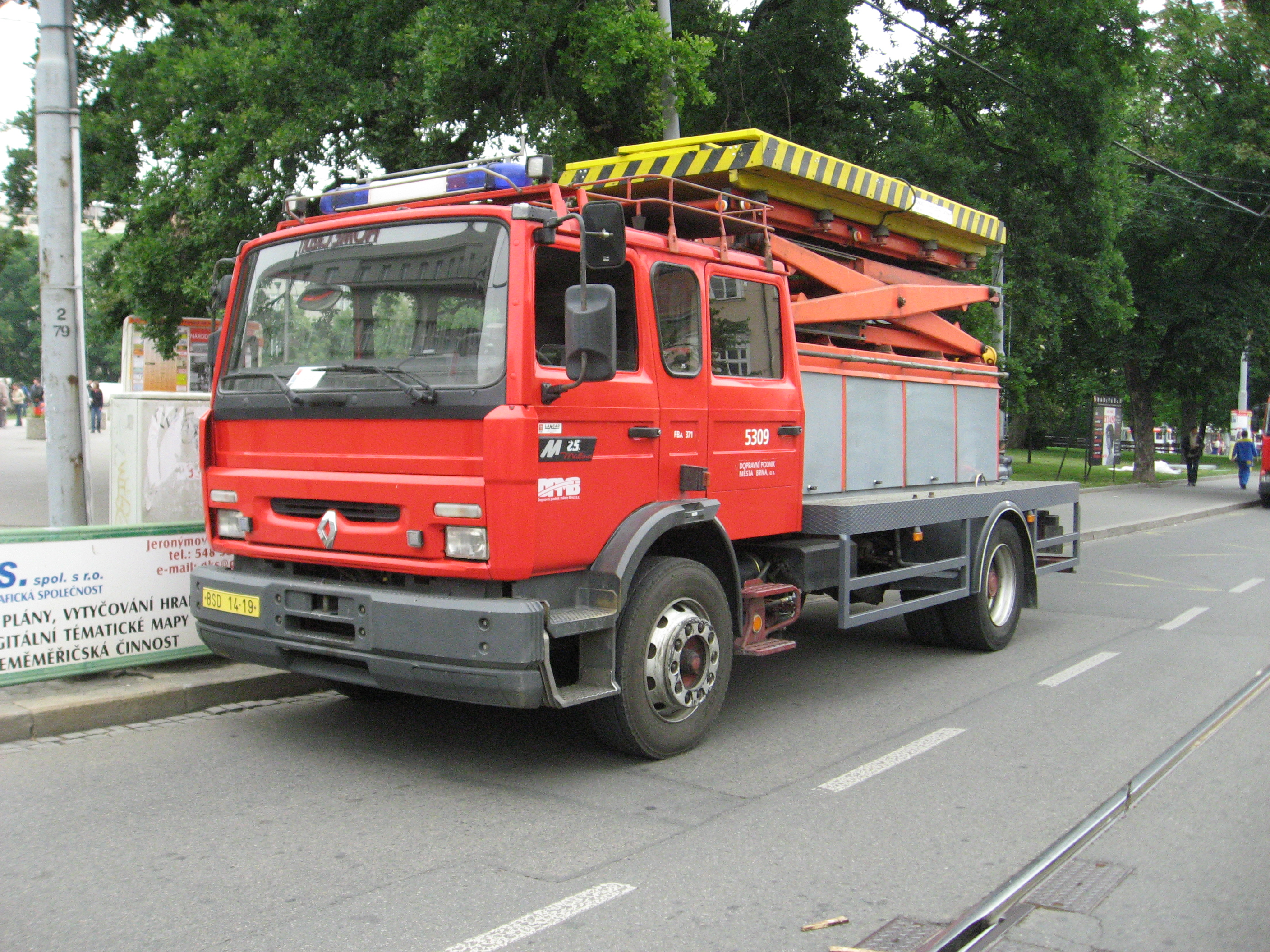
Moderner Renault-Turmwagen in Brno
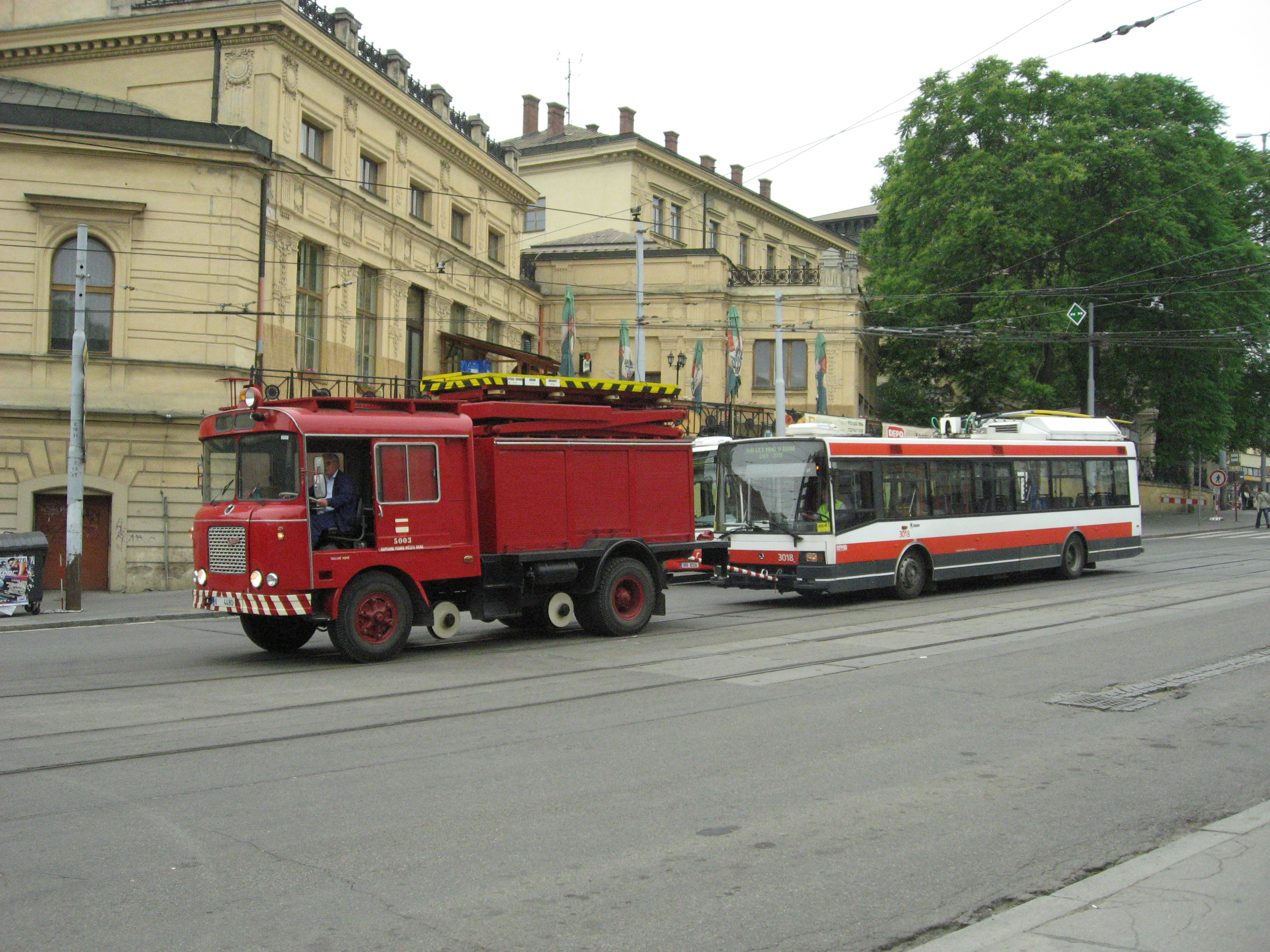
Brno: Ein älterer Škoda-Turmwagen fungiert als Abschleppwagen
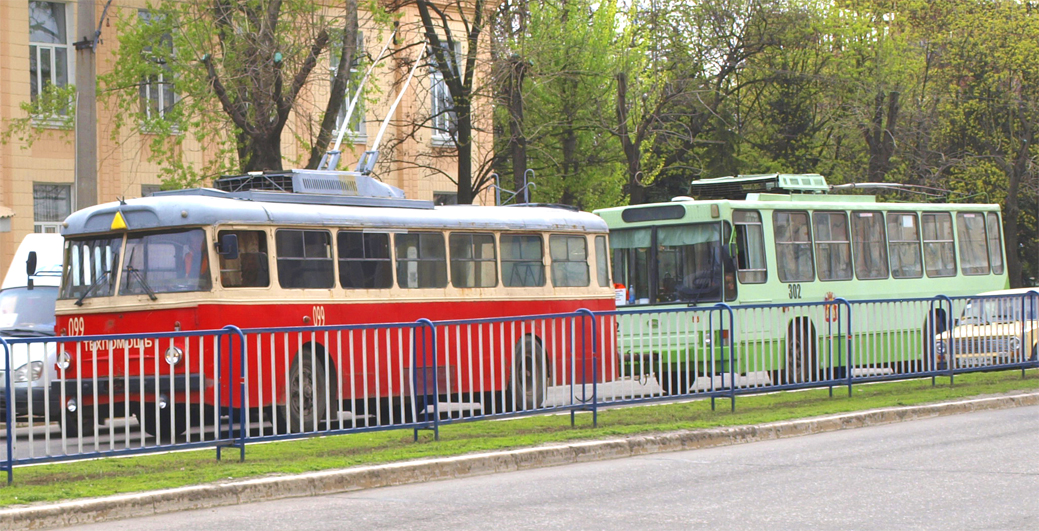
Im ukrainischen Luhansk dient ein Škoda 9Tr als Schleppfahrzeug
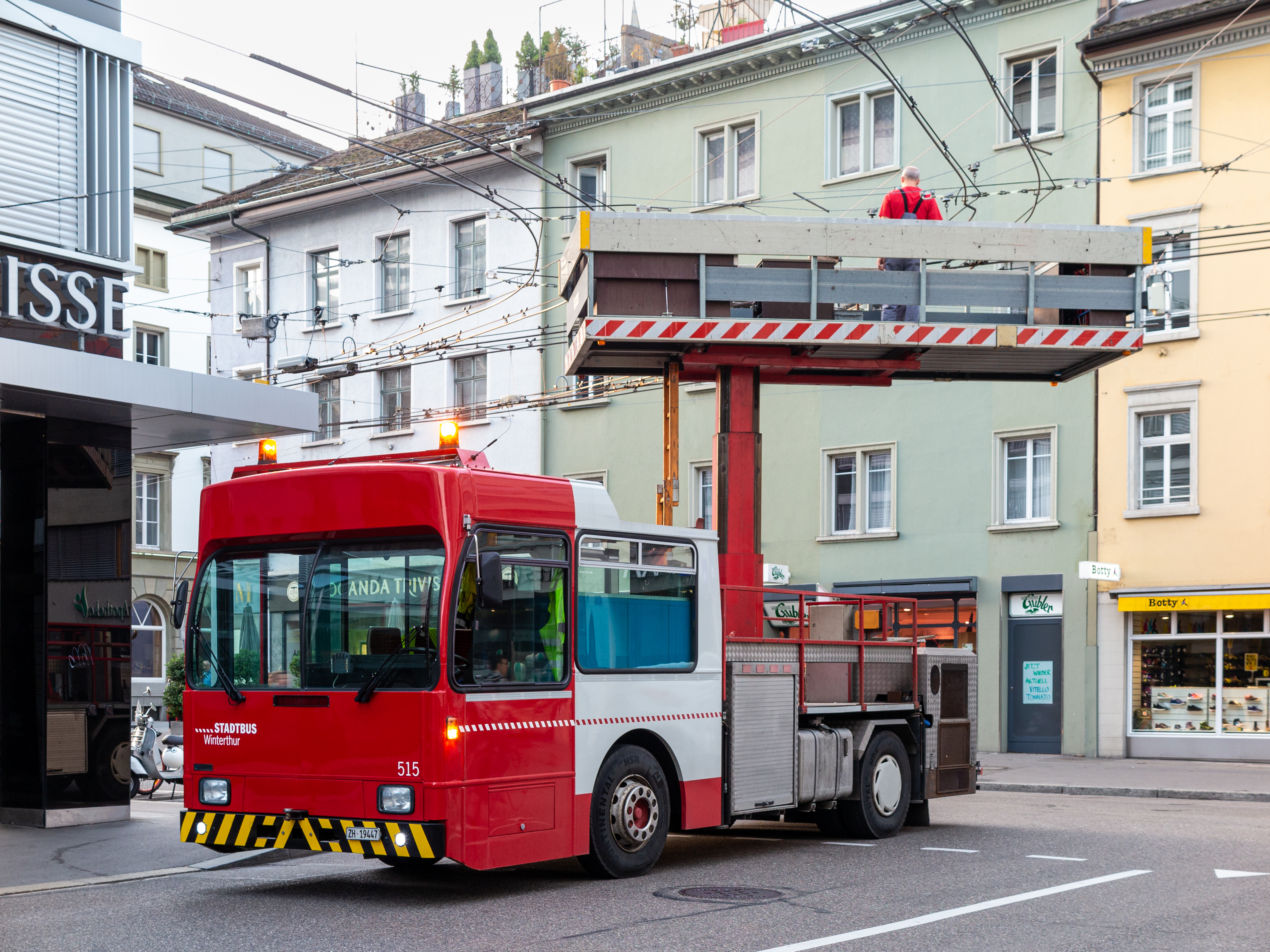
Turmwagen von Stadtbus Winterthur im Einsatz

### Depots

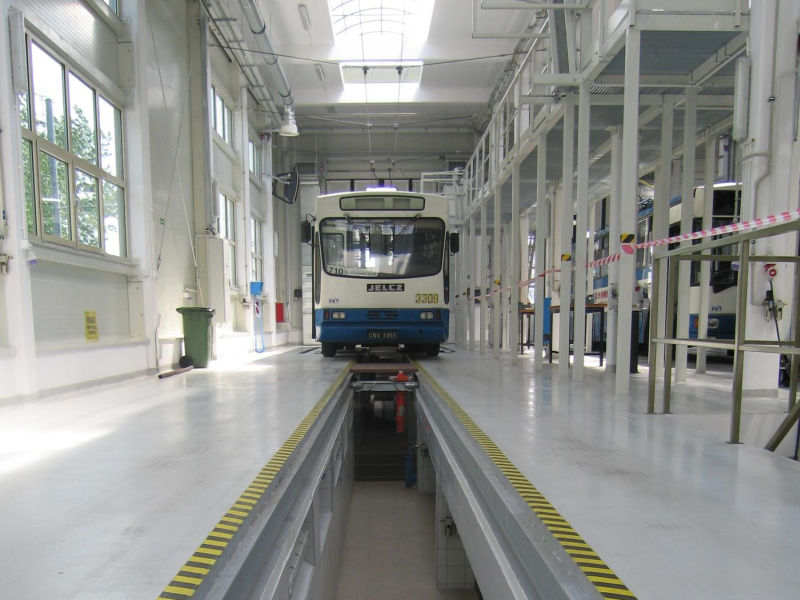
Stationäre Arbeitsbühnen im Obus-Depot in Gdynia

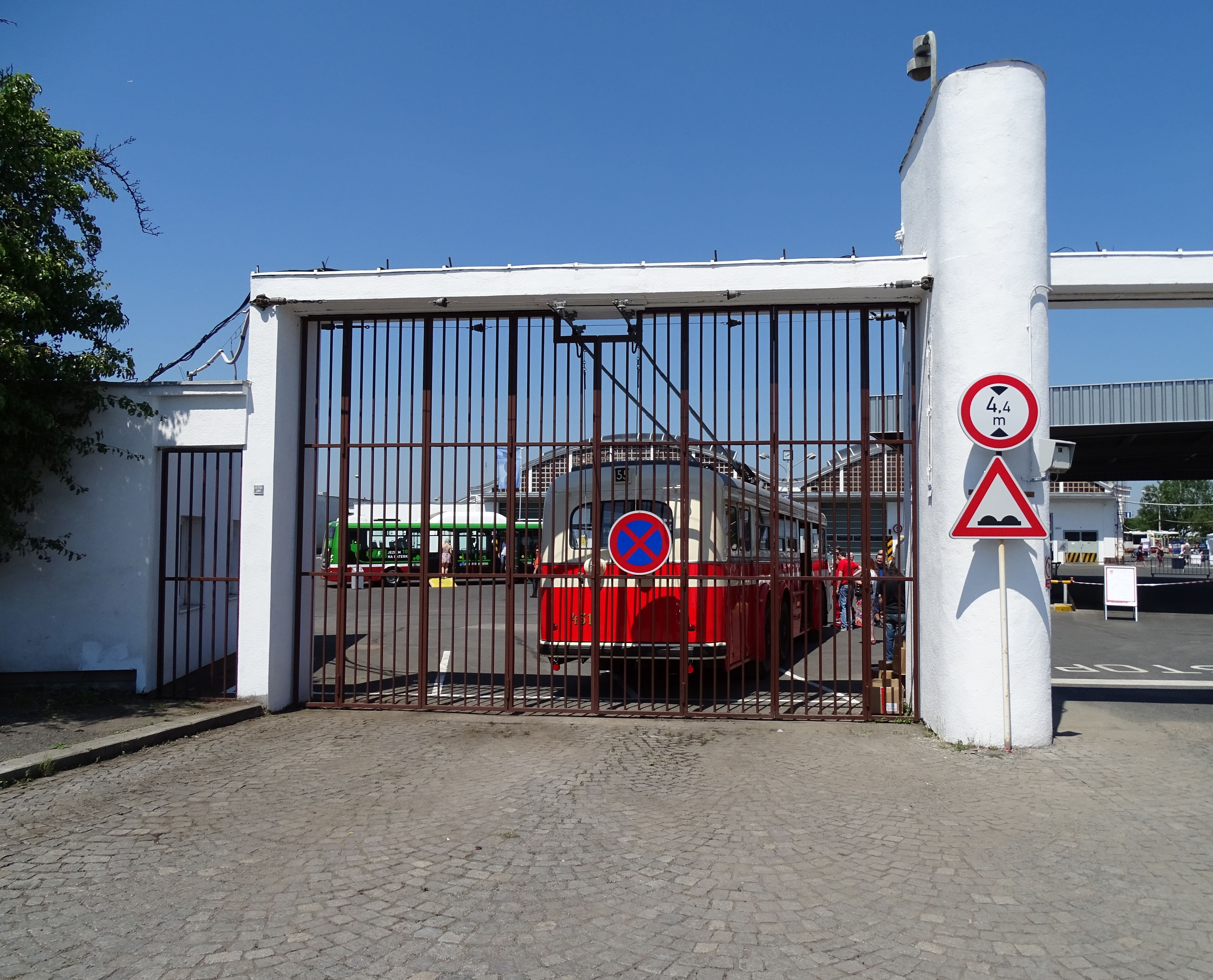
Betriebshoftor mit Aussparung für die Oberleitung in Prag

Obus-Depots unterscheiden sich für gewöhnlich kaum von klassischen Omnibus-Depots. Nicht selten werden Oberleitungsbusse und Omnibusse gemeinsam untergebracht. Prinzipiell ist die witterungsgeschützte Abstellung von Oberleitungsbussen von höherer Bedeutung als bei Omnibussen, zum Beispiel damit die störanfälligen elektrischen Anlagen nach Starkregen getrocknet werden können. Nicht immer ist ein Obus-Depot dabei mit dem Obus-Fahrleitungsnetz verbunden, dies gilt insbesondere bei Nutzung von bestehenden Omnibus- oder Straßenbahn-Betriebshöfen. In solchen Fällen müssen die Obusse – sofern sie keinen Zweitantrieb besitzen – von und zur Wagenhalle geschleppt werden oder einen Bügelwagen auf Straßenbahngleisen benutzen. Auf dem Depotgelände selbst können für Rangierfahrten auch Schleppkabel zur Anwendung kommen.
Obus-Betriebshöfe sind in der Regel so gestaltet, dass die Abstellplätze über eine Schleifenfahrt erreichbar sind. Das heißt, die Einfahrt in die Wagenhalle erfolgt meistens auf der einen Seite des Gebäudes, die Ausfahrt auf der gegenüberliegenden Seite. Dadurch wird das beim Omnibus oft übliche Wenden in drei Zügen vermieden, welches beim Obus prinzipbedingt nicht möglich ist. Ziel eines ideal aufgebauten Obus-Depots ist es daher, zwischen Ein- und Ausfahrt die Reinigungs- und Unterhaltungsarbeiten so einzuordnen, dass die Fahrzeuge ohne Umrangierung abgefertigt werden können.
Außerdem existiert in vielen Obus-Depots die Möglichkeit, im Kreis zu fahren, ohne das Betriebsgelände verlassen zu müssen. Dies ermöglicht Testfahrten mit reparierten, umgebauten oder neuen Wagen, die unter Umständen noch keine Zulassung für den öffentlichen Straßenverkehr besitzen. Die Verkehrsbetriebe Zürich betreiben hierfür auf dem Gelände ihrer Zentralwerkstätte beispielsweise eine eigene Prüfstrecke, diese ist nicht mit dem restlichen Trolleybusnetz verbunden.
In Obus-Depots häufig anzutreffen sind außerdem Arbeitsbühnen zur besseren Erreichbarkeit der Dachaufbauten und der Stromabnehmer. Außerdem müssen die Decken einer Obus-Wagenhalle ausreichend hoch sein und die Einfahrtstore über eine Aussparung für die beiden Fahrdrähte verfügen. Die Verwendung von Rolltoren scheidet daher aus.

### Fahrleitungsvereisung
Probleme bereiten die Obus-Oberleitungen mitunter im Winter, wenn durch Vereisung ein hoher elektrischer Übergangswiderstand entsteht. Störender Raureif bildet sich, wenn die Temperatur unter den Gefrierpunkt fällt und die Luftfeuchtigkeit hoch ist. In Luzern werden Enteisungsfahrten deshalb bei unter zwei Grad Celsius und über 70 Prozent Luftfeuchtigkeit durchgeführt. In Winterthur findet eine Enteisung bei Temperaturen unter Null Grad Celsius und mehr als 80 Prozent Luftfeuchtigkeit statt. Der Raureif kann ohne Enteisung zum Ausfall einzelner Kurse bis hin zu einer vollständigen Betriebseinstellung führen. Oberleitungsbusse mit klassischer Steuerung und ohne Spannungsüberwachung konnten hingegen auch bei Minusgraden mit geringerer Geschwindigkeit weiterfahren, wenngleich der Verschleiß durch den Abbrand am Gleitstück des Stromabnehmers stark zunahm. Besondere Schwierigkeiten verursacht die Vereisung beim Einsatz modernerer Oberleitungsbusse mit empfindlicher Steuerungselektronik. Diese sind anfälliger gegenüber Spannungsunterbrechungen und der daraus resultierenden Lichtbogenbildung, im Schienenverkehr umgangssprachlich Bügelfeuer genannt. Außerdem bringen die Lichtbögen das in den Leitungen enthaltene Kupfer zum Verdampfen und beschleunigen so deren Abnutzung. Ferner kann der Fahrdraht durch starke Eisbildung infolge extremer Witterung durch Zugspannungserhöhung durch das Eisgewicht auch reißen.
Im Gegensatz zu Obus-Stromabnehmern berührt der einpolige Bügelstromabnehmer eines Schienenfahrzeugs die Oberleitung punktuell und flach. Seine Schleifleiste erzeugt auf kleiner Fläche einen hohen Anpressdruck mit guter Schabewirkung und die Eispartikel können nach unten abfallen. Stangenstromabnehmer hingegen erzeugen nur eine deutlich geringere Anpresskraft, die U-förmigen Gleiteinsätze – mit ihrer im Vergleich zu Bügelstromabnehmern größeren Kontaktfläche – verringern den Anpressdruck weiter. Das Eis kann sich zudem im Kontaktschuh, der etwas breiter ist als der Fahrdraht, anlagern und deshalb nicht nach unten abfallen.

### Fahrleitungsenteisung

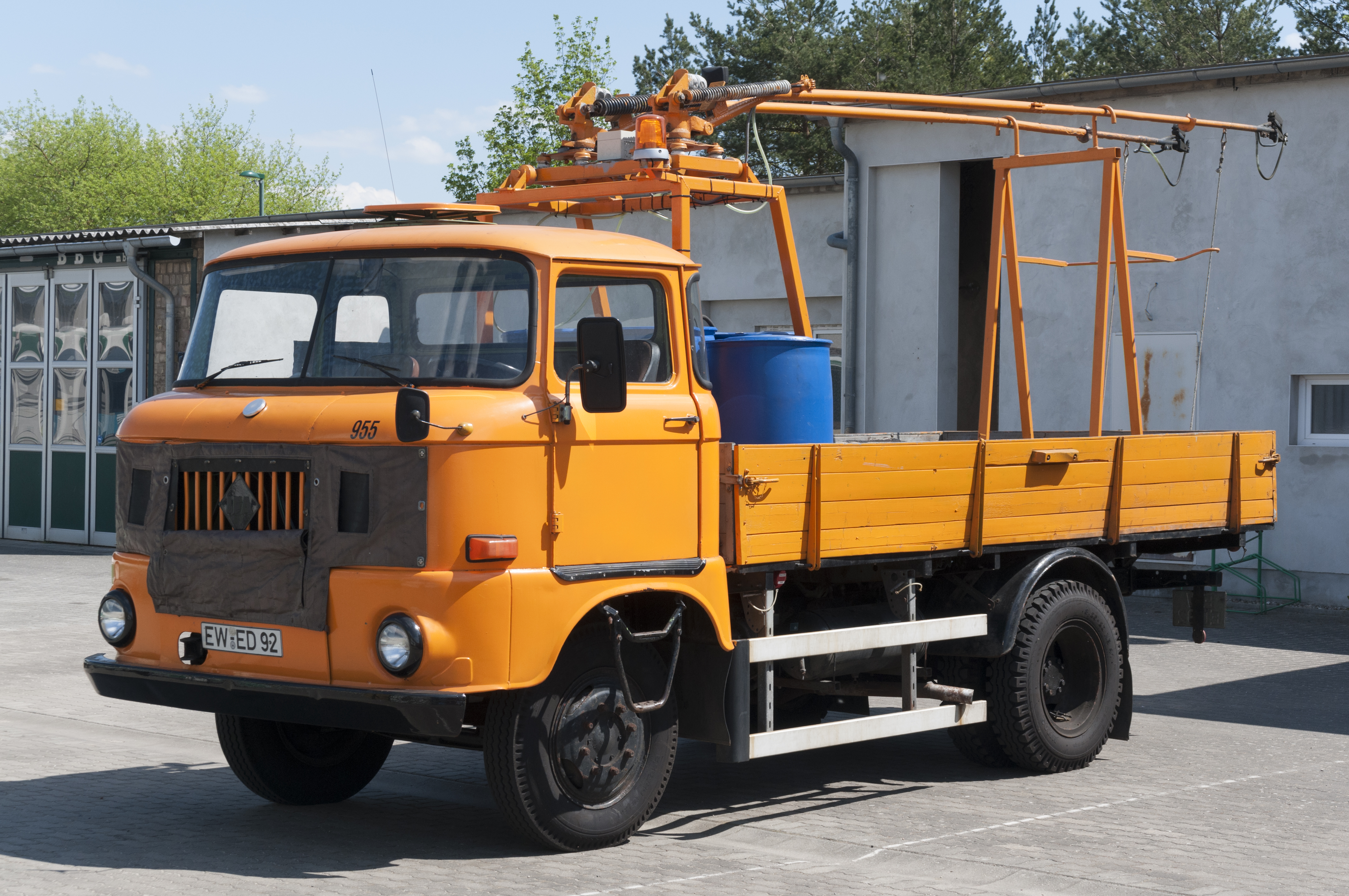
Pritschenlastkraftwagen des Typs IFA W50 L als Enteisungsfahrzeug in Eberswalde

Nächtliche Enteisungs-Sonderfahrt mit speziell hierfür adaptiertem Trolleybus in Luzern, beschildert als Reiffahrt

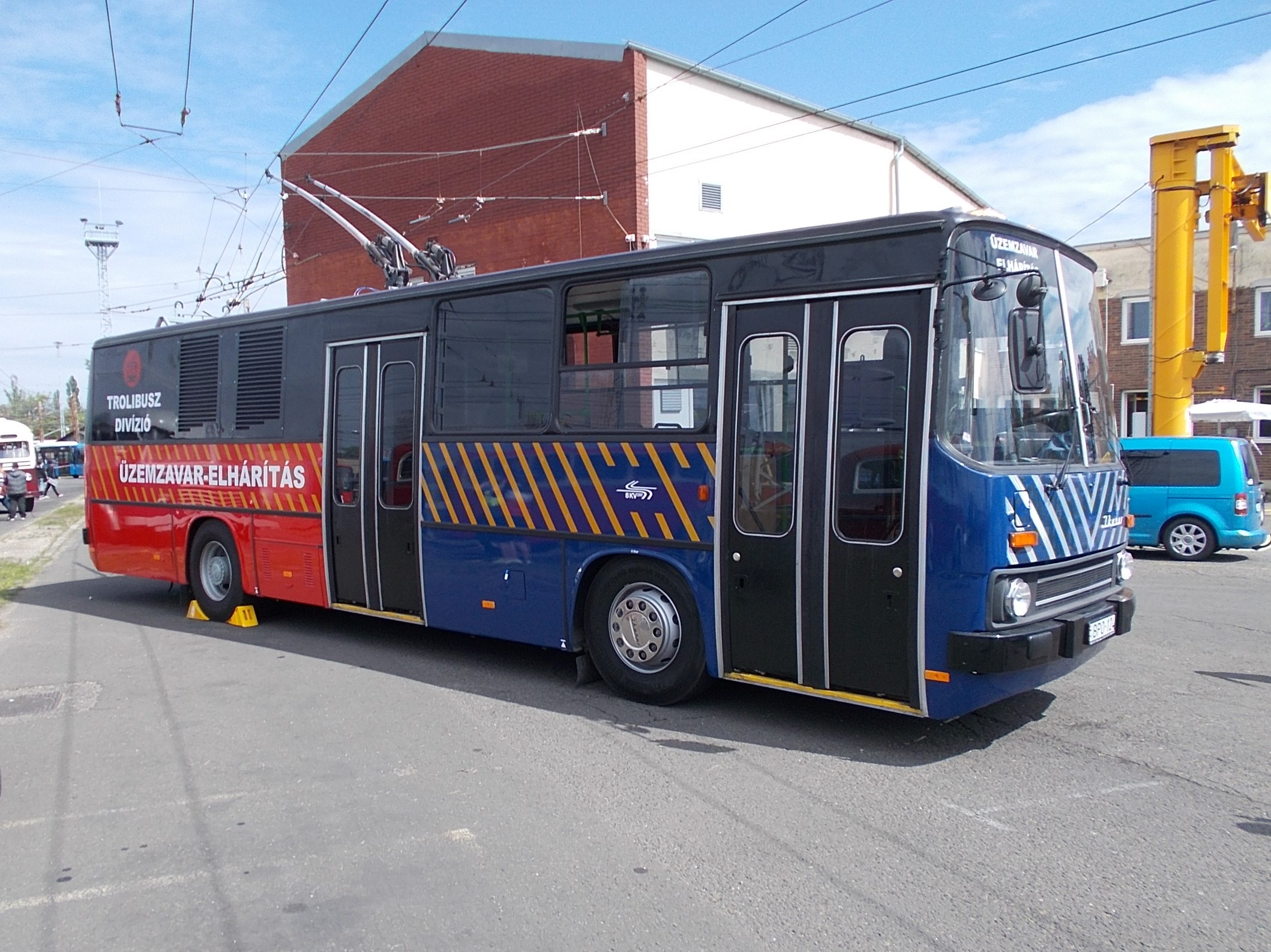
Nicht mehr im Fahrgastbetrieb eingesetzter Dieselbus des Typs Ikarus 260 mit Enteisungsstromabnehmern in Budapest, dass es sich nicht um einen Trolleybus handelt ist am Kraftfahrzeugkennzeichen erkennbar

Aus den oben genannten Gründen müssen Obus-Fahrleitungen in der kalten Jahreszeit aufwändig enteist werden. Viele Betriebe benutzen dazu – meist im Eigenbau entstandene – Sonderfahrzeuge mit speziellen Fahrdrahtsprüh-Einrichtungen, auch Enteisungsstromabnehmer genannt. Mit ihnen wird ein Frostschutzmittel auf die Fahrleitung gesprüht. Typischerweise besteht dieses Enteisungsgemisch zu gleichen Teilen aus Wasser, Ethanol und Glycerin. In Esslingen wird Isopropanol benutzt. In Schaffhausen besprüht der sogenannte Frostiwagen die insgesamt 15 Kilometer lange Fahrleitung des dortigen Netzes innerhalb einer Stunde mit etwa 30 Litern Frostschutz.
In der Regel reicht es aus, jeden Abschnitt einmal vorbeugend zu bearbeiten, bevor dieser einfrieren kann. Um eine gründliche Besprühung der Fahrdrähte zu gewährleisten, darf jedoch beim Enteisen eine maximale Geschwindigkeit von 25 bis 30 km/h nicht überschritten werden. Zudem dürfen Luftweichen nicht unnötig mit Frostschutz besprüht werden, da diese sonst verkleben können. Meist erfolgt der Einsatz der Arbeitswagen in den frühen Morgenstunden, das heißt in der nächtlichen Betriebspause, wenn der Regelverkehr nicht und der übrige Individualverkehr – der mit einer gelben Rundumkennleuchte auf die Langsamfahrt aufmerksam gemacht wird – nur geringfügig behindert wird. Außerdem muss das Frostschutzmittel eine Zeit lang einwirken, weil es sonst von den folgenden Regelwagen wieder entfernt würde. Gleichzeitig ist darauf zu achten, dass die Fahrleitungen vor Beginn der Enteisung nicht zu stark vereist sind. Die Reiffahrt beginnt daher oft kurz nach Betriebsschluss – unabhängig von der Dauer der eigentlichen Enteisungsfahrt. In Schaffhausen beispielsweise um 1:45 Uhr und in Luzern um 1:00 Uhr. Ob die Enteisung notwendig ist, wird dabei mitunter auch mit den hereinkommenden Fahrern des Spätdienstes abgesprochen.
Bezüglich der auch Reifwagen genannten Fahrzeuge, die mit den oben genannten Spezialstromabnehmern ausgerüstet werden, können folgende Varianten beobachtet werden:
- Pritschenlastkraftwagen
- Kleintransporter mit offener Ladefläche
- Lastwagenanhänger
- reguläre Oberleitungsbusse
- nicht mehr im Personenverkehr eingesetzte Oberleitungsbusse
- reguläre Dieselbusse
- nicht mehr im Personenverkehr eingesetzte Dieselbusse
- Duo-Busse im Dieselmodus

Kommen Oberleitungsbusse zum Einsatz, bewegen diese sich während des Enteisungsvorgangs teilweise mit ihrem Hilfsantrieb fort. Dies ist zum einen bei starker Vereisung der Fahrleitung notwendig, weil diese den Stromkreis zwischen Fahrzeug und Oberleitung unterbricht. In anderen Fällen, wie in Esslingen, kommen Spezialstromabnehmer für die Enteisung zum Einsatz, die nicht für die Stromübertragung geeignet sind, weil sie statt der elektrischen Kabel die Leitungen für das Frostschutzmittel enthalten. In Lausanne setzte man zeitweise einen Oberleitungsbus mit zwei Stromabnehmerpaaren ein, um gleichzeitig die Enteisung und die Stromzufuhr zu gewährleisten.
Manche Städte setzen aus Umweltschutzgründen auf eine mechanische Enteisung. Hierbei werden die Kohleschleifstücke bei der ersten morgendlichen Fahrt durch solche aus Bronze ersetzt; mit ihrer Hilfe wird die Oberleitung freigekratzt. In Esslingen verwendete man hierzu zeitweise Kohlen mit drei eingelegten Kupferstücken, in Leipzig Schleifeinsätze aus Temperguss. Stehen keine speziellen Enteisungsmöglichkeiten zur Verfügung, muss das Netz nachts permanent von regulären Wagen abgefahren werden – vergleichbar den sogenannten Spurfahrten bei der Straßenbahn. Tagsüber müssen die Fahrdrähte nicht mehr enteist werden, in der Regel fahren die Obusse so häufig, dass sich dann kein Eis mehr ansetzt – anders zum Beispiel in Eberswalde, dort verkehren die Oberleitungsbusse am Wochenende so selten, dass bei starker Vereisung im Ersatzverkehr mit Omnibussen gefahren werden muss.
Bereits in früheren Jahren experimentierte man ferner mit beheizbaren Fahrdrähten, so beispielsweise in Nürnberg, Berlin und Eberswalde in den 1930er und 1940er Jahren. In St. Gallen ist dies bis heute nur im Bereich der Eishalle im Lerchenfeld der Fall. Dort herrscht situationsbedingt eine besonders hohe Luftfeuchtigkeit. Bei der Beheizung der Oberleitung nutzt man den Innenwiderstand des Fahrdrahts als großen sich erwärmenden Widerstand. Da solche sehr aufwändigen Schaltungen nicht mit allen Gleichrichtern möglich sind, kann eine solche Beheizung nicht überall durchgeführt werden. In Salzburg wird die Oberleitung bei starker Vereisung mittels eines kontrollierten Kurzschlusses in allen Unterwerken aufgetaut. Auf den Leipziger Überlandlinien B nach Markranstädt und C nach Zwenkau wurde die Fahrleitung ebenfalls durch das gezielte Schalten von Kurzschlüssen an den Enden der Speisebereiche über dafür eingebaute besondere Mastschalter abgetaut. Unabhängig davon existieren auch bei Oberleitungsbusfahrleitungen Weichenheizungen.

## Wirtschaftliche Aspekte

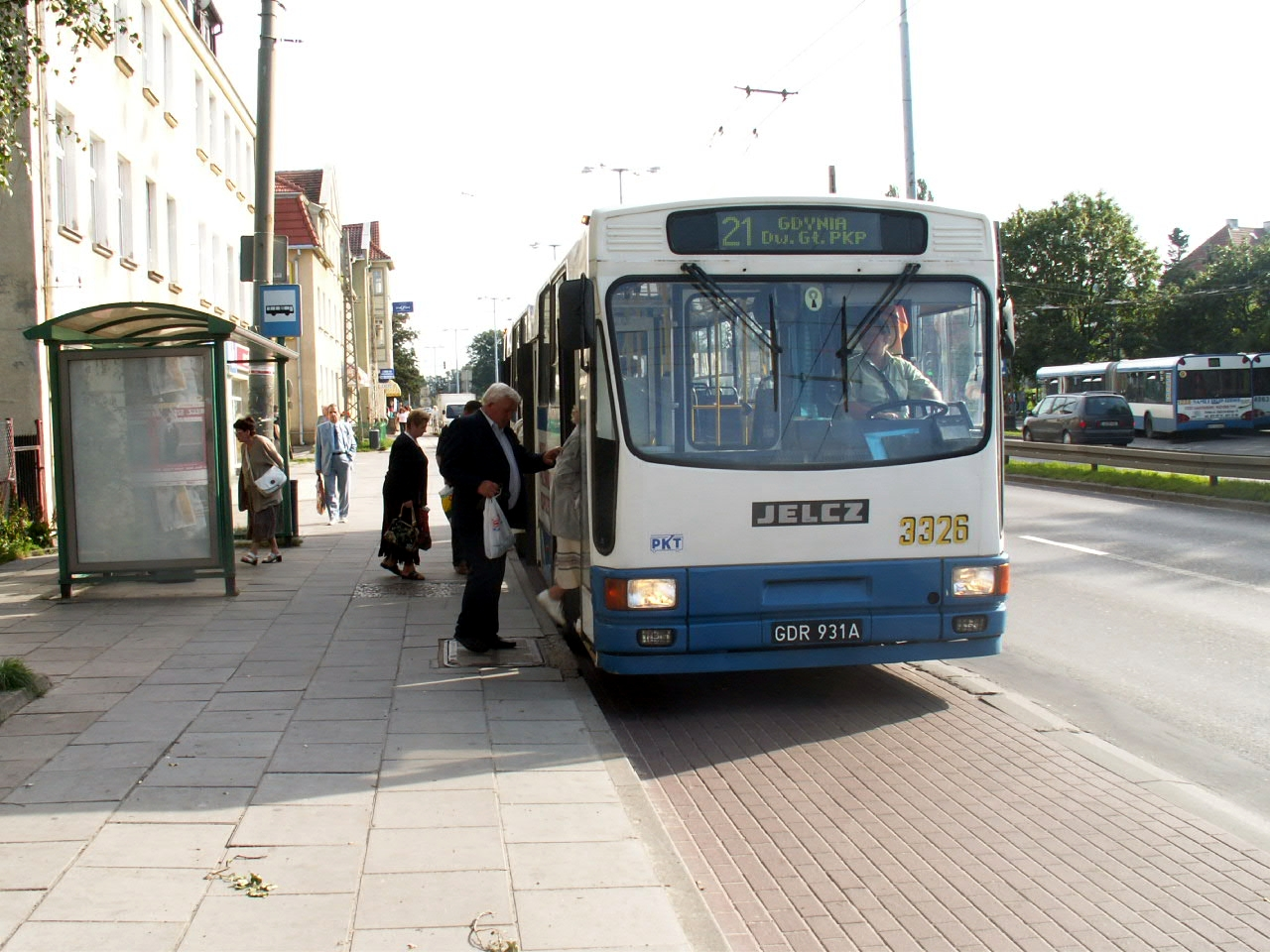
Obusse können Bushaltebuchten zügiger verlassen als Omnibusse

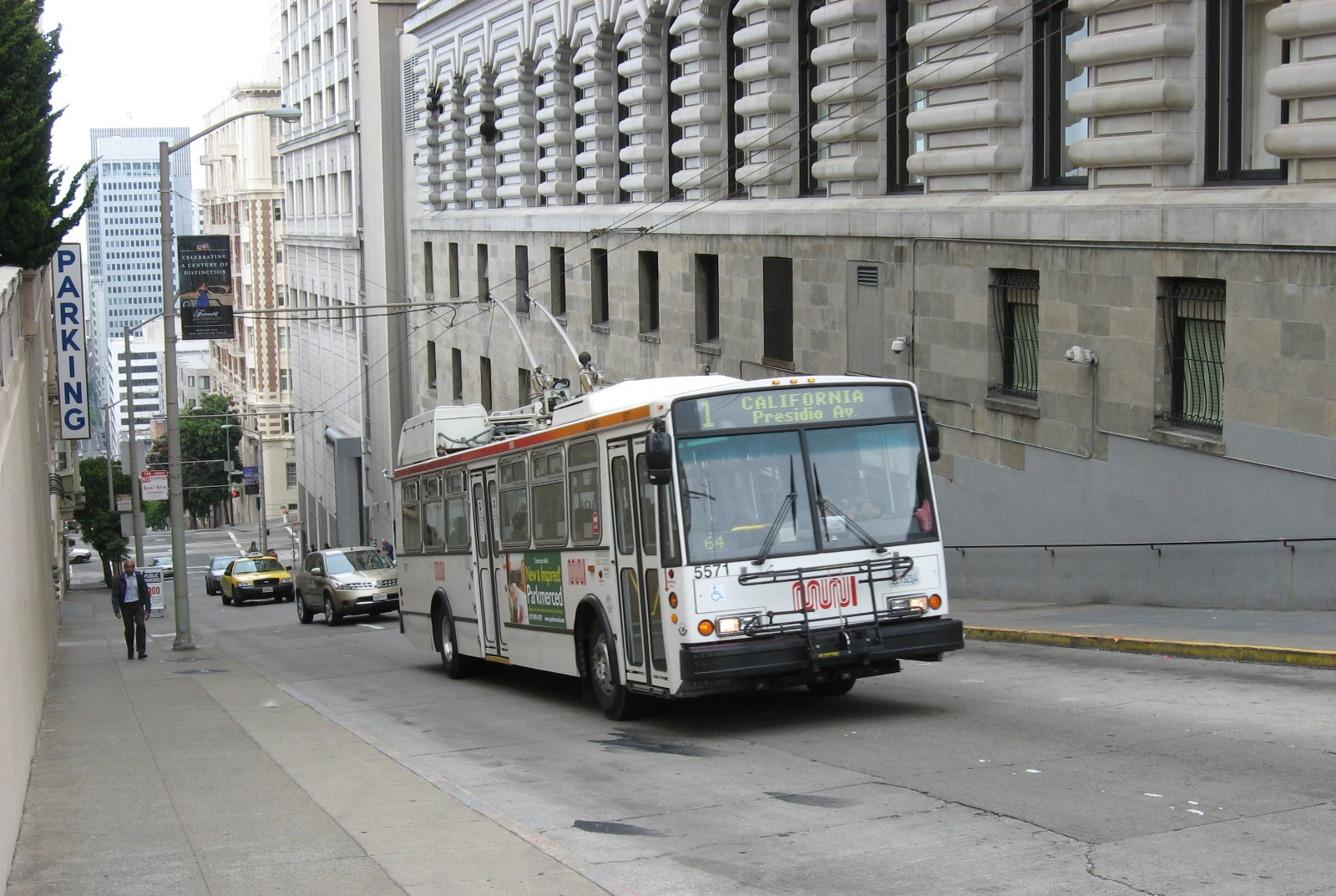
Vorteile bieten Trolleybusse auf topografisch anspruchsvollen Strecken, hier auf den steilen Straßen San Franciscos

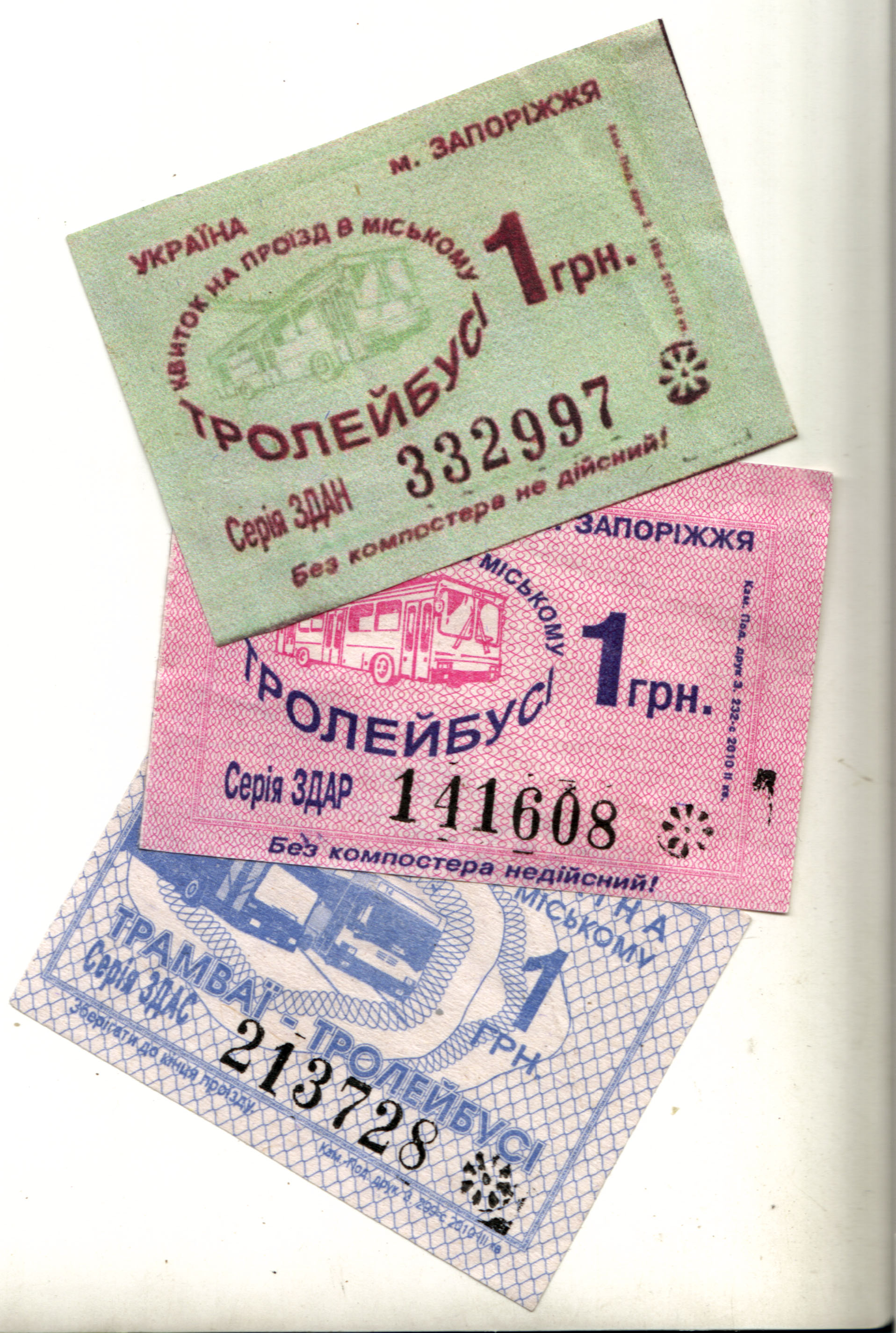
Ukrainische Trolleybustickets

### Allgemeine Betrachtungen und Vorteile
Moderne Obusse haben eine maximale Leistungsaufnahme von über 700 Kilowatt und erreichen Beschleunigungen, die teilweise über denen von Personenkraftwagen liegen. Dies wirkt sich positiv auf die Umlaufplanung aus, es können kürzere Fahrzeiten zwischen zwei Haltestellen und somit auch kürzere Reisezeiten erzielt beziehungsweise mehr Zwischenstationen bedient werden. Auf langen Linien mit vielen Ampel-Aufenthalten beziehungsweise Haltestellen können im Vergleich zum Dieselbusbetrieb mitunter Kurse eingespart werden. Sind die Fahrpläne auf langsamere Omnibusse ausgelegt, ermöglichen Oberleitungsbusse einen pünktlicheren und somit stabileren Betrieb. Weiter erlaubt die hohe Anfahrgeschwindigkeit Oberleitungsbussen ein problemloseres und somit sichereres Einfädeln in den fließenden Verkehr, als dies bei Omnibussen der Fall ist. Dies ist insbesondere beim Anfahren aus Bushaltebuchten, aber auch an Vorfahrtsstellen von Vorteil. Nicht zuletzt entsteht bei Oberleitungsbussen im Stillstand kein Energieverlust. Außerdem sind sie im Winter im Allgemeinen auch bei Minusgraden startbereit, weil das Problem der Versulzung entfällt. Zudem erhöht sich die Wohnqualität in den durchfahrenen Straßenzügen.
Ebenso sind Oberleitungsbusse problemlos in topografisch schwierigen Gegenden einsetzbar und bieten auch dort Vorteile gegenüber Omnibussen. Gleiches gilt für den Einsatz bei winterlichen Straßenverhältnissen, insbesondere zweimotorige Obusse sind hierbei im Vorteil. Zudem ermöglichen Obusse auch auf sehr steilen Streckenabschnitten einen elektrischen Betrieb, während Adhäsionsbahnen nur selten Steigungen höher als 100 Promille überwinden. So befahren die Trolleybusse der Linie 24 in San Francisco beispielsweise eine 228 Promille steile Passage. Sie wurde zusammen mit einer weiteren Steigungsstrecke in den 1980er Jahren elektrifiziert, nachdem es dort zu Problemen im Omnibusbetrieb kam. Nicht zuletzt erreichen Oberleitungsbusse auf Bergstrecken größere Höchstgeschwindigkeiten als Omnibusse. Außerdem können sie im Vergleich zu Straßenbahnen engere Kurvenradien befahren. Dies wirkt sich insbesondere bei der Trassierung in engbebauten Altstädten – wo leise und emissionsfreie Verkehrsmittel besonders gefragt sind – positiv aus. Ein spezieller Vorteil gegenüber Dieselbussen ergibt sich in besonders hoch gelegenen Städten, wo der Wirkungsgrad von Verbrennungsmotoren aufgrund der sauerstoffärmeren Luft geringer ist.
Ein weiterer Vorteil gegenüber schienengebundenen Nahverkehrssystemen ist die schnellere Realisierungszeit. Während beim Trolleybus für Planung und Bau einer neuen Route zwischen zwei und vier Jahren veranschlagt werden, vergehen beim Bau einer Straßenbahnstrecke zwischen den ersten Voruntersuchungen und der Fertigstellung in der Regel zehn bis zwanzig Jahre. Der Oberleitungsbus Landskrona wurde beispielsweise in nur sechs Monaten errichtet. Zudem entstehen beim Bau kaum Infrastruktur-Behinderungen, da nur die Oberleitung aufgehängt werden muss und keine Schienen auf der Straße verlegt werden müssen. Damit bleibt gerade in Einkaufsstraßen während der Bauphase die Zugänglichkeit zu den Geschäften gewährleistet.
Ferner ergeben sich für Oberleitungsbusse Vorteile bei der Besteuerung. So beträgt etwa in Schweden der jährliche Steuersatz für einen Dieselbus 20.400 Schwedische Kronen, während für einen Obus nur 930 Schwedische Kronen anfallen. In Deutschland sind Oberleitungsbusse schon seit dem 1. Mai 1955 gänzlich von der Kraftfahrzeugsteuer befreit. Aufgrund der geringeren Unfallgefahr sind zudem die Prämien für die Haftpflichtversicherung von Trolleybussen nur halb so hoch wie diejenigen von Dieselbussen.
Gegenüber Batteriebussen ergibt sich der spezielle Vorteil, dass unterwegs keine Zwangsaufenthalte durch Nachladen der Speicher entstehen. So kann ein Oberleitungsbus – beispielsweise im Verspätungsfall – nach Erreichen seiner Endhaltestelle sofort wieder zurückfahren.

### Investitionskosten Fahrzeug
Im Gegensatz zu einem Dieselbus sind die Anschaffungskosten bei Oberleitungsbussen deutlich höher. So ist der Neupreis eines Oberleitungsbusses etwa doppelt so hoch wie der eines vergleichbaren Standardlinienbusses. Bei Solowagen ist dieser Faktor tendenziell höher als bei Gelenkwagen, weil die elektrische Ausrüstung – bis auf den schwächeren Motor – weitgehend identisch ist. So wurde in Landskrona im Vorfeld der Obus-Einführung ermittelt, dass ein Solo-Obus 2,4 mal so teuer ist wie ein Solo-Dieselbus. In Winterthur kam man sogar auf einen Faktor von 3,0. Erschwerend hinzu kommen bei den Fahrzeugkosten die typischerweise kleineren Stückzahlen bei Obus-Serien, nicht selten handelt es sich dabei um Sonderanfertigungen für bestimmte Betriebe.
Die Kaufpreise für neue Trolleybusse variieren – je nach gewählter Ausstattung, anvisierter Lebensdauer und dem Produktionsland – erheblich. Die Bandbreite für einen Gelenkwagen liegt dabei zwischen 400.000 und 750.000 Euro. Für Salzburg wird der Preis eines Gelenkwagens mit 550.000 Euro angegeben, davon entfallen 50.000 Euro auf den optionalen Hilfsmotor. In St. Gallen wurden die Kosten für einen neuen Gelenktrolley 2007 sogar mit 1,2 Millionen Schweizer Franken angegeben, das heißt nach damaligem Kurs knapp 800.000 Euro. Die Solaris Trollino 18 in Eberswalde kosteten etwa 800.000 Euro, während die Dieselbusvariante Solaris Urbino 18 nur 240.000 Euro kostet.
Ausgleichend zu den erhöhten Investitionskosten liegen die Laufleistung und die Lebensdauer eines Oberleitungsbusses deutlich über denen von Dieselbussen. Ursächlich hierfür ist in erster Linie der geringere Verschleiß beim Antriebssystem. So wird ein Dieselbus im Regelfall bereits nach 10 bis 14 Jahren ausgemustert, während ein Trolleybus im Normalfall eine Abschreibungsdauer von 15 bis 20 Jahren erreicht. Oft bleiben sie sogar dreißig Jahre und länger im Einsatz, dabei sind Laufleistungen von über einer Million Kilometer keine Seltenheit. Besonders bemerkenswert ist diesbezüglich Valparaíso in Chile, dort stehen bis heute Wagen aus den 1940er Jahren im täglichen Planeinsatz. In der nordkoreanischen Hauptstadt Pjöngjang weisen die ältesten Trolleybusse Tachostände von über zweieinhalb Millionen Kilometern auf.
Mitunter werden außerdem die elektrischen Komponenten eines Oberleitungsbusses noch in nachfolgende Fahrzeuggenerationen eingebaut. So beispielsweise beim ehemaligen Oberleitungsbus Wellington, wo bei der letzten Wagengeneration 25 Jahre alte E-Ausrüstungen erneut verwendet wurden.
Aufgrund der sehr unterschiedlichen technischen Parameter der einzelnen Netze – darunter Fahrleitungsspannung, Polarität, Weichensteuerung und Nutzbremsung – können die Fahrzeuge nicht beliebig zwischen den einzelnen Verkehrsnetzen ausgetauscht werden. Aus diesem Grund besteht beim Oberleitungsbus nur ein beschränkter Markt für Gebrauchtfahrzeuge. Oft sind ausgemusterte Wagen unverkäuflich; finden sie dennoch einen Abnehmer, ist der erlöste Verkaufspreis vergleichsweise gering. So wurden seit 1990 zahlreiche Fahrzeuge nach Osteuropa abgegeben, insbesondere nach Bulgarien und Rumänien.

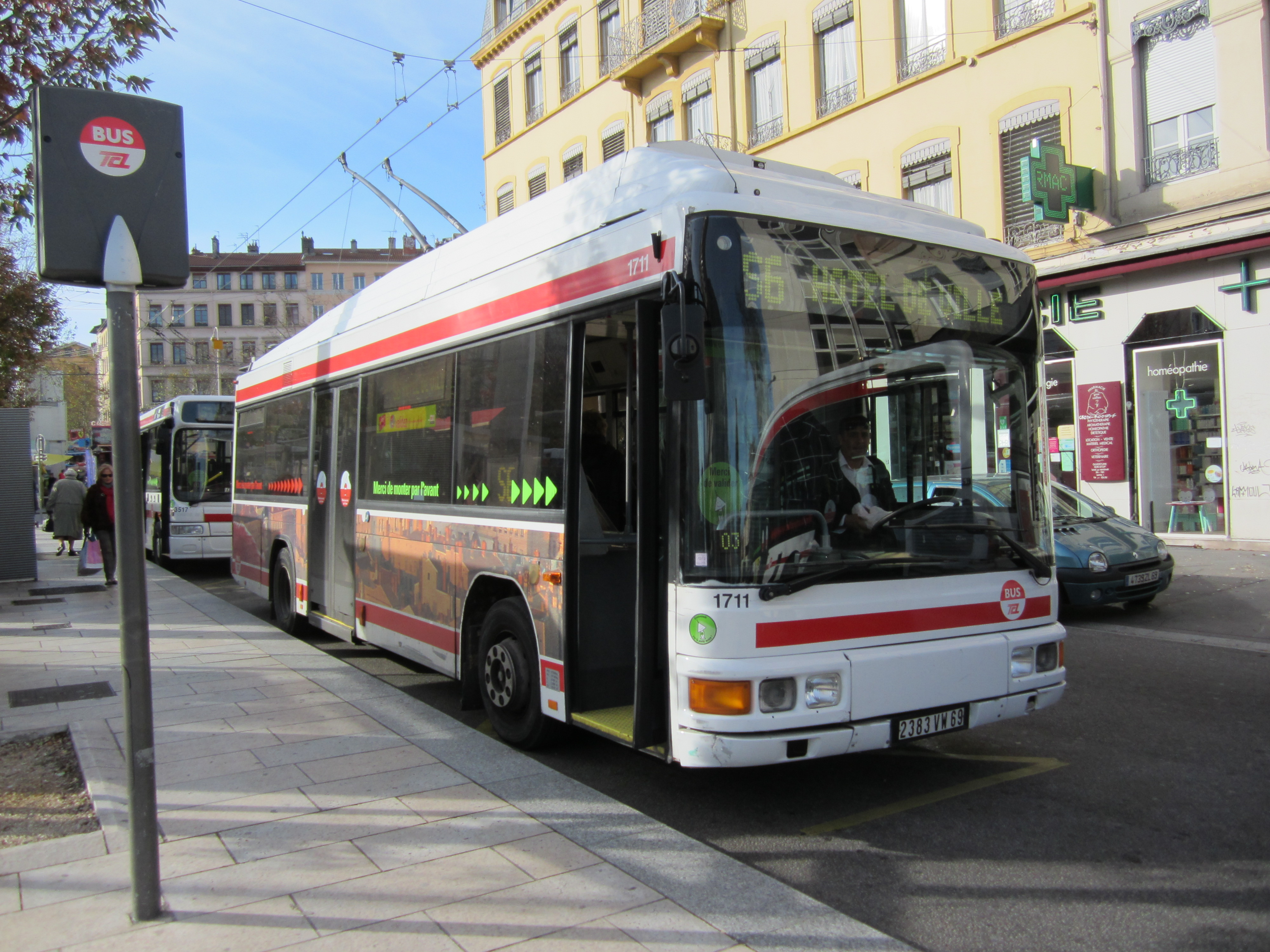
Die 9,6 Meter langen Midi-Obusse in Lyon sind Sonderanfertigungen
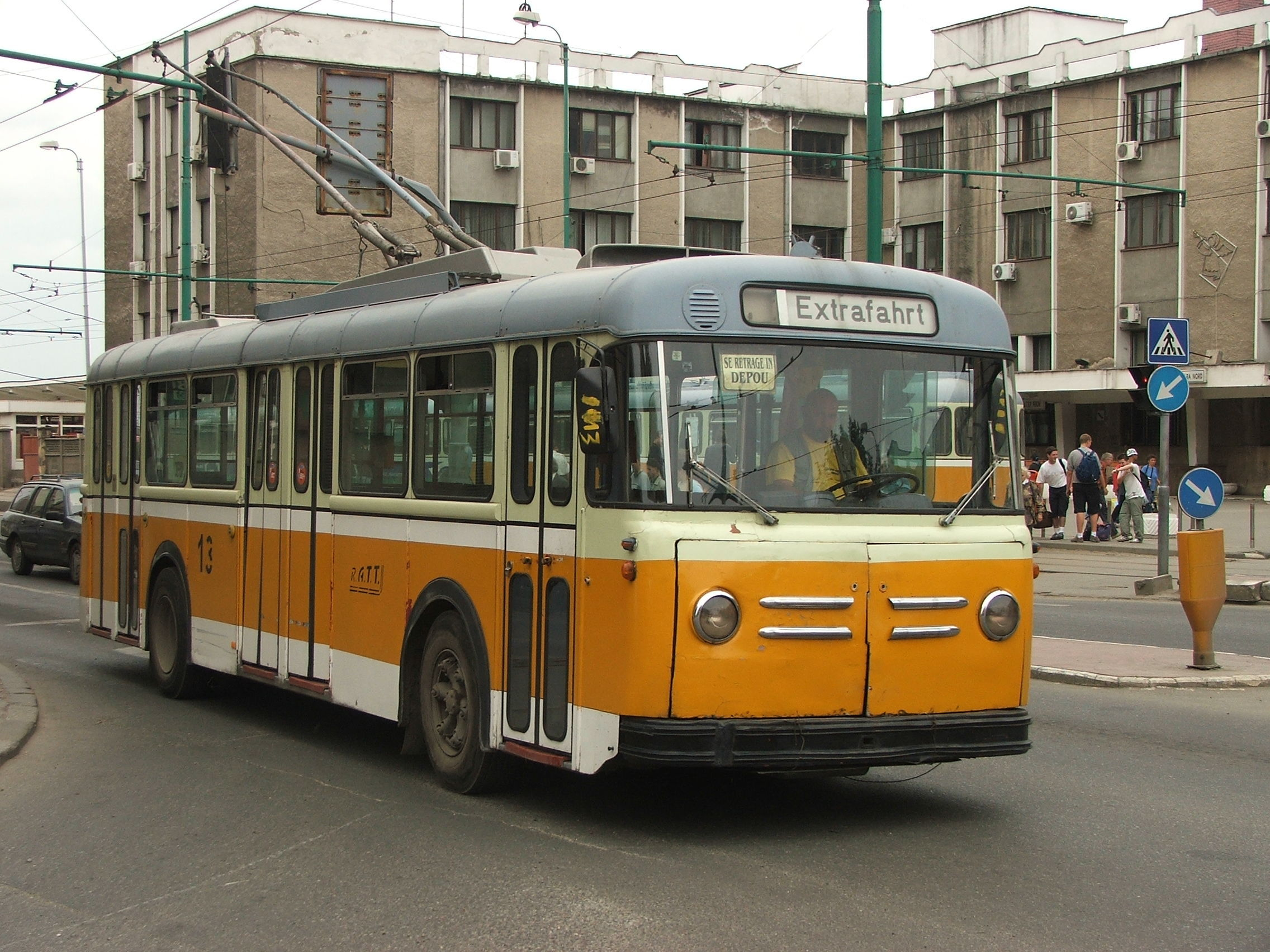
Dieser ehemalige Winterthurer Wagen war 37 Jahre lang im Einsatz, danach wurde er noch an die R.A.T.T. in Rumänien verkauft
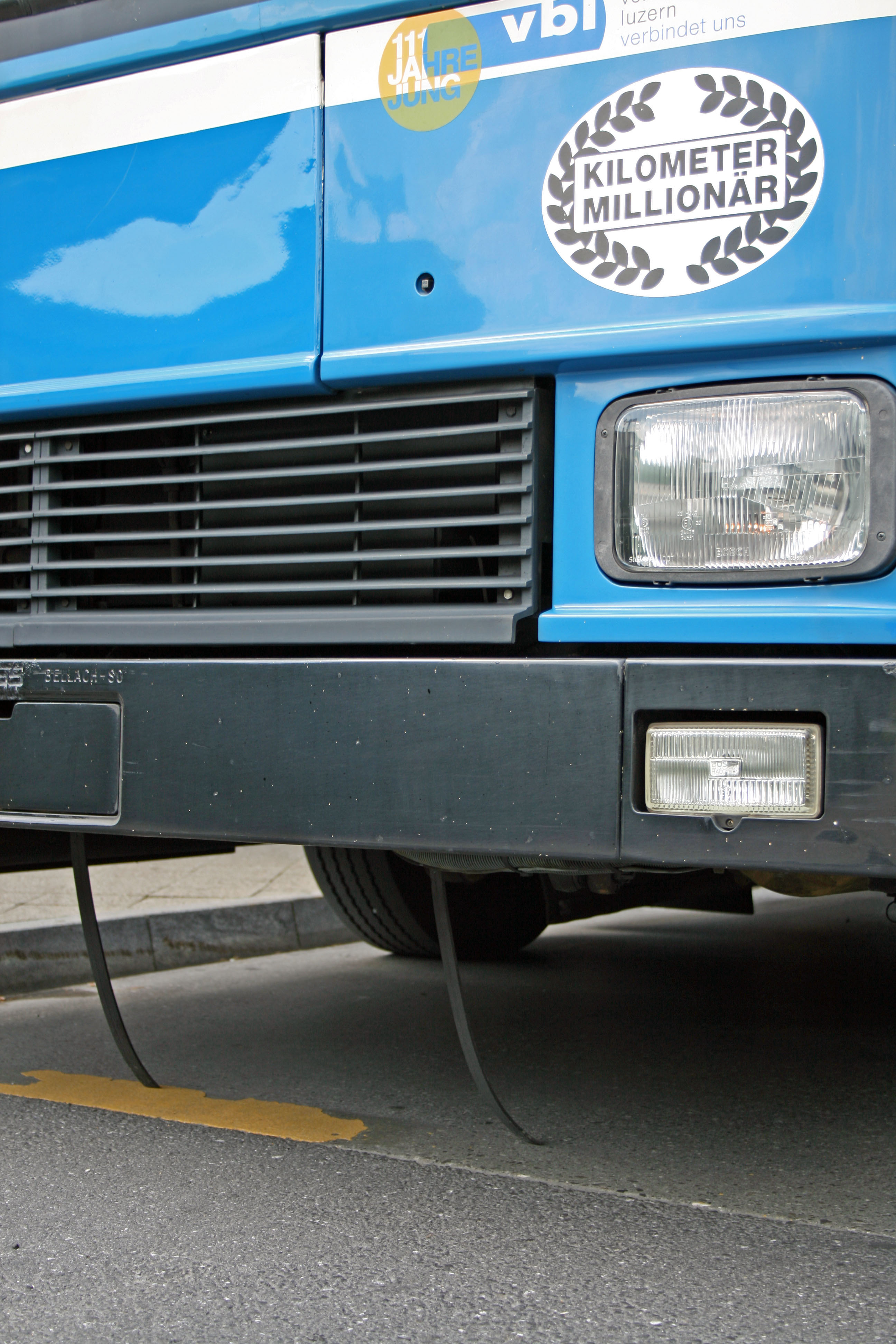
Ein „Kilometer-Millionär“ der Verkehrsbetriebe Luzern
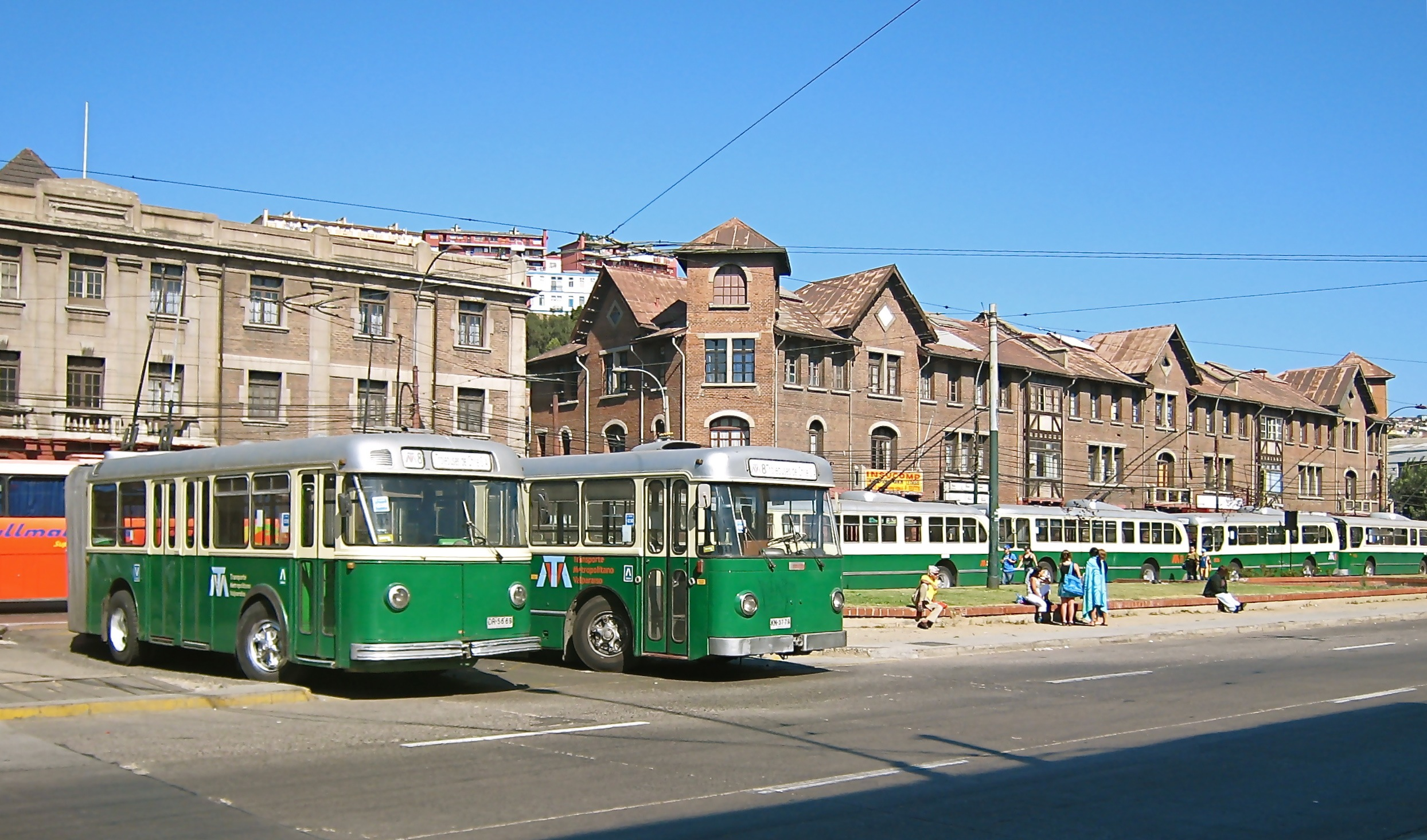
Valparaíso: langlebige Wagen im Planbetrieb

### Investitionskosten Infrastruktur
| zweispurige Fahrleitung je Kilometer | 210.000 € |
| Kreuzung                             | 020.700 € |
| Auslaufweiche (elektrisch)           | 055.000 € |
| Einlaufweiche (mechanisch)           | 020.100 € |
| Streckentrenner                      | 014.800 € |
| Speisepunkt                          | 006.400 € |
| Fahrleitungsmast                     | 003.500 € |
| Gleichrichterstation                 | 430.000 € |

Die Investitionskosten für die Oberleitung sind abhängig von den jeweiligen topografischen und städtebaulichen Bedingungen. Am günstigsten sind dabei Fahrleitungen in geraden Häuserschluchten, wo Wandbefestigungen statt Oberleitungsmasten verwendet werden können. Am kostspieligsten sind kurvige Strecken und Strecken in coupiertem freiem Gelände, beispielsweise auf Überlandabschnitten. Bei entsprechender Planung können in bebauten Gebieten die Oberleitungsmasten mit den Lichtmasten der öffentlichen Straßenbeleuchtung kombiniert werden, wobei erstere generell etwas stabiler ausgeführt sein müssen. Mitunter dienen solche universell verwendbare Masten auch als Bauvorleistung für potentielle Trolleybusstrecken. So ist beispielsweise die Hochstraße in Schaffhausen im Hinblick auf eine mögliche Elektrifizierung der Autobuslinie 3 bereits seit den 1990er Jahren mit Fahrleitungsmasten ausgestattet, die aber bis heute nur der Beleuchtung dienen. Umgekehrt kann eine Obusstrecke auch als Bauvorleistung für eine spätere Straßenbahnstrecke dienen, im Idealfall können Oberleitungsmasten, Oberleitungsrosetten und Unterwerke weiterverwendet werden.
Ein weiterer variabler Kostenfaktor beim Obus ist die Länge der Speiseleitungen – nicht immer können die Unterwerke dort errichtet werden, wo dies aus elektrischen Gesichtspunkten sinnvoll wäre. Neue Obus-Fahrleitungen amortisieren sich dabei im Durchschnitt erst nach 22 Jahren. Buchhalterisch wird eine Fahrleitung über 25 Jahre linear abgeschrieben. Generell sind Obus-Fahrleitungen recht langlebig, sie können eine Lebensdauer von vierzig bis fünfzig Jahren erreichen.
Ein großer Vorteil ergibt sich im Vergleich zur Straßenbahn. So belaufen sich die Investitionskosten einer Obus-Linie nur auf zehn bis fünfzehn Prozent der Kosten für eine Straßen- oder Stadtbahnlinie. Die Kosten, die bei der Neuerrichtung eines Trolleybusbetriebs anfallen, sind der Tabelle rechts zu entnehmen. Die Angaben dienen lediglich der Veranschaulichung der Größenordnung und sind daher als Richtwerte zu verstehen. Davon entfallen etwa zwei Drittel auf die Arbeitskosten und ein Drittel auf die Materialkosten. Als Faustregel rechnet man beim Trolleybus mit einer Million Euro Baukosten je Kilometer Neubaustrecke. In der Schweiz kalkulierte man 2008 mit Kosten zwischen 700.000 und 1.000.000 Schweizer Franken pro Kilometer.

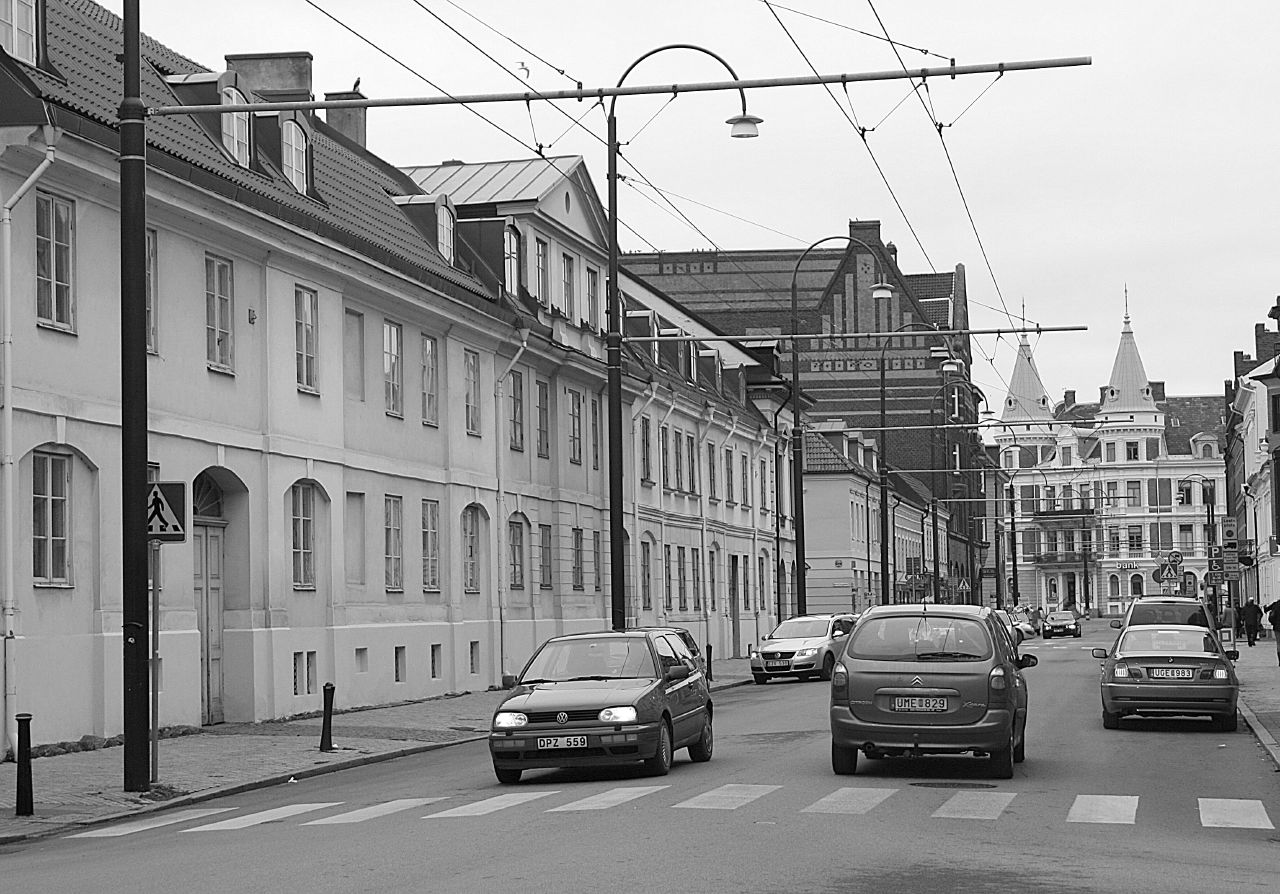
Kombination aus Oberleitungsmasten und Straßenlaternen in Landskrona
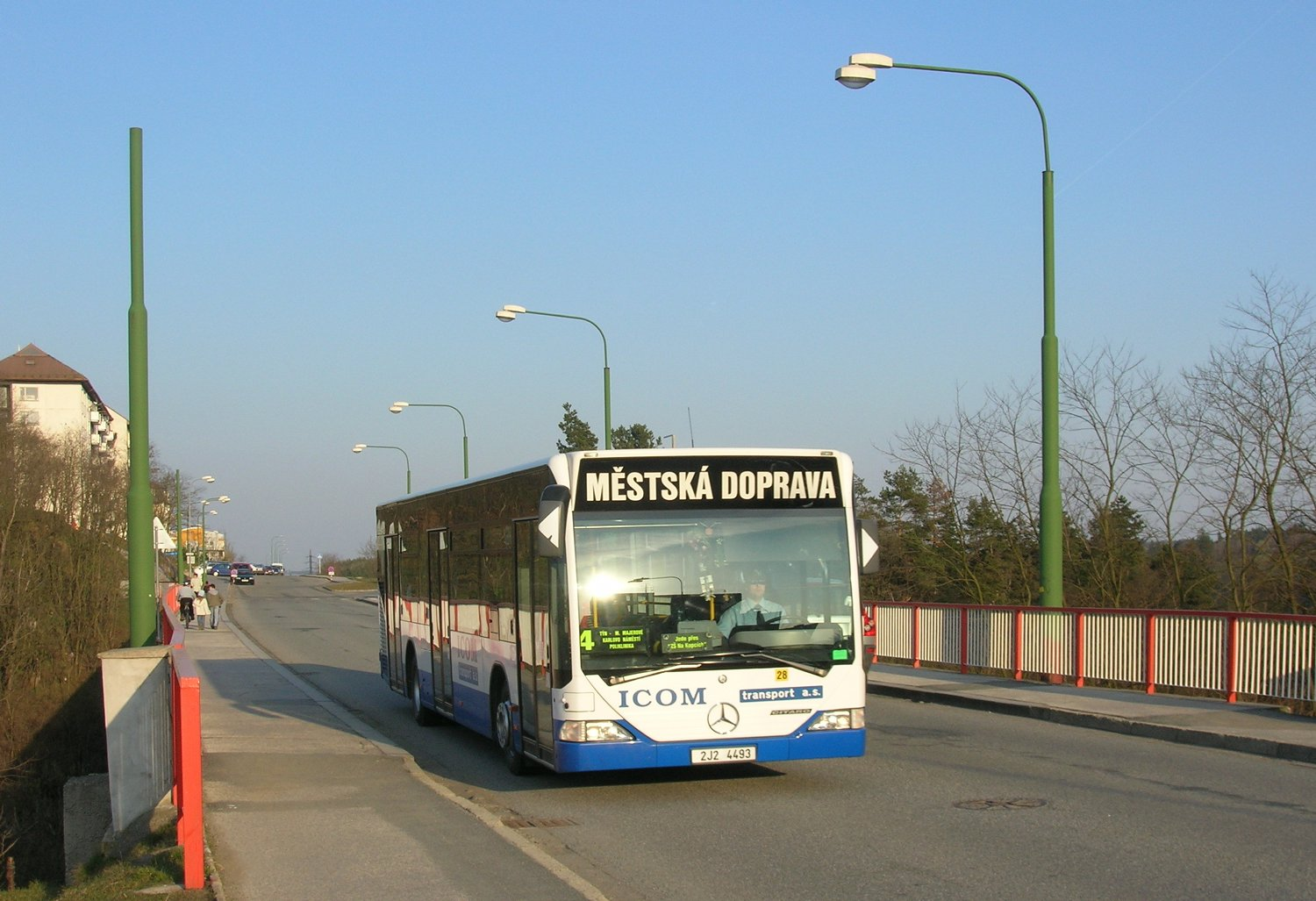
Vorbereitete aber letztlich nicht realisierte Trolleybusstrecke im tschechischen Třebíč
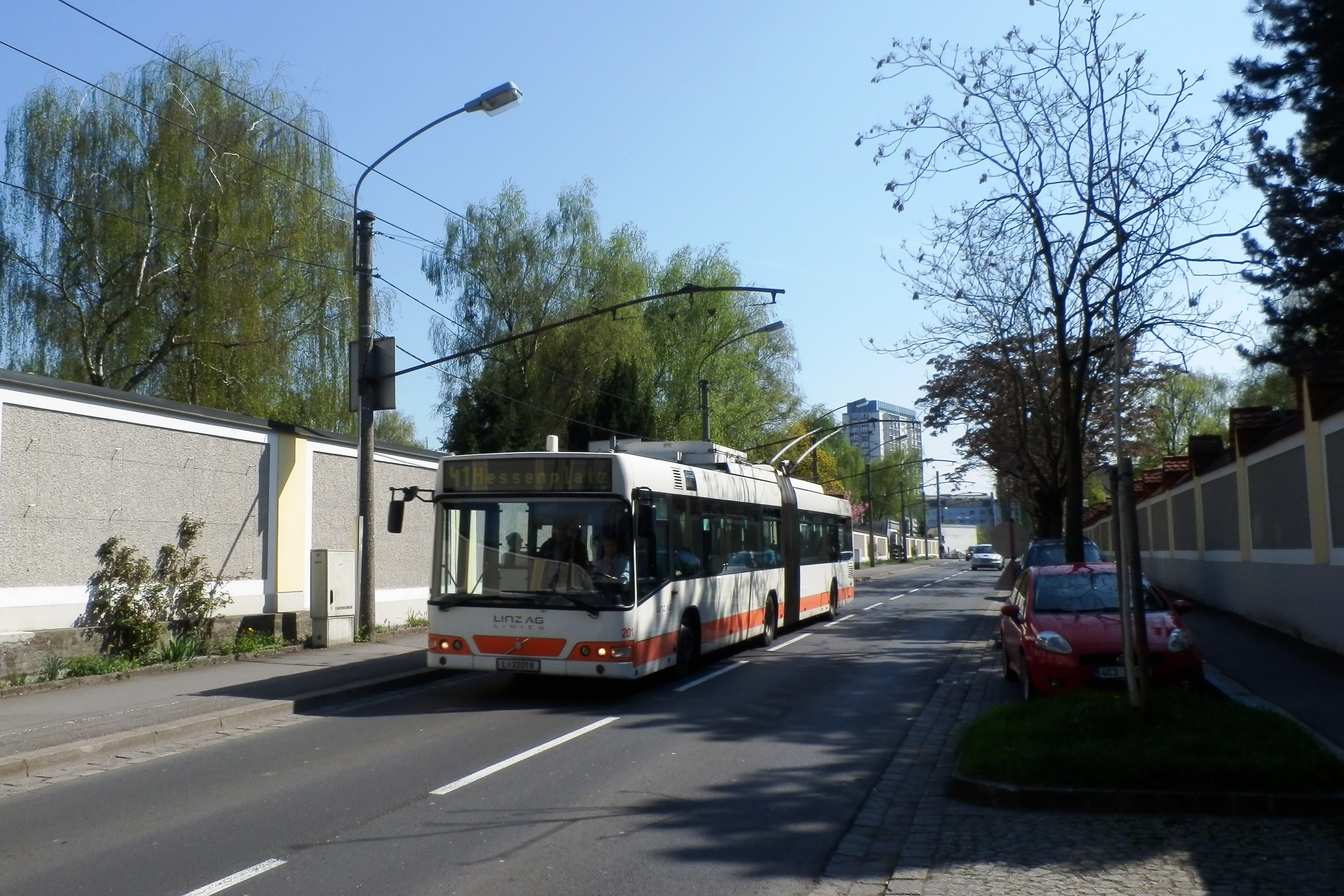
Linz: Langlebige Oberleitungsmasten aus der Anfangszeit des Betriebs, nachträglich zu Straßenlaternen erweitert

### Betriebskosten, Energieverbrauch und Rekuperation
Bei Oberleitungsbussen sind die Betriebskosten höher als bei Omnibussen, sie liegen etwa zehn bis zwanzig Prozent über denen bei reinem Dieselbusbetrieb. Lässt man die Personalkosten unbetrachtet – sie sind bei beiden Systemen identisch, machen aber mit etwa drei Vierteln den größten Anteil bei den Betriebskosten aus –, so ist der Obusbetrieb sogar um fünfzig bis hundert Prozent teurer als der Dieselbusbetrieb.
Ursächlich für diese höheren Kosten sind in erster Linie die Oberleitungen und Unterwerke, deren Instandhaltung, Erneuerung und regelmäßige Inspektion einen zusätzlichen Ausgabenfaktor darstellt. Darin inbegriffen ist unter anderem auch die Vorhaltung von Turmwagen samt Mannschaft im Bereitschaftsdienst, der permanente Austausch der Schleifkohle-Einsätze sowie die aufwändige Fahrleitungsenteisung im Winter.

Die Wartung ist teurer als bei Omnibussen und erfolgt in der Regel in den eigenen Werkstätten

Darüber hinaus ist die Wartung der Fahrzeuge teurer als bei Omnibussen. Zwar ist ein Trolleybusmotor prinzipiell wartungsfreundlicher als derjenige eines Dieselbusses, unter anderem weil der Aufwand für die Wartung der Abgasfilter entfällt und kein Ölwechsel erforderlich ist. Ebenso kommt der Antriebsstrang mit weniger mechanischen Teilen aus. Jedoch ist der Aufwand für die Wartung der Elektronik und der Mechanik der Stromabnehmer größer. Zudem ist im Störungsfall die Fehlerdiagnose bei Elektromotoren deutlich aufwändiger als bei Dieselmotoren. Aus diesen Gründen können Wartungs- und Reparaturarbeiten in der Regel nicht an externe Werkstätten ausgelagert werden, wie dies bei Omnibussen teilweise üblich ist. Zudem können Oberleitungsbusse ohne Hilfsmotor auswärtige Werkstätten nicht aus eigener Kraft erreichen.
Der reine Energieverbrauch ist beim Oberleitungsbus – trotz der höheren Fahrzeugmasse – deutlich geringer als beim Dieselbus, da der Wirkungsgrad durch die Elektromotoren besser ist. Der Energieverbrauch ist bezogen auf den Personenkilometer aufgrund des höheren Rollwiderstandes aber generell etwa ein Drittel höher als bei einer Straßenbahn. Insbesondere auf Linien mit langen Gefällestrecken oder einer Vielzahl von Bremsvorgängen können moderne Oberleitungsbusse außerdem ihre Bremsenergie – analog zu elektrisch betriebenen Bahnen – in die Oberleitung zurückspeisen. Hierbei spricht man von einer Nutzbremse beziehungsweise einer elektromotorischen Bremse, beide basieren auf dem Rekuperationsprinzip. Diese Methode wird bei Oberleitungsbussen seit den 1980er Jahren angewandt und wurde seither stetig verbessert. Bei heutigen Antrieben liegt der Rückspeisegrad bei bis zu dreißig Prozent der aufgenommenen Energie. Durch die Stromrückspeisung können in Einzelfällen sogar Kostenvorteile gegenüber dem Dieselbusbetrieb erzielt werden.
Ein Forschungsbericht der Fachhochschule Köln kam in der ersten Hälfte der 1990er Jahre – bezogen auf die vergleichsweise hügelige Stadt Solingen – zu folgenden Ergebnissen beim Energieverbrauch der damals dort eingesetzten Oberleitungsbusse:
|                           | Stromenergieaufnahme je km | Verbrauch abzüglich Rekuperation je km | Einsparung durch Rekuperation |
| ------------------------- | -------------------------- | -------------------------------------- | ----------------------------- |
| Solowagen MAN SL 172 HO   | 2,47 kWh                   | 1,87 kWh                               | −24,3 %                       |
| Gelenkwagen MAN SG 200 HO | 3,21 kWh                   | 2,43 kWh                               | −24,3 %                       |

Modernere Typen verfügen zwar über energieeffizientere Motoren, die heute aus Kundensicht geforderte Klimatisierung sowie moderne digitale Fahrgastinformationssysteme kompensieren diesen Effekt aber wieder. Prinzipiell sind die Verbrauchswerte zwischen einzelnen Typen beziehungsweise Betrieben nur bedingt miteinander vergleichbar. Sie werden durch Faktoren wie die Topografie der jeweiligen Linien, den Haltestellenabstand, die Verkehrsdichte, Tempolimits, die Art des Motors, das Masse-Leistungs-Verhältnis, den Besetzungsgrad, das Gewicht des Hilfsantriebs, die Fahrplankalkulation und nicht zuletzt durch den Fahrstil des Personals beeinflusst. Darüber hinaus ist außerdem der Gesamtstromverbrauch im Winter um rund ein Drittel höher als im Sommer, unter anderem weil in der kalten Jahreszeit mehr Personen öffentliche Verkehrsmittel benutzen.
Auch der Rekuperationsgrad ist sehr stark von den topografischen Verhältnissen abhängig. So speisen die Oberleitungsbusse auf der durchgehend flachen Strecke in Landskrona nur 16 Prozent der aufgenommenen Energie wieder in die Oberleitung zurück. Weitere Einflussgrößen sind die Aufnahmefähigkeit des Fahrleitungsnetzes, die Länge der Speisebezirke und die Anzahl der Querkupplungen. Weiterhin sind nicht alle Unterwerke rückspeisefähig. Damit wird die Rekuperation auch fahrplanabhängig, denn die Bremsenergie eines talwärts fahrenden Wagens kann nur genutzt werden, wenn sich im selben Speisebezirk zur selben Zeit ein Obus auf Bergfahrt befindet. Dieser Nachteil kann kompensiert werden, indem zwischen den einzelnen Unterwerken Überleitungen eingebaut oder an der Strecke Kondensatoren zur Zwischenspeicherung platziert werden. Sogenannte bidirektional gekoppelte Unterwerke wiederum ermöglichen alternativ die Rückspeisung von Bremsenergie in das reguläre Stromnetz des örtlichen Stromversorgers.
Die aus dem Energieverbrauch resultierenden tatsächlichen Energiekosten sind sowohl beim Oberleitungsbus als auch beim Dieselbus vom jeweiligen Strom- oder Ölpreis abhängig und unterliegen daher ständigen Schwankungen. Prinzipiell ist der Obus deutlich weniger von den jeweils geltenden Rohstoffpreisen abhängig als der Dieselbus. Zudem ist der Dieselpreis seit 1991 um ein Vielfaches stärker gestiegen als die Strompreise. In der Schweiz erhöhte er sich beispielsweise zwischen 1996 und 2006 im Schnitt um drei Prozent jährlich.
Beispielhaft für die Obus-Betriebskosten in ihrer Gesamtheit (ohne Personalkosten) eine Analyse der Innsbrucker Verkehrsbetriebe aus dem Geschäftsjahr 2003. Sie gingen bei den Betriebskosten ihrer Oberleitungsbusse von folgenden Kostensätzen aus, die Angaben gelten je gefahrenen Betriebskilometer:
|                                           | Gelenk-Dieselbus | Gelenk-Obus | Differenz              |
| ----------------------------------------- | ---------------- | ----------- | ---------------------- |
| Instandhaltung Fahrzeuge                  | 0,52 €           | 0,70 €      | +35 %                  |
| Instandhaltung Oberleitung und Unterwerke | -                | 0,16 €      | kein Vergleich möglich |
| Energiekosten                             | 0,30 €           | 0,19 €      | −37 %                  |
| Gesamtbetrachtung                         | 0,82 €           | 1,05 €      | +28 %                  |

Ein weiterer Kostenfaktor: Aufgrund des höheren Fahrzeuggewichts und des stärkeren Drehmoments ist bei Oberleitungsbussen auch die Straßenunterhaltung teurer als bei Dieselbussen. Dies gilt insbesondere, falls die Achslasten über das gesetzliche Maximum erhöht werden. Nicht zuletzt muss das Lichtraumprofil der Fahrleitung aus Sicherheitsgründen immer wieder freigeschnitten werden, analog zur Vegetationskontrolle bzw. Fahrwegpflege an elektrifizierten Bahnstrecken. Nach DIN VDE 0105 (Deutschland) beziehungsweise DIN EN 50110 (Betrieb von elektrischen Anlagen) ist bei 600 oder 750 Volt Fahrleitungsspannung ein Mindestabstand von einem Meter vorgeschrieben. Die Zusatzkosten bei der Ausbildung des Fahrpersonals können hingegen weitgehend vernachlässigt werden, sie fallen im Verhältnis zu den übrigen Betriebskosten nicht weiter ins Gewicht.

### Fahrgastzuspruch und Sympathiebonus

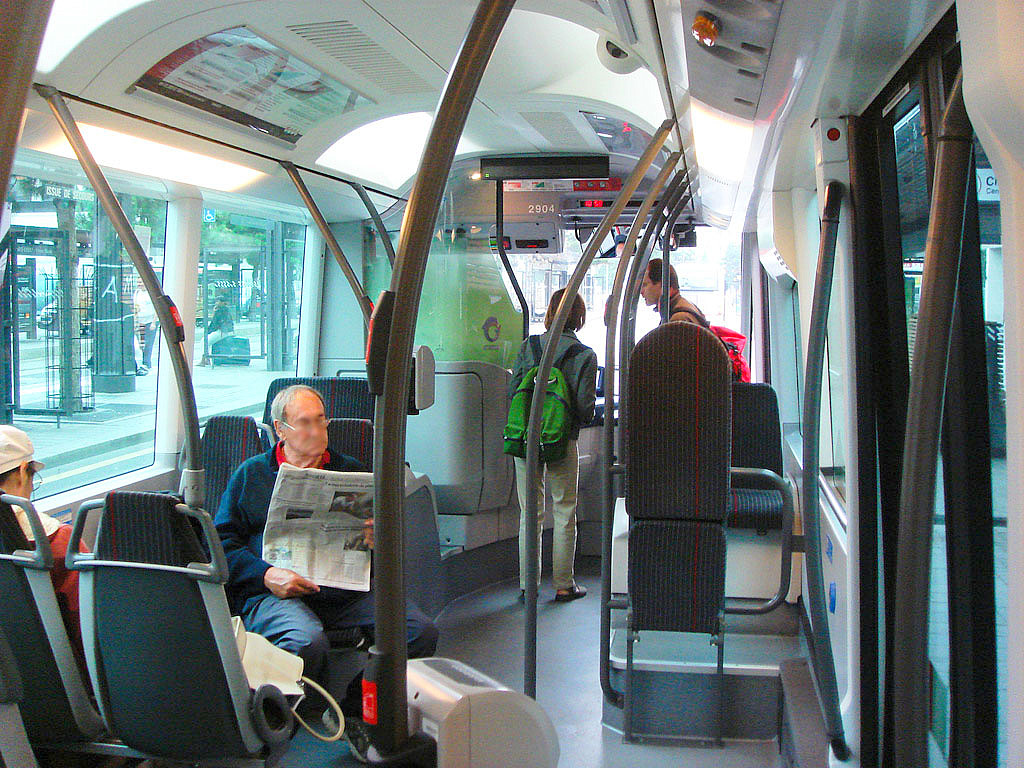
Viele Fahrgäste schätzen die Laufruhe eines Trolleybusses, hier in Lyon

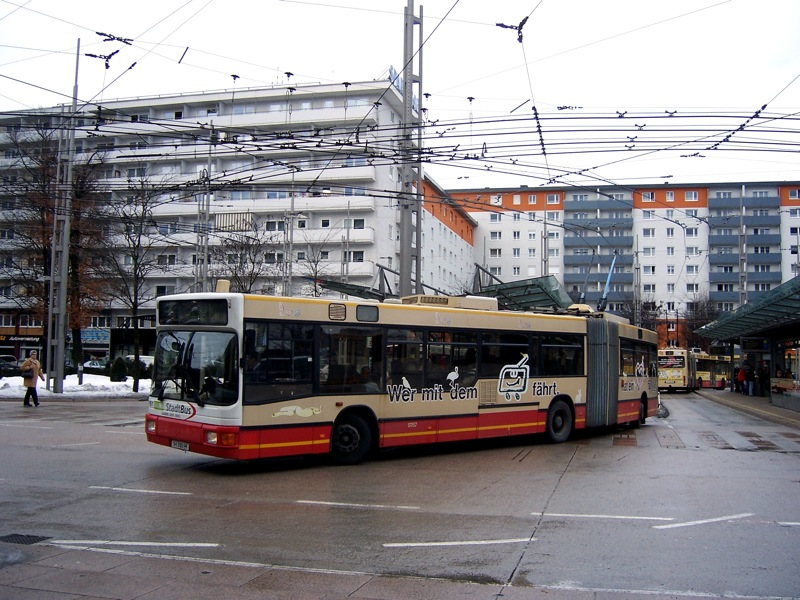
Eigenwerbung für den Obus in Salzburg: Wer mit dem Obus fährt, hat ein Herz für Bäume

Passagiere schätzen die ruck- und vibrationsarme Fahrweise eines Oberleitungsbusses sowie die stufenlose Beschleunigung. Infolge der Bindung an die Oberleitung ergibt sich zwangsläufig ein Fahrstil mit geringeren Querbeschleunigungen in Kurven. Zudem erlaubt die Elektrotraktion feinere Bremsmanöver. Außerdem entfällt der mitunter wahrzunehmende Abgasgeruch im Innenraum.
In diesem Zusammenhang stellte man beispielsweise im französischen Lyon fest, dass – bei freier Auswahl des Fahrzeugs und gleichen Voraussetzungen bezüglich Linienführung und Fahrplan – sechzig Prozent der Fahrgäste den Trolleybus statt des Omnibusses wählen. Statistiken verschiedener Verkehrsbetriebe zeigen, dass der Auslastungsgrad auf Trolleybuslinien zwischen zehn und zwanzig Prozent höher ist als auf vergleichbaren reinen Dieselbuslinien. So stiegen etwa im niederländischen Arnheim die Passagierzahlen nach der 1998 erfolgten Umstellung der Linie 7 um rund zehn Prozent. In Zürich geht man ebenfalls von einem Nachfragezuwachs von rund zehn Prozent infolge einer Elektrifizierung aus. Im schwedischen Landskrona wurde im Vorfeld der Umstellung auf Obus-Betrieb sogar eine Fahrgaststeigerung von 25 Prozent prognostiziert.
Ferner ist in diesem Zusammenhang auch die sichtbare Linienführung bei Oberleitungsbussen von Vorteil: So ist für Fahrgäste stets ersichtlich, wo eine Linie verläuft und in welcher Richtung sie die nächste Haltestelle des Öffentlichen Personennahverkehrs finden. Man spricht hierbei von einer ständigen visuellen Präsenz im öffentlichen Raum. Schließlich zeichnen sich Oberleitungsbusse durch ihre klare Linienstruktur aus, während die Fahrroute bei Omnibuslinien im Tagesverlauf oder von Kurs zu Kurs typischerweise oft wechselt.
Der sogenannte Trolleybus-Bonus gilt – im Gegensatz zum Schienenbonus – als umstritten bzw. ist statistisch oft nicht nachweisbar. So wird er in Salzburg mit nur fünf Prozent angegeben, bei den Betrieben in Innsbruck, Kapfenberg und Linz konnte hingegen gar kein derartiger Effekt nachgewiesen werden.
Darüber hinaus gilt der Oberleitungsbus vielerorts als Sympathieträger mit Identifikationswirkung in der Bevölkerung. Viele Städte versuchen außerdem mit dem Betrieb eines Obus-Netzes ihren Charakter als ökologisch und nachhaltig handelnde Gemeinde hervorzuheben. Insbesondere in Ländern mit wenigen Obus-Betrieben gilt ein solcher deshalb häufig als werbewirksames Alleinstellungsmerkmal gegenüber anderen Städten. In Chile wurde beispielsweise der Oberleitungsbus Valparaíso – der einzige Betrieb des Landes – vom Staat als besonders erhaltenswertes Kulturgut eingestuft.

Sauber. Leise. Obus. – Bis 2012 verwendetes Logo des Salzburger Obus-Systems

## Ökologische Aspekte

### Geräuscharmer Betrieb
Der geräuscharme Betrieb ist ein wichtiges ökologisches Argument für den Trolleybus. In einer 1997 erschienenen Studie des Schweizer Dienstes für Gesamtverkehrsfragen (GVF) wird beispielsweise von einer Verringerung der Schallemissionen um 55 Prozent gesprochen. In Arnhem wurden, laut einer Veröffentlichung des örtlichen Trolleybusunternehmens, beim Trolleybus 72 Dezibel gemessen, bei einem gleich schnell fahrenden Dieselbus hingegen 78 Dezibel. In Esslingen am Neckar und in Schaffhausen ermittelte man beim Dieselbus sogar einen um neun Dezibel höheren Lärmwert, dies entspricht einer achtfachen Lärmerhöhung. Weiter stellte man fest: auf Straßen mit einem Verkehrsaufkommen von unter 10.000 täglichen Fahrzeugen, das heißt in typischen Wohngebieten, verursacht der Dieselbusbetrieb 30 Prozent der Lärmemissionen. Die Verkehrsbetriebe der Stadt St. Gallen machten in diesem Zusammenhang die Erfahrung, dass aus den Quartieren regelmäßig Reklamationen kommen, wenn auf Trolleybuslinien wegen Störungen oder Straßenbaustellen befristete Umstellungen auf Autobusbetrieb vorgenommen werden müssen. Darüber hinaus sind auch die Innengeräusche eines Oberleitungsbusses geringer, ursächlich hierfür ist vor allem die schwächere Vibration der Inneneinrichtung. Im Vorteil ist der Oberleitungsbus diesbezüglich aber auch gegenüber Straßenbahnen, weil der Schienenverkehrslärm respektive das Rad-Schiene-Geräusch und insbesondere das Kurvenquietschen entfällt.
Trotz des weitgehend geräuscharmen Betriebs können – abhängig vom jeweiligen Obus-Typ – die Nebenaggregate auch im Stand für eine permanente Geräuschentwicklung sorgen, darunter beispielsweise die verwendeten Druckluftkompressoren (Kolben- oder Schraubenkompressoren), die Klimaanlage und insbesondere auch die Ventilatoren zur Kühlung der elektrischen Anlagenteile. Anders als bei Dieselbussen – die ihre Motoren bei längeren Aufenthalten abschalten – kann sich dies insbesondere an Obus-Endhaltestellen in Wohngebieten negativ bemerkbar machen. Der Lärmpegel variiert dabei von Typ zu Typ und sorgt mitunter für Beschwerden der betroffenen Anwohner. In Deutschland unterliegen Oberleitungsbusse als einzige Straßenfahrzeuge im Zulassungsverfahren nach Kraftfahrt-Bundesamt nicht der Standgeräuschs-Messung und entsprechender Begrenzung. Nach der geltenden Rechtsprechung sind bei Aufenthalten an Endhaltestellen die in der TA Lärm festgelegten Grenzwerte anzuwenden, sie können je nach Hersteller des Fahrzeugs fallweise deutlich überschritten werden.

### Emissionsfreiheit

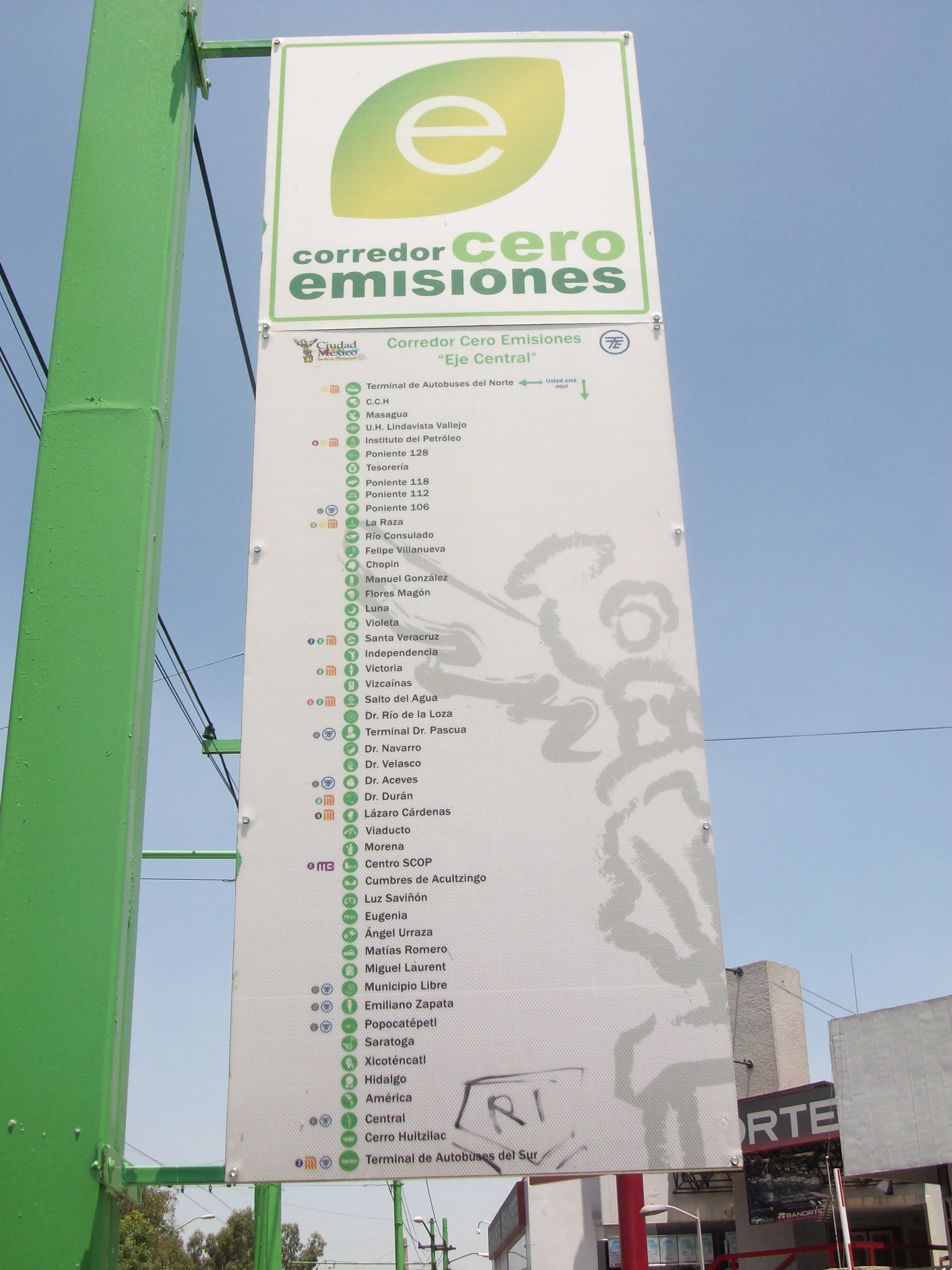
Mexiko-Stadt: Werbung für die Emissionsfreiheit des Trolleybusses, die dortige Innenstadtpassage wird Null-Emissions-Korridor genannt

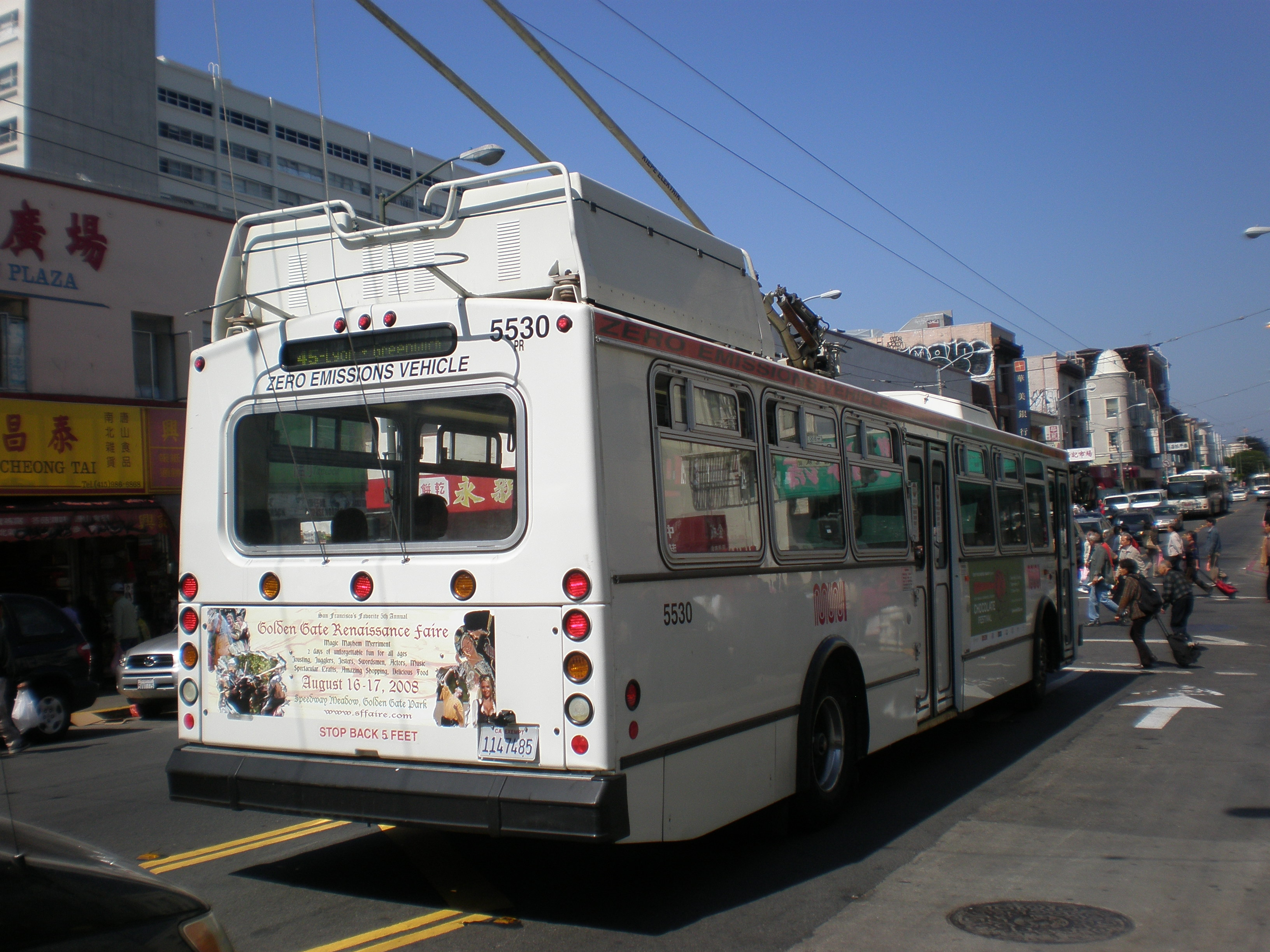
Werbeaufschrift ZERO EMISSIONS VEHICLE in San Francisco

Der abgasfreie Betrieb gilt als entscheidender Vorteil von Oberleitungsbussen. Lässt man die Schallemission, den Reifenabrieb und den Schleifkohlenverschleiß außer Acht, so ist der Oberleitungsbus ein emissionsfreies Fahrzeug. In einem Forschungsbericht der Fachhochschule Köln über die Energie-, Kosten- und Emissionsbilanz von Oberleitungsbussen wurde zusammenfassend festgestellt, dass moderne Oberleitungsbusse „die Atmosphäre mit erheblich geringeren Schadstoffen als eine gleichgelagerte Dieselbusflotte belasten“. Besonders bei lokal und emissionsfrei erzeugtem Strom ist der Neubau von Obus-Strecken eine geeignete Maßnahme zur Verbesserung der Luftqualität.
Im Vergleich zu schienengebundenen Bahnen entfällt bei den allermeisten Obussen der bei Glätte und starken Bremsungen gestreute Bremssand, der von den Rädern zermahlen wird. Laut einer Studie des Österreichischen Vereines für Kraftfahrzeugtechnik würde in Wien gesetzt der Annahme, dass der von Schienenfahrzeugen als Gleitschutz verwendete Quarzsand zu einem nicht abschätzbaren Teil zu Feinstaub zermahlen würde, ein entsprechender Anteil an der Feinstaubbelastung durch den Schienenverkehr verursacht. Der Fahrleitungs- und Schleifkohlenverschleiß bei Oberleitungsbussen könne weitgehend vernachlässigt werden, da die daraus resultierenden Partikelemissionen deutlich weniger gesundheitsgefährdend als Abgaspartikel aus Verbrennungsmotoren sind. Allerdings handelt es sich beim Fahrleitungsabrieb vorwiegend um relativ grobe Kupferpartikel mit einem Durchmesser von zirka einem Mikrometer. In Luzerner Stadtgebiet betragen die zusätzlichen Abriebemissionen des Trolleybusses gegenüber dem Dieselbus beispielsweise rund 380 Kilogramm jährlich, dies sind knapp zwei Prozent der totalen Abriebemissionen des Straßenverkehrs.
Laut der Schweizer Studie Umweltverträglichkeit und Energieeffizienz des Trolleybusses – externe Kosten schneidet der Oberleitungsbus im Vergleich mit den konkurrierenden Verkehrsmitteln Omnibus und Straßenbahn wie folgt ab:
|                                         | Obus um circa x % besser | Obus um circa x % besser |
| als Omnibus                             | als Straßenbahn          |                          |
| --------------------------------------- | ------------------------ | ------------------------ |
| Energieverbrauch                        | + 40                     | – 30                     |
| Treibhausgase (CH-Strommix)             | + 75                     | ± 0                      |
| Stickoxide (ohne / mit Euro IV)         | + 90 / 80                | + 40                     |
| Kohlenwasserstoffe (ohne / mit Euro IV) | + 70 / 55                | + 75                     |
| Feinpartikel (ohne / mit Filter)        | + 70 / 20                | + 40                     |
| Grobpartikel                            | + 25                     | + 60                     |
| Lärm                                    | + 90                     | + 25                     |
| Landverbrauch                           | ± 0                      | – 25                     |
| Unfälle                                 | ± 0                      | – 65                     |

Zu vergleichbaren Ergebnissen kommt W. Hendlmeier von der Universität München. Laut seinen Angaben spart der Oberleitungsbus – verglichen mit einem Dieselbus – auf je 100 Platzkilometern folgende Umweltbelastungen ein:
- 04,8 Gramm Kohlenstoffmonoxid (CO)
- 17,9 Gramm Stickoxide (NOx)
- 03,3 Gramm Schwefeldioxid (SO2)
- 11,1 Gramm Kohlenwasserstoff (CH)
- 0,68 Liter Dieselkraftstoff

## Unfallstatistik

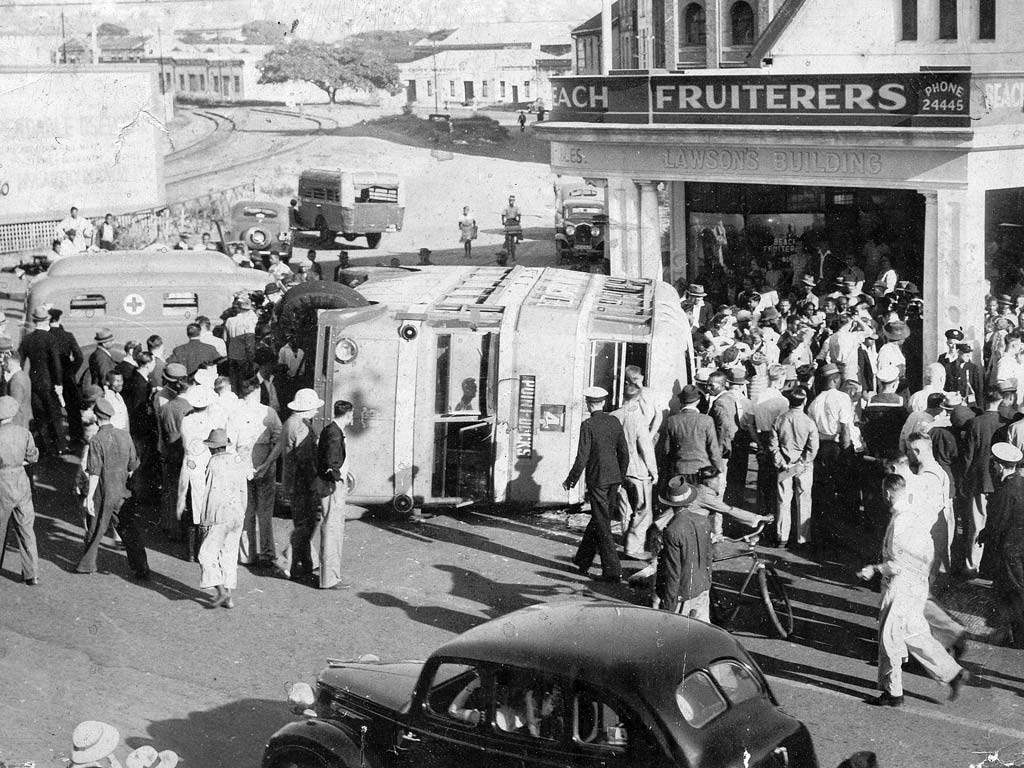
Umgekippter Obus in Durban, 1941

Bedingt durch ihre Fahrleitung und die Stromabnehmer sind Oberleitungsbusse auch im dichten Stadtverkehr für alle Verkehrsteilnehmer gut erkennbar. Dies führt – verglichen mit Dieselbussen – zu einer niedrigeren Unfallhäufigkeit. In der Schweiz wurde statistisch nachgewiesen, dass es bei Trolleybussen je Personenkilometer weniger Verletzte als im Verkehr mit Dieselbussen gibt, zudem fallen die Verletzungen leichter aus. Die Verkehrsgesellschaft Salzburg AG geht sogar von einer im Schnitt fünfmal niedrigeren Unfallhäufigkeit von Trolleybussen gegenüber Dieselfahrzeugen aus. Die Verkehrsbetriebe Zürich stellten fest, dass das Sicherheitsgefühl der Fahrgäste in den Trolleybussen aufgrund der Oberleitungsbindung besser ist als in den Autobussen.
Im Gegensatz dazu gilt der Obus bei Fußgängern oder Radfahrern aufgrund seines geräuscharmen Betriebs als Gefahr im Straßenverkehr, weil er von diesen mitunter nicht rechtzeitig wahrgenommen wird. Im englischen Sprachraum war er deshalb früher auch unter den Spitznamen Silent Death für stiller Tod beziehungsweise Whispering death für flüsternder Tod bekannt. In Oldenburg machten sich die Obusse deshalb früher an den Haltestellen mit Glocken bemerkbar. In Bern müssen die ruhigen Trolleybusse beim Durchfahren der Spitalgasse und der Marktgasse ein Warnsignal anschalten, um die zahlreichen Fußgänger zu warnen. Zudem stellt die Oberleitungsinfrastruktur selbst mitunter eine gewisse zusätzliche Unfallgefahr dar. So kollidierte 2016 im tschechischen Otrokovice ein Obus frontal mit einem Mast, knickte diesen in Schräglage und rutschte an ihm hinauf. Hierbei wurden 13 Menschen verletzt, davon fünf schwer bis lebensgefährlich.

## Kritik und Nachteile
Bereits seit seiner Einführung steht der Oberleitungsbus in direkter Konkurrenz zu Omnibussen einerseits sowie zu Straßenbahnen andererseits. Mitunter wird in diesem Zusammenhang kritisiert, dass der Obus die Nachteile beider Systeme miteinander verbindet. Vor allem in kleineren Städten wird außerdem der Betrieb zweier elektrischer Verkehrsmittel – in der Regel Obus und Straßenbahn – häufig als unwirtschaftlich kritisiert. So bleibt dem Obus nur eine vergleichsweise überschaubare Marktnische auf Linien mit einem Fahrgastaufkommen, auf denen sich der Bau einer Straßenbahn noch nicht lohnt, ein Omnibusbetrieb aber bereits unwirtschaftlich ist. Die Investitionen in die Obus-Infrastruktur sind damit nur auf Hauptlinien mit dichten Taktintervallen und hoher Nachfrage zu rechtfertigen.

### Nachteile gegenüber dem Omnibus

Busbahnhöfe erfordern besonders komplizierte Oberleitungen, dennoch können Obusse meist nicht alle Bussteige anfahren

Ist die Oberleitung zu weit vom Gehweg entfernt, müssen die Fahrgäste direkt von der Fahrbahn aus einsteigen

Häufigster Kritikpunkt am Obus sind die höheren betriebswirtschaftlichen Kosten gegenüber diesel- oder gasbetriebenen Omnibussen. Aufgrund der hohen Anschaffungskosten für die Fahrzeuge sowie der Kosten für Oberleitungen und Unterwerke sind Obusse diesen betriebswirtschaftlich unterlegen.
Mit Bahnen teilen sich Oberleitungsbusse die Abhängigkeit von einer fest definierten Streckenführung. Dadurch sind Umleitungen und kurzfristige Linienänderungen nicht möglich. Ohne zusätzliche Fahrleitungsinfrastruktur ebenso ausgeschlossen sind abweichende oder verkürzte Linienführungen in Nebenverkehrszeiten, so wie dies beim Omnibus etwa in den Abendstunden, im Nachtverkehr und an Wochenenden in vielen Städten üblich ist. In Solingen etwa werden die sechs regulären Obuslinien nachts durch sechs Nachtexpress-Omnibuslinien ersetzt, die alle eine vom Tagverkehr abweichende Strecke bedienen. Auch die gesonderte Bedienung von Schulen zu Unterrichtsbeginn und -ende beziehungsweise von Industriebetrieben zum Schichtwechsel scheidet aus, sofern diese abseits der regulären Linienwege liegen. Ferner ist auf Busbahnhöfen die Bedienung der einzelnen Halteplätze nur mittels aufwändiger Fahrleitungskonstruktionen möglich, dies führt in der Regel dazu, dass nicht alle Bussteige elektrifiziert werden können. In anderen Fällen müssen Oberleitungsbusse mitten auf der Fahrbahn halten, weil die Fahrleitungsgeometrie ein Heranfahren an den Bordstein nicht zulässt. In diesem Fall müssen die Fahrgäste zum einen einen größeren Höhenunterschied beim Ein- und Ausstieg überwinden, zum anderen wird der Fahrgastwechsel unter Umständen durch den Individualverkehr behindert.
Ein weiterer Nachteil der Spurgebundenheit: Oberleitungsbusse können einander im laufenden Betrieb nicht überholen, wie dies bei Omnibussen üblich ist, damit wird auch der Einsatz von Schnellkursen erschwert oder verhindert. Alternativ müssen an bestimmten Zwischenstationen Überholspuren geschaffen werden. Eine solche existierte beispielsweise von 2003 bis 2014 an der Salzburger Christian-Doppler-Klinik. Sie wurde ursprünglich für die 2009 aufgegebene Expresslinie X4 eingerichtet, bewährte sich jedoch nicht. Ebenso können ins Depot einrückende beziehungsweise aus dem Depot ausrückende Leerfahrten oft nicht den schnellsten Weg wählen. Das heißt, sie können zum Beispiel keine Ortsumgehungen benutzen, sondern müssen dem regulären Linienweg folgen. Um dies zu vermeiden, werden mancherorts Betriebsstrecken – in der Schweiz auch Dienstfahrleitung genannt – eingerichtet. Diese wiederum sind in der Unterhaltung vergleichsweise teuer, weil sie nur selten befahren werden und keine Fahrgeldeinnahmen erwirtschaften. Auch ein lastrichtungsabhängiger Verkehr – beispielsweise morgens auf dem Regelweg in die Stadt hinein und anschließend als Leerfahrt schnellstmöglich wieder zurück zum Anfangspunkt, nachmittags entsprechend umgekehrt – ist mit Oberleitungsbussen ohne aufwändige Infrastruktur nur erschwert möglich. Ein Beispiel hierfür ist die Zürcher Linie 46, deren Verstärkerkurse mit Dieselbussen gefahren werden. Zudem können Oberleitungsbusse im Störfall nicht an jeder beliebigen Stelle im Netz drehen. Im Gegensatz dazu kann ein Omnibus auf jeder größeren Kreuzung wenden. Ferner können Obuslinien bei Großveranstaltungen nicht durch den Einsatz von Verstärkerobussen beliebig verdichtet werden, weil die Kapazität der Unterwerke meist nur für den Regelbetrieb ausgelegt ist. So musste etwa in St. Gallen eigens ein neues Unterwerk errichtet werden, als die dortigen Verkehrsbetriebe flächendeckend Doppelgelenktrolleybusse einführten.

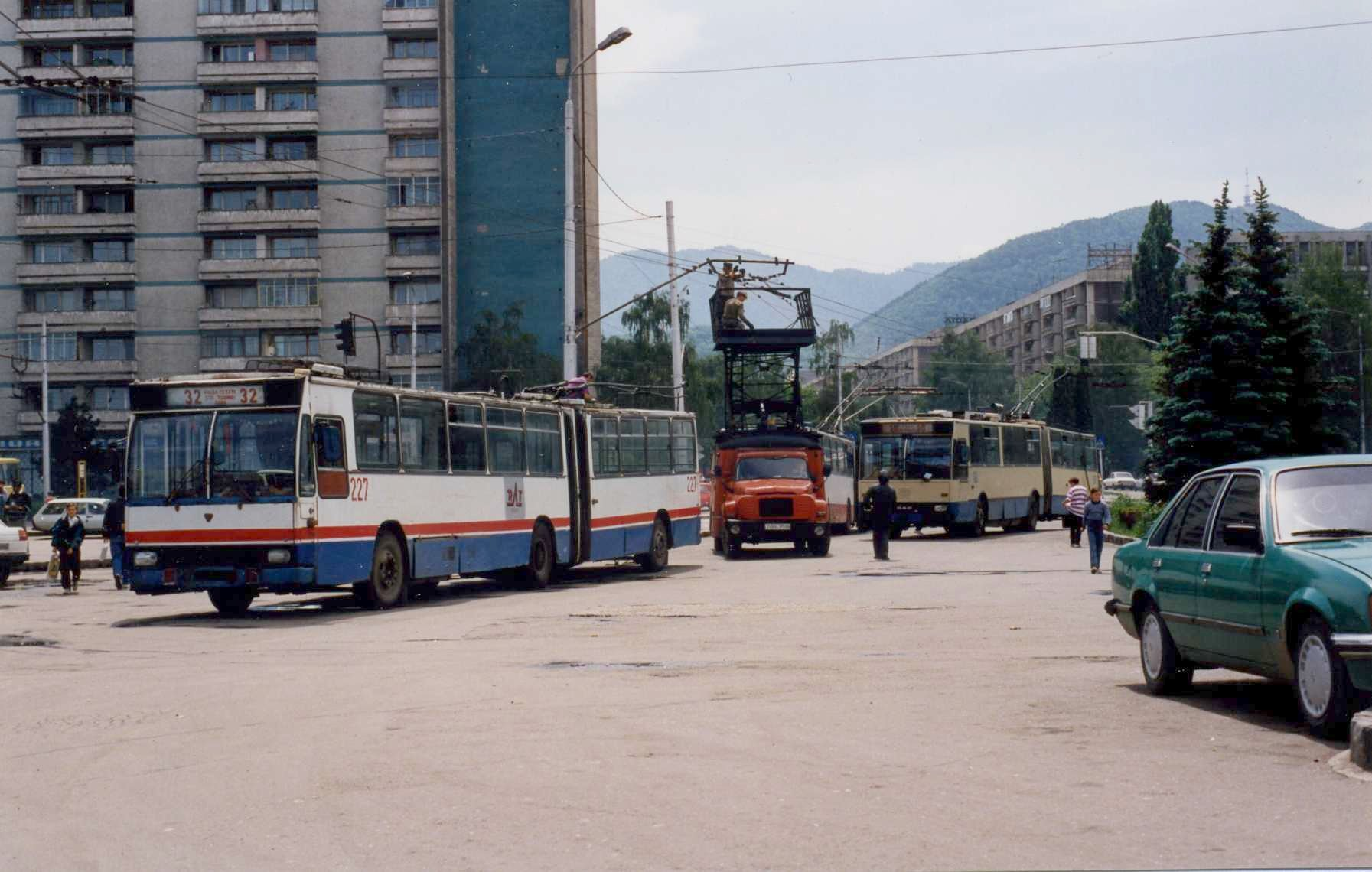
Ein infolge einer Stangenentdrahtung liegengebliebener Oberleitungsbus blockiert einen Kreuzungsbereich, der dadurch verursachte Fahrleitungsschaden behindert die nachfolgenden Linienwagen

Zudem kann auch aus technischen Gründen nicht jede Omnibuslinie elektrifiziert werden: Sind niveaugleiche Kreuzungen mit elektrifizierten Eisenbahnstrecken oder besonders niedrige Unterführungen zu passieren, scheidet ein Obus-Betrieb ohne Hilfsantrieb aus. Ein Beispiel ist die Unterführung beim Bahnhof Wuppertal-Vohwinkel, dort scheiterte die Verlängerung der Oberleitung der Solinger Linie 683 an der notwendigen Tieferlegung der Fahrbahn, die rund vier Millionen Euro gekostet hätte. Gleiches gilt, wenn Teilabschnitte über Autobahnen oder Kraftfahrstraßen führen, wo eine vorgeschriebene Mindestgeschwindigkeit von 60 km/h oder sogar 80 km/h gefordert wird. Um Stangenentdrahtungen vorzubeugen, müssen Oberleitungsbusse zudem Knotenpunkte mit Luftweichen und Fahrleitungskreuzungen sowie enge Kurven oft langsamer passieren als die übrigen motorisierten Verkehrsteilnehmer. So existiert beispielsweise in Genf eine Wendeschleife mit einer Geschwindigkeitsbegrenzung von zehn Kilometern in der Stunde, in Sankt Petersburg sind auf den Klappbrücken sogar nur fünf Kilometer in der Stunde erlaubt, weil die Fahrdrähte in Brückenmitte kurz unterbrochen sind. Damit werden Oberleitungsbusse stellenweise zum Hindernis für den fließenden Verkehr. Außerdem verlängern sich die Reisezeiten gegenüber dem Omnibusbetrieb. Kommt es dennoch zu einer Stangenentdrahtung, blockieren Obusse mitunter ganze Kreuzungen. Zudem können beschädigte und dadurch herabhängende Oberleitungsdrähte Passanten und andere Verkehrsteilnehmer gefährden.
Besonders unrentabel ist es, teure Obusse für den Schülerverkehr vorzuhalten. In diesem Fall werden sie nur ein- oder zweimal am Tag eingesetzt. Dies ist vor allem nachteilig, weil Trolleybusse auch nicht als Kombibus verwendet werden können, das heißt, sie können außerhalb des Liniendienstes keine Klassenfahrten, Vereinsausflüge oder ähnliches durchführen und bringen dem Betreiber somit keine Zusatzeinnahmen im Gelegenheitsverkehr. Ein weiterer Kostenfaktor ist die Vorhaltung von Omnibussen als Betriebsreserve, um bei Störungen auf Obus-Linien einen Notbetrieb aufrechterhalten zu können.
Immer wieder kommt es außerdem dazu, dass der jeweilige Energieversorger aufgrund ausstehender Zahlungen seitens der Verkehrsbetriebe eine Stromsperre verhängt und damit – zum Nachteil der Fahrgäste und teilweise ohne Vorankündigung – den kompletten Obusbetrieb temporär oder dauerhaft stilllegt. Dies geschah beispielsweise 2002 in Valparaíso, 2008 in Astana, Bischkek, Chudschand und Kathmandu, 2014 in Pernik, 2015 in Astrachan, Kamensk-Uralski, Kurgan und Nischni Nowgorod sowie 2017 in Rostow am Don.
Setzen Verkehrsbetriebe sowohl Oberleitungsbusse als auch Omnibusse parallel zueinander ein, so ist die Personaldisposition entsprechend aufwändiger. Es müssen getrennte Dienstpläne für Fahrer mit und ohne Obusfahrberechtigung aufgestellt werden. Dies kann unter Umständen dazu führen, dass ersatzweise Omnibusse zum Einsatz kommen müssen, weil nur Fahrer ohne Obus-Lizenz zur Verfügung stehen. Möchten die Verkehrsunternehmen ihre Mitarbeiter dennoch flexibel einsetzen, so muss trotz der damit verbundenen Zusatzkosten das gesamte Fahrpersonal auf Obussen geschult werden. Dies ist beispielsweise beim Städtischen Verkehrsbetrieb Esslingen der Fall, obwohl dieser deutlich mehr Omnibusse als Obusse im Bestand hat.
| \| \| \| Vorort A \| \| \| \| \| Vorort B \| \| \| \| \| Vorort C \| \| \| \| \| \| \| \| \| \| Stadtrand \| \| \| \| \| \| \| \| \| \| Stadtmitte \| \| \| \| \| \| \| \| \| \| Stadtrand \| \| \| \| \| \| \| \| \| \| Vorort D \| \| \| \| \| Vorort E \| \| \| \| \| Vorort F \| \| |  |            |            |
| Haltepunkt / Haltestelle Streckenanfang · Haltepunkt / Haltestelle Streckenanfang |  | Vorort A   | Vorort A   |
| Strecke · Haltepunkt / Haltestelle Streckenanfang · Strecke · Haltepunkt / Haltestelle Streckenanfang |  | Vorort B   | Vorort B   |
| Strecke · Strecke · Haltepunkt / Haltestelle Streckenanfang · Strecke · Strecke · Haltepunkt / Haltestelle Streckenanfang |  | Vorort C   | Vorort C   |
| Strecke nach links · Abzweig geradeaus, von links und von rechts · Strecke nach rechts · Strecke nach links · Abzweig geradeaus, von links und von rechts · Strecke nach rechts |  |            |            |
| Bahnhof |  | Stadtrand  | Stadtrand  |
| Strecke · U-Bahn-Strecke |  |            |            |
| Bahnhof · U-Bahn-Bahnhof |  | Stadtmitte | Stadtmitte |
| Strecke · U-Bahn-Strecke |  |            |            |
| Bahnhof |  | Stadtrand  | Stadtrand  |
| Strecke von links · Abzweig geradeaus, nach links und nach rechts · Strecke von rechts · Strecke von links · Abzweig geradeaus, nach links und nach rechts · Strecke von rechts |  |            |            |
| Haltepunkt / Haltestelle Streckenende · Strecke · Strecke · Haltepunkt / Haltestelle Streckenende · Strecke · Strecke |  | Vorort D   | Vorort D   |
| Haltepunkt / Haltestelle Streckenende · Strecke · Haltepunkt / Haltestelle Streckenende · Strecke |  | Vorort E   | Vorort E   |
| Haltepunkt / Haltestelle Streckenende · Haltepunkt / Haltestelle Streckenende |  | Vorort F   | Vorort F   |

Ebenso ist es mit klassischen Oberleitungsbussen nicht möglich, mehrere selten verkehrende Linien aus rural geprägten Vororten – wo sich die teure Fahrleitungsinfrastruktur nicht lohnt – im Stadtzentrum zu einem häufig bedienten Korridor zu bündeln. Hält man im Kernbereich trotzdem am Oberleitungsbus fest, führt dies für die Fahrgäste aus den Vororten zu einem Umsteigezwang am Stadtrand. Diese sogenannten gebrochenen Verkehre bei einem Mischbetrieb mit anderen Verkehrsmitteln führen zum Attraktivitätsverlust des Obusses. Eine Veranschaulichung dieser Problematik zeigt die Grafik rechts, die fiktive Obus-Relation ist blau dargestellt. Ähnliches gilt für einzelne Linien, die an der Peripherie seltener fahren als im Zentrum.
Oberleitungsbusse gelten nur dann als umweltfreundlich, wenn der verwendete Strom aus erneuerbaren Energiequellen stammt. Wird er hingegen von Kohlekraftwerken, Dampfkraftwerken, Ölkraftwerken, Gasturbinenkraftwerken oder Müllverbrennungsanlagen bezogen, so werden die Emissionen lediglich an andere Stelle verlagert. Ist die Stromquelle ein konventionelles Kohlekraftwerk, fällt die CO2-Bilanz von Oberleitungsbussen sogar schlechter aus als für Dieselbusse. Auch eine gemeinsame Studie der Verkehrsbetriebe Winterthur und des schweizerischen Bundesamts für Energie bestätigt dies, danach ist die Ökobilanz eines Oberleitungsbusses bei „europäischem Strom“ nicht eindeutig besser als bei einem Dieselbus, was die um 24 Prozent höheren Betriebskosten nicht rechtfertige. Wird der Strom mit Kernenergie erzeugt, sinkt in vielen Gesellschaftsteilen die Akzeptanz des Trolleybusses. Zudem fallen bei der Stromerzeugung in Kernkraftwerken andernorts radioaktive Abfälle an. Maßgeblich für den Aspekt der Umweltfreundlichkeit ist somit der jeweils gültige Energiemix. Ein negatives Beispiel ist hierbei der Oberleitungsbus Tallinn, noch 2004 wurden in Estland 63 Prozent des Primärenergieverbrauchs aus Ölschiefer gewonnen. Als zusätzlicher Nachteil gilt die Umweltschädlichkeit der bei der Fahrleitungsenteisung verwendeten Chemikalien.
Ein weiterer Kritikpunkt am Oberleitungsbus ist der – angeblich mit seinem Betrieb verbundene – sogenannte Elektrosmog. Dieser ist jedoch bei Gleichstrombetrieb vernachlässigbar, da – beispielsweise in der Schweiz – für Tram und Trolleybus nicht einmal ein Grenzwert definiert ist. Zwar entstehen statische elektrische und magnetische Gleichfelder, für die die Verordnung zum Schutz vor nicht ionisierender Strahlung (NISV) einen Immissionsgrenzwert von 40 000 Mikrotesla festlegt. Dieser wird jedoch erfahrungsgemäß mit großer Reserve eingehalten, für die im Alltag auftretenden Gleichfelder gibt es seitens der Forschung keinerlei Hinweise auf potenzielle Gesundheitsrisiken. Die Elektrosmog-Belastung durch das eigene Handy, das man auf sich trägt, ist somit wesentlich größer, als der Einfluss durch die Trolleybusfahrleitung.
Unabhängig davon sind zudem Dieselbusse im Laufe der Jahrzehnte umweltfreundlicher geworden, so etwa durch strengere Abgasnormen – wie zum Beispiel die Euro-Norm in der Europäischen Union – und eine verbesserte Lärmkapselung des Antriebs. Dadurch hat der Oberleitungsbus einen Teil seines ökologischen Vorteils eingebüßt. Auch für die Zukunft ist infolge der weiteren Verschärfung der Normen auch beim Dieselbus ein markanter Rückgang der motorischen Schadstoffemissionen zu erwarten. Zudem ist der Beitrag des Verkehrsmittels Oberleitungsbus zum globalen Klimaschutz verschwindend gering. So kommen weltweit auf etwa 600 Millionen Kraftfahrzeuge nur etwa 40 000 Oberleitungsbusse.

Die Oberleitungen werden mitunter als unästhetisch empfunden, hier in Luzern

Subjektiv wird außerdem die Oberleitung manchmal als unästhetisch empfunden, vor allem in historischen Ortskernen. Dies gilt insbesondere für komplizierte Oberleitungsanlagen im Bereich von Verzweigungen oder Kreuzungen, ebenso für die oft massiven Oberleitungsmasten, vor allem wenn diese mitten auf dem Bürgersteig angeordnet werden müssen. Hierbei spricht man manchmal auch von einer visuellen Umweltverschmutzung.

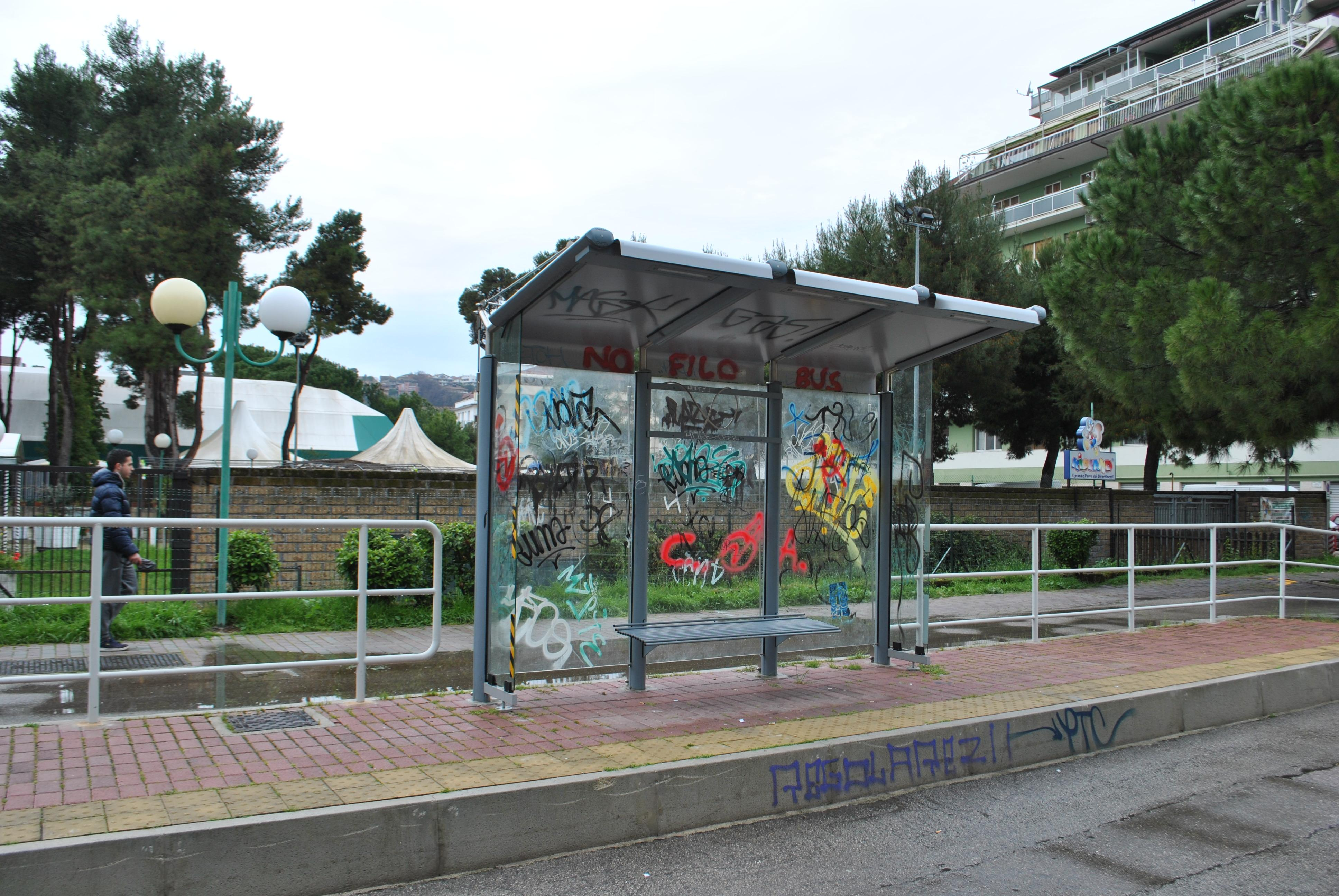
Haltestellenhäuschen mit Protestgraffito NO FILO BUS gegen den im Aufbau befindlichen Oberleitungsbus Pescara, aufgenommen 2016

Oberleitungsanlagen im öffentlichen Straßenraum stellen für Feuerwehr, Rettungsfahrzeuge und Rettungshubschrauber eine Gefahrenquelle dar und müssen in deren Einsatzkonzepten berücksichtigt werden. So existieren beispielsweise – speziell für doppelpolige Obus-Fahrleitungen entwickelte – Aufsätze für Erdungsstangen, etwa der sogenannte Trolley-Kurzschliesser Typ TKS70. Ferner erschwert die Obus-Infrastruktur in engen Häuserschluchten die Verwendung von Drehleitern ebenso wie die Aufstellung von Kranen.

Provisorischer Mast während eines Hausumbaus in Salzburg

Bei Straßenumbauten müssen die Obus-Fahrleitungen stets an die neue Verkehrslage angepasst werden. Selbst wenn nur Fahrstreifen ummarkiert werden, ist dies oft mit hohen Kosten verbunden. Im Fall einer Straßenverbreiterung muss das Obus-Unternehmen zusätzlich die Versetzung der Oberleitungsmasten bezahlen. Wird ein an der Strecke liegendes Gebäude abgerissen, müssen daran angebrachte Oberleitungsrosetten auf Kosten des Verkehrsunternehmens dauerhaft oder temporär durch Masten ersetzt werden. In letzterem Fall kommen dabei provisorische Masten zum Einsatz, die nicht im Boden verankert, sondern mit einem massiven Betonsockel beschwert werden. Beim Bau neuer Strecken entstehen außerdem hohe Prozessrisiken durch einzelne Anlieger, die die Erstellung der notwendigen Infrastruktur nicht akzeptieren. Dies gilt insbesondere bei Landbedarf für Fahrleitungsmasten. So reichten etwa die Bürger in Villeneuve 250 Petitionen gegen eine drei Kilometer lange Trolleybus-Verlängerung ein und verhinderten diese somit.
Aufgrund der höheren Lebensdauer von Oberleitungsbussen können Innovationen im Fahrzeugbau nicht so schnell umgesetzt werden wie bei Omnibussen. So verkehren in vielen Städten noch Hochflur-Oberleitungsbusse, während die Omnibusflotte längst auf Niederflurwagen umgestellt wurde. Die lange Fahrzeuglebensdauer kann dabei der Akzeptanz der Fahrgäste abträglich sein. Zudem liegen die Unterhalts- und Betriebskosten bei einem älteren Fahrzeug höher als bei einem neueren. Um den veränderten Anforderungen von Fahrgästen und Verkehrsbetrieben gerecht zu werden, müssen Oberleitungsbusse daher häufig für ihre letzten Einsatzjahre modernisiert werden, auch Retrofit genannt. Mit zunehmendem Alter immer problematischer wird dabei die Beschaffung von Ersatzteilen für die oft schon nach wenigen Jahren veraltete Elektronik. Damit erreichen heutige Obusse nicht mehr die Lebensdauer der technisch einfacheren, aber robusten Fahrzeuge aus dem Zeitalter der klassischen Steuerungen. Damit verringert sich ein weiterer Vorteil gegenüber Dieselbussen. Im Gegensatz dazu sind Dieselmotoren im Laufe der Jahrzehnte deutlich zuverlässiger geworden. Gleichzeitig nahmen auch der motorisierte Individualverkehr (MIV) und die damit verbundene Staugefahr stark zu, auch die Durchschnittsgeschwindigkeit beim Obus sank. Dieser ist dadurch auch im Stadtverkehr nicht mehr zwangsläufig schneller als der Omnibus. So betrug beispielsweise in Salzburg die mittlere Geschwindigkeit beim Obus 1950 noch 17,5 km/h, während er 2011 – trotz wesentlich modernerer Fahrzeuge und besserer Straßen – nur noch knapp 13 km/h erreichte.

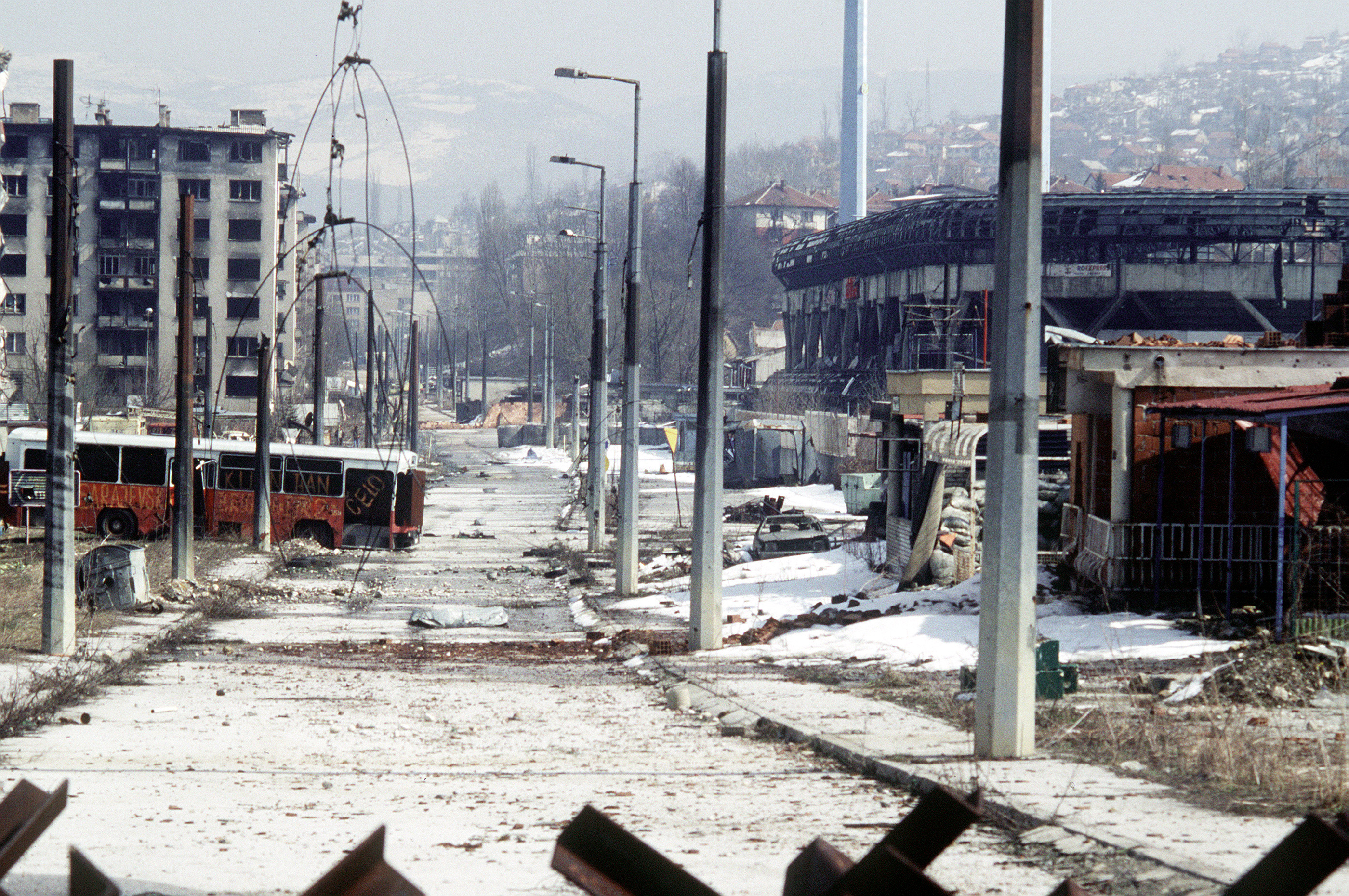
Im Bosnienkrieg zerstörte Fahrleitungen des Oberleitungsbus Sarajevo

Des Weiteren wirkt sich das höhere Leergewicht eines Oberleitungsbusses auf die maximal zugelassene Stehplatzanzahl aus, weil es voll auf die zulässige Gesamtmasse angerechnet wird. In Deutschland darf ein dreiachsiger Gelenkwagen beispielsweise nicht schwerer als 28 Tonnen sein. So konnten etwa die Stadtwerke Offenbach bei ihren 1963 gelieferten Gelenkwagen – trotz vollständiger Übereinstimmung im wagenbaulichen Teil – bei den 600 Kilogramm schwereren Obussen nur 104 Stehplätze ausweisen, bei der Dieselbusvariante waren es hingegen 114.
Bedingt durch die hohen Spannungen und Ströme, die für den Antrieb des Oberleitungsbusses notwendig sind, kann es zu Bränden in der elektrischen Anlage kommen. Eine gewisse Gefährdung besteht auch durch Überspannung infolge von Blitzeinschlägen in die Oberleitung. Nicht selten kommt es daher bei Gewittern zu erheblichen Betriebsstörungen. Hierbei können sowohl stationäre elektronische Bauteile – wie beispielsweise Weichensteuerungen – als auch alle im betroffenen Speisebereich befindlichen Fahrzeuge beschädigt werden. Mit steigenden Rohstoffpreisen für Buntmetalle steigt zudem die Gefahr des Oberleitungsdiebstahls während der nächtlichen Betriebsruhe oder baustellenbedingten Bedienungspausen. Dies kann zu länger andauernden Streckenunterbrechungen führen und verursacht zusätzliche Reparaturkosten. Ferner sind Obuslinien anfälliger für Kriegseinwirkungen als Omnibuslinien. Beispiele für vollständig kriegszerstörte und nie wieder aufgebaute Anlagen sind Budapest (1944), Kaliningrad und Tschernjachowsk (1945), Zchinwali (1990), Kabul (1992), Grosny (1994) sowie Wuhlehirsk (2014), wobei allerdings Budapest 1949 und Kaliningrad 1975 gänzlich neue Obussysteme erhielten. Des Weiteren können Obusse im Verteidigungsfall nicht militärisch als Truppentransporter eingesetzt werden.
Der Einsatz von Schneeketten ist bei Oberleitungsbussen üblicherweise nicht möglich, da durch diese ein geschlossener Stromkreis zwischen Oberleitung und dem Schnee auf der Straße oder anderen stromleitenden Elementen im Straßenraum entstehen und die Elektrik im Fahrzeug beschädigen könnte. Stattdessen verfügen – insbesondere in der schneereichen Schweiz – viele Oberleitungsbusse über eine Sandstreueinrichtung vor der Antriebsachse, um die Traktion auf glatter Fahrbahn zu erhöhen. Diese Einbauten lassen sich auf schneefreier Straße – beispielsweise bei Laubfall – einsetzen, sind aber weniger effektiv als Schneeketten. Viele Verkehrsbetriebe setzen deshalb vermehrt auf zweimotorige Gelenkwagen, die bessere Fahreigenschaften auf Schnee haben. Einmotorige Trolleybusse müssen hingegen an Tagen mit Schneefall auf kritischen Linien mit steilen Abschnitten zum Teil gezielt außer Betrieb genommen werden. Ersatzweise kommen dabei zweimotorige Gelenktrolleys oder Soloomnibusse mit und ohne Schneeketten zum Einsatz.

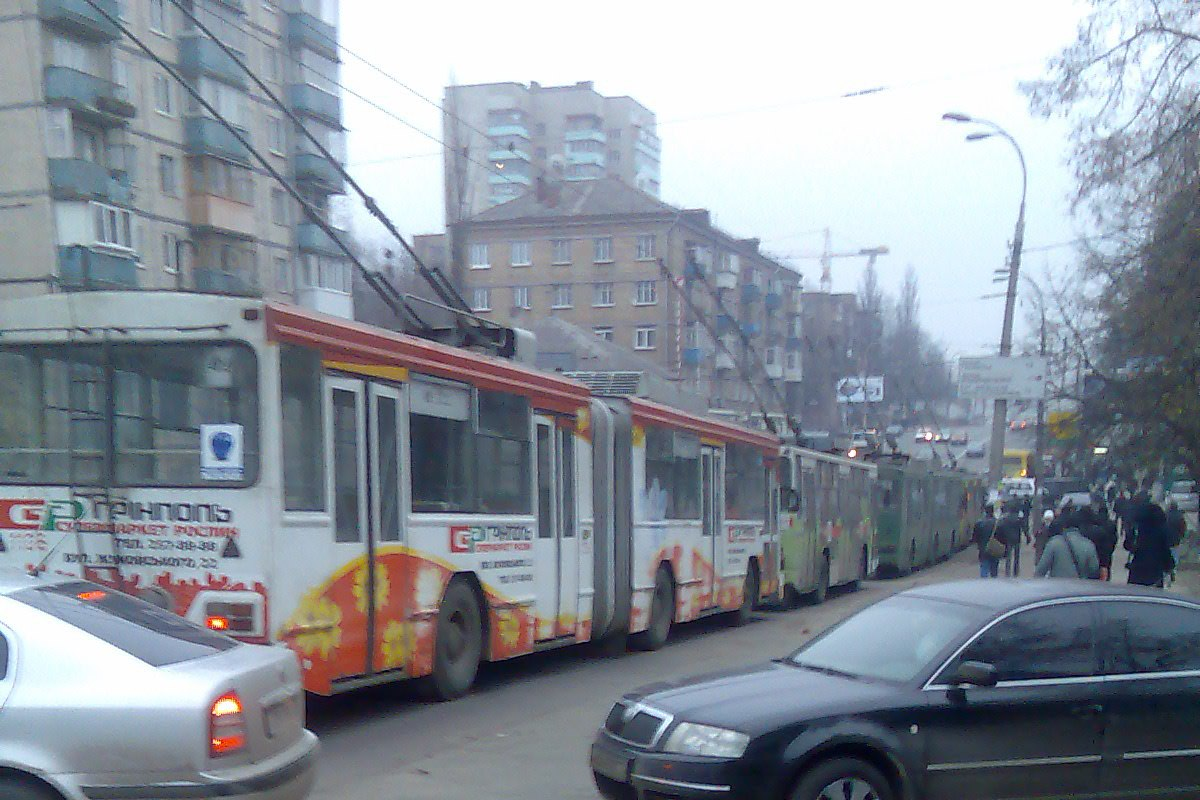
Trolleybus-Stau in Kiew, Überholungen sind im regulären Betrieb nicht möglich
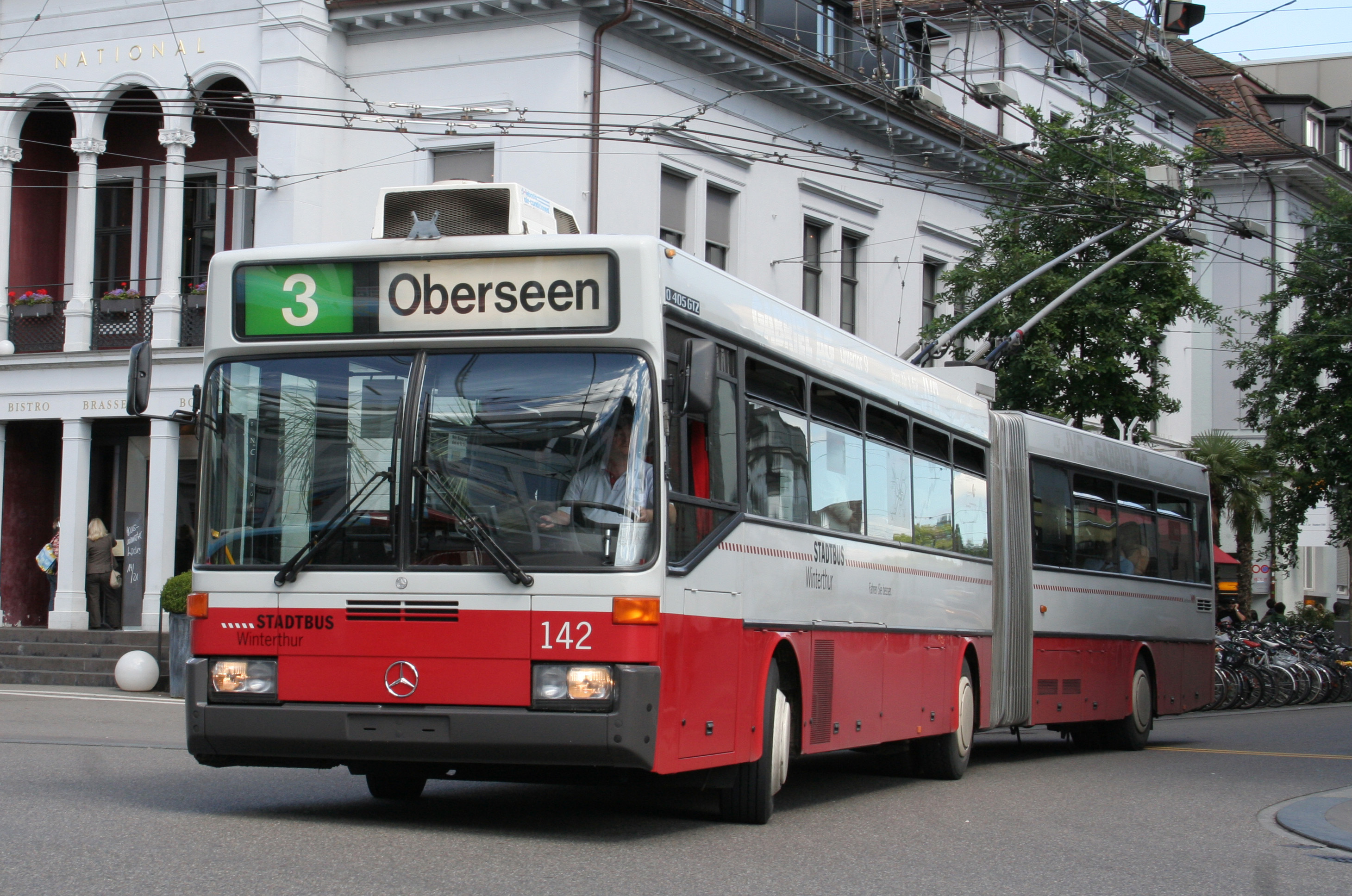
Noch bis 2012 kamen in Winterthur hochflurige und mit Rollbandanzeigen ausgestattete Trolleybusse zum Einsatz
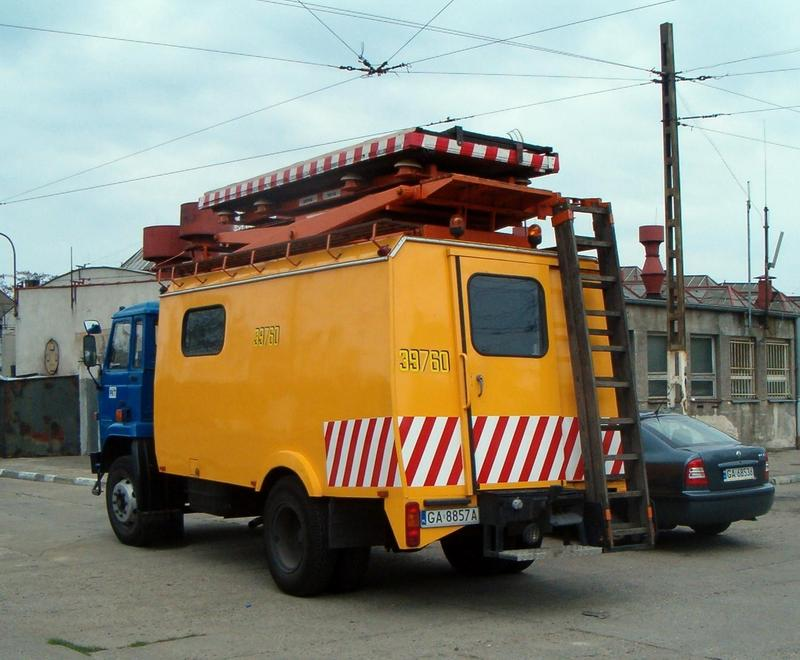
Die Wartung der Oberleitung verursacht Kosten, zum Beispiel durch den Betrieb von Turmwagen

### Nachteile gegenüber der Straßenbahn

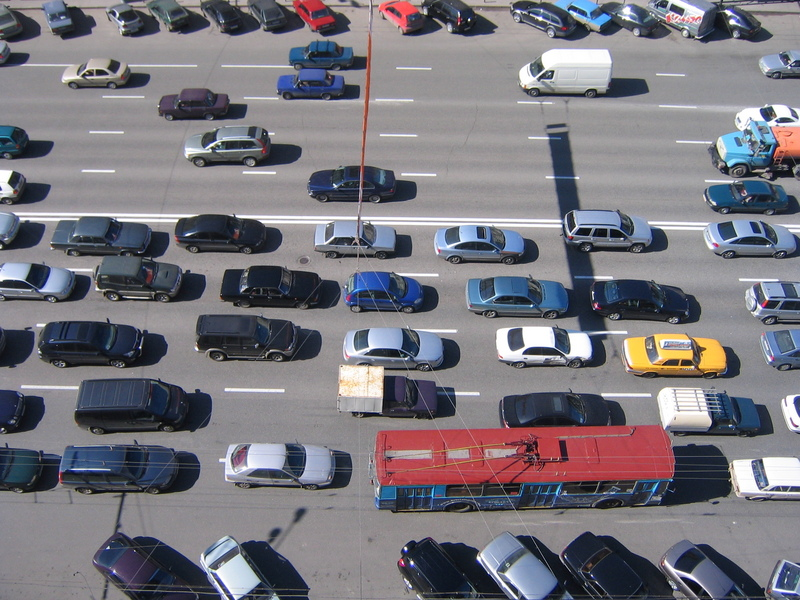
Ohne Busspuren sind Oberleitungsbusse wie Omnibusse vollständig vom Individualverkehr abhängig

Mit Omnibussen gemeinsam hat der Oberleitungsbus die im Vergleich zu einem Schienenfahrzeug geringe Beförderungskapazität, so kann selbst ein Gelenkwagen nur etwa 150 Personen befördern. Im Gegensatz dazu kann ein 75 Meter langer Straßenbahn- oder Stadtbahnzug bis zu 500 Passagiere gleichzeitig transportieren. Beim Oberleitungsbus sind Mehrfachtraktionen hingegen nur sehr eingeschränkt möglich, in einigen Ländern, beispielsweise in Deutschland, sind sie unzulässig. Dies erhöht im Vergleich zu Bahnen den Personalbedarf. Ein weiterer gemeinsamer Nachteil von Omnibussen und Oberleitungsbussen gegenüber der Straßenbahn ist der höhere Platzbedarf für Busfahrstreifen zur Entkopplung vom motorisierten Individualverkehr aufgrund der größeren Breite als bei einer spurgeführten Straßenbahn auf Eigentrasse. Außerdem ist der Fahrleitungsbau beim Trolleybus deutlich aufwändiger, aber auch im laufenden Betrieb stellt die zweipolige Oberleitung permanent eine potenzielle Fehlerquelle dar.
Auch in bestimmten Störfällen ist der Oberleitungsbus unflexibler als eine Bahn, wo auch Einrichtungszüge im Ausnahmefall mittels Hilfsführerstand rückwärts bis zum nächsten Gleiswechsel oder Gleisdreieck fahren können. Zudem benötigen Oberleitungsbusse an den Endstellen grundsätzlich platzintensive Wendeschleifen, die bei Zweirichtungswagen entfallen können. Bezüglich des Fahrkomforts ist der Obus gegenüber der Straßenbahn ebenfalls im Nachteil. Zwar ähnelt sein Fahrverhalten in der Horizontalen einem Schienenfahrzeug, jedoch weist er die Vertikalerschütterungen eines Dieselbusses auf.

## Ergänzende Antriebskonzepte

### Hilfsantrieb

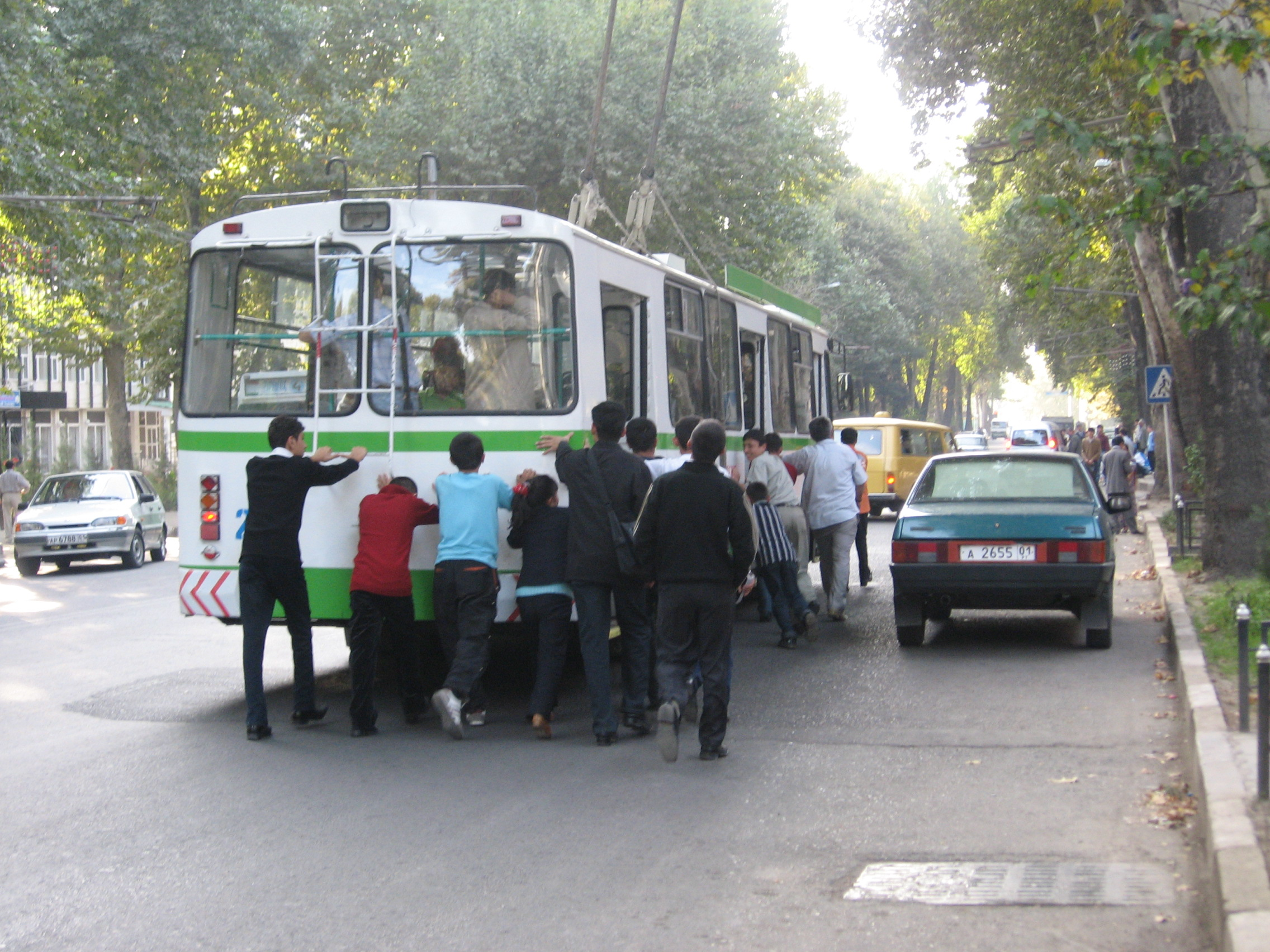
Fortbewegung eines Oberleitungsbusses ohne Hilfsantrieb in Duschanbe, ein Teil der Fahrgäste hilft beim Schieben

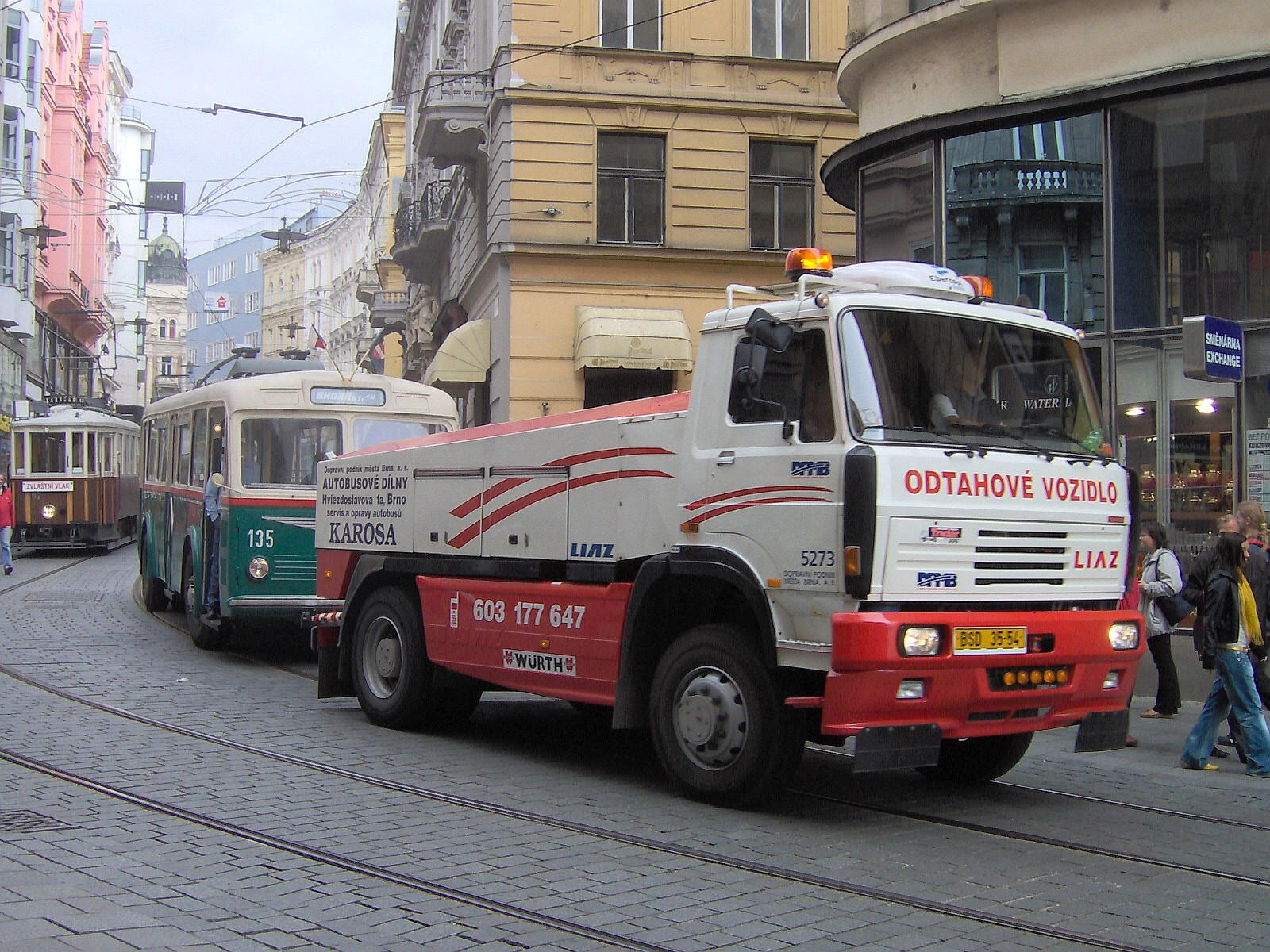
Ein historischer Obus ohne Hilfsantrieb wird abgeschleppt

Um die infrastrukturell bedingte Unflexibilität eines Oberleitungsbusses zu kompensieren, besitzen die meisten Obus-Typen heute zusätzlich einen Hilfsmotor, auch Notfahrgruppe, Notfahraggregat, Hilfsaggregat, Hilfsantrieb, Hilfsdieselmotor oder Hilfsdiesel genannt. Dieser ermöglicht es, mit verminderter Geschwindigkeit sowie mit begrenzter Reichweite ohne den Strom aus der Oberleitung weiterzufahren. Benutzt wird er:
- beim Rangieren im Depot, wo ansonsten besonders aufwändige Fahrleitungsanlagen benötigt würden
- bei Fahrten vom und zum Depot, sofern dieses nicht an einer elektrifizierten Strecke liegt bzw. um das Depot auf direktem Weg durch nicht-elektrifizierte Straßenzüge erreichen zu können
- bei Umleitungen aufgrund von Baustellen, Verkehrsunfällen, Demonstrationen, Sportveranstaltungen, Straßenfesten, Rohrbrüchen oder Hochwasser
- falls bei Bauarbeiten, Revisionen oder Feuerwehreinsätzen die Oberleitung aus Sicherheitsgründen abgeschaltet werden muss
- bei Schäden an der Oberleitung oder an Unterwerken
- wenn sich an windigen Tagen Fremdkörper wie Äste, Schirme, Leintücher oder Luftballons in den Fahrdrähten verfangen[282]
- im Falle eines unbeabsichtigten Stromausfalls
- wenn die Oberleitung bei Sturm aus Sicherheitsgründen präventiv abgeschaltet werden muss, um Passanten vor Unfällen mit herabhängenden stromführenden Drähten zu schützen[283]
- im Falle des Liegenbleibens an einer stromlosen Stelle wie Trenner, Weiche oder Kreuzung
- bei Störungen der Elektrik am Fahrzeug[112]
- bei Überführungsfahrten, etwa in externe Werkstätten[284]
- um im Falle einer bevorstehenden Evakuierung Gefahrenbereiche wie Tunnel, Kreuzungen, Brücken oder Bahnübergänge verlassen zu können
- wenn Verstärkerkurse in Hauptverkehrszeiten respektive kurzlaufende Kurse in Nebenverkehrszeiten an selten bedienten Zwischenendhaltestellen ohne Umkehrmöglichkeit wenden müssen[285]
- falls an provisorischen Endhaltestellen, die nur vorübergehend bis zu einer bereits projektierten Verlängerung als solche betrieben werden, die Oberleitung stumpf endet
- um an Bahnübergängen elektrifizierte Eisenbahnstrecken queren zu können, auch wenn keine Oberleitungskreuzung eingerichtet werden konnte[75]
- um besonders niedrige Unterführungen zu passieren, wo aus Sicherheitsgründen keine Oberleitung angebracht werden kann
- um aus Kostengründen aufwändige Fahrleitungskreuzungen mit Straßenbahnstrecken zu vermeiden[286]
- um an größeren Straßenkreuzungen auch solche Abbiegebeziehungen nutzen zu können, die nicht über eine durchgehende Oberleitung verfügen – zum Beispiel bei abweichenden Linienführungen im Nachtverkehr[287]
- bei starker Vereisung der Fahrleitung[181]
- um in historischen Altstädten beziehungsweise auf markanten innerstädtischen Plätzen aus optischen Gründen auf die Oberleitung verzichten zu können
- wenn im Bereich von Flughäfen aus Sicherheitsgründen keine Oberleitungen installiert werden dürfen, um die startenden und landenden Flugzeuge nicht zu gefährden[288]

Dauert eine Unterbrechung länger an, wird oft stationäres Personal abgestellt, oder es werden vorübergehend Einfädeltrichter montiert. Dies nimmt den Fahrern das Abdrahten und Wiederanlegen der Stromabnehmer ab und hilft größere Verspätungen zu vermeiden. Vor Einführung des Hilfsantriebs wurden Oberleitungsbusse im Rahmen der oben geschilderten Fälle häufig mit Pferden, Traktoren, Elektrokarren, Unimogs, Lastkraftwagen, Straßenbahnen, anderen Oberleitungsbussen, Omnibussen, Tiefladern, per Schleppkabel, mit der Muskelkraft der Fahrgäste, mit Schwung oder unter Ausnutzung eines Gefälles fortbewegt, so wie dies bei Typen ohne Hilfsmotor bis heute der Fall ist. Selbst auf ebenen Strecken erreichen die Oberleitungsbusse mit dem vergleichsweise leistungsschwachen Hilfsantrieb jedoch nur geringe Geschwindigkeiten, weshalb Einsätze im Fahrgastbetrieb eher selten sind. Zudem kann mitunter die Klimaanlage ohne Stromzufuhr per Oberleitung nicht ihre volle Leistung erbringen, alternativ müssen Heizung und Lüftung aufgrund ihres hohen Stromverbrauchs sogar ganz abgeschaltet werden. Dennoch geht der Trend etwa seit dem Jahr 2000 immer mehr dazu, den Hilfsantrieb abschnittsweise auch im regulären Fahrgastbetrieb einzusetzen. Auf diese Weise sind Linienverlängerungen möglich, ohne dass neue Fahrleitungsanlagen installiert werden müssen. Dies wird vorrangig bei selten bedienten Linienabschnitten bzw. auf Abschnitten, wo keine Oberleitungen installiert werden können oder sollen, praktiziert.
In der tschechischen Sprache bezeichnet man einen Trolleybus mit Hilfsantrieb als parciální trolejbus, das heißt Teil-Trolleybus. Rechtlich gelten auch Wagen mit Hilfsantrieb in aller Regel als Trolleybusse. So ist in den meisten Staaten, die für Trolleybusse generell kein Kraftfahrzeugkennzeichen vorschreiben, auch für Fahrzeuge mit Zusatzantrieb keines erforderlich. Beim Oberleitungsbus Prag beispielsweise ist die Linie 58 komplett als Trolleybuslinie konzessioniert und beschildert, obwohl nur zwischen zwei der insgesamt acht Haltestellen ein Fahrdraht vorhanden ist, die Wagen also zum überwiegenden Teil nicht spurgebunden fahren.
Eine besondere Situation ergab sich in der venezolanischen Stadt Barquisimeto. Nachdem der ursprünglich geplante Aufbau eines Obusbetriebs über einen kurzen Probebetrieb in den Jahren 2012 und 2013 nicht hinauskam, setzt die Stadt einen Teil der dafür beschafften Fahrzeuge seit 2015 im reinen Dieselbetrieb ein. Trotz des – mit einer Leistung von 200 Kilowatt gegenüber 240 Kilowatt beim Elektroantrieb – vergleichsweise starken Hilfsantriebs, ist ihre Leistung dadurch bei Dauergeschwindigkeit und Beschleunigung um 40 bis 50 Prozent geringer.

#### Verbrennungsmotor
Die meisten Hilfsantriebe für Oberleitungsbusse sind Verbrennungsmotoren, die nach dem dieselelektrischen Prinzip als Stromerzeugungsaggregat für den regulären Elektromotor fungieren. Sie werden heute meistens mit Dieselkraftstoff betrieben, früher kamen auch Benzinmotoren zum Einsatz. Grund dafür war neben dem niedrigeren Gewicht von Benzinaggregaten auch, dass Dieselmotoren den Treibstoff mittels Selbstzündung verbrennen, wodurch bei kalten Temperaturen Vorglühen notwendig ist, was dazu führt, dass das Hilfsaggregat nicht unmittelbar nach dem Einschalten mit voller Leistung genutzt werden kann. Durch die Verkürzung der Vorglühzeiten ist dies heute kaum noch problematisch, was dazu führt, dass Dieselaggregate mit ihrem höheren Wirkungsgrad und niedrigeren Kraftstoffverbrauch bevorzugt werden.
Selten sind hingegen Hilfsantriebe, die per Getriebe direkt auf eine der Achsen wirken. Ein Beispiel einer solchen Lösung sind die 100 Gelenkwagen des Typs O 405 GTZ, bei ihnen wirkt der Hilfsmotor auf die zweite, der Elektromotor hingegen auf die dritte Achse. Vorteil dieses Prinzips: im Winterbetrieb kann das Notfahraggregat ergänzend zum Elektromotor hinzugeschaltet werden, so dass auch bei glatten Straßen eine ausreichende Traktion besteht.
Im Vergleich zu einem Dieselomnibus verfügen die Hilfsantriebe bei Oberleitungsbussen üblicherweise über einen relativ kleinen Kraftstofftank. Bei den Volvo-Gelenkwagen des Trolleybus Biel/Bienne hatte dieser beispielsweise eine Füllmenge von nur 20 Litern.
Die ersten Obusse mit Verbrennungsmotor-Hilfsantrieb waren die Wagen des Typs ÜHIIIs, die ab 1952 beim Oberleitungsbus Rheydt – wo die Zufahrt zum Depot nicht elektrifiziert war – eingesetzt wurden. Zum Einsatz kam dort ein benzinbetriebener, 13 Kilowatt starker Volkswagen-Industriemotor, der bei leerem Wagen und ebener Strecke Geschwindigkeiten bis zu 20 km/h erlaubte. Beim oben erwähnten Typ O 405 GTZ leistet der Hilfsmotor 72 Kilowatt, gegenüber 205 Kilowatt beim Serienmotor. In Esslingen ist die Hilfsaggregat-Leistung des dort eingesetzten Typs AG 300 T so bemessen, dass Steigungen von acht Prozent, mit mindestens 30 km/h über einen Zeitraum von fünfzehn Minuten befahren werden können. Zudem sind Dieselhilfsmotoren typischerweise sehr laut.
Eine Vorreiterrolle beim Einsatz des Dieselhilfsantriebs im regulären Fahrgastverkehr spielte der Oberleitungsbus Minden, wo ab 1953 die Endstelle beim Dom und ab 1954 auch die Endstelle Porta mit dem Hilfsmotor bedient wurden. Rund um den Dom durften aus ästhetischen Gründen keine Fahrleitungen verlegt werden, in Porta vermied man dadurch eine Fahrleitungskreuzung mit der Straßenbahn Minden. Beim Oberleitungsbus Saarbrücken mussten die Wagen der Linie nach Wadgassen ab 1960, in Folge der Elektrifizierung der Bahnstrecke Völklingen–Thionville, den Bahnübergang an der Ortsgrenze zu Hostenbach per Hilfsgenerator passieren. Für das An- und Abdrahten war der Schaffner zuständig. Ebenso mussten die Obusse in Rheydt ab 1968 an insgesamt drei Bahnübergängen zwei damals neu elektrifizierte Strecken der Deutschen Bundesbahn mit dem Hilfsmotor überqueren. In diesem Zusammenhang entwickelten die Stadtwerke Rheydt zusammen mit dem Unternehmen Kiepe bereits 1965 die weltweit erste automatische Anlege- und Abzugsvorrichtung für Stangenstromabnehmer. Beim ehemaligen Oberleitungsbus Kapfenberg verkehrte von 1986 bis 2000 die Linie nach Winkl planmäßig unter Zuhilfenahme 55 Kilowatt starker Zusatzantriebe. Sie bediente im Zuge einer Schleifenfahrt insgesamt sieben Haltestellen per Hilfsmotor. In Limoges verkehrten in den 1990er Jahren einige Trolleybusse auf der Linie 5 über die Wendeschleife François Perrin hinaus mit dem Hilfsantrieb bis Roussillon, ehe 2001 auch die Oberleitung dorthin erweitert wurde.
Seit Mitte der 2000er Jahre erfreut sich diese Betriebsform – insbesondere in Mittelosteuropa – zunehmender Beliebtheit, wobei tendenziell immer stärkere Hilfsmotoren verwendet werden. Bei Gelenkwagen leisten diese Zusatzantriebe dabei mittlerweile bis zu 100 Kilowatt. Diesel-Hilfsmotoren im planmäßigen Einsatz findet man unter anderem in Hradec Králové (Linie 1 seit 2001), Pilsen (Linie 13 seit 2005 und Linie 12 seit 2006), Bratislava (Linie 33 seit 2006), Opava (Linie 221 seit 2006), Marienbad (Linien 6 und 7 seit 2007), Zlín (Linie 3 seit 2007 und Linie 11 seit 2009), Riga (Linien 9 und 27 seit 2009) und Solingen (Linie 683 seit 2009).
Eine weitere Möglichkeit, Oberleitungsbusse ohne Hilfsantrieb und ohne Oberleitung fortzubewegen, sind sogenannte Generatoranhänger, wenngleich solche derzeit nirgendwo auf der Welt planmäßig verwendet werden.

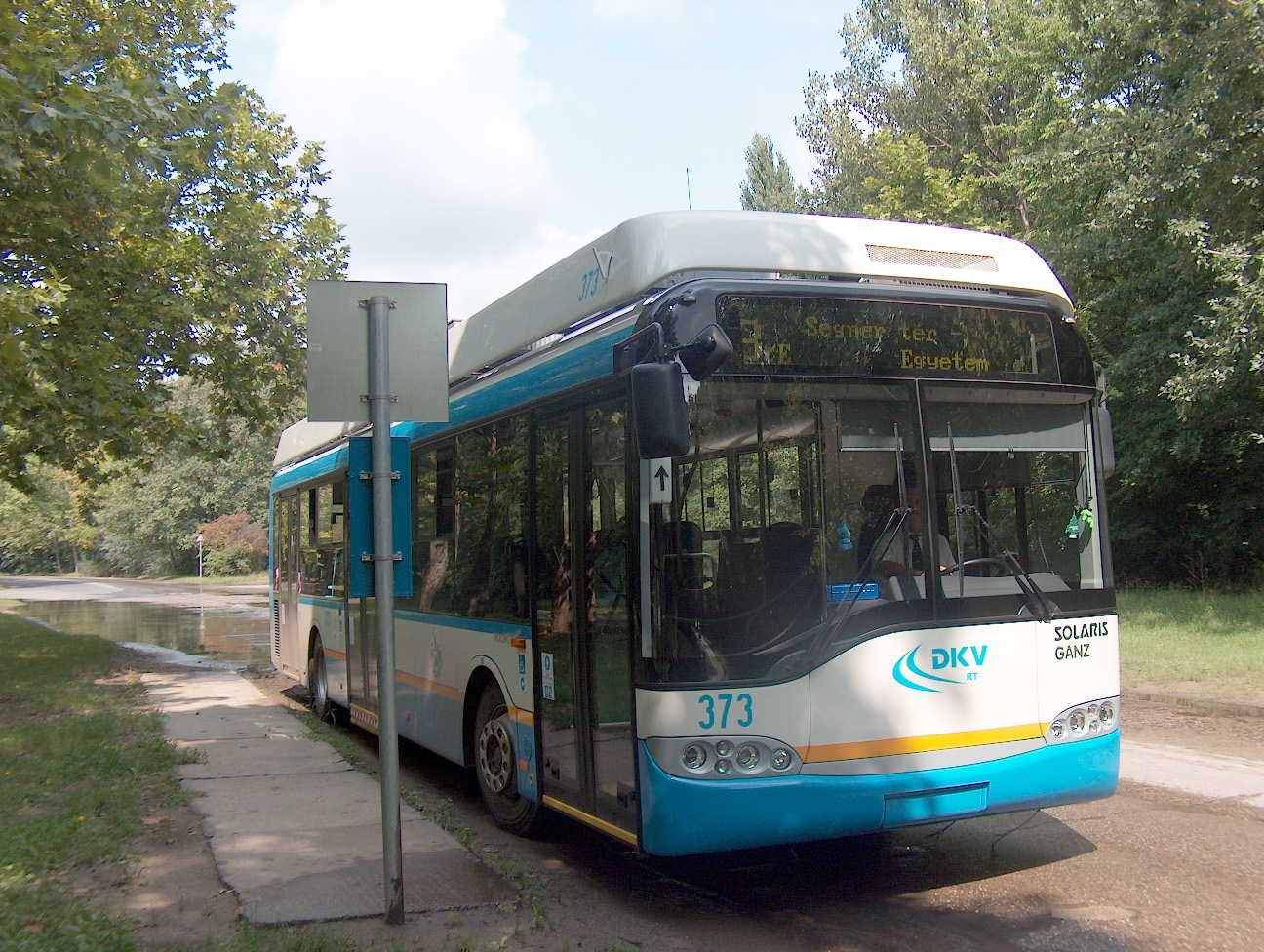
Oberleitungsloser Betrieb auf der Linie 3E in Debrecen
Riga: trotz bereits vorhandener Oberleitung bleibt dieser Wagen noch bis zur nächsten Haltestelle abgedrahtet, um am Oberleitungsbeginn keinen zusätzlichen Halt einlegen zu müssen
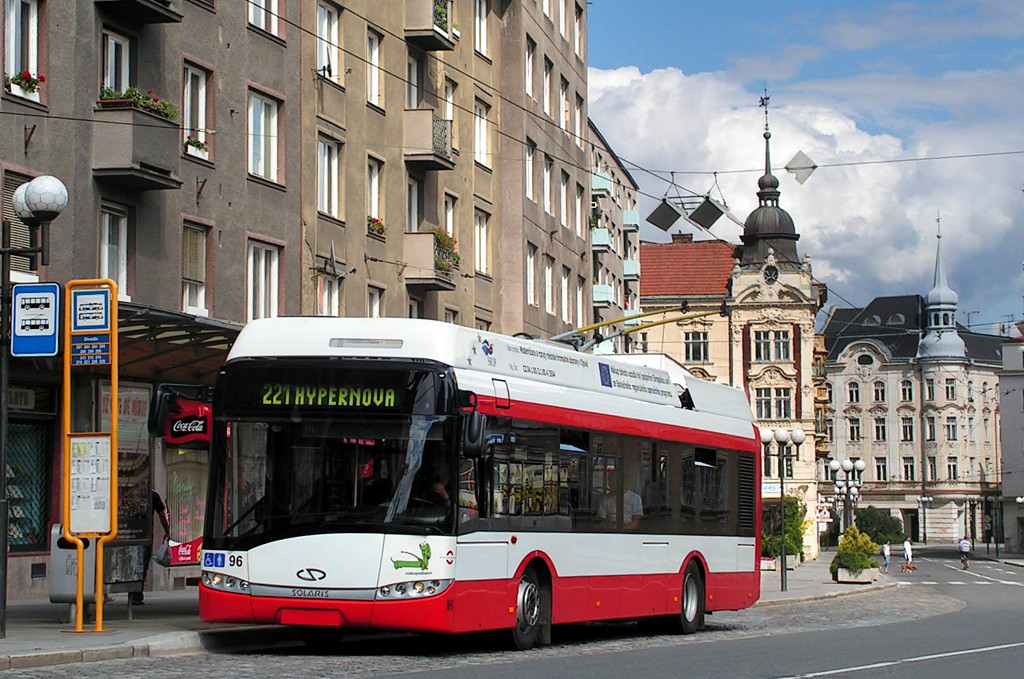
Opava: beim automatischen Eindrahten nach Beendigung der Fahrt mit dem Hilfsmotor
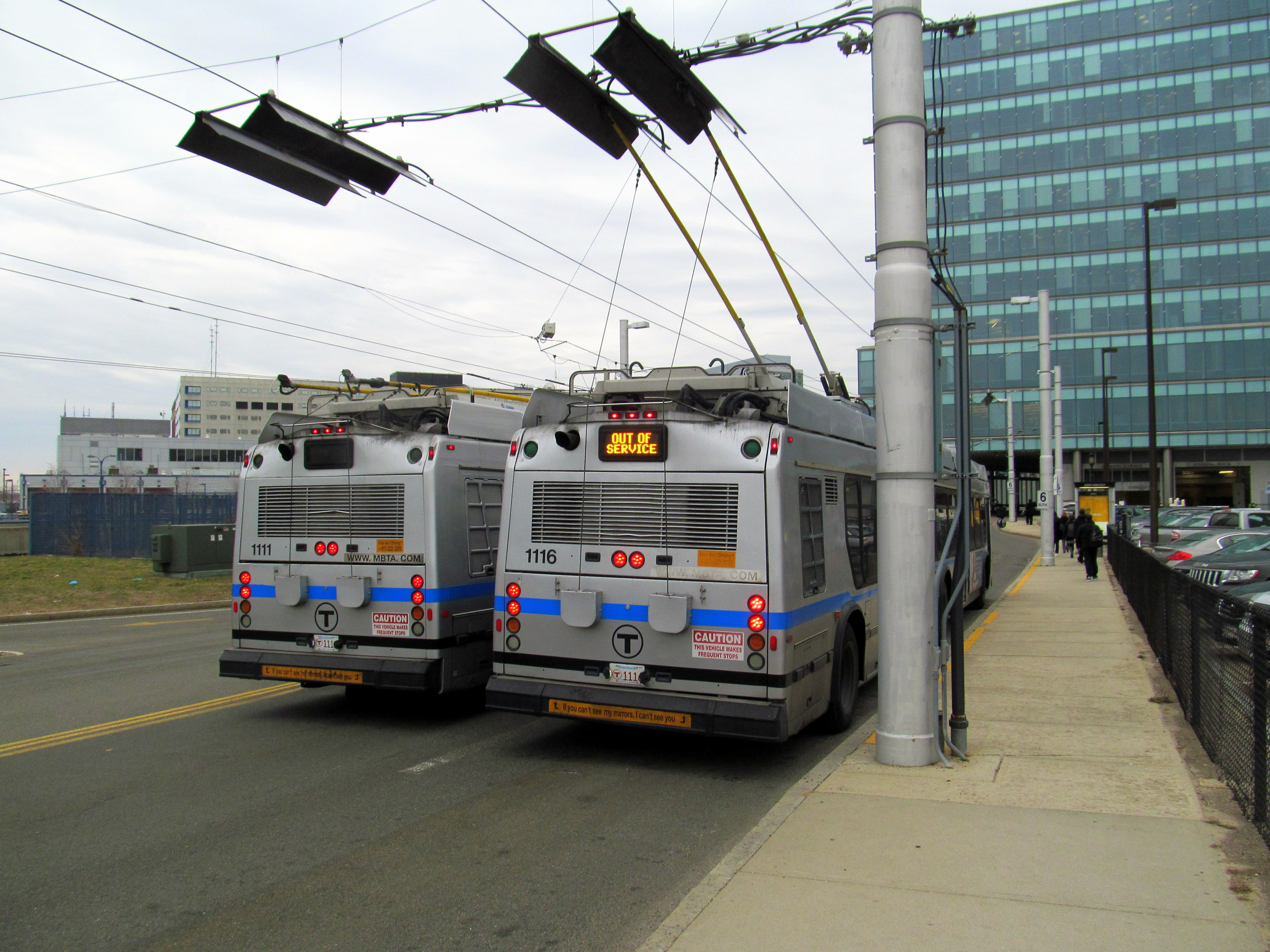
Einfädeltrichter unterstützen den Wechsel vom Hilfsantrieb zum Normalbetrieb, hier in Boston
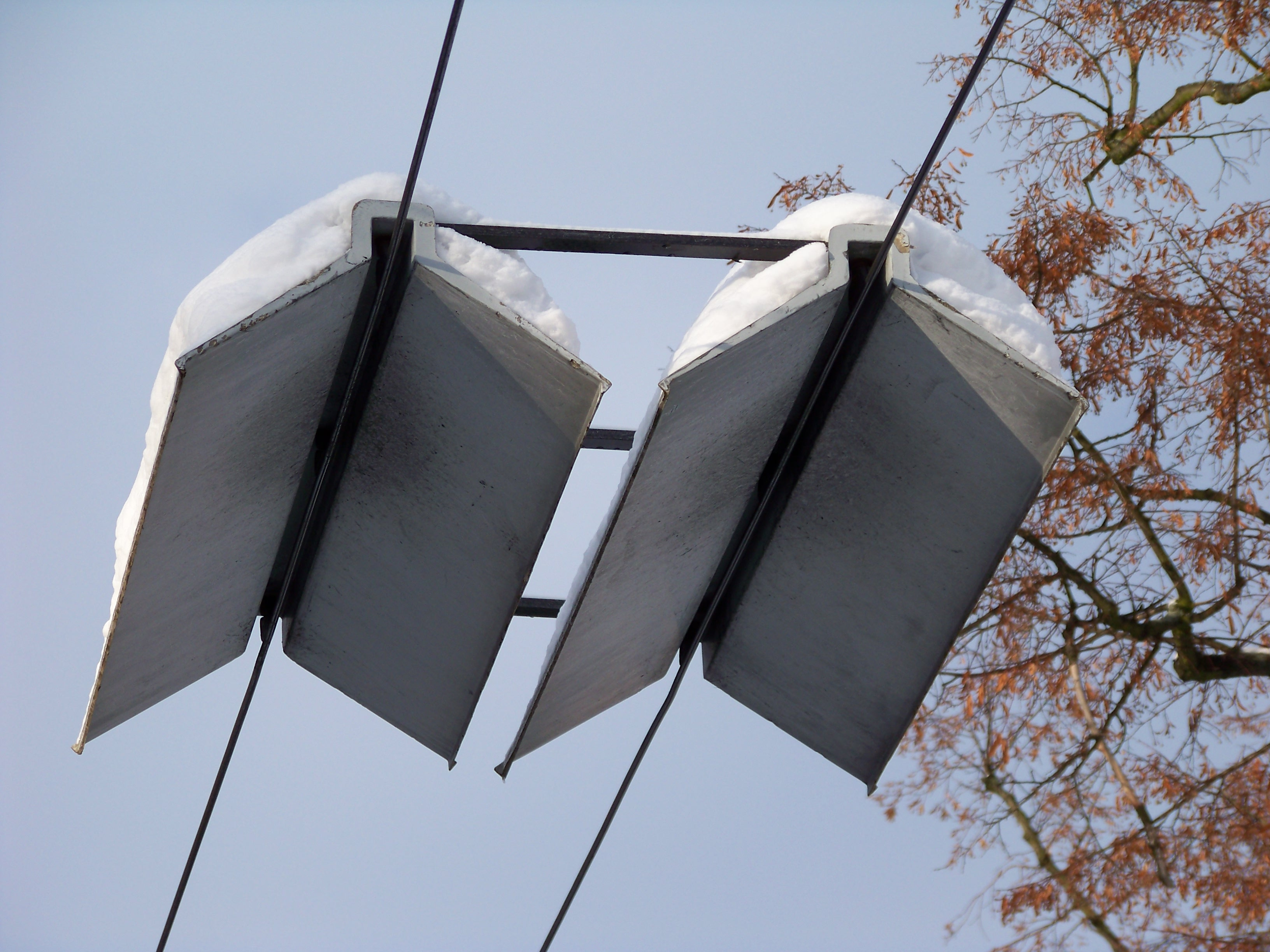
Einfädeltrichter im Detail, hier in Hradec Králové
- Andrahten in Eberswalde nach Umfahrung einer Baustelle mit Verbrennungsmotor

#### Batteriespeisung

##### Batterienotfahrt
Als früher Vorläufer heutiger Obusse mit zusätzlicher Batteriespeisung gilt der 1898 gebaute Elektrische Straßenbahn-Omnibus von Siemens & Halske. Bei diesem Fahrzeug handelte es sich jedoch nicht um einen Obus, sondern um eine Mischung aus Straßenbahn und Batteriebus, das heißt um ein Zweiwegefahrzeug im Perambulatorbetrieb.
Aus Italien stammte die erstmalige Ausstattung von Obussen mit einer Batterie-Notfahreinrichtung ab den 1930er Jahren, italienisch marcia di emergenza ad accumulatori genannt. Mit dieser auch kurz Batterienotfahrt oder Notfahrbatterie genannten Schaltung konnten die entsprechend ausgerüsteten Obusse im Notfall – bei reduzierter Geschwindigkeit – noch etwa 500 bis 750 Meter aus eigener Kraft zurücklegen. Vor allem die großen dreiachsigen Obusse der Typen Alfa Romeo 110 AF, Alfa Romeo 140 AF und FIAT 672 waren serienmäßig mit Akkumulatoren ausgestattet – ganz gleich, ob die elektrische Ausrüstung von der Compagnia Generale di Elettricità (CGE), der Tecnomasio Italiano Brown Boveri (TIBB), von Magneti Marelli oder von Ansaldo stammte.
Die Batterie-Notfahreinrichtung dieser italienischen Obusse bestand aus einer Gruppe von sechs Blei-Säure-Akkus mit je 12 Volt Nennspannung, die in Reihe geschaltet waren und somit nominell 72 Volt lieferten. Die Akkus besaßen eine Nennladung – auch ungenau als Kapazität bezeichnet – von 120 Ah. Fortschrittlich war auch die weitere Ausstattung mit einem Ladeumformer (LOV) für eine konstante Ladespannung von 14,2 Volt und eine Prüfeinrichtung für den Isolationswiderstand.
Solche oder ganz ähnliche Notfahreinrichtungen waren zum Teil auch bei kleineren zweiachsigen Obussen aus italienischer Herstellung auf Wunsch lieferbar und waren daher auch zum Teil bei diesen zu finden. Einige Obus-Betriebe in Italien verzichteten in den 1950er Jahren auf diese Notfahrhilfe, so dass sie in manchen Fällen wieder entfernt wurde. Das Konzept der Batterienotfahrt wurde später auch andernorts aufgegriffen. So statteten beispielsweise die Berliner Verkehrsbetriebe (BVG) ihre sieben Mitte der 1950er Jahre beschafften Gaubschat-Obusse mit einer solchen Einrichtung aus. Noch heute werden Oberleitungsbusse mit Batterienotfahreinrichtung hergestellt, etwa durch das russische Unternehmen Trolsa. Deren Batterien ermöglichen es, 800 Meter ohne den Strom aus der Fahrleitung weiterzufahren.
Ausnahmsweise auch im regulären Fahrgastbetrieb eingesetzt wurde die Batterienotfahrt in Salzburg. Dort befuhren die Obusse der Linie 7 bereits ab dem 7. Juni 1983 den – Obus-seitig nicht elektrifizierten – Bahnübergang im Zuge der Aigner Straße im Stadtteil Aigen mittels Batteriespeisung im Planverkehr. Hierzu stand den Obussen je Fahrtrichtung eine eigene äußere Fahrspur links und rechts der regulären Fahrbahn zur Verfügung, damit diese beim Ab- und Andrahten den übrigen Verkehr nicht behinderten. Dieses Verfahren bewährte sich jedoch aufgrund technischer Probleme und der Gefahr des Liegenbleibens auf den Schienen nicht. Zeitweise war dort sogar eigens ein Schubfahrzeug postiert, das im Notfall havarierte Obusse aus dem Gleisbereich drücken sollte. Aufgrund dieser Probleme endete die Linie 7 bereits ab dem 25. Januar 1986 vor dem Bahnübergang. Dort mussten die Fahrgäste auf die damals eingerichtete Autobus-Anschlusslinie 7A umsteigen. Erst der Bau einer Unterführung beendete schließlich 1995 diesen gebrochenen Verkehr.

##### Traktionsbatterien

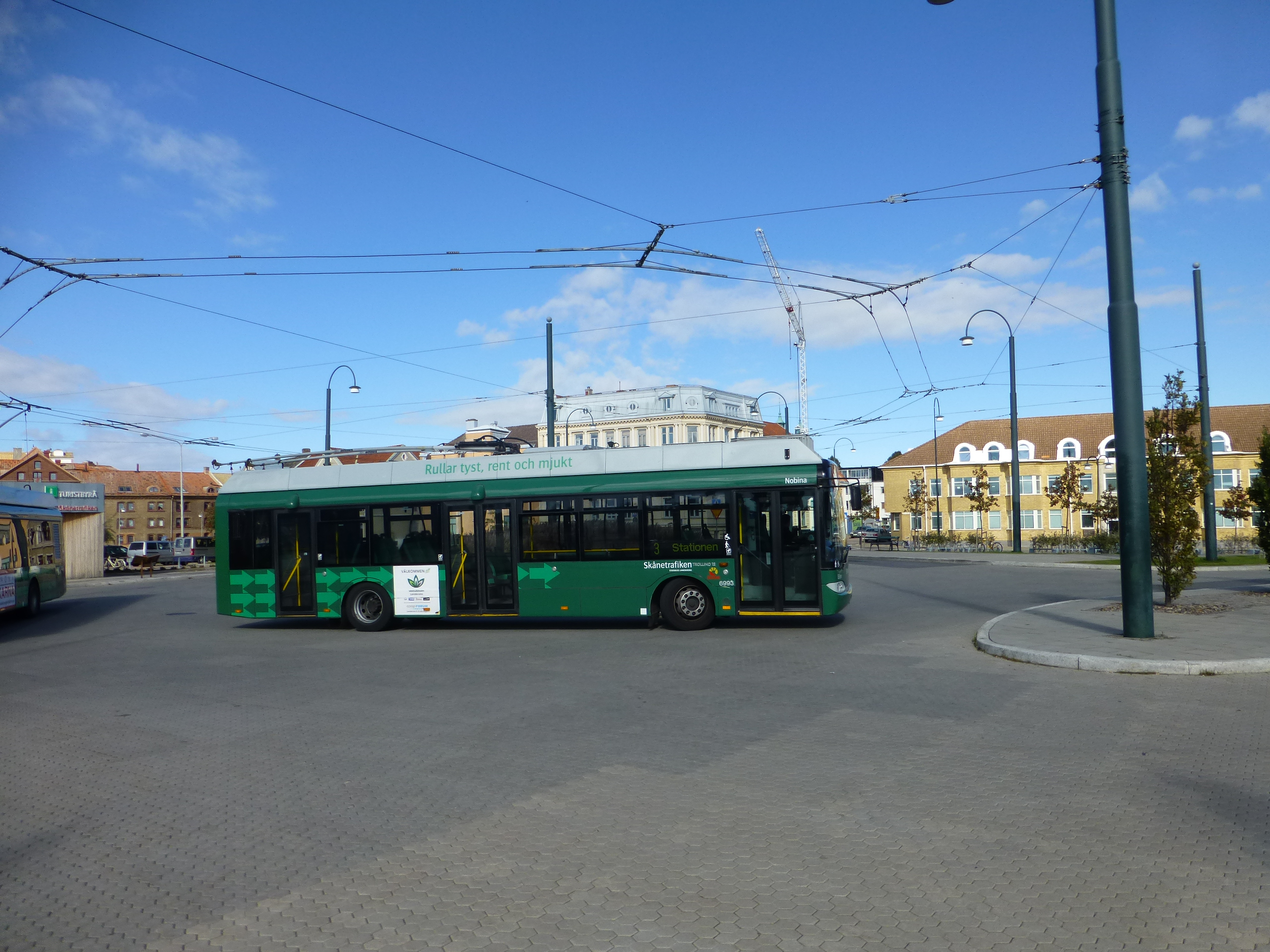
Batteriebetriebener Solowagen in Landskrona

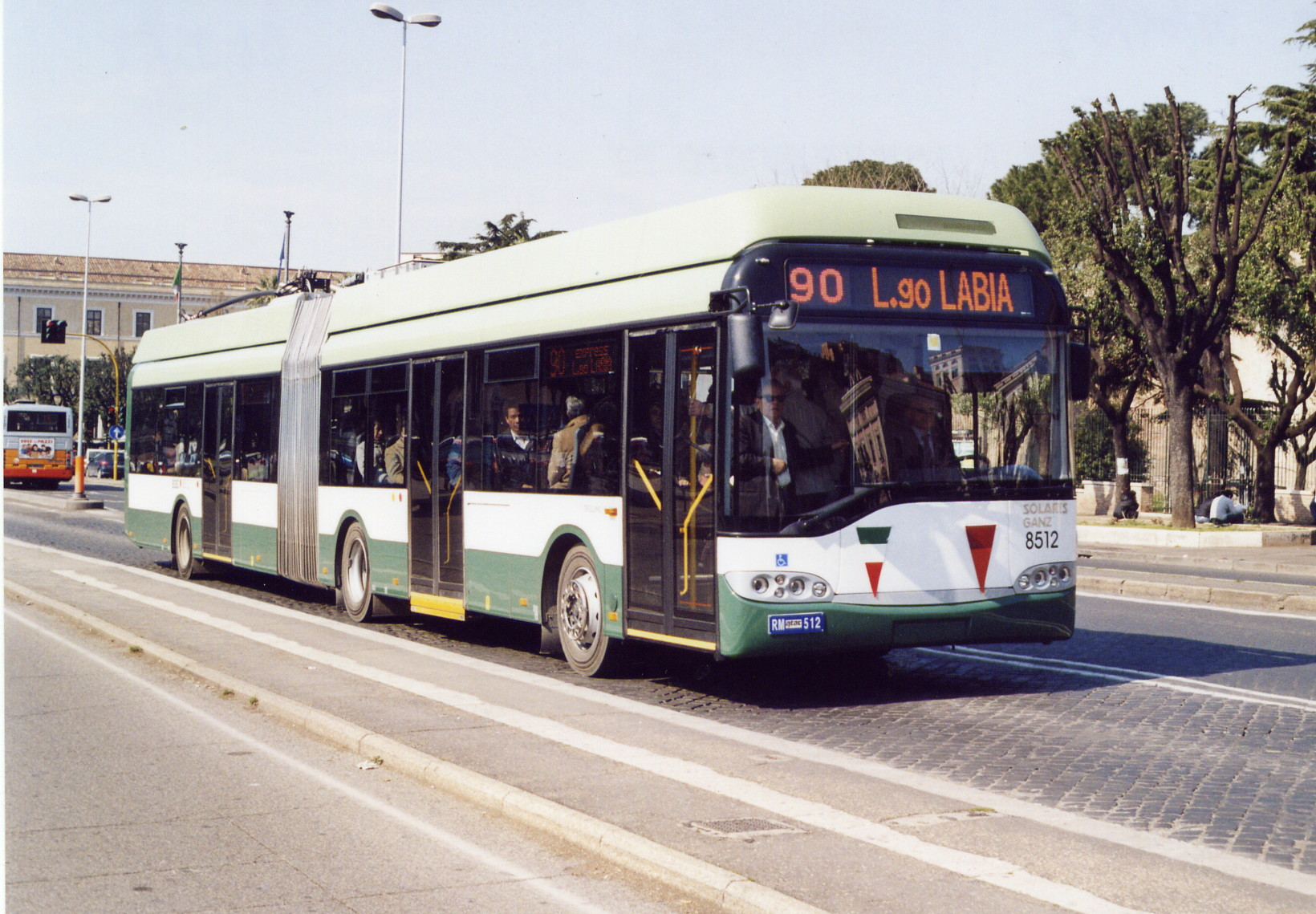
Batteriebetriebener Gelenkwagen in Rom

Nachdem der Versuch mit drei Oberleitungsbussen mit starker Zusatzbatterie in Esslingen am Neckar (1974 bis 1981) scheiterte, griff man die Idee in den 2000er Jahren neu auf. Ursächlich für diese Renaissance ist vor allem die kontinuierliche Fortentwicklung der Batterietechnik im Laufe der Jahre. Von Vorteil gegenüber Dieselhilfsantrieben ist dabei insbesondere die Emissionsfreiheit. Im spanischen Castellón de la Plana dürfen beispielsweise die älteren Wagen mit einem Dieselhilfsantrieb nach Euro-3-Abgasnorm den fahrdrahtlosen Abschnitt in der Innenstadt nicht befahren, dies bleibt ausschließlich den jüngeren Fahrzeugen mit Traktionsbatterie vorbehalten. Teilweise werden daher sogar vorhandene Dieselhilfsantriebe durch neue Batteriehilfsantriebe ersetzt, so rüsteten etwa die Verkehrsbetriebe Zürich ihre älteren Fahrzeuge entsprechend um.
Batterie-Oberleitungsbusse können ihre Traktionsbatterien während der Fahrt durch die gewöhnliche Oberleitung laden. Dieses sogenannte In-Motion-Charging (IMC), auch dynamische Aufladung genannt, benötigt weniger Zeit als das stationäre Laden von Batteriebussen. Einer der Vorreiter war hierbei die Volksrepublik China, wo diese Technik schon mindestens seit 1985 angewendet wird. So überquerten beispielsweise die Oberleitungsbusse in der Hauptstadt Peking schon 2009 den fahrleitungslosen Tian’anmen-Platz im Batteriebetrieb, auch in Guangzhou und Jinan setzte man schon vergleichsweise früh auf diese Betriebsform.
In Europa erreichen die Oberleitungsbusse im schwedischen Landskrona schon seit 2003 ihr abseits der Strecke gelegenes Depot im Batteriemodus, die Reichweite der dort verwendeten Nickel-Metallhydrid-Akkumulatoren beträgt – bei einer Geschwindigkeit von 30 km/h und ohne Passagiere – vier Kilometer. In Rom verkehrt die 2005 eröffnete Expresslinie 90 auf einem Teilstück im Batteriemodus und mit Fahrgästen. Der fahrleitungslose Abschnitt zwischen der Endstation Termini und der Porta Pia ist dabei rund 1½ Kilometer lang. Grund für diese Lösung war unter anderem eine Großbaustelle in diesem Bereich, sie hätte häufige Änderungen der Fahrleitung zur Folge gehabt.
Mittlerweile sind mit Traktionsbatterien ausgerüstete Obusse, in Solingen beispielsweise als Batterie-Oberleitungsbus (BOB) bezeichnet, auch in vielen weiteren Städten weltweit anzutreffen. Es werden kleinere Batterien als bei Batteriebussen verbaut, die Reichweite im Batteriebetrieb liegt meist unter 25 Kilometern. Traktionsbatterien können auch während des Betriebs unter Oberleitung vorteilhaft sein, etwa um Spannungsabfälle auszugleichen, Lastspitzen abzufedern oder eine Überlastung der Unterwerke zu verhindern. Befahren Oberleitungsbusse längere Abschnitte im Batteriemodus, müssen sie mitunter während des Aufenthalts an den Endstellen nachgeladen werden. Im polnischen Gdynia sind einige Fahrzeuge hierzu mit speziellen Steckdosen ausgerüstet. Alternativ kann die stationäre Nachladung auch über die regulären Stangenstromabnehmer selbst erfolgen, hierzu werden spezielle Ladebrücken mit Einfädeltrichtern errichtet.

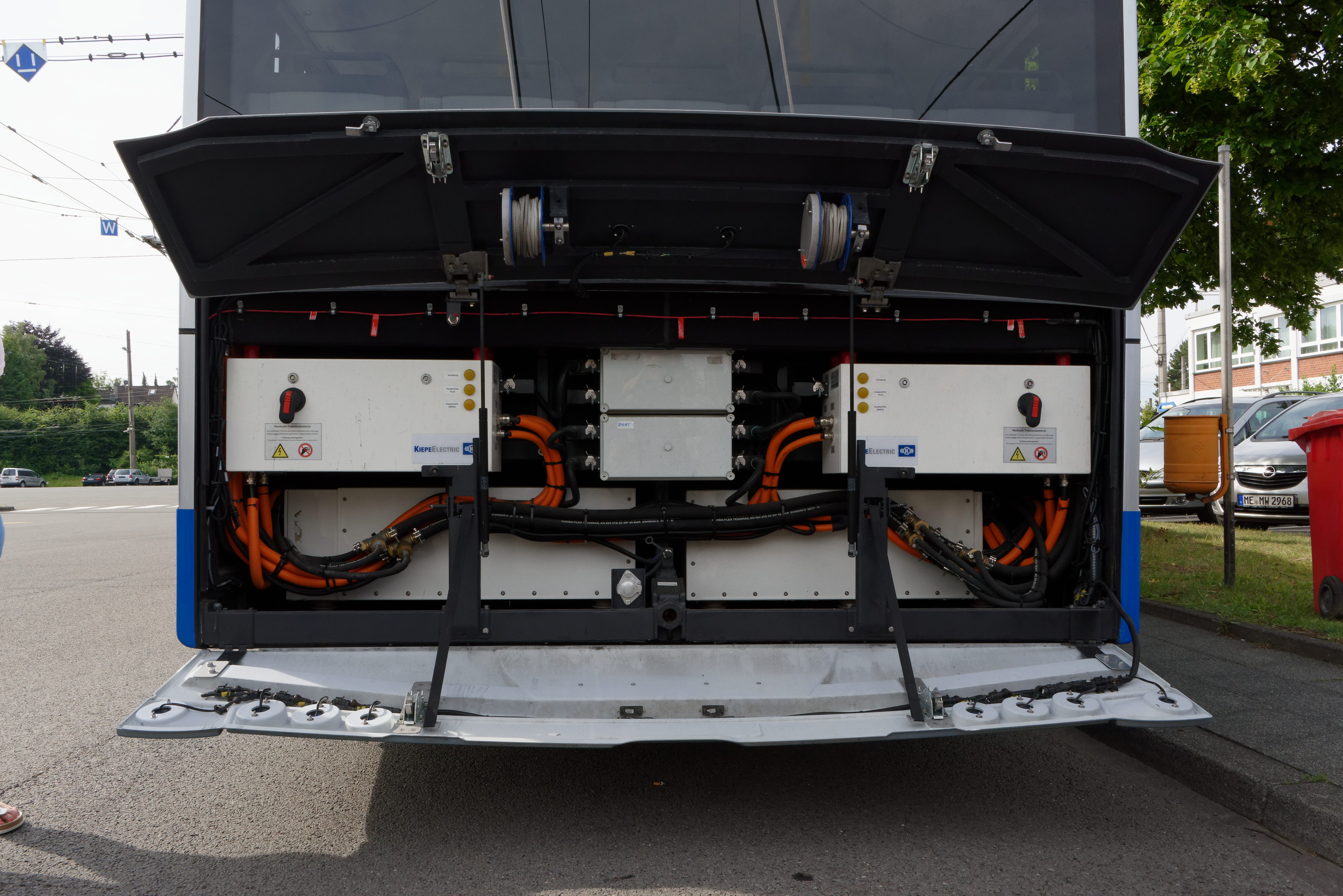
Steuereinheiten und Batterie eines Solinger Batterie-Oberleitungsbusses
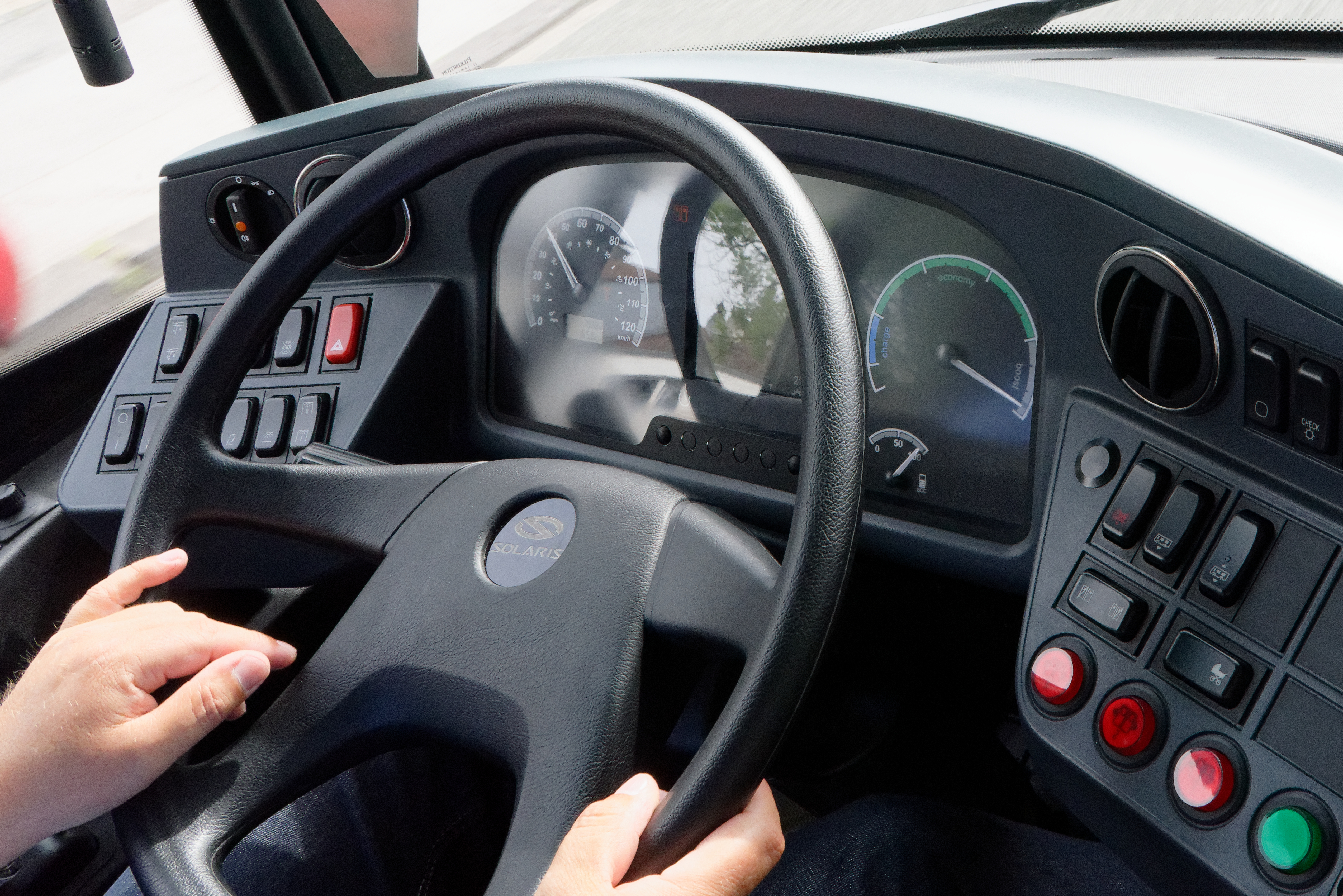
Solingen: Anzeige des Verbrauches unter Volllast
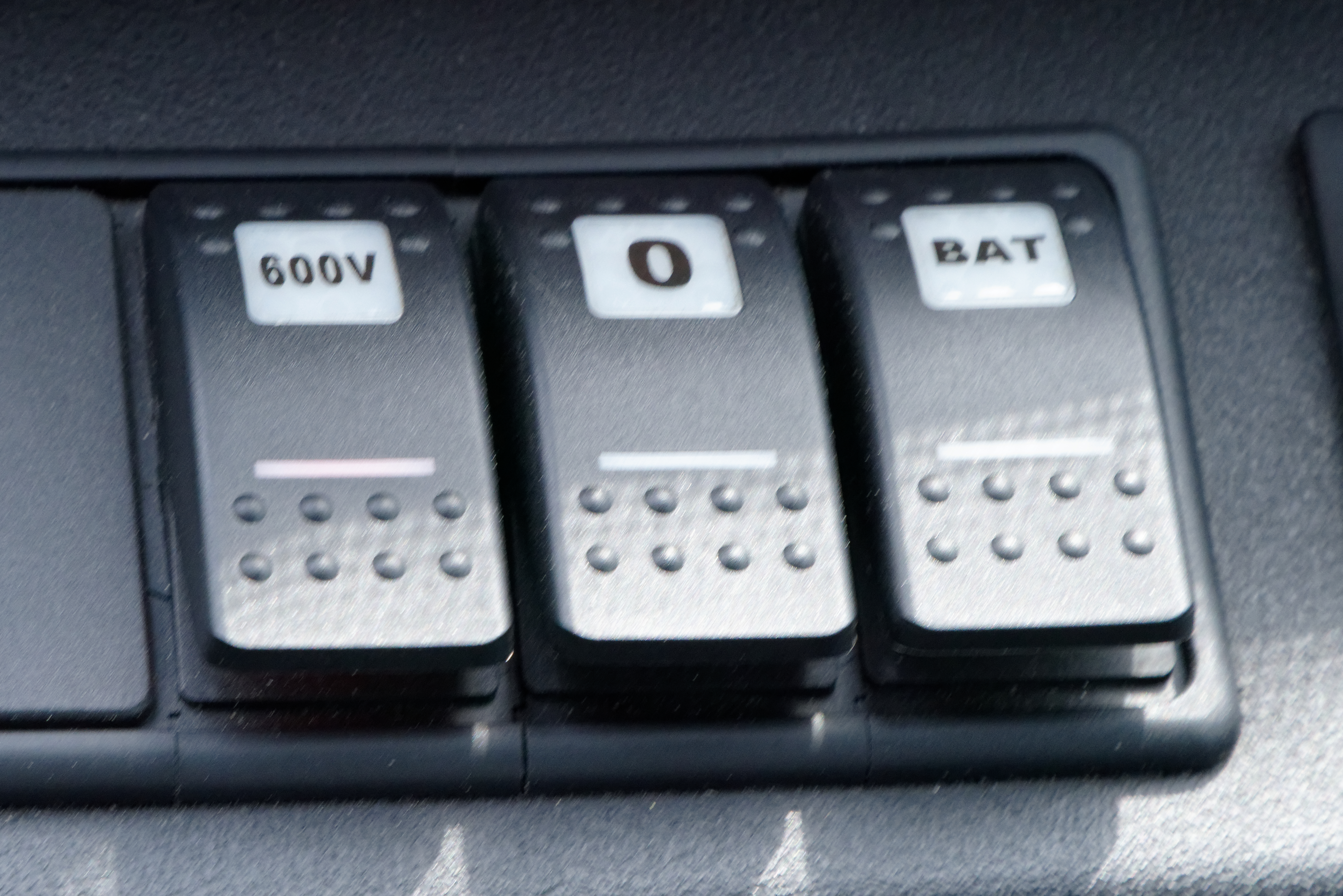
Auswahlschalter für die jeweilige Betriebsart

Von Nachteil ist bei leistungsfähigen Traktionsbatterien vor allem deren höheres Gewicht. Abgesehen von der höheren Eigenmasse wirkt sich dies auch auf die zulässige Fahrgastzahl aus. So dürfen beispielsweise die Solaris-Gelenkwagen des Typs Trollino 18 AC in Salzburg – deren Batterie nur 345 Kilogramm wiegt – 145 Personen befördern, während derselbe Typ in Esslingen am Neckar – bei einem Batteriegewicht von 1300 Kilogramm – nur für maximal 111 Fahrgäste zugelassen ist. Ein anderes Problem ist die schnelle Batterientladung auf Steigungsstrecken, insbesondere wenn auch noch in der Steigung angefahren werden muss.
Eine weitere Variante der Batteriespeisung bei Oberleitungsbussen sind sogenannte Batterieanhänger, wenngleich solche derzeit nirgendwo auf der Welt verwendet werden.

#### Schwungradspeicher

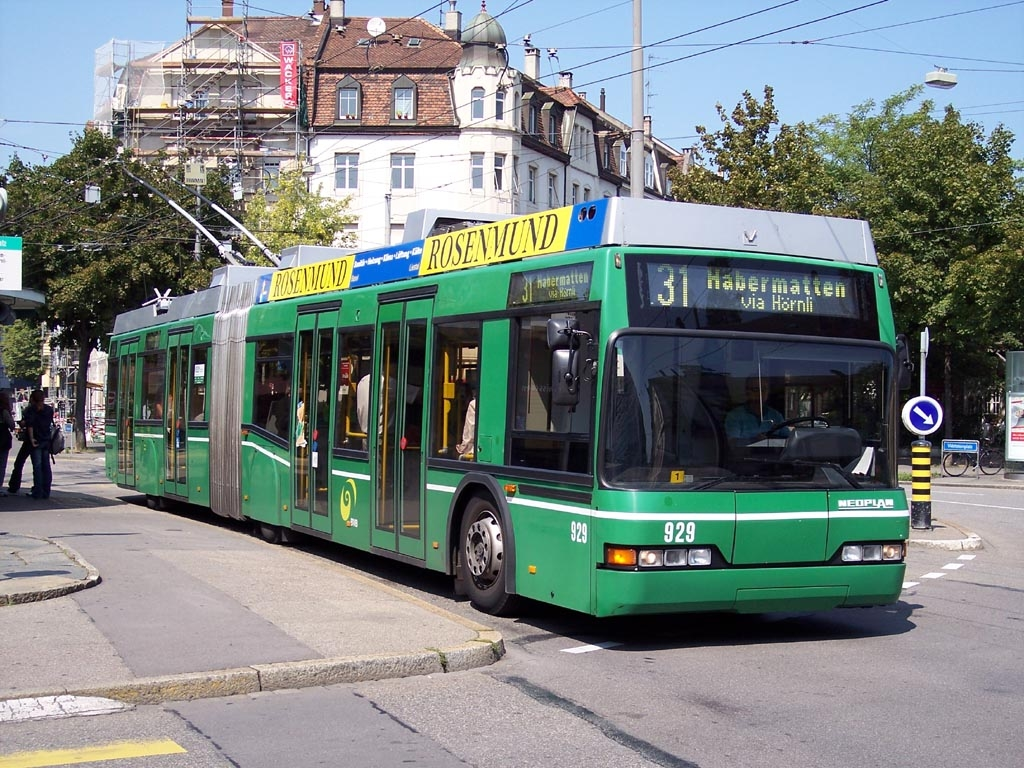
Neoplan-Trolleybus mit Schwungrad-Hilfsantrieb beim Trolleybus Basel

Ein neuartiges Konzept ist die Nutzung der Schwungradspeicherung als Hilfsantrieb. Anders als beim erfolglosen Gyrobus – wo das Schwungrad als Hauptantrieb diente – wird heutzutage lediglich die Verwendung als Notfahraggregat forciert. Zu den ersten Trolleybussen mit einem solchen System gehörten die Basler Neoplan-Gelenkwagen, die heute im bulgarischen Ruse im Einsatz stehen. Ferner war 2006 in Eberswalde vorgesehen, einen Obus probeweise mit einem solchen Schwungradhilfsantrieb auszurüsten. Gespeist sollte das Schwungrad aus der beim Bremsen freiwerdenden elektromotorischen Energie werden. Aufgrund technischer Probleme mit dem Schwungradantrieb kam es jedoch nicht dazu.

### Duo-Bus

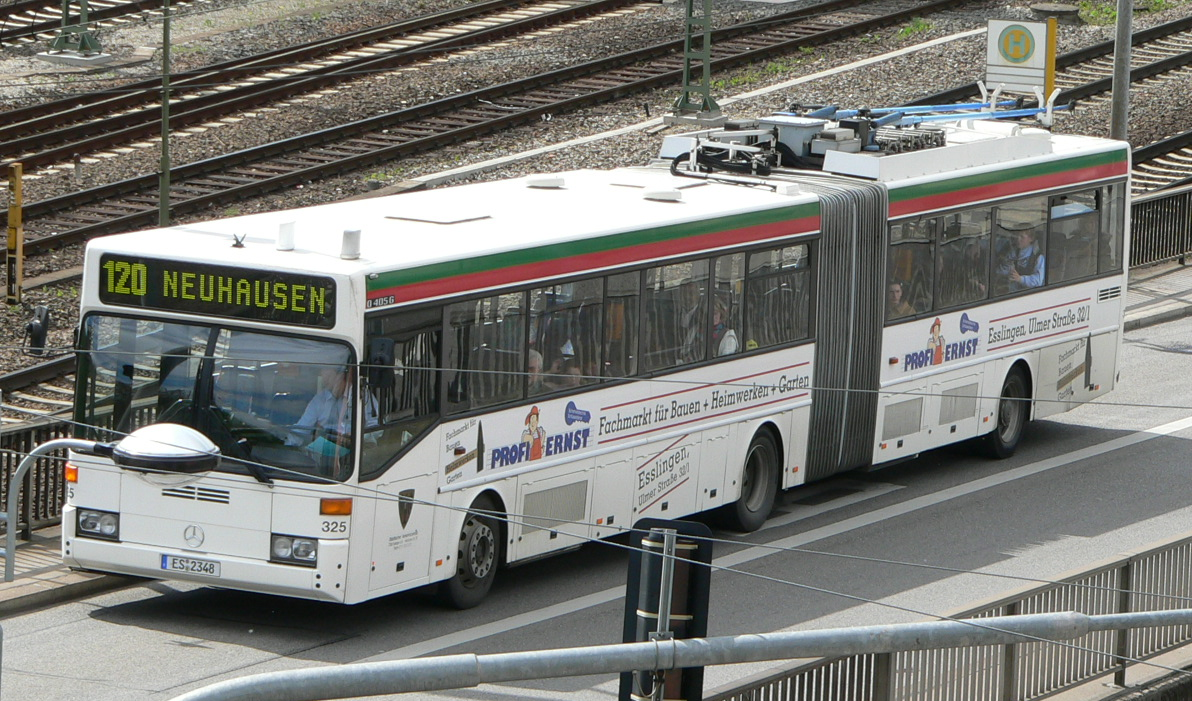
Esslingen: Duo-Bus des Typs O 405 GTD im Dieselmodus

Der Duo-Bus besitzt wie ein Oberleitungsbus mit Hilfsantrieb zwei unabhängige Antriebe. Anders als der leistungsschwache Hilfsmotor fungiert der Zweitantrieb bei Duo-Bussen als vollwertiger Alternativmotor mit ähnlich dimensionierter Leistung und meist eigenem Antriebsstrang. Die Fahrzeuge können somit die jeweiligen Vorteile beider Antriebsarten nutzen. Sie werden teils auf Strecken mit gemischtem Betrieb eingesetzt, teils als flexibel einsetzbare Reservefahrzeuge. Bisher wurden weltweit etwas mehr als 400 Duo-Busse gebaut. Die aufwändigere Konstruktion und das erhöhte Gewicht gehen jedoch zu sehr zu Lasten der Wirtschaftlichkeit. Daher schieden die Duo-Busse bei den meisten Betrieben schon nach vergleichsweise kurzer Zeit wieder aus dem Bestand.

### Verwandte Systeme – Abgrenzung und Gemeinsamkeiten

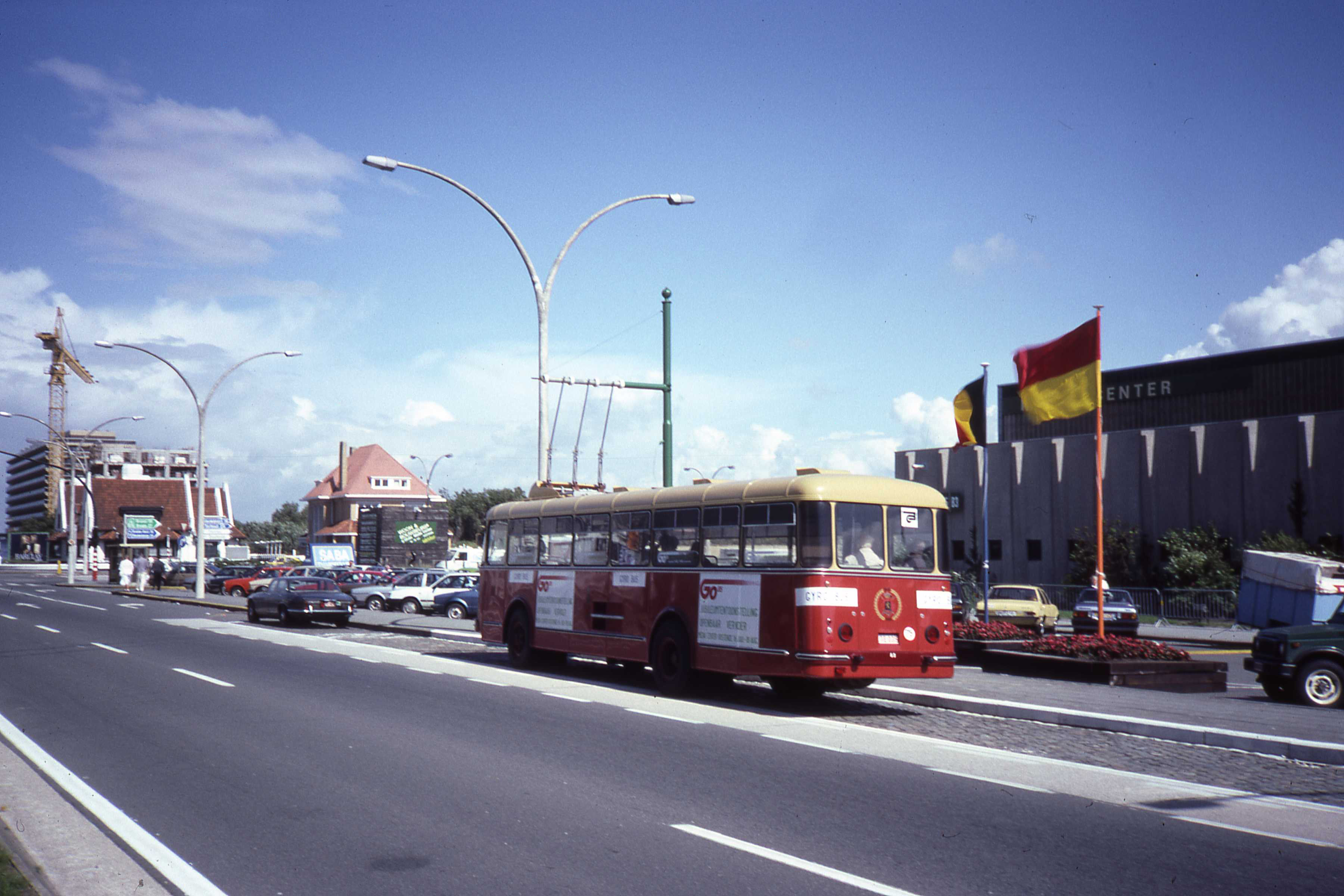
Der Gyrobus ist eng mit dem Obus verwandt, benötigt aber keine Fahrleitung

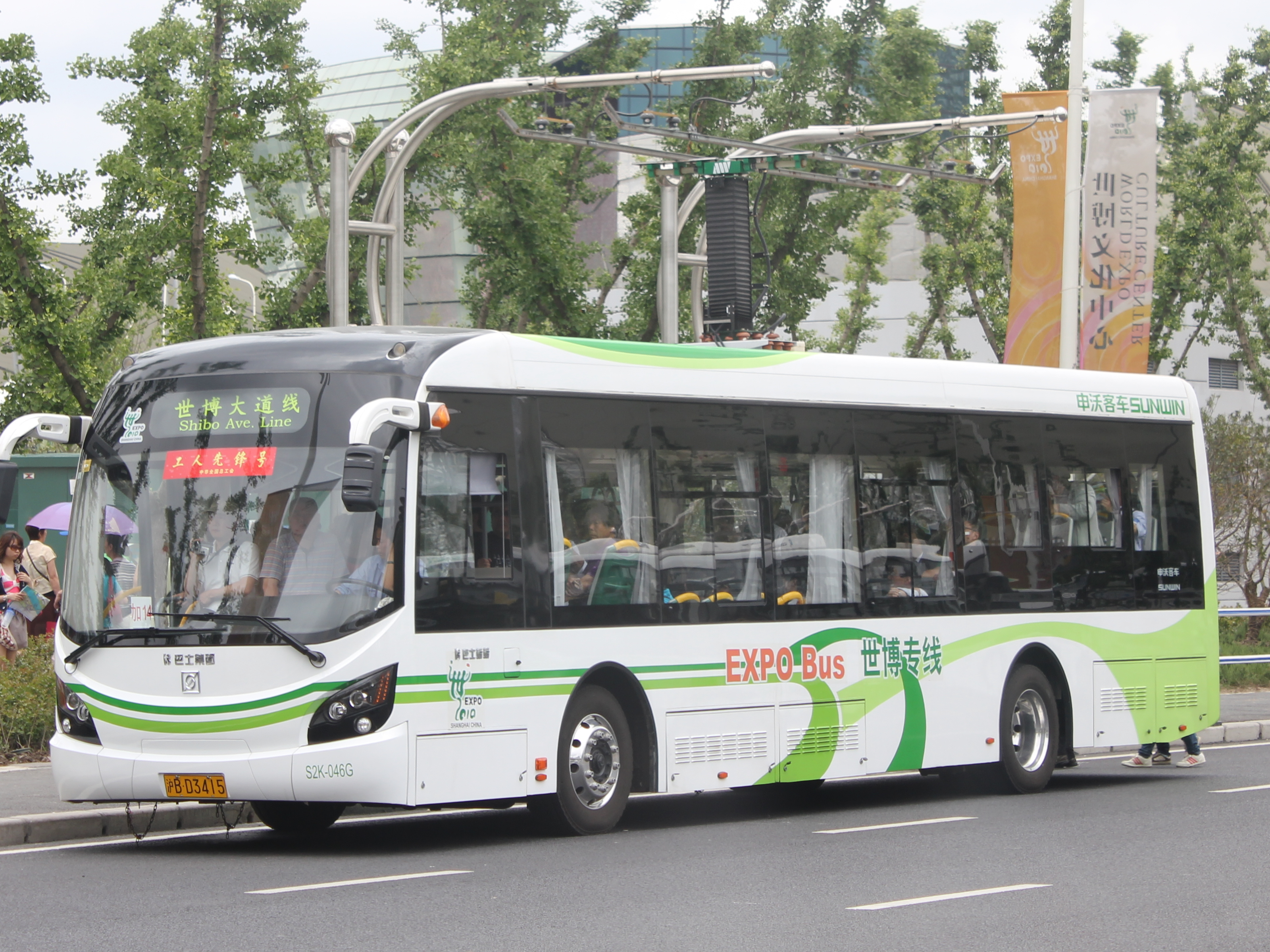
Shanghai: Kondensatorbus mit Stromabnehmer an einer Ladestation

Eng mit dem Oberleitungsbus verwandt sind zahlreiche weitere Systeme, bei denen Omnibusse mittels Elektromotoren angetrieben werden. Die größte Verwandtschaft besteht dabei zum oben erwähnten Gyrobus, er bezieht seinen Strom ebenfalls über Stromabnehmer, die Stromabnahme erfolgt jedoch nur stationär bei Aufenthalten an bestimmten Haltestellen. Zwischen den Aufladepunkten erhält er seine Energie von einem Schwungrad zugeführt. Gyrobusse werden manchmal ebenfalls den Oberleitungsbussen zugerechnet, der Begriff der Fahrleitung ist dabei weiter zu verstehen. So waren einerseits auch die Schweizer Gyrobusse seinerzeit im Verzeichnis des Rollmaterials der schweizerischen Privatbahnen aufgeführt, benötigten andererseits aber Kontrollschilder. 2005 wurde die Idee des Gyrobusses in modifizierter Form beim Konzept AutoTram wieder aufgegriffen.
Alternativ dazu existieren Batteriebusse, die nach dem Prinzip des Elektroautos mit Akkumulatoren beziehungsweise Batterien betrieben werden, hierbei erfolgt die Stromabnahme ebenfalls stationär – meist an den Endstellen. Bei Kondensatorbussen verwendet man dabei sogenannte Supercaps, hierbei kann die Stromzuführung auch unterwegs bei Haltestellenaufenthalten erfolgen. In Shanghai wurde 2009 die Obus-Linie 11 auf Supercap-Betrieb umgestellt, die Umstellung der Linie 26 befindet sich in Vorbereitung. Manche Batteriebusse besitzen zum nachladen auch Stromabnehmer, hierbei kommen verschiedenste Bauformen zum Einsatz.

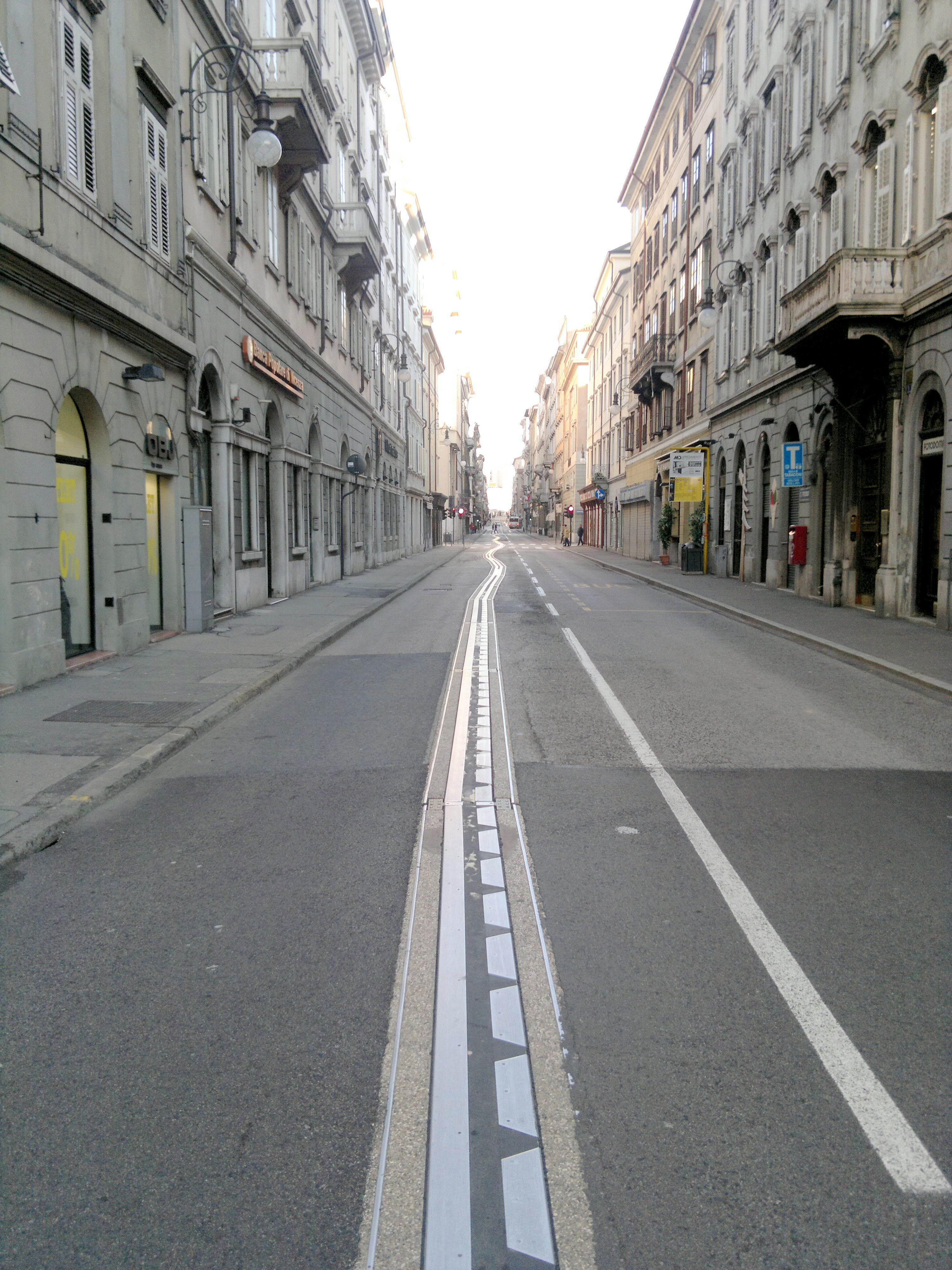
In die Fahrbahn eingelassene Stromschiene in Triest

Das Konzept STREAM – kurz für „Sistema di TRasporto Elettrico ad Attrazione Magnetica“ – verfolgte das Ziel, statt der aufwändigen zweipoligen Oberleitung, eine spezielle Stromschiene als Unterleitung in die Fahrbahn zu integrieren. Das Projekt kam jedoch über eine kurze Testphase auf der Buslinie 9 in Triest im Jahr 2000 nicht hinaus.
Im Versuchsbetrieb werden seit 1979 Hybridantriebe für Busse getestet. Ähnlich den Duo-Bussen mit vollwertigem Dieselantrieb werden auch Hybridbusse dieselelektrisch betrieben. Sie sind komplett unabhängig von Oberleitungen, der oder die Elektromotoren werden ausschließlich vom Stromerzeugungsaggregat gespeist. Dieses Prinzip wird serieller Hybrid genannt. Typisch ist bei Hybridbussen vor allem auch die Speicherung der Bremsenergie in Supercaps oder Batterien, dadurch kann der Schadstoffausstoß der Fahrzeuge noch weiter gesenkt werden. Weiter können manche Hybridbusse kürzere Strecken im rein elektrischen Betriebsmodus zurückzulegen. Alternativ zum seriellen Hybrid gibt es auch die Variante des parallelen Hybrids, der zum Beispiel im Solaris Urbino 18 Hybrid Verwendung findet. Dabei wirken Elektromotor und Dieselmotor gleichzeitig auf den Antriebsstrang. Auch hier ist bei hinreichender Größe der Traktionsbatterie ein begrenzter, rein elektrischer Betrieb möglich.
Die Unterscheidung zwischen einem Oberleitungsbus mit starkem Hilfsmotor, einem Duo-Bus und einem Hybridbus ist nicht immer eindeutig möglich, denn bei allen drei Systemen wird hauptsächlich auf einen Antrieb nach dieselelektrischem Prinzip gesetzt. Was heute von den Herstellern Hybridbus genannt wird, ist in einigen Fällen eine Weiterentwicklung von Oberleitungsbustechnik; darunter beispielsweise die Möglichkeit, mit der beim Bremsen entstehenden Energie die Stromspeicher aufzuladen statt sie ins Fahrleitungsnetz zu rekuperieren. Die jüngste Entwicklung im Bereich dieser alternativen Antriebstechnologien für Omnibusse sind Brennstoffzellenbusse, ihr Brennstoffzellen-Elektroantrieb basiert auf dem Wasserstoffantrieb.

## Sonderformen

### Ersatzverkehr

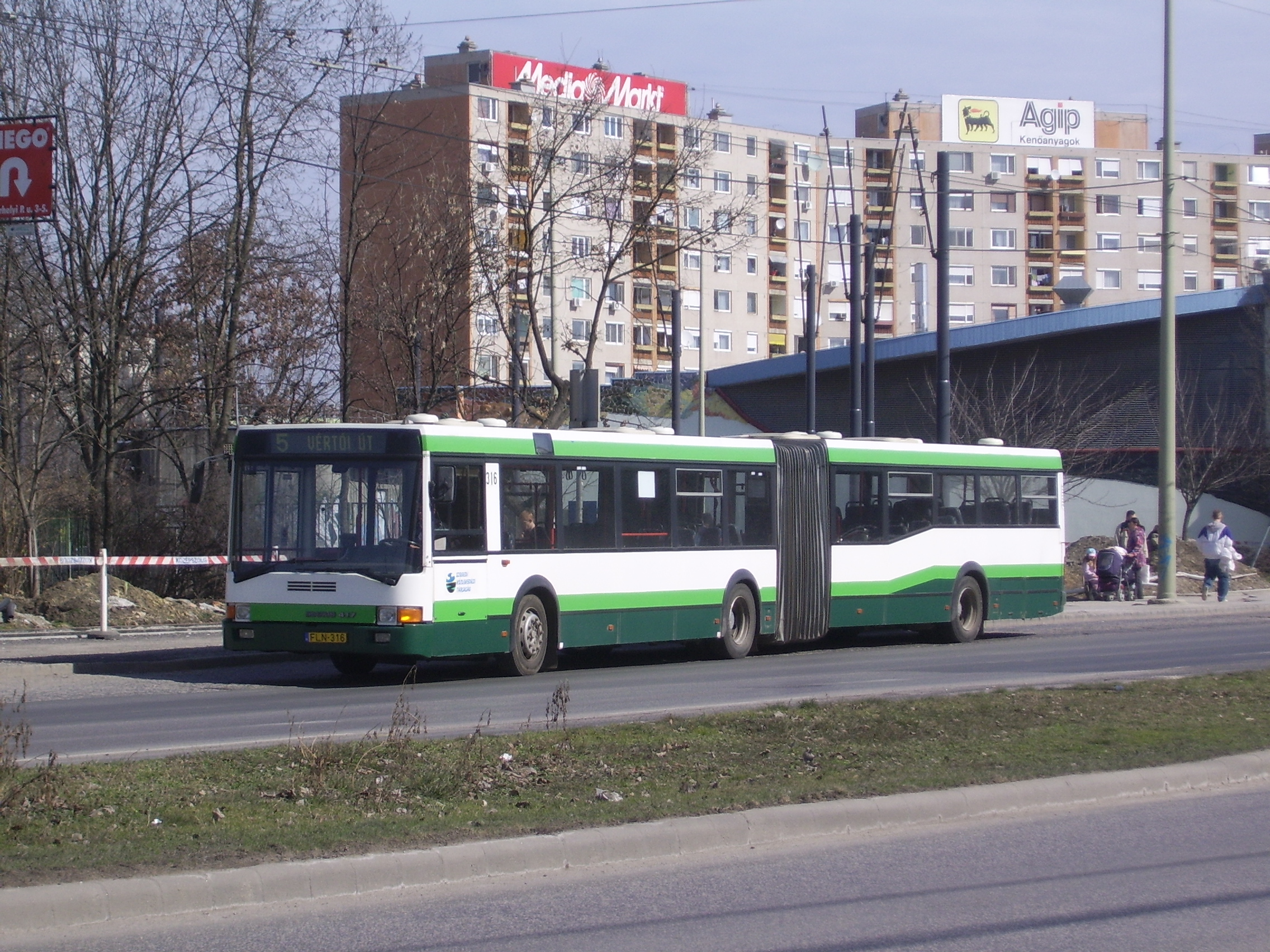
Szeged: Trolleybusersatzverkehr mit Autobussen auf der Linie 5. Obwohl auf den örtlichen Verkehrsbetrieb Szegedi Közlekedési Társaság gar keine Autobuslinien konzessioniert sind, hält dieser für allfällige Trolleybus- und Straßenbahn-Ersatzverkehre einige Dieselbusse vor.

Analog zum Schienenersatzverkehr bei Bahnen müssen auch Oberleitungsbusse fallweise ersetzt werden, hierbei spricht man vom Obusersatzverkehr, Trolleybusersatzverkehr, Omnibusersatzverkehr, Autobusersatzverkehr, Dieselbusersatzverkehr oder Dieselersatzverkehr. Typische Beispiele für Störungen, die einen solchen Notverkehr erfordern, sind:
- Revisionsarbeiten an der Oberleitung
- Umbauten der Oberleitung
- Externe Baustellen Dritter
- größere Verkehrsunfälle
- Stromausfälle
- Höhere Gewalt durch Blitzeinschläge, starke Vereisung oder Sturmschäden an der Oberleitung
- fahrlässige Beschädigungen der Oberleitung durch unaufmerksame Bagger- oder Kranführer respektive Lastwagen mit Lademaßüberschreitung
- eine geschlossene Schneedecke, die den Einsatz von Schneeketten erfordert
- Stromeinsparung[320]

In La Chaux-de-Fonds beispielsweise gab es, in den letzten Betriebsjahren vor der vorübergehenden Einstellung, jährlich 15 Ereignisse, die einen solchen Ersatzverkehr verursachten. Steht keine ausreichende Betriebsreserve zur Verfügung, müssen gegen entsprechendes Entgelt Omnibusse von anderen Verkehrsunternehmen angemietet werden. Dies wiederum ist oft nicht kurzfristig möglich und kann zu längeren Bedienungseinschränkungen auf Obus-Linien führen. Wird hingegen nur eine Teilstrecke einer Linie im Ersatzverkehr betrieben, ist dies mit einem Umstiegszwang für die Fahrgäste verbunden.
Eine Alternative zum Ersatzverkehr ist die durchgehende Bedienung einer Linie mit dem Hilfsmotor. Dies ist jedoch meist mit entsprechenden Fahrzeitverlängerungen verbunden und wird zudem durch die vergleichsweise geringe Reichweite des Zusatzantriebs begrenzt.

### Mischbetrieb mit Omnibussen

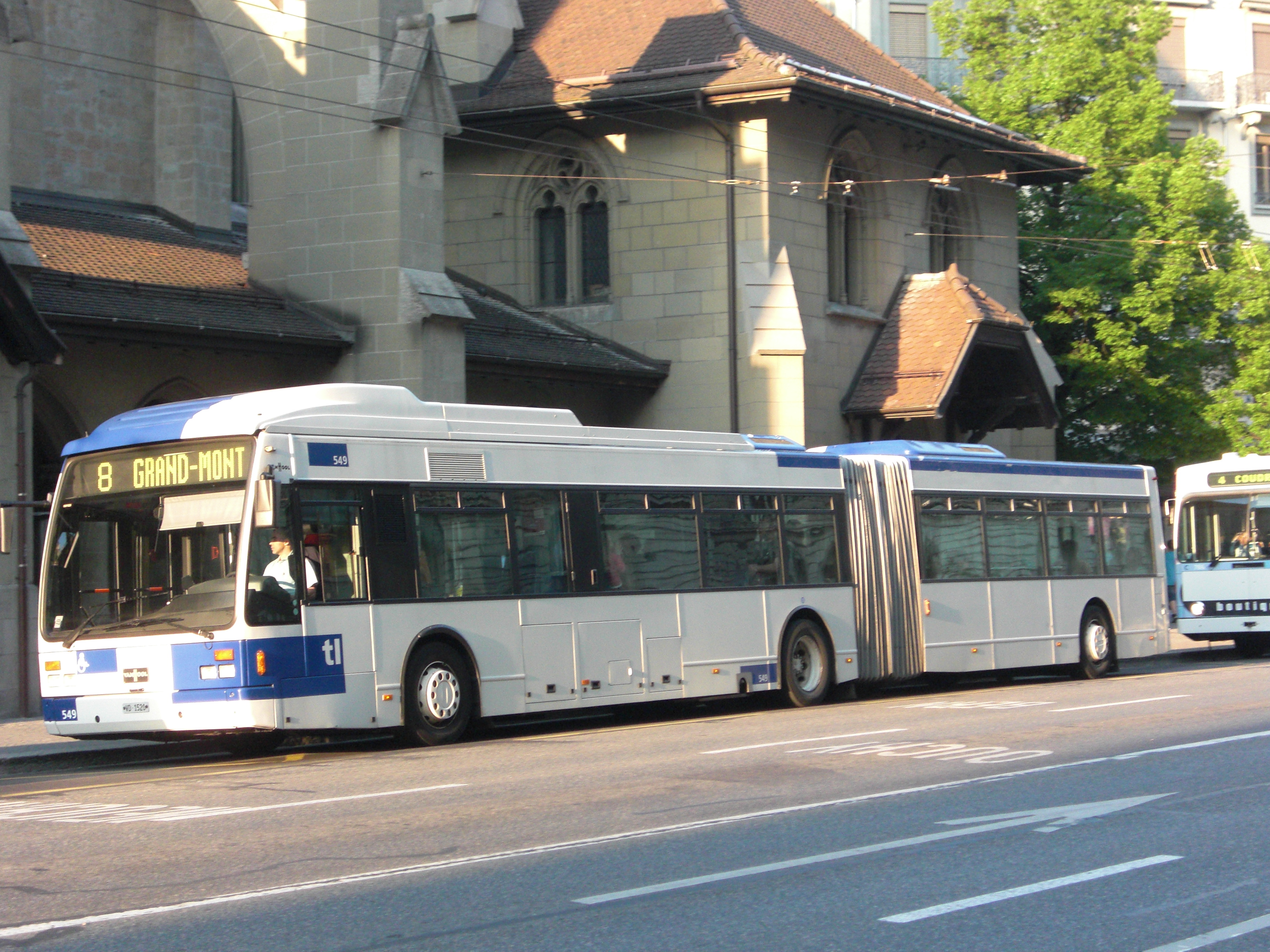
Lausanne: ein Autobus nach Grand-Mont im Einsatz auf der Trolleybuslinie 8

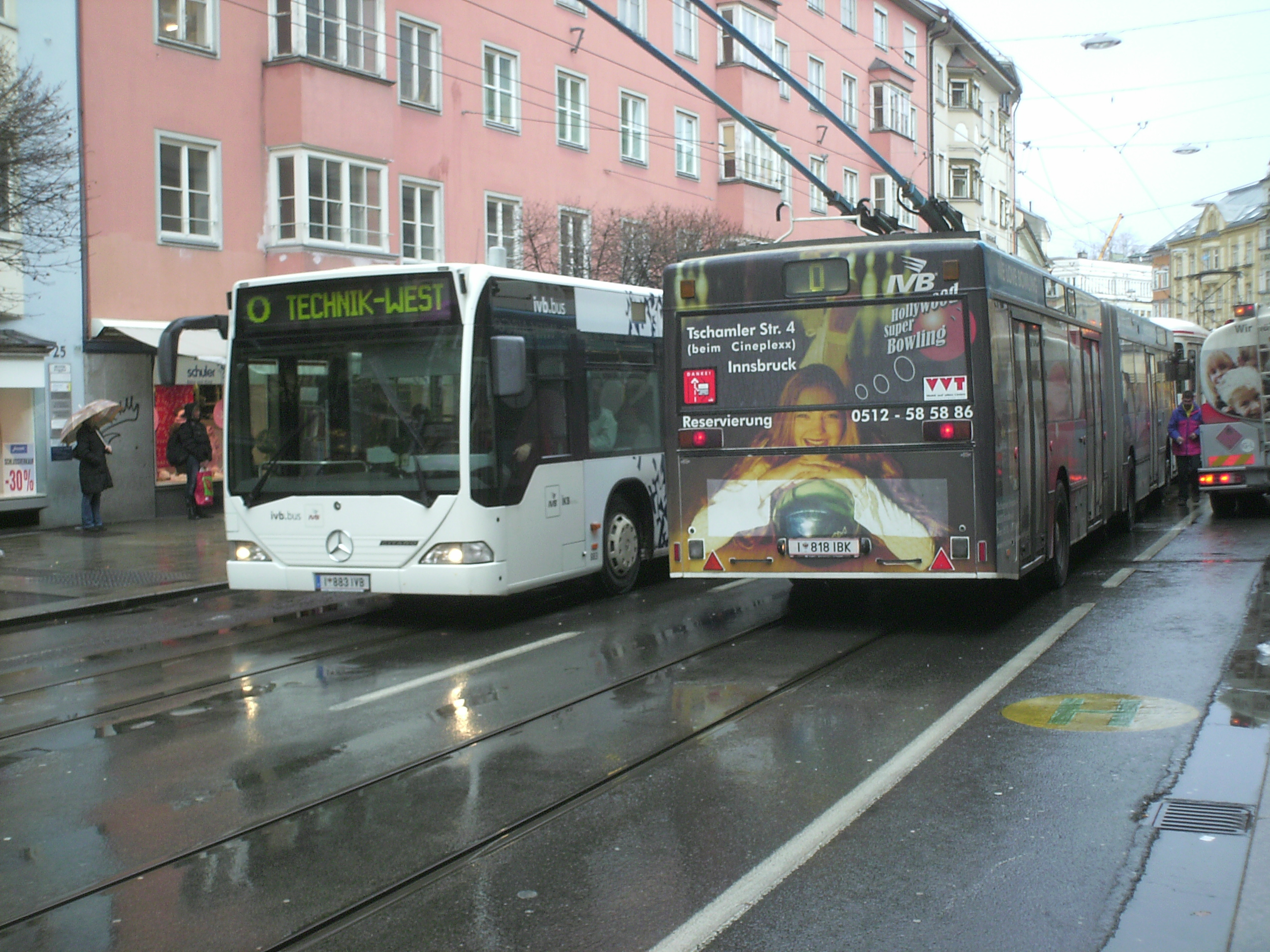
Mischbetrieb mit Dieselbussen, hier im Januar 2007 auf der Innsbrucker Linie O. Einen Monat später wurde der elektrische Betrieb gänzlich eingestellt.

Bei zahlreichen Obus-Betrieben ist ein permanenter Mischverkehr mit Omnibussen üblich. Meist wird dies praktiziert, weil nicht genügend Oberleitungsbusse zur Verfügung stehen, um auch in Spitzenzeiten alle Umläufe elektrisch zu bedienen. Zu unterscheiden ist dabei, ob planmäßig nicht auf Omnibusse verzichtet werden kann oder ob nur bei einem außergewöhnlich hohen Obus-Schadbestand auf Omnibusse zurückgegriffen werden muss. Ein Beispiel für erstere Variante ist Bologna, dort standen 2012 für die bis zu 80 Kurse auf den vier Trolleybuslinien nur 46 Gelenktrolleybusse und einige Solotrolleybusse zur Verfügung, so dass der Einsatz von Autobussen unabdingbar ist. Weitere Beispiele für Omnibuseinsätze auf Obus-Linien:
- Beim Trolleybus Bern müssen aufgrund einer fehlenden Zwischenwendemöglichkeit am Wyleregg die Verstärkerkurse der Linie 20 mit Autobussen bestückt werden.[326]
- Beim Oberleitungsbus Sanremo wird die Linie 2 nach Ventimiglia etwa zur Hälfte mit Dieselbussen bestückt, weil ein Unterwerk nach der Zerstörung durch eine Überschwemmung nicht mehr hergerichtet wurde.[327]
- Beim Trolleybus Neuenburg verkehrten zwischen 2004 und 2010 teilweise niederflurige Autobusse, weil im Trolleybuswagenpark damals nur Hochflurwagen zur Verfügung standen – man den Fahrgästen aber zumindest einzelne, im Fahrplan gekennzeichnete, barrierefreie Fahrten anbieten wollte.[328]
- Beim Trolleybus Vevey–Villeneuve verkehrten bis 2010 zusätzliche Schnellkurse, die nur einige ausgewählte Zwischenhaltestellen bedienten. Weil dabei planmäßig die regulären Trolleybusse überholt wurden, mussten diese Fahrten mit Autobussen durchgeführt werden.[329] Aus dem gleichen Grund beschafften die Verkehrsbetriebe der Stadt St. Gallen 1957 anlässlich der Umstellung der letzten Tramlinie auf Trolleybusbetrieb eigens neue Autobusse, um fortan auch Schnellkurse anbieten zu können.[131] Ebenso verkehrten in Bern auf den damaligen Trolleybuslinien 13 und 14, die heute als Tram betrieben werden, sowie auf der noch bestehenden Trolleybuslinie 20 früher zusätzliche Eilkurse mit Dieselbussen. Auf der Linie 14 existierten darüber hinaus sogenannte Direktkurse, die den regulären Linienweg abkürzten. Ähnlich in Leipzig, wo zwischen 1972 und 1975 auf der Schnelllinie BS nach Markranstädt Dieselbusse, auf der regulären Linie B aber noch Obusse fuhren. Die Eillinie BS bediente allerdings die Ortslage Miltitz nicht, sondern umfuhr sie auf der Lützner Straße (F 87), die in diesem Abschnitt nie mit Fahrleitung überspannt war.
- Die Verkehrsgesellschaft Transports publics de la région lausannoise verlängerte bereits 2009 ihre Trolleybuslinie 8 um 3,3 Kilometer nach Grand-Mont, begann aber erst Anfang 2011 mit der Verlängerung der Fahrleitung. Bis zur Fertigstellung im Dezember 2011 verkehrte daher jeder zweite Kurs – die Verlängerung wurde nur alle 20 Minuten bedient, während auf der Stammstrecke ein Zehn-Minuten-Takt galt – als Autobus.[330]
- Im mittlerweile stillgelegten Betrieb in La Chaux-de-Fonds galten am Wochenende abweichende Linienführungen, die mit der bestehenden Fahrleitungsinfrastruktur nicht bewerkstelligt werden konnten. So verkehrten dort zuletzt statt der regulär drei Linien des Trolleybus La Chaux-de-Fonds – die unter der Woche von acht Autobuslinien ergänzt wurden – am Wochenende nur eine Trolleybuslinie und vier spezielle Wochenend-Autobuslinien. Letztere ersetzten mittels größerer Schleifenfahrten die beiden Trolleybuslinien und die acht regulären Autobuslinien.
- Wenn bestimmte Kurse auf Obus-Linien umlaufbedingt mit Omnibuslinien verknüpft sind, können diese ebenfalls nicht elektrisch bedient werden.
- Im Falle einer bevorstehenden Stilllegung einer Obus-Strecke oder eines ganzen Obus-Netzes setzen Verkehrsunternehmen oft schon lange vorher Omnibusse ein, deren Anteil sich dann meist sukzessive erhöht. Dadurch vermeidet man, zum Stichtag auf einen Schlag viele neue Omnibusse auf einmal beschaffen und diese gleichzeitig in Betrieb nehmen zu müssen. Im Gegenzug müssen defekte Oberleitungsbusse nicht mehr repariert werden, weil die betreffenden Wagen bereits vorzeitig ausgemustert werden können. Im russischen Blagoweschtschensk bestand dabei ab 1. Mai 2015 die besondere Situation, dass auf der Ringlinie 2К (gegen den Uhrzeigersinn) bereits Autobusse zum Einsatz kamen, während auf der Ringlinie 2В (im Uhrzeigersinn) noch bis zur endgültigen Betriebseinstellung im Juli 2016 Trolleybusse fuhren.[331][332]

Möchte ein Verkehrsbetrieb auf einer Obus-Linie regelmäßig oder fallweise Omnibusse einsetzen, so ist dies in den meisten Staaten von der jeweiligen Konzessionsbehörde gesondert zu genehmigen. In Deutschland ist diese Genehmigung nicht erforderlich, wenn bei Notständen und Betriebsstörungen im Verkehr nur vorübergehend Kraftfahrzeuge eingesetzt werden. Wenn die Störungen allerdings länger als 72 Stunden dauern, müssen Art, Umfang und voraussichtliche Dauer eines solchen Einsatzes unverzüglich der Genehmigungsbehörde mitgeteilt werden. Grundsätzlich besteht somit eine Betriebspflicht, gemäß Konzession auch tatsächlich Oberleitungsbusse einzusetzen, sofern dem keine betrieblichen Gründe entgegenstehen.
Dennoch ersetzen einige Verkehrsgesellschaften ihre Oberleitungsbusse am Wochenende komplett durch Omnibusse. Dies ist möglich, da letztere dann mangels Bedarfs von anderen Linien abgezogen werden können und auch auf den Obus-Linien selbst weniger Kurse benötigt werden. Aktuelle Beispiele hierfür sind Bologna, Coimbra, Debrecen und Valparaíso. Auch in Kaiserslautern und Kapfenberg war in den letzten Betriebsjahren Obusersatzverkehr am Wochenende üblich, meist schon ab Samstag Mittag, außerdem beim Oberleitungsbus Esslingen am Neckar in den 1970er Jahren und bei vielen französischen und italienischen Netzen. Im rumänischen Târgu Jiu wiederum fahren täglich zwischen 13 und 14 Uhr alle Trolleybusse ins Depot – ersatzweise rücken Omnibusse aus, die den Verkehr bis zum Betriebsschluss übernehmen. Die zuständige Gesellschaft Transloc weist dabei ausdrücklich auf die gemischte Bedienung der beiden betreffenden Linien hin.
Vorteile eines solchen planmäßigen Ersatzverkehrs: Wartungsarbeiten an der Fahrleitung müssen nicht nachts durchgeführt werden, wodurch Personalkosten eingespart werden können. Ferner müssen die Verkehrsbetriebe keine Turmwagen-Mannschaften im Bereitschaftsdienst vorhalten, im Winter kann außerdem die Fahrleitungsenteisung entfallen.
Wird ein solcher Mischverkehr regelmäßig durchgeführt, so müssen die Fahrpläne auf die etwas langsameren Dieselbusse abgestimmt werden. Erfolgt dies nicht, ist mit Verspätungen, einem erhöhten Kraftstoffverbrauch und einem größeren Verschleiß bei den eingeschobenen Dieselbussen zu rechnen.

### Einsatz von Oberleitungsbussen auf Omnibuslinien

Cambridge: ein Obus beschildert als Autobuslinie 77A

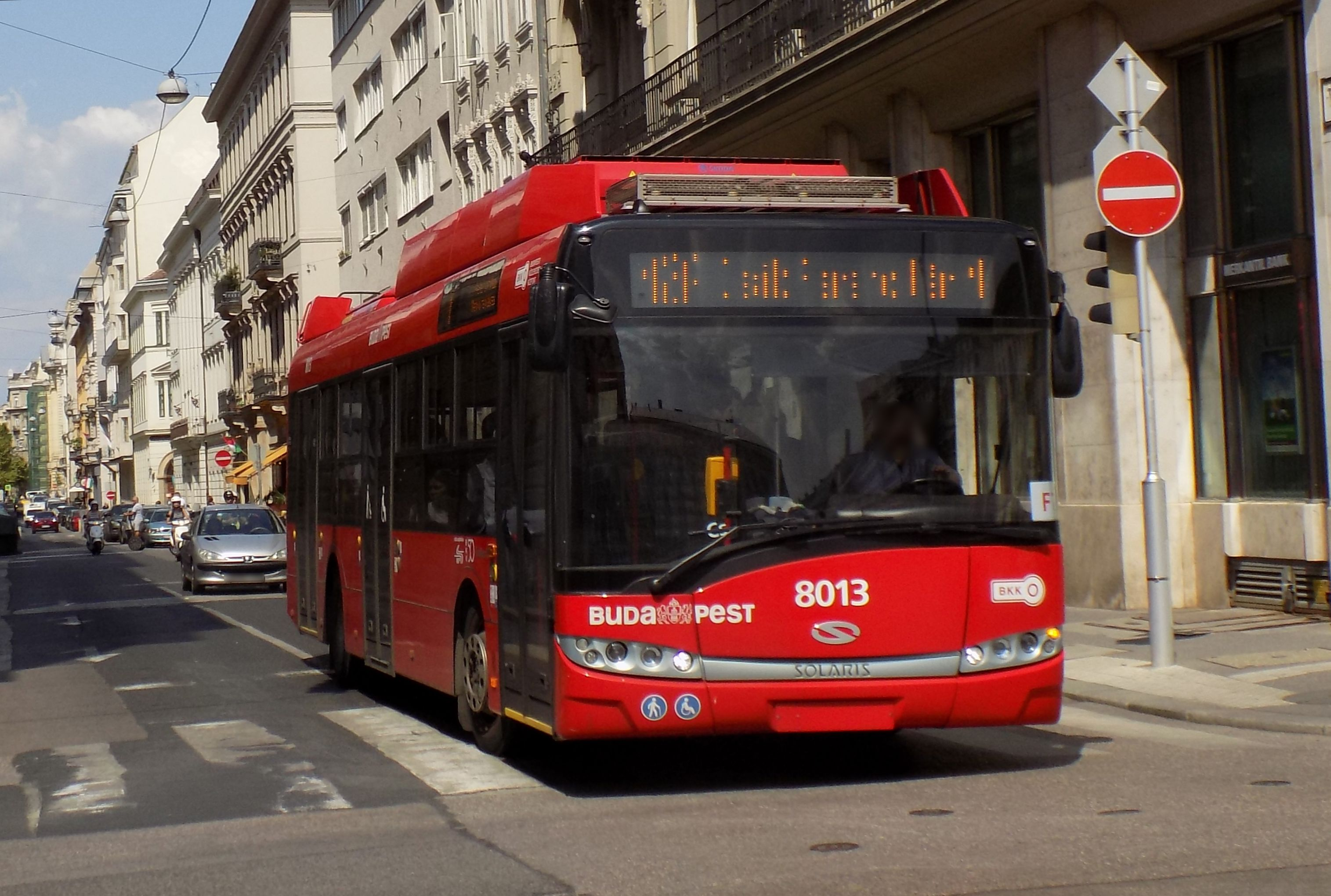
Budapester Oberleitungsbus auf der Metro-Ersatzlinie M2A im Jahr 2017

Wesentlich seltener als der Einsatz von Omnibussen auf Oberleitungsbuslinien ist der umgekehrte Fall, das heißt der Einsatz von Oberleitungsbussen als Ersatz für Omnibusse:
- In Essen, Landshut, Leipzig und München verkehrten in den 1950er, 1960er und 1970er Jahren jeweils anlässlich Einstellung des elektrischen Betriebs in den Hauptverkehrszeiten weiterhin Oberleitungsbusse als Verstärker, weil zum Stichtag der Umstellung nicht genügend Dieselbusse zur Verfügung standen.[337][338] Allerdings geschah dies in drei der vier Städte unter einem eigenständigen E-Liniensignal, das heißt AE statt A in Leipzig, E40 statt 40 in Essen und E58 statt 58 in München. In Leipzig war der Grund, dass die Endstrecke Ostplatz–Lipsiusstraße nicht mehr elektrisch befahrbar war. Auf der Linie AE wurden zu diesem Zeitpunkt fallweise auch Dieselbusse eingesetzt.

- Beim Oberleitungsbus San Francisco richtete die örtliche Verkehrsgesellschaft San Francisco Municipal Railway aufgrund einer Dieselbus-Knappheit bereits Anfang der 1980er Jahre vorübergehend die Obus-Shuttlelinie 82 ein. Seit dem 23. April 2016 wird die Omnibuslinie 2 in den Hauptverkehrszeiten durch Trolleybusse verstärkt. Infrastrukturell bedingt müssen diese allerdings schon vorzeitig an der Kreuzung der California Street mit der Presidio Avenue umkehren.[339]

- In Cambridge befand sich das Depot an der Massachusetts Avenue abseits der drei ehemaligen Obuslinien 71, 72 und 73. Es war zwar durch eine Betriebsstrecke mit dem Stammnetz verknüpft, jedoch über die Autobuslinie 77 an das öffentliche Verkehrsnetz angebunden. Daher rückten die Obusse ebenfalls unter dem Liniensignal 77 aus und ein,[340] wobei sie aufgrund der Kurzführung teilweise abweichend als Linie 77A beschildert wurden.

- Im schwedischen Landskrona fährt seit 2013 ein spezieller Obus mit starkem Batteriehilfsantrieb planmäßig auf den Autobuslinien 4 und 5. Hierbei besteht ein Umlaufverbund mit der einzigen Obuslinie 3, das heißt nach jeweils einer Fahrt auf einer der beiden genannten Linien fährt der Wagen wieder einen Kurs auf der reinen Obuslinie 3, um dabei seine Batterien mit dem Strom aus der Fahrleitung wieder aufzuladen.[341]

- Im polnischen Lublin verkehrten zwischen 2014 und 2016 aufgrund eines Überhangs beim elektrischen Wagenpark sowie Problemen mit einem privaten Autobusunternehmen teilweise Oberleitungsbusse auf den Autobuslinien 1, 2, 9, 15, 19, 20, 30, 40, 42 und 56, wobei die fahrleitungslosen Abschnitte dieser Linien jeweils mit dem Hilfsantrieb überbrückt werden mussten.[342][343]

### Überlandstrecken

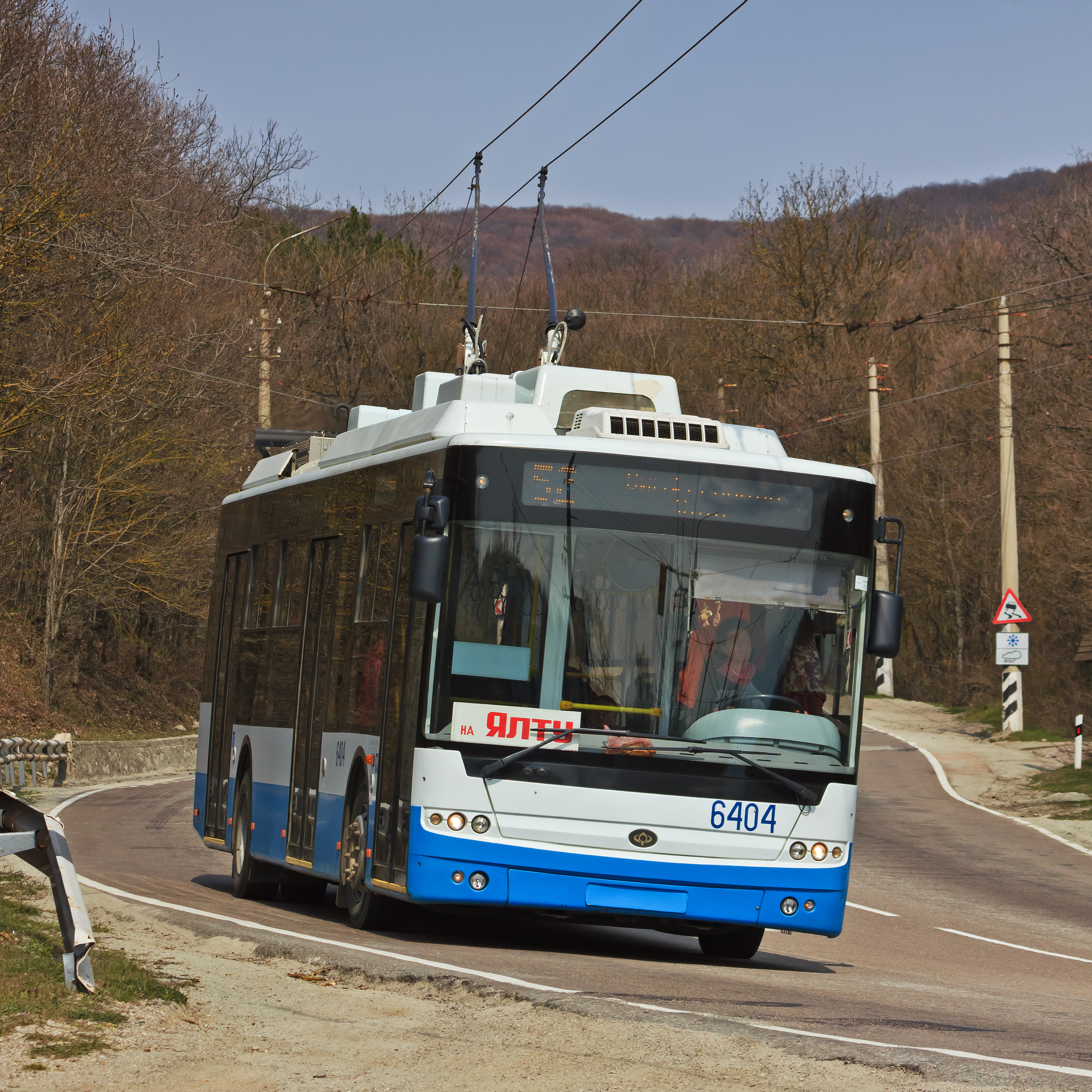
Die Überlandlinie 52 von Simferopol nach Jalta beim Abstieg vom Angarskyi-Pass

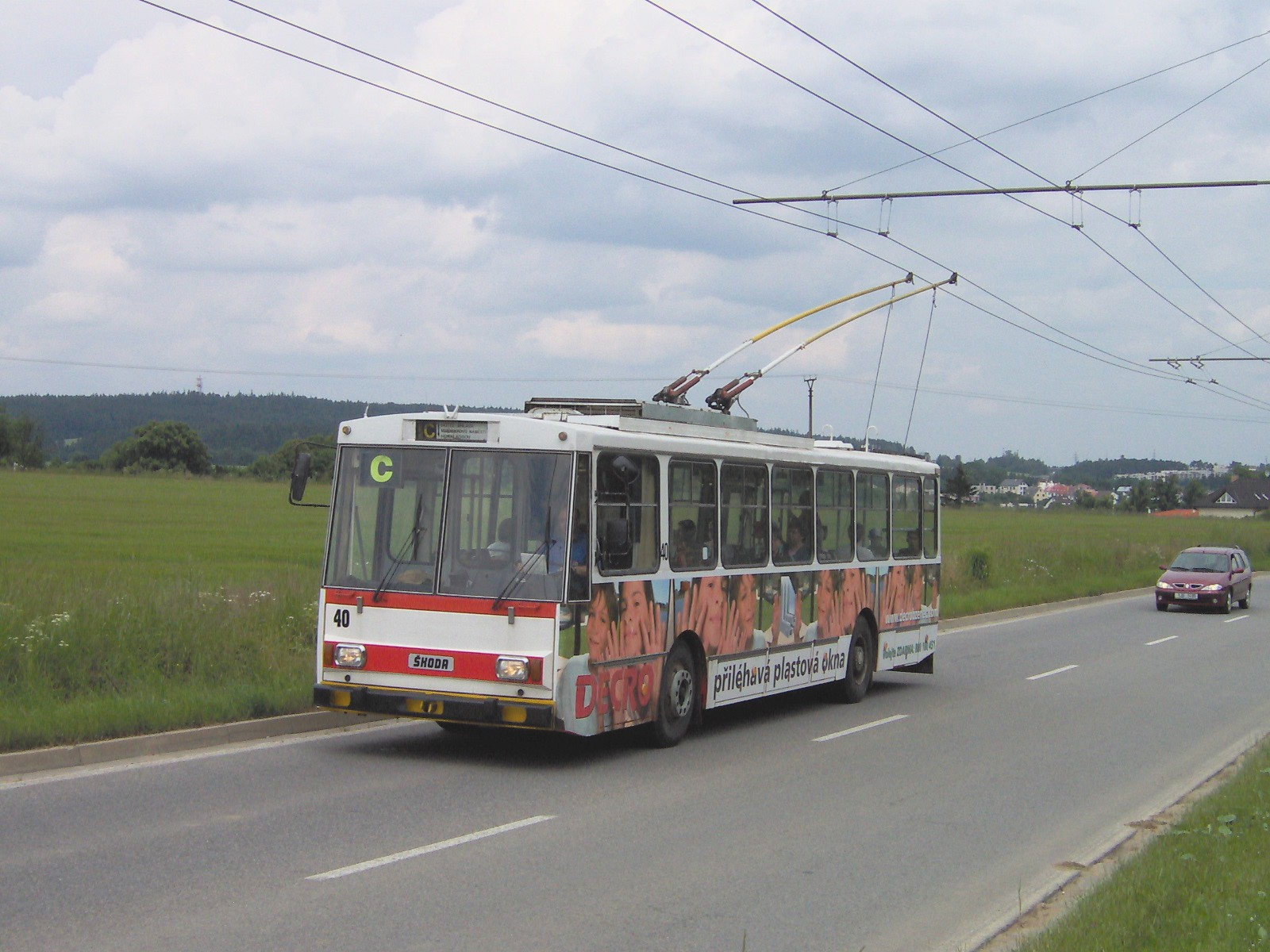
Ein typischer Überlandabschnitt, hier in Tschechien

Fahrkarten für die Überlandstrecke Tiraspol–Bender

Seinem Charakter nach ist der Oberleitungsbus ein klassisches städtisches Verkehrsmittel. Er bedient Relationen innerhalb der Stadtgrenzen, verkehrt bis in die jeweiligen Vororte oder verbindet benachbarte Städte innerhalb von Agglomerationen beziehungsweise Metropolregionen. Abweichend davon existieren – analog zu Überlandstraßenbahnen bzw. zum Regionalbusverkehr – auch gemeindeübergreifende Obus-Überlandstrecken.
Die bekannteste und derzeit längste Oberleitungsbusstrecke der Welt befindet sich in der Ukraine, sie wird von Krymskyj trolejbus betrieben. Die 86,5 Kilometer lange Route verläuft auf der Halbinsel Krim und verbindet seit 1959 bzw. 1961 die Regionshauptstadt Simferopol im Norden mit der Küstenstadt Jalta im Süden, unter anderem verläuft sie über den 752 Meter hohen Angarskyi-Pass. Wichtigste Zwischenstation ist Aluschta, auf diese Weise werden drei städtische Obus-Netze miteinander verbunden. Besondere Merkmale der dort eingesetzten Fahrzeuge sind – ähnlich wie bei Überlandomnibussen – der hohe Sitzplatzanteil mit 2+2-Sitzteiler, das verstärkte Bremssystem, die Nebelscheinwerfer und die Gardinen. Zudem bestand bis zum 1. August 2009 eine Platzreservierungspflicht. Weitere außergewöhnlich lange Überlandstrecken sind:
| Land       | Strecke                | Streckenlänge in km | Inbetrieb nahme |
| ---------- | ---------------------- | ------------------- | --------------- |
| Ukraine    | Simferopol–Jalta       | 86,5                | 1959            |
| Usbekistan | Urganch–Xiva           | 36,3                | 1998            |
| Italien    | Neapel–Aversa          | 20                  | 1964            |
| Italien    | Sanremo–Ventimiglia    | 16                  | 1951            |
| Russland   | Machatschkala–Kaspijsk | 16                  | 2017            |
| Moldawien  | Tiraspol–Bender        | 14                  | 1993            |
| Schweiz    | Vevey–Villeneuve       | 12,75               | 1957            |
| Italien    | Rimini–Riccione        | 12,20               | 1939            |
| Tschechien | Zlín–Otrokovice        | 11                  | 1953            |

Obus-Überlandlinien spielen heute nur noch eine untergeordnete Rolle, der Großteil der früher vorhandenen Strecken wurde im Laufe der Jahre aufgegeben. Problematisch ist neben der weiter oben erwähnten begrenzten Höchstgeschwindigkeit – die die Obusse auf Außerortsstraßen mitunter zum Verkehrshindernis werden lässt – die fehlende Wirtschaftlichkeit. Ursächlich hierfür: typischerweise werden Überlandstrecken seltener befahren als Stadtlinien – der Unterhaltungsaufwand für Oberleitungen und Unterwerke steht damit in einem ungünstigeren Verhältnis zum Nutzen als bei urbanen Linien. Außerdem können keine Wandrosetten verwendet werden, stattdessen muss auf die teurere Fahrleitungsaufhängung mittels Masten zurückgegriffen werden. Dies wiederum birgt eine höhere Unfallgefahr für Kraftfahrer, ähnlich der Problematik auf Alleen. Infolge ihrer größeren Höchstgeschwindigkeit ermöglichen Omnibusse auf Überlandlinien zudem kürzere Reisezeiten, aufgrund der großen Haltestellenabstände und der wenigen Ampelaufenthalte kann der Obus seinen Vorteil der schnellen Beschleunigung hier nur bedingt ausspielen.

### Drei- und vierspurige Strecken

Vierspuriger Abschnitt im Lyoner Vorort Caluire-et-Cuire: morgens verkehrt die Linie C2 aus Lyon auf der regulären Spur …

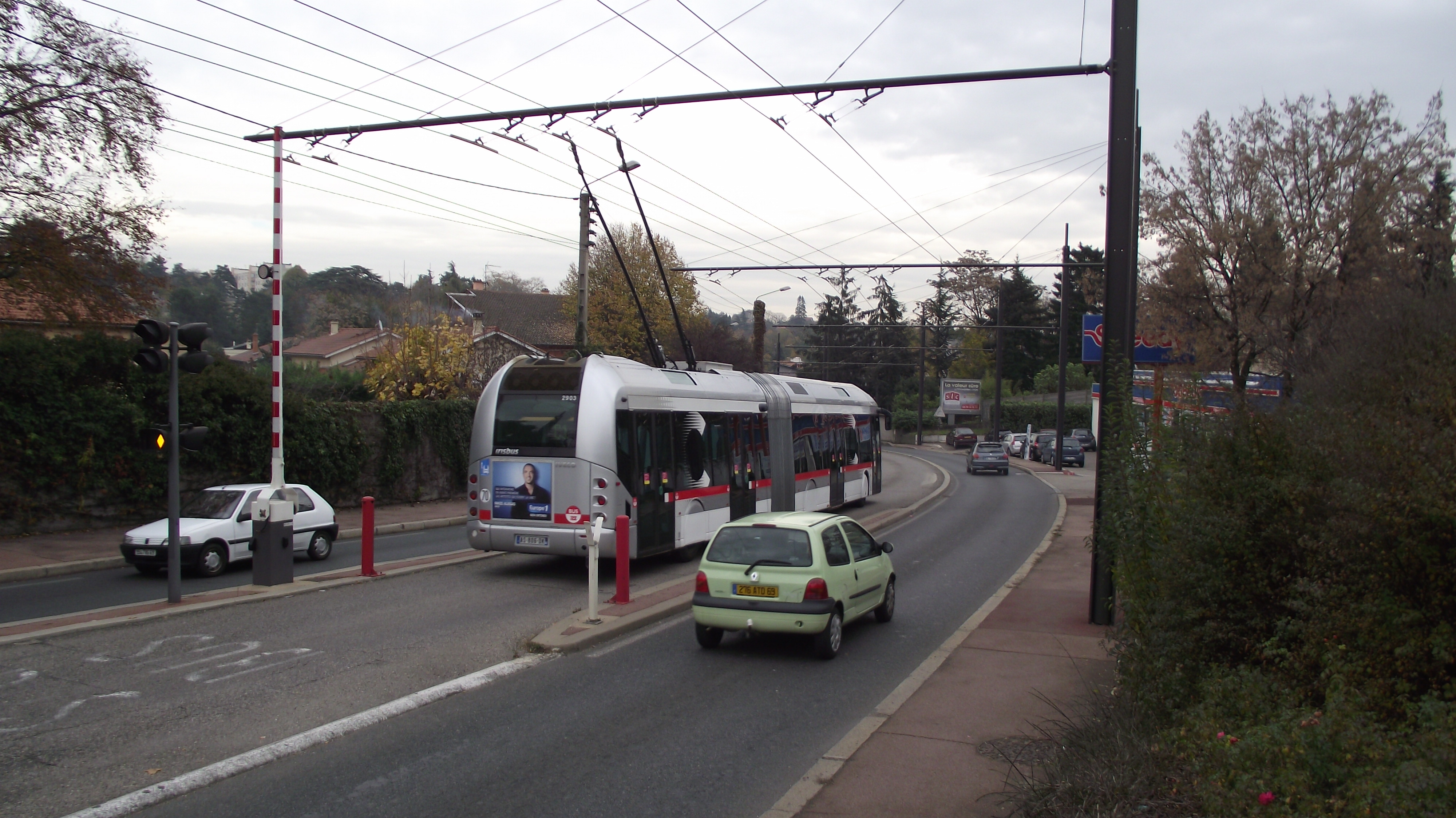
… und Richtung Lyon auf der mittigen Expressspur

Abgesehen von den früher üblichen einspurigen Strecken sind Obus-Strecken meist zweispurig, das heißt, es steht jeder Fahrtrichtung eine Oberleitung zur Verfügung. Eine Ausnahme stellen bzw. stellten die drei- bzw. vierspurigen Abschnitte in Lyon, Peking, Philadelphia, Simferopol und Teheran dar.
Im Lyoner Großraum steht den Linien C1 und C2 im Vorort Caluire-et-Cuire auf einem Teilabschnitt in der Straßenmitte ein zusätzlicher reiner Busfahrstreifen zwischen den regulären Fahrstreifen zur Verfügung – gelegen ist dieser Streifen in der Straße Montée des Soldats, zwischen der Brücke über die Rhone und dem Place Maréchal Foch. Der Busfahrstreifen ist aus Platzgründen einspurig ausgeführt und wird in Lastrichtung genutzt, das heißt bis 13:00 in Richtung Lyon und ab 13:00 Uhr aus Richtung Lyon. Weil die Spur baulich von der regulären Fahrbahn getrennt ist, besitzt sie ein eigenes Fahrleitungspaar.
In Peking teilt sich die 2017 eingerichtete beschleunigte Linie BRT2 Streckenabschnitte mit den regulären Linien 112 und 115. Letztere benutzen jedoch nicht die neue Fahrleitung der Linie BRT2, sondern verlaufen auf Parallelfahrspuren und schwimmen damit im allgemeinen Verkehr mit.
In Philadelphia verkehren auf der Linie 66 in der Hauptverkehrszeit Expresskurse, denen auf der Frankford Avenue zwischen den Haltestellen Comly Street und Cottman Avenue stadteinwärts eine eigene Oberleitung zur Verfügung steht.
Im Stadtgebiet von Simferopol haben die Überlandlinien des Krymskyj trolejbus abschnittsweise ein zusätzliches mittiges Fahrleitungspaar. Dadurch können sie die Kurse der Stadtlinien problemlos überholen. Nach dem gleichen Schema existierten in Teheran zeitweise die Expresslinien 2 und 3. Sie verkehrten parallel zu den Linien 1, 4 und 5, bedienten aber nicht alle Zwischenhaltestellen und besaßen deshalb ebenfalls eine eigene Oberleitung.

### Einspurige Strecken

Begegnen sich zwei Wagen auf einer einspurigen Strecke, muss einer der beiden seine Stangen abziehen.

Bei modernen Oberleitungsbus-Systemen steht jeder Fahrtrichtung eine Oberleitung zur Verfügung. In den Anfangsjahren dieses Verkehrsmittels war hingegen aus wirtschaftlichen Gründen oft nur eine Oberleitung für beide Fahrtrichtungen üblich. Begegneten sich zwei Kurse, musste einer von ihnen die Stromabnehmerstangen abziehen. In anderen Fällen wurden Fahrleitungs-Ausweichen eingebaut. Auf manchen wenig frequentierten Außenästen – in der Regel Überlandabschnitte – waren einspurige Strecken in Europa noch in jüngerer Zeit anzutreffen, beispielsweise im tschechischen Hradec Králové bis Mitte der 1990er Jahre. Die letzte einspurige Oberleitungsbus-Strecke Deutschlands war Teil des Zwickauer Netzes und führte von Lichtentanne nach Stenn. Sie wurde 1977 gemeinsam mit dem restlichen Zwickauer Obusverkehr aufgelassen. Die letzte einspurige Strecke in der Schweiz führte bis 1984 von Saint-Martin nach Villiers. In Österreich traf dies auf die überwiegend einspurige Strecke der Grazer Oberleitungsbus-Linien 3 und 4 zu, diese wurde 1964 aufgelassen, in China auf die 1,5 Kilometer lange Werkstrolleybuslinie im chinesischen Xin`mi, die abgesehen von den beiden Endschleifen durchgehend einspurig war.
Unabhängig davon wurden zwei japanische und ein neuseeländischer Tunnelabschnitt einspurig befahren, weil in den Röhren kein Platz für die Aufhängung eines zweiten Oberleitungspaares zur Verfügung stand.

### Fortbewegung mittels Straßenbahnoberleitung
In bestimmten Fällen können Oberleitungsbusse auch mit Hilfe einer gewöhnlichen Straßenbahnoberleitung fortbewegt werden, vorausgesetzt, es handelt sich um einen Streckenabschnitt mit in der Straßenfahrbahn verlegten Rillenschienen. In Brüssel und in Groningen wurde hierfür früher der linke Stromabnehmer an den Straßenbahnfahrdraht angelegt (Pluspol), die Ableitung erfolgte über eine spezielle Kontaktvorrichtung, die in der Rille der linken Straßenbahnschiene hinterhergezogen wurde (Minuspol). In anderen Städten setzte man hingegen auf die sogenannten Bügelwagen, die den gleichen Zweck erfüllten.
Vereinzelt gibt es auch Fahrleitungskonstruktionen, bei denen sich Oberleitungsbus und Straßenbahn einen Fahrdraht teilen (den Plusleiter), während der zweite Fahrdraht (der Minusleiter) nur durch den Oberleitungsbus benutzt wird, so beispielsweise in San Francisco im Zuge der Straßenbahnlinie F Market & Wharves. Voraussetzung dafür ist, dass entweder der Minusleiter etwas höher liegt als der Plusleiter, damit er nicht vom Schleifbügel der Straßenbahn berührt wird, oder die Straßenbahn nur mit Stangenstromabnehmern fährt. In Cincinnati fuhren auch die früheren Straßenbahnen unter einer zweipoligen Oberleitung, so dass diese von den dortigen Oberleitungsbussen problemlos mitbenutzt werden konnte.
Alternativ dazu wurde in Erfurt seinerzeit zwischen die beiden Richtungsfahrdrähte der Straßenbahnlinie 4 ein geerdeter Zusatzfahrdraht für den Obus gespannt. Durch diese 2,5 Kilometer lange Sonderkonstruktion konnten die Erfurter Oberleitungsbusse ihren Betriebshof an der heutigen Magdeburger Allee erreichen. Eine gleichartige Anlage, also ebenfalls mit zusätzlichem Minusdraht, existierte in Berlin-Spandau. Dort konnten aus- und einrückende Oberleitungsbusse in der Klosterstraße und in der Pichelsdorfer Straße die Fahrleitungen der Straßenbahn mitbenutzen. Bis zur Installation des Minusdrahts dienten auf der Spandauer Betriebsstrecke von und zur Obus-Linie, über die Eisenräder eines kleinen Anhängers, die Straßenbahngleise als Minuspol. In Kiel wurde der Minusdraht seitlich zur eingleisigen Straßenbahnstrecke durch die Kaistraße und die Bahnhofstraße montiert. So konnte dieser Abschnitt gemeinsam mit der Straßenbahnlinie 7 benutzt werden.
Die Mitbenutzung erfordert eine Anpassung des gemeinsam genutzten Fahrdrahtes. Er muss einerseits eine für die Bügelstromabnehmer ausreichende Zickzackführung aufweisen, zum anderen dürfen die Ablenkungen an den Stützpunkten nicht zu groß für die Stangenstromabnehmer werden. Letztere benötigen Luftweichen, diese müssen, sofern sie nicht aus dem Arbeitsbereich der Bügelstromabnehmer herausverlegt werden können, mit seitlichen Gleitstücken für die Schleifleisten passierbar gemacht werden. Die gemeinsame Benutzung der Fahrleitung mit Bügel- und Stangenstromabnehmern ist grundsätzlich seit den 1920er Jahren gelöst, sie macht den Fahrleitungsbau jedoch aufwändig.

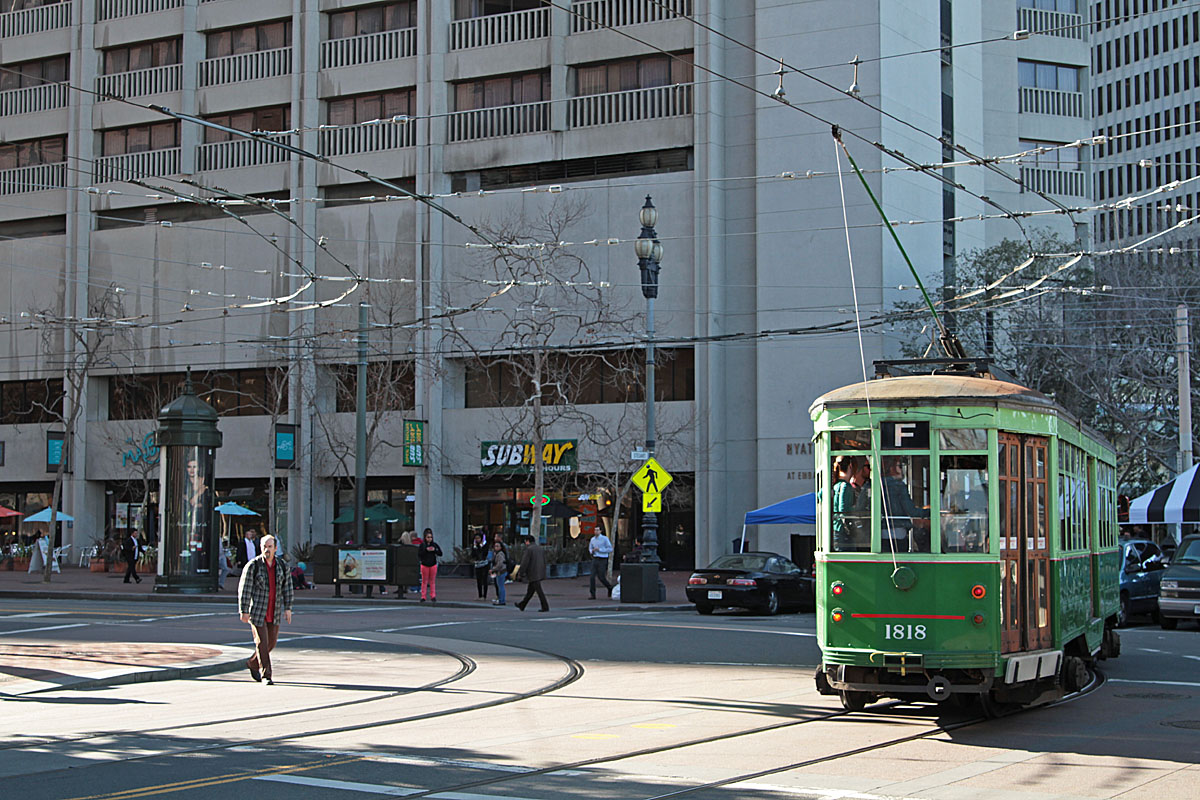
San Francisco: der Stangenstromabnehmer der Straßenbahn liegt am Pluspol der Obusfahrleitung an, das heißt am linken Draht
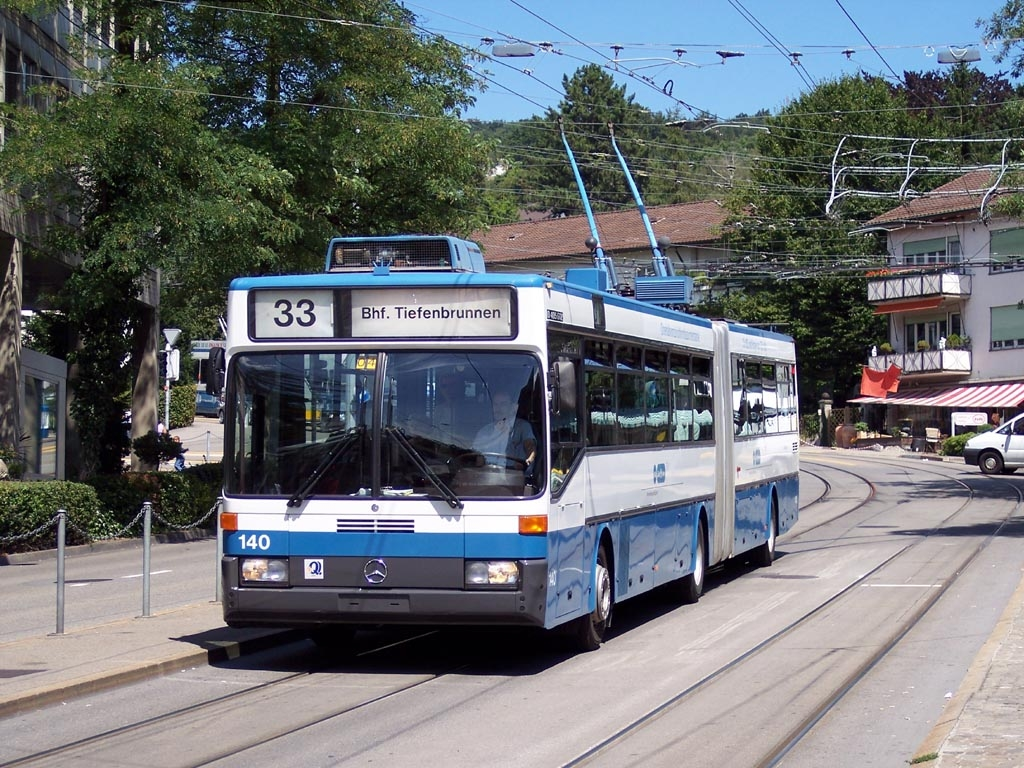
Zürich: wird auf eine Mitbenutzung der Straßenbahnfahrleitung verzichtet, so verlaufen die Obusdrähte seitlich, das heißt abseits der Ideallinie
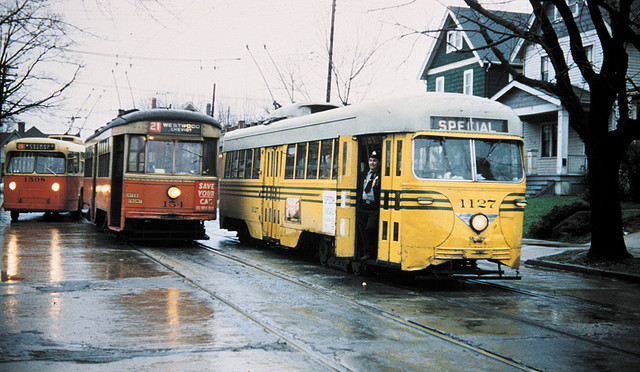
Cincinnati: Obus und Straßenbahn teilen sich die zweipolige Oberleitung
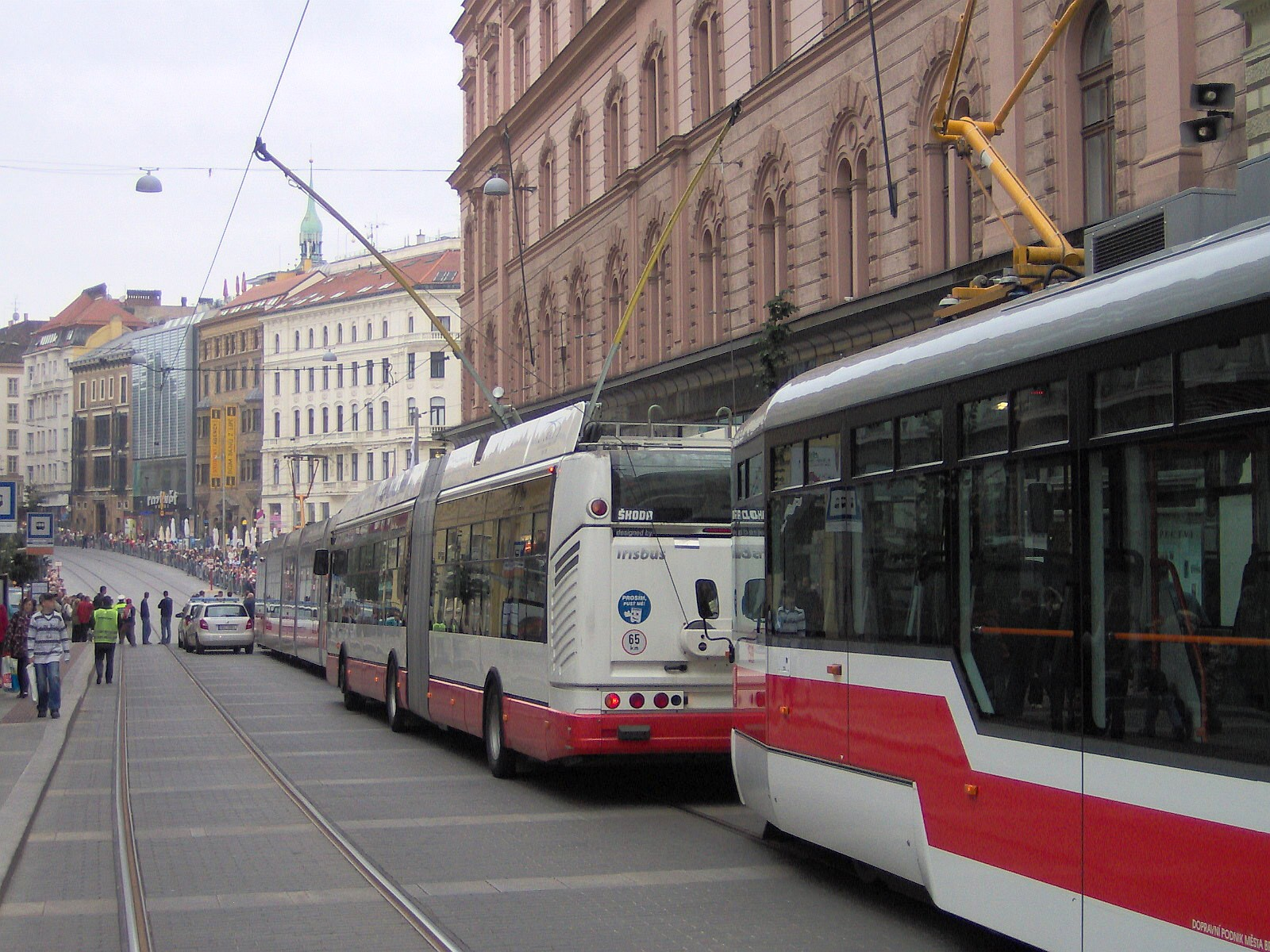
Brünn: Fortbewegung mittels Straßenbahnoberleitung anlässlich einer Fahrzeugparade, die Oberleitung des linken Gleises ist geerdet

### Anhängerbetrieb
Analog zu Omnibusanhängern existierten auch Anhänger hinter Oberleitungsbussen, auch Personenanhänger oder Anhängewagen genannt. Sie erlaubten einen wirtschaftlicheren Betrieb, weil die Gesamtkapazität eines solchen Gespanns höher ist als bei einem Gelenkwagen. Außerdem wurde auf diese Weise auch im Zusammenspiel mit älteren Hochflur-Obussen ein barrierefreier Einstieg gewährleistet. Ferner konnten die Anhänger bedarfsgerecht eingesetzt werden, das heißt nur in den Hauptverkehrszeiten. Allerdings war dieser Vorteil mit einem erhöhten Rangieraufwand verbunden und erforderte geeignete Abstellplätze neben der Strecke, weshalb die Anhänger oft über die ganze Betriebszeit mitgeführt wurden. Rechtlich betrachtet waren die Anhänger Teil des Gesamtsystems Trolleybus, so benötigten sie beispielsweise in der Schweiz ebenfalls keine Kontrollschilder.
Die weltweit letzten Anhänger hinter Trolleybussen waren bis Mai 2021 beim Trolleybus Lausanne anzutreffen. Außerdem verwendet wurden Anhänger bis 2017 beim Trolleybus Luzern, bis 1991 beim Trolleybus St. Gallen und bis Mitte der 1990er Jahre beim Trolleybus Vevey–Villeneuve. Viele weitere Städte hatten einzelne Anhänger, das letzte amtliche Trolleybusverzeichnis der Schweiz von 1966 verzeichnete zwölf Anhänger bei den Städtischen Verkehrsbetrieben Biel, zwei bei der Compagnie des Transports en commun La Chaux-de-Fonds, 13 bei der Compagnie genevoise des tramways électriques, 28 bei den Transports publics de la Région Lausannoise, zwei bei den Tramways de Neuchâtel, zwei bei den Rheintalischen Verkehrsbetrieben, 27 bei den Verkehrsbetrieben der Stadt St. Gallen, fünf Personen- und zwei Postanhänger bei den Verkehrsbetrieben Steffisburg–Thun–Interlaken, sechs bei Vevey–Montreux–Chillon–Villeneuve und einen bei den Verkehrsbetrieben der Stadt Winterthur. Die Postanhänger auf der Überlandlinie Thun–Beatenbucht befanden sich dabei im Eigentum der Schweizerischen Post und waren von 1952 bis 1982 in Betrieb.
Über die Schweiz hinaus waren solche Anhänger – sowohl bei Oberleitungsbussen als auch bei Omnibussen – bis in die 1960er Jahre auch in vielen anderen Staaten verbreitet. Obus-Anhänger fand man unter anderem in Westdeutschland, der DDR, Italien, Schweden, Ungarn, der Tschechoslowakei und in Österreich – dort zuletzt 1974 in Salzburg – und in der Volksrepublik China. In der Sowjetunion verkehrten einst Anhänger, die aus alten MTB-82-Obussen umgebaut wurden, so in Leningrad, Minsk, Moskau, Riga, Schytomyr und Tiflis. Hierbei handelte es sich um Eigenumbauten der jeweiligen Verkehrsbetriebe. Einzelne Obus-Anhänger aus St. Gallen gelangten noch 1992 gebraucht nach Warschau, wo sie bis zur Einstellung des Betriebs 1995 im Einsatz waren. Neun weitere kamen in den Jahren 2003 und 2004 von Lausanne ins rumänische Sibiu, wo aber 2009 ebenfalls der Obusbetrieb eingestellt wurde.
Manche Verkehrsunternehmen verwendeten die gleichen Fahrzeuge flexibel mal hinter Oberleitungsbussen und mal hinter Omnibussen, so etwa die Berliner Verkehrsbetriebe, die Krefelder Verkehrs-AG, die Stadtwerke Osnabrück, die Städtischen Verkehrsbetriebe Bern, die Verkehrsbetriebe der Stadt St. Gallen, die Verkehrsbetriebe STI oder die Wiener Stadtwerke – Verkehrsbetriebe. In der Schweiz hatten hierzu zahlreiche Trolleybusanhänger ein Kontrollschild, um sie auch hinter Autobussen einsetzen zu können. Später gab man den Anhängerbetrieb fast überall zugunsten von Gelenkfahrzeugen auf. Teilweise ist die Personenbeförderung mit Anhängern auch gesetzlich verboten worden, so beispielsweise in Westdeutschland gemäß der Straßenverkehrs-Zulassungs-Ordnung seit dem 1. Juli 1960. In der DDR war dies ab 1978 der Fall, lediglich in Eberswalde verkehrten aufgrund einer Ausnahmegenehmigung noch bis 1985 Obus-Anhänger.
Die Anhänger wurden analog zur Straßenbahn manchmal auch als Beiwagen bezeichnet, im Gegensatz dazu nannte man die eigentlichen Oberleitungsbusse früher oft Triebwagen oder Motorwagen. Zusammen bildete ein solches Gespann einen sogenannten Obus-Zug, auch Obus-Anhängerzug bzw. Obus-Hängerzug genannt. In der Schweiz sprach man von einer Anhängerkomposition. Bei den Rheintalischen Verkehrsbetrieben verkehrten bis 1977 sogar Dreiwagenzüge, bestehend aus einem Trolleybus, einem Beiwagen und einem einachsigen Gepäckanhänger. Eine Sonderform stellte der LOWA ES6 dar, bei diesem in der DDR entwickelten Prototyp war der Anhänger als Sattelauflieger ausgeführt. In Deutschland, Österreich und der Sowjetunion kennzeichnete man den Motorwagen eines Obus-Zugs üblicherweise mit einem Anhängerdreieck. In Italien und Österreich wurden die Nachläufer von Gelenkwagen früher rechtlich ebenfalls als Anhänger eingestuft.
In gewisser Weise problematisch war beim Obus-Anhängerbetrieb die sogenannte Schleppkurve. Ursächlich hierfür ist die Position der Stromabnehmer bei einem solchen Gespann. Sie war – anders als etwa beim Gelenkwagen – vergleichsweise weit vorn angeordnet. Um eine Stangenentdrahtung zu vermeiden, konnte der Fahrer eines Obus-Zugs beim Abbiegevorgang nicht so weit ausholen, wie dies aus fahrdynamischen Gründen sinnvoll gewesen wäre. Deshalb war ein Einsatz derartiger Kompositionen bei engen Kurvenradien schwierig bzw. erforderte eine entsprechende Anpassung der Fahrleitungsanlage. Kompensiert wurde das Problem außerdem durch gelenkte Hinterachsen sowie Abschrägungen im Heckbereich, ähnlich den sogenannten Hechtwagen im Schienenverkehr.

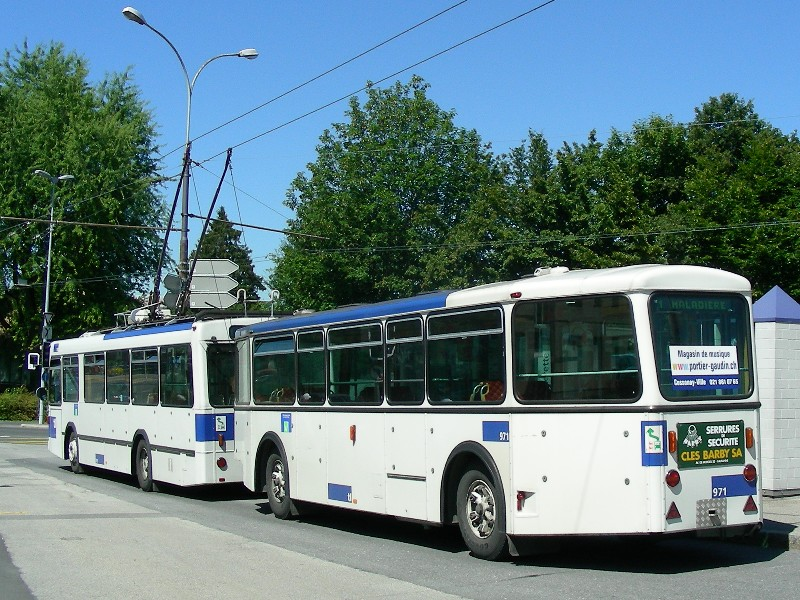
Anhängerbetrieb in Lausanne
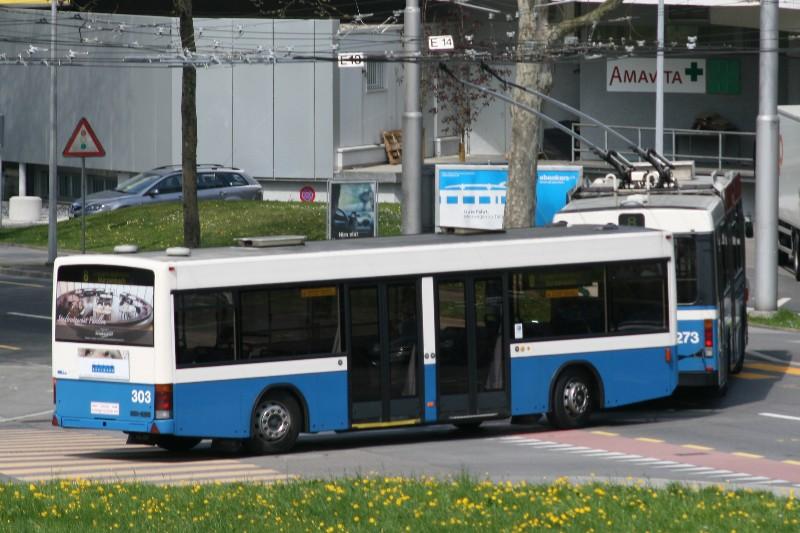
Niederfluriger Anhänger in Luzern
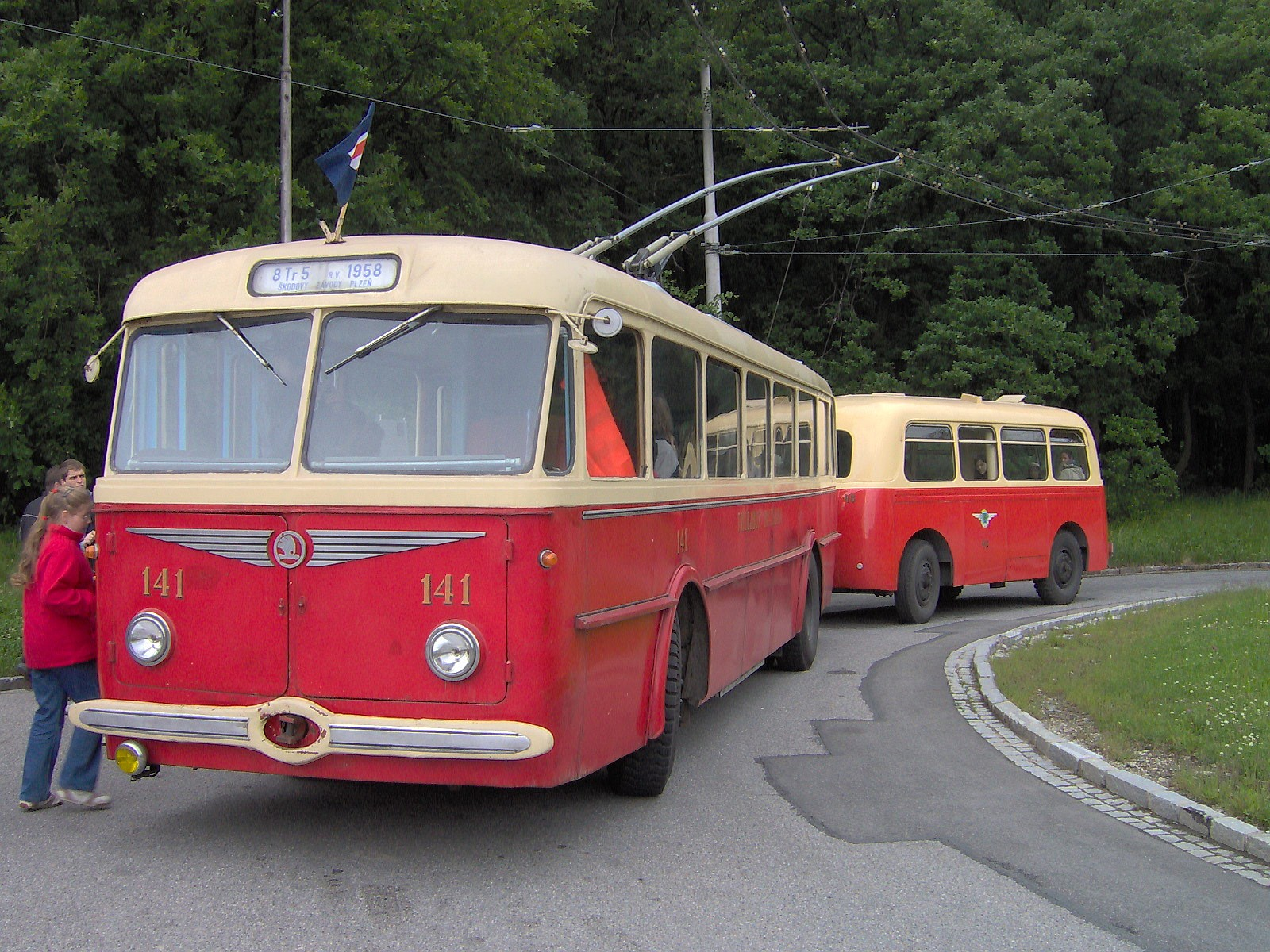
Historischer Anhängerzug in Brno
Berlin: abgestellter Obus-Anhänger in der Nebenverkehrszeit, 1970
Anhängerbetrieb bei den Ludwigsburger Oberleitungs-Bahnen

### Doppeltraktionen

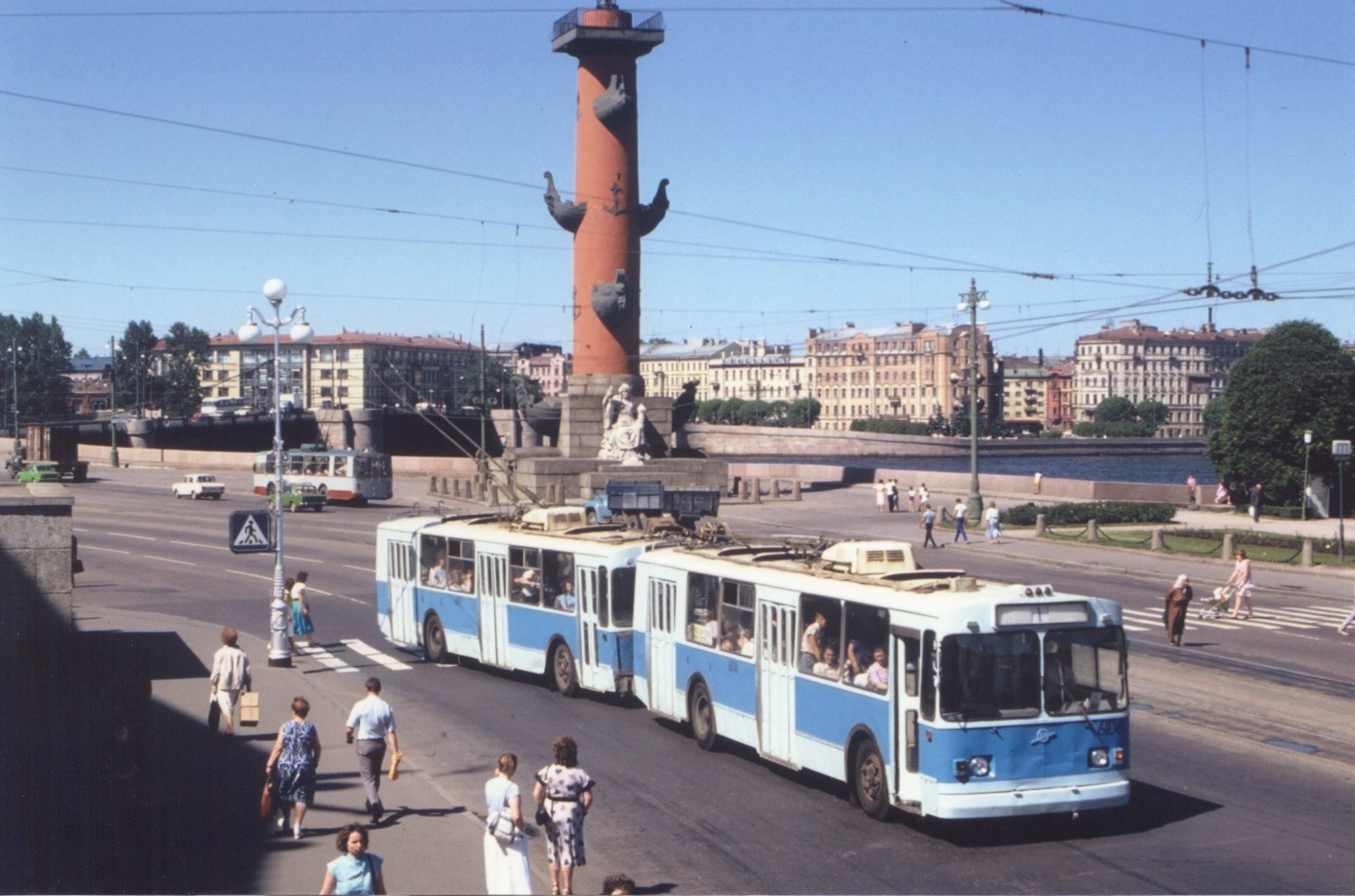
ZiU-9-Doppeltraktion in Sankt Petersburg, 1987

In der Sowjetunion beziehungsweise in ihren Nachfolgestaaten verkehrten von 1966 bis 2013 Oberleitungsbusdoppeltraktionen bestehend aus jeweils zwei angetriebenen Solo-Obussen der Typen MTB-82, Škoda 9Tr oder ZiU-9. Diese permanent miteinander gekuppelten Obus-Züge waren bis zu 25 Meter lang, zusammen existierten etwa 750 Einheiten. Aus fahrdynamischen Gründen waren dabei nur die Stromabnehmer eines Wagens angelegt. Das Fahrzeug ohne Kontakt mit der Oberleitung bezog seinen Fahrstrom aus einem Verbindungskabel zwischen den beiden Wagen, die Sollwertgeber beider Obusse waren parallel geschaltet. Die Lenkung des geführten Fahrzeugs erfolgte im Gegensatz dazu rein mechanisch mittels der Kupplungsstange, vergleichbar einer Deichsel. Die für den Einsatz in Doppeltraktionen modifizierten Obusse konnten nicht einzeln eingesetzt werden, ähnlich den Zwillingstriebwagen bzw. geführten Triebwagen bei der Straßenbahn.
Der Vorteil der Doppeltraktionen lag in der um circa ein Drittel höheren Beförderungskapazität gegenüber einem Gelenkfahrzeug sowie dem geringeren Personalbedarf gegenüber zwei einzeln fahrenden Wagen. Nachteile der Gespanne waren die geringere Wendigkeit, der größere Energieverbrauch und der erhöhte Wartungsaufwand. Außerdem mussten sie aus Sicherheitsgründen mit gedrosselter Geschwindigkeit verkehren.

### Mischformen zwischen Gelenkwagen, Anhängerzügen und Doppeltraktionen
Eine Sonderform stellte der Gelenkwagen dar, der zwischen 1954 und 1968 auf der Überlandstrecke Ancona–Falconara im Einsatz war. Bei diesem filotreno des Typs Alfa Romeo 140 AF Macchi-Baratelli war der Nachläufer zweiachsig, de facto handelte es sich um einen Anhänger, der mittels Faltenbalgübergang mit dem Vorderwagen verbunden war – die Stromabnehmer befanden sich auf dem Nachläufer. Nach dem gleichen Konstruktionsschema stellte der rumänische Hersteller Uzina Autobuzul București 1988 einen zweimotorigen Prototyp mit der Bezeichnung TANDEM 318 ET her.
Bereits 1964 gab es außerdem in Warschau eine aus zwei Škoda 8Tr bestehende Doppeltraktion, bei der zusätzlich die beiden Wagenkästen durch einen Faltenbalg verbunden wurden. Dazu wurden das Heck des führenden und die Front des geführten Wagens abgetrennt. Der hintere Wagen trug die Kontaktstangen auf dem Dach.

### Spurgeführte Oberleitungsbusse
Spurgeführte Oberleitungsbusse sind mit einer automatischen Spurführung ausgerüstet und können daher auf einer vom allgemeinen Straßenverkehr abgetrennten Sondertrasse fahren, beispielsweise in engen U-Bahn-Tunnelstrecken. Ferner ermöglichen sie den reibungslosen Einsatz längerer Einheiten, darunter mehrgliedrige Gelenkwagen bzw. Mehrfachtraktionen. Außerdem können spurgeführte Wagen enge Kurvenradien besser bewältigen. Des Weiteren benötigen sie – zumindest bei durchgehender Spurführung – statt der üblichen zweipoligen nur eine einfache einpolige Oberleitung.
Vorreiter war hier das Unternehmen Daimler-Benz, es unterhielt bereits Anfang der 1980er Jahre auf dem Mercedes-Benz-Werksgelände in Rastatt unter Ausschluss der Öffentlichkeit eine elektrifizierte Spurbus-Versuchsanlage. Dort verkehrten auf derselben Strecke sowohl reguläre Einrichtungs-Oberleitungsbusse mit zwei Stromabnehmerstangen als auch ein Zweirichtungs-Versuchsfahrzeug mit Straßenbahn-typischen Einholmstromabnehmern. Bei letzterem Wagen floss Rückstrom über die seitliche Spurführung ab. Die zweipolige Hochketten-Oberleitung war höhenversetzt ausgeführt, der Einholmstromabnehmer des Zweirichtungsfahrzeugs berührte somit den Minusdraht der Einrichtungsfahrzeuge nicht. Der 24 Meter lange Wagen mit frei schwebendem Mittelteil wurde als Typ O 305 GG bezeichnet, er basierte auf dem einfachen Gelenkbus O 305 G.
Auf die Rastatter Versuche aufbauend verkehrten ab Mai 1983 auf einer 1,0 Kilometer langen Pilotstrecke in Essen-Stadtwald zunächst zwei spurgeführte Duo-Busse im planmäßigen Fahrgastbetrieb. Ab 1986 erweiterte man diesen Betrieb zu einem Großversuch, hierzu beschaffte man 18 weitere Duo-Busse. Das Essener Konzept bewährte sich nicht, der elektrische Betrieb wurde im September 1995 aufgegeben. Spurgeführte Omnibusse hingegen werden in Essen bis heute eingesetzt.
Ein weiteres Projekt dieser Art verfolgte ab 1997 die brasilianische Stadt São Paulo. Unter den Produktbezeichnungen Veículo Leve sobre Pneus (VLP) bzw. fura-fila sollten dort spurgeführte Doppelgelenk-Obusse ähnlich einer Hochbahn auf aufgeständerten Trassen verkehren. Das Konzept kam allerdings über den Bau eines Prototyps und einer am 30. September 2000 eröffneten 2,8 Kilometer langen Pilotstrecke nicht hinaus. Schon Anfang 2001 stellte die Stadt das Vorhaben ein, auf der betreffenden Strecke verkehren heute Omnibusse.
Einige Jahre später wurde die Idee spurgeführter und mehrteiliger Oberleitungsbusse in Frankreich wieder aufgegriffen und modifiziert, jetzt mit mittiger statt seitlicher Spurführung. Maßgeblich hierfür war das Unternehmen Bombardier Transportation mit dem System Transport sur Voie Réservée (TVR), das seit 2001 partiell in Nancy anzutreffen ist. Dort fahren die Oberleitungsbusse in der Innenstadt sowie im Bereich der beiden Wendeschleifen als Straßenbahn auf Gummirädern, außerhalb der genannten Abschnitte hingegen als klassischer frei gelenkter Oberleitungsbus. Aus Marketinggründen wird jedoch das gesamte System vom Betreiber als Straßenbahn bezeichnet. Ein weiteres TVR-System existierte in Caen, dieses kam jedoch mit einer einpoligen Oberleitung aus und hatte daher nur noch wenig Gemeinsamkeiten mit dem Oberleitungsbus.
Ebenfalls spurgeführt verkehrt der 2008 eröffnete Oberleitungsbus Castellón de la Plana in Spanien; dort kommt ein optisches System in Form von auf die Fahrbahn aufgemalten Leitlinien zur Anwendung. Diese werden von einer Kamera über der Frontscheibe der Wagen gescannt, das Prinzip wird unter der Bezeichnung CiVis vermarktet. Im Gegensatz dazu ist der Aufbau eines gleichartigen Systems beim Oberleitungsbus Bologna gescheitert, obwohl hierfür bereits entsprechende Fahrzeuge beschafft wurden.
Eine Weiterentwicklung des TVR-Prinzips stellt das ausschließlich spurgeführte System Translohr von Lohr Industrie dar. Dieses wird jedoch in der Regel als Straßenbahn auf Gummirädern respektive Straßenbahn auf Gummireifen klassifiziert, in der Schweiz spricht man von einem Pneu-Tram.

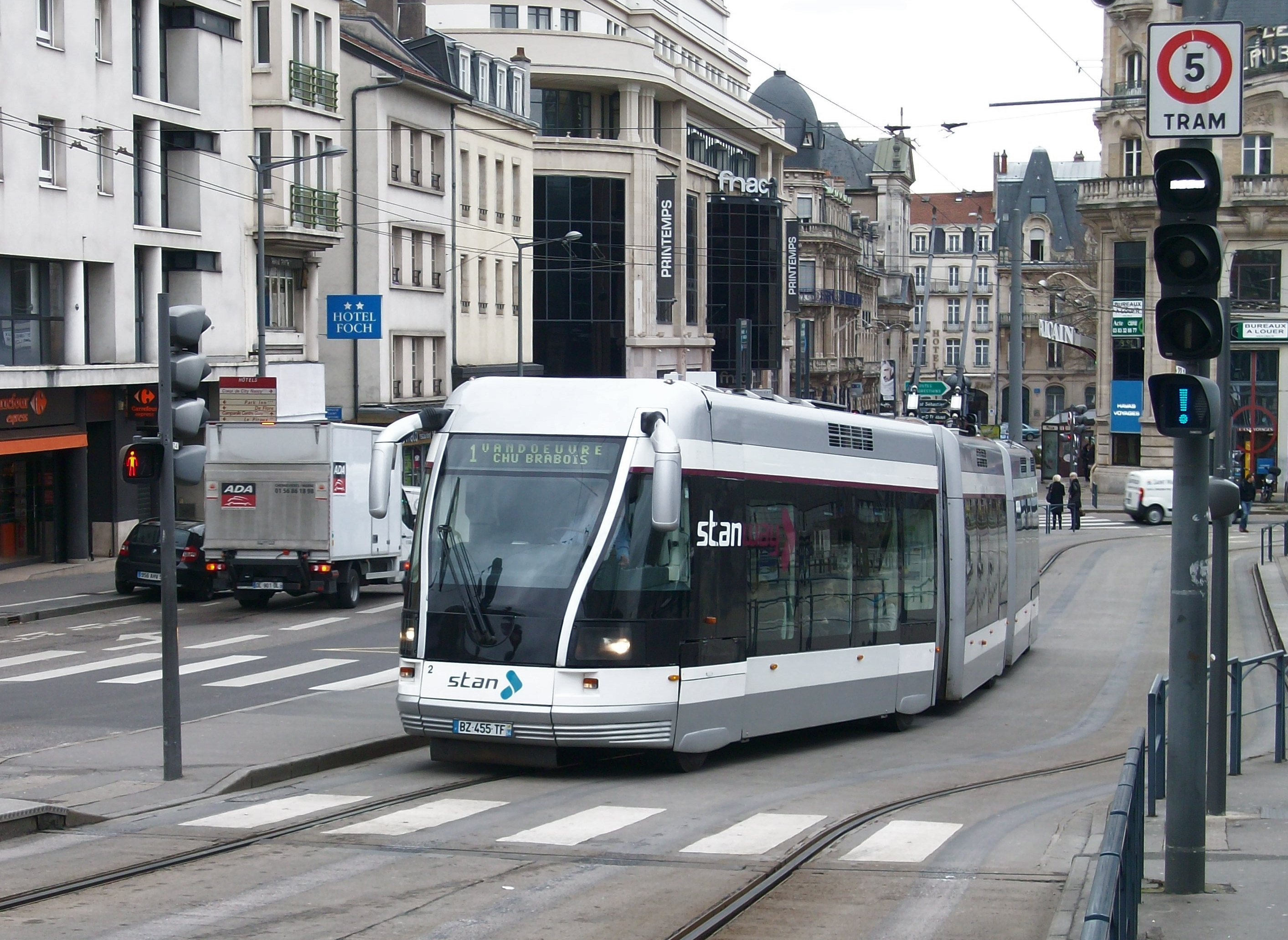
Nancy: Spurführung in der Innenstadt …
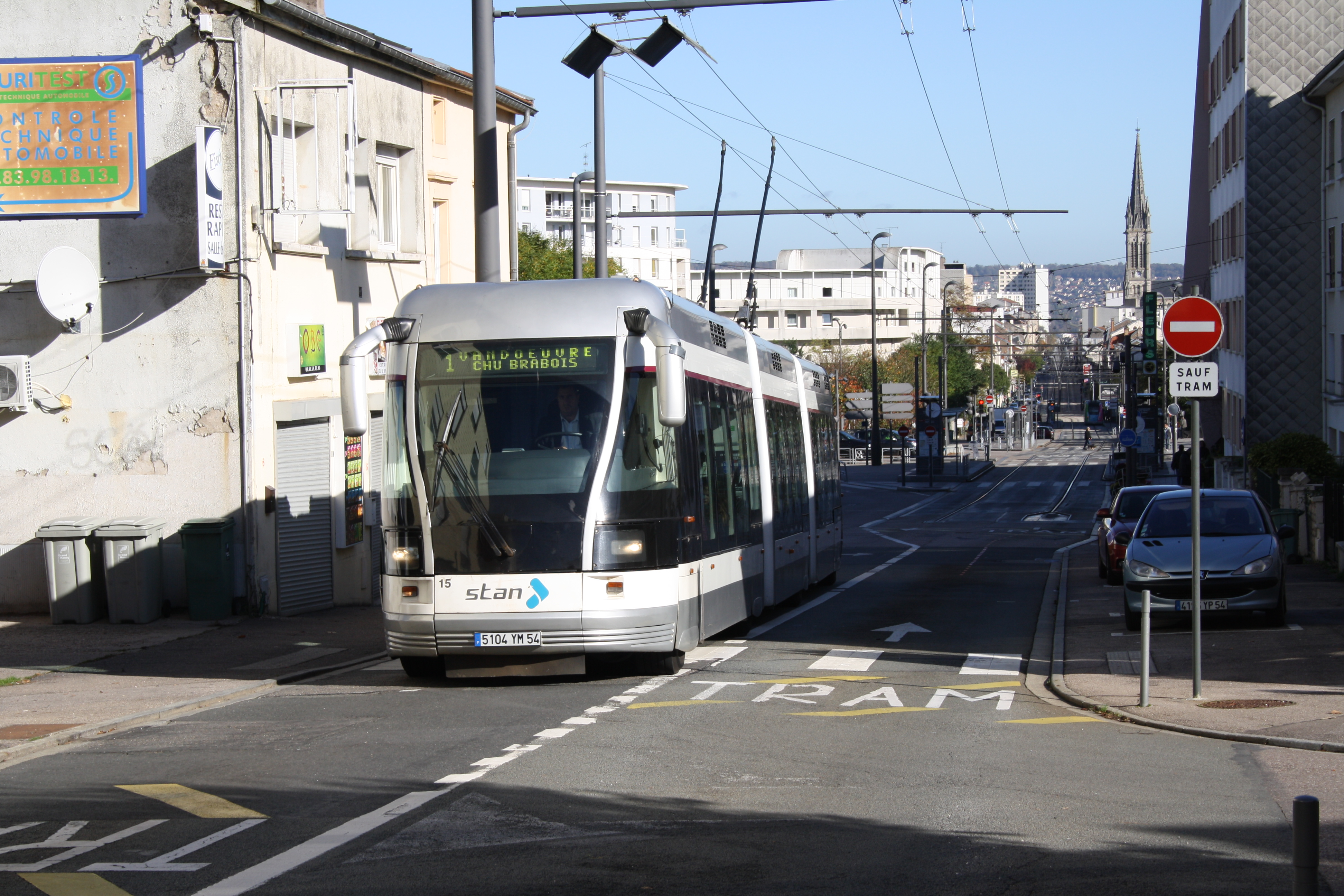
… und Betrieb ohne Führungsschiene in den Außenbezirken
Spurführungsprinzip beim System TVR
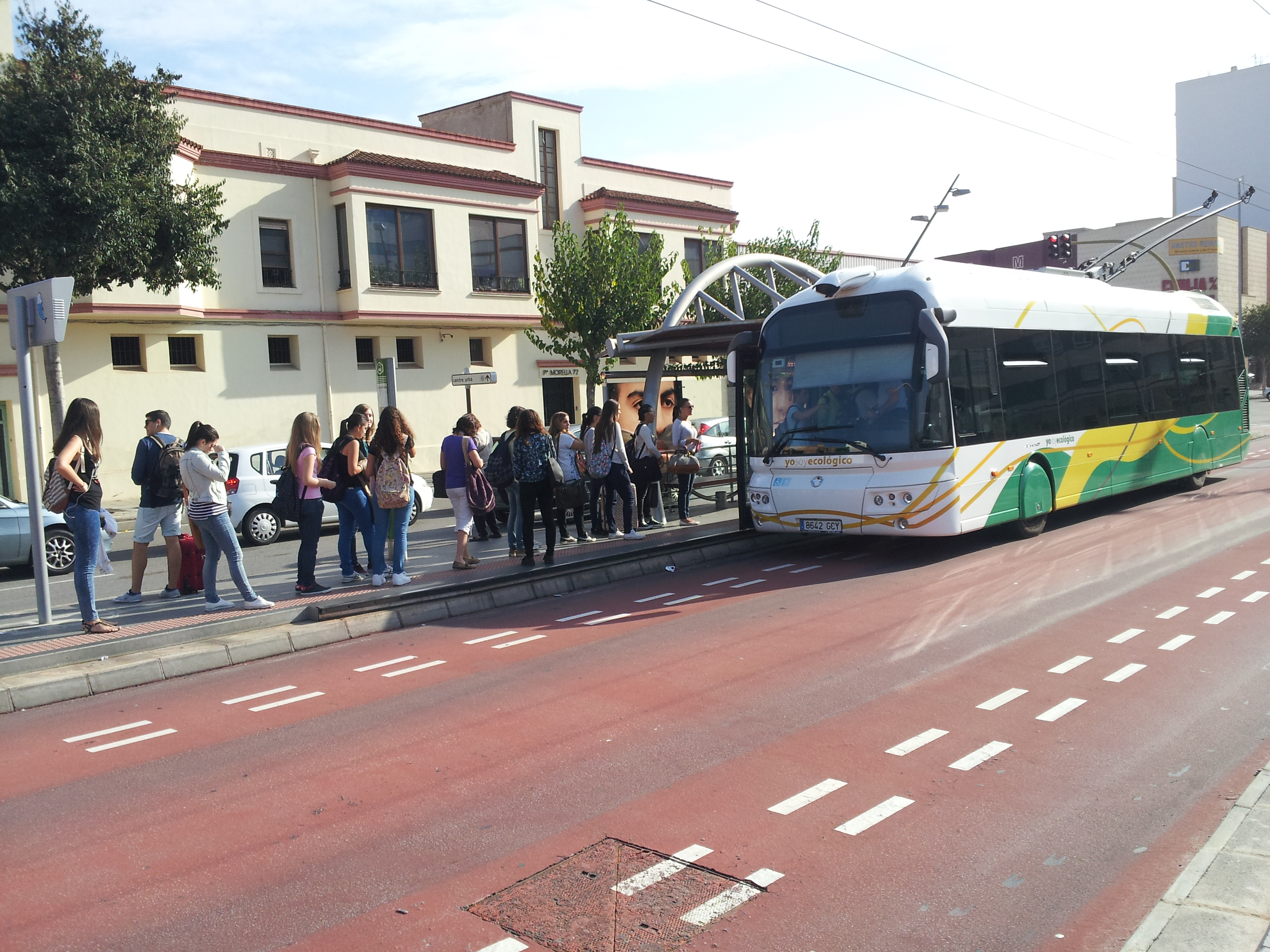
Optische Spurführung in Castellón de la Plana
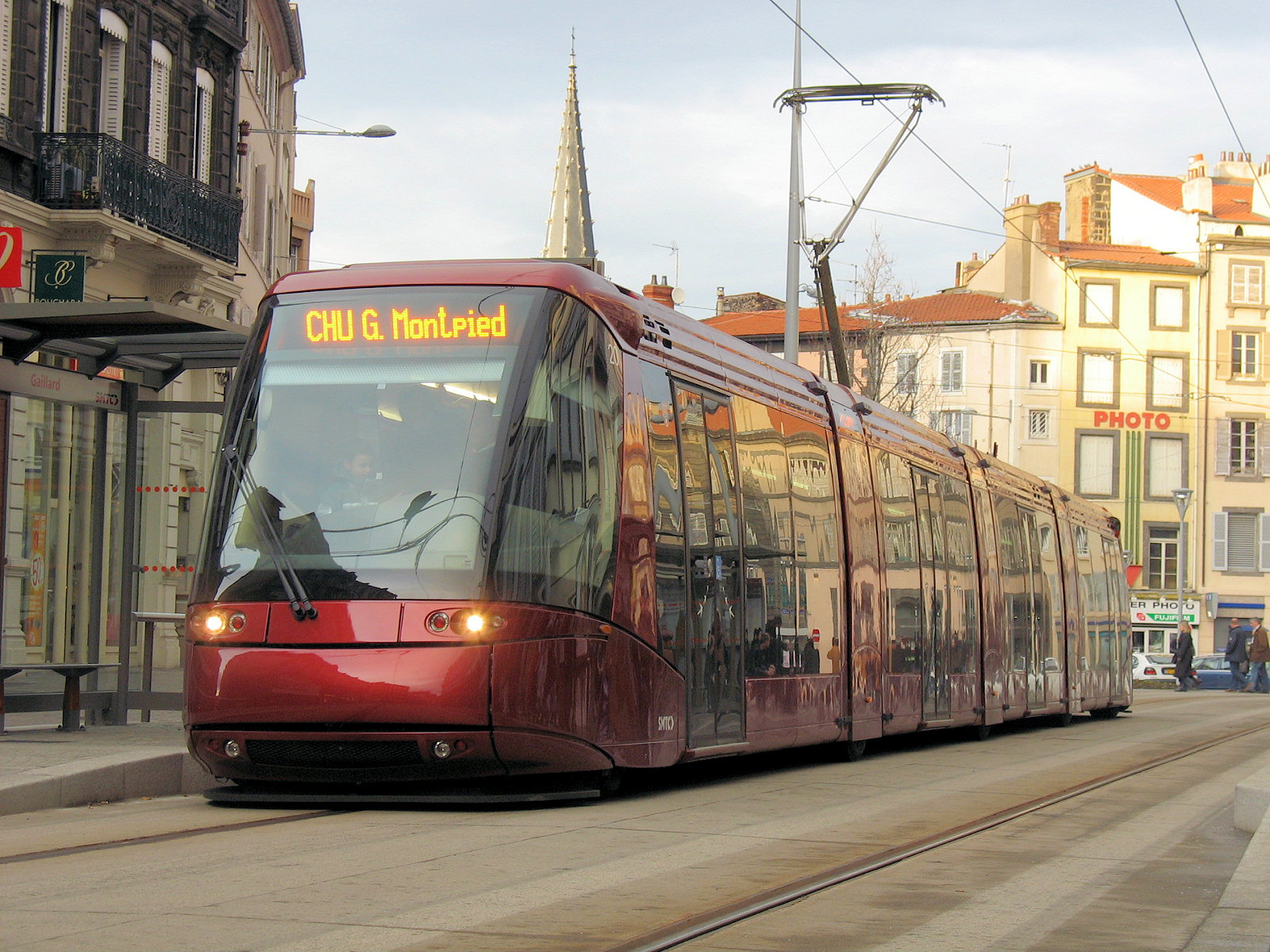
Das ausschließlich spurgeführte System Translohr stellt zwar eine Weiterentwicklung des TVR-Systems dar, hat jedoch mit einem klassischen Oberleitungsbus nur noch sehr wenig gemeinsam

### Doppelgelenkwagen ohne Spurführung

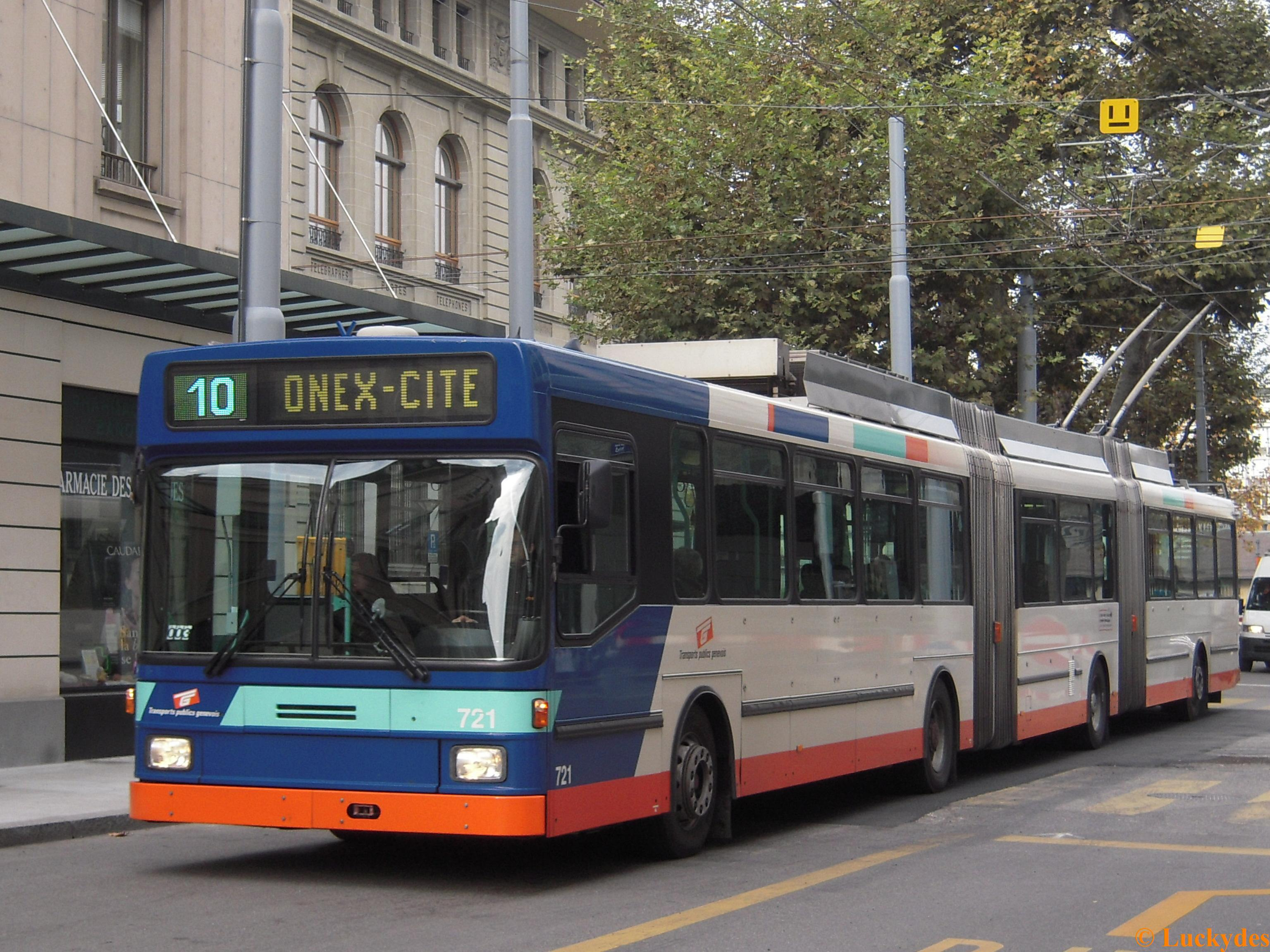
Genfer Prototyp aus dem Jahr 2004

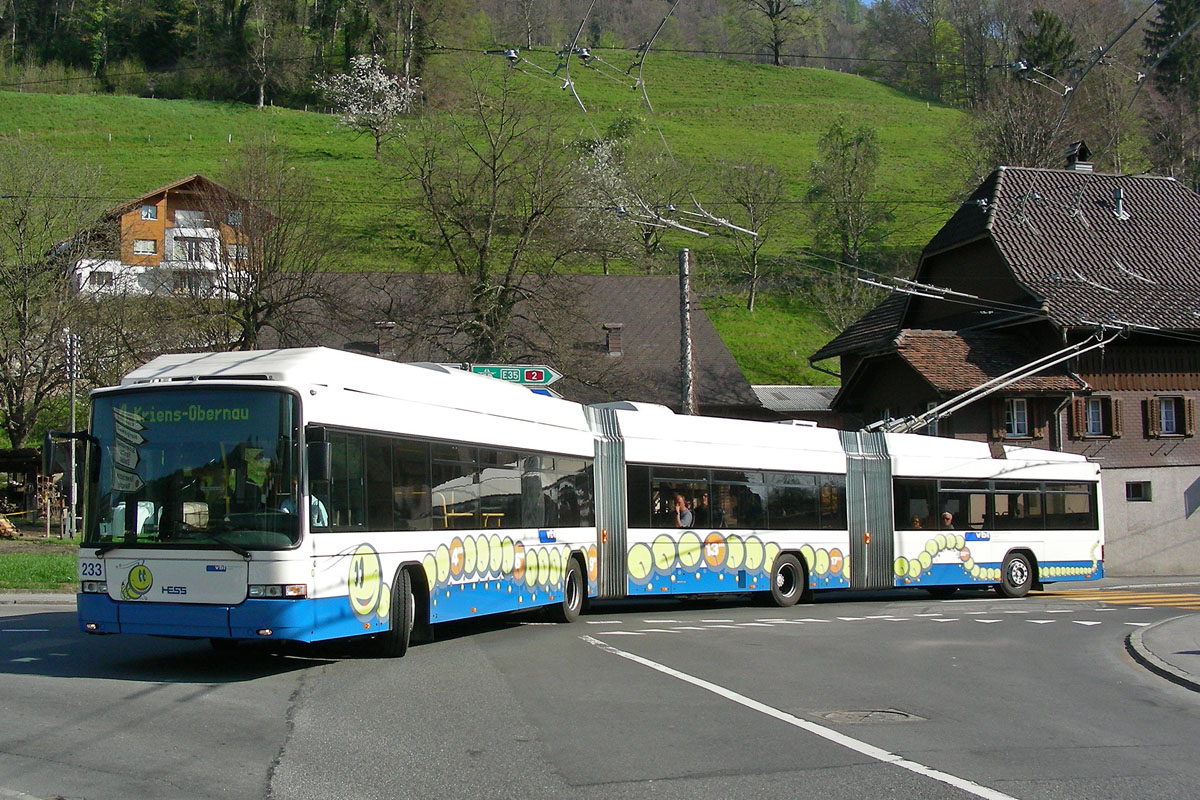
Ein lighTram-Serienwagen in Luzern

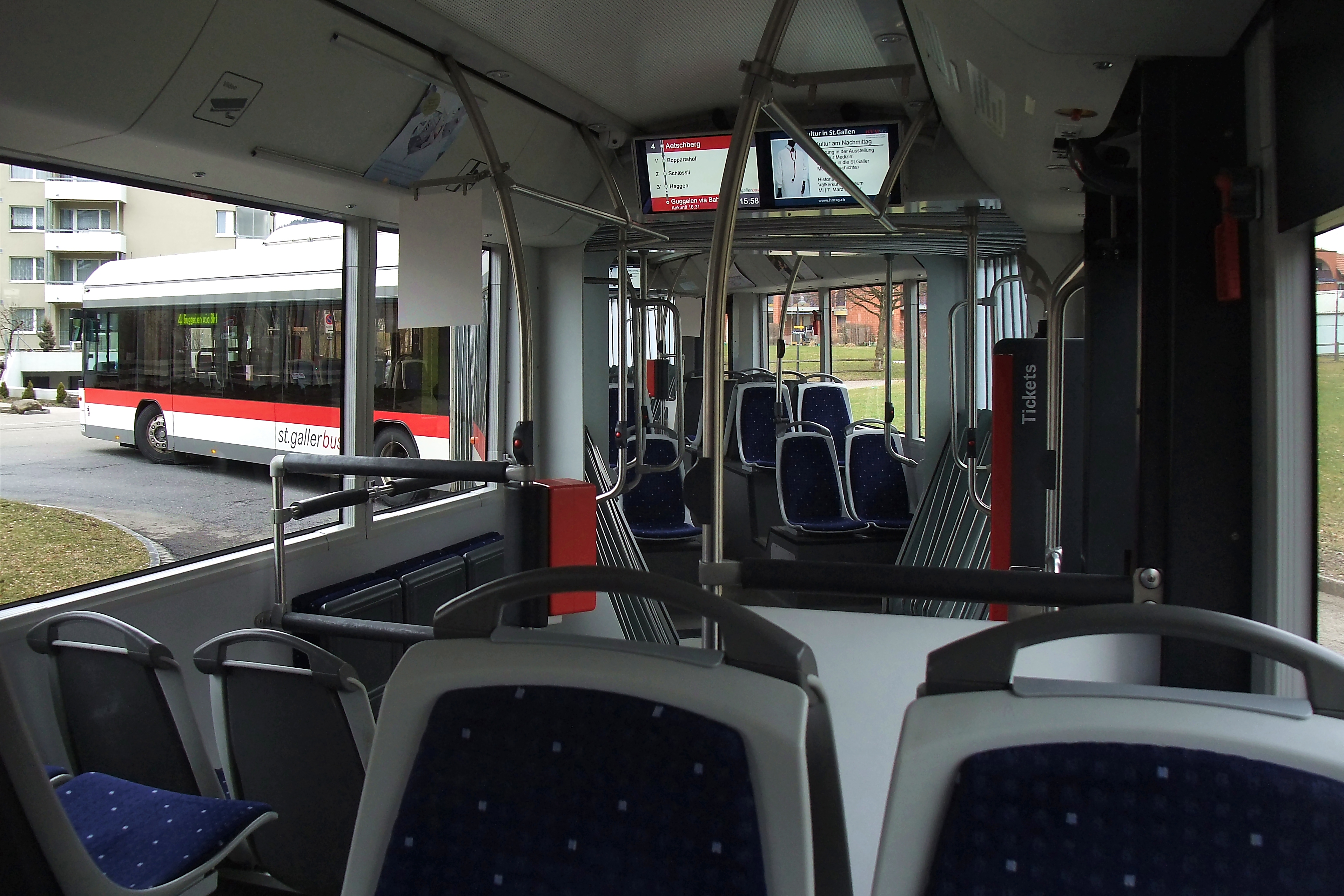
Innenansicht eines St. Galler lighTrams

Analog zu Doppelgelenkomnibussen entstanden vereinzelt auch dreiteilige Oberleitungsbusse ohne Spurführung, in der Schweiz auch Megatrolley(bus), DGT für Doppelgelenktrolley(bus) oder Longo genannt. Größter Vorteil dieses Konzepts ist die höhere Kapazität bei gleichbleibendem Personalbedarf, Investitionen in die Spurführung entfallen. Problematisch sind bei Doppelgelenkwagen ohne Spurführung hingegen die Wendigkeit und die Länge der Fahrzeuge. Für den planmäßigen Einsatz mussten beispielsweise in Zürich einzelne Haltestellen umgebaut werden.
Den weltweit ersten Doppelgelenktrolleybus testete in den 1980er Jahren die Verkehrsgesellschaft der rumänischen Hauptstadt Bukarest. Hierbei handelte es sich um den 1988 in den eigenen Werkstätten entstandenen Prototyp mit der Typenbezeichnung MEGA, der aus einem 1980 gebauten gewöhnlichen zweiteiligen Gelenkwagen entstand. Er trug die Betriebsnummer 7091 und ging 1999 außer Betrieb.
Während sich das Prinzip in Rumänien nicht durchsetzen konnte, setzten später andere Länder auf solche Fahrzeuge:
| Stadt      | Anzahl | Typ                   | Hersteller | Baujahr   | Bemerkungen |
| ---------- | ------ | --------------------- | ---------- | --------- | --- |
| São Paulo  | 01     | Fura-fila             | Marcopolo  | 2000      | Prototyp, abschnittsweise spurgeführt                                                                           |
| Nancy      | 25     | TVR                   | Bombardier | 2000      | abschnittsweise spurgeführt, 2023 ausgemustert                                                                  |
| Genf       | 01     | BGT-N                 | Hess       | 2004      | Prototyp, auf Basis eines Spenderwagens des Baujahrs 1993 zum Doppelgelenkwagen erweitert, 2016 ausgemustert    |
| St. Gallen | 01     | BGGT 5-25             | Hess       | 2005      | Prototyp, auf Basis eines Spenderwagens des Baujahrs 1991 zum Doppelgelenkwagen erweitert, seit 2016 abgestellt |
| Genf       | 11     | lighTram              | Hess       | 2005/2006 | |
| Luzern     | 29     | lighTram              | Hess       | 2006/2017 | |
| Zürich     | 31     | lighTram              | Hess       | 2007–2014 | |
| St. Gallen | 07     | lighTram              | Hess       | 2009      | |
| Malatya    | 18     | Trambüs               | Bozankaya  | 2014–2017 | ein Wagen 2015 ausgebrannt                                                                                      |
| Linz       | 20     | Exqui.City 24 trolley | Van Hool   | 2017–2019 | |
| Bern       | 14     | lighTram              | Hess       | 2018/2019 | |
| Winterthur | 11     | lighTram              | Hess       | 2022      | |
| Nancy      | 25     | lighTram              | Hess       | 2024      | |

Entsprechende Pläne des Unternehmens Škoda – die Arbeitstitel dieser Projektstudien lauteten 19Tr, 20Tr und 23Tr – wurden hingegen nicht verwirklicht.

### Tunnelstrecken
In manchen Städten verkehren Oberleitungsbusse im Tunnel, ähnlich einer U-Bahn beziehungsweise Unterpflasterstraßenbahn. Von Vorteil ist hierbei der abgasfreie Betrieb im Vergleich zu Dieselbussen, insbesondere, wenn Tunnelhaltestellen passiert werden, an denen Fahrgäste warten. Ebenso vorteilhaft ist das problemlose Bezwingen von Tunnelrampen.
Bei der Essener Verkehrs-AG (EVAG) verkehrten die Duo-Busse auf den beiden CityExpress-Linien CE 45 und CE 47 vom 9. November 1991 bis zum 24. September 1995 spurgeführt durch die unterirdische Ost-West-Spange und bedienten dort auch die vier Zwischenstationen. Der Gleiskörper war entsprechend mit Holzbohlen ausgestattet. Das System erwies sich als anfällig für Betriebsstörungen, immer wieder übertrugen sich die durch die Belastung der Bohlen hervorgerufenen Schwingungen auf die Stromabnehmer. Dies wiederum führte zum Abreißen der Fahrdraht-Aufhängungen, damit war der Tunnel auch für die dort verkehrenden Bahnen unpassierbar.
Der Oberleitungsbus Cambridge und der Oberleitungsbus Boston in den Vereinigten Staaten besaßen ebenfalls je einen Streckenabschnitt im Tunnel mit einer bzw. drei Tunnel-Stationen. Während der etwa zwei Kilometer lange Tunnel in Boston 2004 eigens für Oberleitungsbusse eröffnet wurde, war der sogenannte Harvard Bus Tunnel ein ehemaliger Straßenbahntunnel, der zuletzt gemeinsam von Oberleitungsbussen und Omnibussen befahren wurde.
In Seattle wurde der 2,1 Kilometer lange Downtown Seattle Transit Tunnel von September 1990 bis September 2005 mit Duo-Bussen im elektrischen Betrieb befahren. Danach wurde der Tunnel einschließlich der Elektrifizierung für die Stadtbahn Seattle umgebaut. Ab 2007 erfolgte ein Mischbetrieb von Niederflur-Stadtbahnen und Duo-Bussen, die im Tunnel die Bahnsteige gemeinsam bedienten. Seit März 2019 fahren ausschließlich Stadtbahnen in dem Tunnel. Im Gegensatz zum Essener Spurbus-Tunnel setzte man in Seattle auf Rillenschienen, die eine geschlossene Fahrbahndecke für die Duo-Busse ermöglichten.
Ein weiterer Trolleybustunnel mit fünf Tunnelstationen bestand von 1976 bis 1988 im mexikanischen Guadalajara. Hierbei handelte es sich um eine Notlösung – der etwa fünf Kilometer lange Tunnel war ursprünglich für eine U-Bahn vorgesehen, diese konnte aus Kostengründen nicht realisiert werden. Seit 1988 wird die Anlage von einer Stadtbahn genutzt.
Ferner waren auch die letzten beiden japanischen Betriebe Murodō–Daikanbō und Ogizawa–Kurobedamu
komplett beziehungsweise fast komplett unterirdisch trassiert. In beiden Fällen handelt bzw. handelte es sich dabei um bergmännisch aufgefahrene Tunnel im Gebirge. Erwähnenswert ist in diesem Zusammenhang außerdem noch der 388 Meter lange Hataitai-Tunnel in Wellington. Er wurde 1907 als Straßenbahntunnel eröffnet und ab 1963 nur noch von Trolleybussen und Omnibussen benutzt, seit 2017 allerdings nur noch von letzteren. Die beiden Tunnelbetriebe in Japan gehörten ferner zu den weltweit letzten einspurig betriebenen Obus-Strecken. Der Tunnel in Neuseeland wiederum wies aus Profilgründen als Besonderheit eine aus drei Fahrdrähten für beide Fahrtrichtungen bestehende Oberleitungskonstruktion auf, dabei teilten sich beide Richtungen den mittleren Draht.

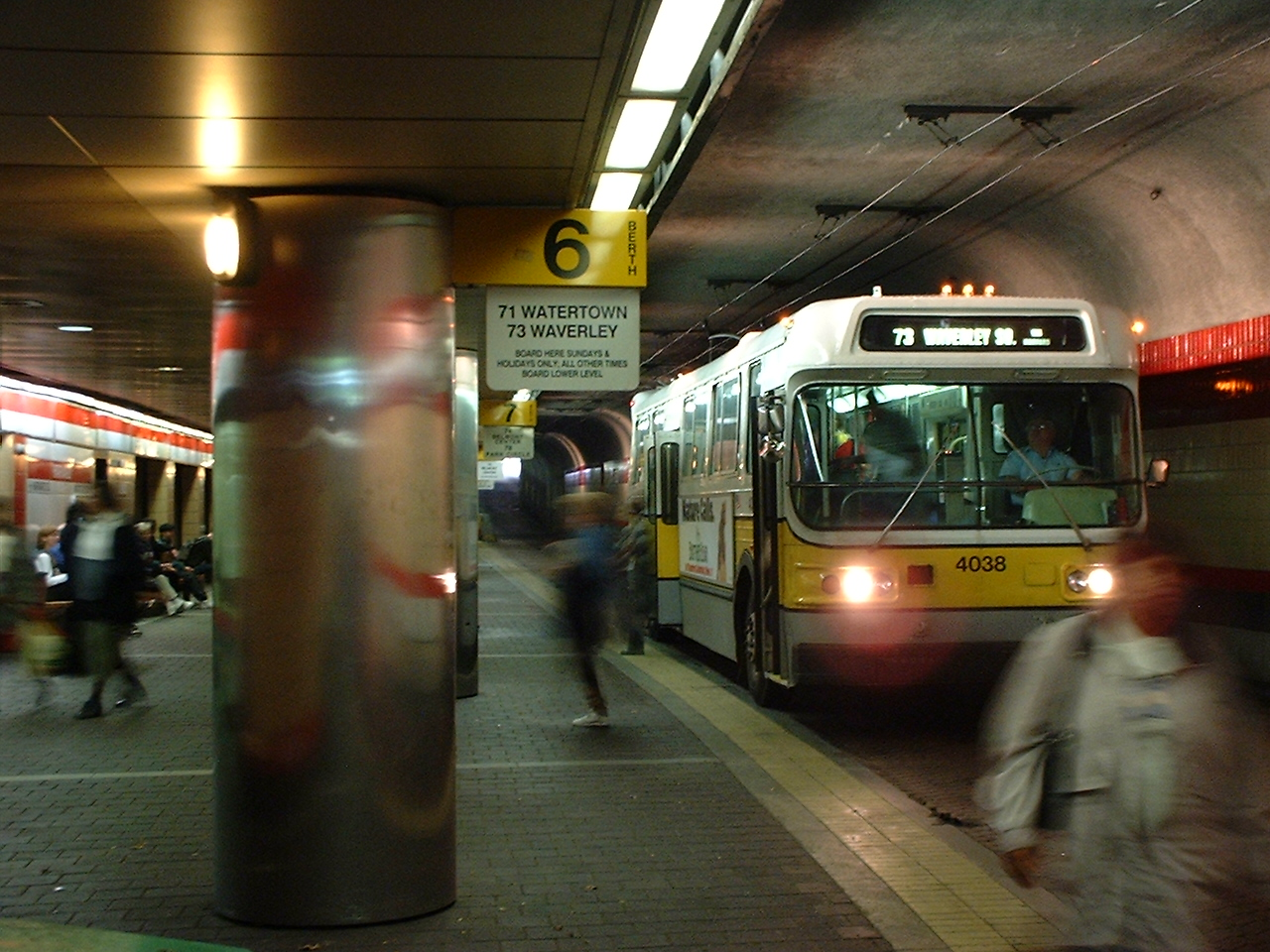
Cambridge: ein Obus im Harvard Bus Tunnel
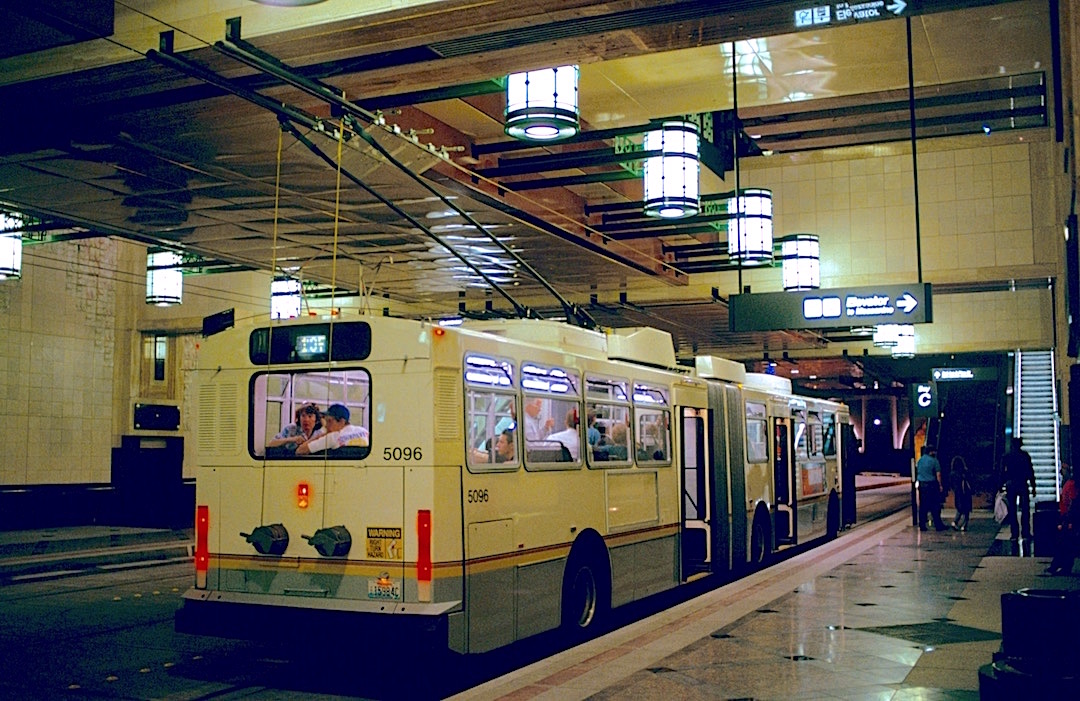
Der Downtown Seattle Transit Tunnel im Eröffnungsjahr 1990
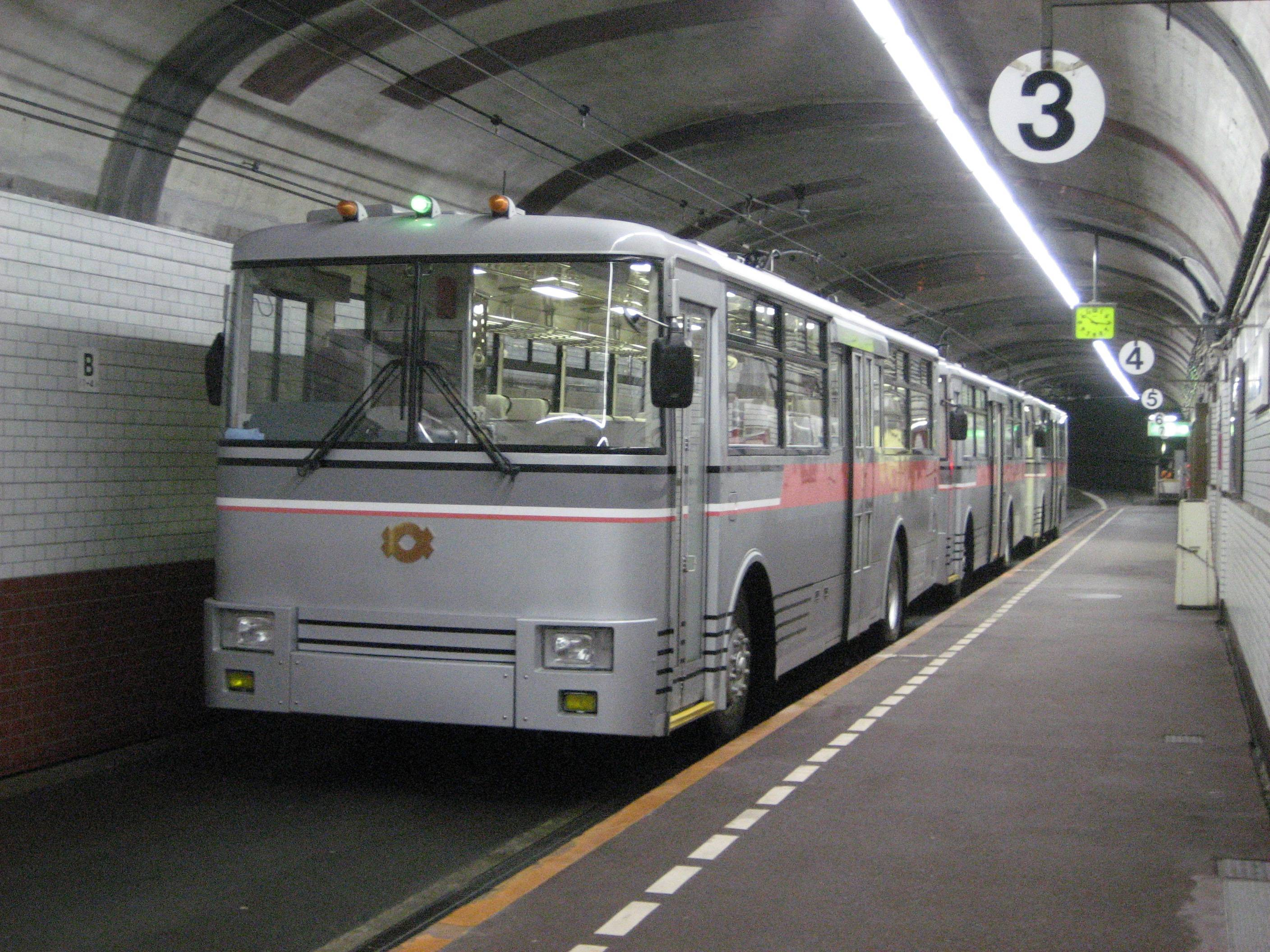
Kurobe-Talsperre: drei Oberleitungsbusse in der Endstation im Tunnel
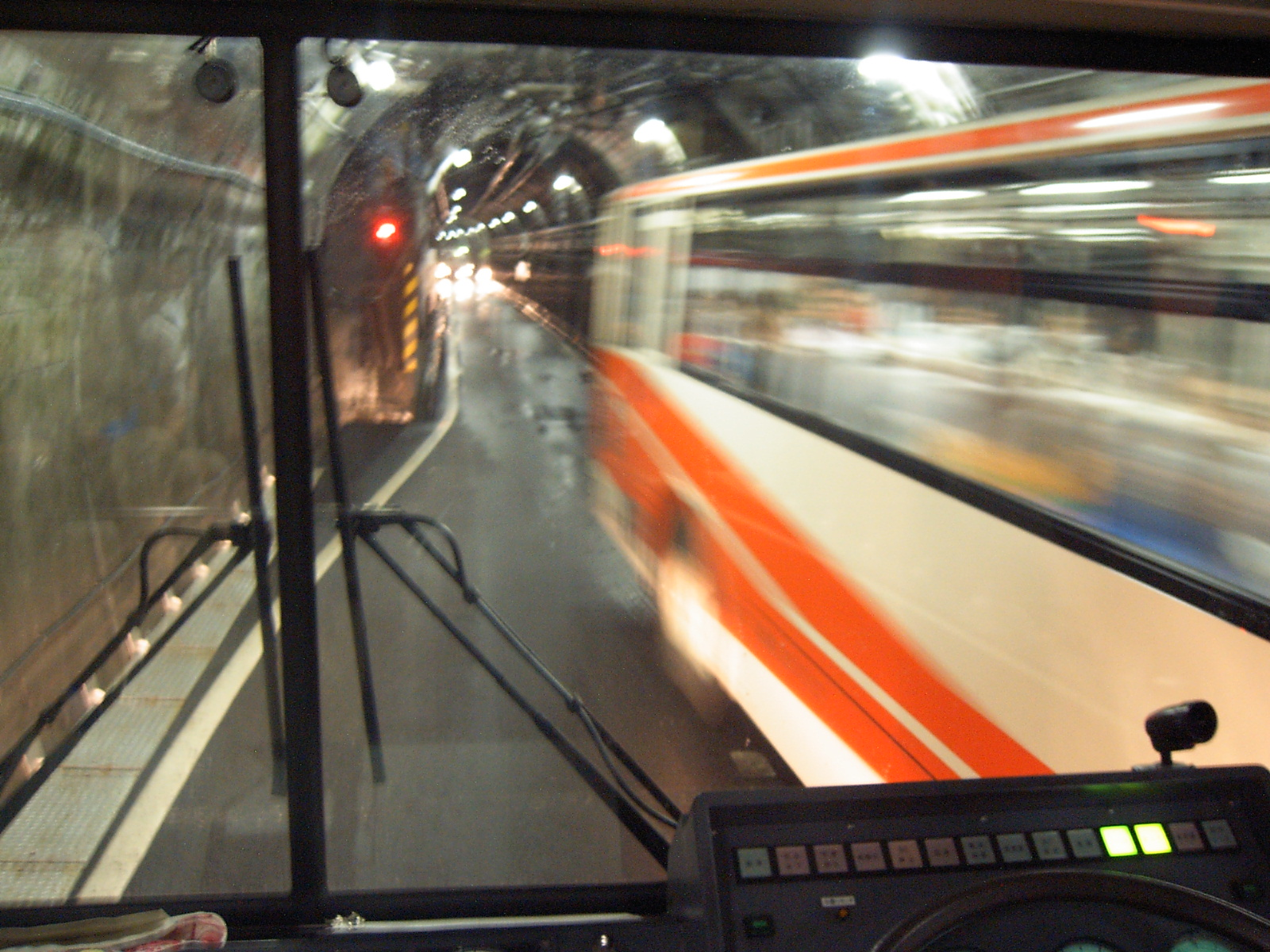
Signalisierte Ausweiche auf der Tunnelstrecke Murodō–Daikanbō
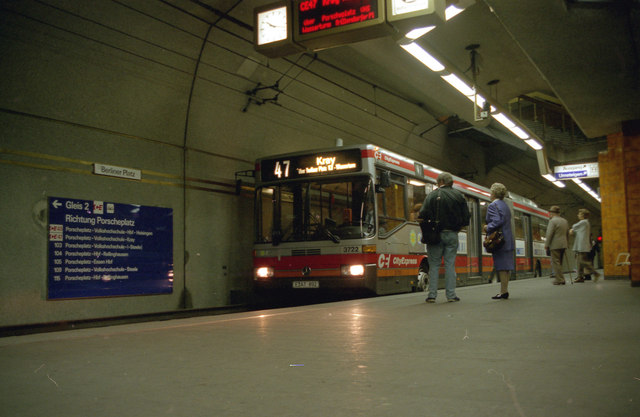
Tunnelbetrieb in Essen
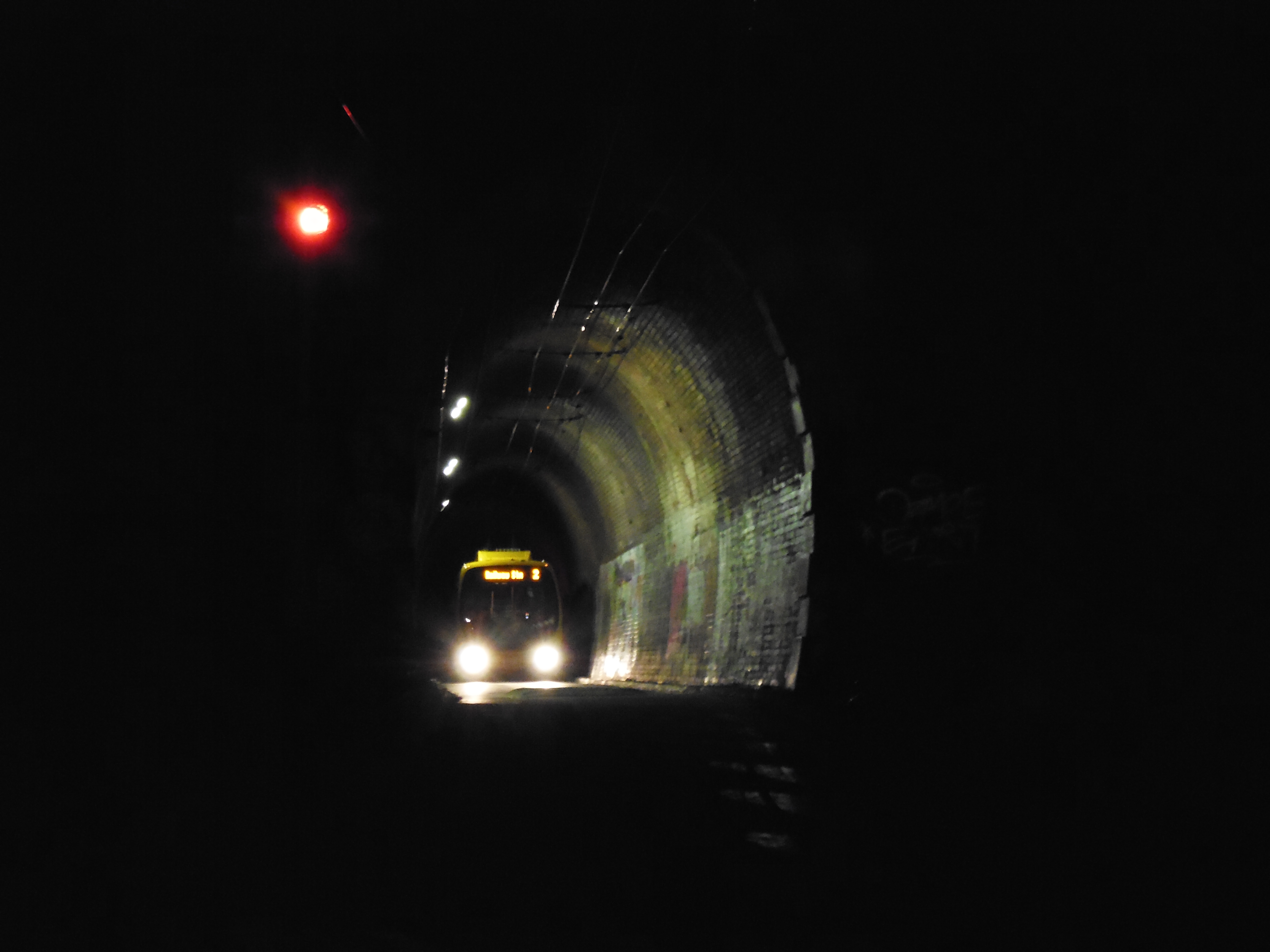
Der Hataitai-Tunnel in Wellington mit zusammen drei Fahrdrähten für beide Richtungen

### Bussteige und Sondertrassen
Analog zu den sogenannten Bus-Rapid-Transit-Systemen, abgekürzt BRT, setzen auch einige Obus-Betriebe auf erhöhte Bussteige. Diese ermöglichen – vergleichbar den Hochbahnsteigen im Schienenverkehr – selbst bei älteren Hochflurwagen einen schnellen und barrierefreien Fahrgastwechsel. Der Ein- und Ausstieg erfolgt somit, ähnlich wie bei modernen Bahnen, stufenlos. Solche Systeme existieren bzw. existierten:
- in Ecuador beim Oberleitungsbus Quito
- in Venezuela beim Oberleitungsbus Mérida, im Juni 2016 auf Dieselbusbetrieb umgestellt
- in der Türkei beim Oberleitungsbus Malatya
- in der Volksrepublik China bei den Linien BRT1, BRT2 und BRT3 in Peking sowie bei der Linie 71 in Shanghai

Alle diese Betriebe verwenden ausschließlich erhöhte Bussteige. Ein weiteres solches System entstand im ebenfalls venezolanischen Barquisimeto, dieses kam jedoch über einen kurzen Probebetrieb in den Jahren 2012 und 2013 nicht hinaus und wurde letztlich als reines Dieselbussystem realisiert. Teilweise handelt es sich bei den Haltestellen um mittige Bussteige in Insellage, vergleichbar den Mittelbahnsteigen im Schienenverkehr. Deshalb verkehren die Trolleybusse bei manchen BRT-ähnlichen Systemen – komplett oder zumindest abschnittsweise – im Linksverkehr, das heißt entgegen der üblichen Fahrordnung in den betreffenden Ländern. Dies erfolgt auf eigenen Sonderspuren und somit unabhängig vom übrigen Straßenverkehr. Ferner verfügen die Haltestellen dieser Systeme in der Regel über spezielle Zugangssperren zur Fahrkartenkontrolle. Zusätzlich sind – analog zu vielen U-Bahn-Systemen – Schiebetüren zwischen Bussteig und Fahrzeug vorhanden, die sich erst bei Ankunft eines Fahrzeugs öffnen.
Darüber hinaus bedienten früher auch die Oberleitungsbusse der EVAG in Essen, der MBTA in Cambridge und der SPT in São Paulo vereinzelt erhöhte Bussteige in Insellage. Hierzu besaß ein Teil der Wagen in den drei Städten zusätzliche linksseitige Einstiege ohne Trittstufen.
Eine Sonderstellung nehmen die Linien des mexikanischen „Trolebús Elevado“ ein. Seit 2020 wird der Obus-Betrieb in Mexiko-Stadt durch unabhängig auf einem eigenen Viadukt geführte Strecken ergänzt. Die Viadukte aus Betonfertigteilen sind durchschnittlich 7–10 Meter hoch und nehmen zwei rund 3,5 Meter breite Busspuren auf. Die 2022 eröffnete Linie 10 ist 7,6 Kilometer lang und vollständig kreuzungsfrei trassiert. Die elf Stationen befinden sich in Mittellage. Um die auf dem übrigen Netz weit verbreiteten Yutong-Batterie-Obusse einsetzen zu können, wird im Linksverkehr gefahren.

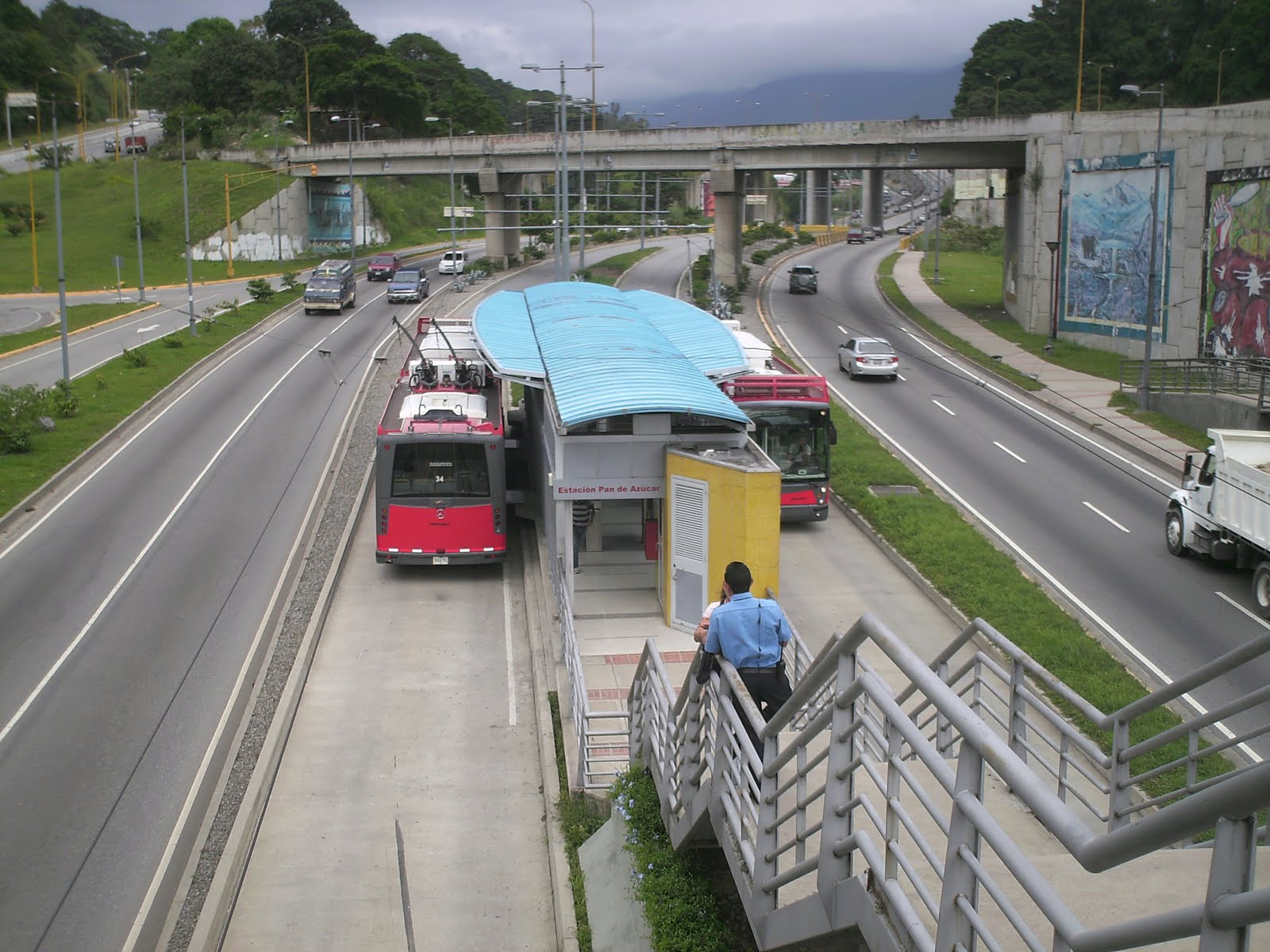
Mérida: Linksverkehr auf abgetrennter Sondertrasse mit erhöhtem Bussteig in Insellage sowie Zugangssperre
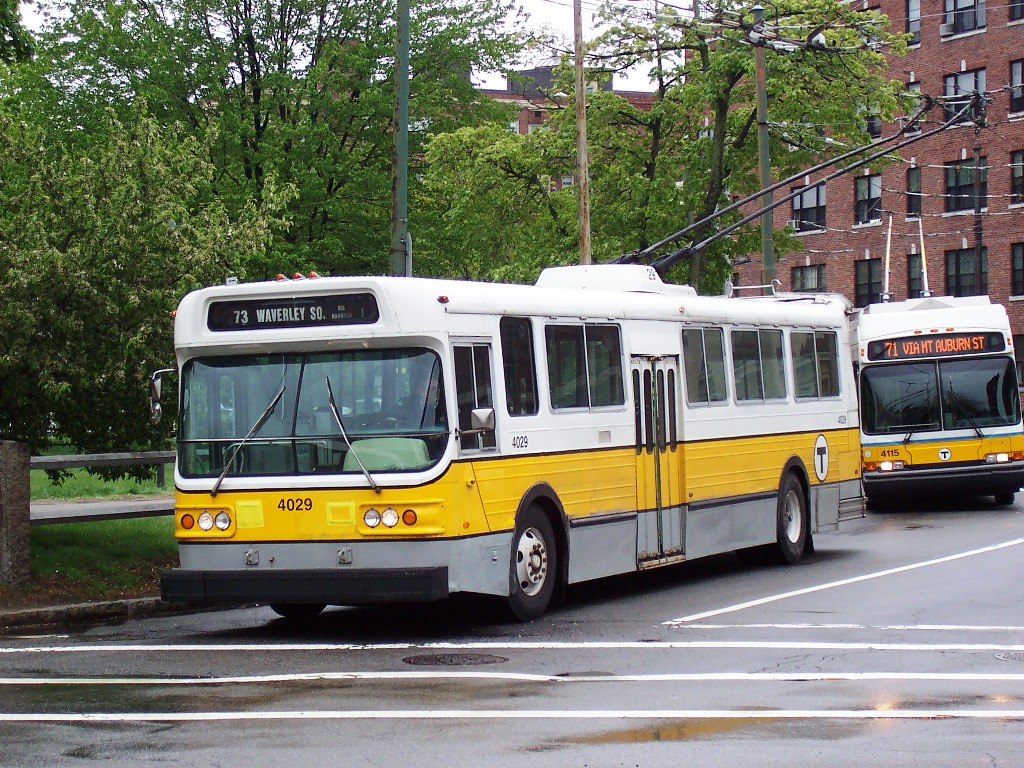
Cambridge: ein Obus mit zusätzlichem linksseitigem Einstieg
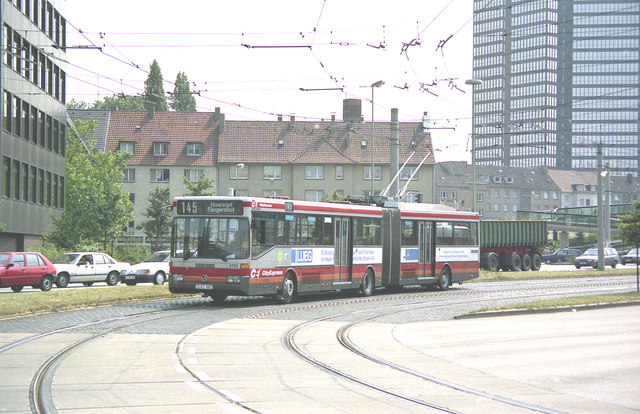
Essener Duo-Bus mit zusätzlichen Türen auf der linken Seite
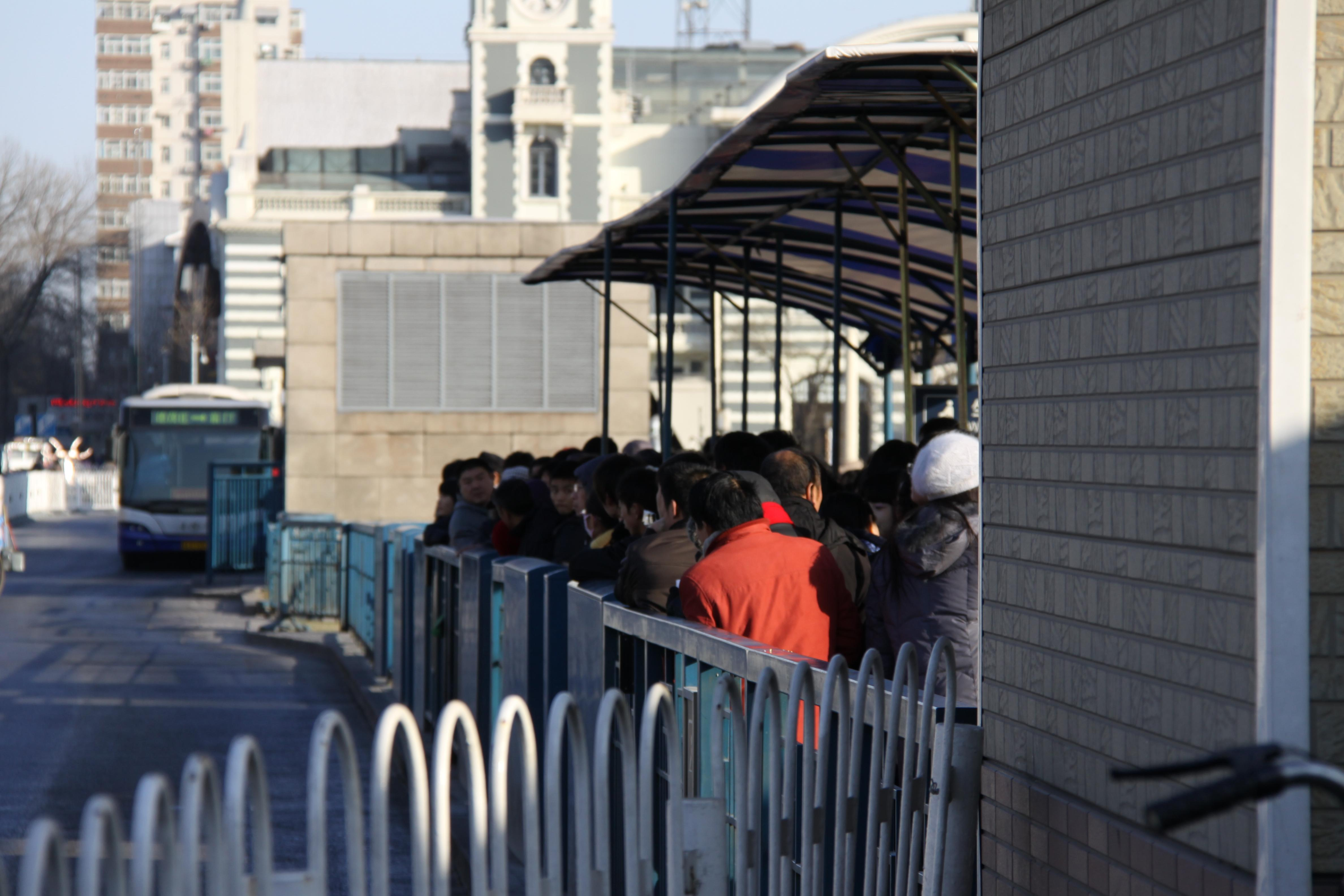
Bauliche Trennung zwischen Bussteig und Trasse mit hüfthohen Türen bei der Linie BRT1 in Peking, hier allerdings noch vor Elektrifizierung dieser Route
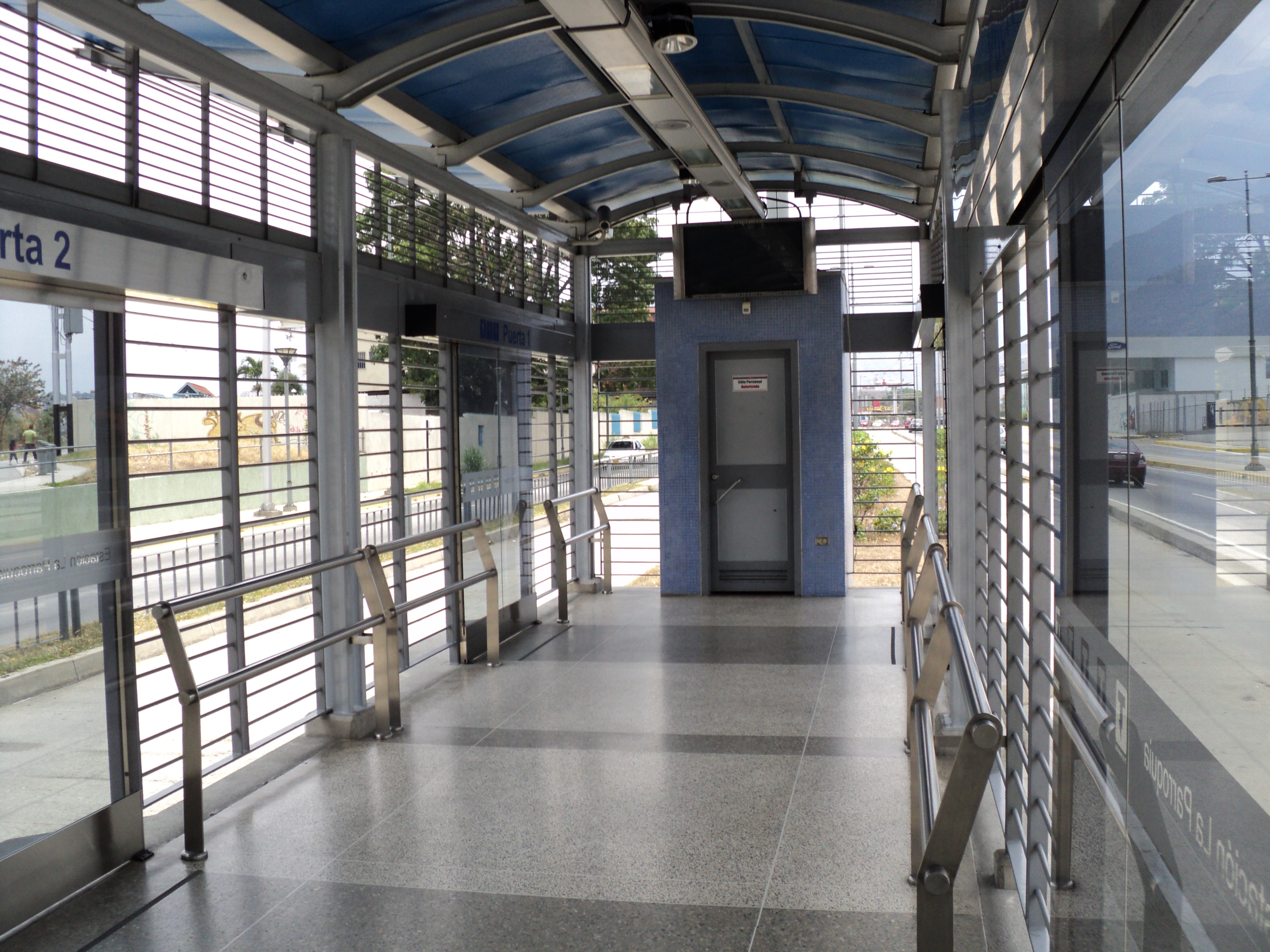
Vollständig geschlossene Haltestelle mit hohen Abgrenzungstüren in Mérida
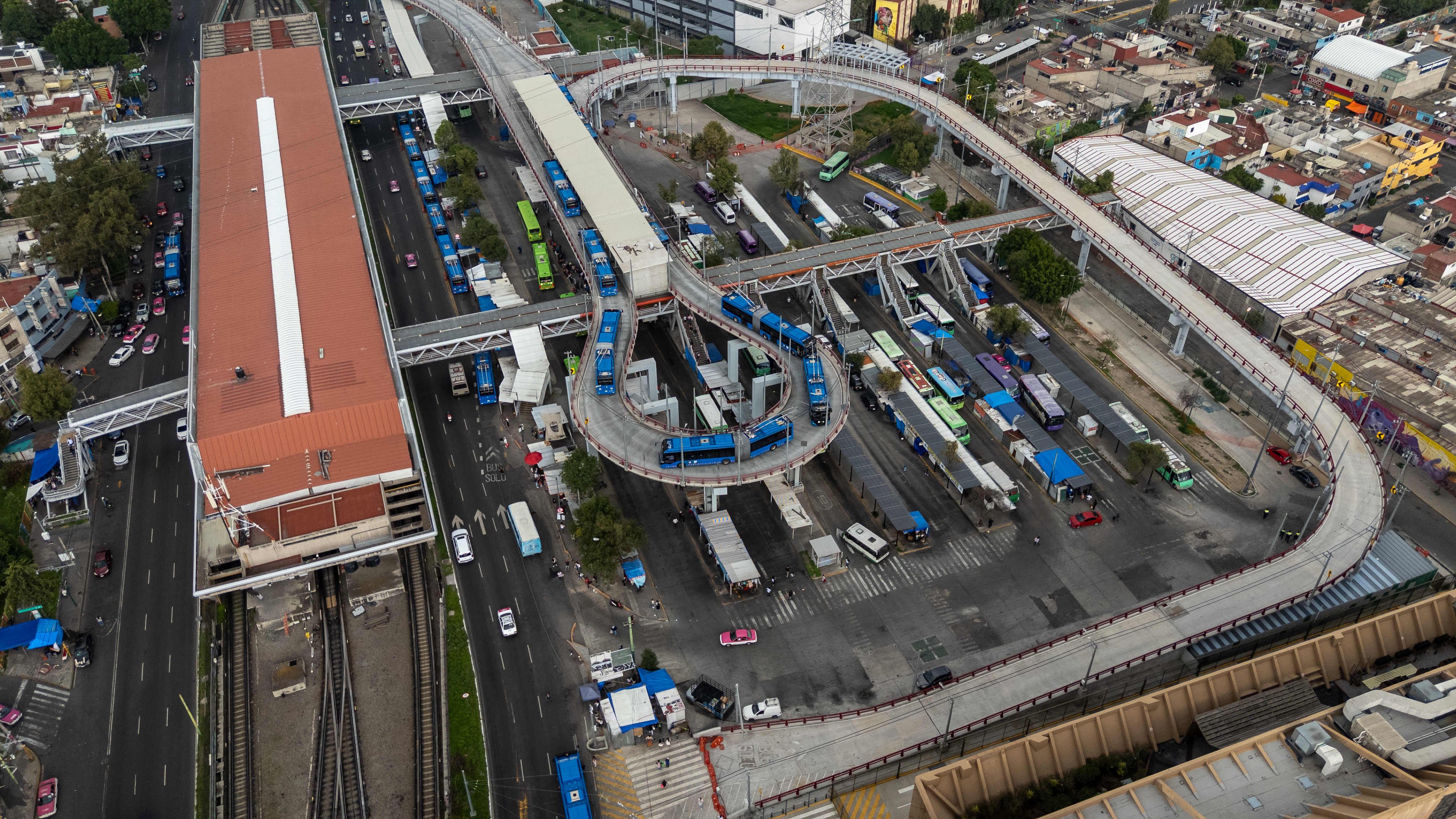
Wendeschleife in Hochlage in Mexiko-Stadt
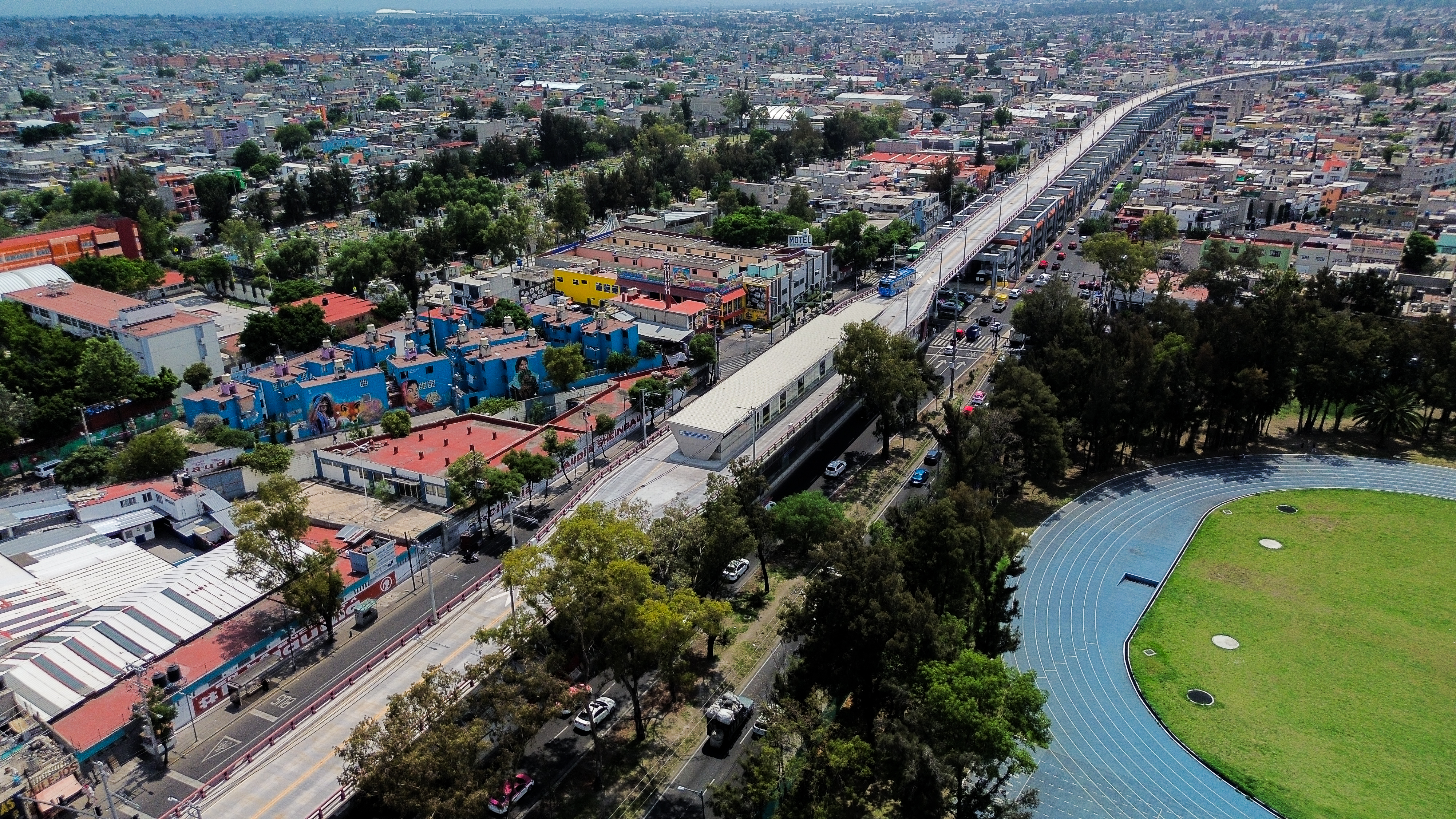
Kreuzungsfreie Obustrasse in Mexiko-Stadt

### Radnabenmotoren

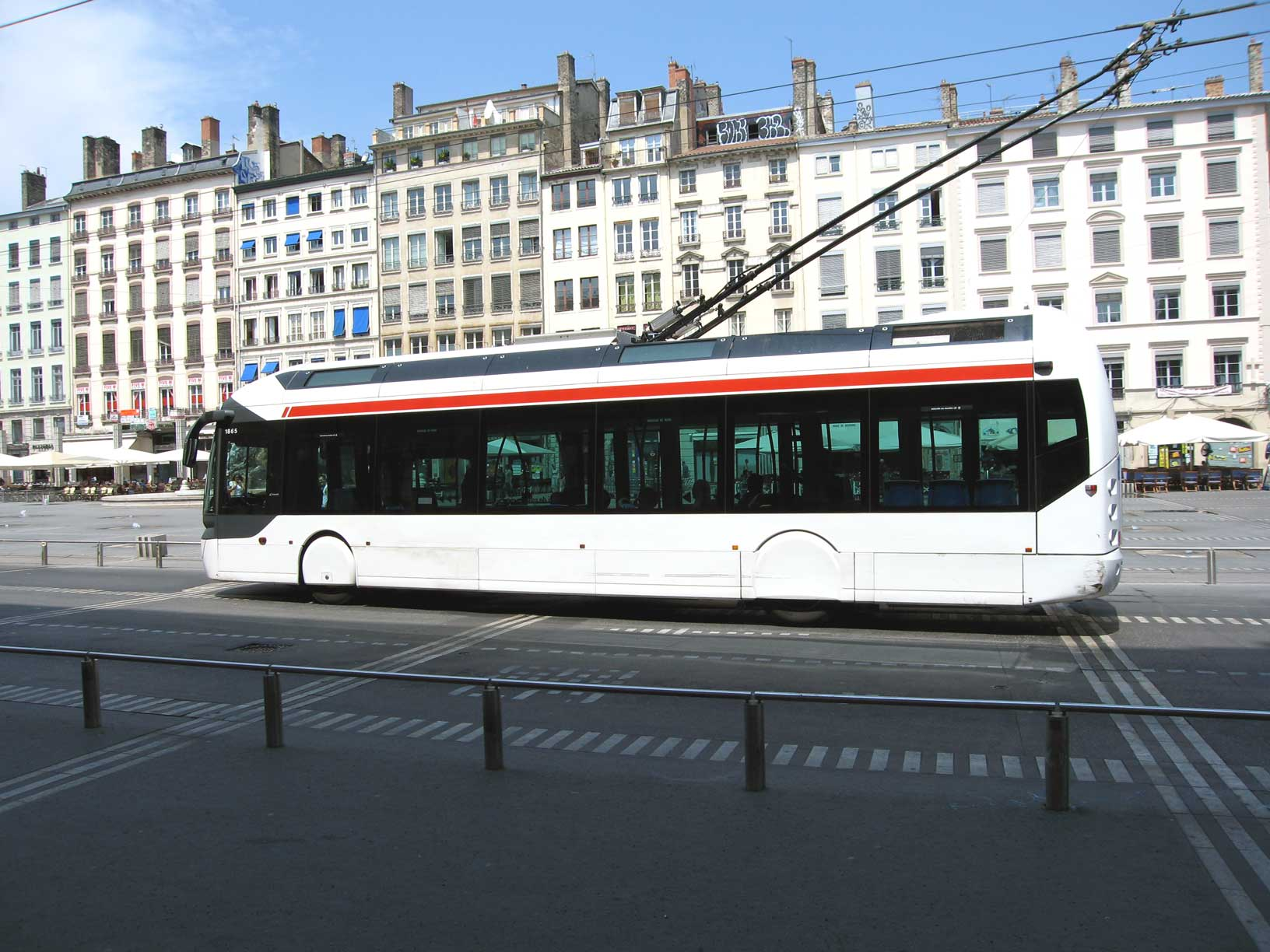
Lyon: Cristalis-Obus mit Radnabenmotoren

Bereits in der Frühzeit des Oberleitungsbusses waren Radnabenmotoren bei den Systemen Mercédès-Électrique-Stoll (ab 1907) und Lloyd-Köhler (ab 1910) Standard. Die letzten derartigen Wagen verkehrten 1938 in Wien.
In jüngerer Zeit griff der Hersteller Neoplan dieses Konzept in Basel (ab 1992) und in Lausanne (ab 1999) wieder auf. Ebenso Mercedes-Benz mit dem 1996 vorgestellten Prototyp O 405 GNTD sowie die Firma Irisbus mit dem vergleichsweise weit verbreiteten Typ Cristalis.
Der Grund dafür, dass diese Technik heute wieder eingesetzt wird, ist, dass Radnabenmotoren durch ihre sehr kompakte Bauweise Fahrzeuge mit hohem Niederfluranteil und wenigen oder gar keinen Podesten ermöglichen. Dabei können bei einem Gelenkwagen bis zu vier Radnabenmotoren gleichzeitig zum Einsatz kommen, welche die zweite und die dritte Achse antreiben. Dadurch lassen sich die Fahrzeuge relativ stark motorisieren. Dies war beispielsweise bei den Basler Trolleybussen der Fall.
Diese Antriebstechnik ist allerdings mit Problemen verbunden und konnte sich daher bislang nicht flächendeckend durchsetzen. Zu den wesentlichen Nachteilen gehören die hohe Energiedichte, die zu Kühlungsproblemen führt, sowie die hohen Drehzahlen, die eine höhere Geräuschentwicklung zur Folge haben. Ferner sind Radnabenmotoren teurer und wartungsintensiver als gewöhnliche Elektromotoren, außerdem verbrauchen sie mehr Energie.

### Umbauten aus Dieselbussen

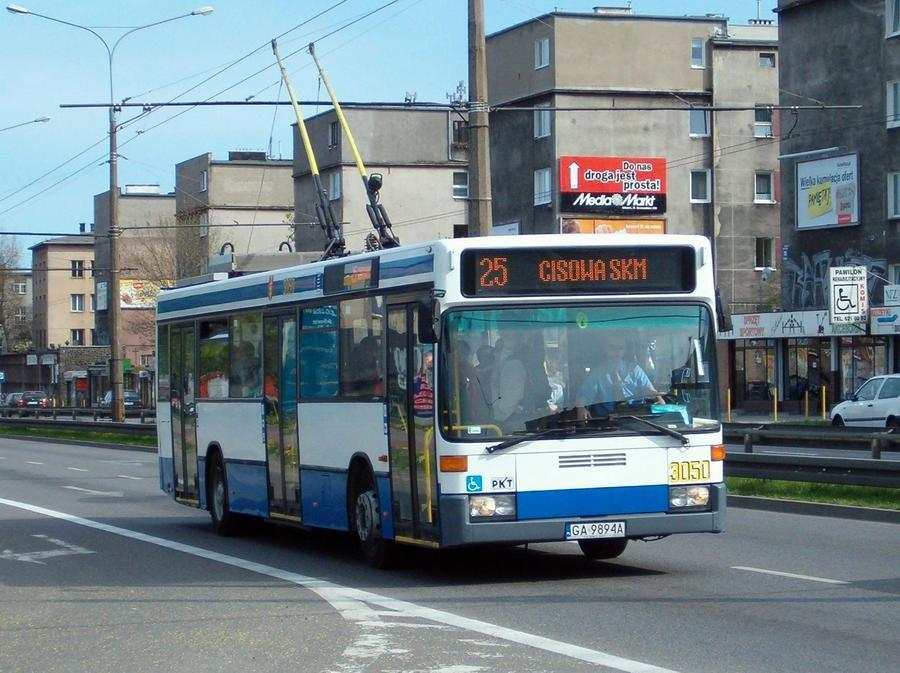
Ein umgebauter O 405 NE (ehemals O 405 N) in Gdynia, der Mercedes-Stern wurde aus markenrechtlichen Gründen entfernt

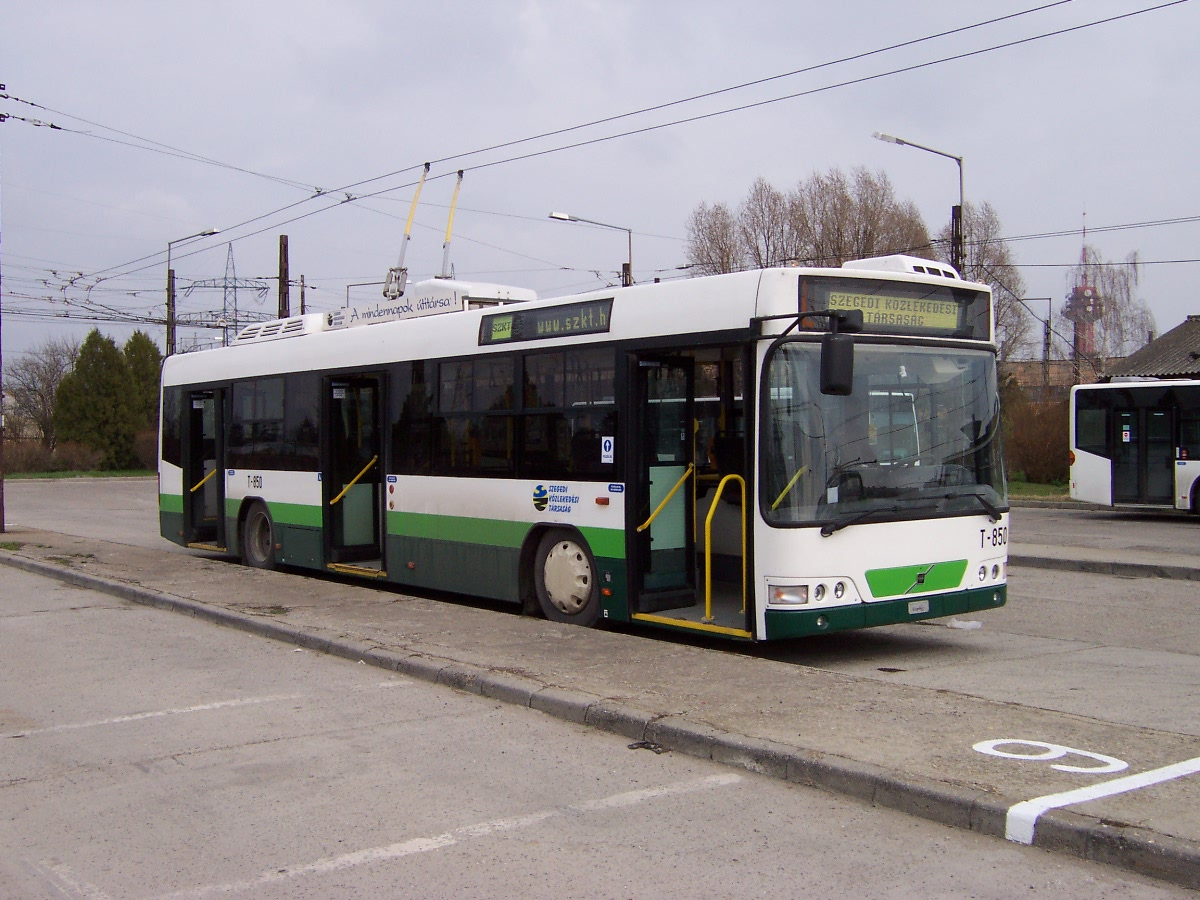
Volvo-Umbau-Obus in Szeged

Trotz ihrer konstruktiven Ähnlichkeiten werden Dieselbusse nur vergleichsweise selten zu Oberleitungsbussen umgebaut. Hauptgrund hierfür ist die fehlende Wirtschaftlichkeit solcher Vorhaben. Die geringe Restlebensdauer einer Dieselbus-Karosserie rechtfertigt nur in den seltensten Fällen die aufwändigen Umbauten, darunter die Verstärkung der Karosserie und der Dachkonstruktion, den Umbau des Motorträgers, die Verkabelung sowie die Isolation der Fahrgastzelle – insbesondere der Einstiege – außerdem die Anpassung der Antriebsachse, der Bremsanlage, der Servolenkung, der Heizung, der Lüftungsanlage, der Bordnetzversorgung und der Fahrzeugelektronik.
Dennoch bauen die Verkehrsbetriebe in der polnischen Stadt Gdynia und in der ungarischen Stadt Szeged seit 2004 in Eigenregie Dieselbusse zu Oberleitungsbussen um. Begünstigt wird dies durch die vergleichsweise geringen Lohnkosten in den beiden Ländern sowie das gute Know-how der betreffenden Werkstätten. In beiden Fällen handelt es sich um Fahrzeuge des Herstellers EvoBus, der selbst keine Oberleitungsbusse mehr anbietet, darunter bisher 28 O 405 N und zwei Citaro O 530 in Polen sowie sechs Citaro O 530 in Ungarn. Ferner baute man in Szeged schon 2004 einen Volvo-Solobus zu einem Obus um. Die Betriebe erhoffen sich davon Einsparungen bei der Ersatzteilbevorratung – diese kann gemeinsam mit den gleichartigen Dieselbussen der Spenderbaureihen erfolgen – sowie geringere Anschaffungskosten gegenüber serienmäßig hergestellten Oberleitungsbussen. Zudem kann auf diese Weise zeitgemäße Niederflurtechnik mit altbrauchbaren E-Ausrüstungen kombiniert werden.
In Polen hat der Umbau von Dieselbussen in Obusse eine gewisse Tradition. Bereits Anfang der 1990er Jahre entstanden auf diese Weise 13 Gelenk-Obusse, die auf dem Dieselbus des Typs Ikarus 280 basierten. Sie bekamen die Baureihenbezeichnung 280E und verkehrten in Gdynia (neun), Lublin (vier) und Słupsk (einer).
Aus ähnlichen Gründen bauten die Stadtwerke Kaiserslautern schon im Jahr 1978 einen 1970 beschafften Dieselbus des Typs Mercedes-Benz O 305 in einen Oberleitungsbus um. Man entschied sich danach gegen einen serienmäßigen Umbau weiterer Wagen, ebenso die Stadtwerke Pforzheim, die 1965 einen Büssing Präfekt in einen Obus umbauten, sowie die Hamburger Hochbahn, bei der schon 1952 auf Basis eines Büssing 5000 T ein Eigenbau-Obus entstand. Bemerkenswert in diesem Zusammenhang auch die Bukarester Verkehrsbetriebe: diese bauten zwischen 1995 und 2000 gleich 22 Genfer Saurer-Omnibusse der Baujahre 1968 bis 1970 zu Oberleitungsbussen um. Für Cluj-Napoca wandelte das Unternehmen Astra aus Arad 2011 15 gebraucht aus Paris übernommene Gelenkbusse des Typs Agora L in Oberleitungsbusse um.

### Umbauten in Dieselbusse

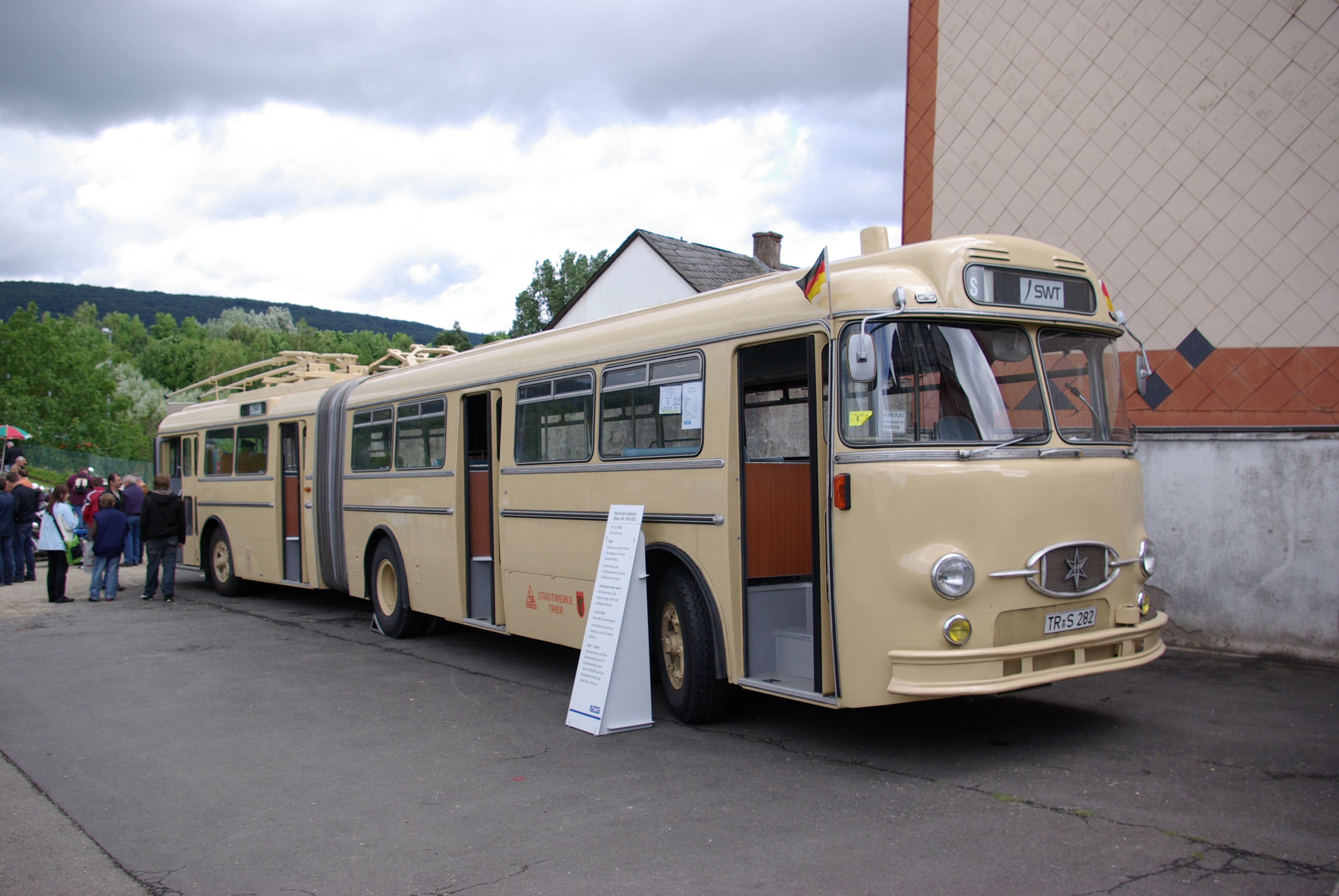
Dieser Trierer HS 160 OSL-G wurde 1969 zu einem Dieselbus umgebaut. Im Zuge der Restaurierung als Museumswagen erhielt er seine Stromabnehmer zurück, diese sind jedoch funktionslos

Auch Umbauten von Oberleitungsbussen in Dieselbusse kommen aufgrund des hohen Aufwands und der damit verbundenen Kosten nur in Ausnahmefällen vor. Im Idealfall kann dabei eine langlebige Obus-Karosserie mit preisgünstigen und serienmäßig hergestellten Dieselbuskomponenten kombiniert werden. Von Nachteil ist hingegen der höhere Kraftstoffverbrauch, bedingt durch die schwerere Karosserie.
So bauten die Stadtwerke Osnabrück in den Jahren 1967 und 1968 gleich 24 Oberleitungsbusse der Baujahre 1959 bis 1961 in Dieselbusse um. Hierzu waren folgende Arbeiten notwendig: Ausbau der elektrischen Ausrüstung, Einbau von Dieselmotor, Getriebe, Kardanwellen, Tank, Kraftstoffleitungen und Auspuffanlage sowie Umbauten im Fahrgastraum. Ursächlich hierfür: angesichts der 1968 erfolgten Stilllegung des Betriebs wollte man nicht auf die noch vergleichsweise neuen Fahrzeuge verzichten. Aus dem gleichen Grund adaptierten auch die Stadtwerke Trier zwischen 1967 und 1972 ihre sechs jüngsten Gelenk-Obusse des Typs HS 160 OSL-G entsprechend, ebenso die Niederrheinischen Verkehrsbetriebe 1968 elf Büssing/Emmelmann/SSW-Gelenkwagen des Baujahrs 1964 und die Stadtwerke Hildesheim 1969 sechs Büssing-Solowagen des Baujahrs 1963.

### Stadtrundfahrten

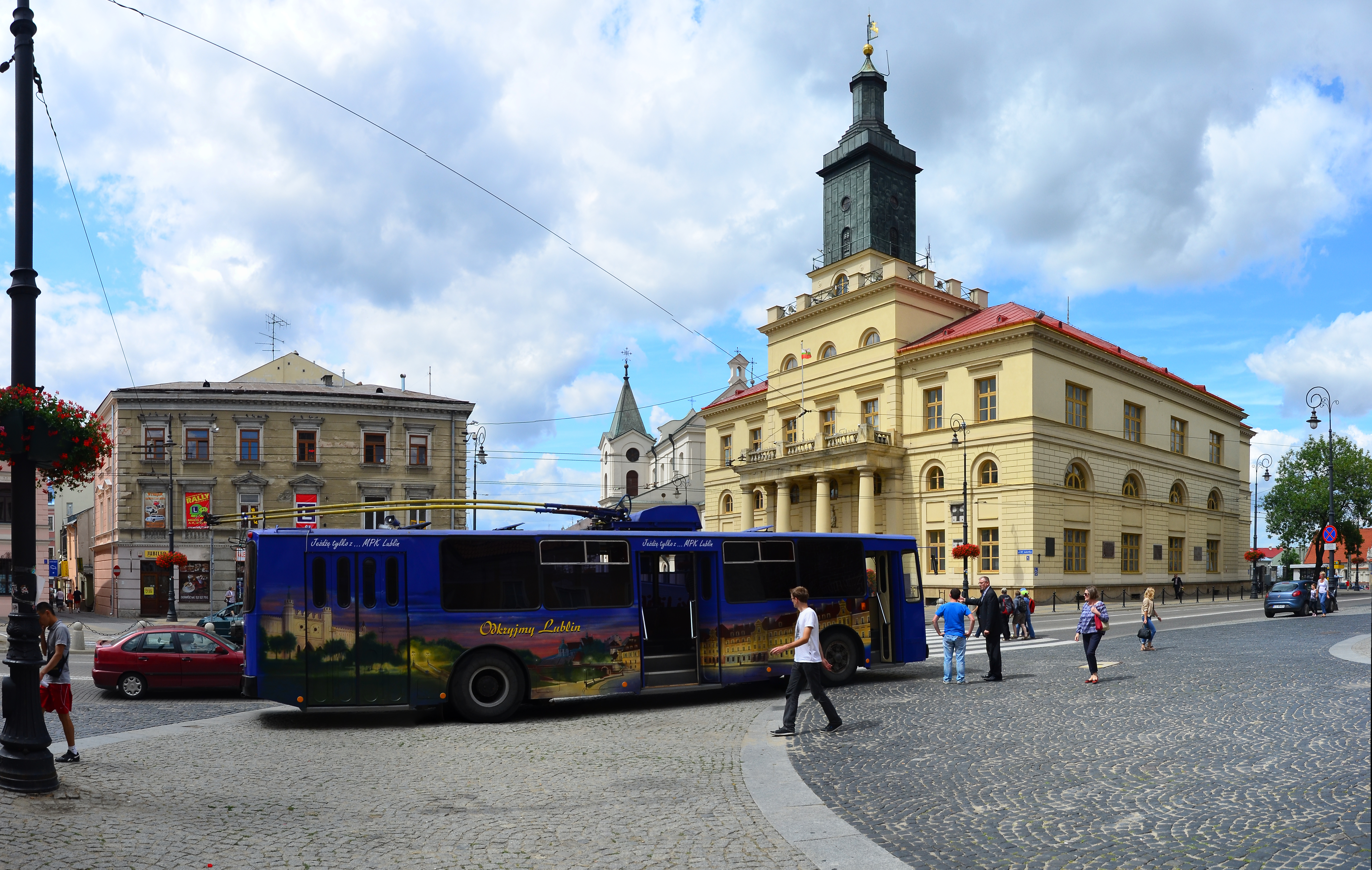
Der Stadtrundfahrtwagen in Lublin wartet auf seinen nächsten Einsatz. Um den Linienverkehr im Hintergrund nicht zu behindern, ist er abgedrahtet.

Vergleichsweise selten sind touristische Stadtrundfahrten mit Oberleitungsbussen. Ursächlich hierfür ist vor allem die Tatsache, dass in der Regel nicht alle Sehenswürdigkeiten an elektrifizierten Strecken liegen beziehungsweise bestimmte Abbiegemöglichkeiten oder sonstige Verknüpfungen im Netz fehlen. Dennoch wird etwa im polnischen Lublin eine Touristiklinie „T“ mit einem historischen ZiU-9-Obus betrieben. Ebenso verkehrt seit dem 1. August 2021 in der moldauischen Hauptstadt Chișinău an Wochenenden im Sommer eine Sightseeing-Linie „T“, zum Einsatz kommt ein speziell folierter Belkommunmasch-Niederflurwagen mit Hilfsantrieb. Darüber hinaus setzte die argentinische Stadt Mendoza bis Anfang 2009 einen Obus des Typs Trolleybus Solingen für Stadtrundfahrten ein. Hierzu besaß dieser eine veränderte Inneneinrichtung und eine Sonderlackierung.

## Weltweiter Überblick

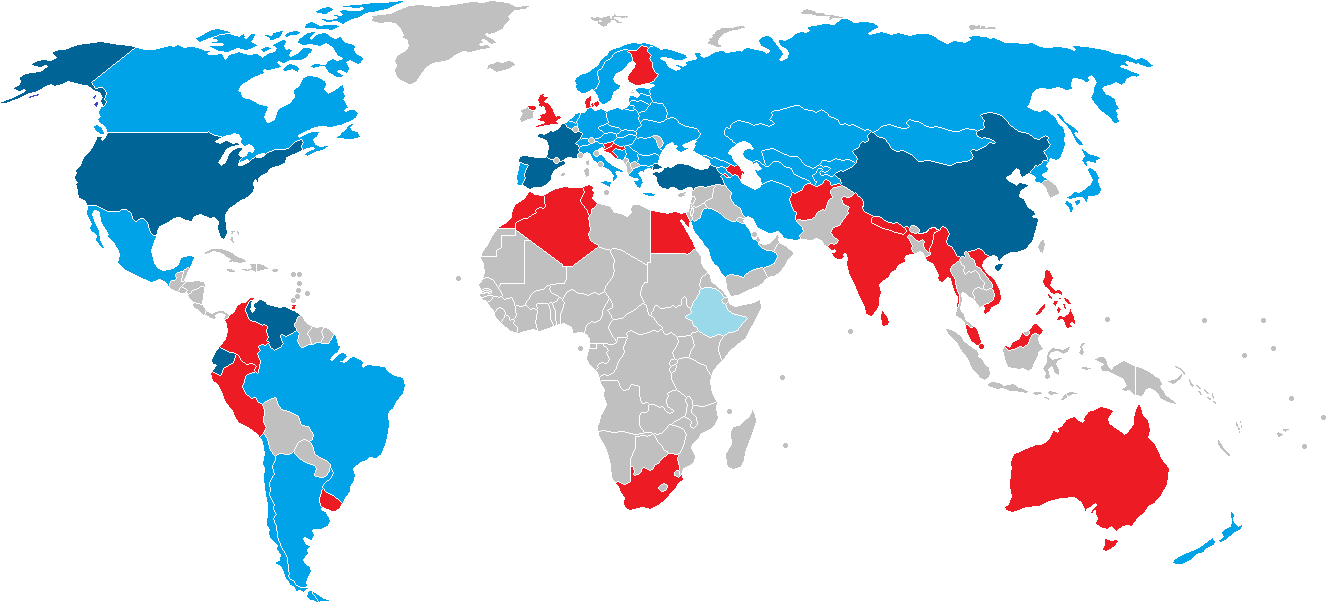
Weltweiter Oberleitungsbusbetrieb:
Oberleitungsbus-Systeme in Betrieb, inklusive Busway-Betrieben
Oberleitungsbus-Systeme in Betrieb, ohne Busway-Betriebe
Neue Oberleitungsbus-Systeme geplant
Länder, die in der Vergangenheit Oberleitungsbus-Betriebe hatten
Länder, die niemals einen Oberleitungsbus-Betrieb hatten

Am 31. Dezember 2021 waren weltweit nur noch weniger als 24.000 Oberleitungsbusse in Betrieb, davon knapp 5000 in der Europäischen Union, der Schweiz und Norwegen. Außer in Ozeanien, wo der letzte am 31. Oktober 2017 in Wellington verkehrte, fahren sie auf allen Kontinenten. Ende 2019 existierten dabei weltweit 2200 Obus-Linien, davon 526 in der Europäischen Union, der Schweiz und Norwegen.

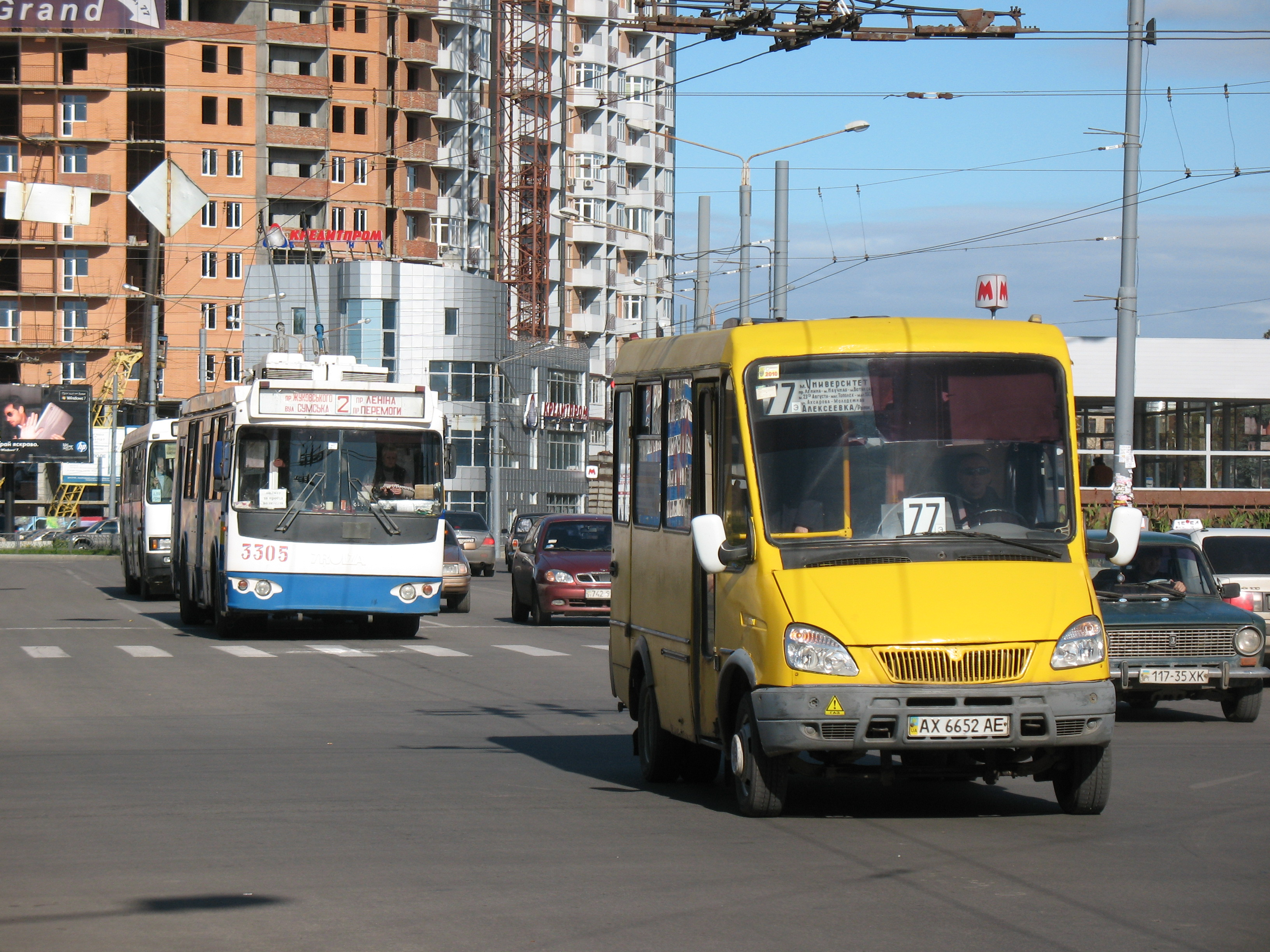
Direkte Konkurrenz zwischen Marschrutka und Trolleybus in Charkiw

Global betrachtet befindet sich das Verkehrsmittel seit der politischen Wende der Jahre 1989/1990 aus unterschiedlichen Gründen auf dem Rückzug. So wurden allein in den 2000er Jahren um die 60 Betriebe eingestellt, aber nur zehn neue eröffnet – von denen zwei bereits wieder stillgelegt sind. Trotz weiterer vereinzelter Neueröffnungen setzte sich dieser Trend in den 2010er Jahren fort.
Die meisten Einstellungen waren in den kleineren Nachfolgestaaten der Sowjetunion zu verbuchen, darunter Armenien, Aserbaidschan – wo zwischen 2003 und 2006 sogar alle fünf Netze aufgelassen werden mussten –, Kasachstan und Usbekistan, ebenso in Georgien, dort wurden zwischen 2003 und 2010 zehn der einst zwölf georgischen Obus-Betriebe eingestellt. Die einzelne Linie in Zchinwali wurde bereits Ende 1990 im Bürgerkrieg um Südossetien zerstört, so dass nur noch der Oberleitungsbus Sochumi erhalten blieb. Er befindet sich in der international nicht anerkannten Republik Abchasien und konnte nur mit russischer Hilfe überleben.
Ursächlich für diese Entwicklung waren hauptsächlich fehlende finanzielle Mittel – oft konnten nicht einmal die Stromrechnungen beglichen werden –, ebenso die verschlissene Technik aus Sowjetzeiten sowie die Konkurrenz durch die parallel verkehrenden Marschrutkas. Auffällig viele Netzaufgaben waren außerdem in der Volksrepublik China und in Rumänien zu beobachten.
Ein italienisches Phänomen ist die mehrere Jahre andauernde vorübergehende Einstellung von Betrieben, um Fahrleitung und Fahrzeuge zu erneuern. Dies betraf Bologna (unterbrochen von 1982 bis 1991), La Spezia (1985 bis 1988), Chieti (1992 bis 2009), Modena (1996 bis 2000) und Genua (2003 bis 2007). In Cremona ist hingegen eine Wiedereröffnung des Betriebs Ende der 2000er Jahre gescheitert, die seit 2002 nicht mehr verwendete Oberleitung bleibt weiterhin ungenutzt. Anders in Bari, dort ist weiterhin geplant, den schon 1988 eingestellten Betrieb wieder aufzunehmen. Obwohl dazu bereits 1999 und 2009 neue Wagen beschafft wurden, die bislang nicht zum Einsatz kamen, war der Betrieb allerdings auch 2021 immer noch nicht wiedereröffnet. Außerdem begann bereits 2009 in Avellino der Aufbau eines weiteren neuen Obus-Systems, das letztlich aber erst 2023 in Betrieb ging. Ein weiteres geplantes System ist der Oberleitungsbus Pescara, an dem schon seit 2010 gebaut wird.

## Größte Betriebe
Die Stadt mit den weltweit meisten Trolleybussen ist die belarussische Hauptstadt Minsk mit knapp 900 Trolleybussen und 63 Linien (Stand Mai 2017). Einst trug die russische Hauptstadt Moskau diesen Titel, dort reduzierte das Verkehrsunternehmen Mosgortrans den Betrieb jedoch bis August 2020 schrittweise auf eine einzige verbliebene Linie, die am 31. März 2022 schließlich auch eingestellt wurde. Größter Betrieb in Asien ist die chinesische Hauptstadt Peking mit mehr als 500 Fahrzeugen und 26 Linien (Stand 2017), der größte Betrieb auf dem amerikanischen Kontinent liegt in der mexikanischen Hauptstadt Mexiko-Stadt mit 379 Fahrzeugen (Höchststand 1986 mit 1045) und acht Linien (Stand 2017).

## Besonderheiten

Funktionsfähige Modell-Oberleitungsbusse

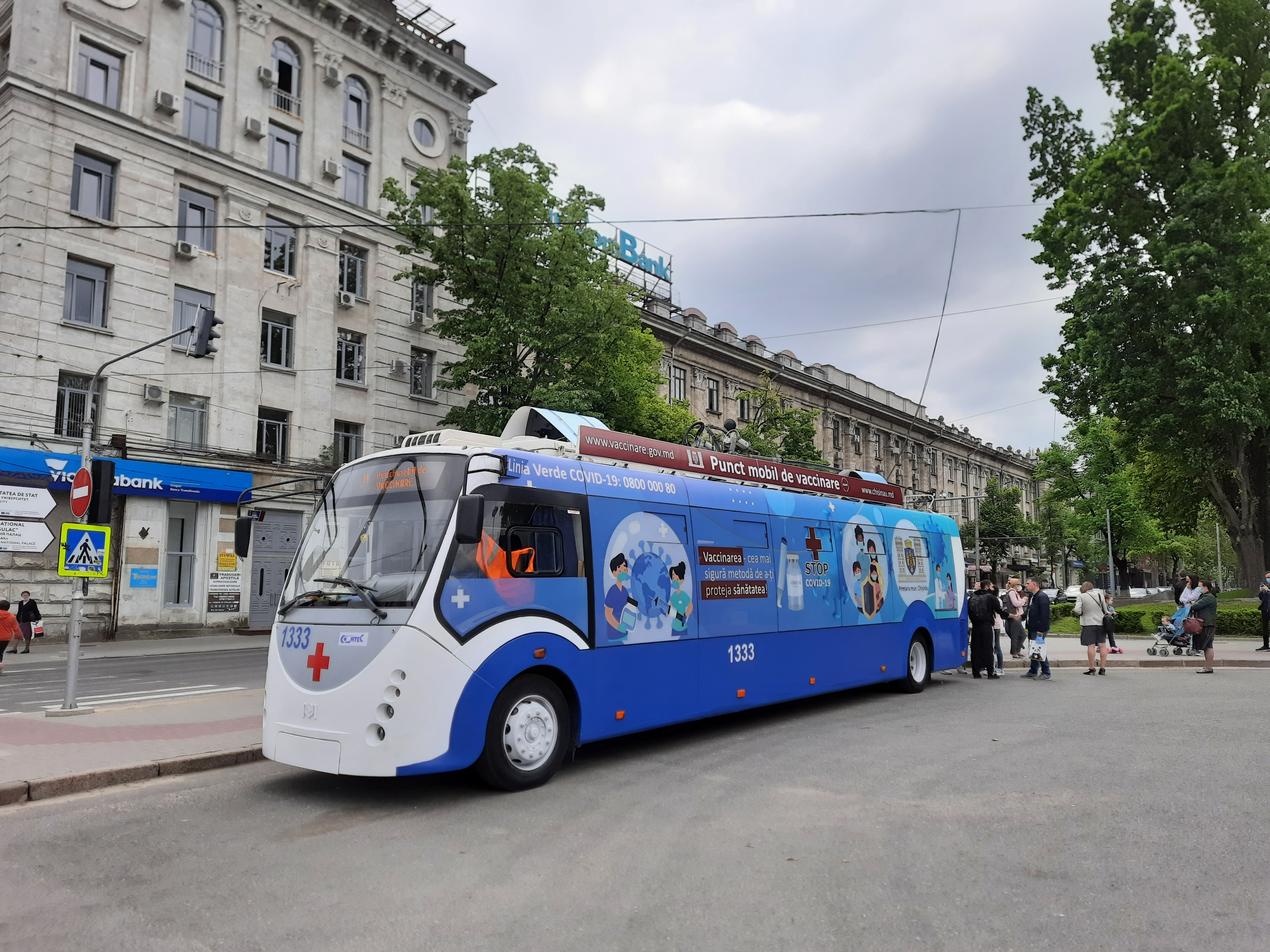
Impf-Trolleybus in Chișinău, Mai 2021

- In manchen Städten bestehen Teilnetze, die nicht mit dem jeweiligen Hauptnetz verbunden sind. So hat die Linie 33 in Bratislava seit ihrer Eröffnung keinerlei Verbindung zu den übrigen Linien. Ebenso besteht das Bukarester Obus-Netz aus zwei autonomen Bereichen. Beim nordkoreanischen Oberleitungsbus Ch’ŏngjin haben sogar alle drei vorhandenen Linien keine Fahrleitungsverbindung untereinander.[155]
- In Esslingen konnten 1990 beim Oberleitungsbau auf der Vogelsangbrücke die Masten aus statischen Gründen nicht wie geplant im Fundament der Brücke gesetzt werden. Sie wurden deshalb in wesentlich stärkerer Ausführung an beiden Ufern des Neckars aufgestellt. Der Mastabstand von 98 Metern gilt als Weltrekord bei der Fahrleitungsabspannung für Oberleitungsbusse.[378]
- Die Oberleitungsbusstrecke Murodō–Daikanbō in Japan war die letzte weltweit, die im Linksverkehr betrieben wurde – wenngleich sie nicht im öffentlichen Straßenraum verlief. In allen anderen Ländern mit noch existierenden Oberleitungsbusnetzen wird hingegen rechts gefahren.
- Als Zubehör für Modelleisenbahnen fertigte die Firma Eheim ab 1950 voll funktionsfähige Oberleitungsbusse in der Nenngröße H0, das heißt im Maßstab 1:87. 1963 wurde die Modellbausparte von Eheim durch die Firma Brawa übernommen, die dann 1967 auch ein Programm in Nenngröße N herausbrachte. Die Produktion von Modell-Oberleitungsbussen wurde schließlich im Jahr 2000 eingestellt.
- Das Trolleybusunternehmen in der nordkoreanischen Hauptstadt Pjöngjang unterhält, wie auch die Nordkoreanische Eisenbahn und die U-Bahn Pjöngjang, einen eigenen Radiosender.[379]
- In der Sowjetunion existierten zu Zeiten der Perestroika zu Verkaufswagen beziehungsweise Verkaufsfahrzeugen von privaten Handelskooperativen umfunktionierte Trolleybusse, so etwa 1989 in Charkiw und Poltawa. Sie hatten bestimmte Halteplätze, an denen – rechts neben der Oberleitung für die Linienwagen – eine separate Standspur für die Stromversorgung der mobilen Läden montiert wurde. Mangels Luftweichen mussten die Stromabnehmerstangen dabei manuell umgelegt werden.
- Im russischen Orenburg verbindet die Trolleybuslinie 10 Europa mit Asien.[380]
- Im Nordwesten Tschechiens unterhielt das Unternehmen Škoda von 1963 bis 2004 eine eigene Werksteststrecke für Obusse. Sie war 6,1 Kilometer lang, bis zu zwölf Prozent steil und führte von Dolní Žďár nach Jáchymov.
- In São Paulo operieren zwei verschiedene Obus-Gesellschaften parallel zueinander: Die São Paulo Transportes (SPT) betreibt 14 Linien im Stadtbereich, und die Empresa Metropolitana des Transportes Urbanos (EMTU) weitere sechs Linien in die Vororte. Die beiden Netze treffen zwar am Umsteigeknoten Terminal São Mateus aufeinander, sind jedoch physisch nicht miteinander verbunden.
- Während der COVID-19-Pandemie kamen in der moldauischen Hauptstadt Chișinău Trolleybusse als mobiles Impfzentrum zum Einsatz
- In Anspielung an den ehemaligen Oberleitungsbus Kapfenberg (1944–2002) in der nordöstlichen Nachbarstadt von Bruck an der Mur wird der Rufbus (2017–2022) in den westlichen Stadtteil Oberaich O-Bus genannt.[381]
- In Chicago dienten früher mit einem Schneepflug ausgestattete Oberleitungsbusse dem Winterdienst.[382]